# Emléktáblák Budapest XIII. kerületében
Budapest XIII. kerülete szócikkhez kapcsolódó képgaléria, mely helyi, országos vagy nemzetközi hírű személyekkel, valamint épületekkel, műtárgyakkal, helynevekkel és eseményekkel összefüggő emléktáblákat tartalmaz.

## Galéria

### Emléktáblák

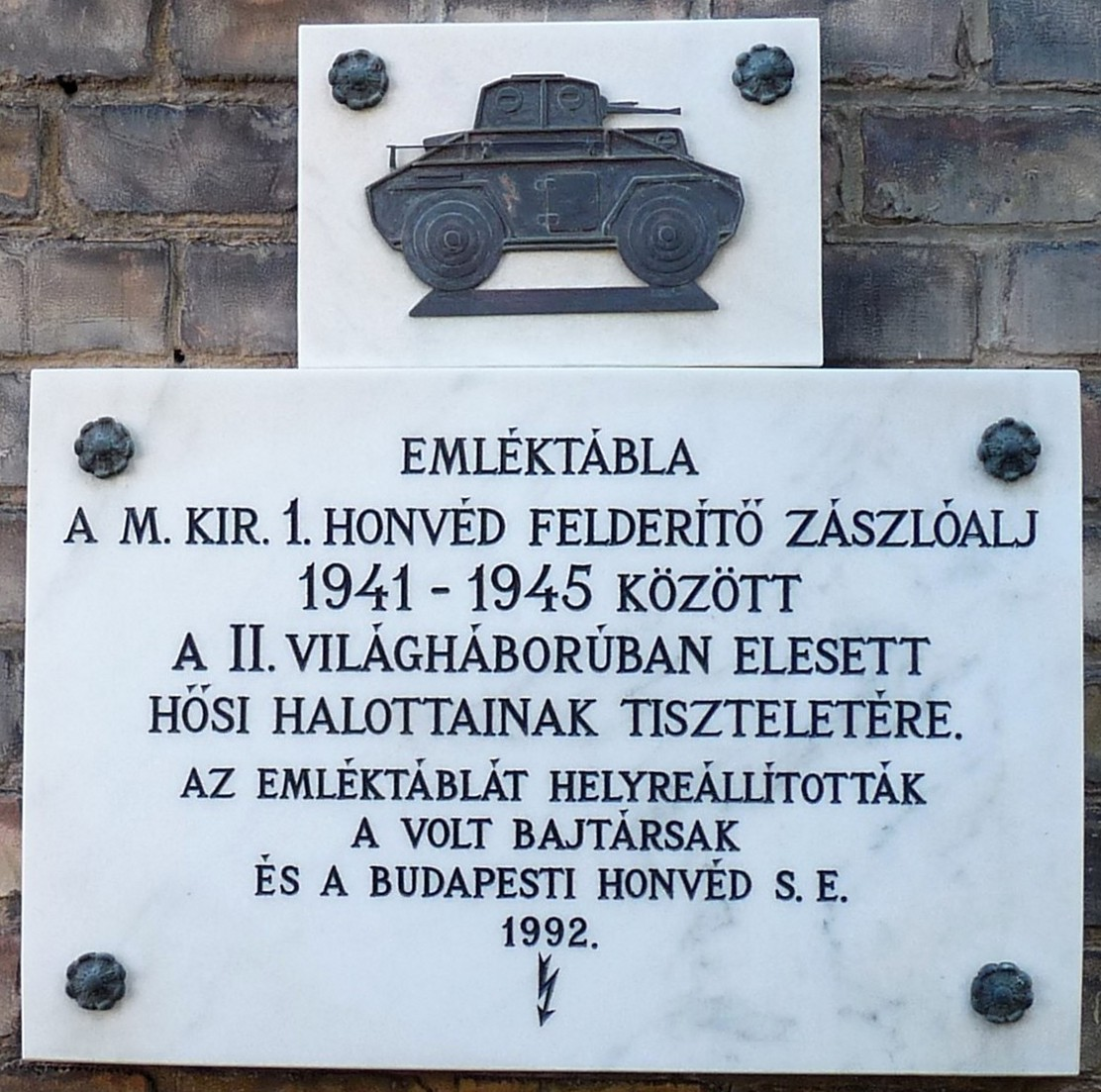
1. honvéd felderítő zászlóalj hősi halottai, Dózsa György út 53.
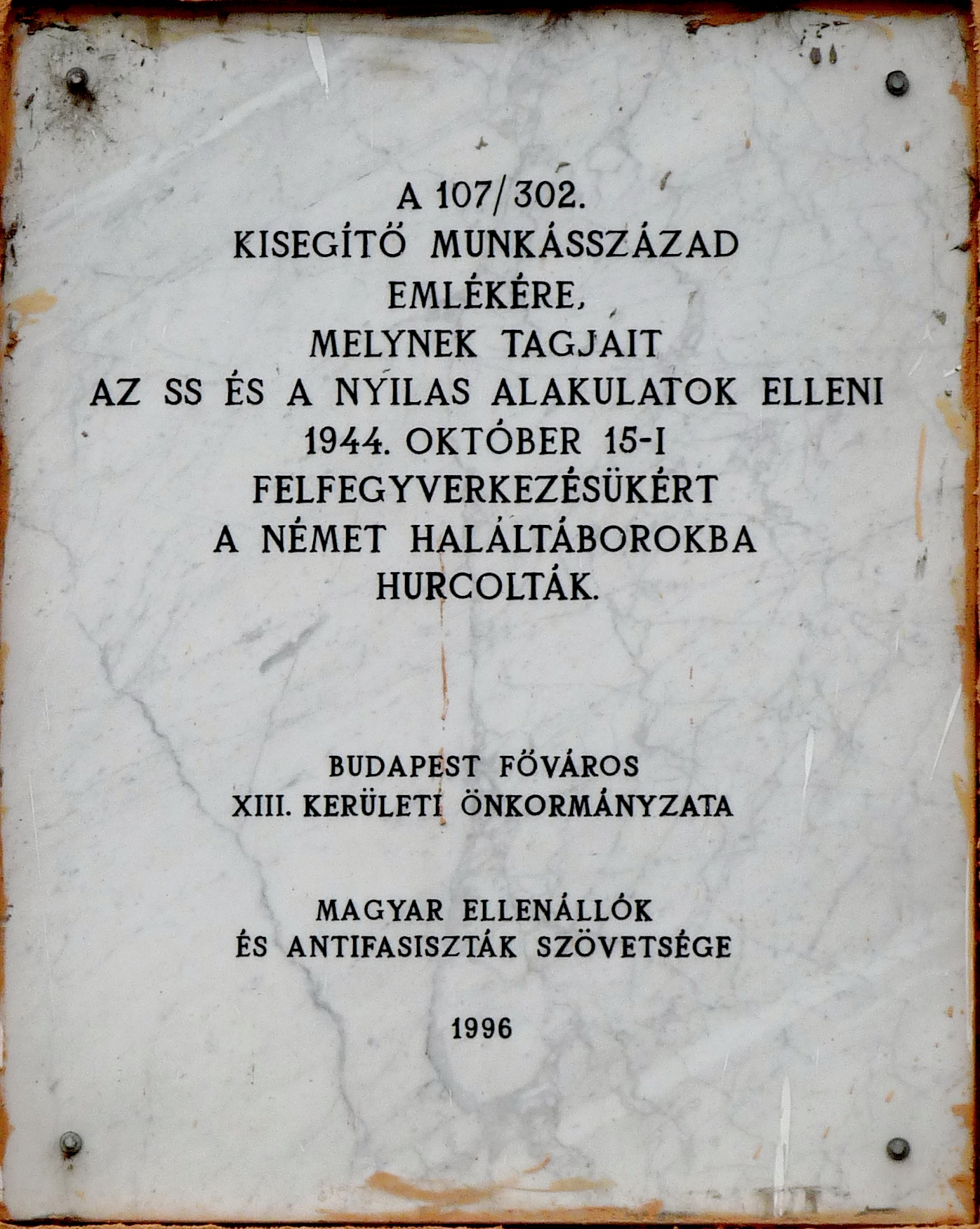
107/302. kisegítő munkásszázad, Reitter Ferenc utca 24/b.
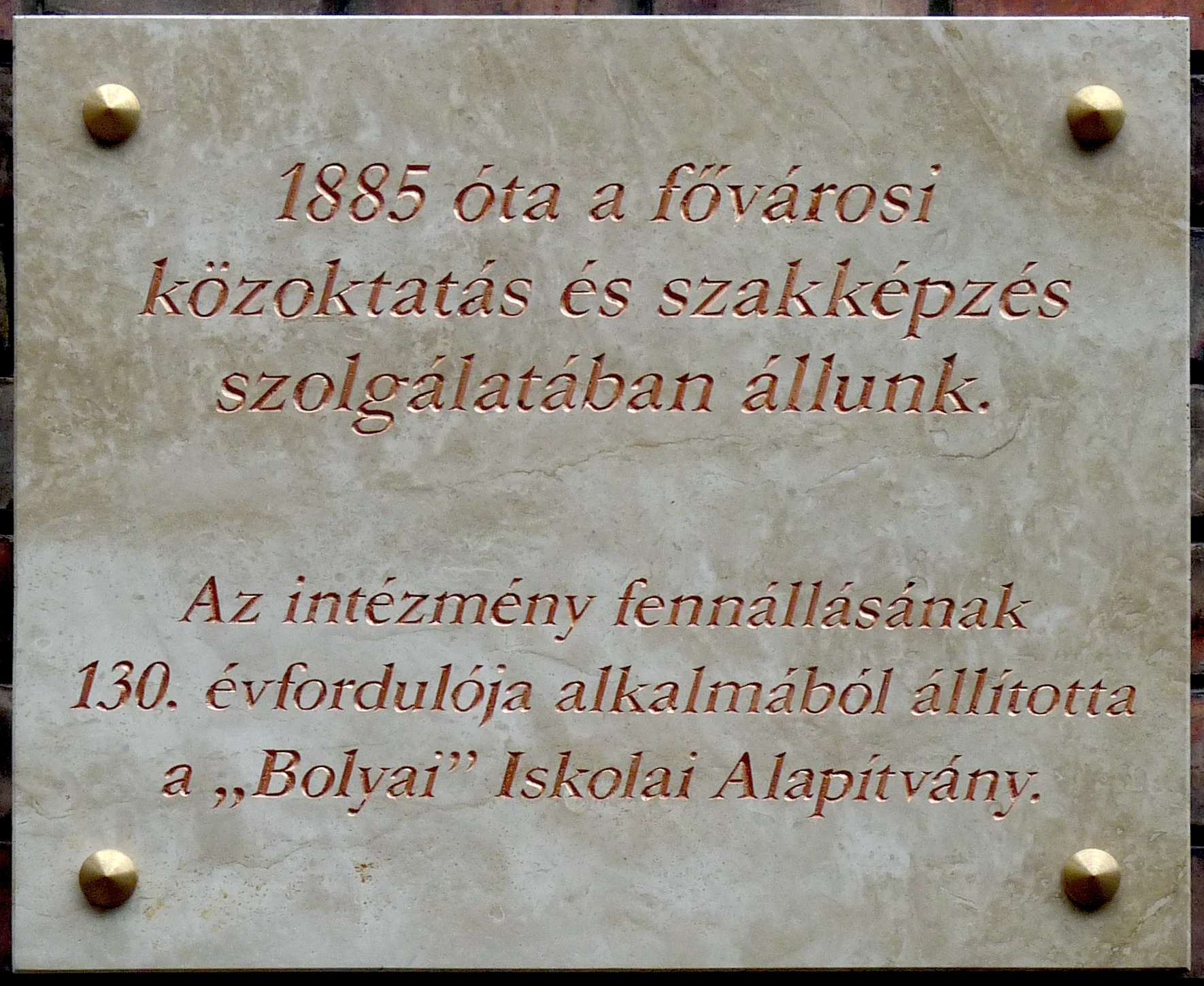
130 év a közoktatásban és szakképzésben Váci út 21.
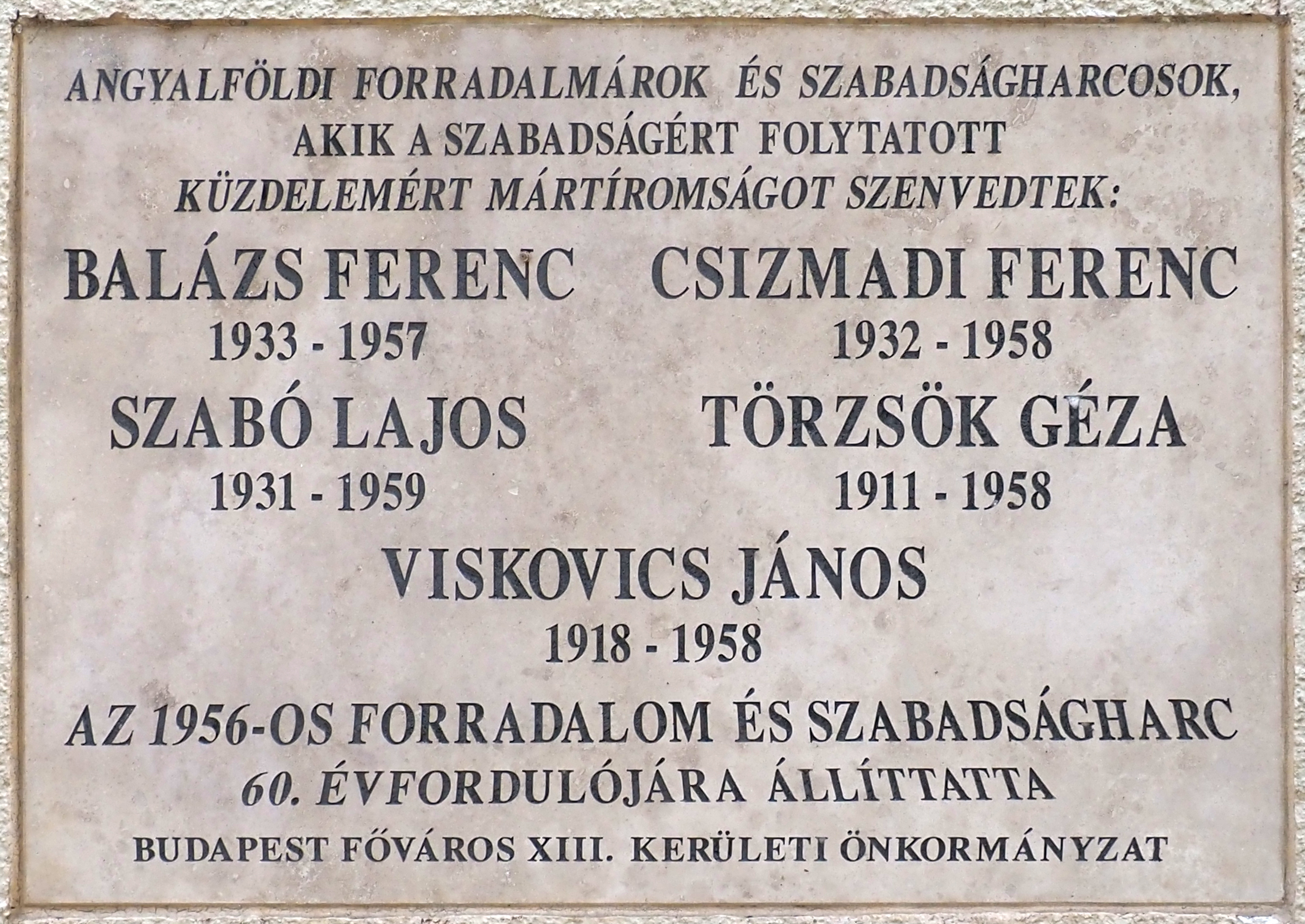
1956-os angyalföldi mártírok[1], Tahi utca 14.
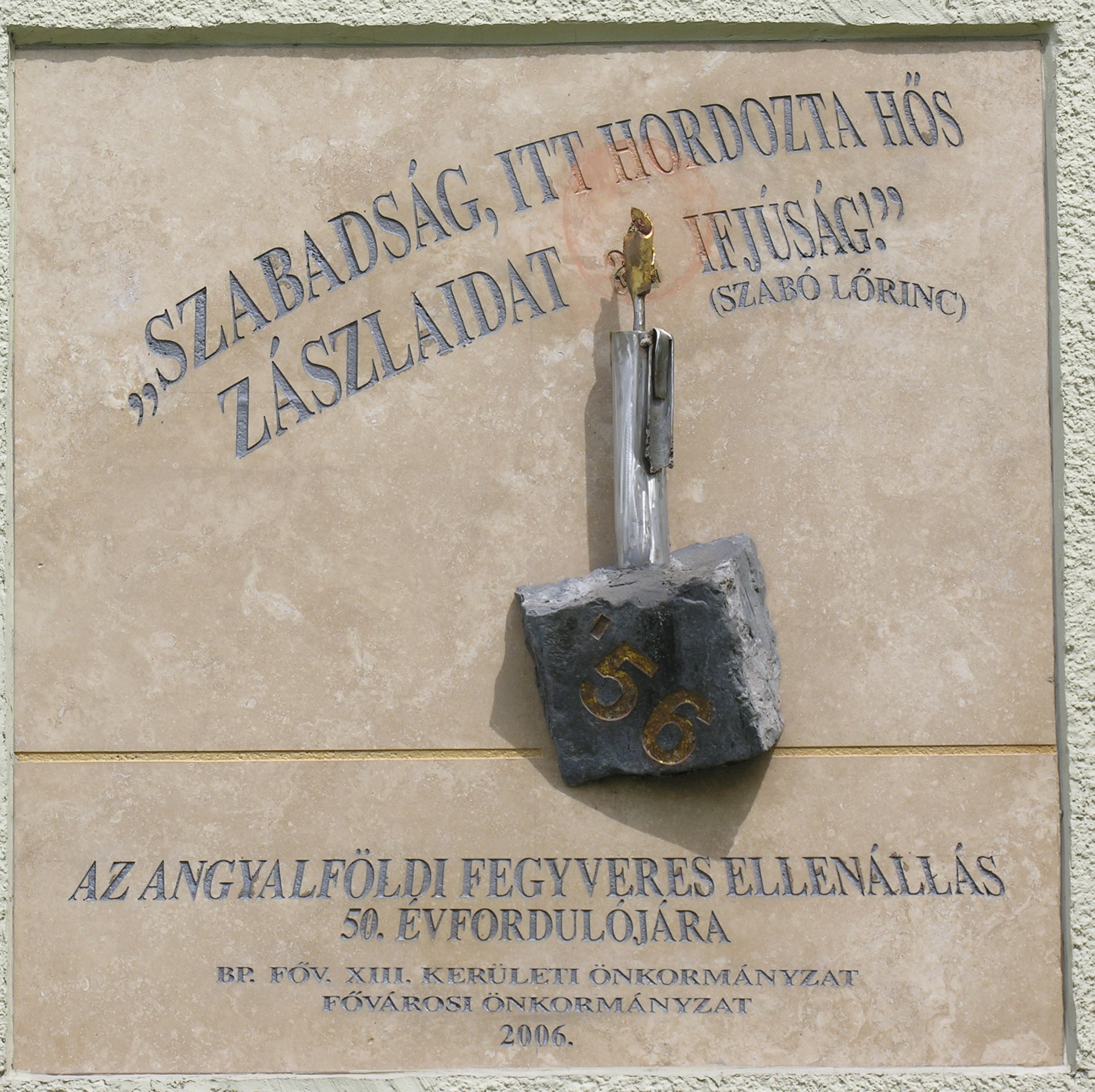
1956-os forradalom, Tahi utca 14. alkotó: Marosits István
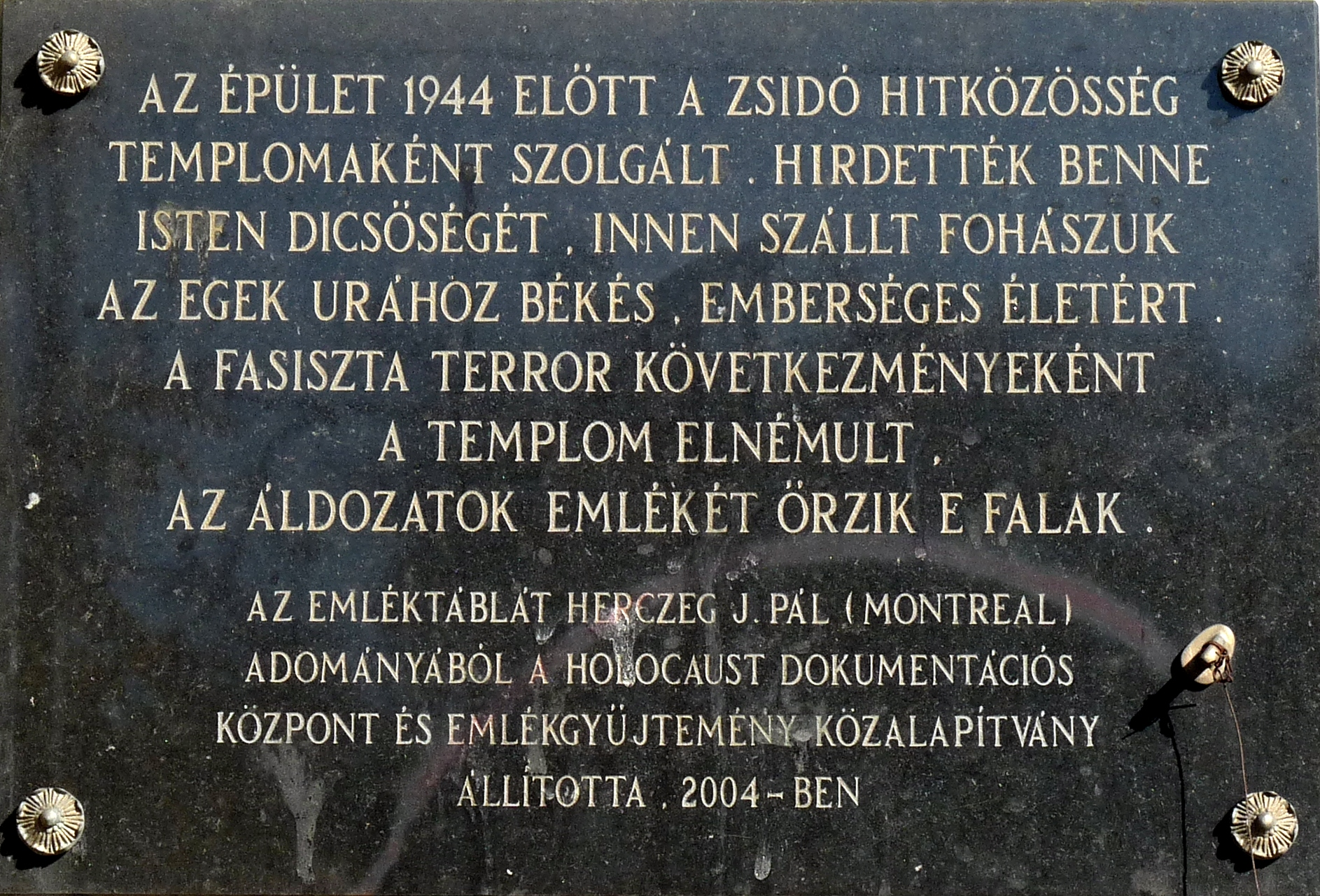
2. világháború, zsidó áldozatok, Dózsa György út 55.
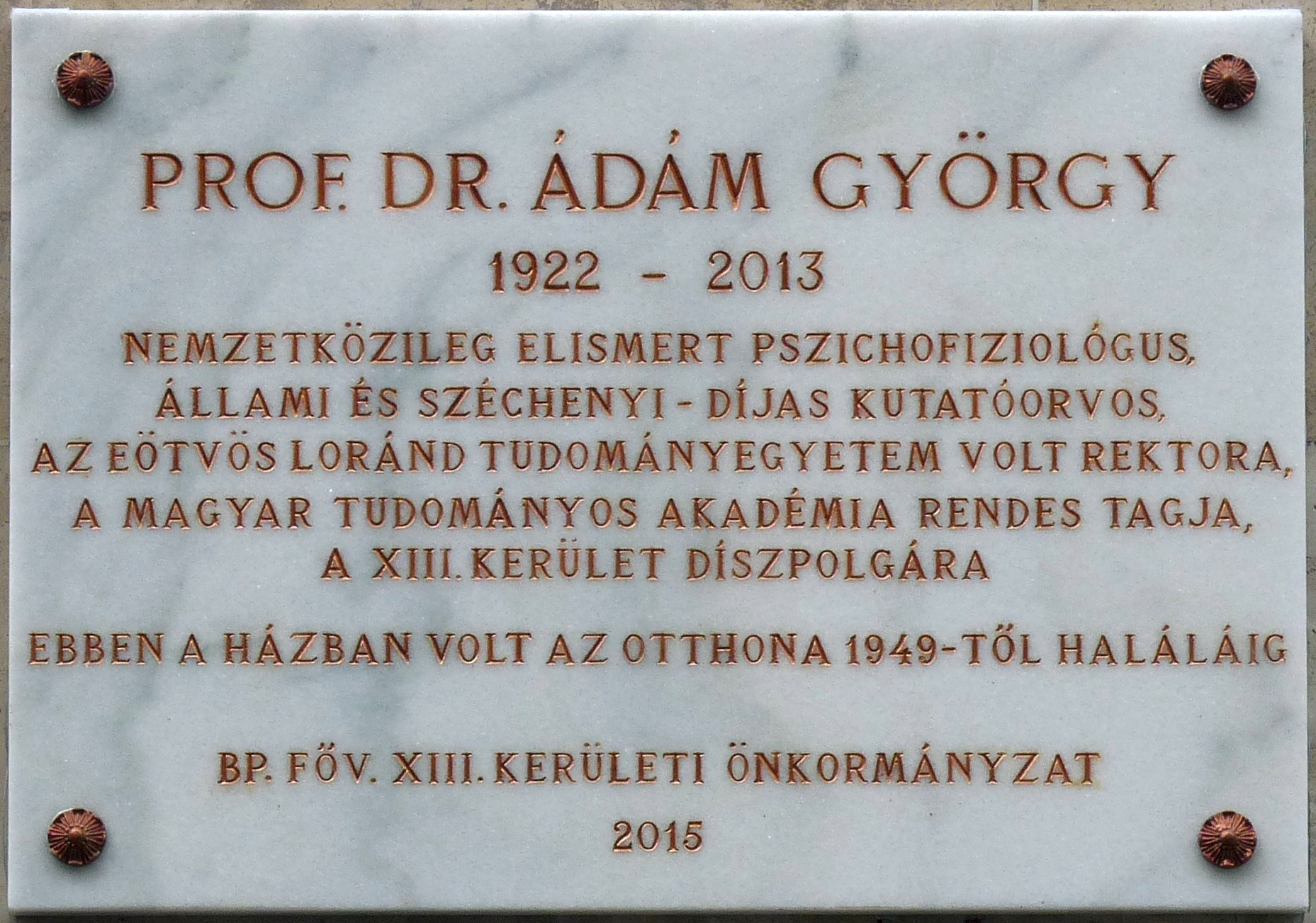
Dr. Ádám György, Visegrádi utca 38/b.
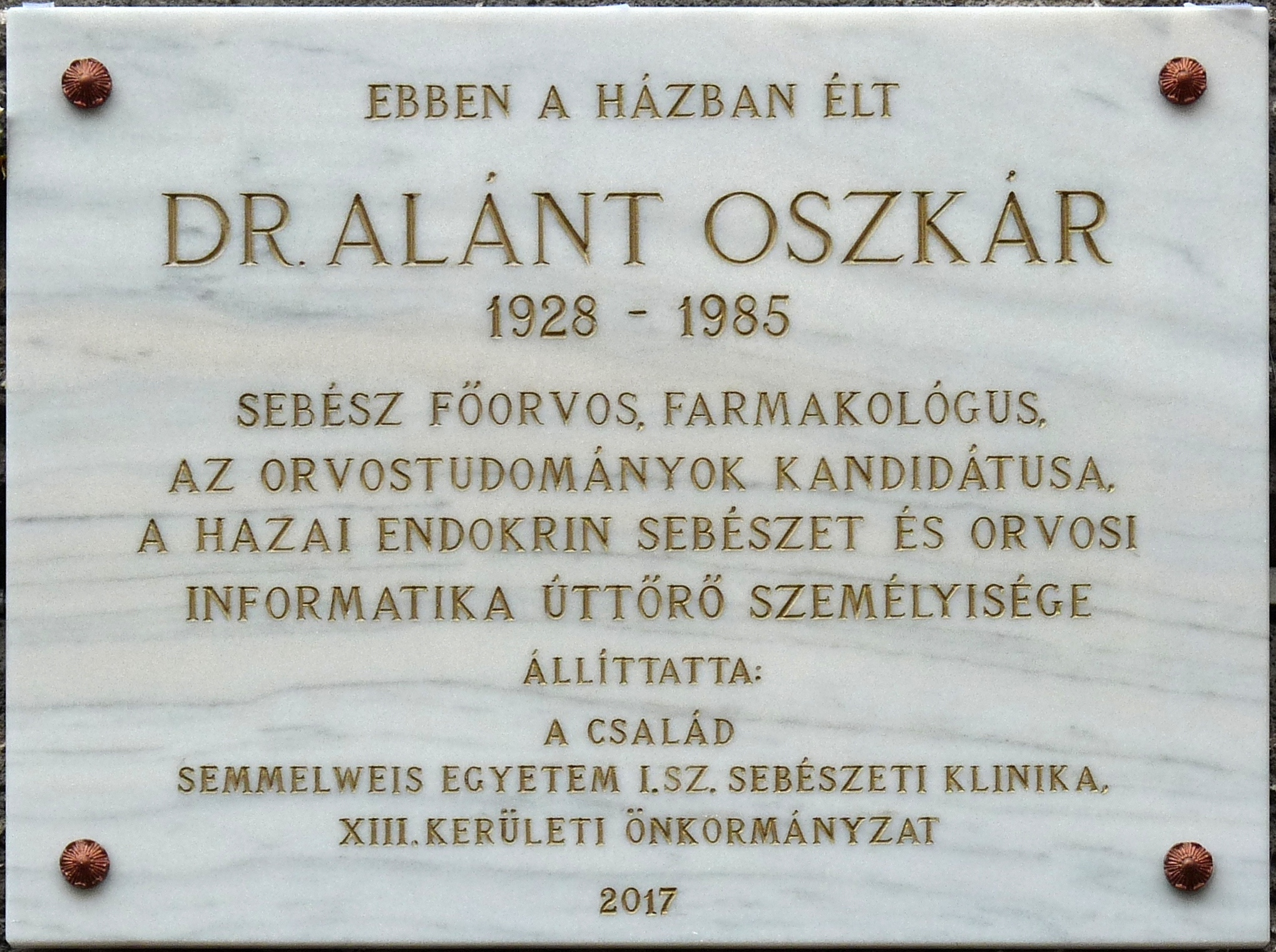
Alánt Oszkár, Pannónia utca 36.
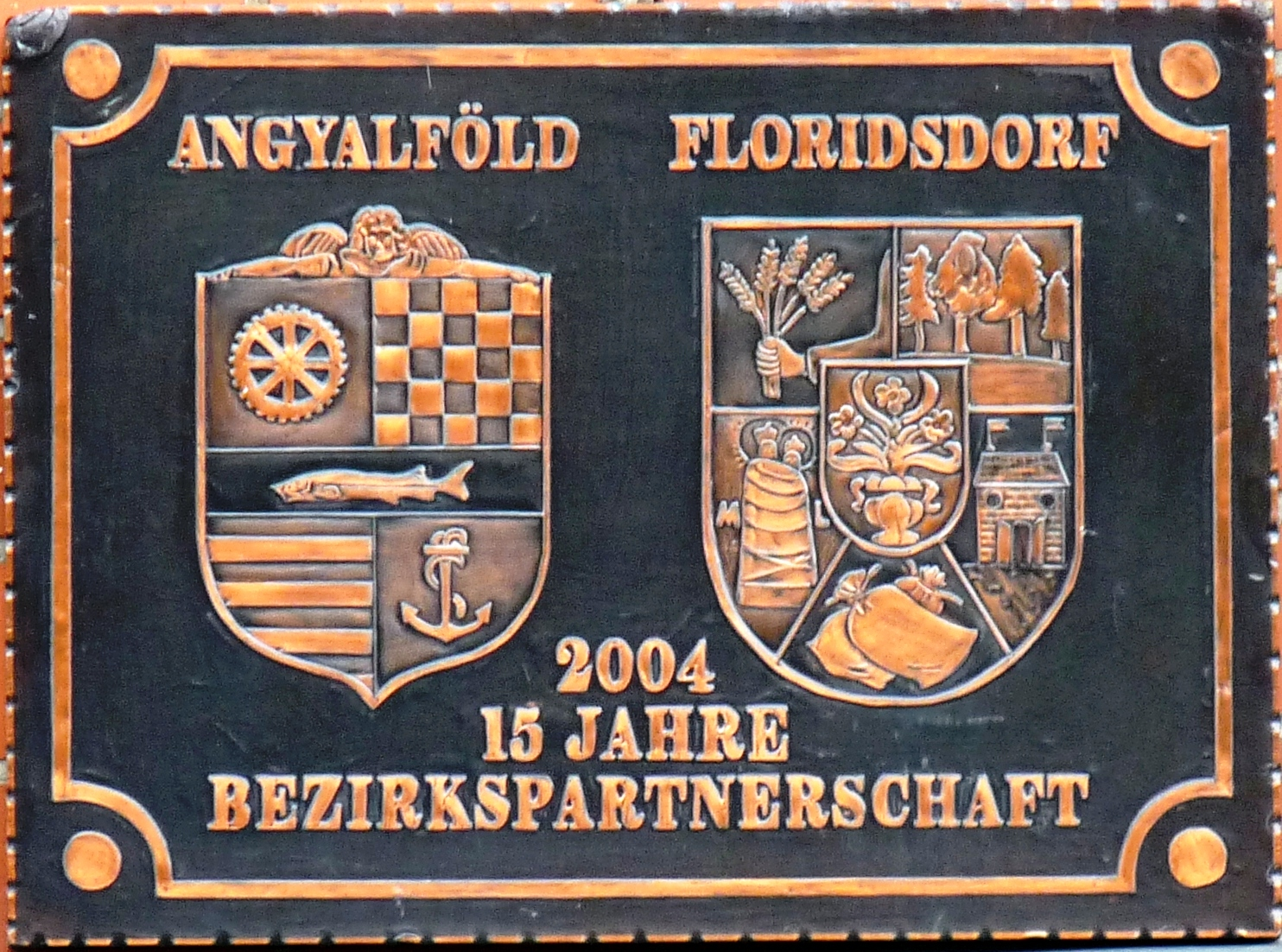
Angyalföld-Floridsdorf testvérkerület, Béke tér 1.
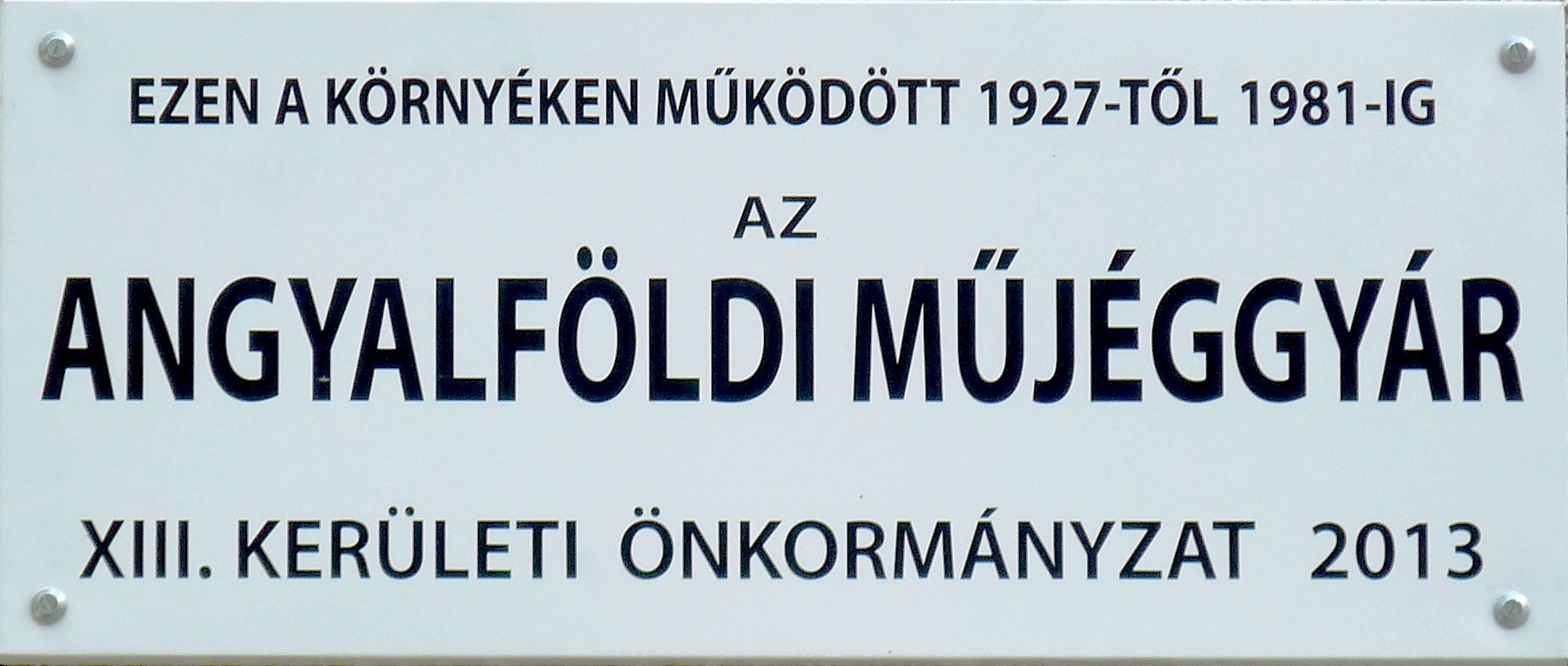
Angyalföldi Műjéggyár, Jéggyár utca 2.
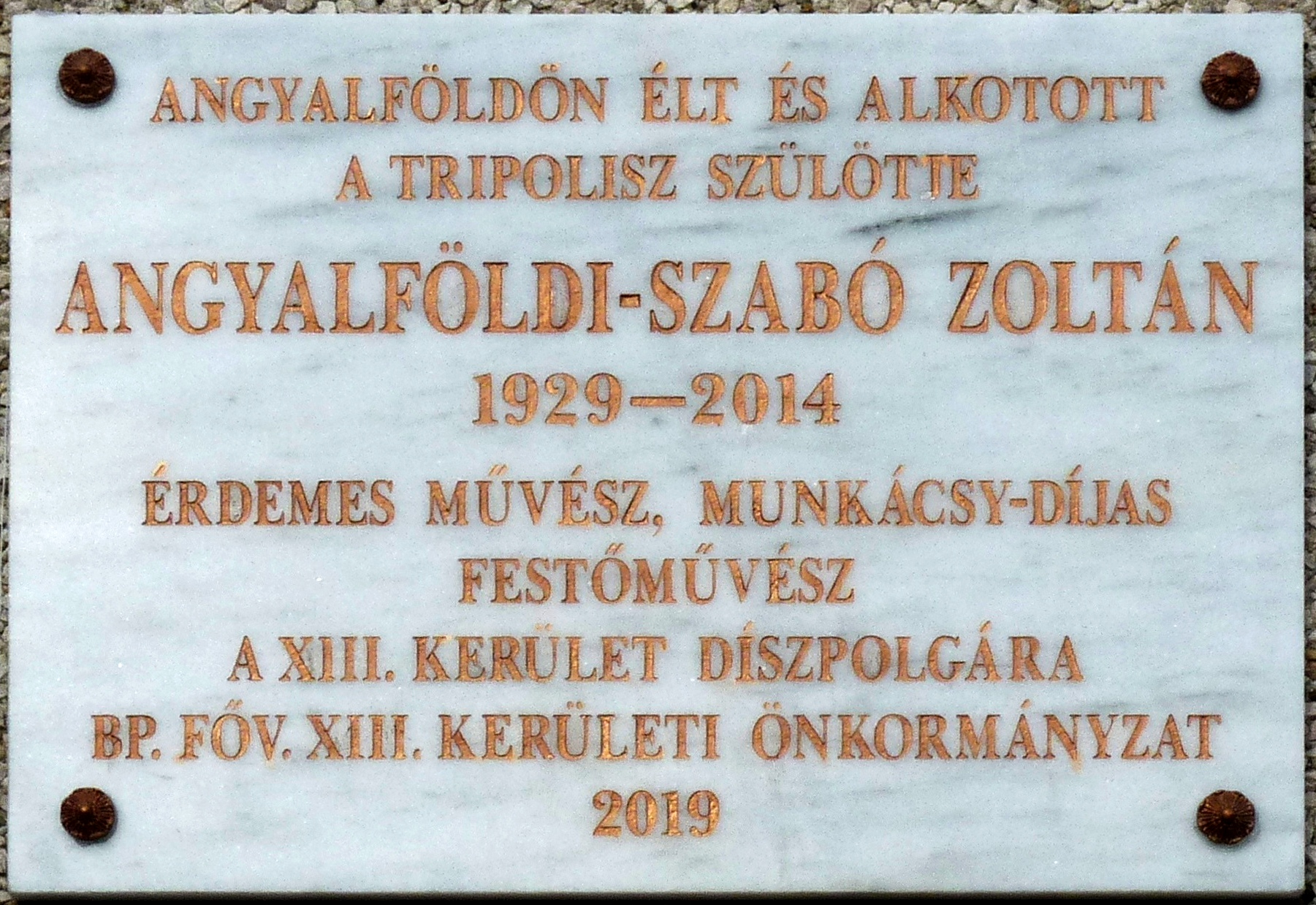
Angyalföldi Szabó Zoltán, Tomori utca 5.
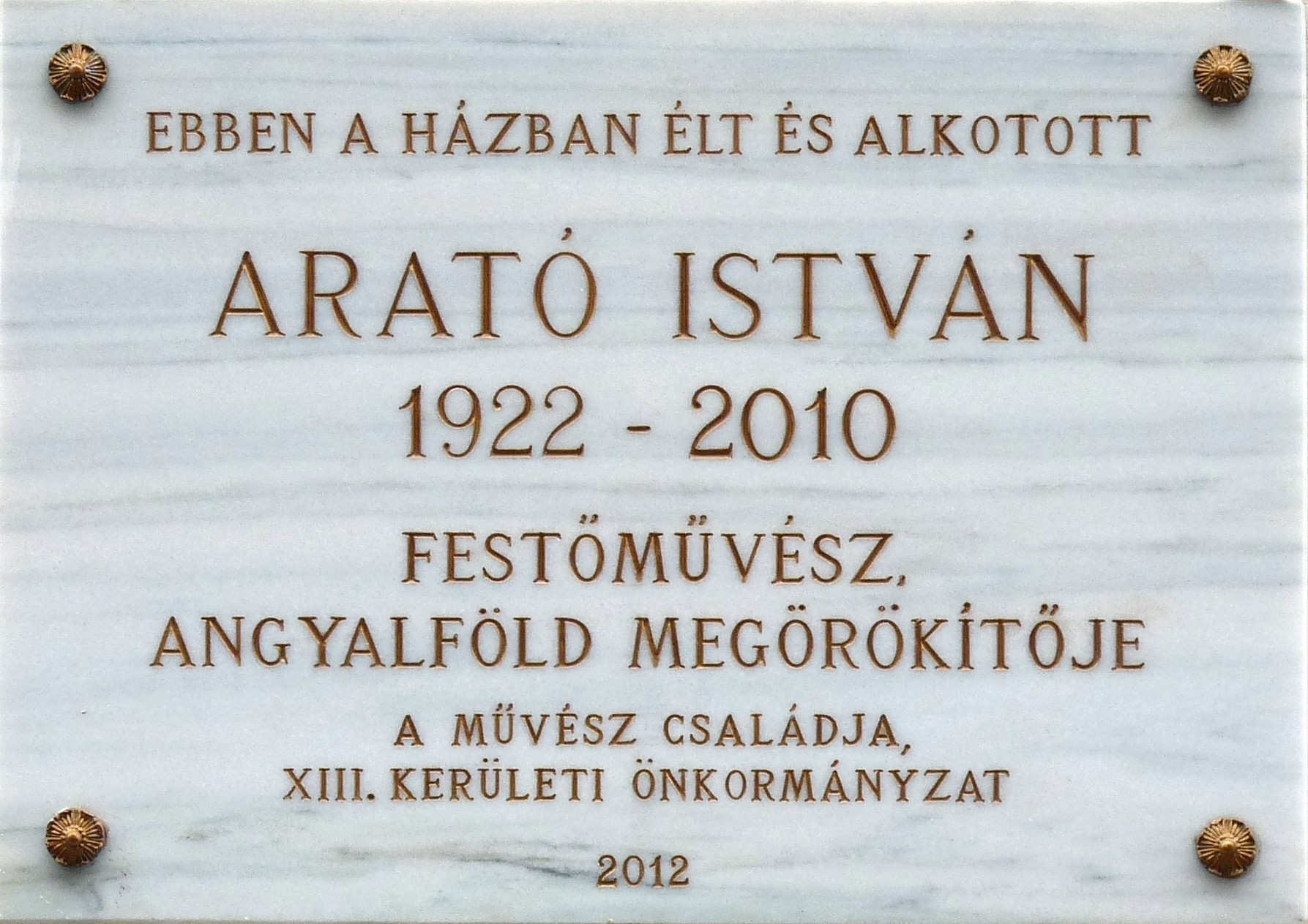
Arató István, Hegedűs Gyula utca 40.
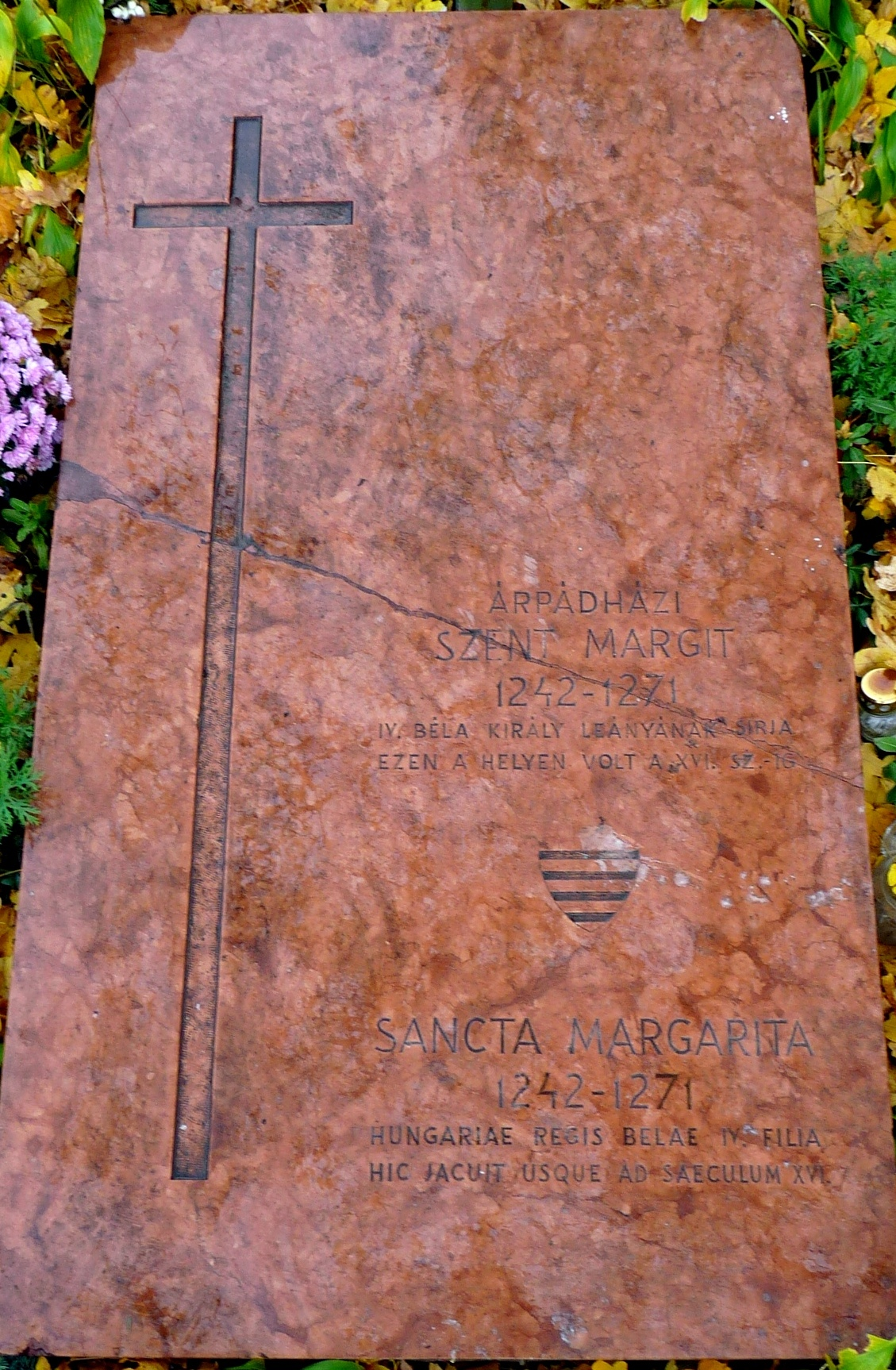
Árpád-házi Szent Margit, Margit-sziget
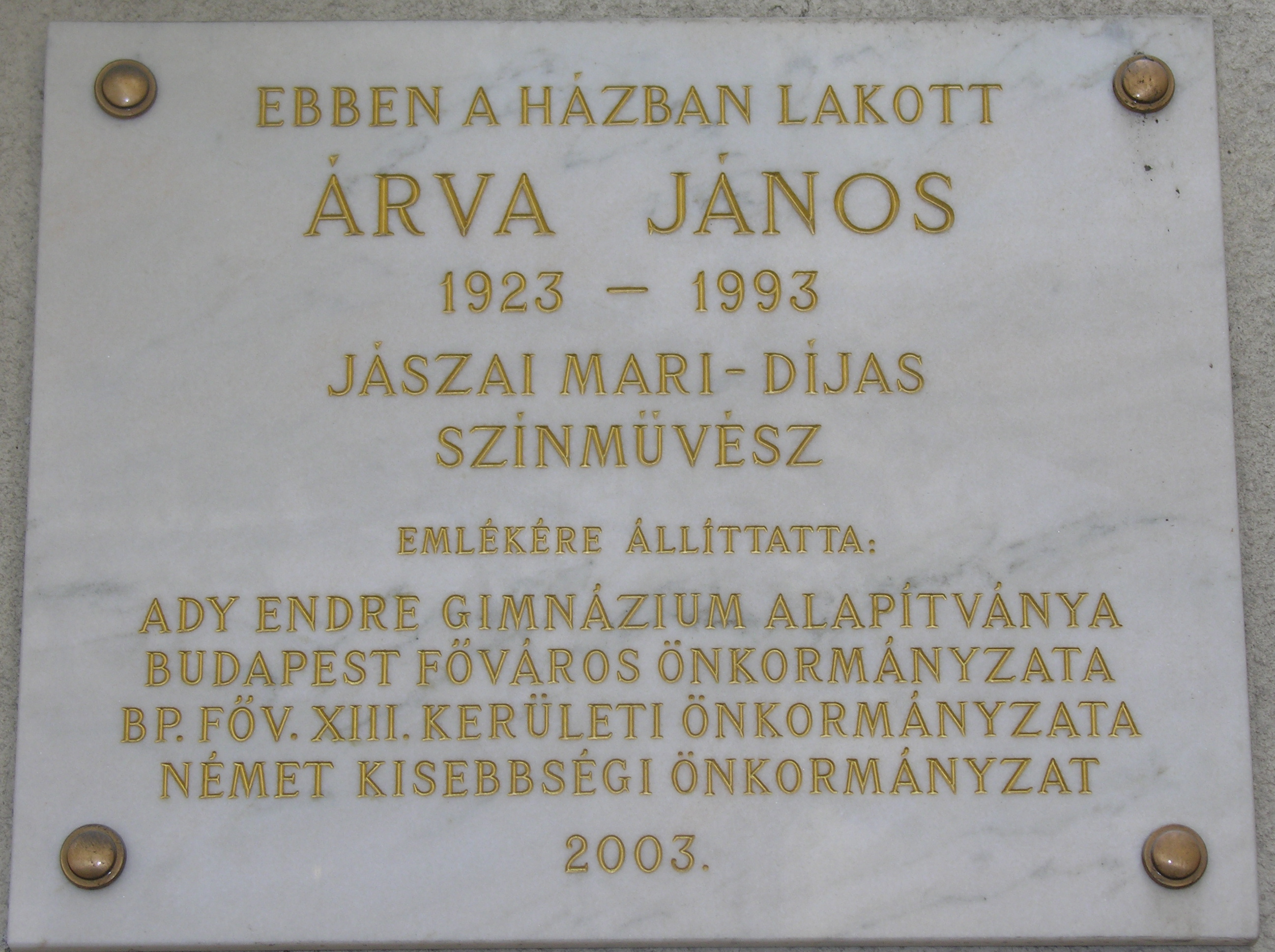
Árva János, Hollán Ernő utca 5.
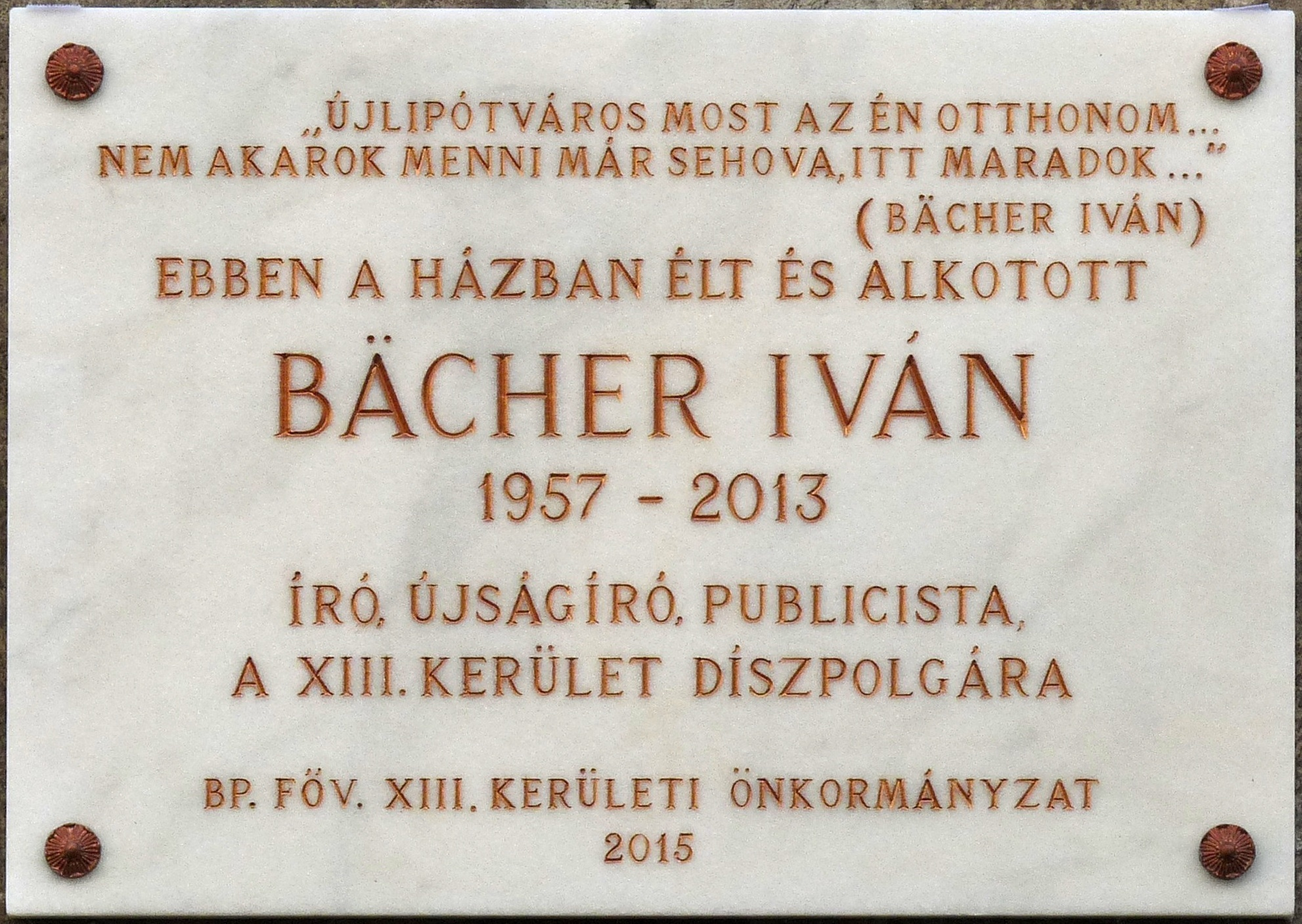
Bächer Iván, Pannónia utca 21.
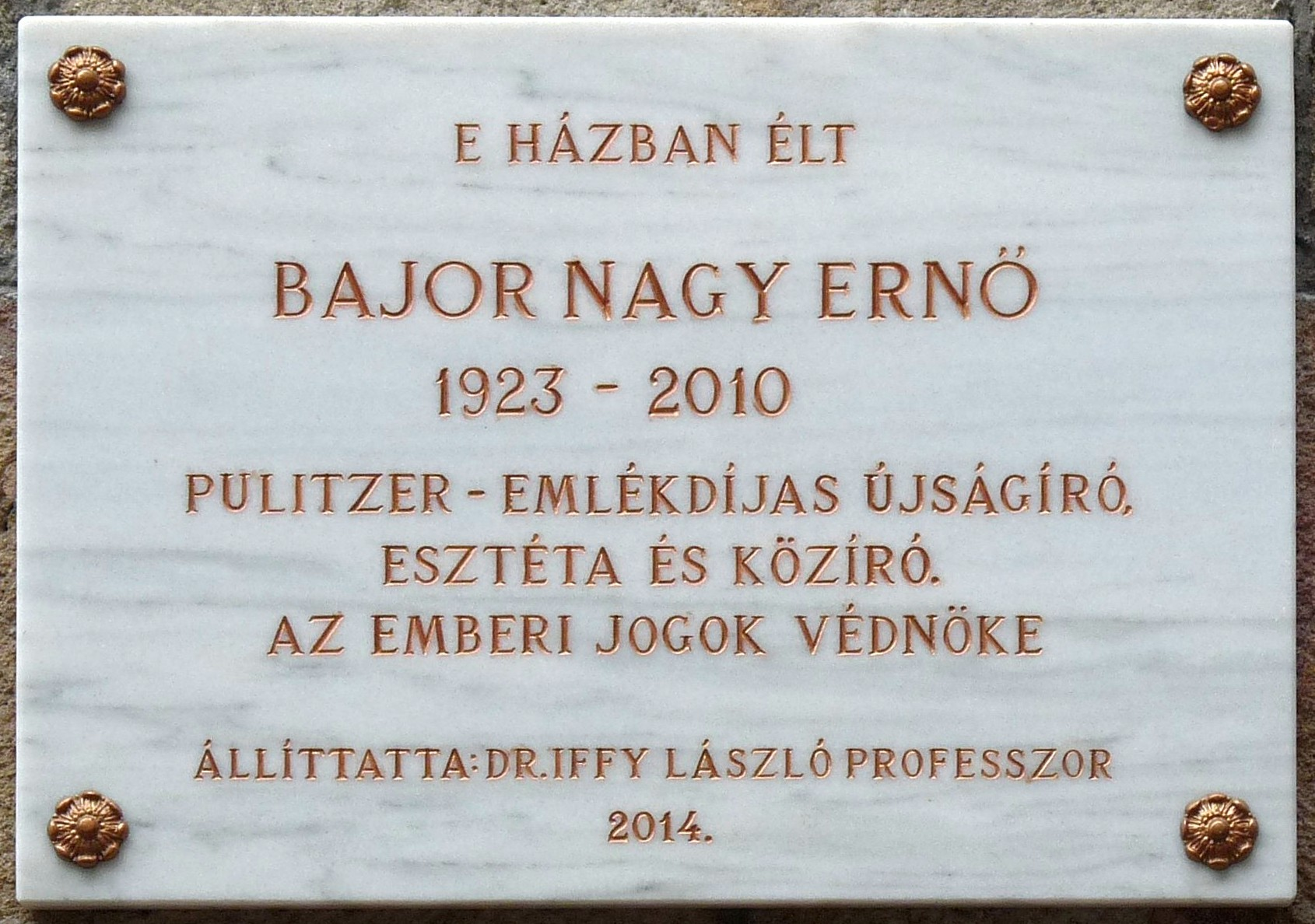
Bajor Nagy Ernő, Pozsonyi út 25.
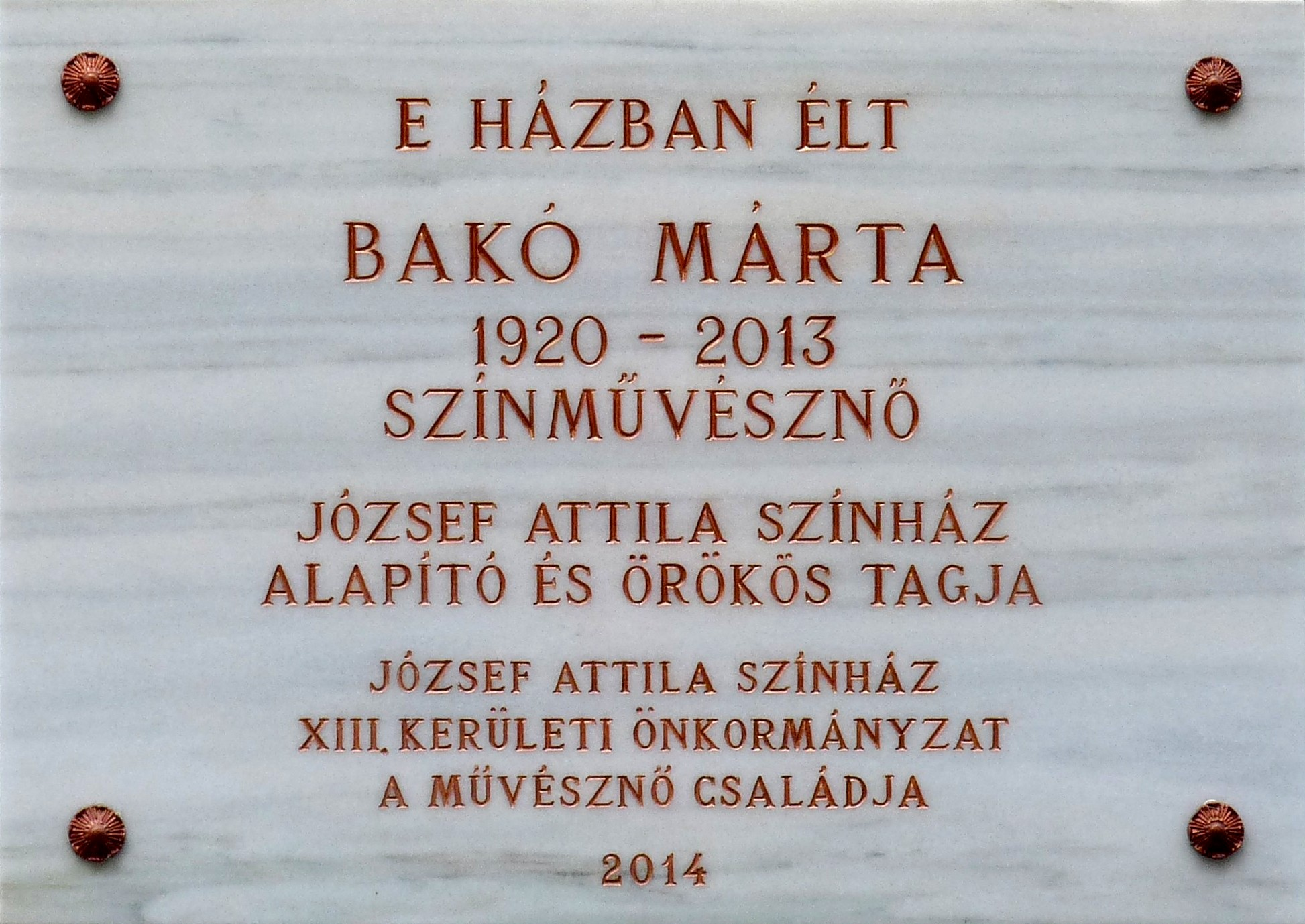
Bakó Márta, Katona József utca 27.
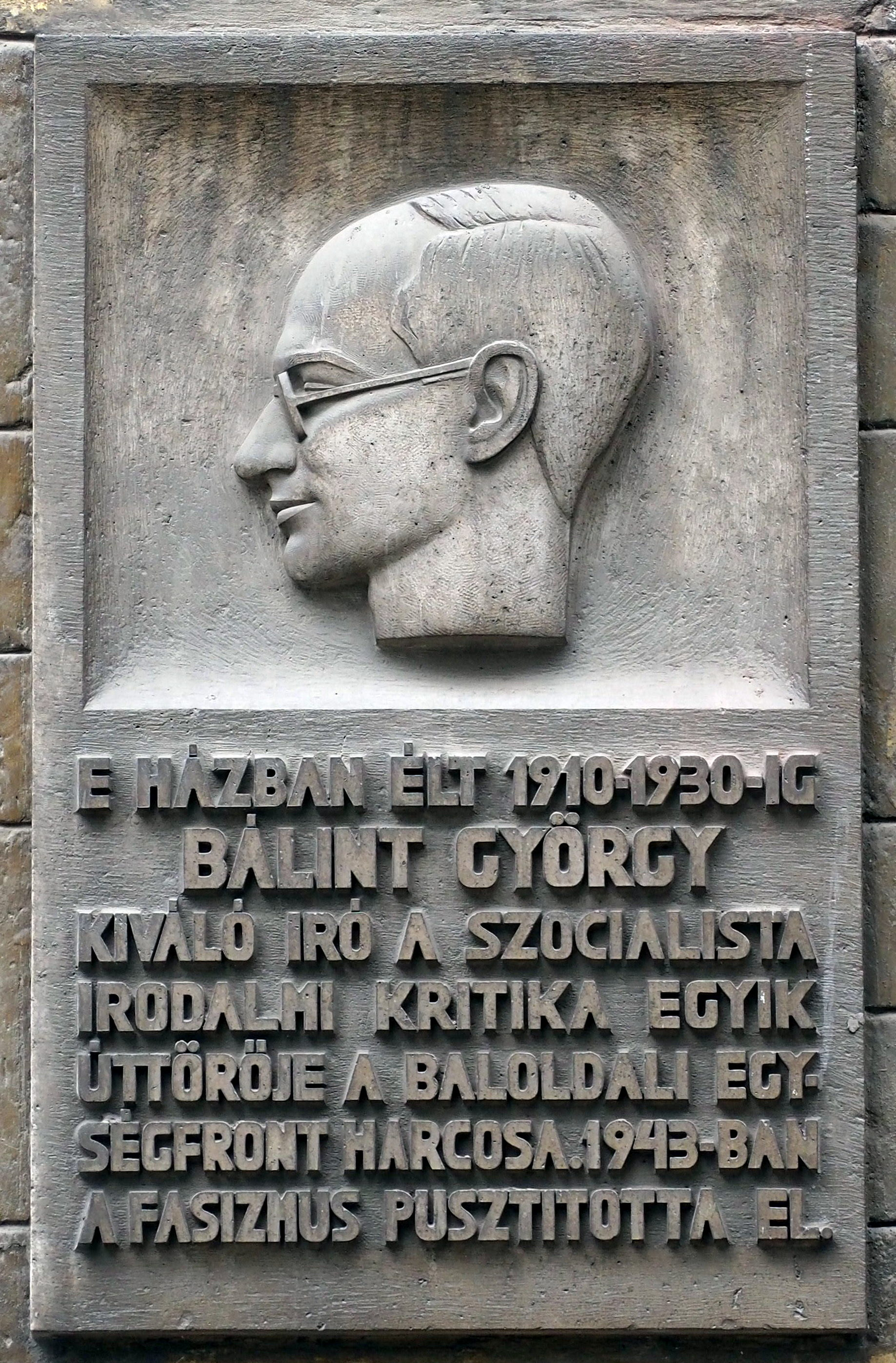
Bálint György, Kresz Géza utca 16. alkotó: Ungvári Lajos
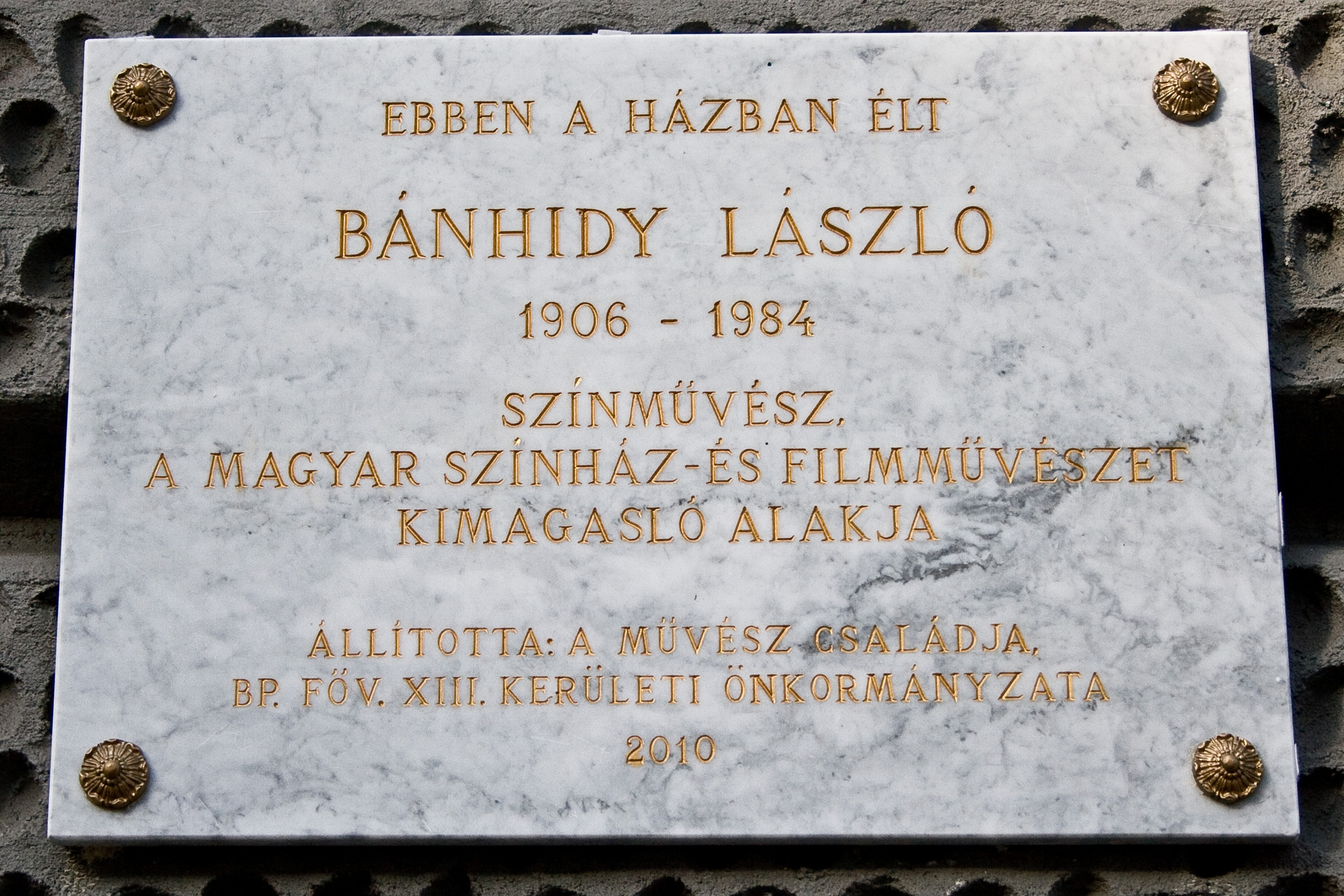
Bánhidi László, Szent István körút 22.
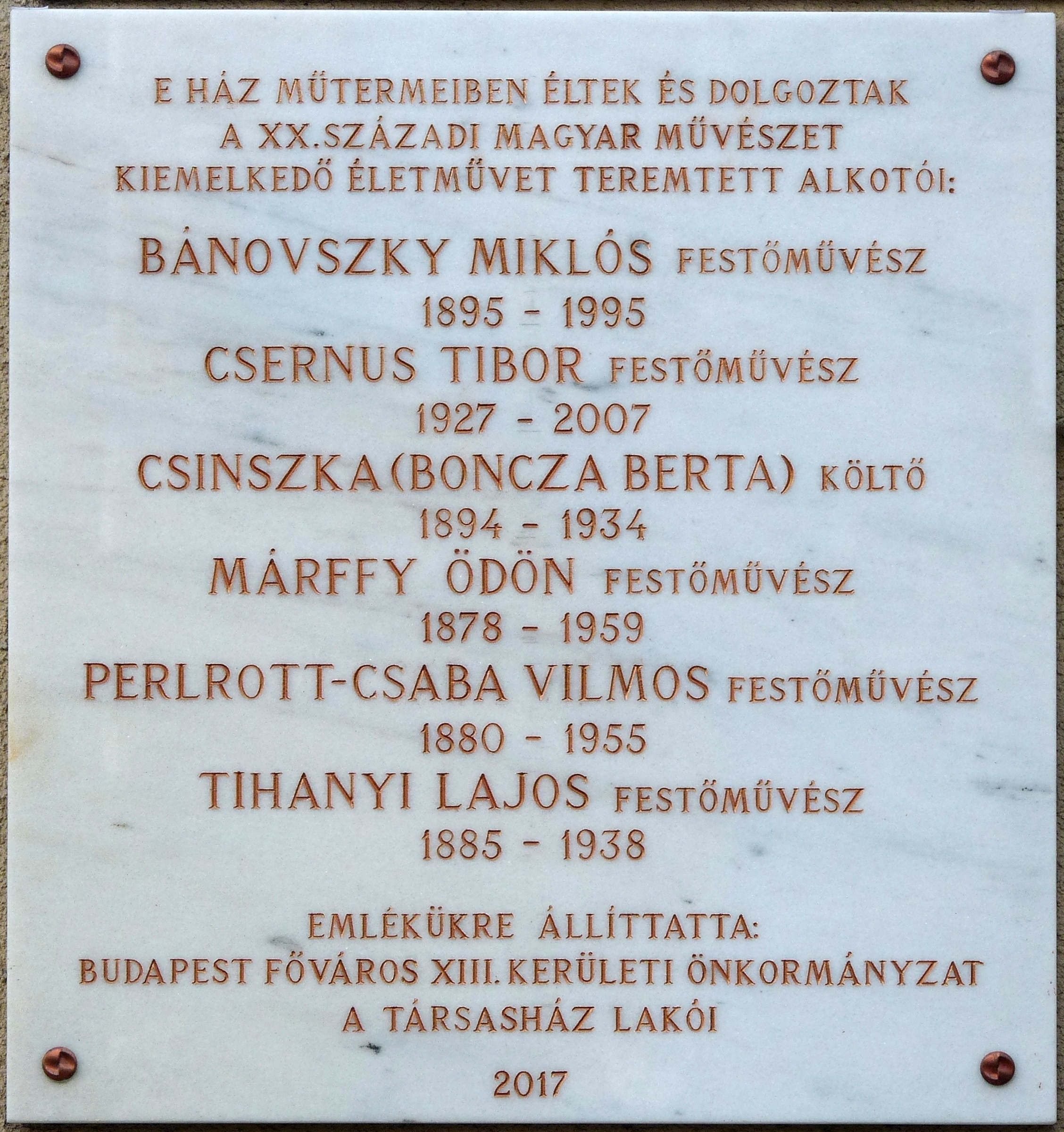
Bánovszky Miklós, Dráva utca 12.
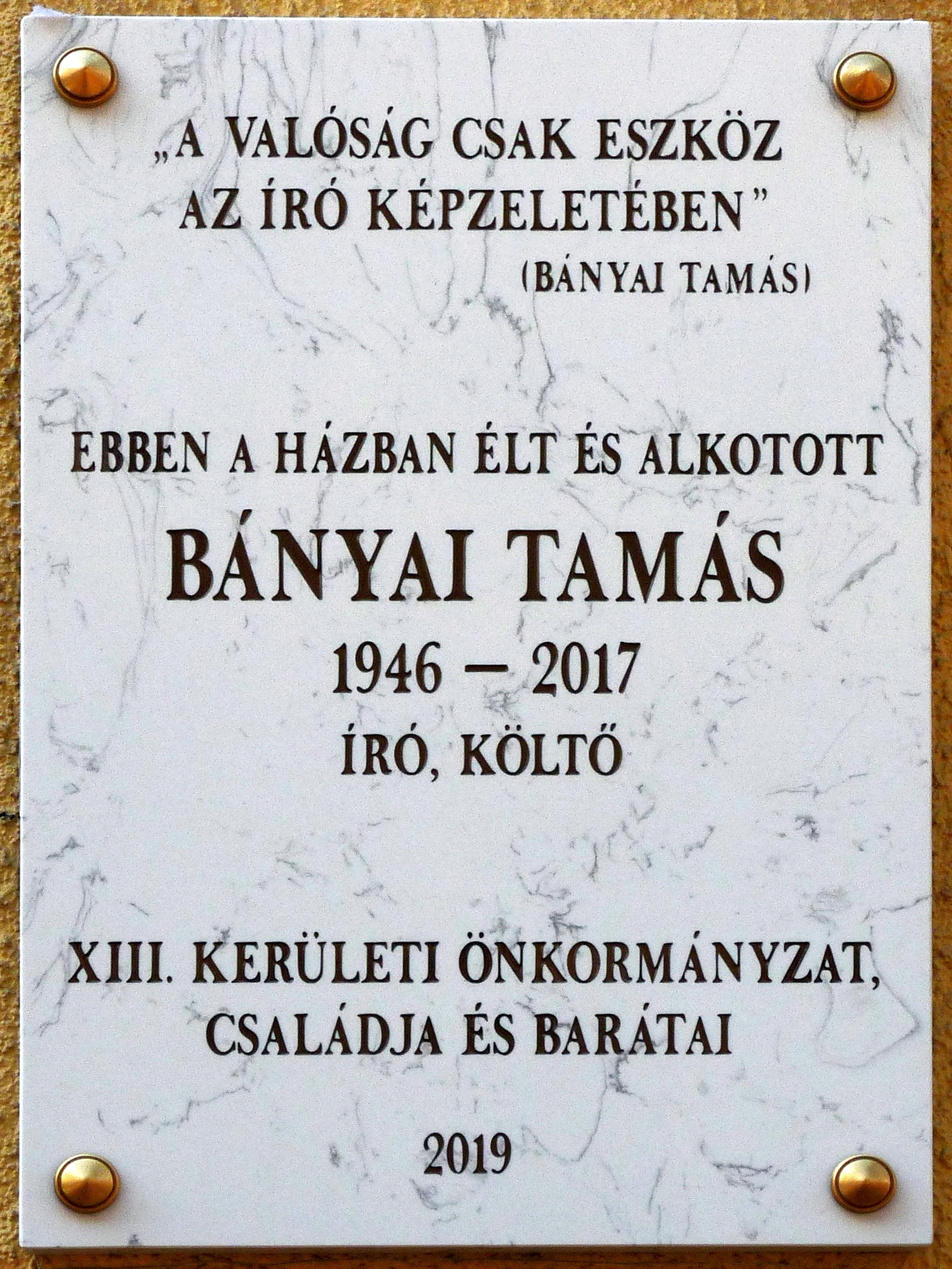
Bányai Tamás, Pozsonyi út 16.
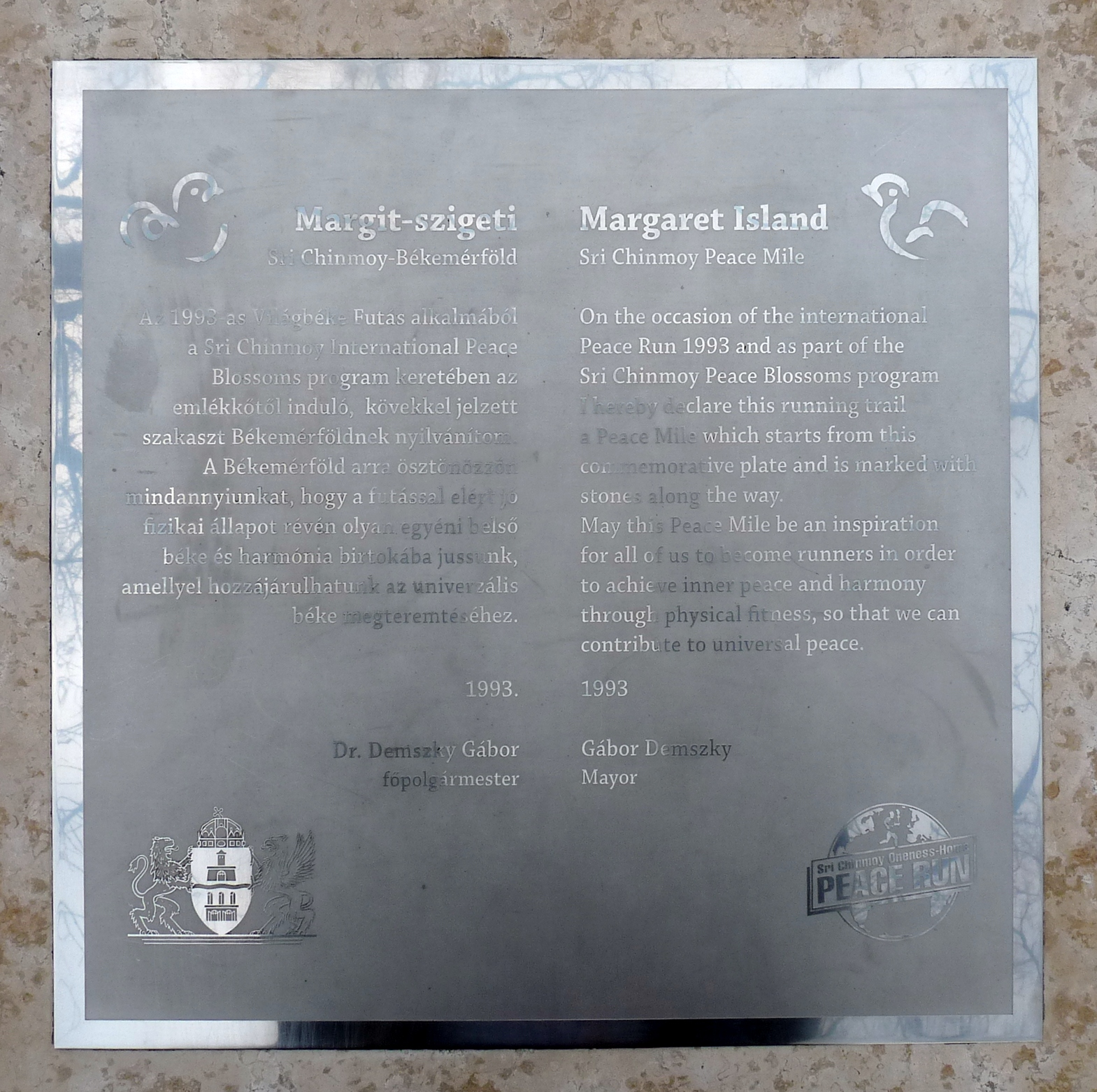
Békemérföldkő, Margit-sziget
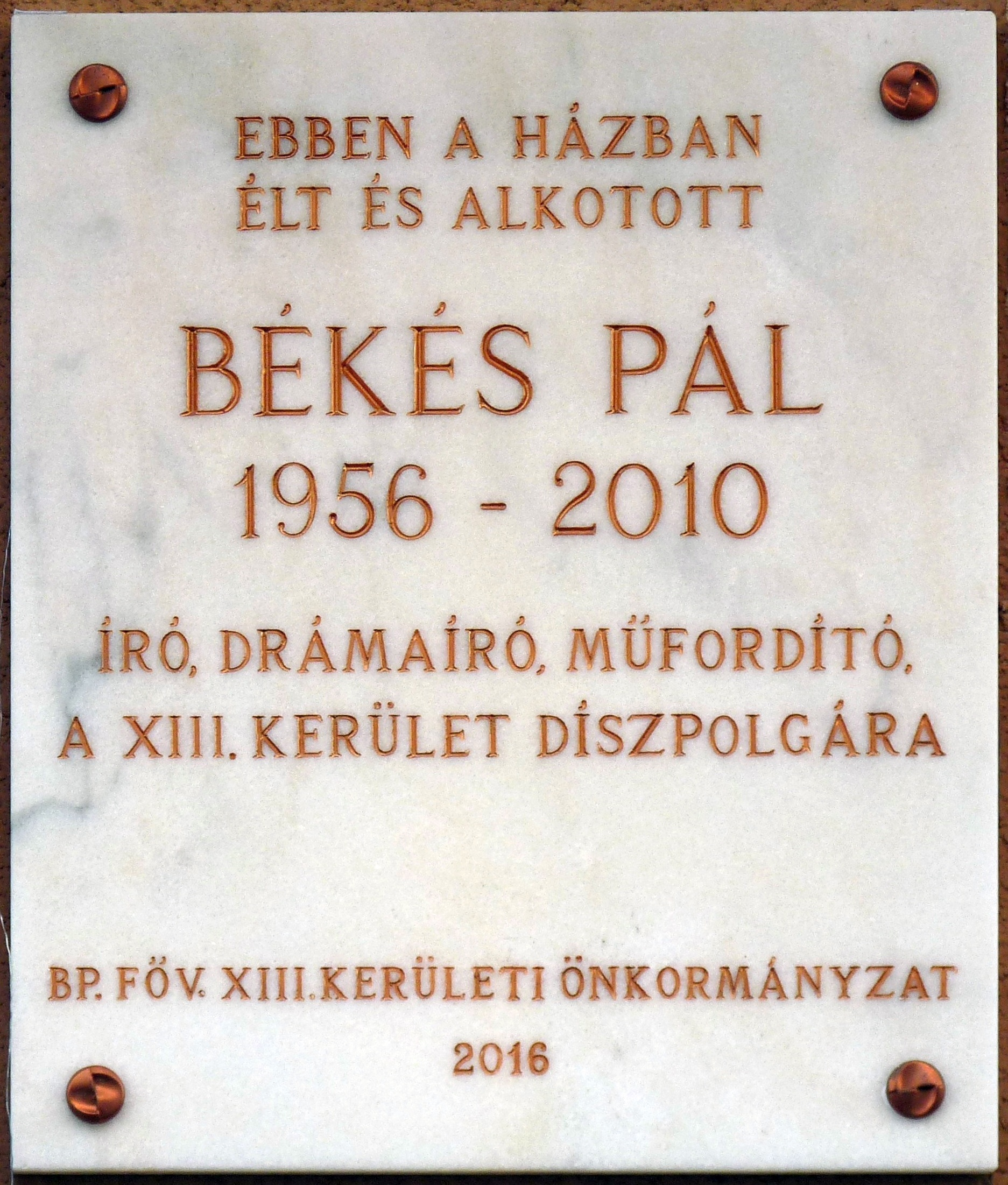
Békés Pál, Hegedűs Gyula utca 24.
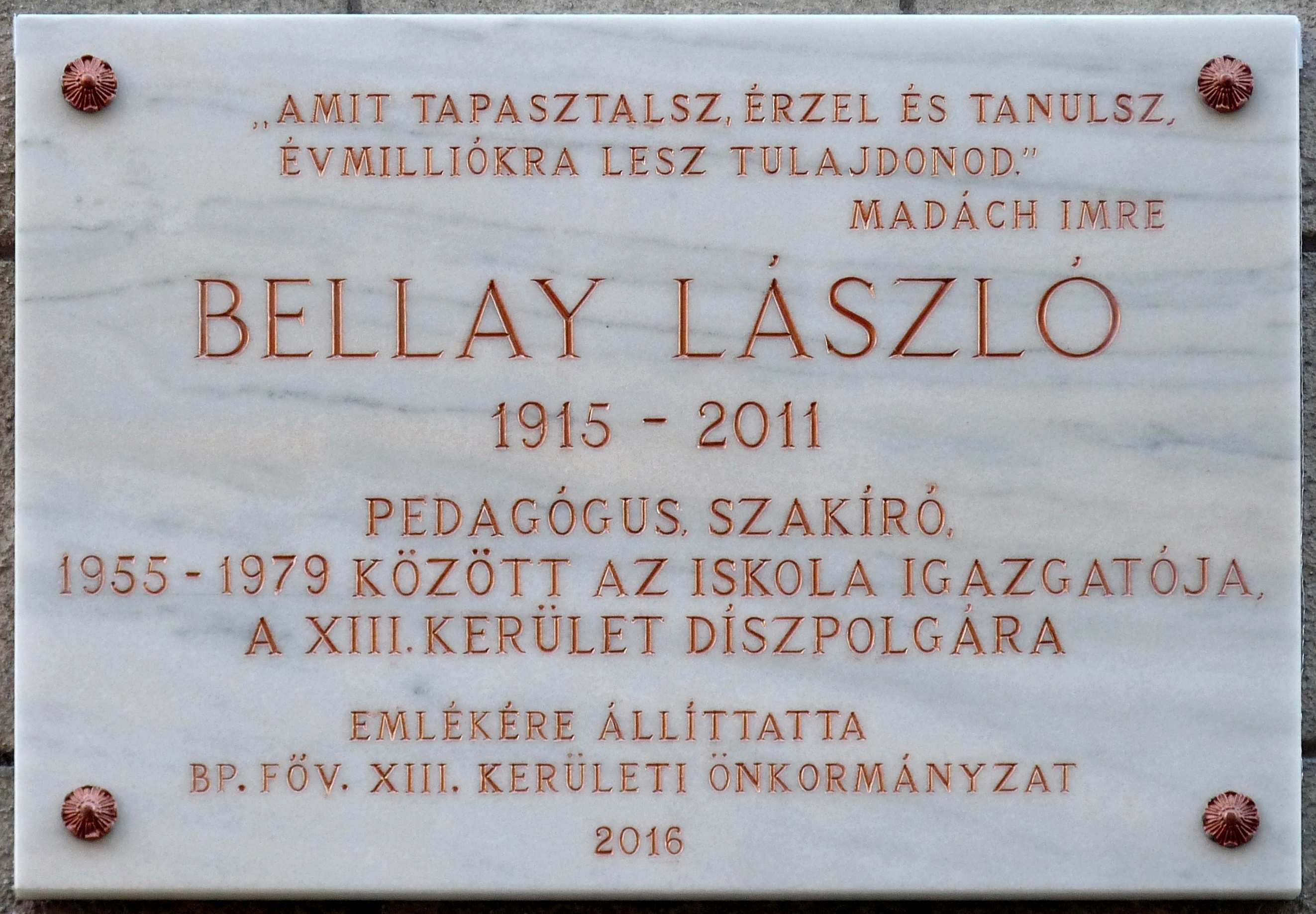
Bellay László, Radnóti Miklós utca 8-10.
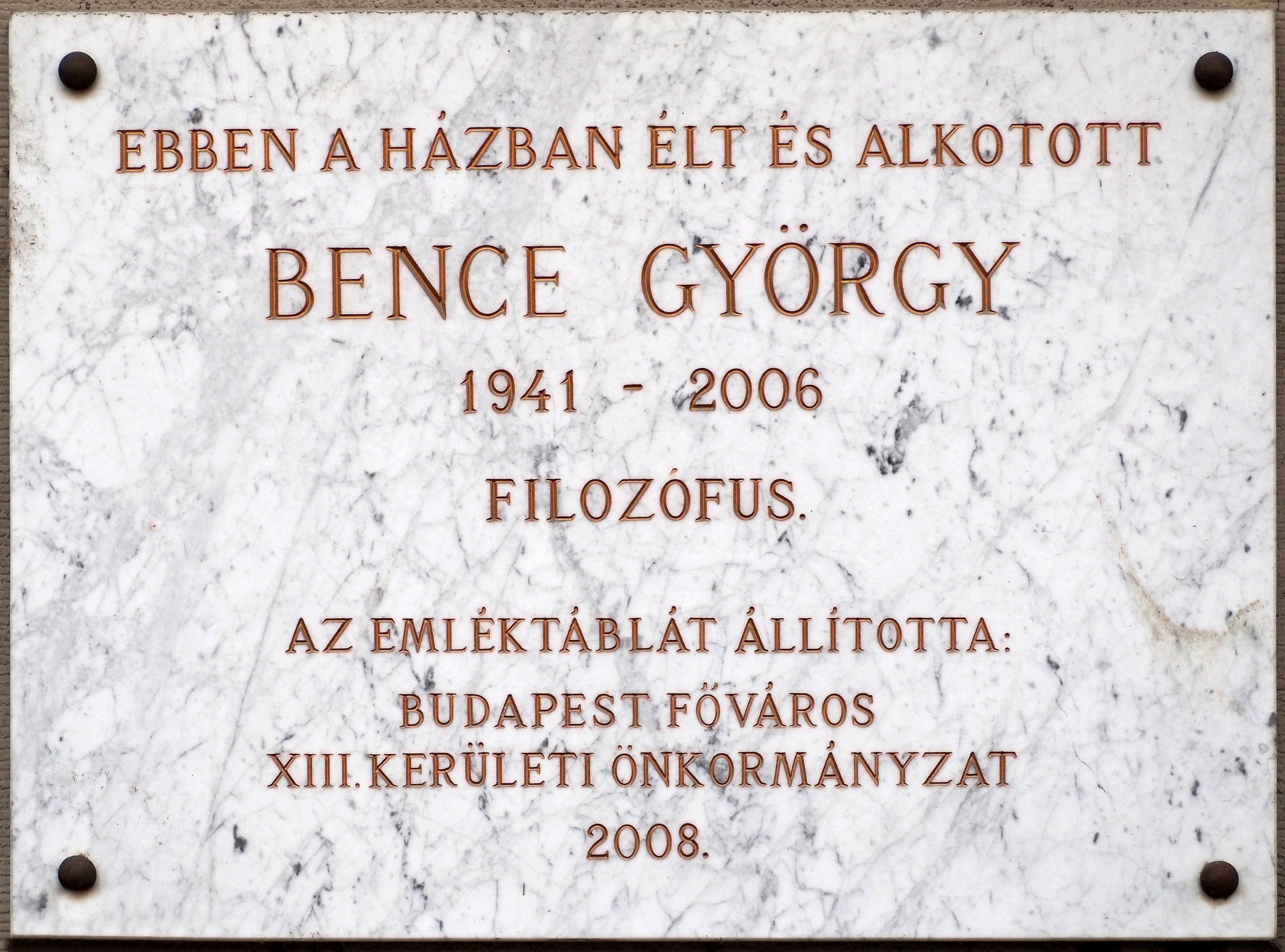
Bence György, Katona József utca 27.
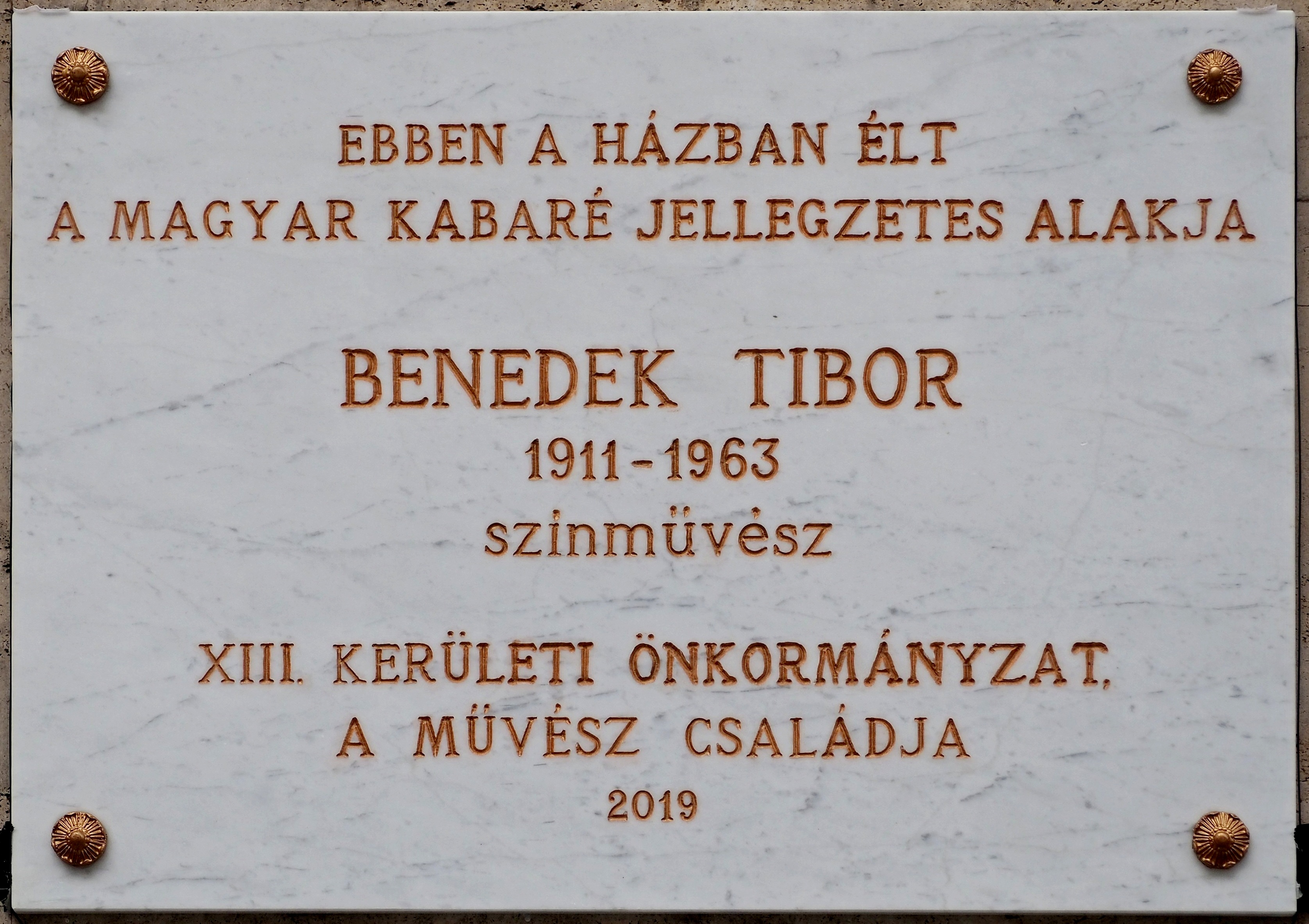
Benedek Tibor, Visegrádi utca 36.
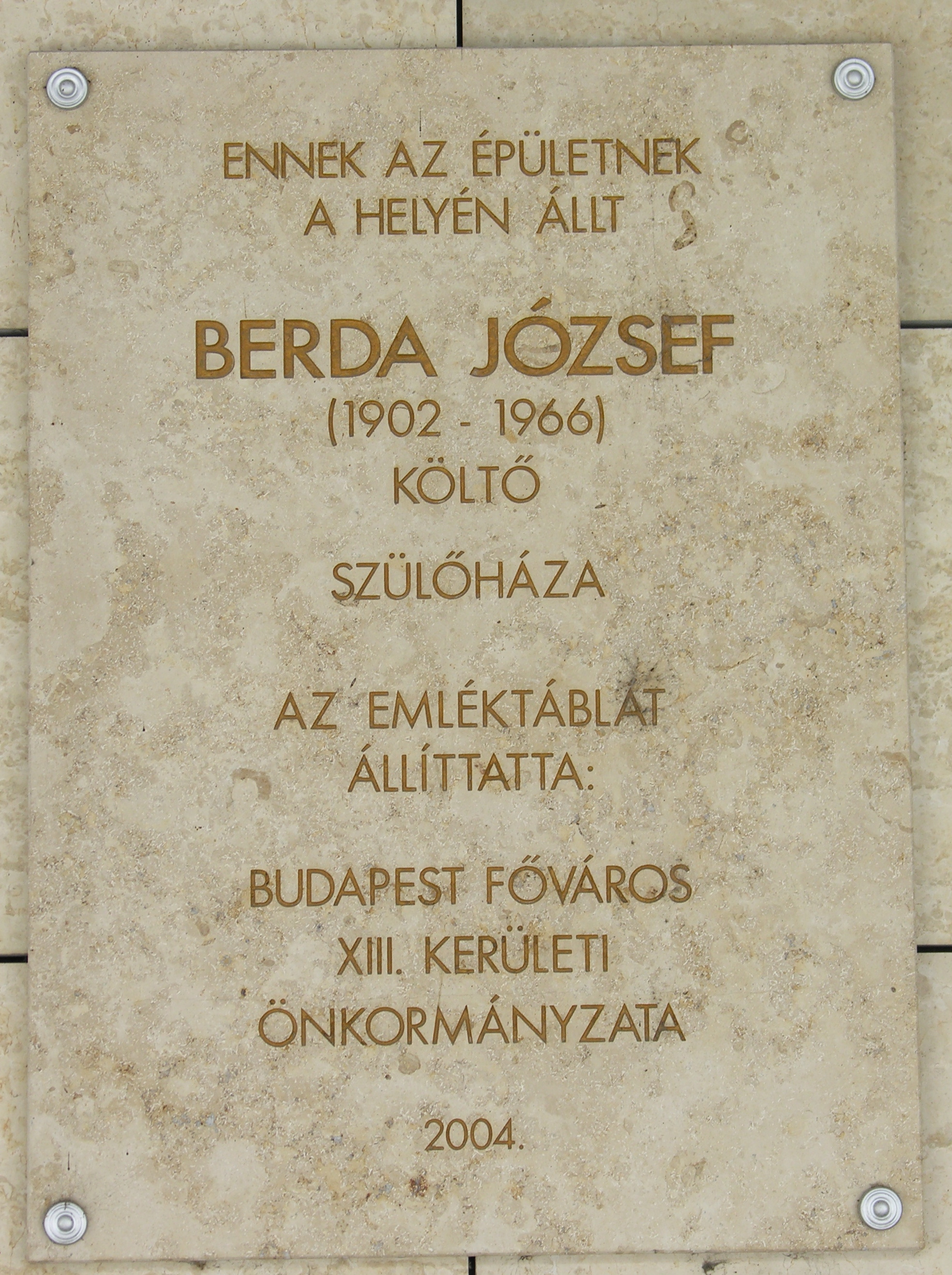
Berda József, Váci út 140.
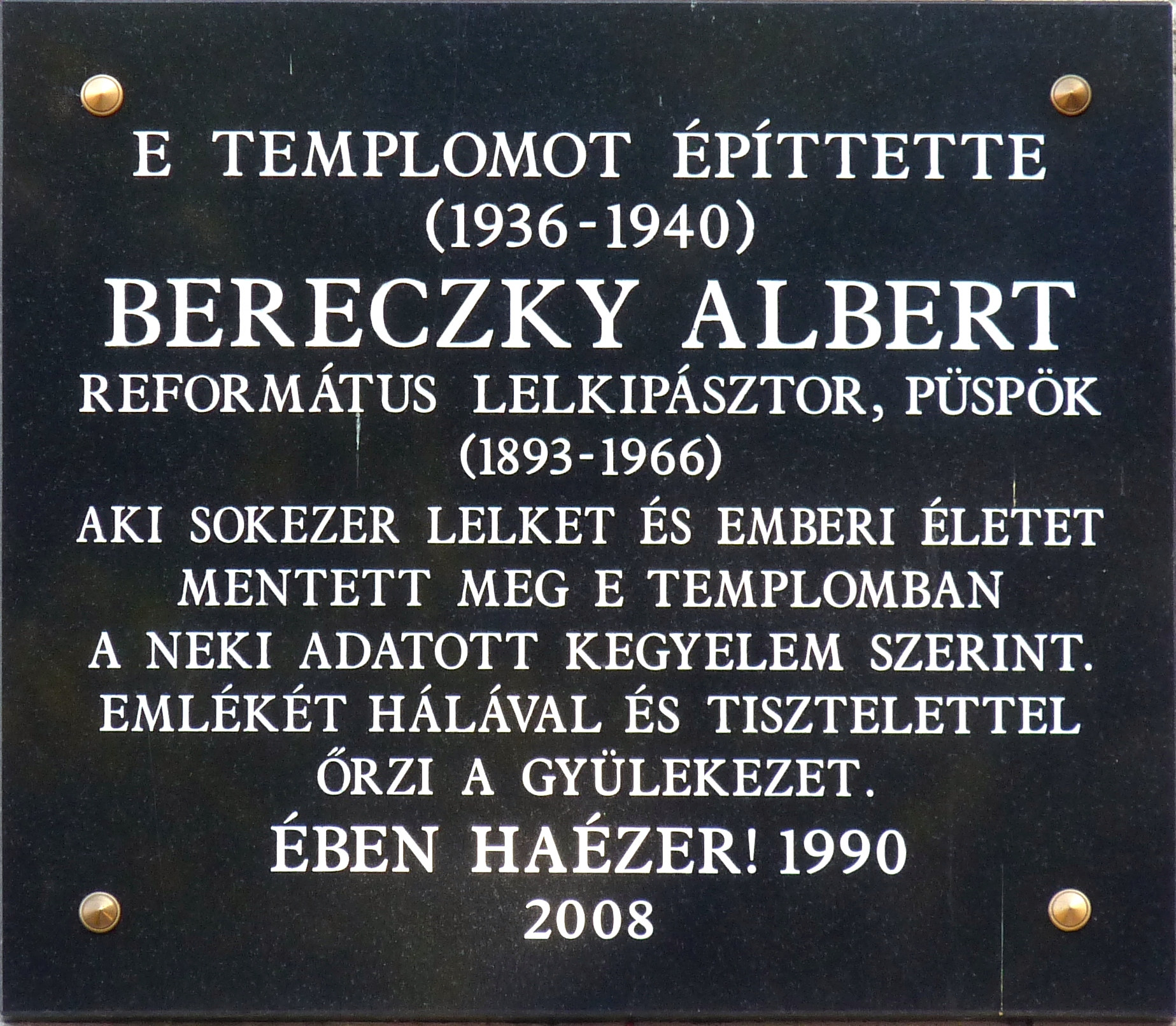
Bereczky Albert, Pozsonyi út 58.
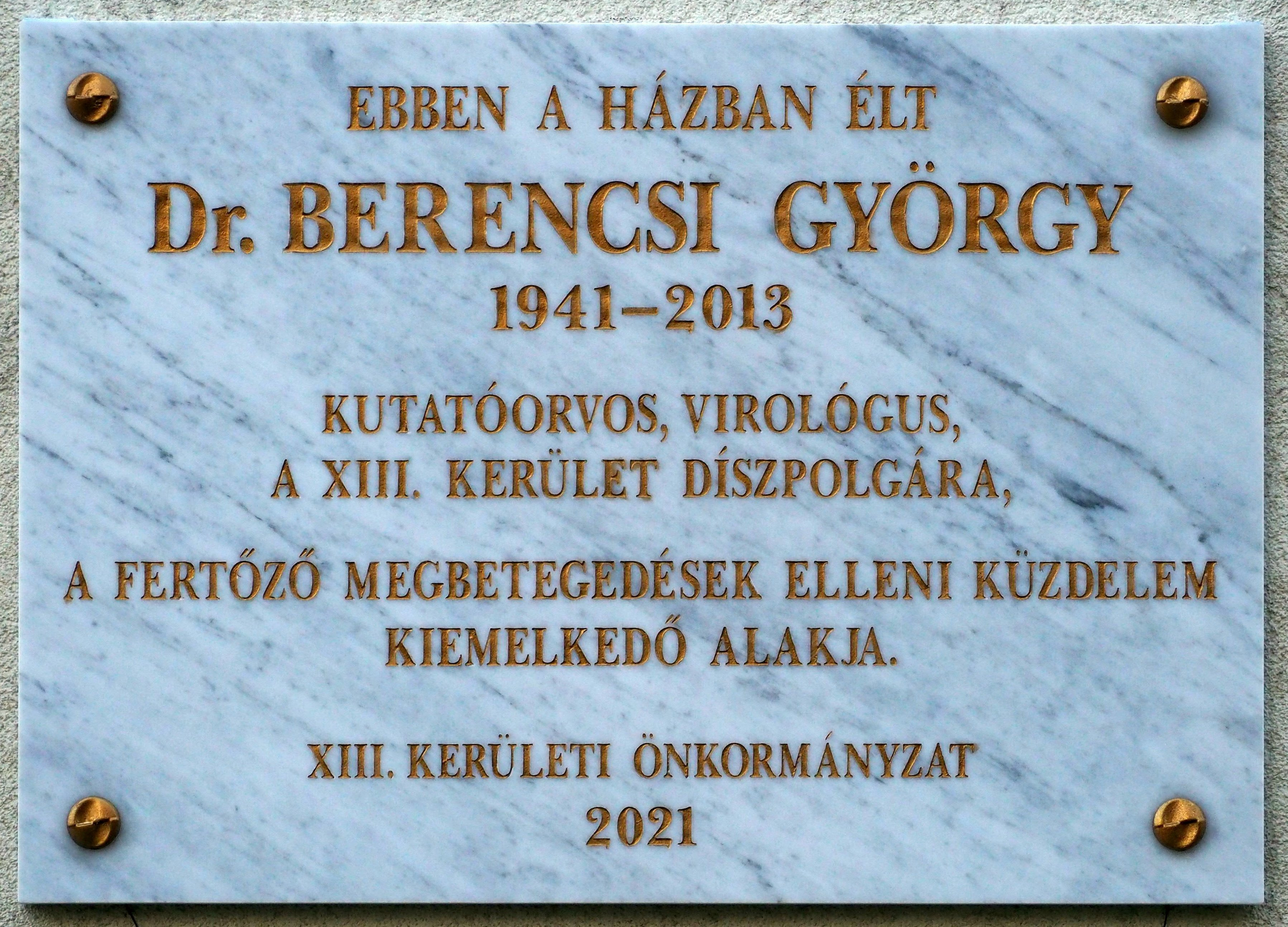
Berencsi György, Dévai utca 22-24.
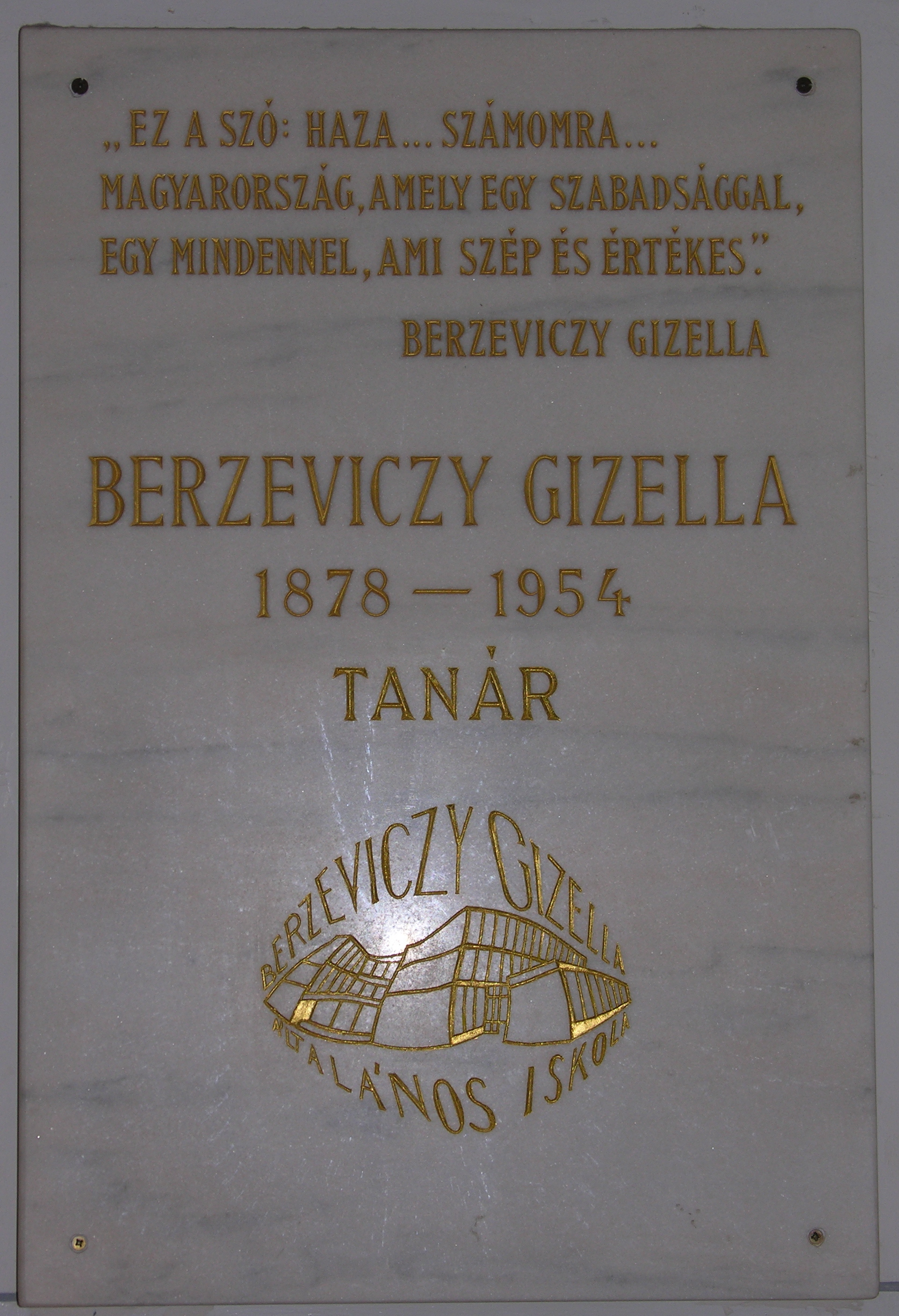
Berzeviczy Gizella, Tüzér utca 58.
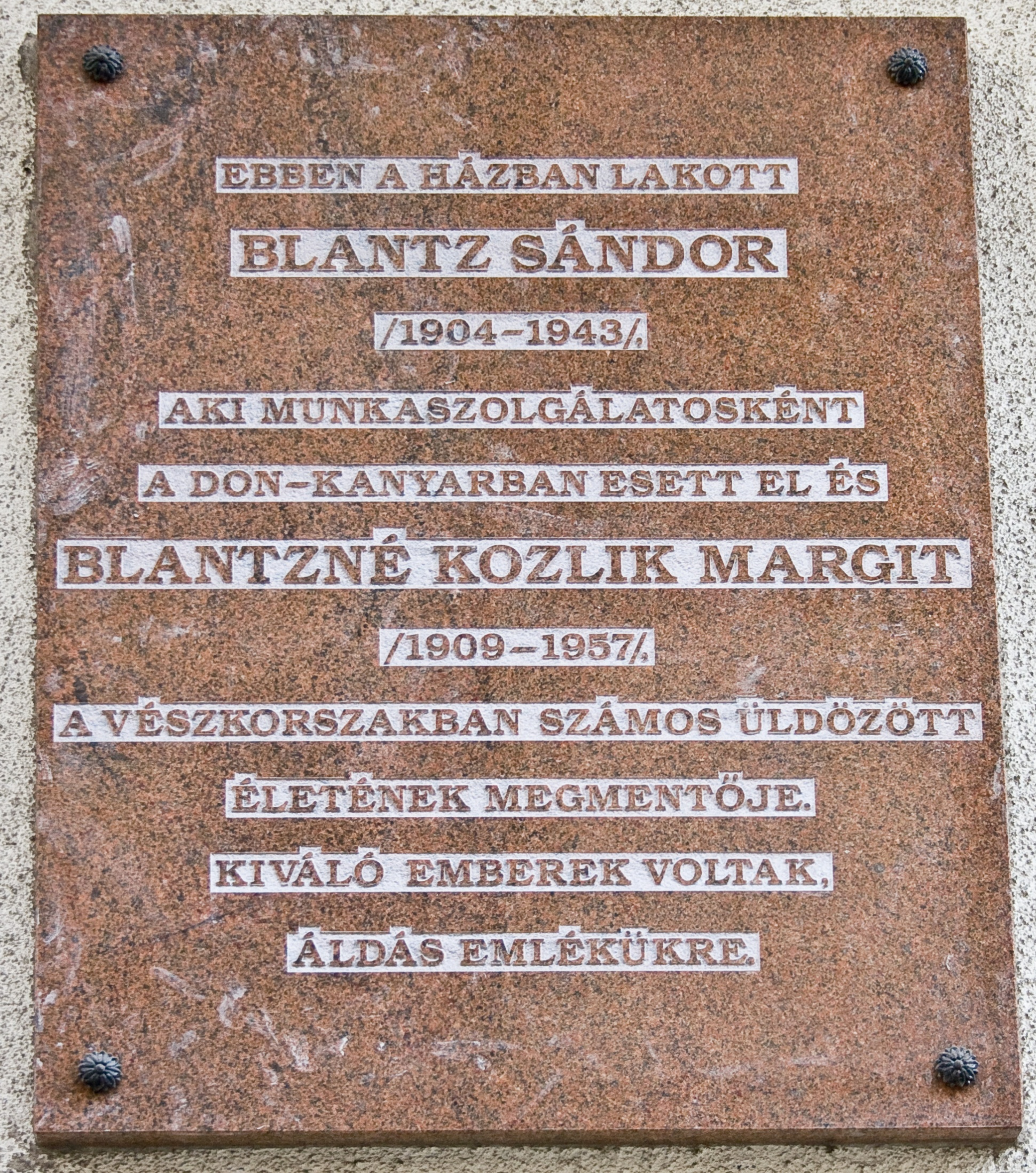
Blantz Sándor és Blantzné Kozlik Margit, Hollán Ernő utca 37.
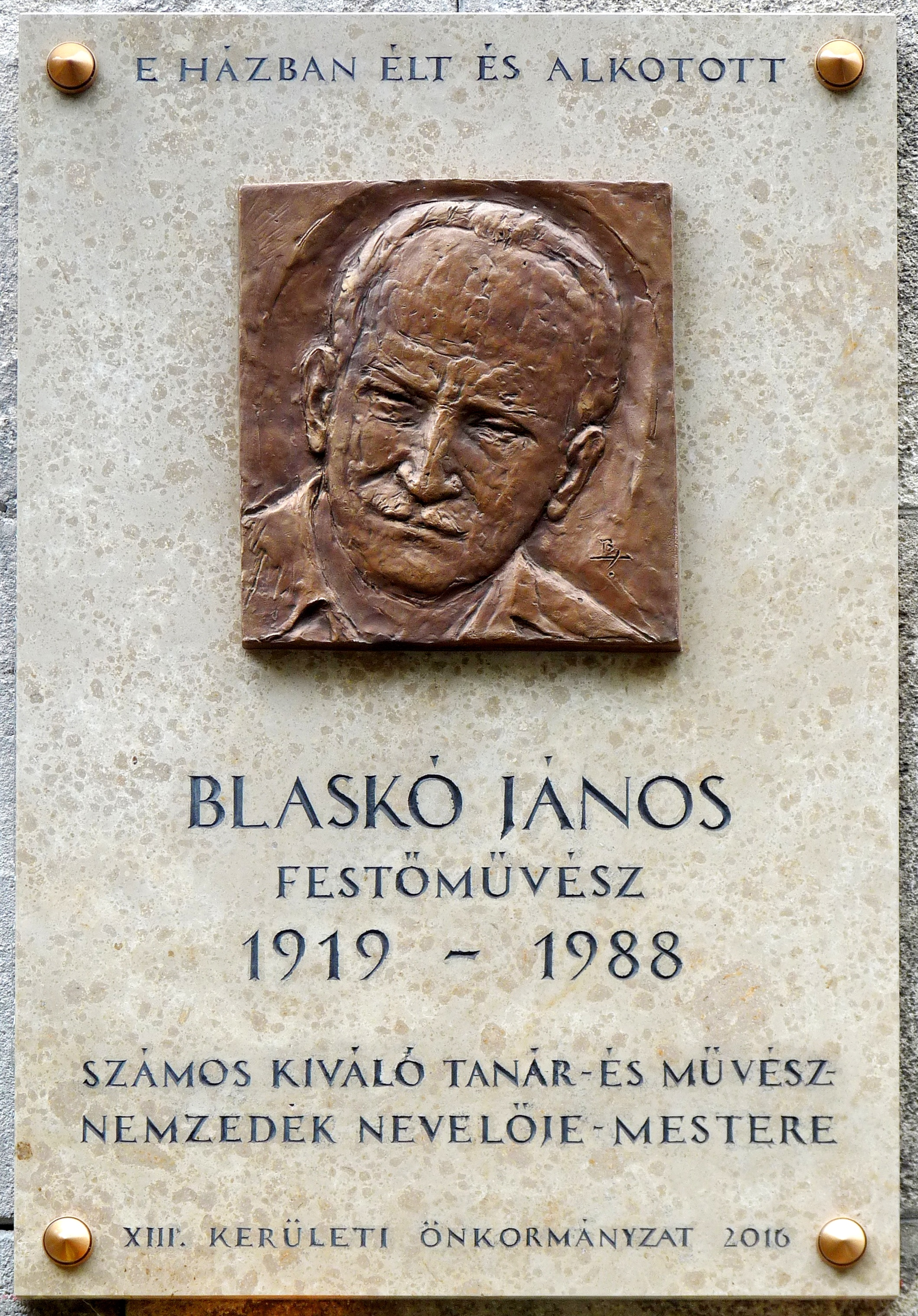
Blaskó János Máglya köz 3. ifj. Blaskó János
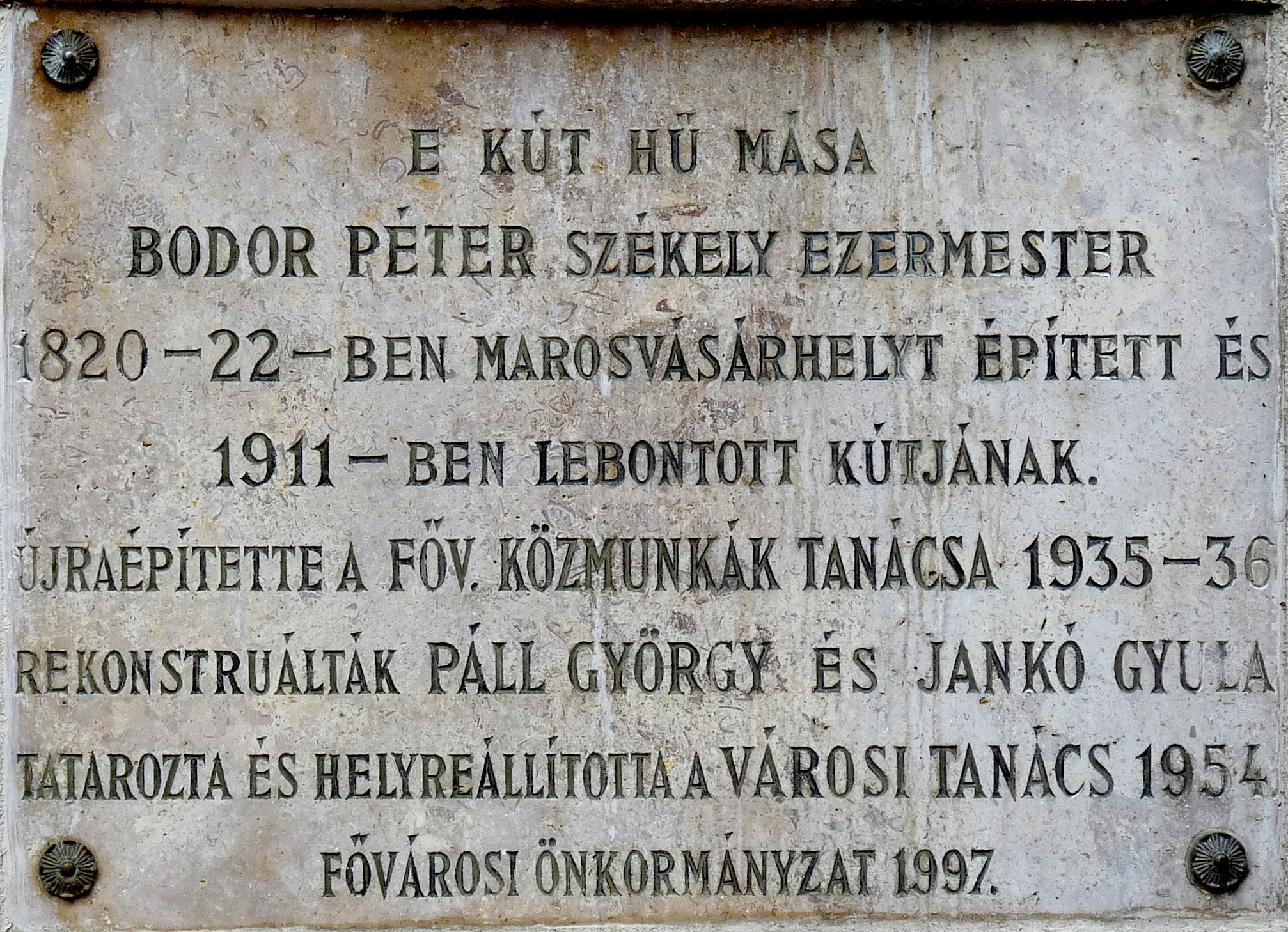
Bodor Péter, Margit-sziget
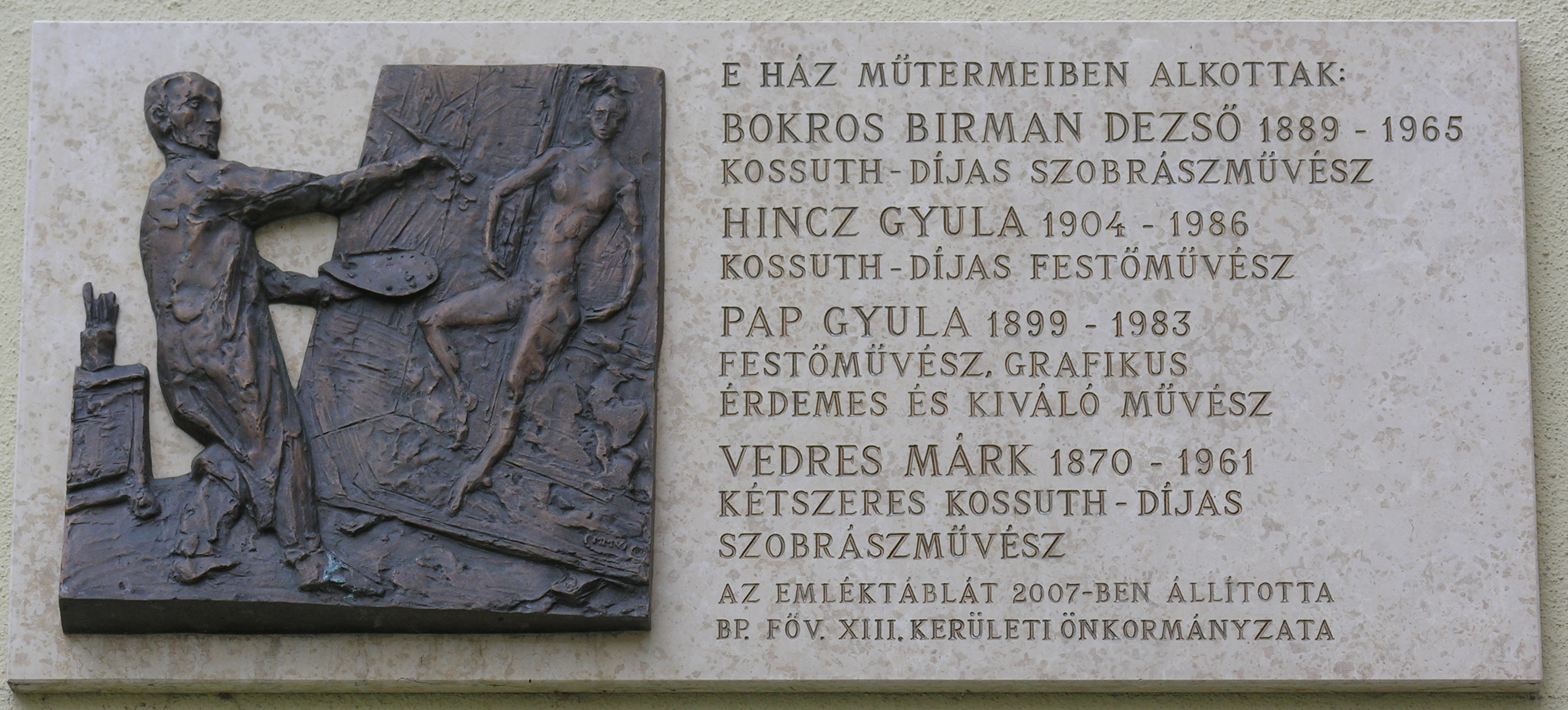
Bokros Birman Dezső, Bulcsú utca 18-20. alkotó: Paulikovics Iván
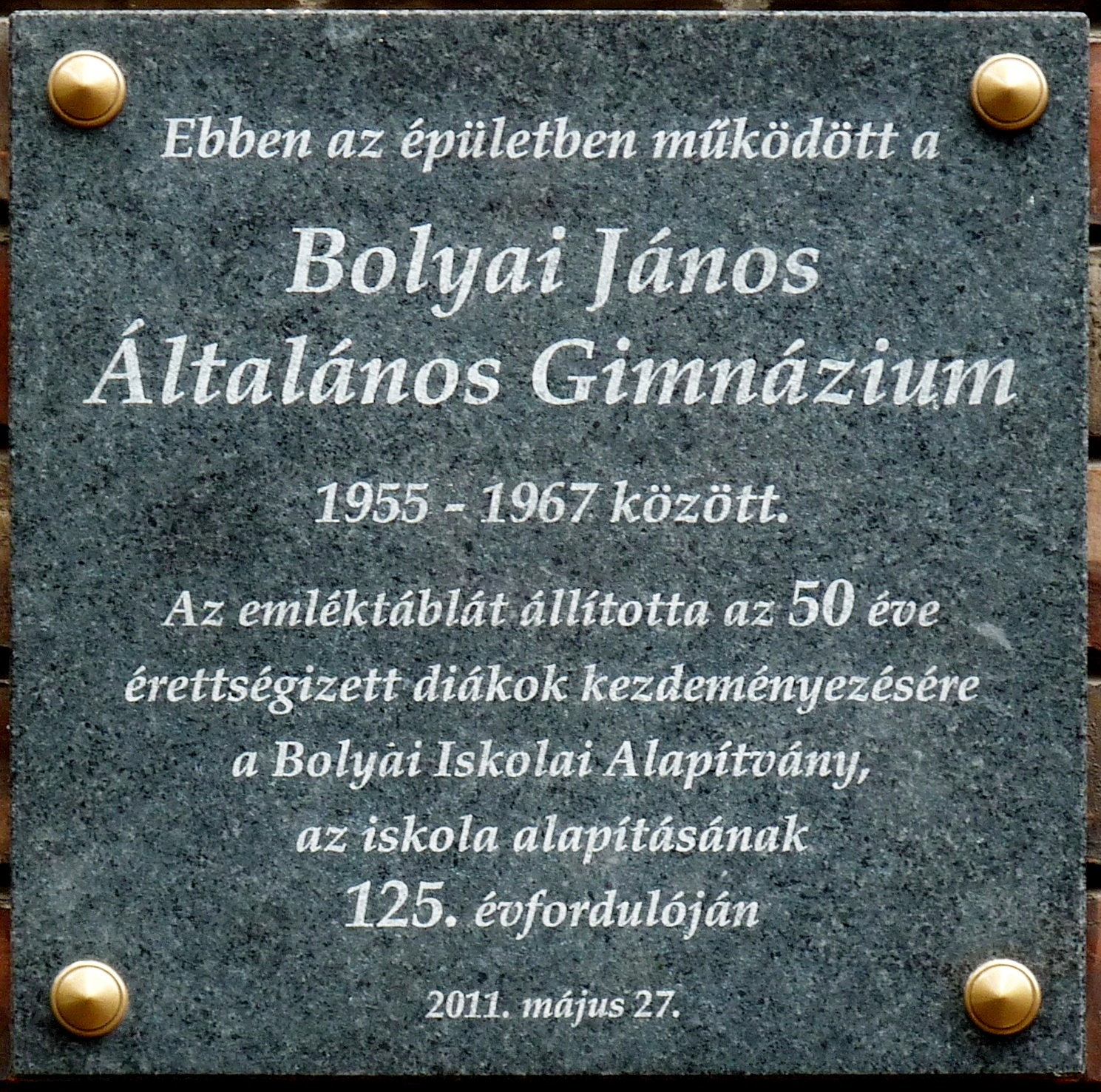
Bolyai János Általános Gimnázium Váci út 21.
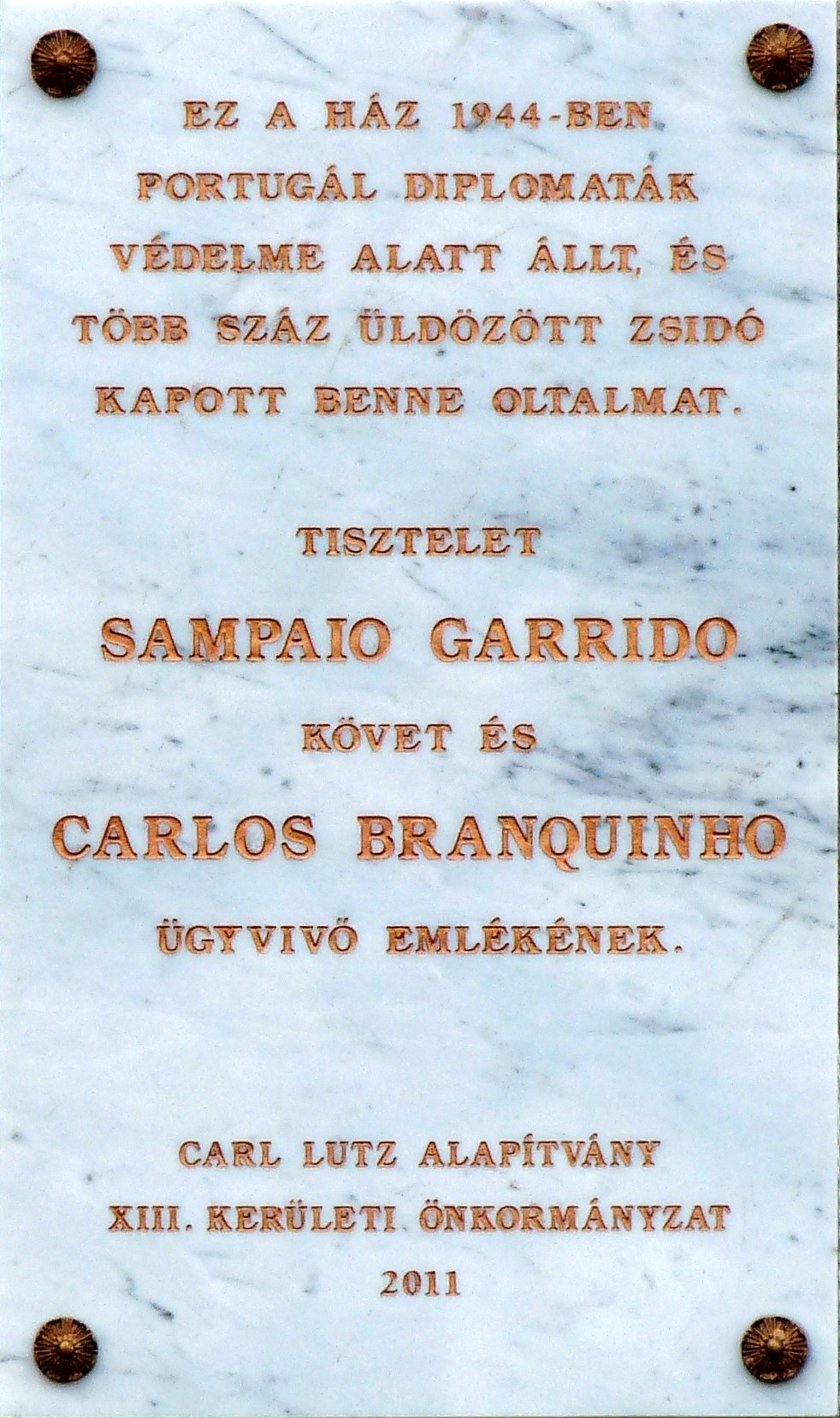
Teixeira Branquinho, Újpest rakpart 5.
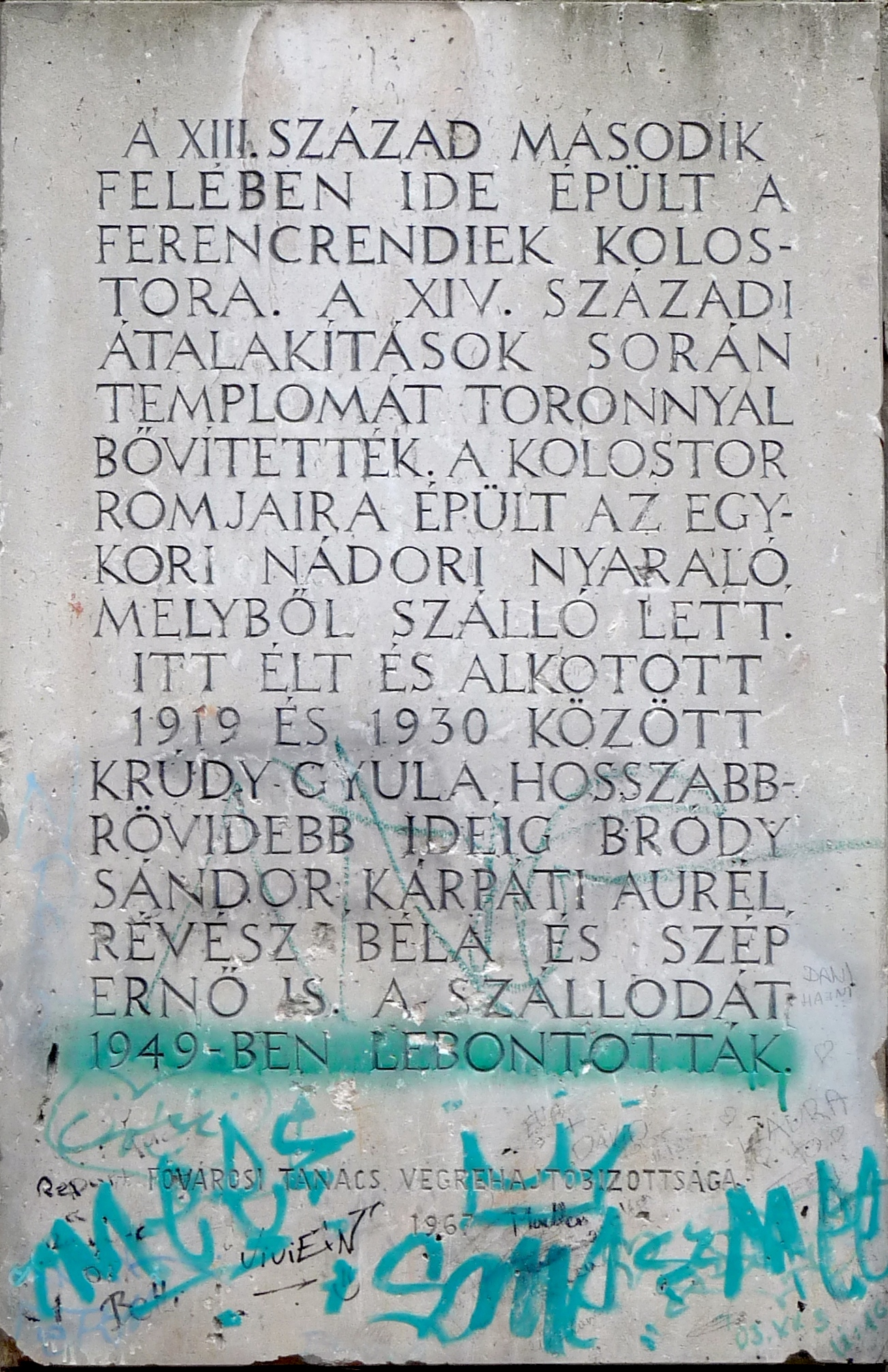
Bródy Sándor, Margit-sziget
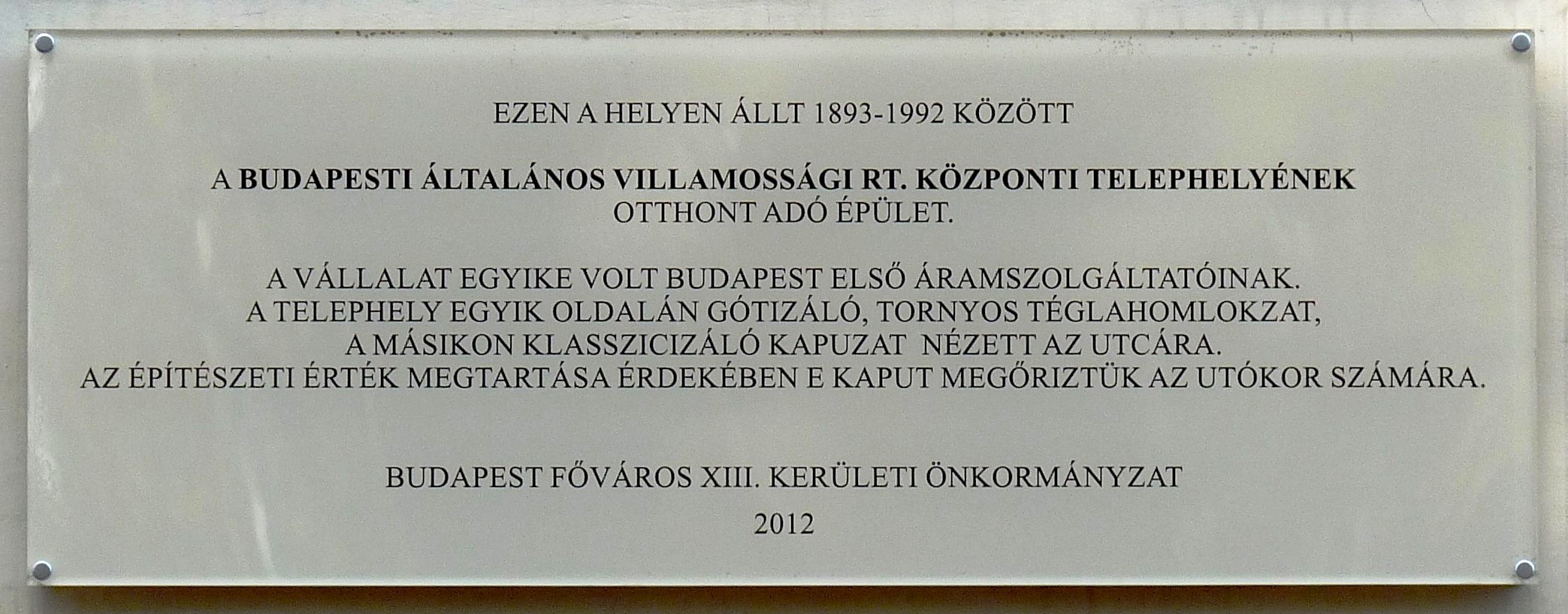
Budapesti Általános Villamossági Rt., Hegedűs Gyula utca 85.
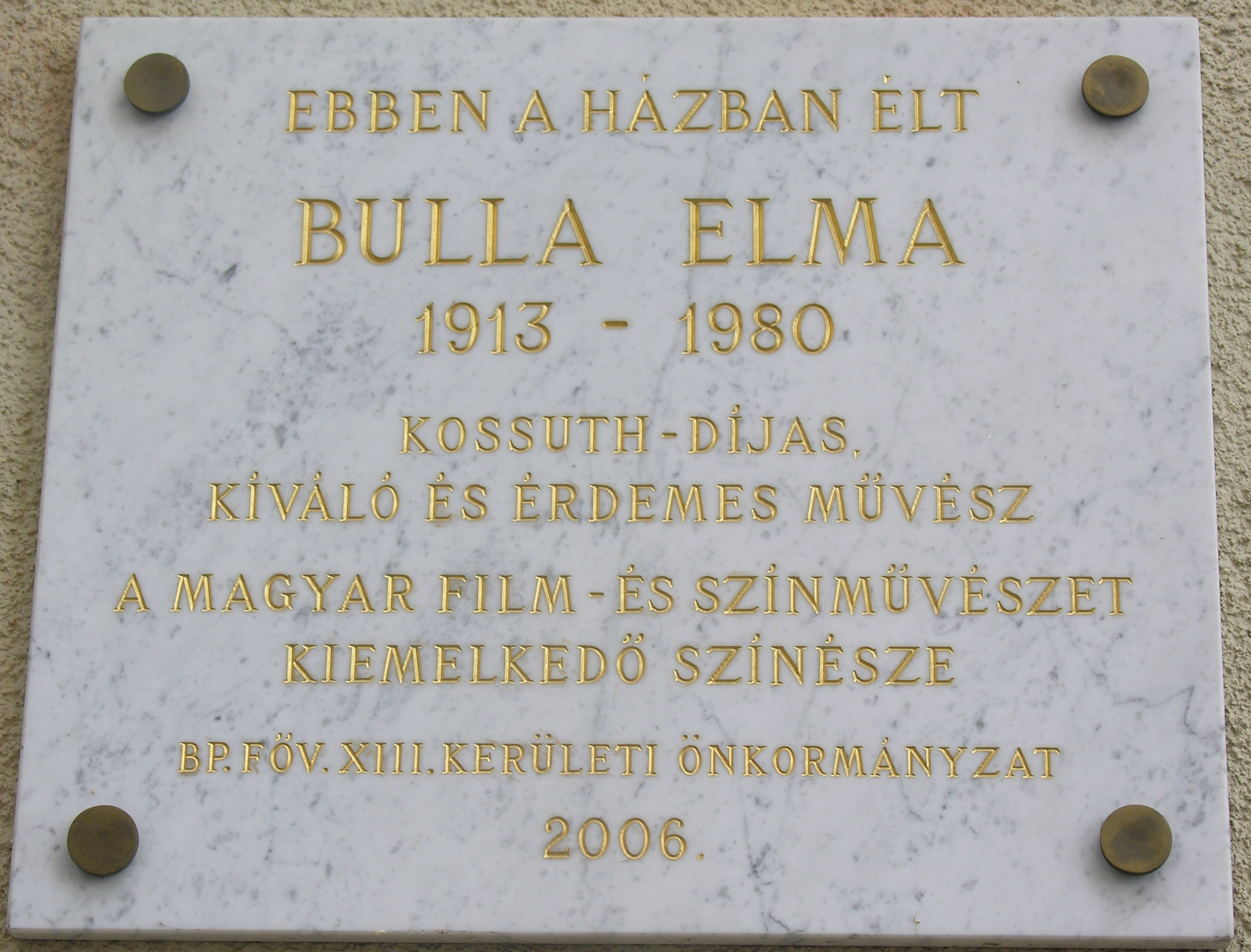
Bulla Elma, Radnóti Miklós utca 40.
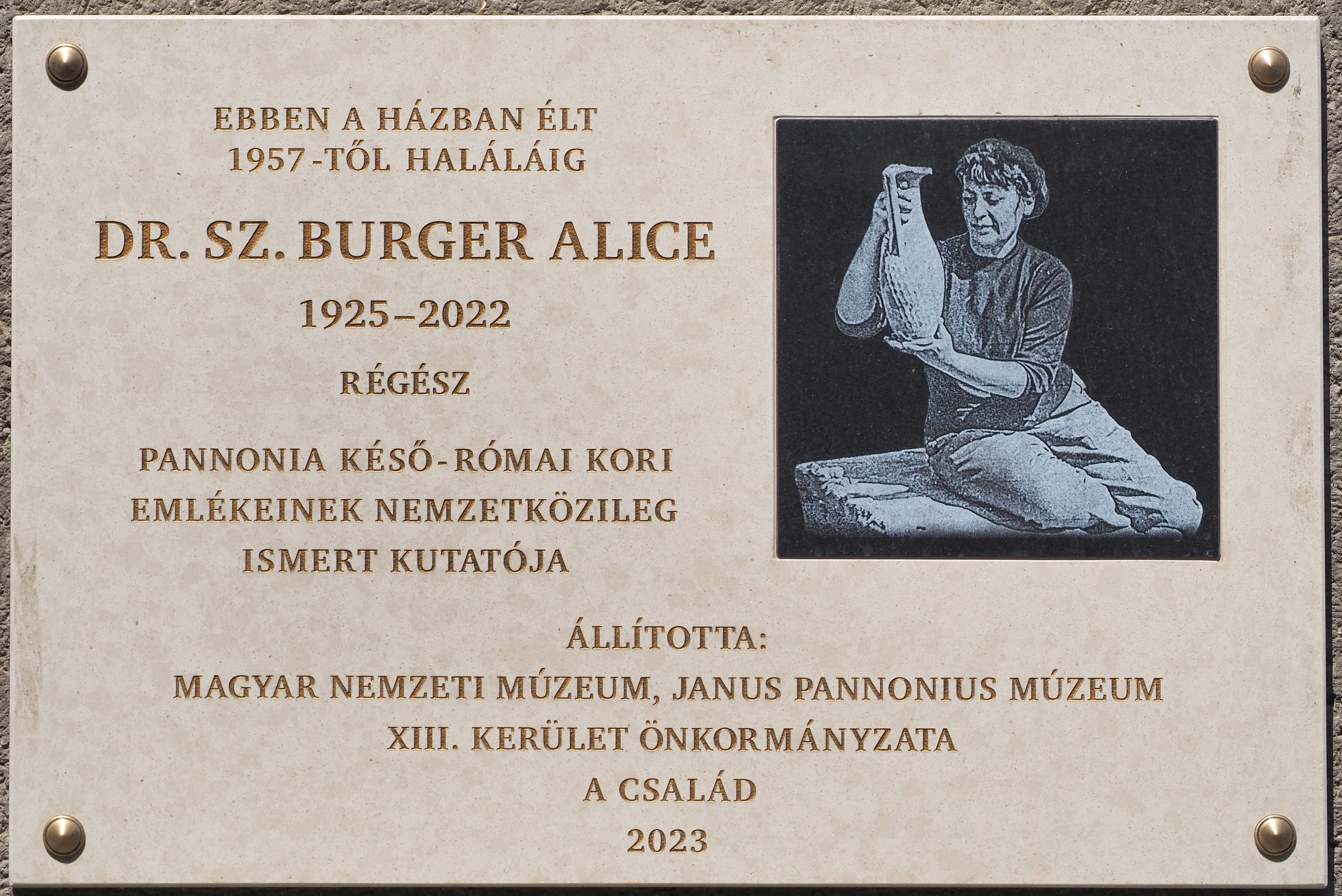
Burger Alice, Katona József utca 9-11.
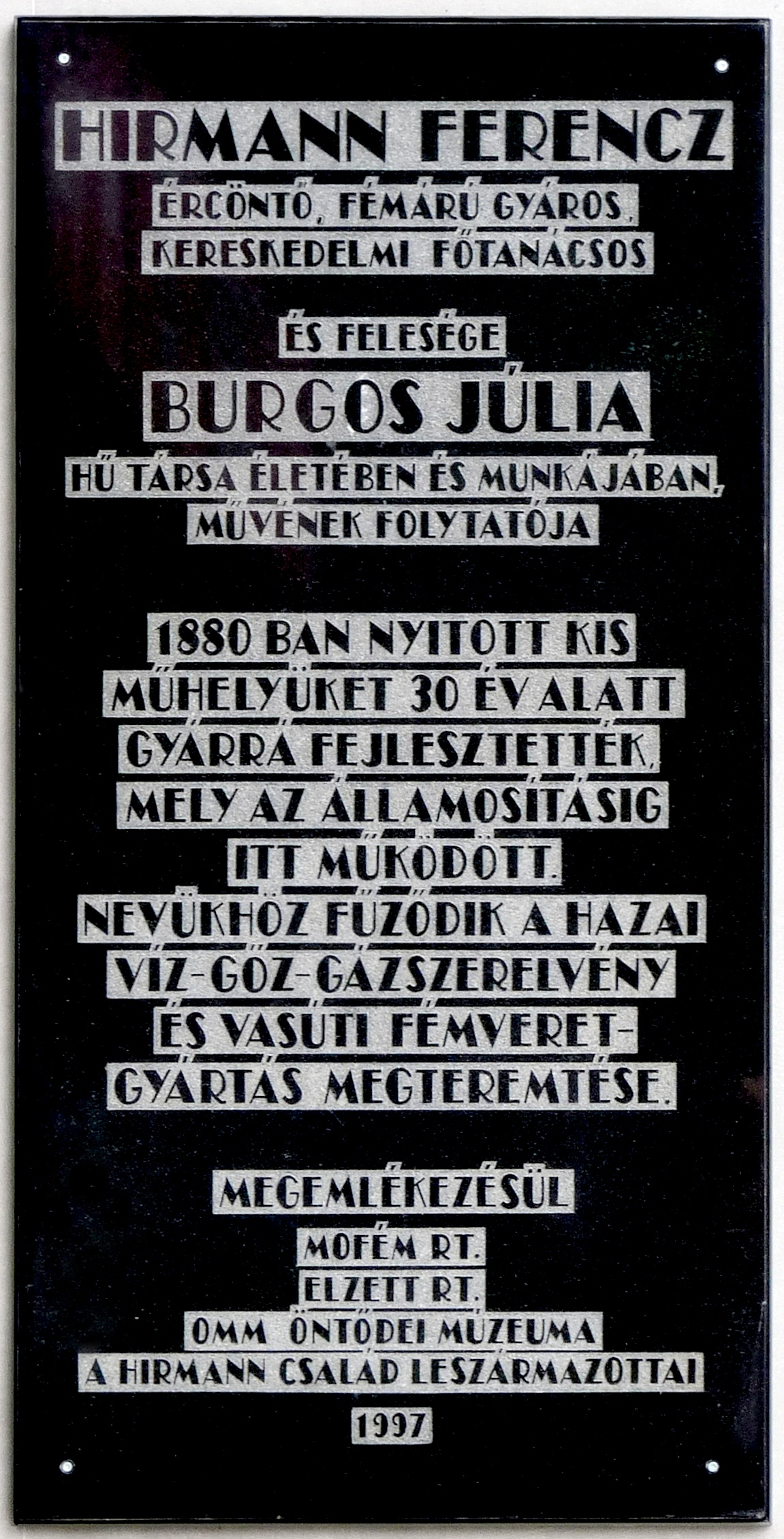
Burgos Júlia, Váci út 117-119.
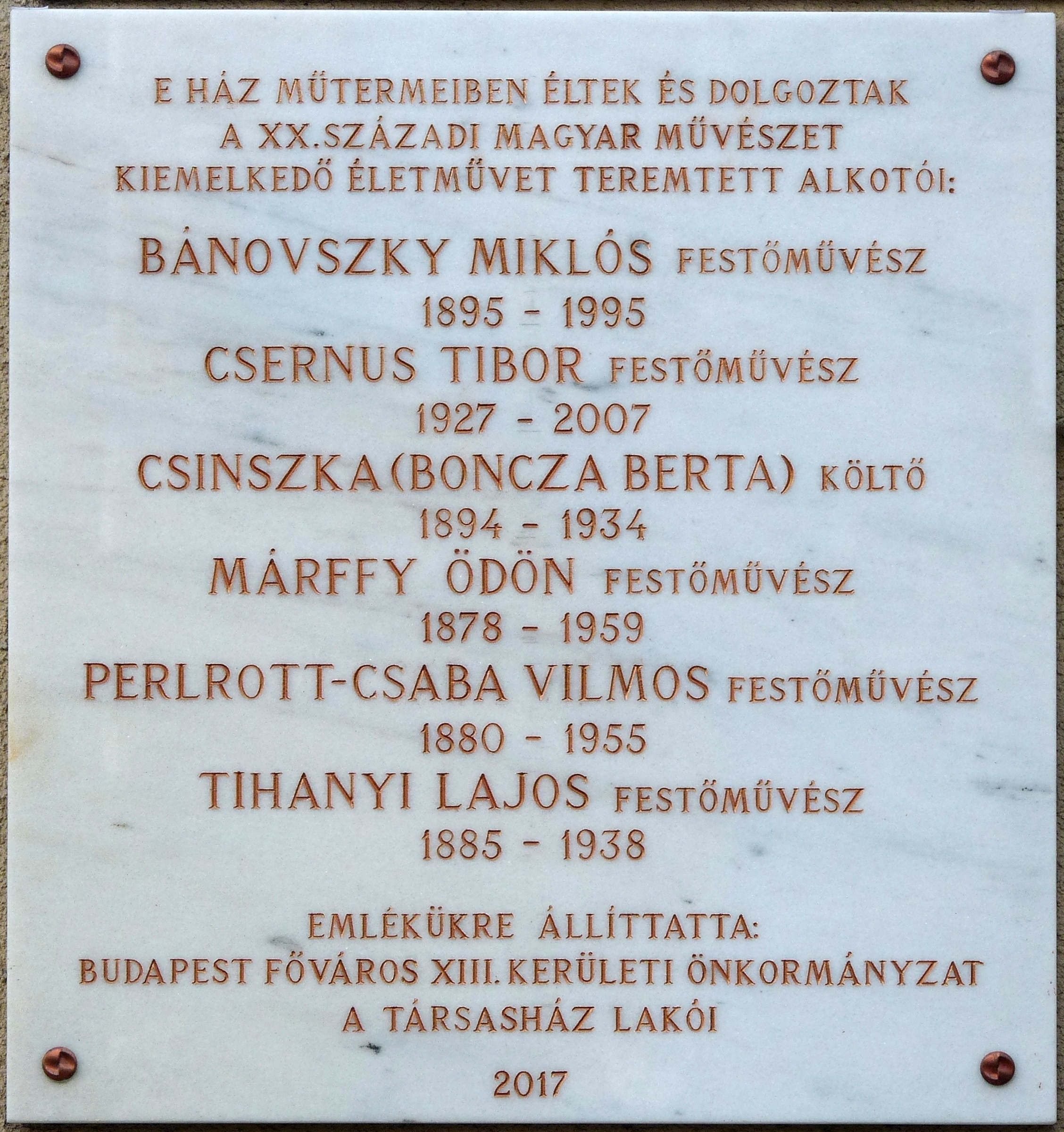
Csernus Tibor, Dráva utca 12.
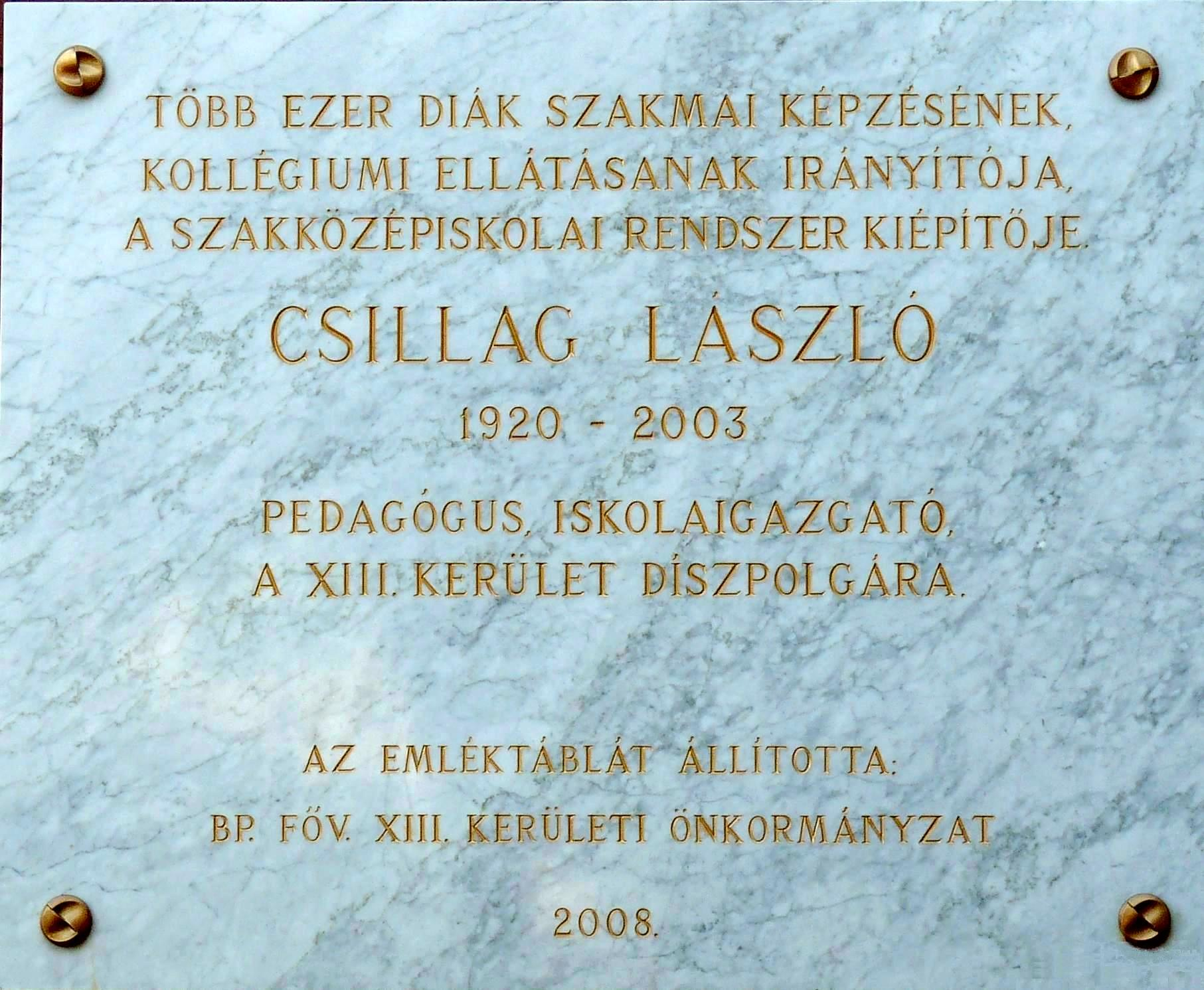
Csillag László, Váci út 183.
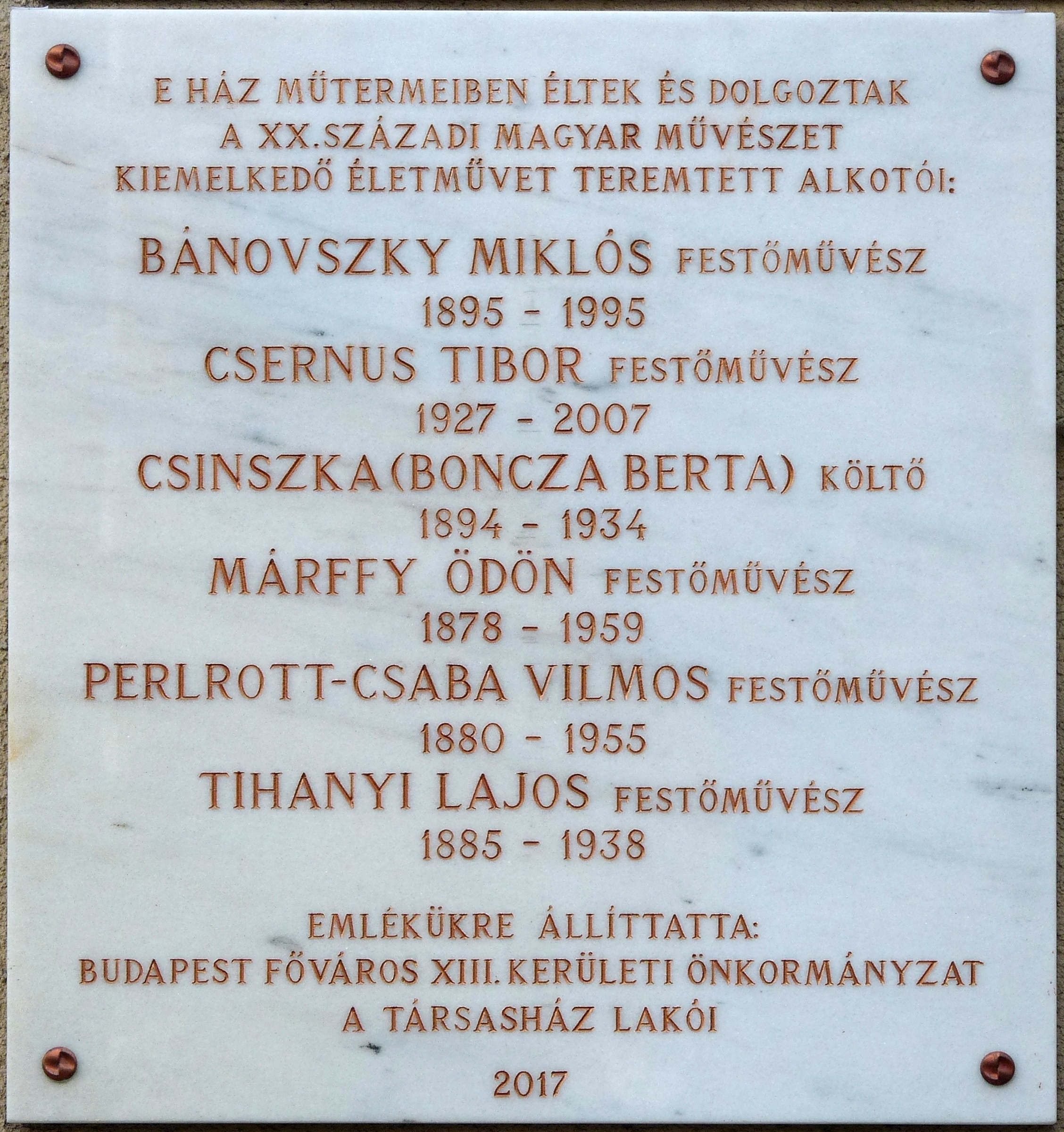
Csinszka (Boncza Berta), Dráva utca 12.
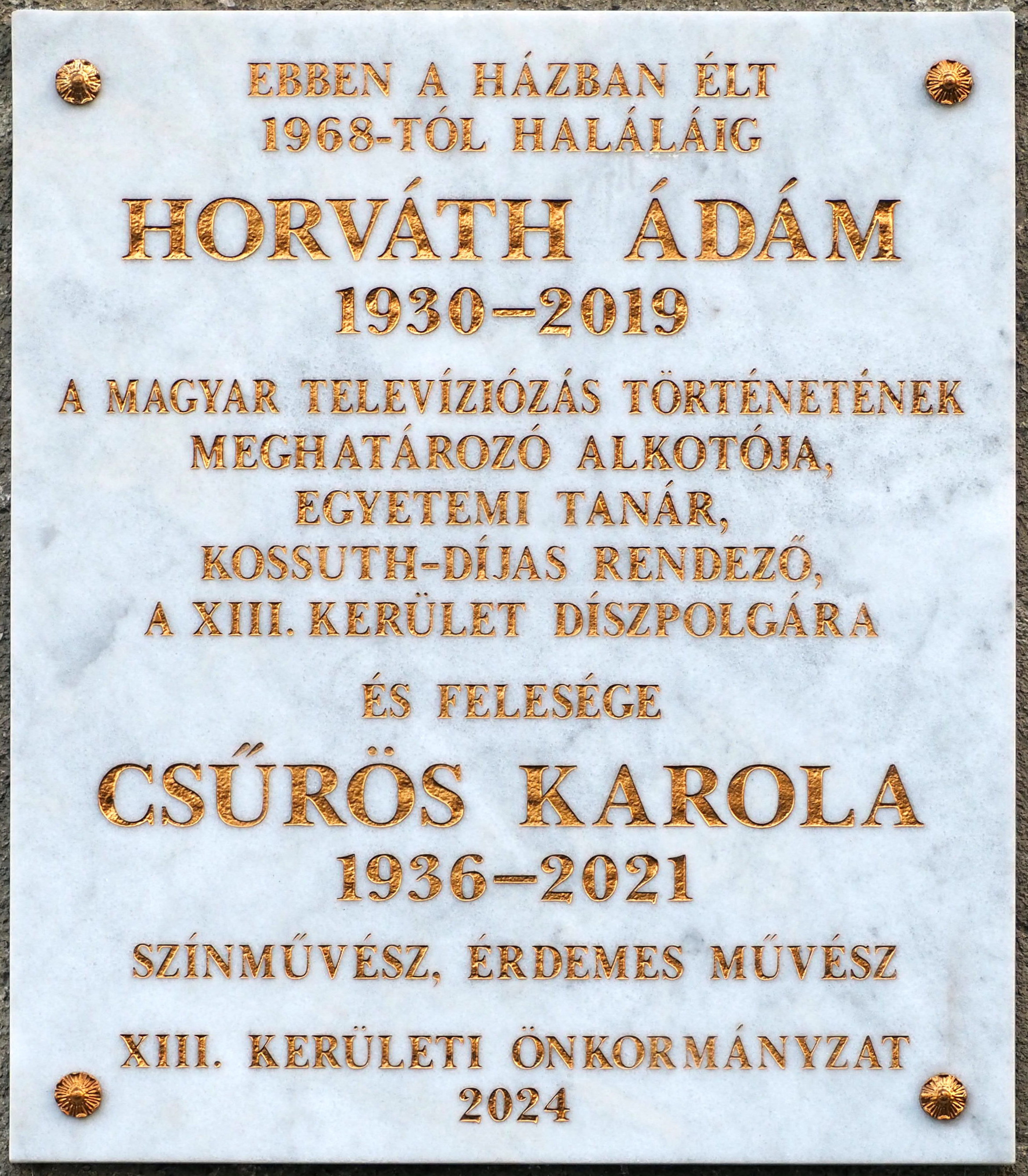
Csűrös Karola, Szent István park 19.
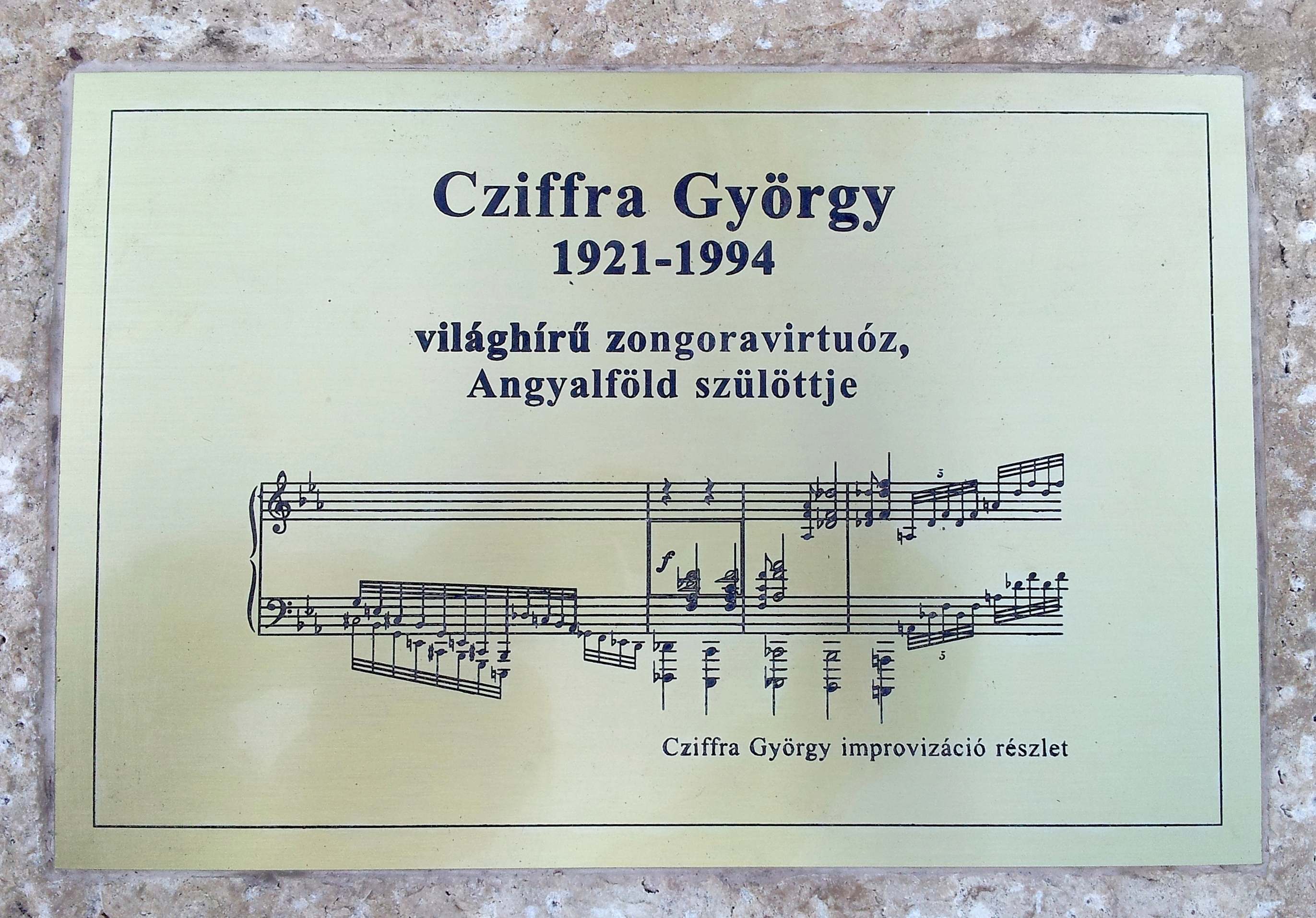
Cziffra György (zongoraművész), Cziffra György park
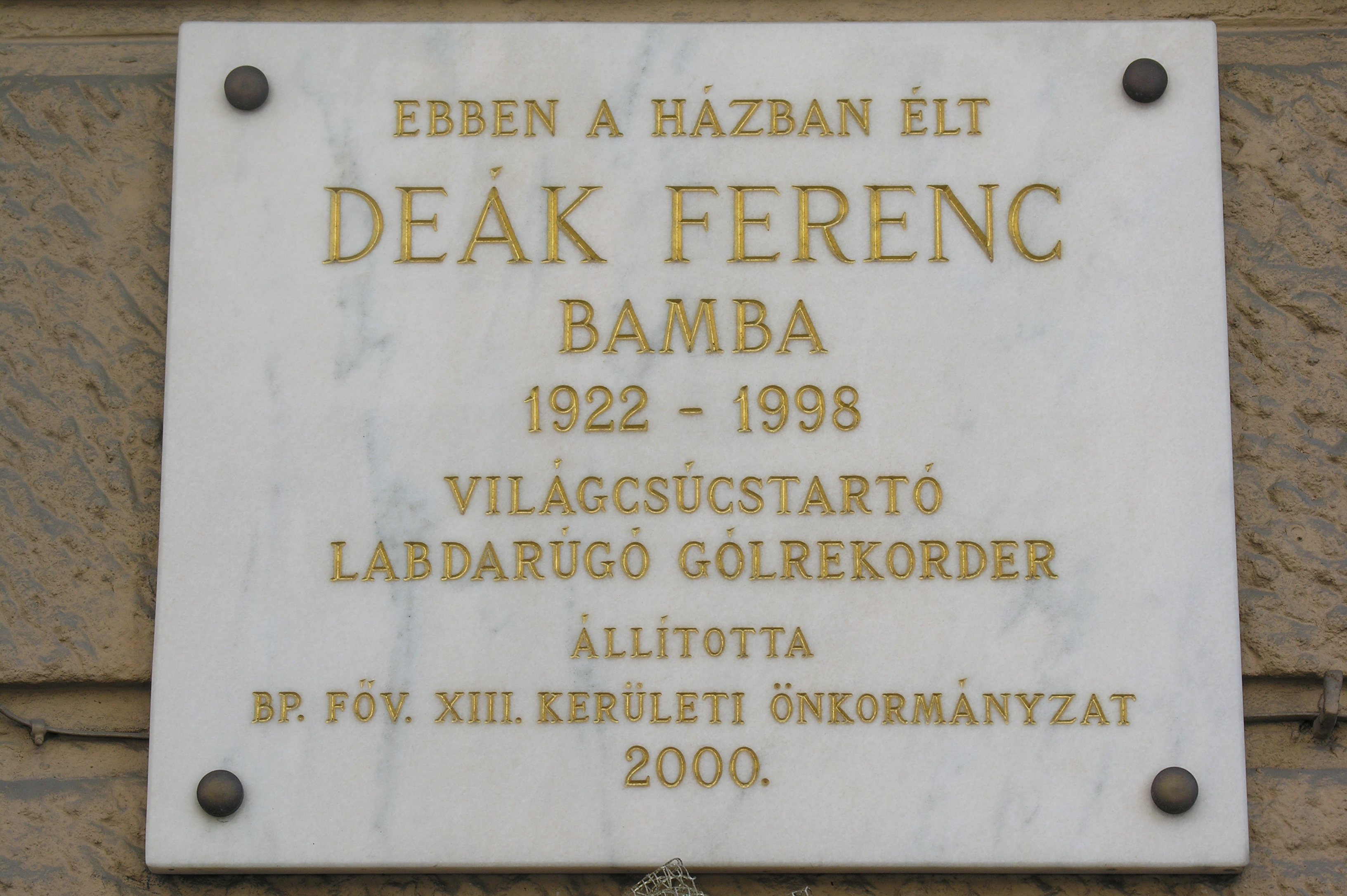
Deák Ferenc, Hollán Ernő utca 31.
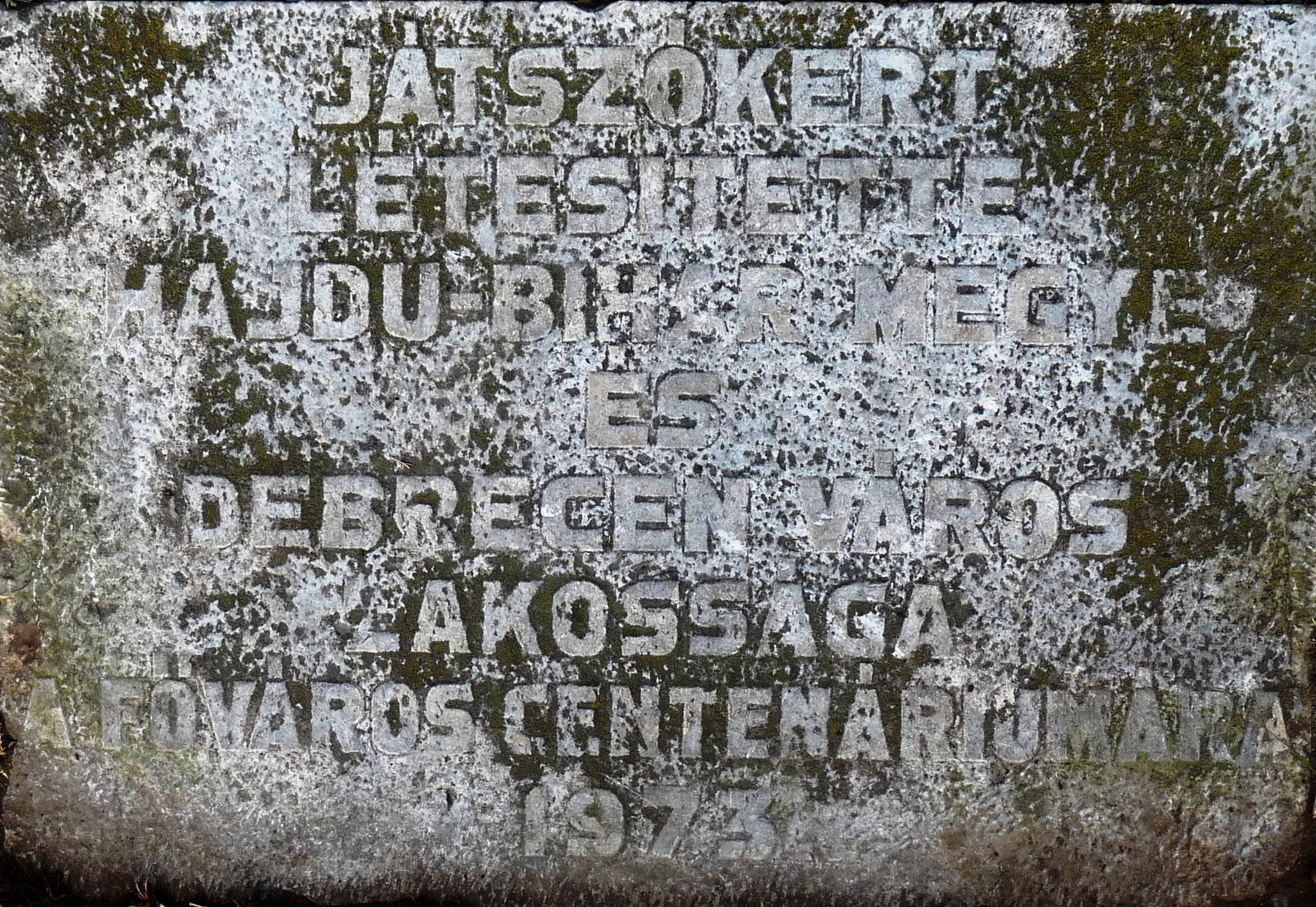
Debrecen városa, Debrecen park
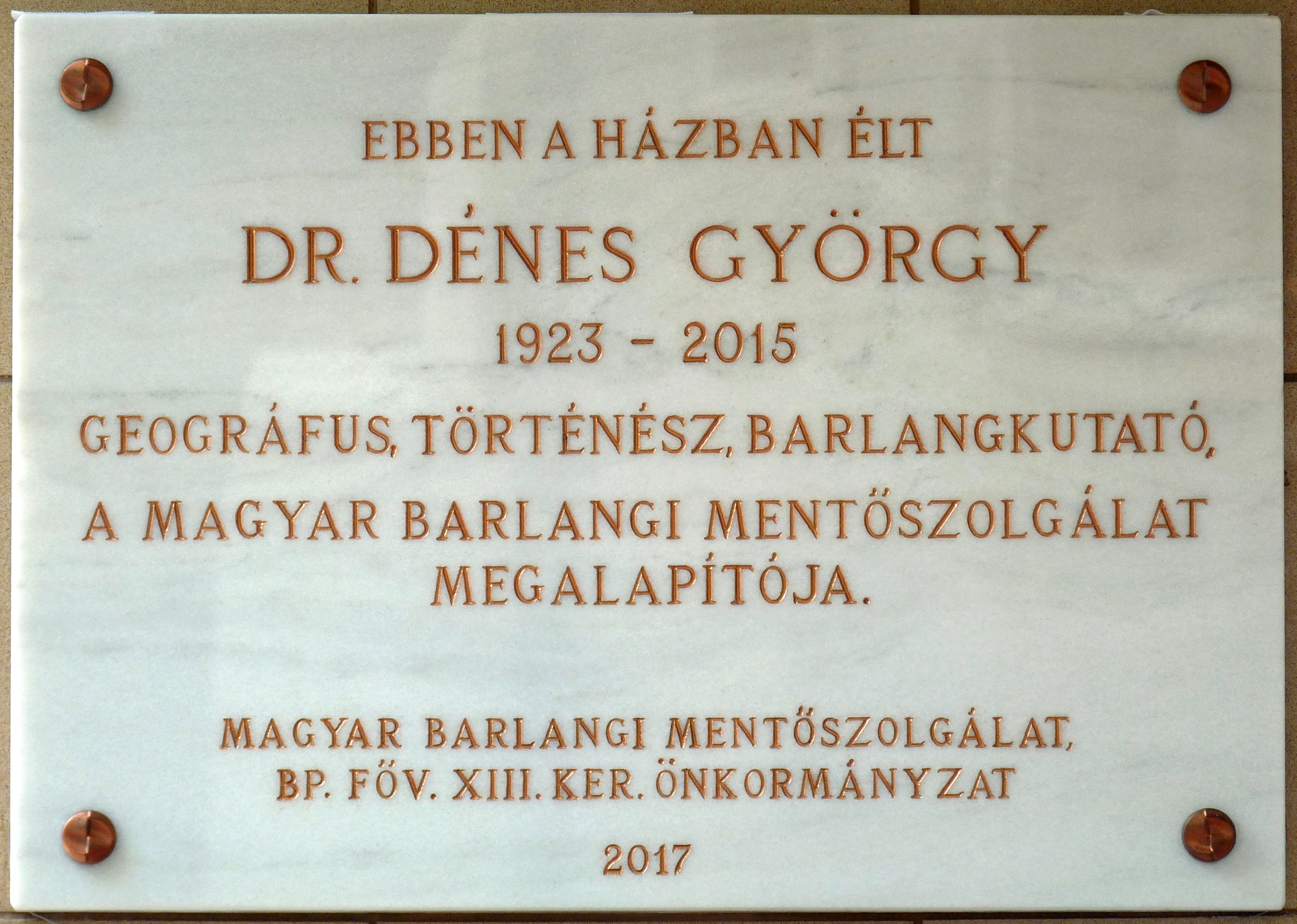
Dénes György, Borbély utca 5.
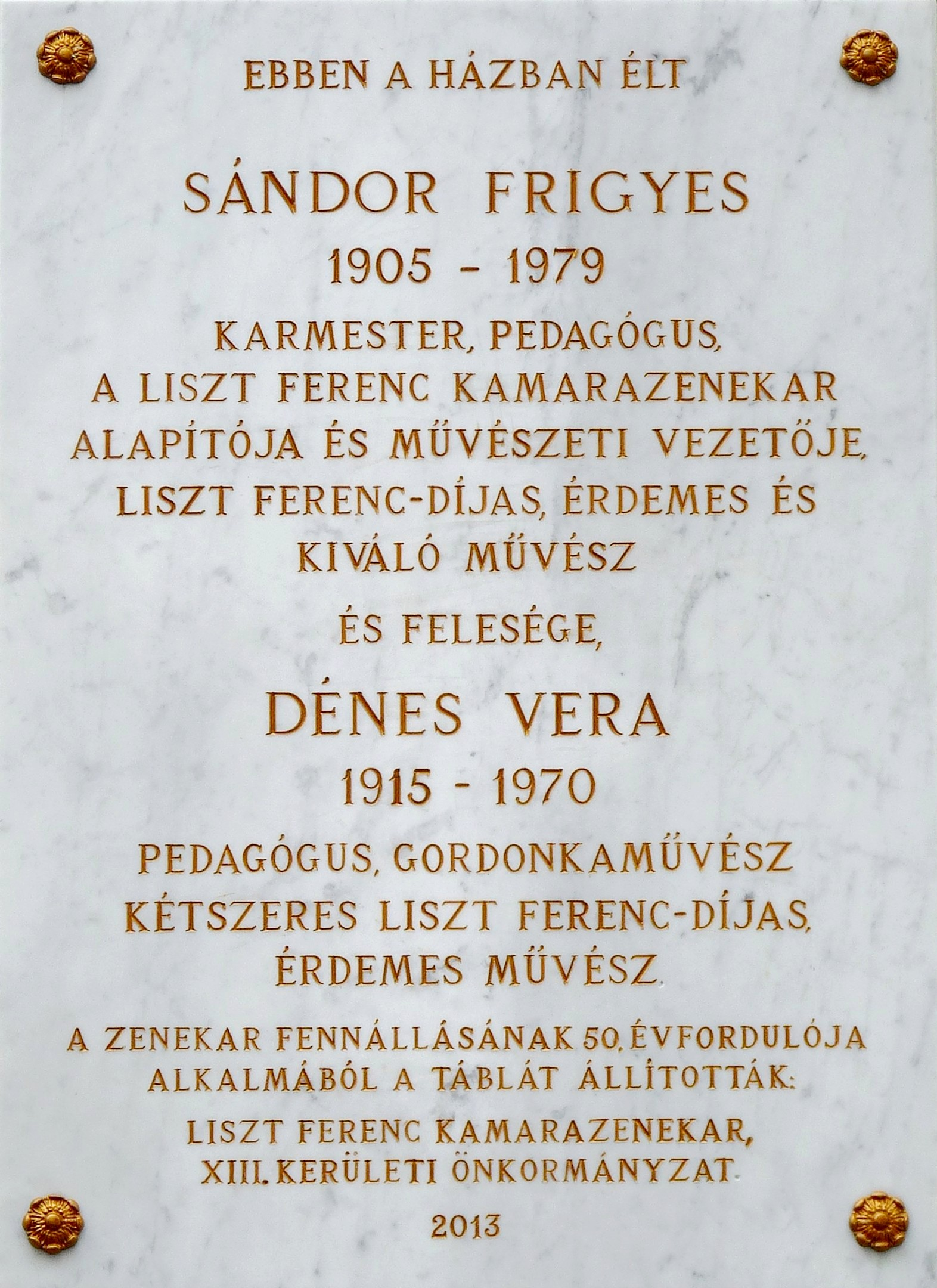
Dénes Vera, Kresz Géza utca 17.
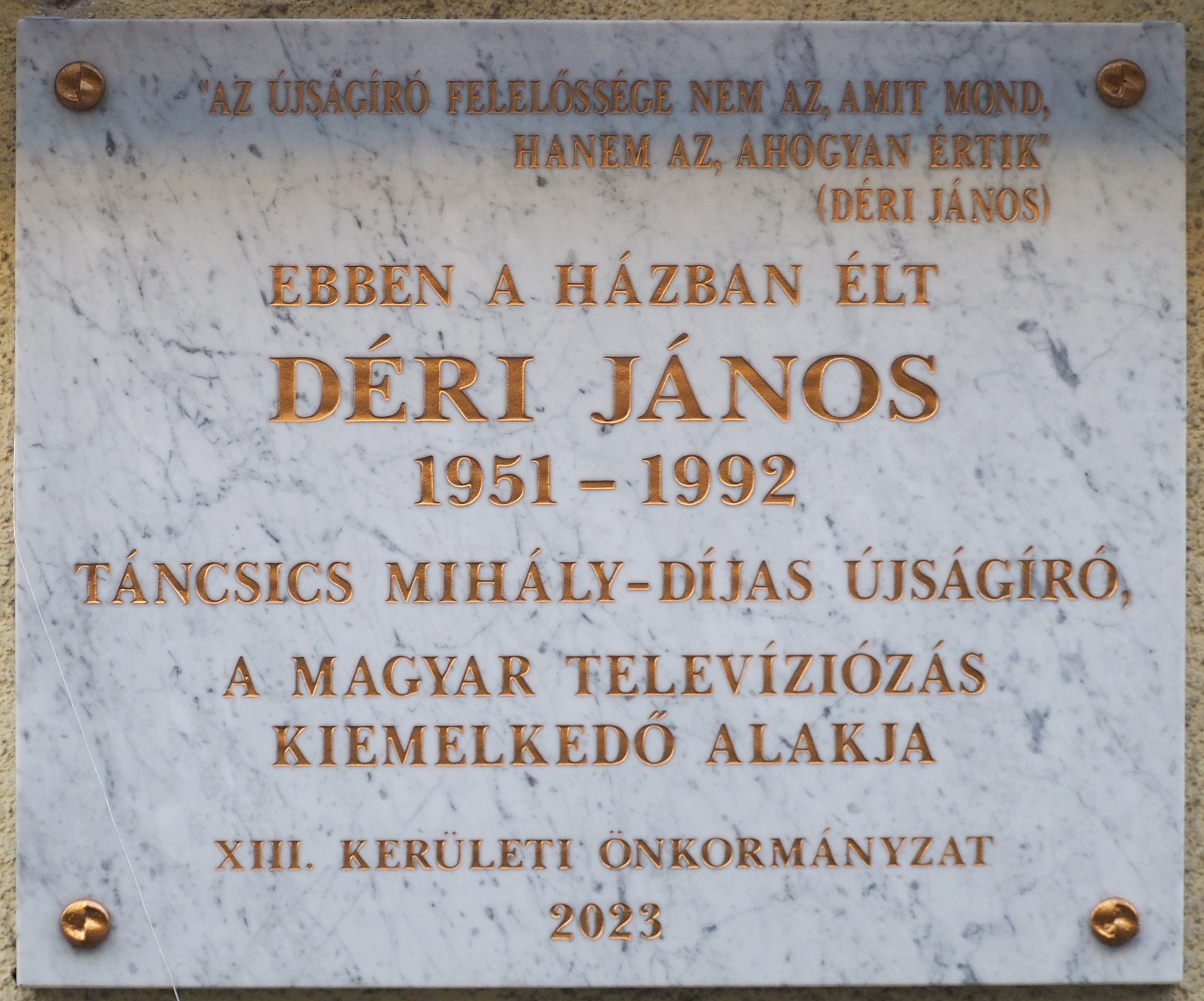
Déri János, Visegrádi utca 40.
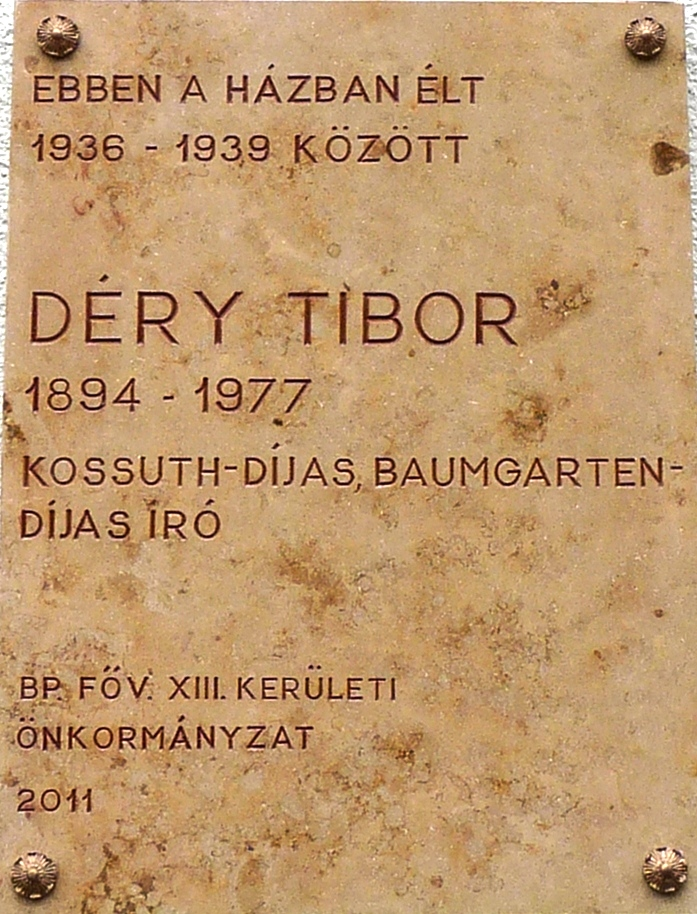
Déry Tibor, Jászai Mari tér 5.
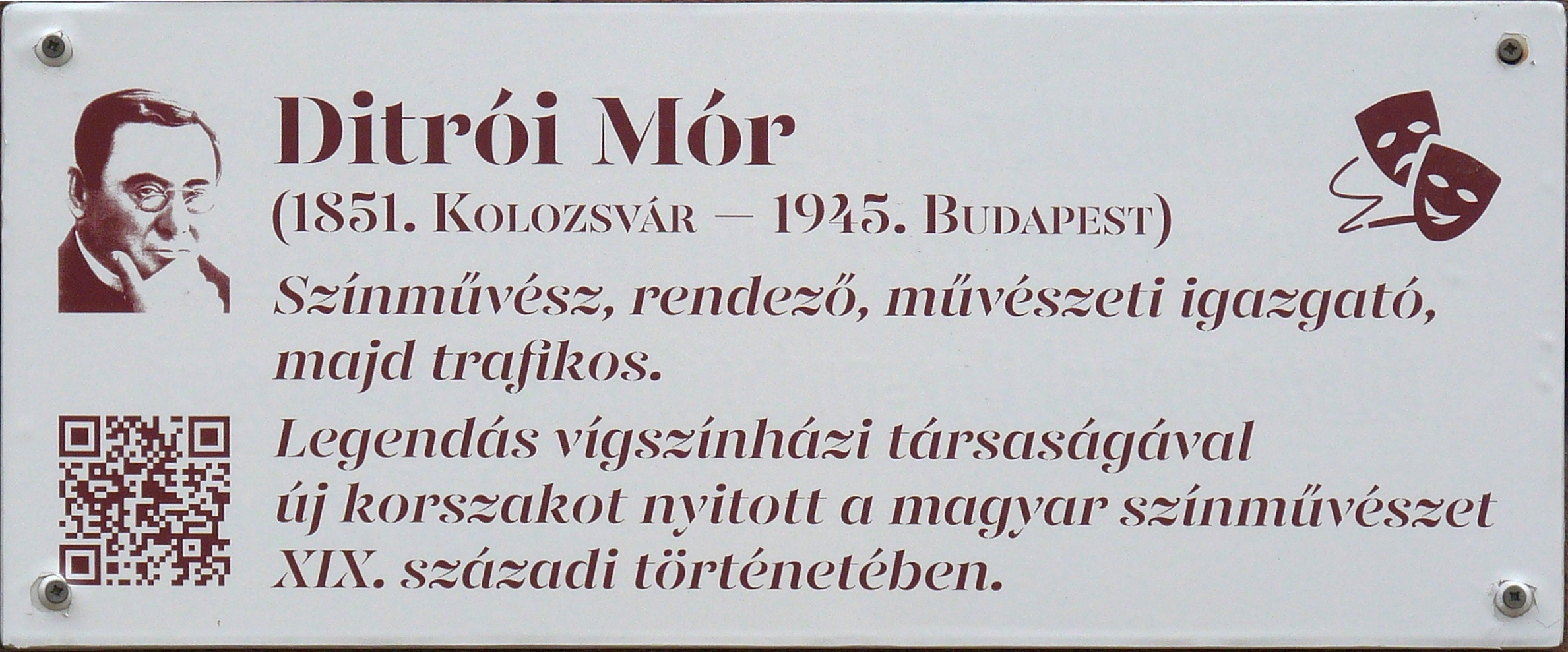
Ditrói Mór Ditrói Mór utca 1.
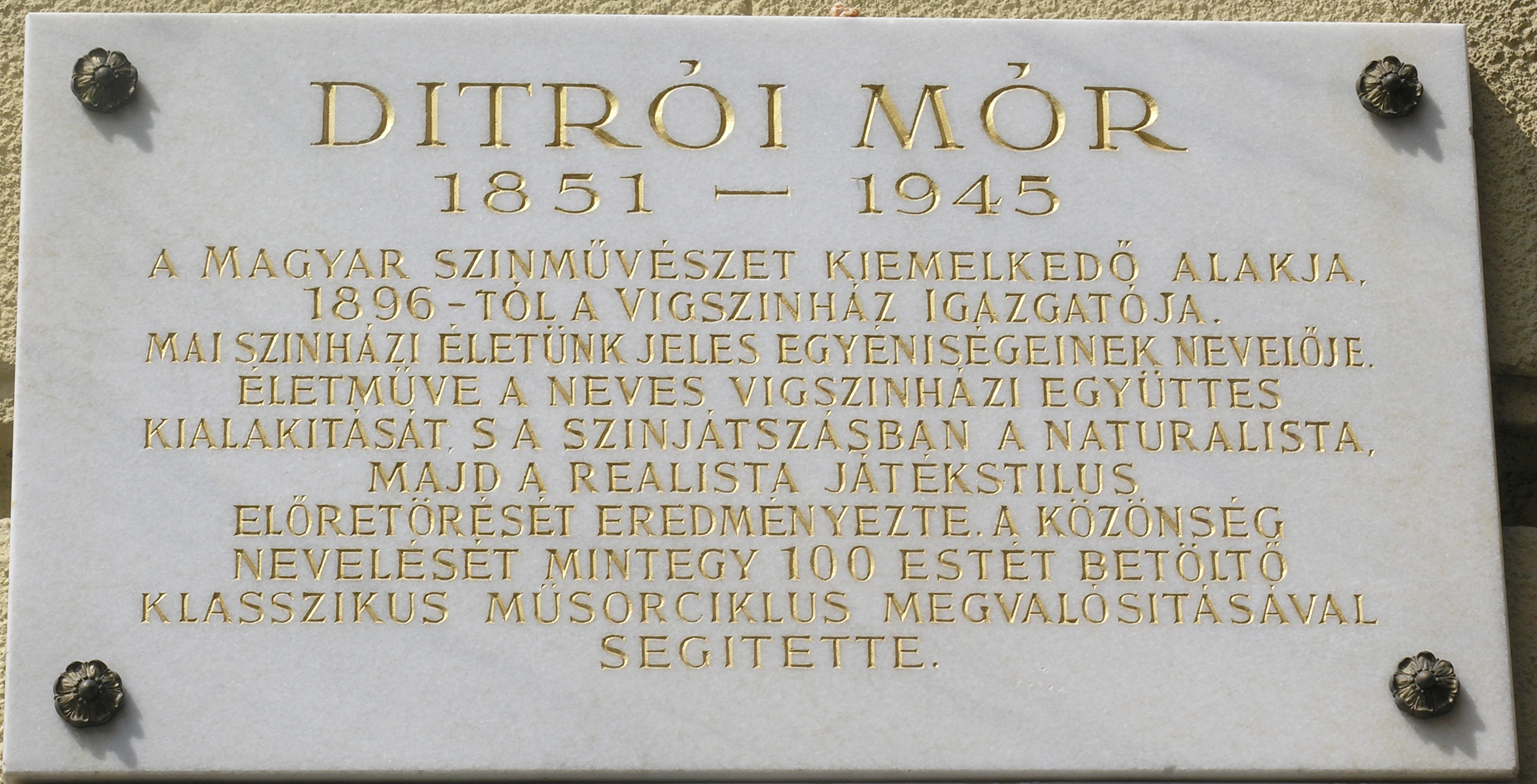
Ditrói Mór, Ditrói Mór utca 2.
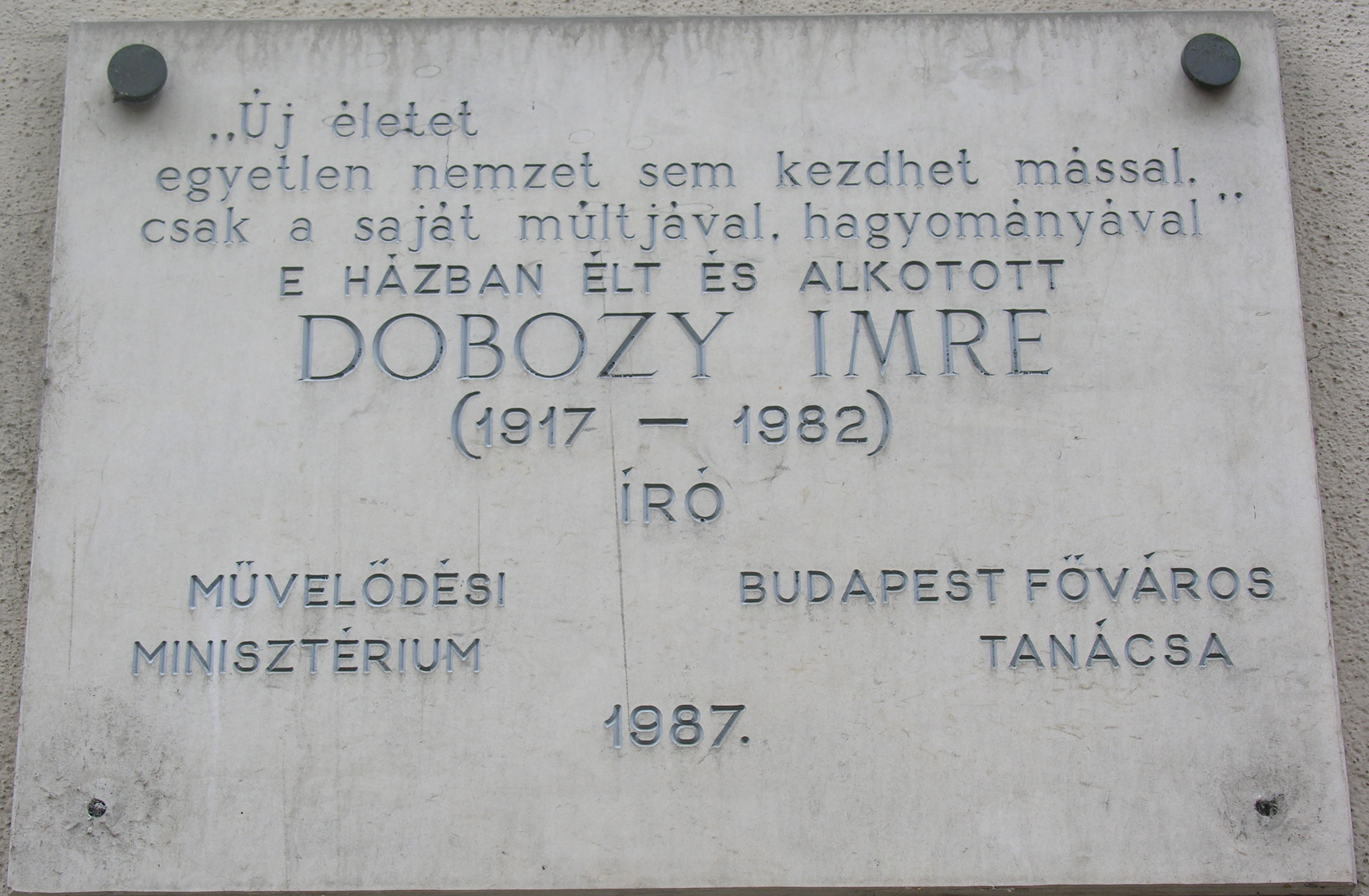
Dobozy Imre, Szent István park 15.
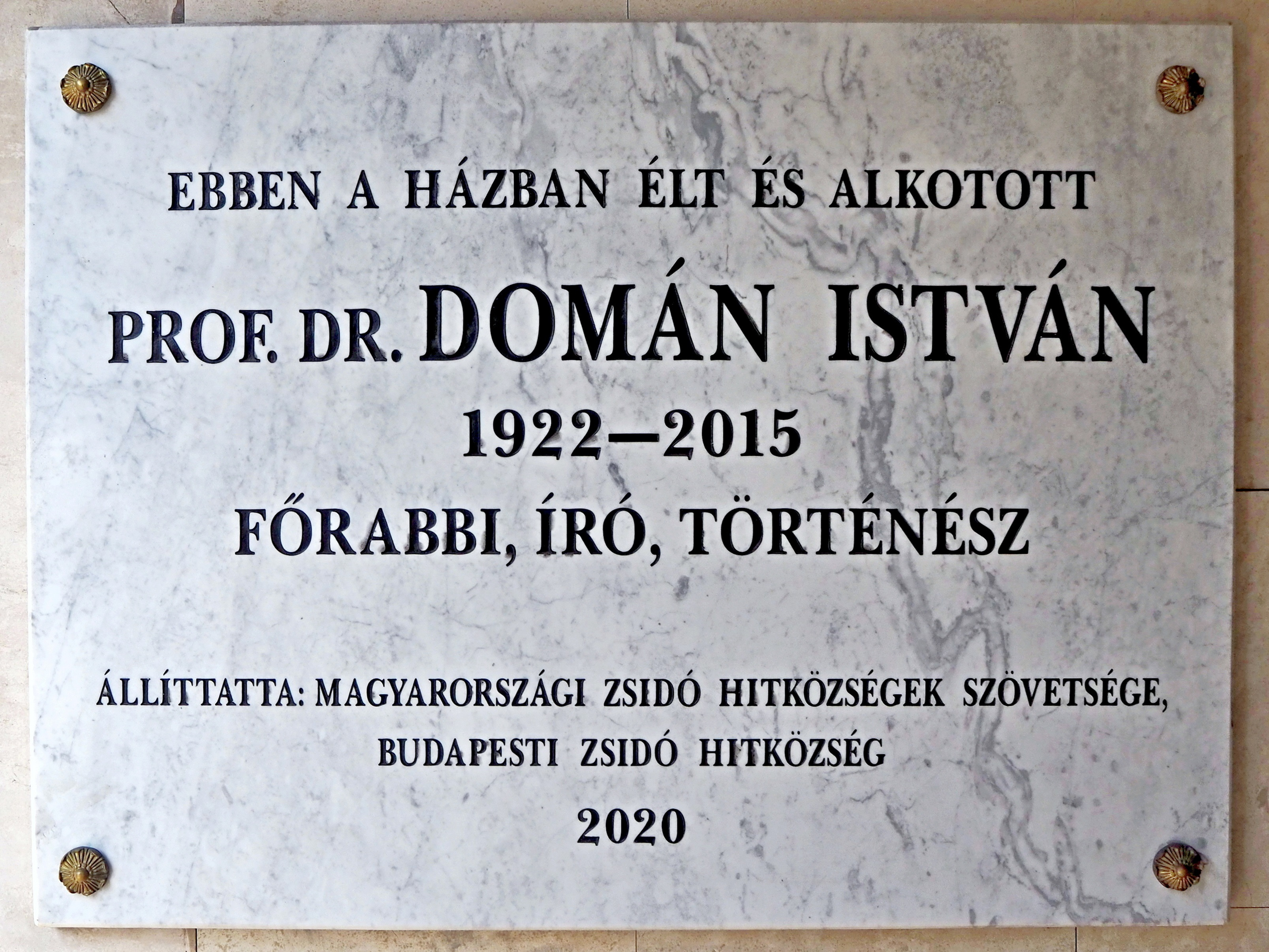
Domán István, Szent István körút 30.
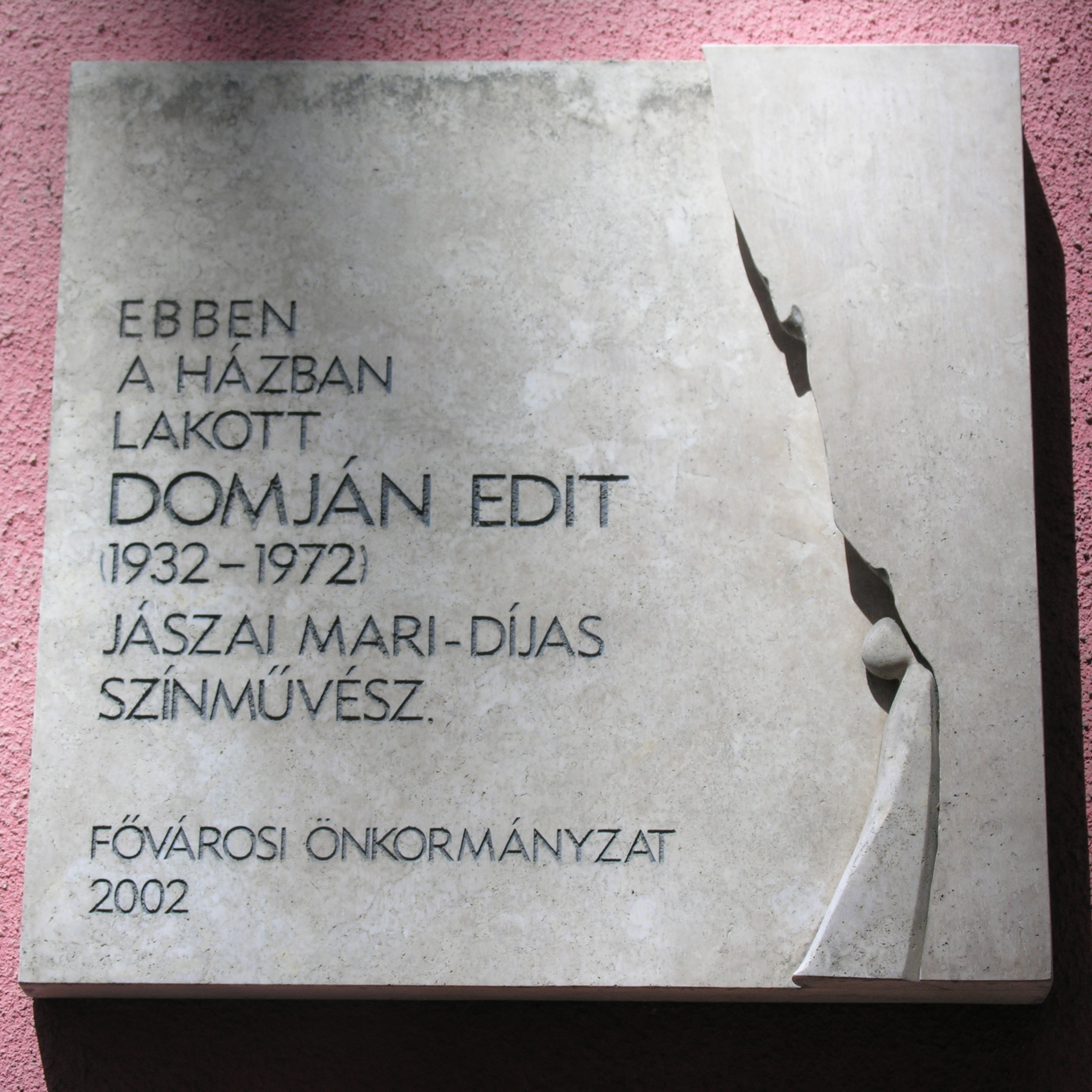
Domján Edit, Hollán Ernő utca 28.
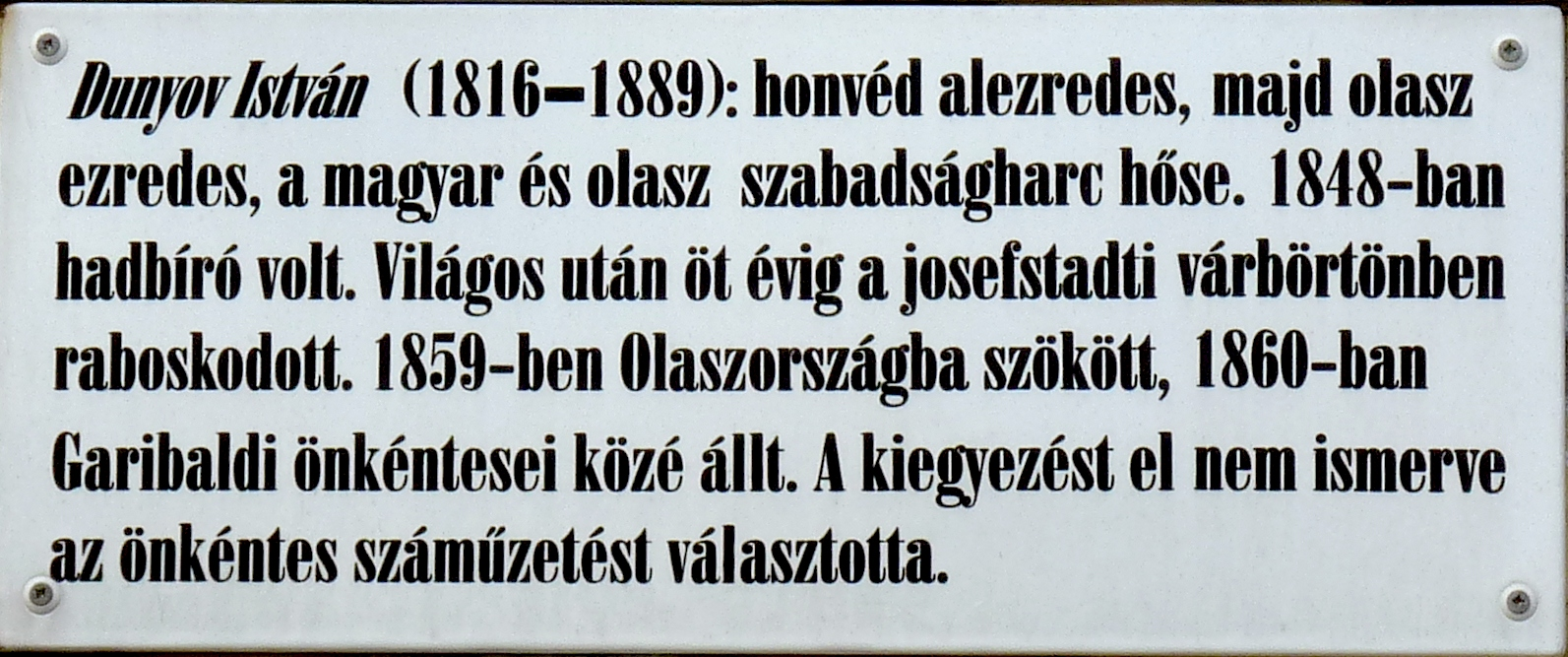
Dunyov István, Dunyov István utca 1.
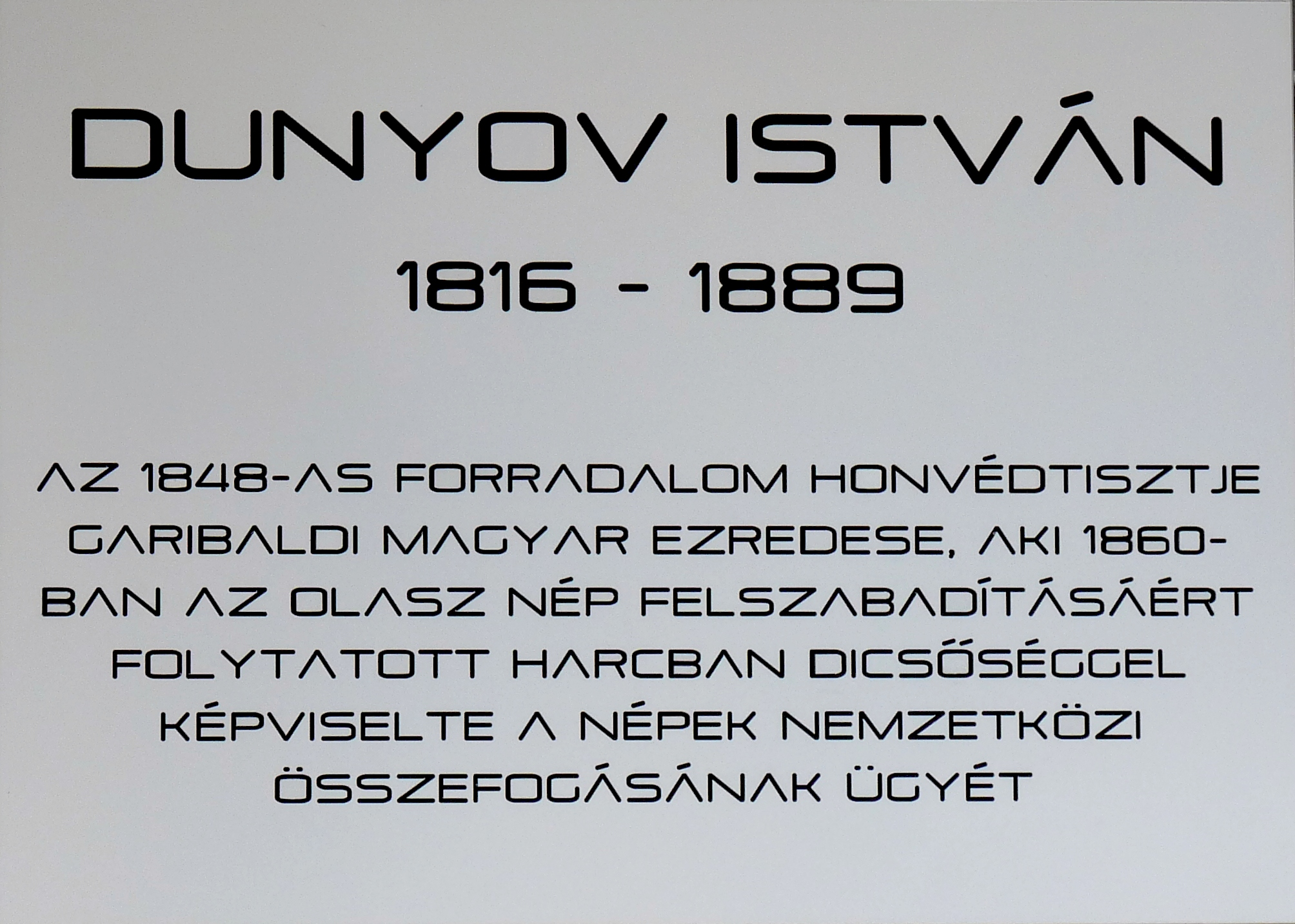
Dunyov István, Dunyov István utca 4.
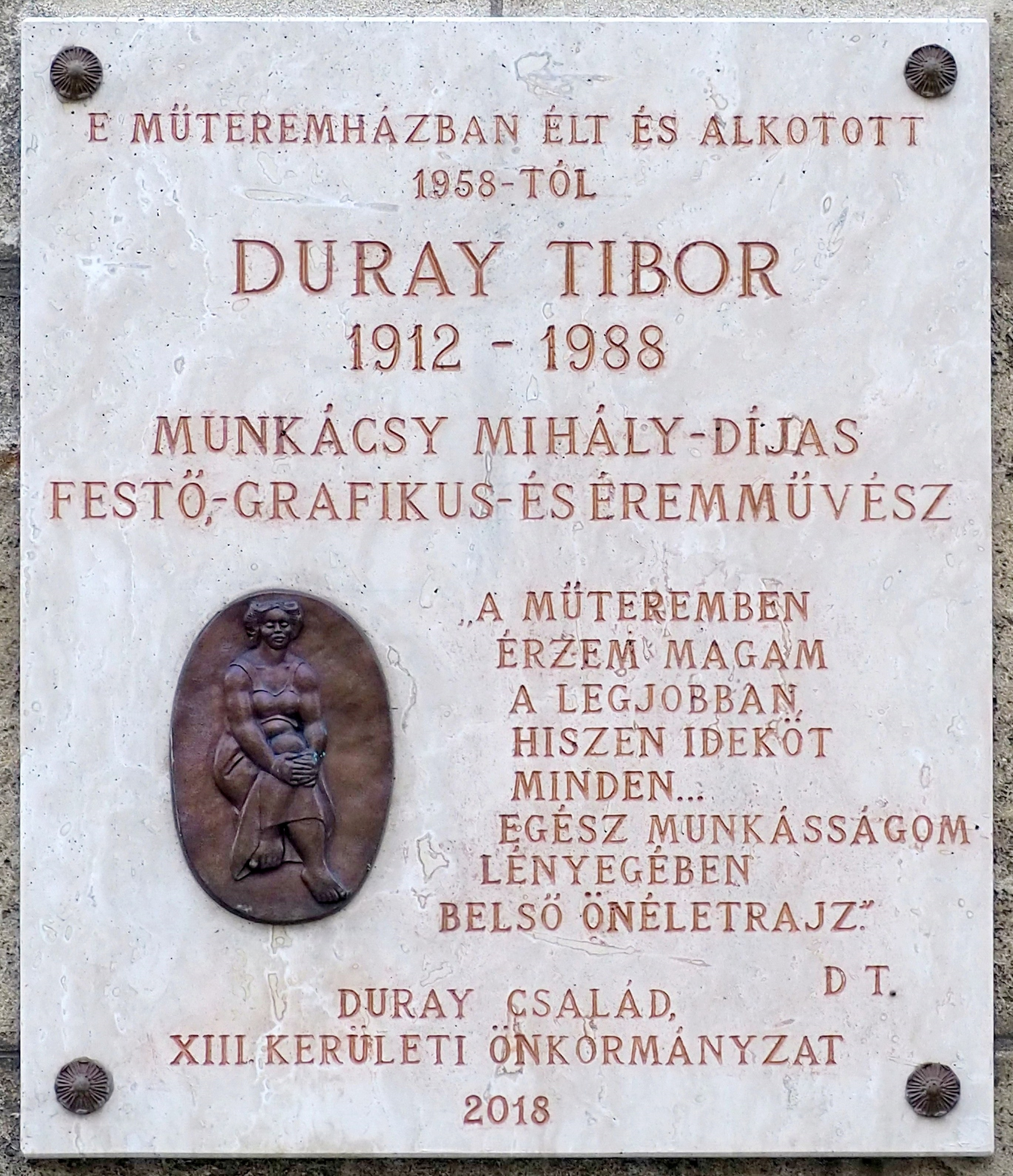
Duray Tibor Máglya utca 2. alkotó: Duray Tibor
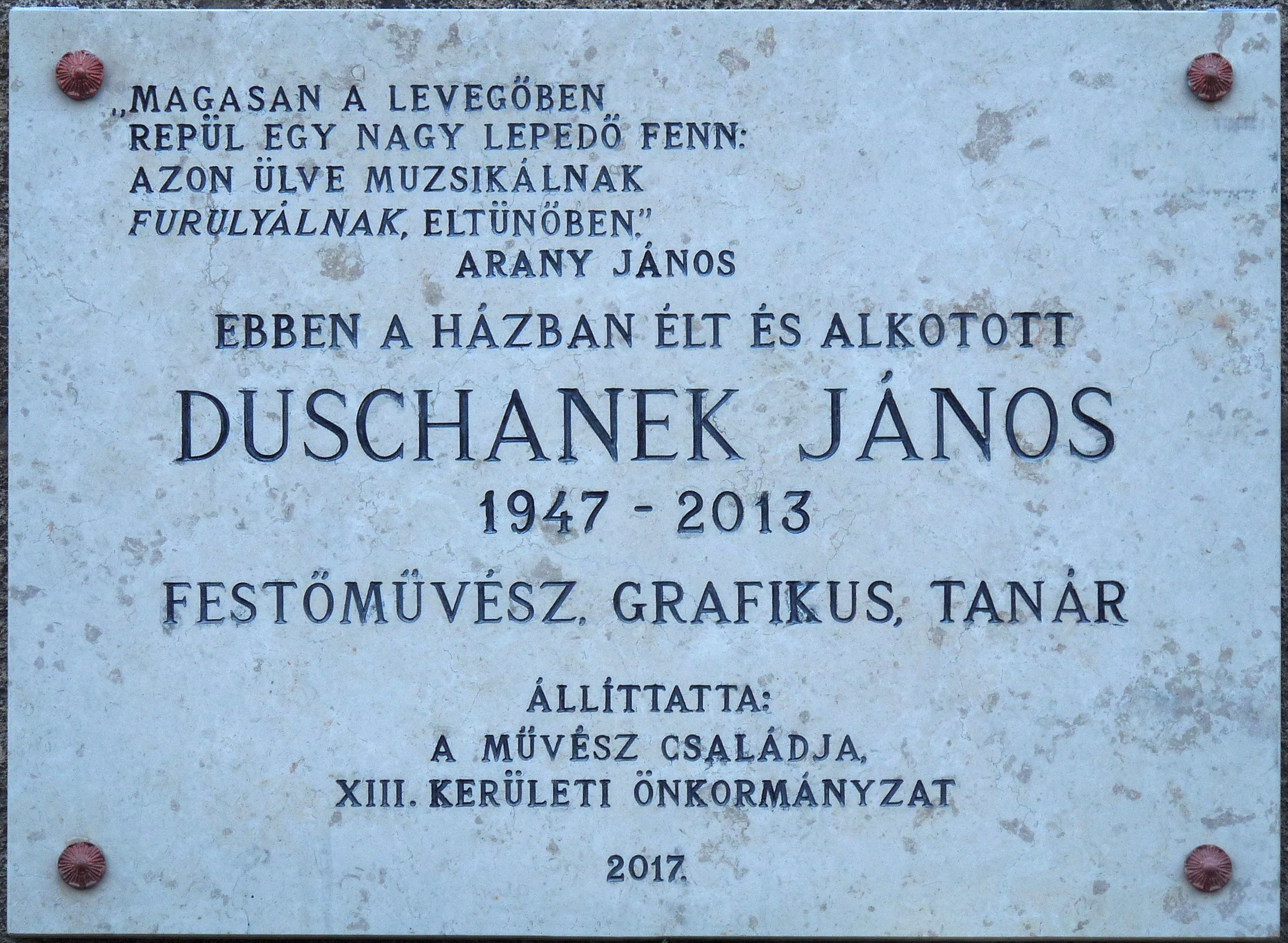
Duschanek János Máglya köz 2.
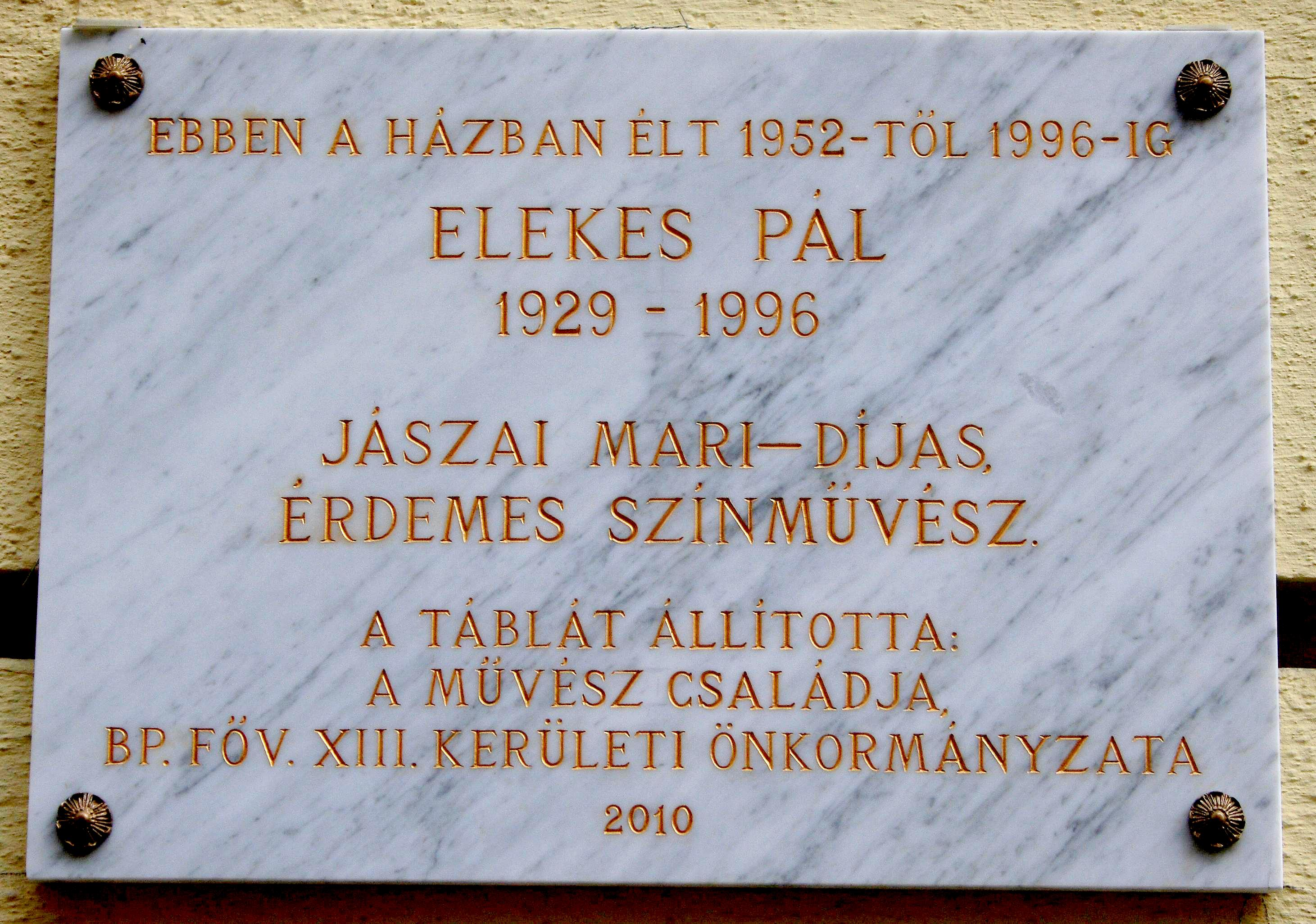
Elekes Pál, Hollán Ernő utca 13–15.
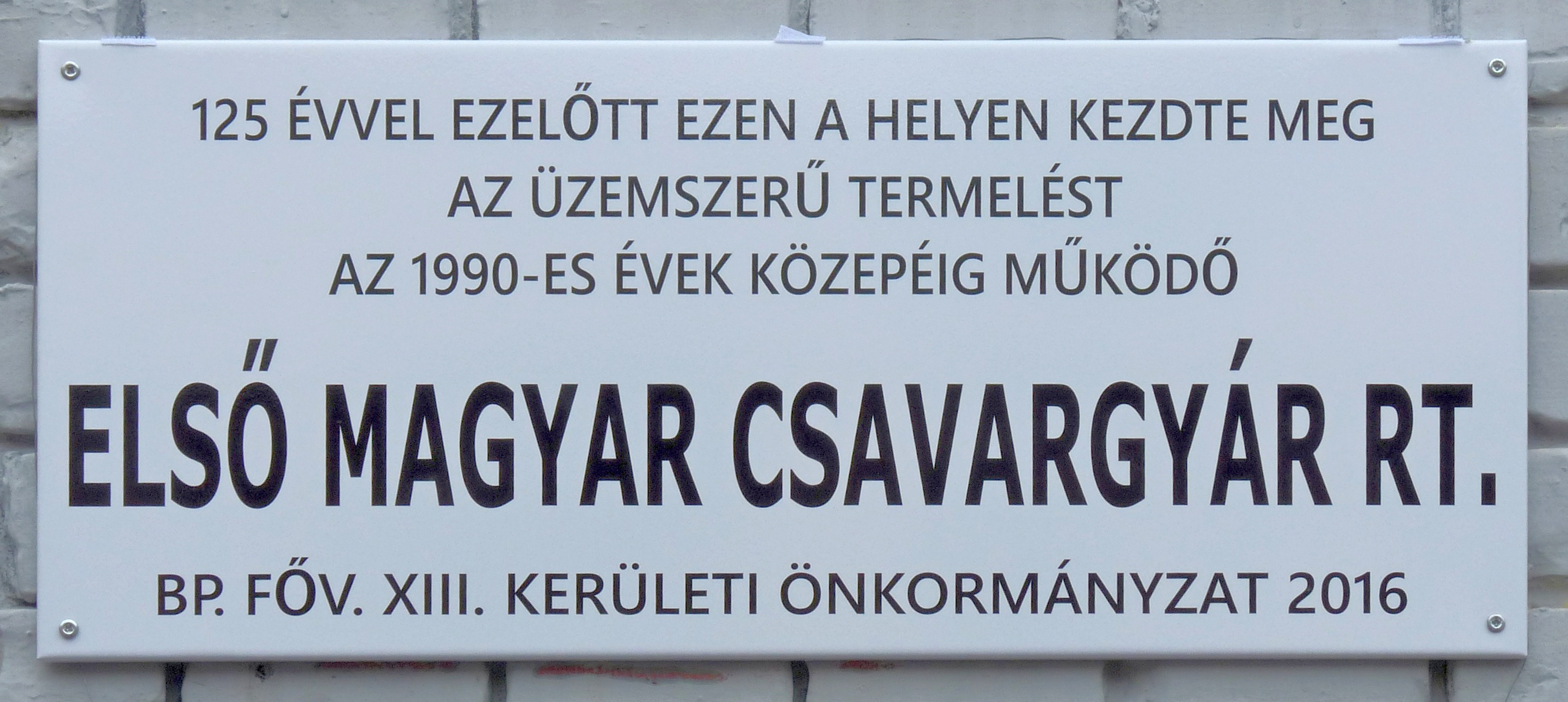
Első Magyar Csavargyár Rt., Váci út 168.
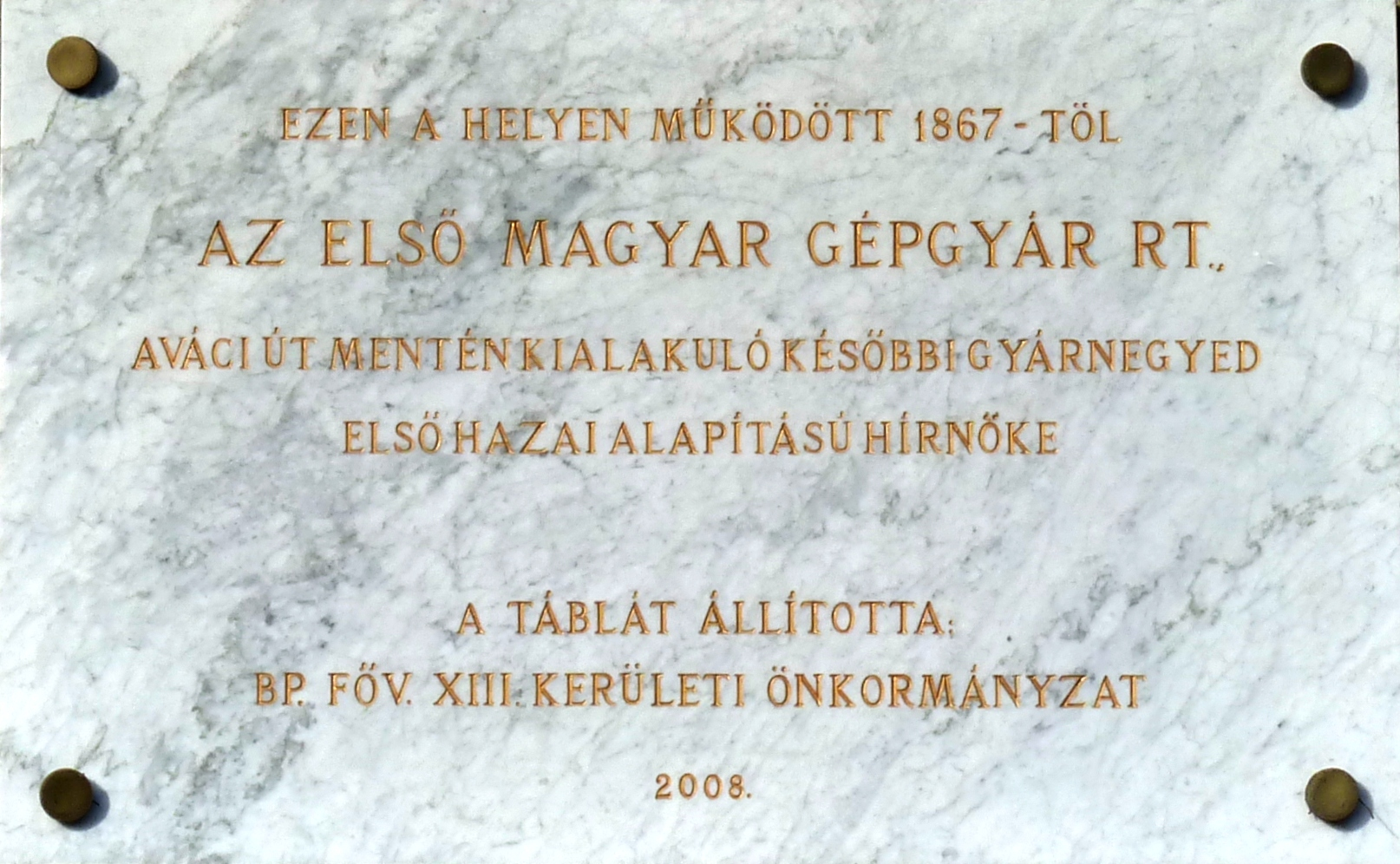
Első Magyar Gépgyár Rt., Váci út 48.
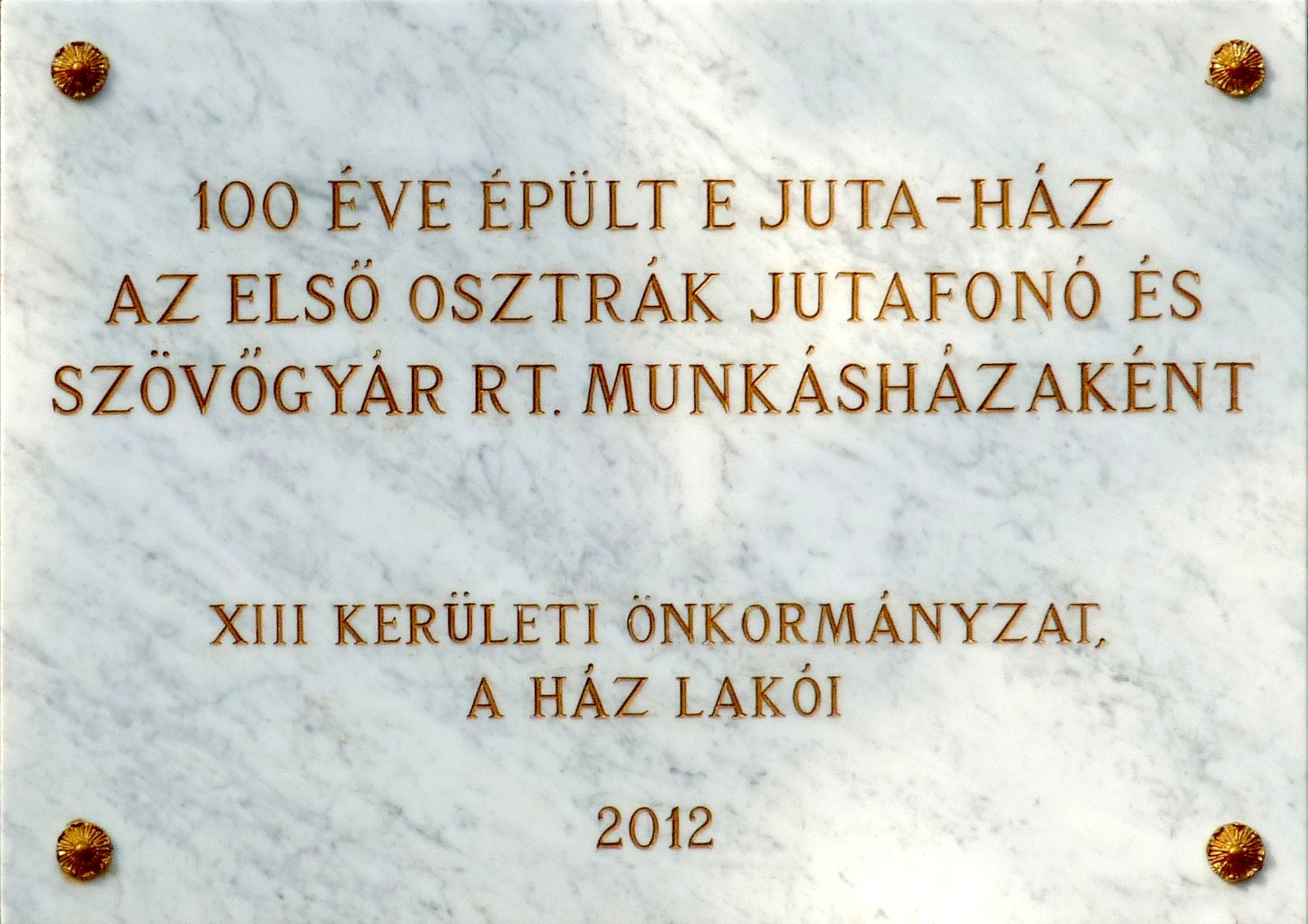
Első Osztrák Jutafonó és Szövőgyár Rt. 100 éves munkásháza, Szekszárdi utca 30.
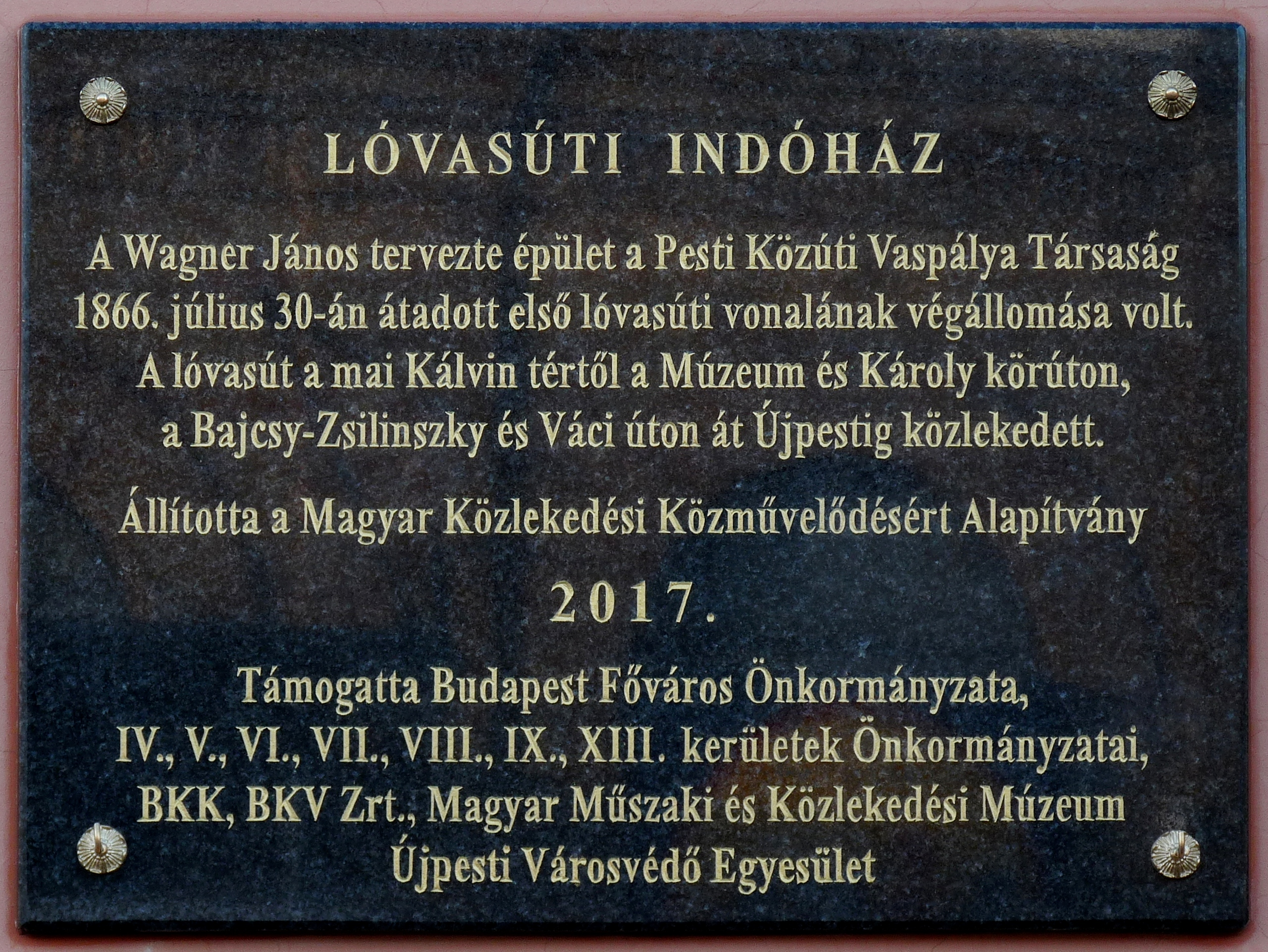
az első pesti lóvasút végállomása Váci út 201.
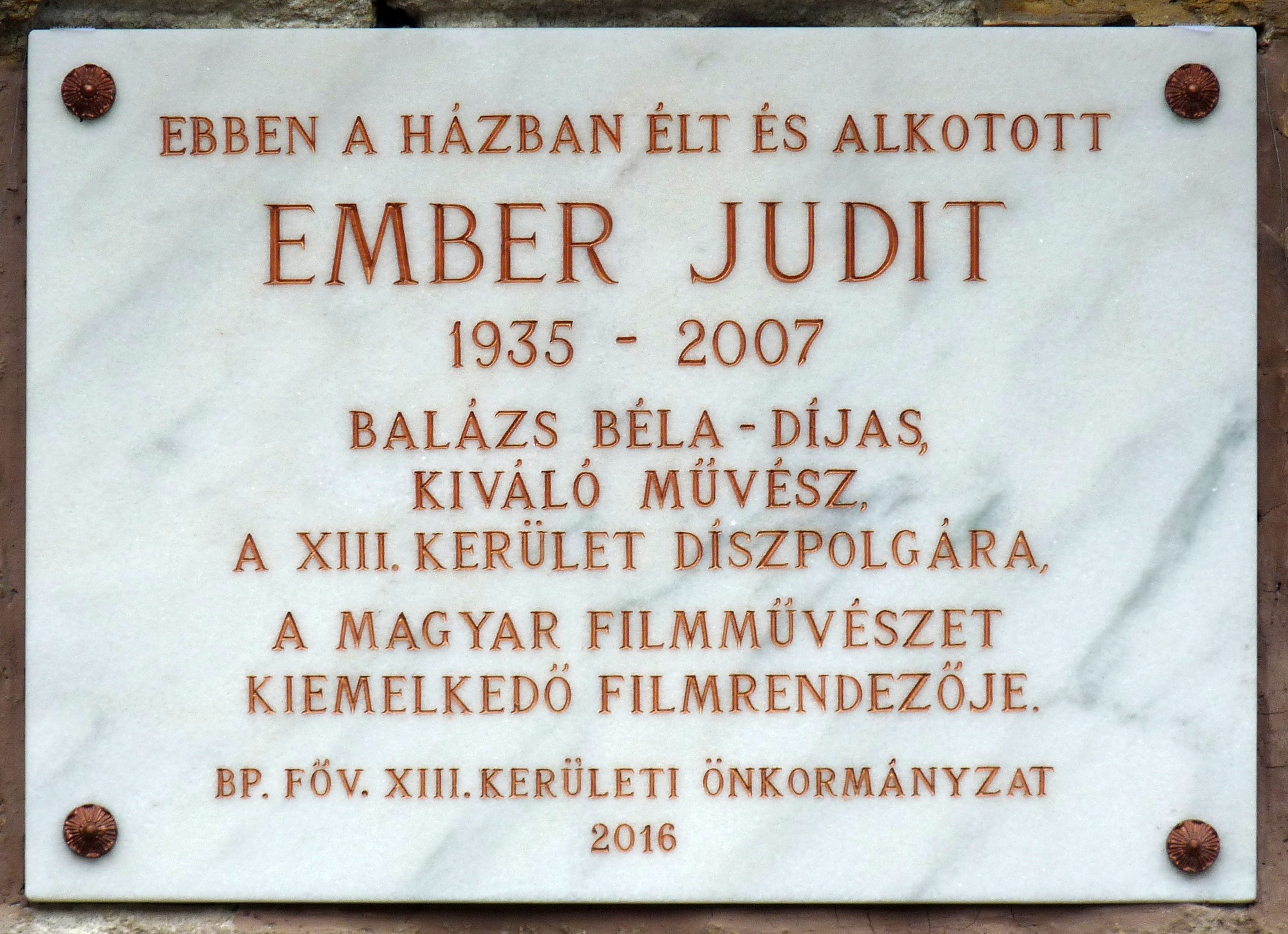
Ember Judit, Karikás Frigyes utca 2/a.
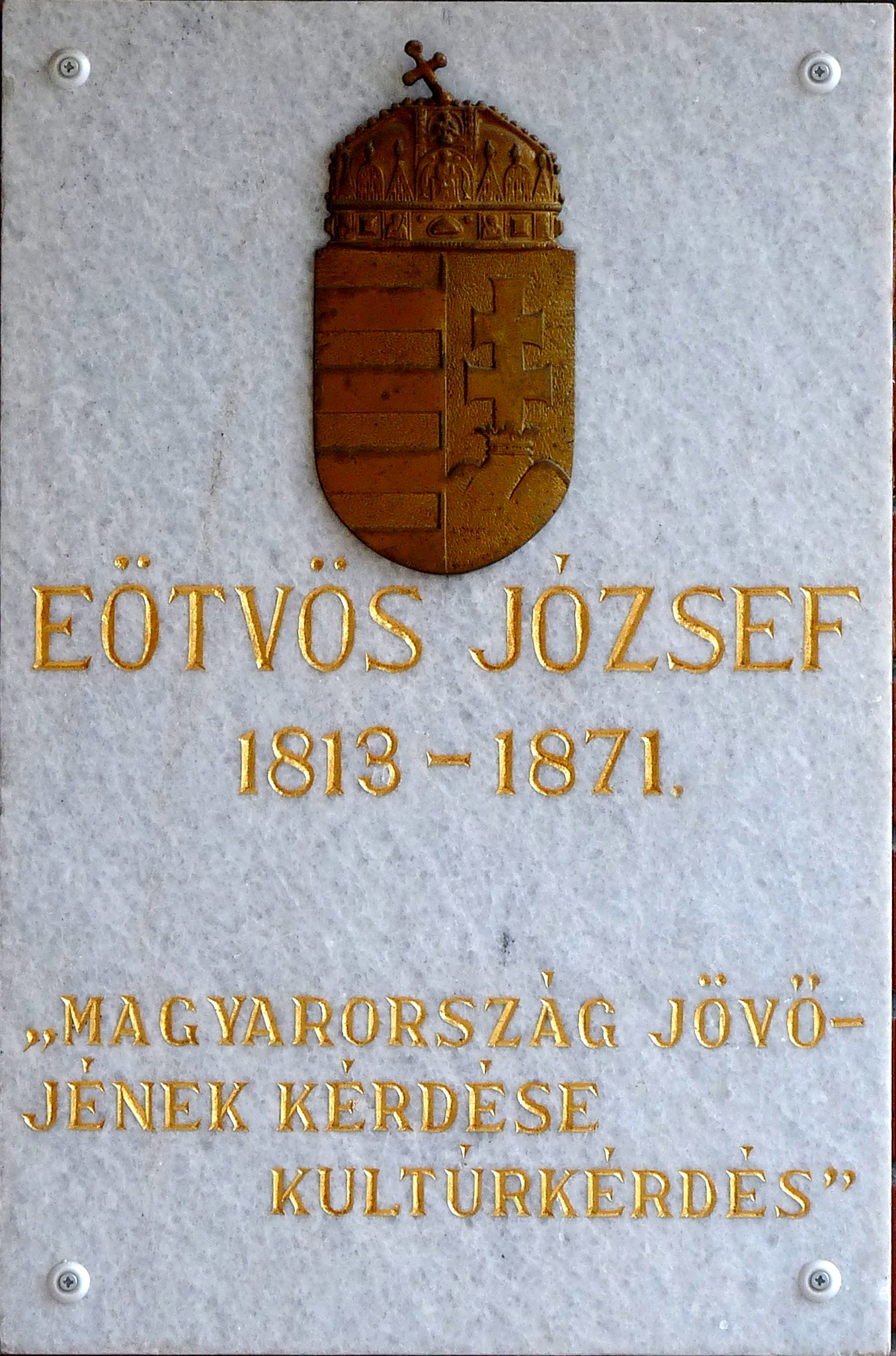
Eötvös József, Futár utca 18.
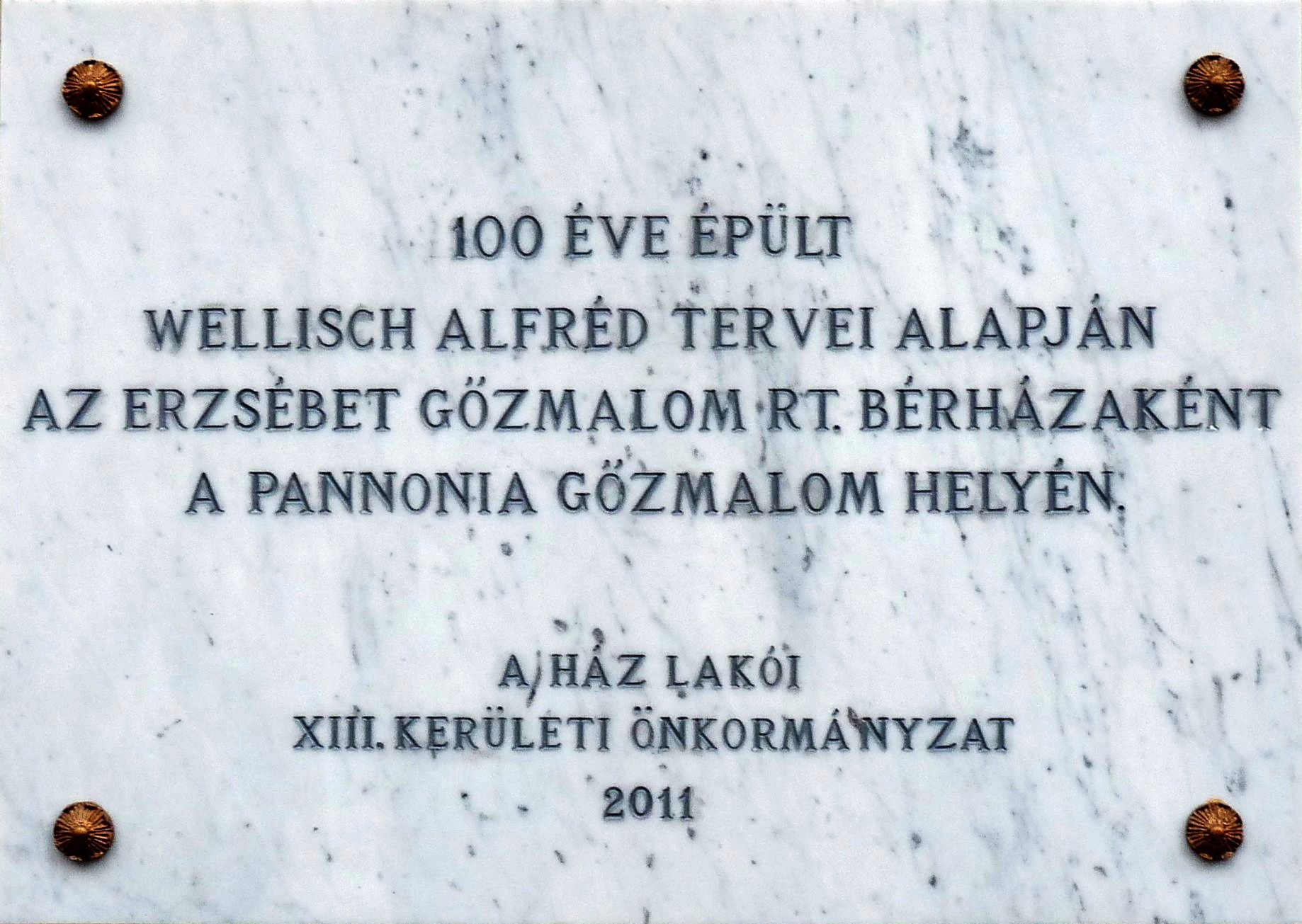
Erzsébet Gőzmalom Rt. nyugdíjalapi bérháza, Kárpát utca 7/b.
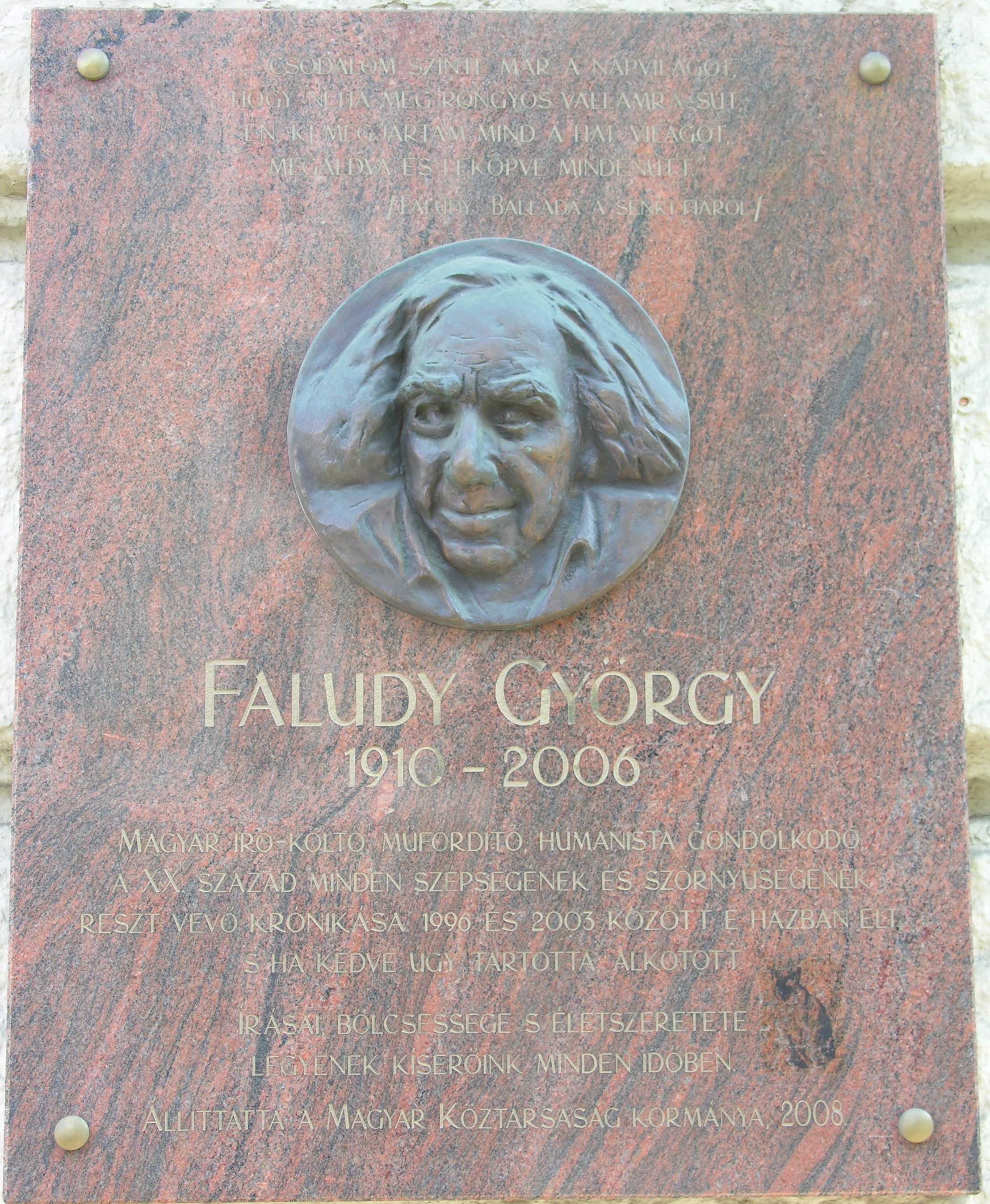
Faludy György, Szent István körút 2. alkotó: Máger Ágnes
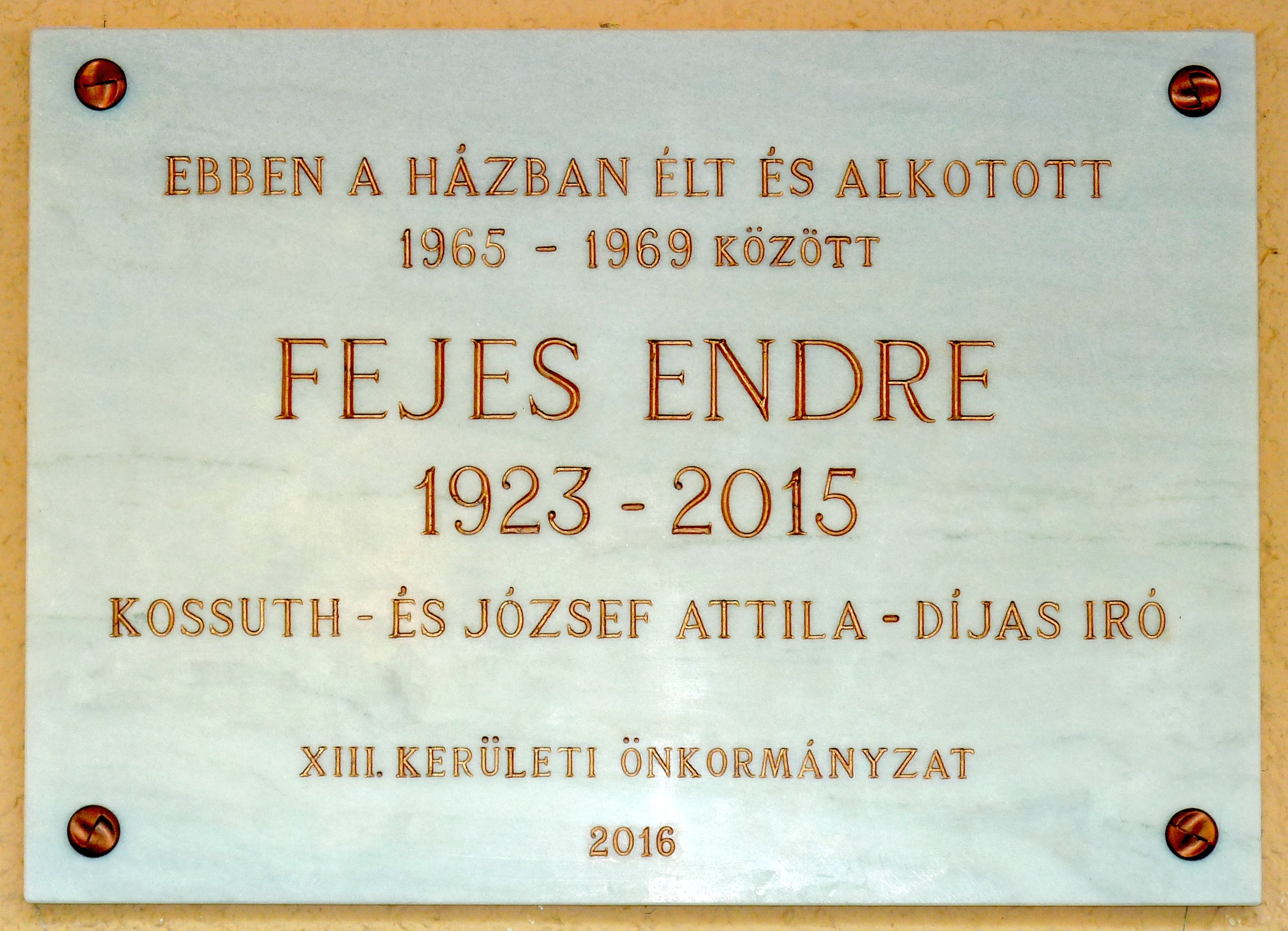
Fejes Endre, Jakab József utca 5.
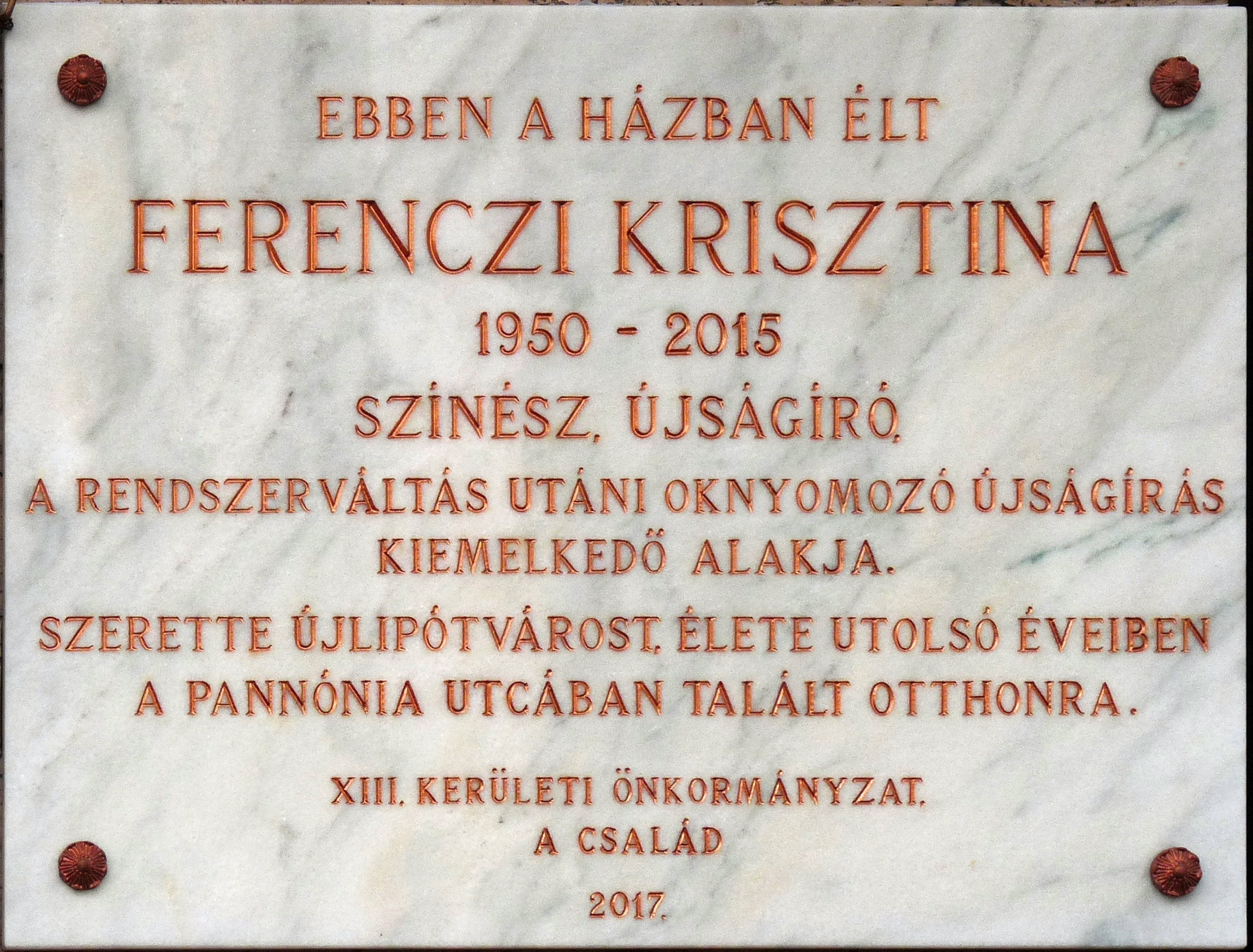
Ferenczi Krisztina, Pannónia utca 15.
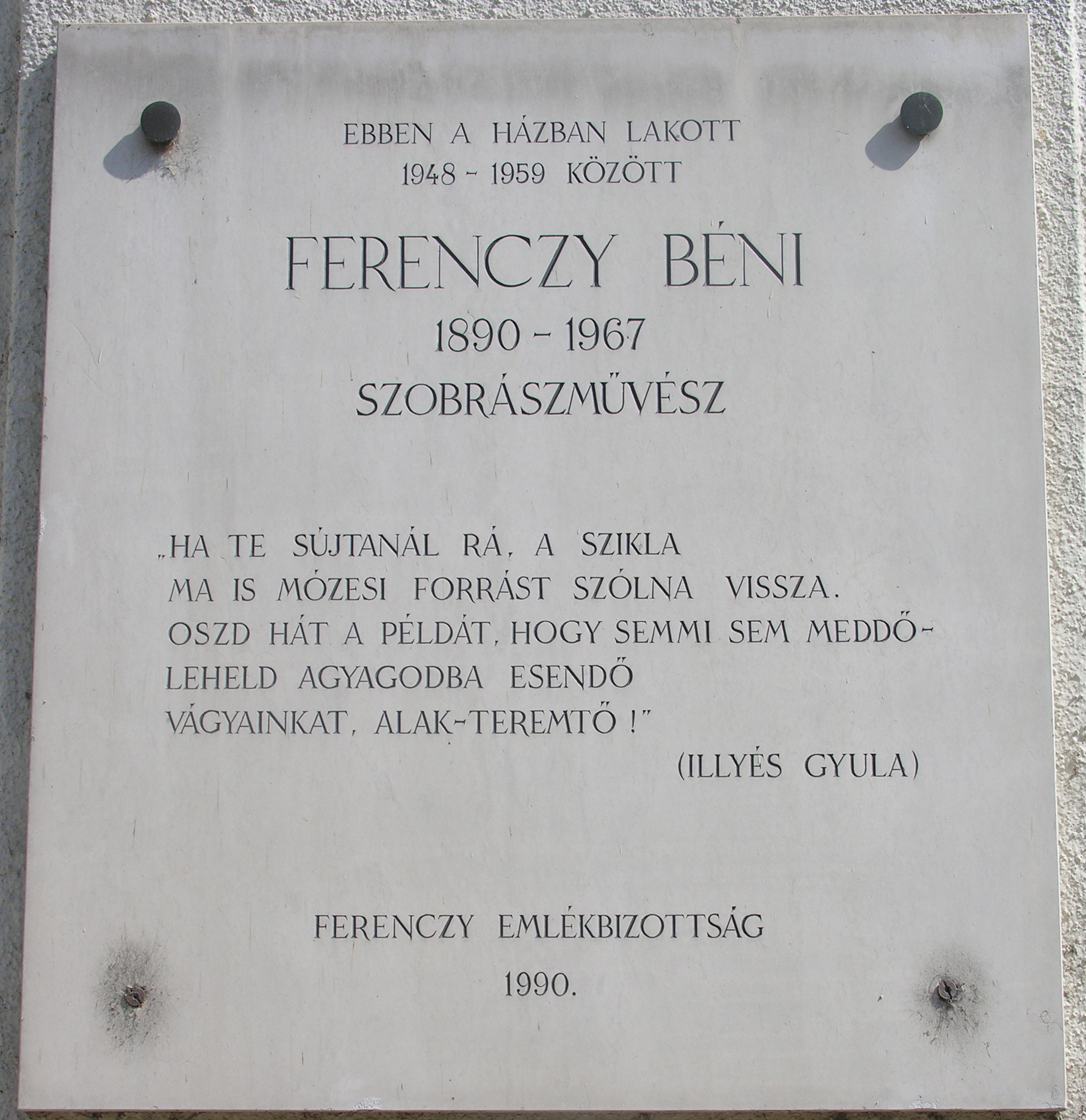
Ferenczy Béni, Jászai Mari tér 5.
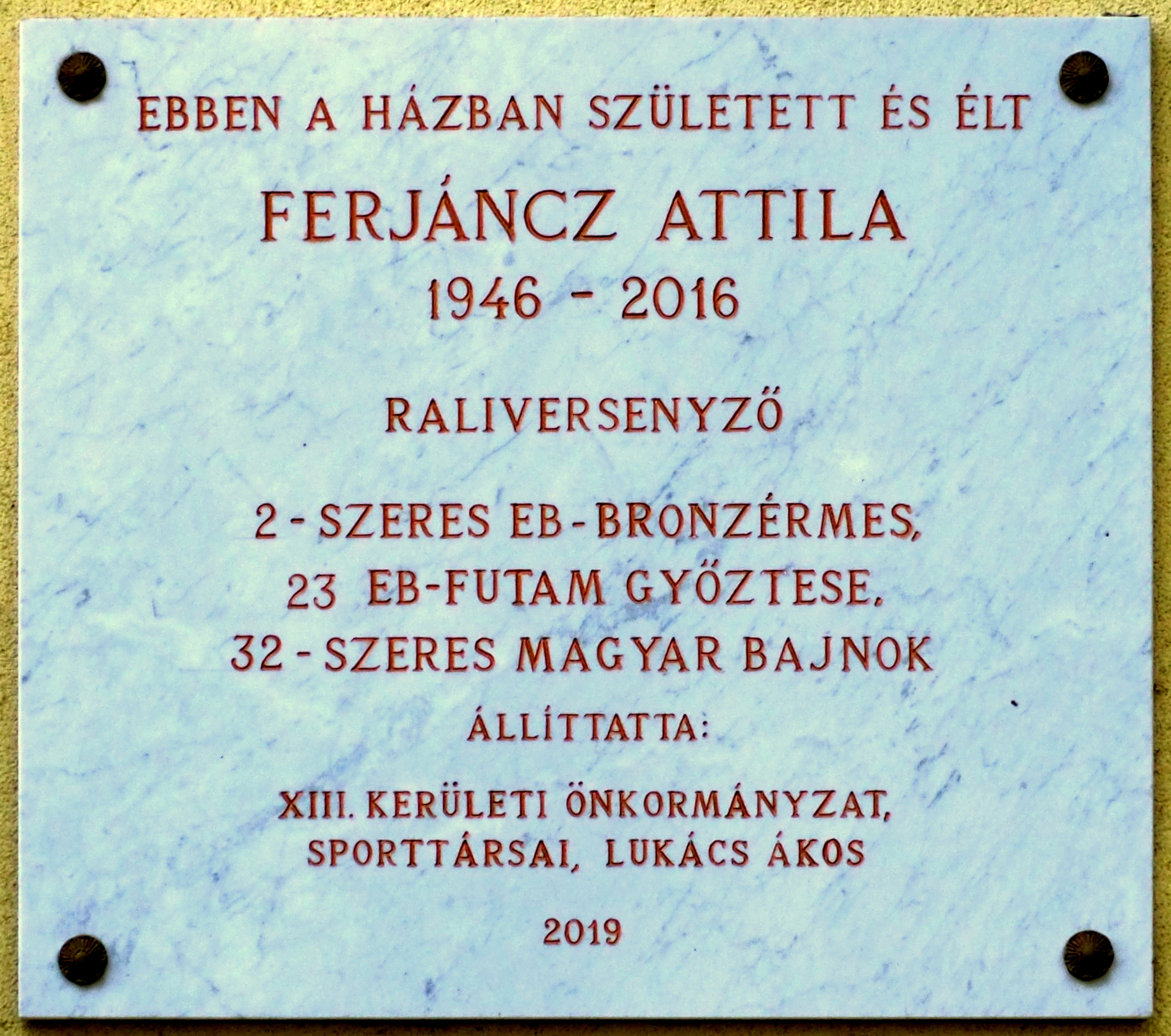
Ferjáncz Attila, Szegedi út 58.
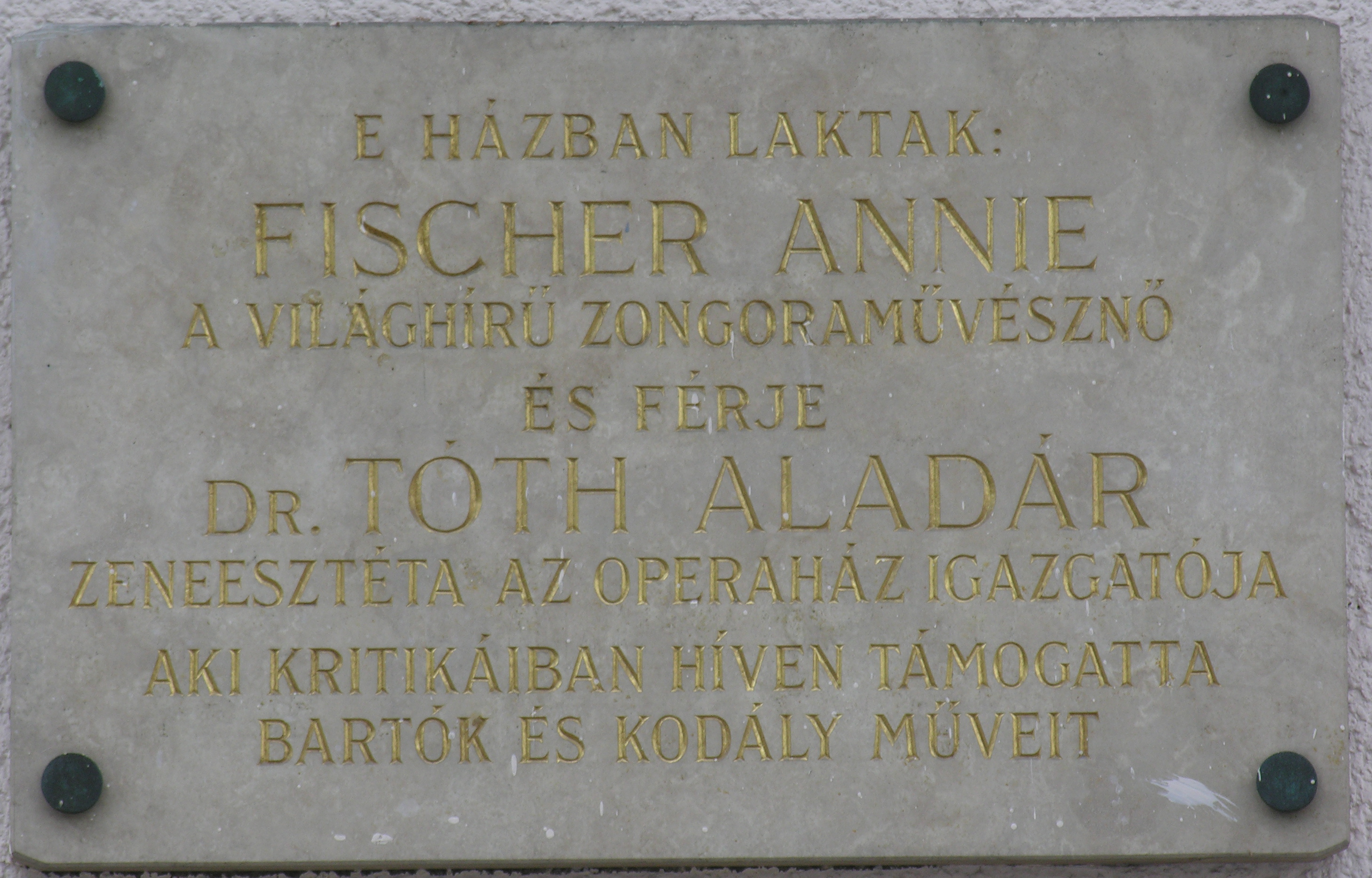
Fischer Annie, Szent István park 14.
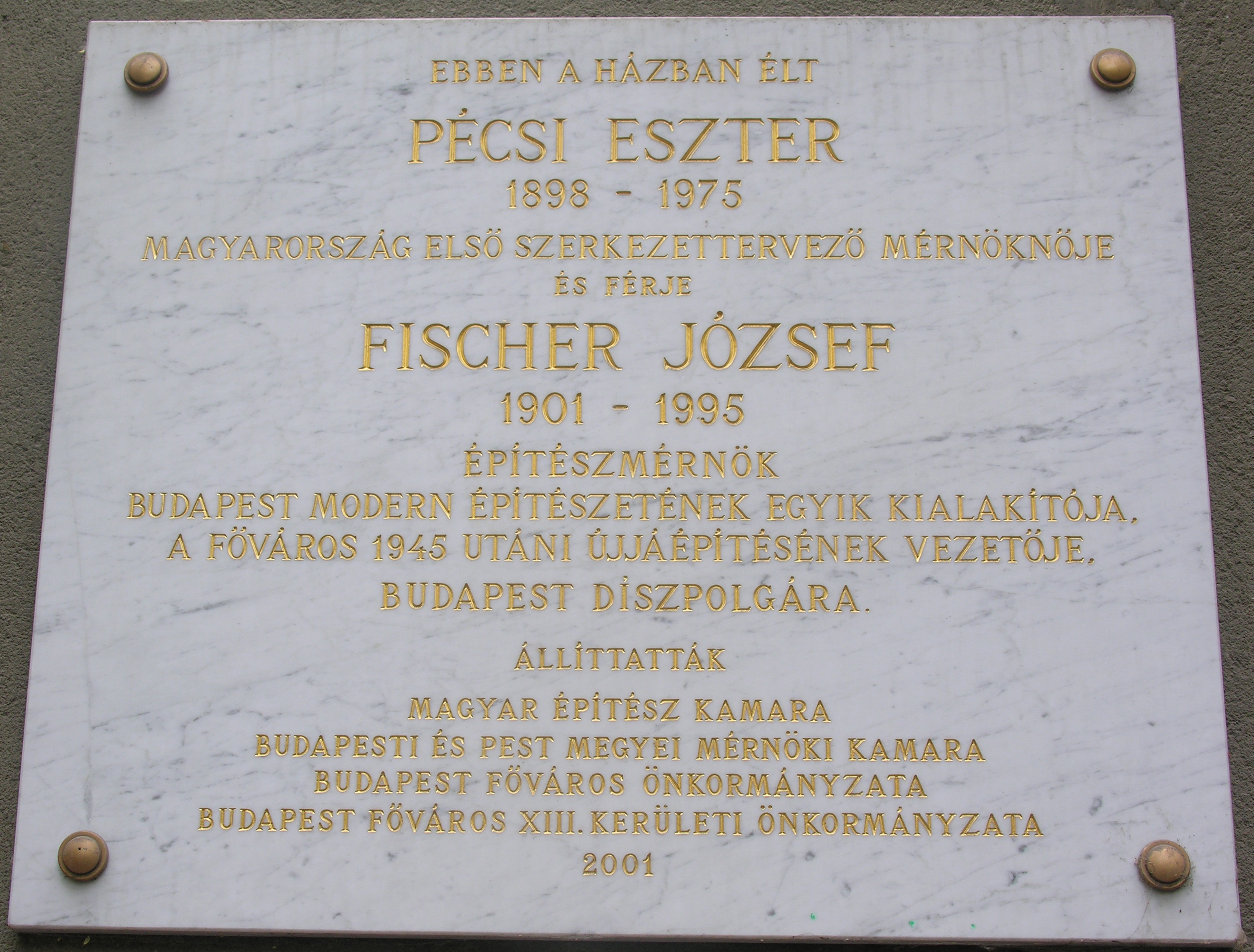
Fischer József, Szent István park 16.
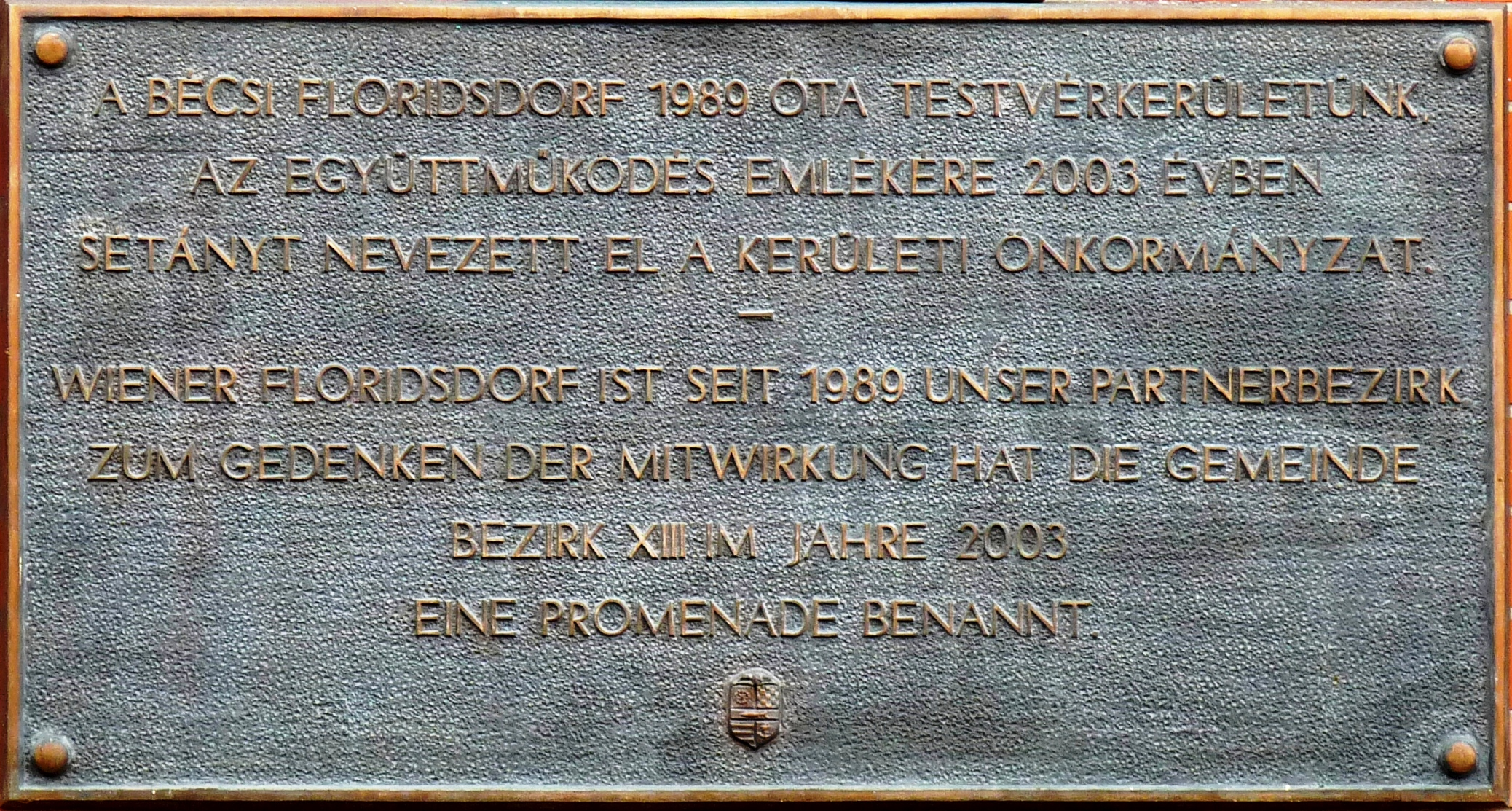
Floridsdorf sétány, Béke tér 1.
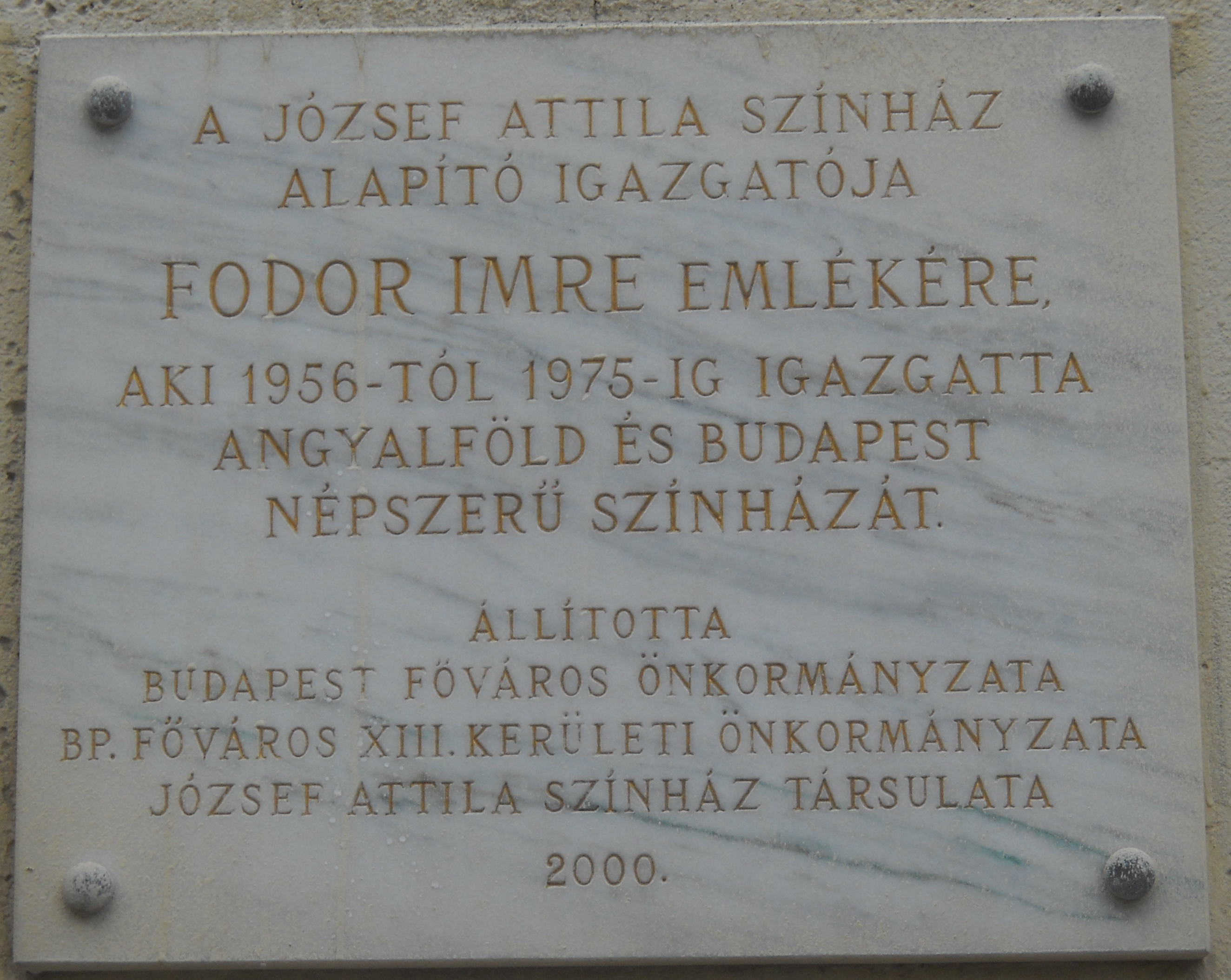
Fodor Imre, Déryné köz 1.
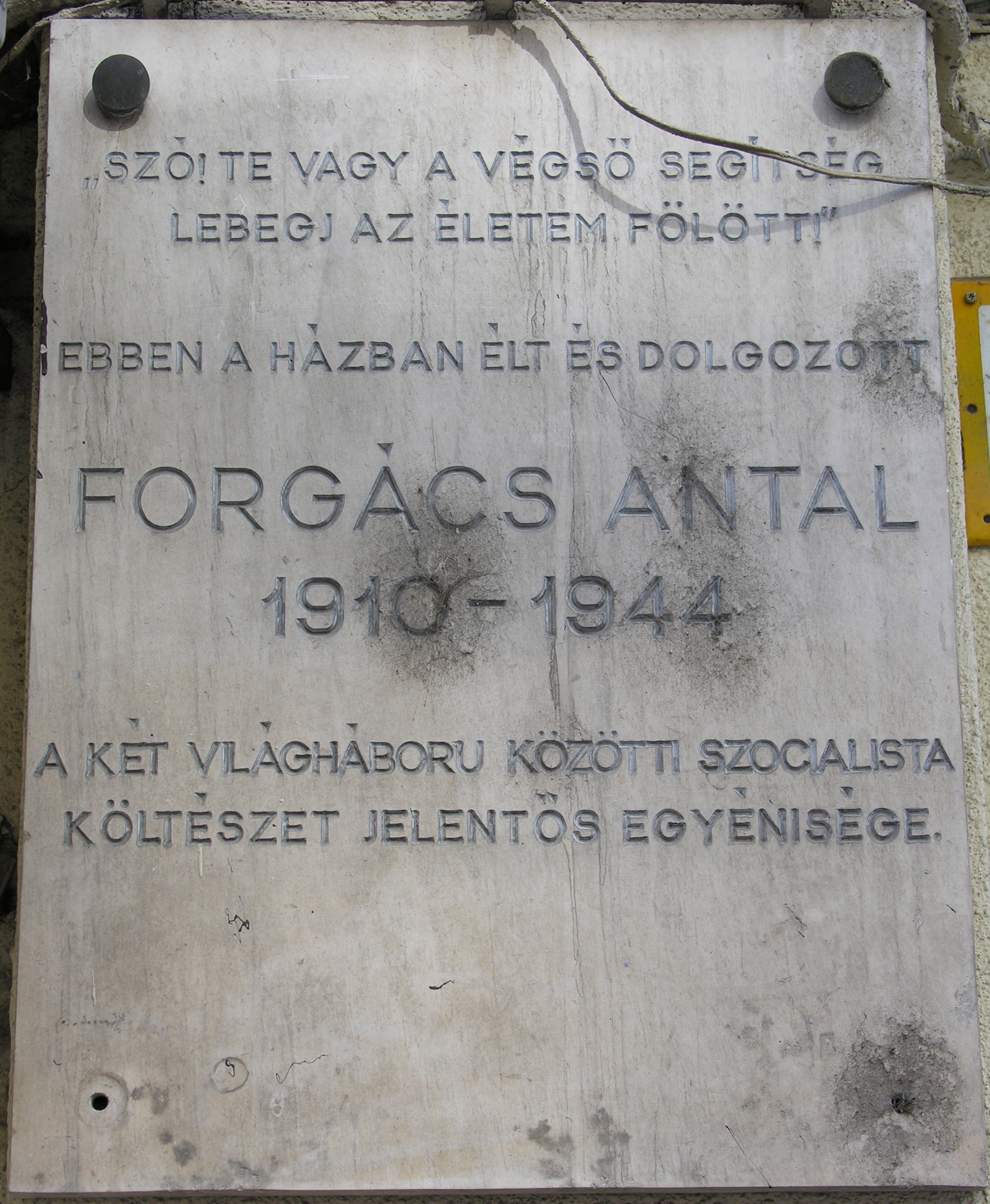
Forgács Antal, Visegrádi utca 3.
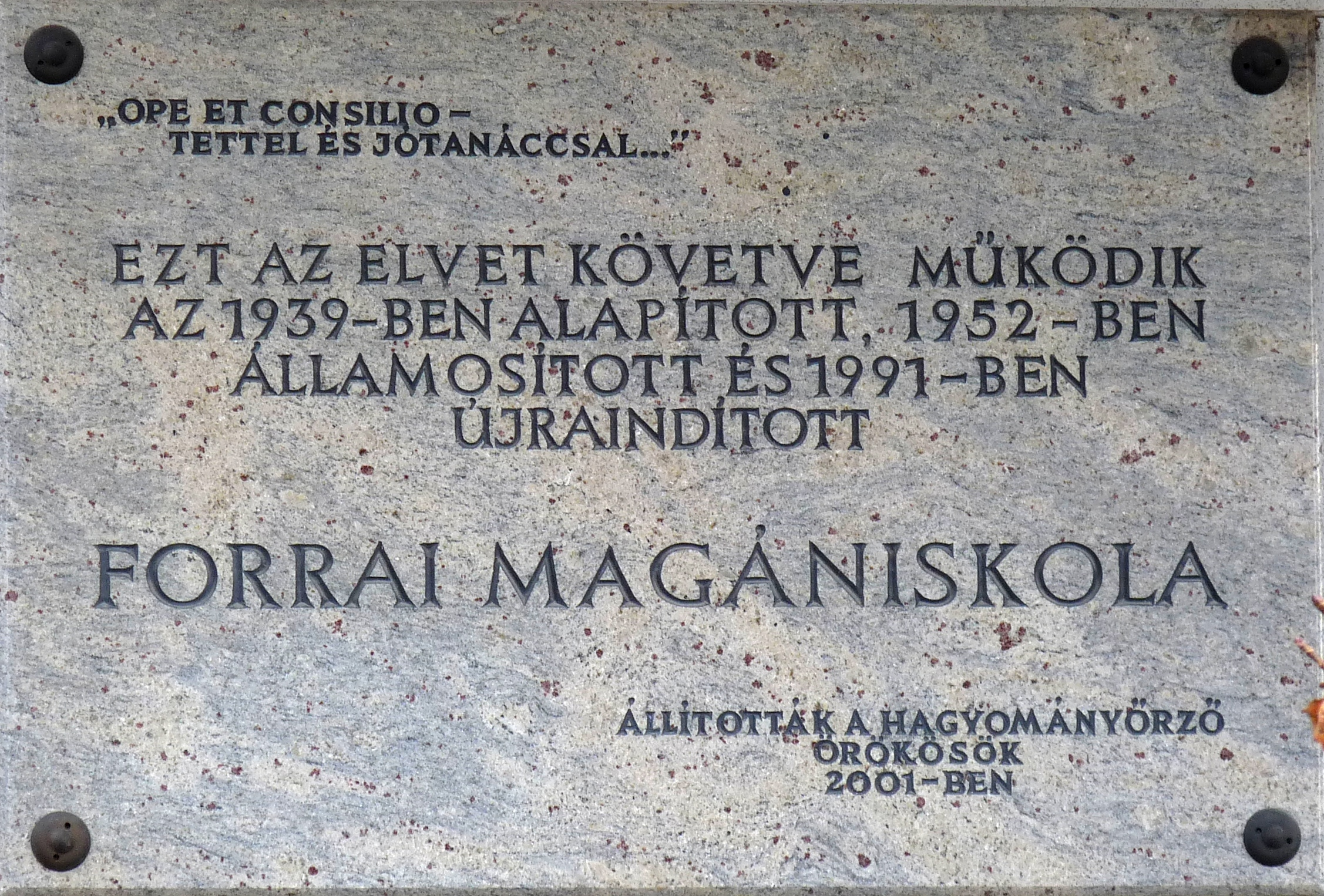
Forrai Magániskola, Lomb utca 41.
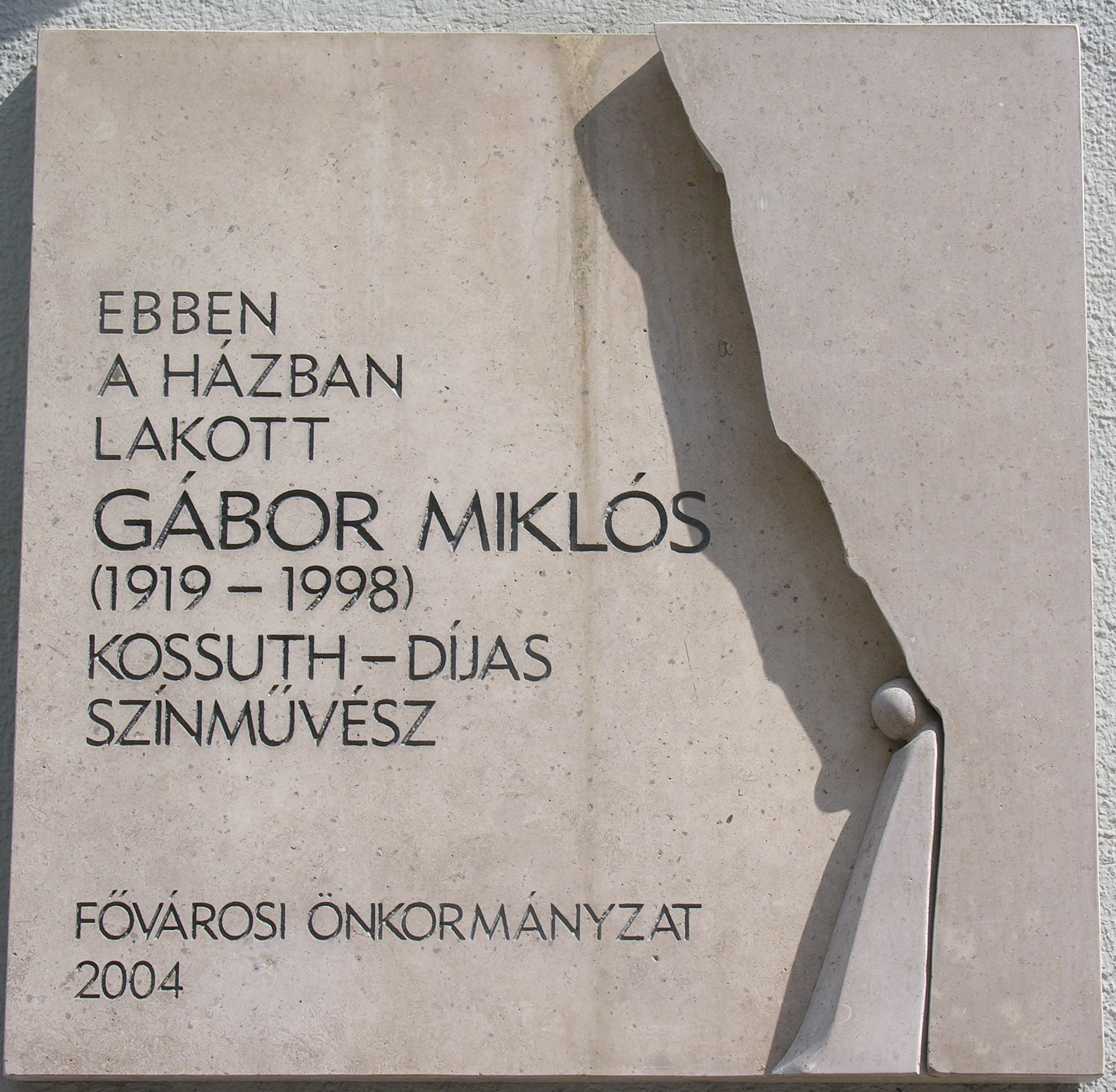
Gábor Miklós, Katona József utca 27.
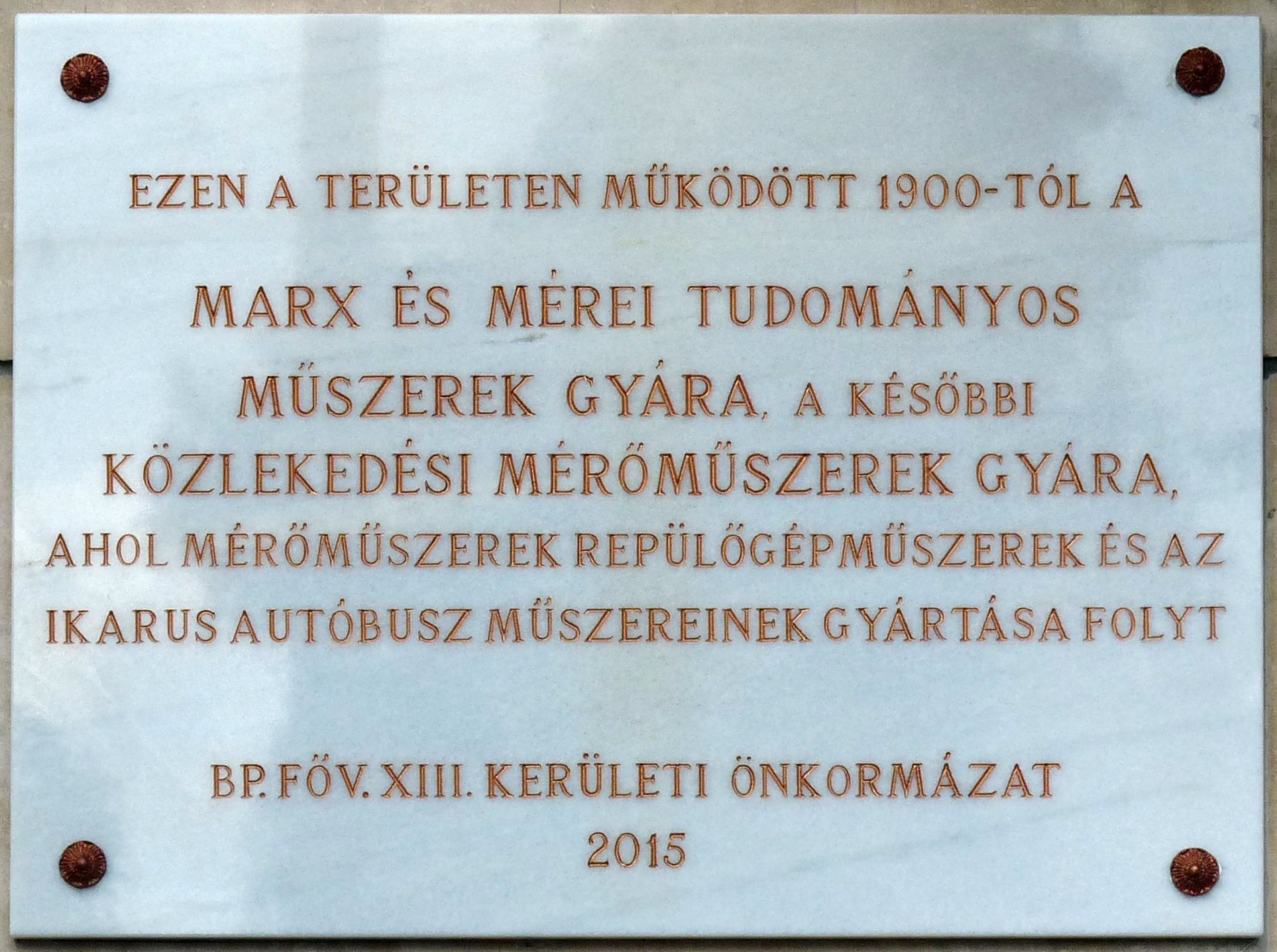
Ganz Közlekedési Mérőműszerek Gyára, Bulcsú utca 11.
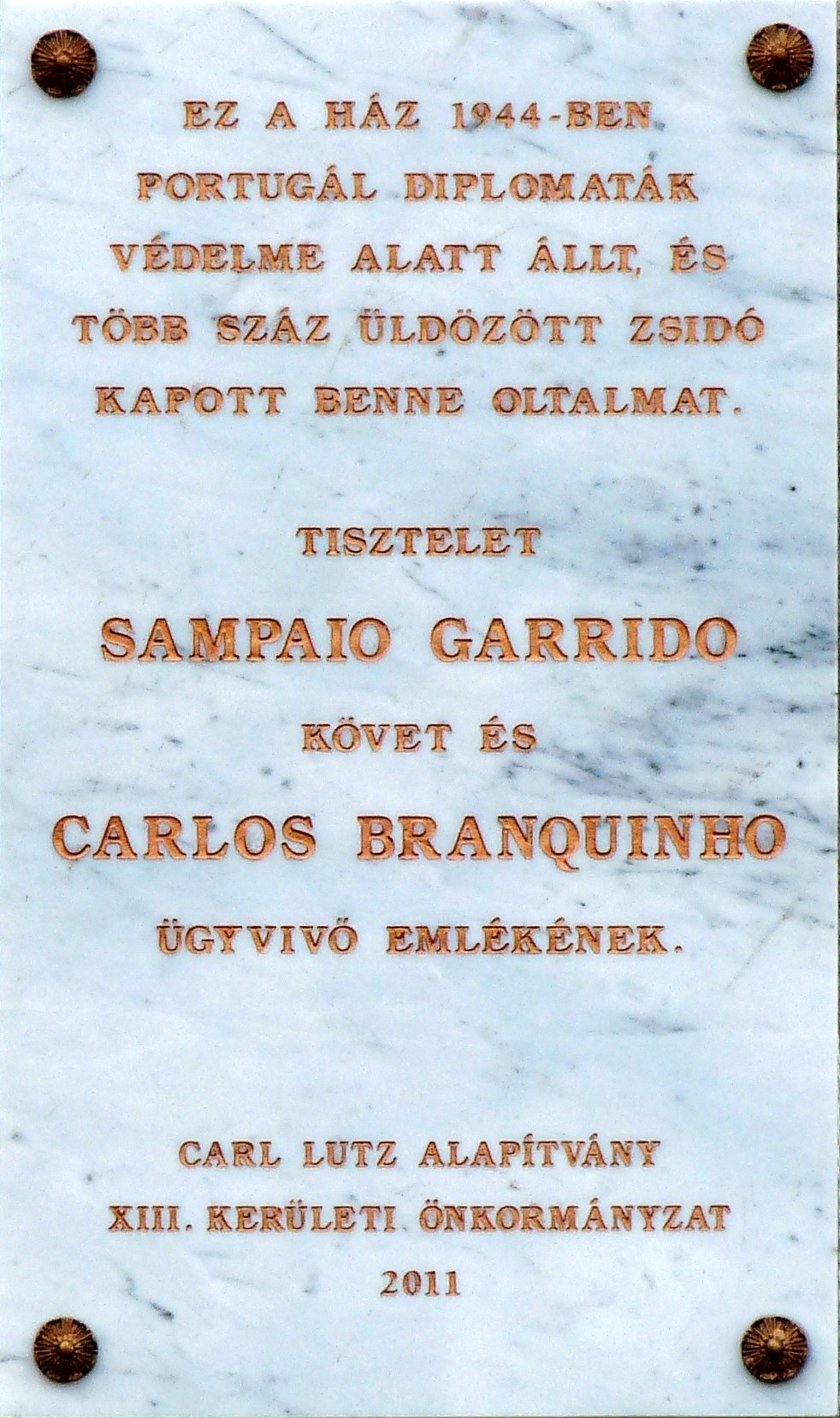
Sampiano Garrido, Újpest rakpart 5.
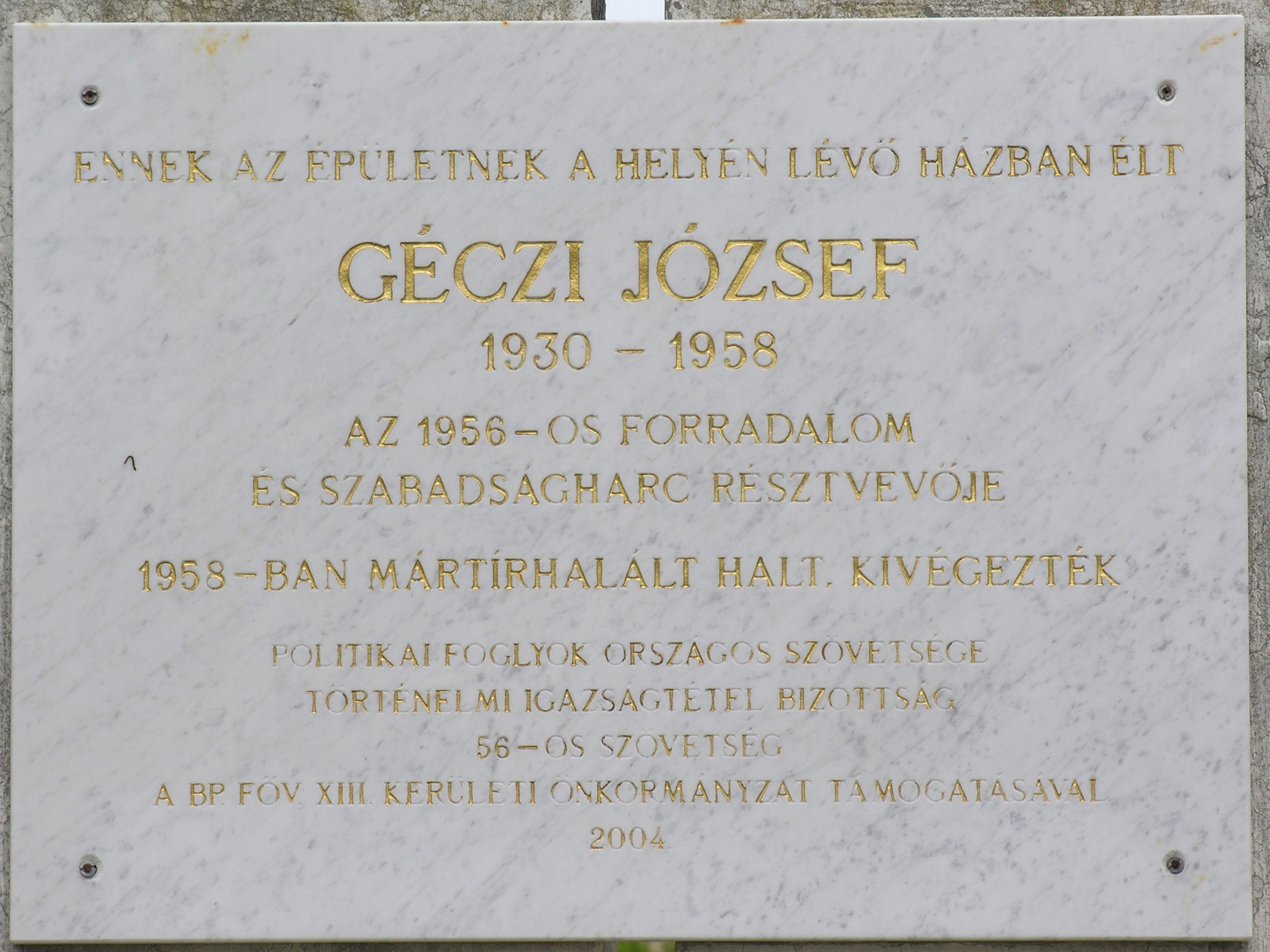
Géczi József, Országbíró utca 52.
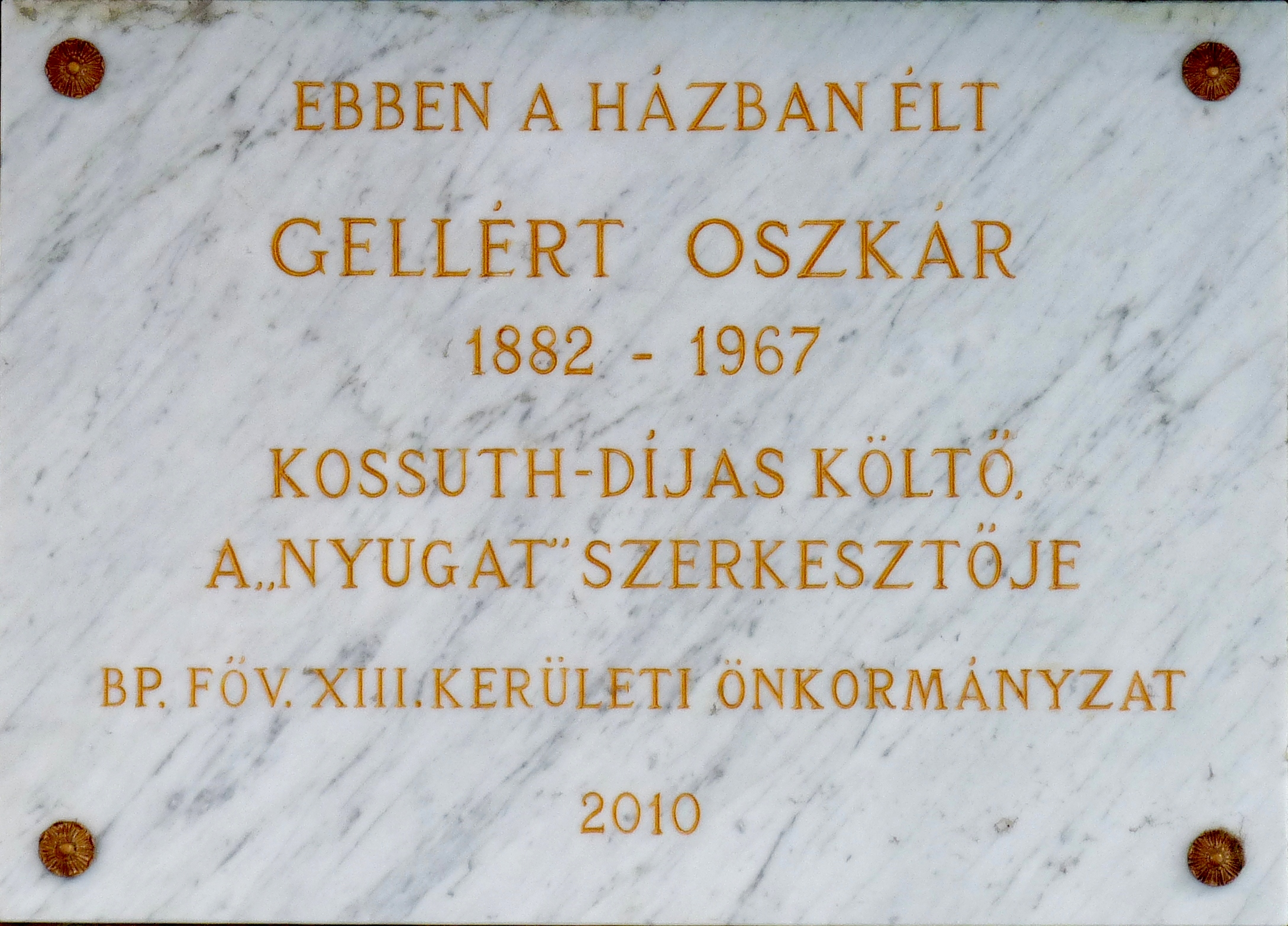
Gellért Oszkár, Radnóti Miklós utca 19.
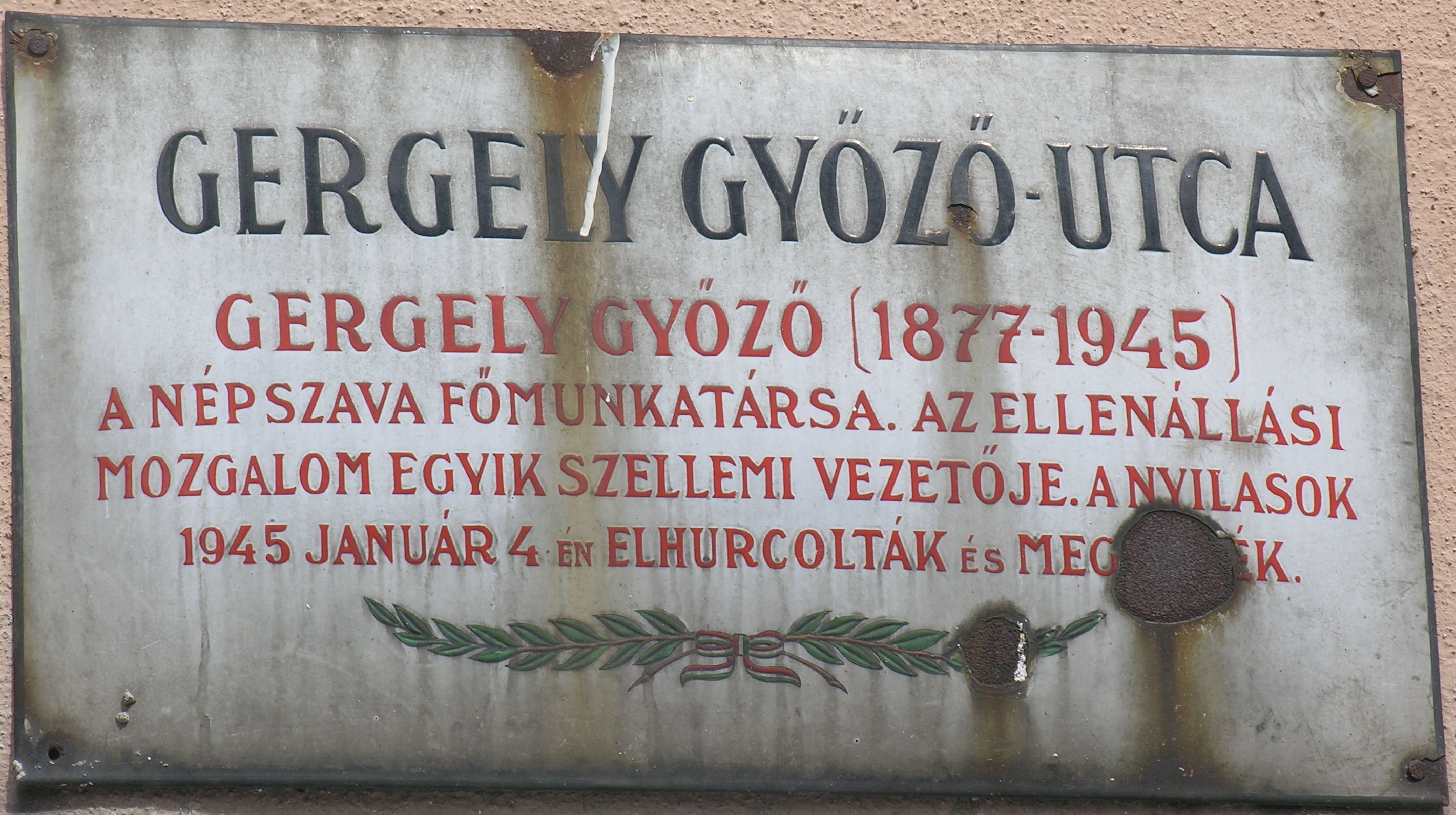
Gergely Győző, Gergely Győző utca 5.
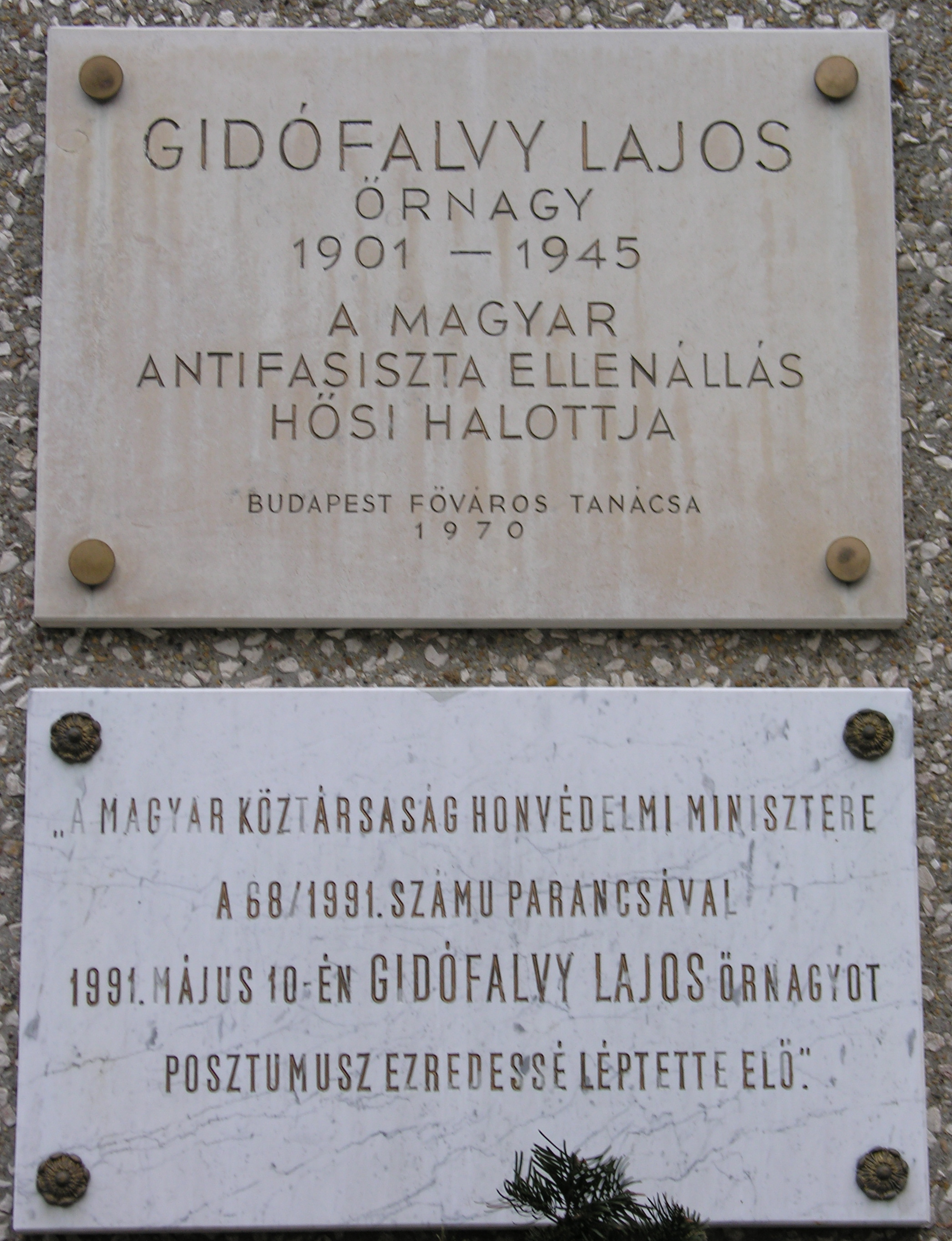
Gidófalvy Lajos, Gidófalvy utca 1.
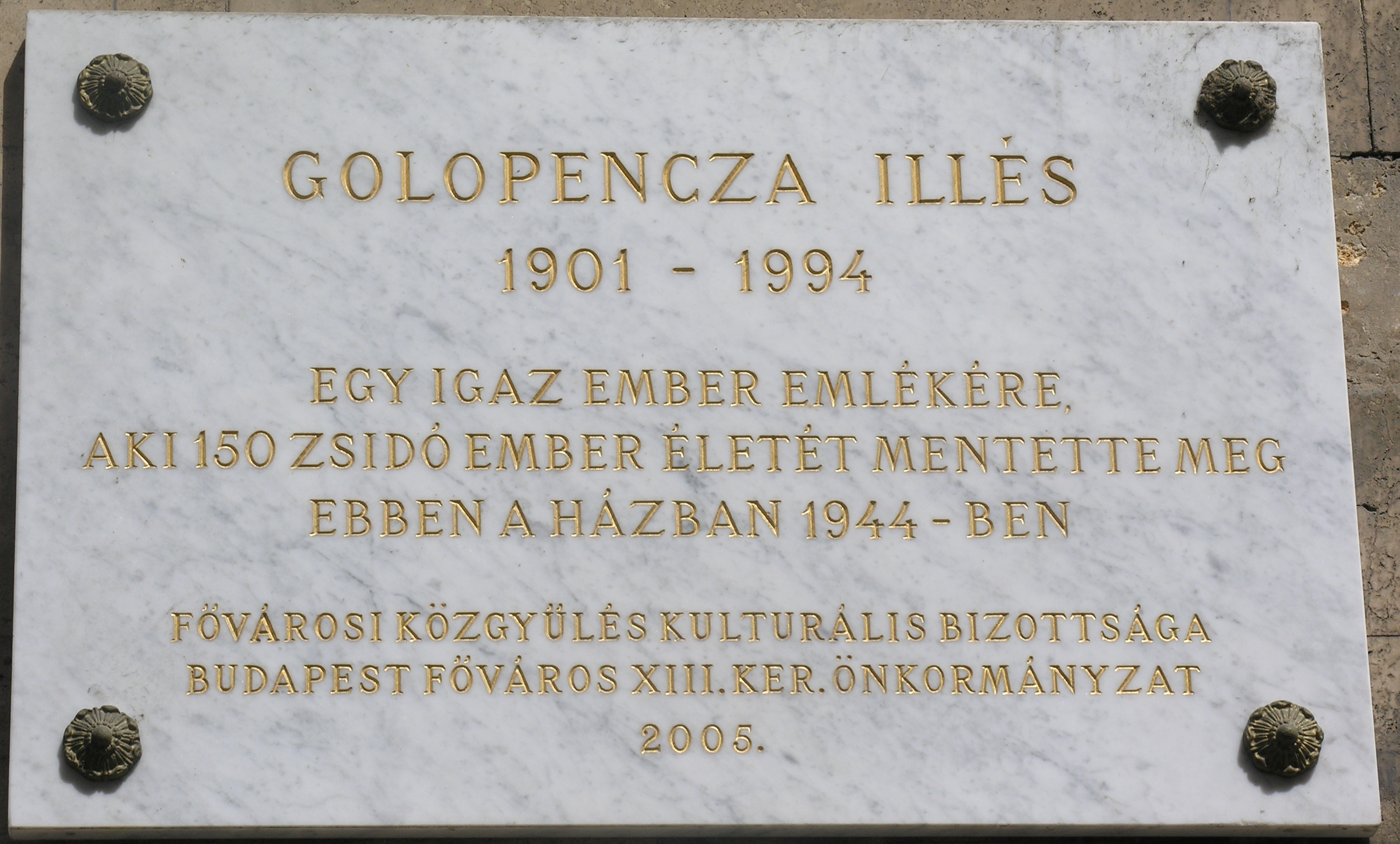
Golopencza Illés, Csanády utca 21.
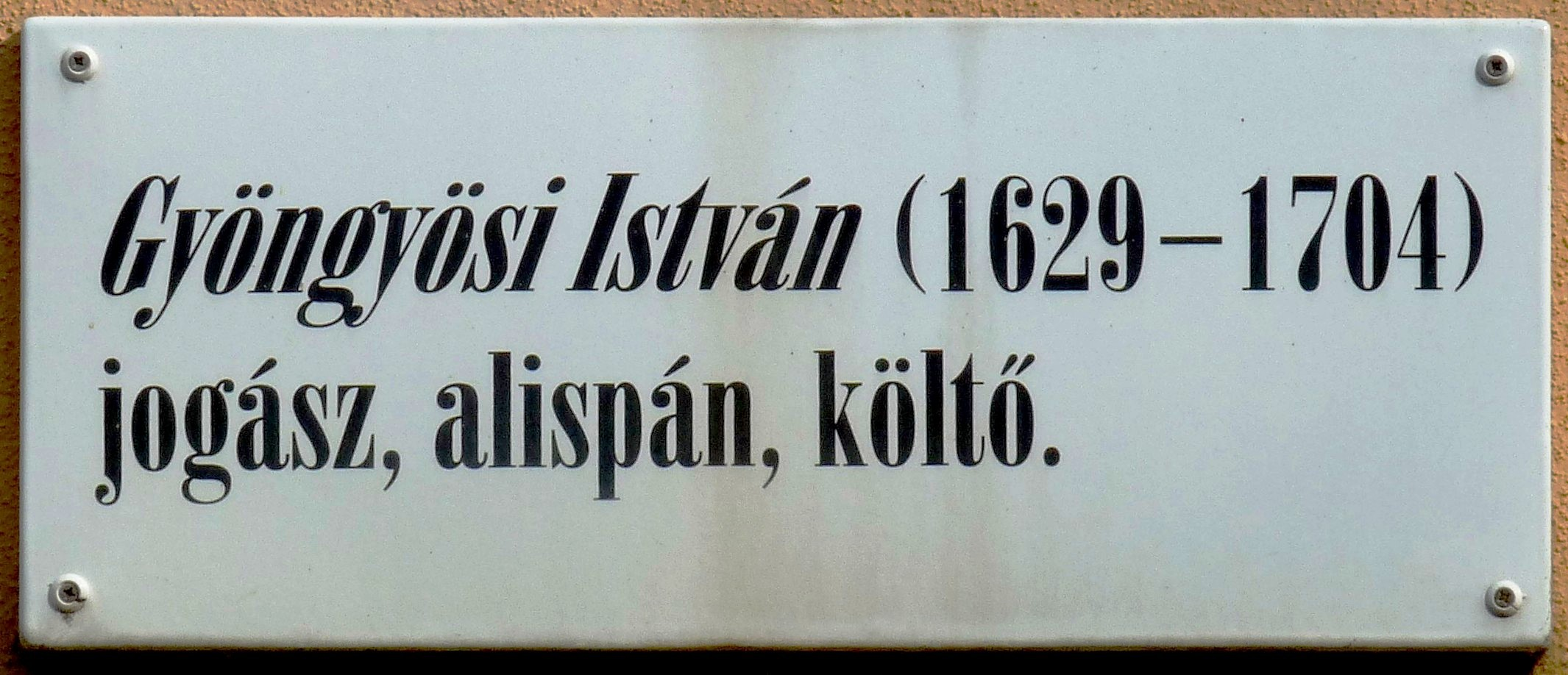
Gyöngyösi István, Gyöngyösi sétány 1.
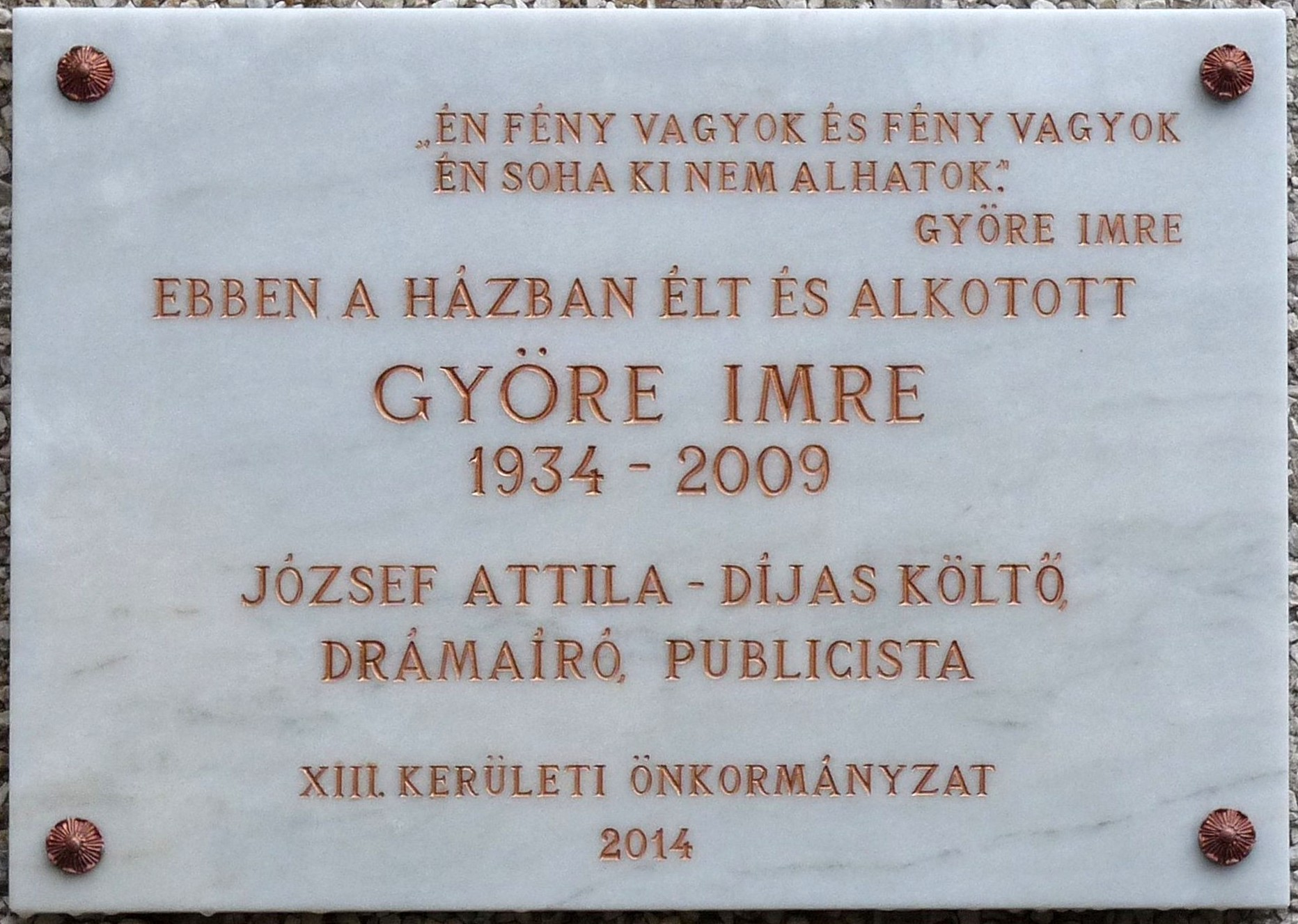
Györe Imre, Babér utca 21.
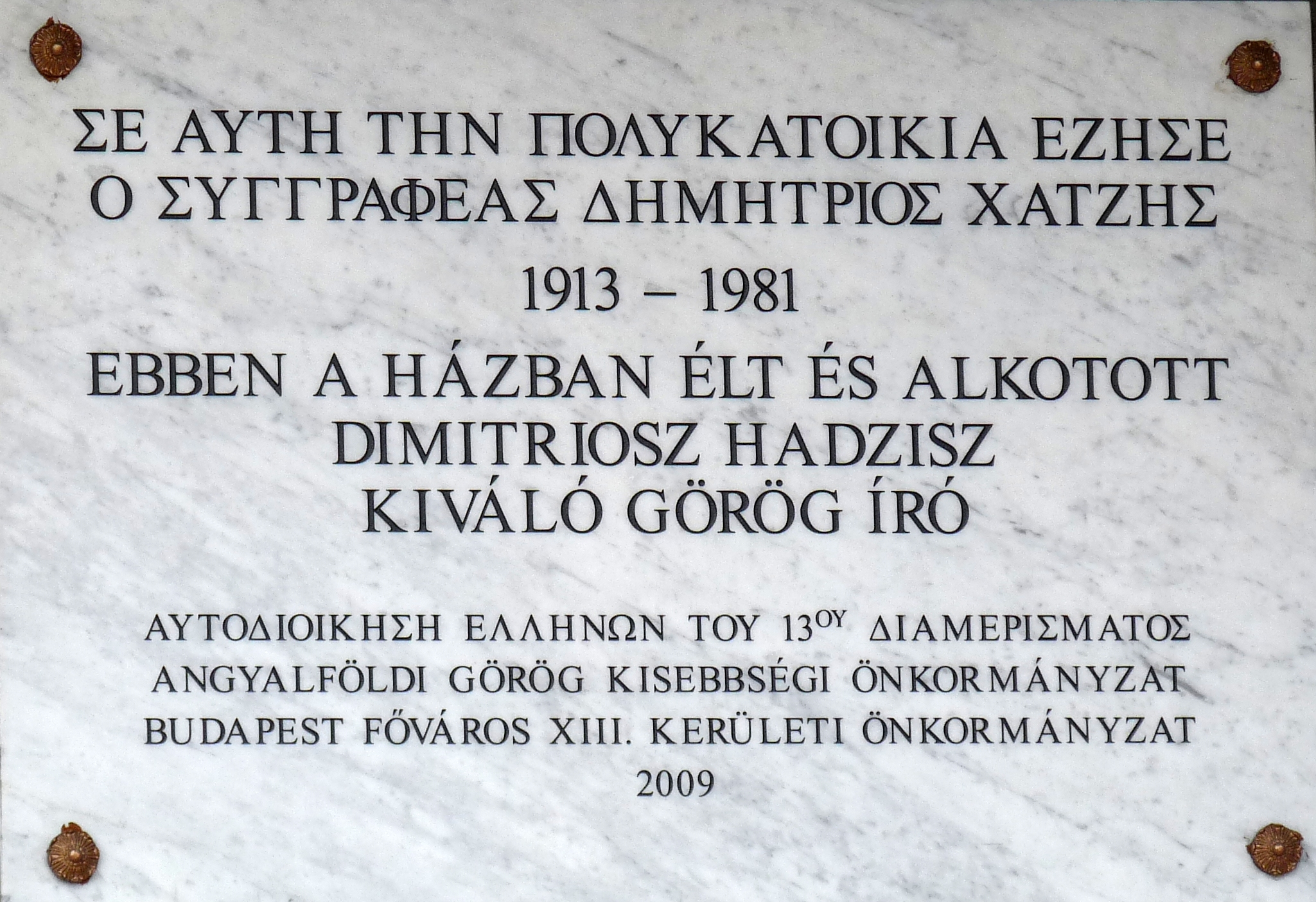
Dimitriosz Hadzisz, Váci út 132.
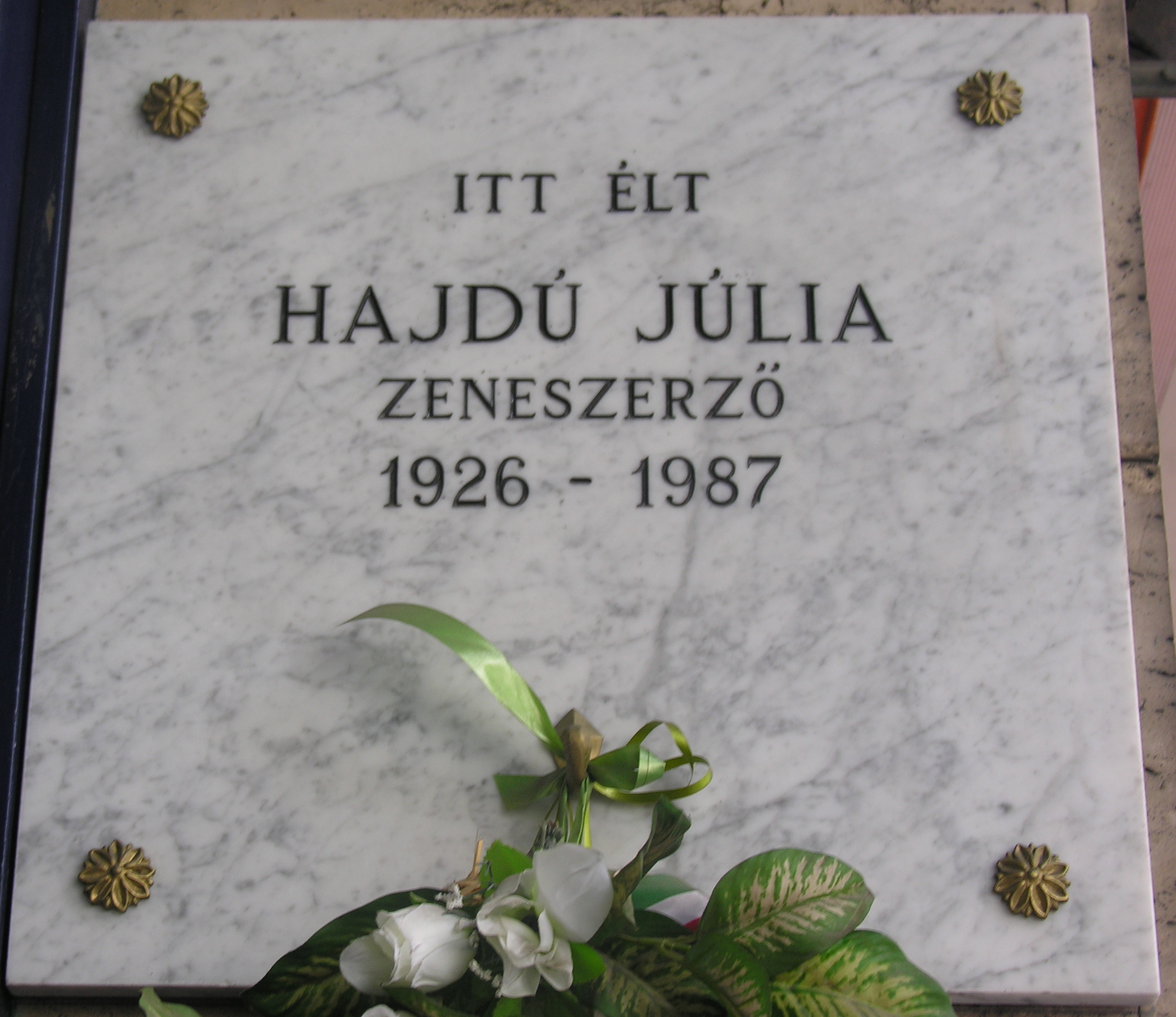
Hajdú Júlia, Pozsonyi út 7.
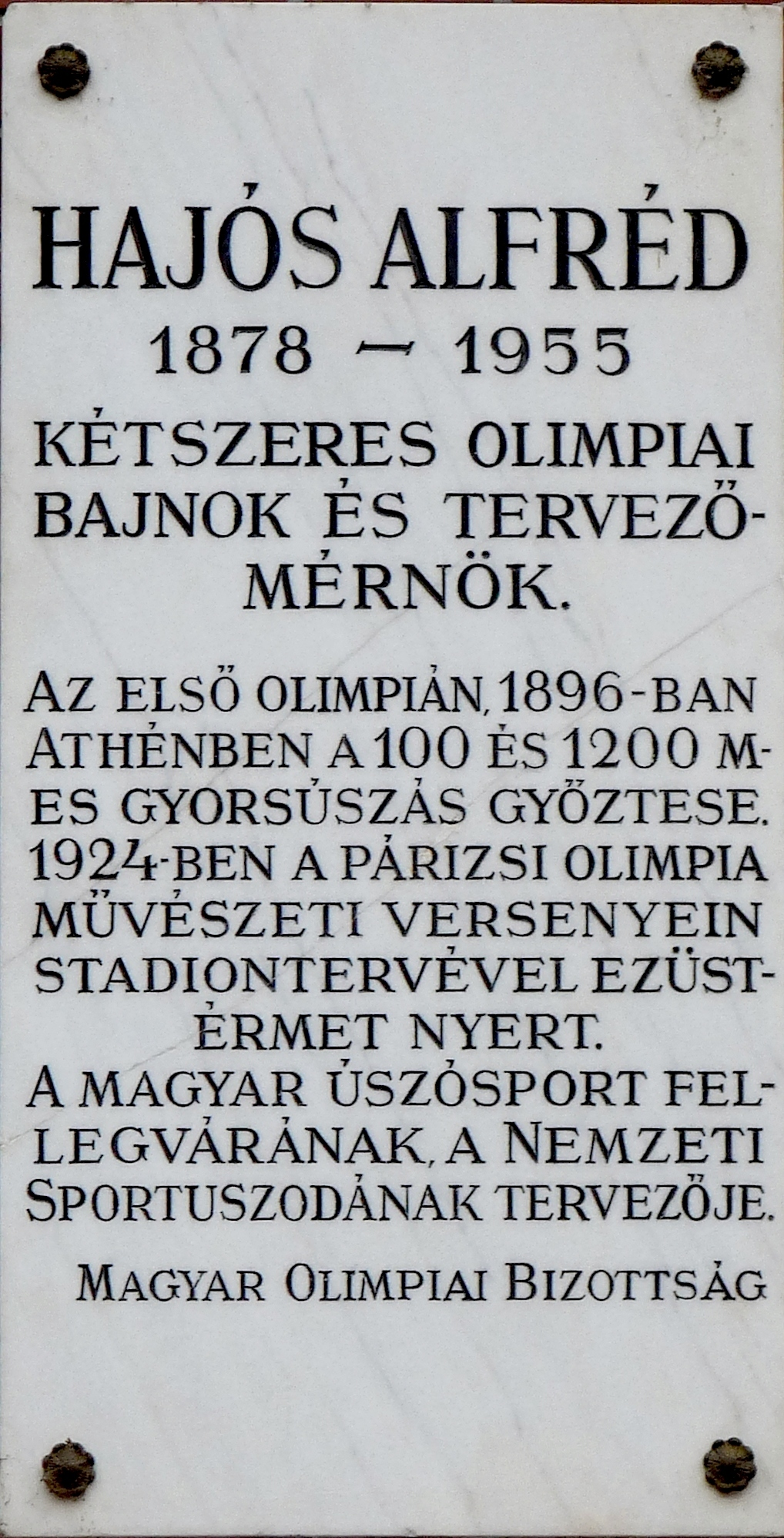
Hajós Alfréd, Margit-sziget, Nemzeti Sportuszoda
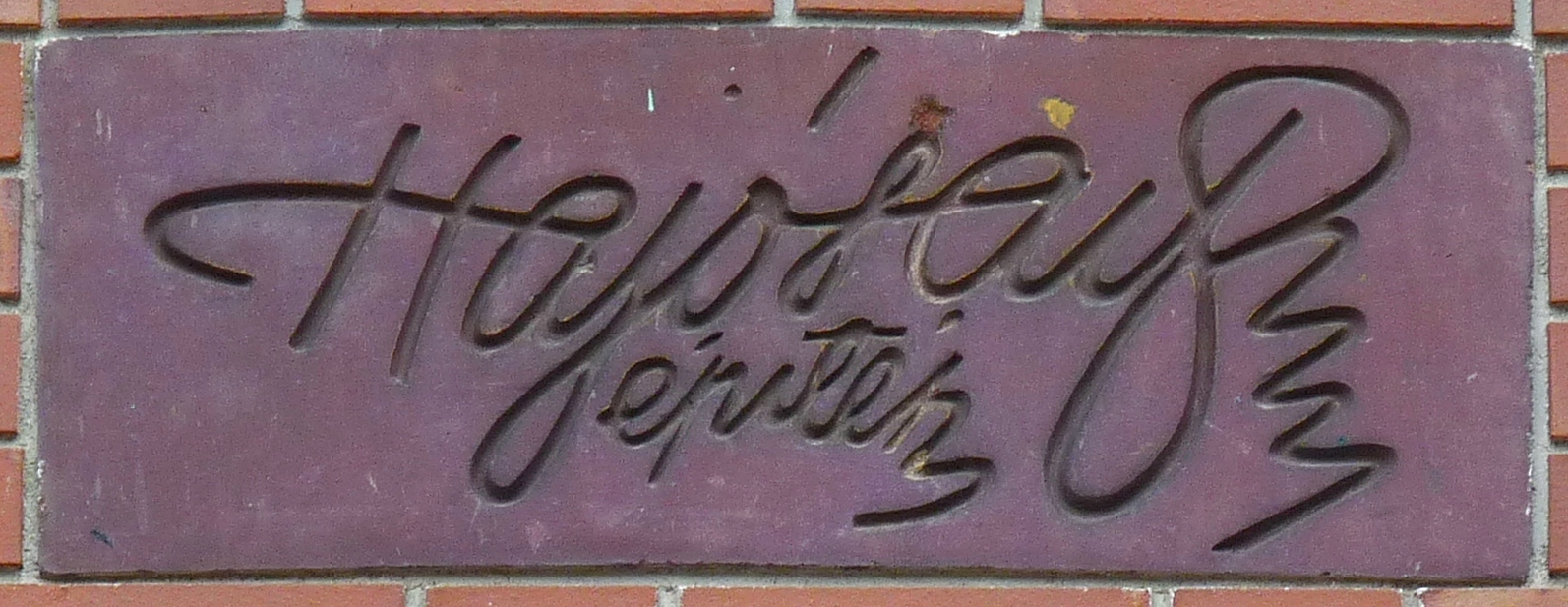
Hajós Alfréd kézjegye, Margit-sziget, Nemzeti Sportuszoda
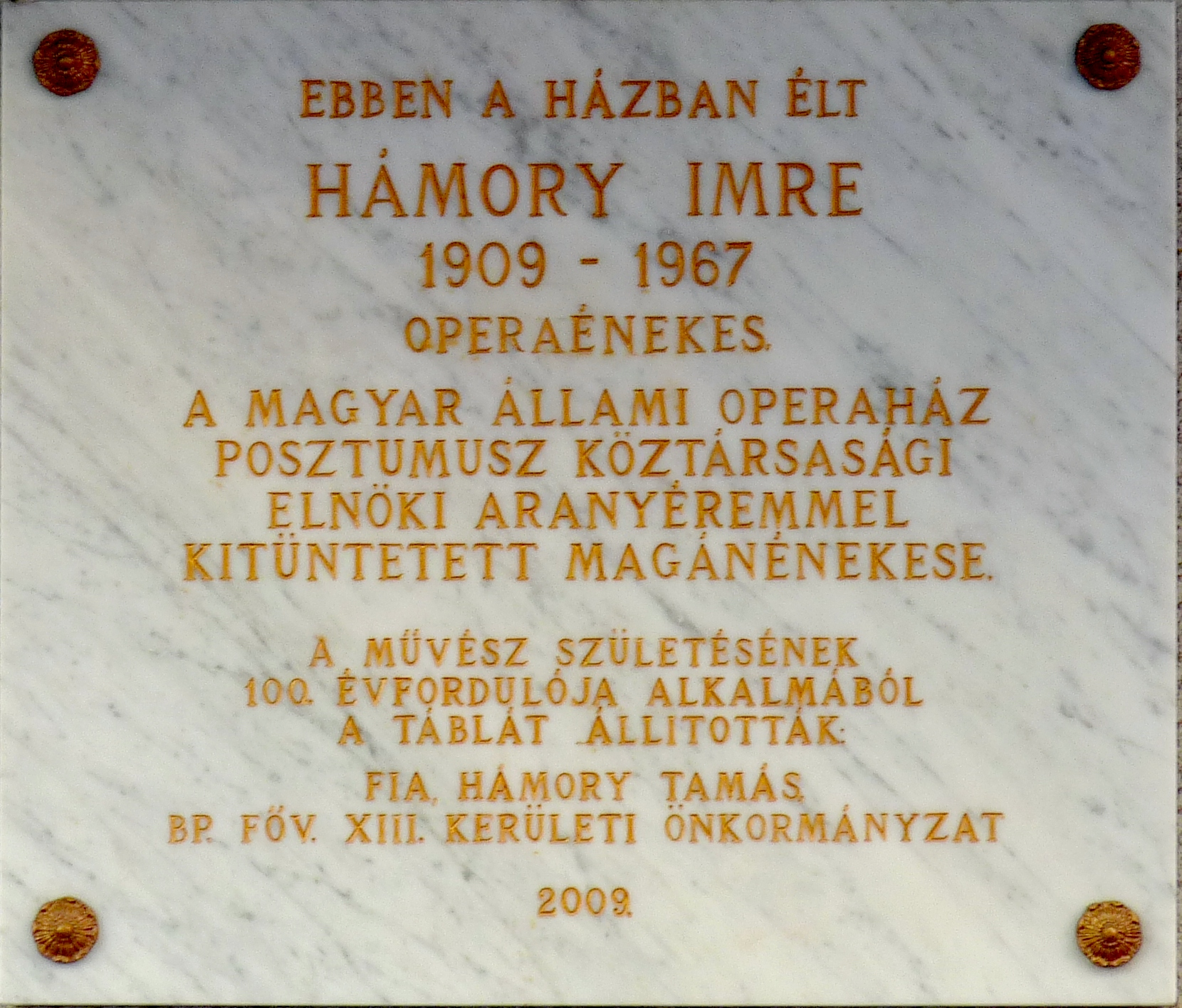
Hámory Imre, Tátra utca 23.
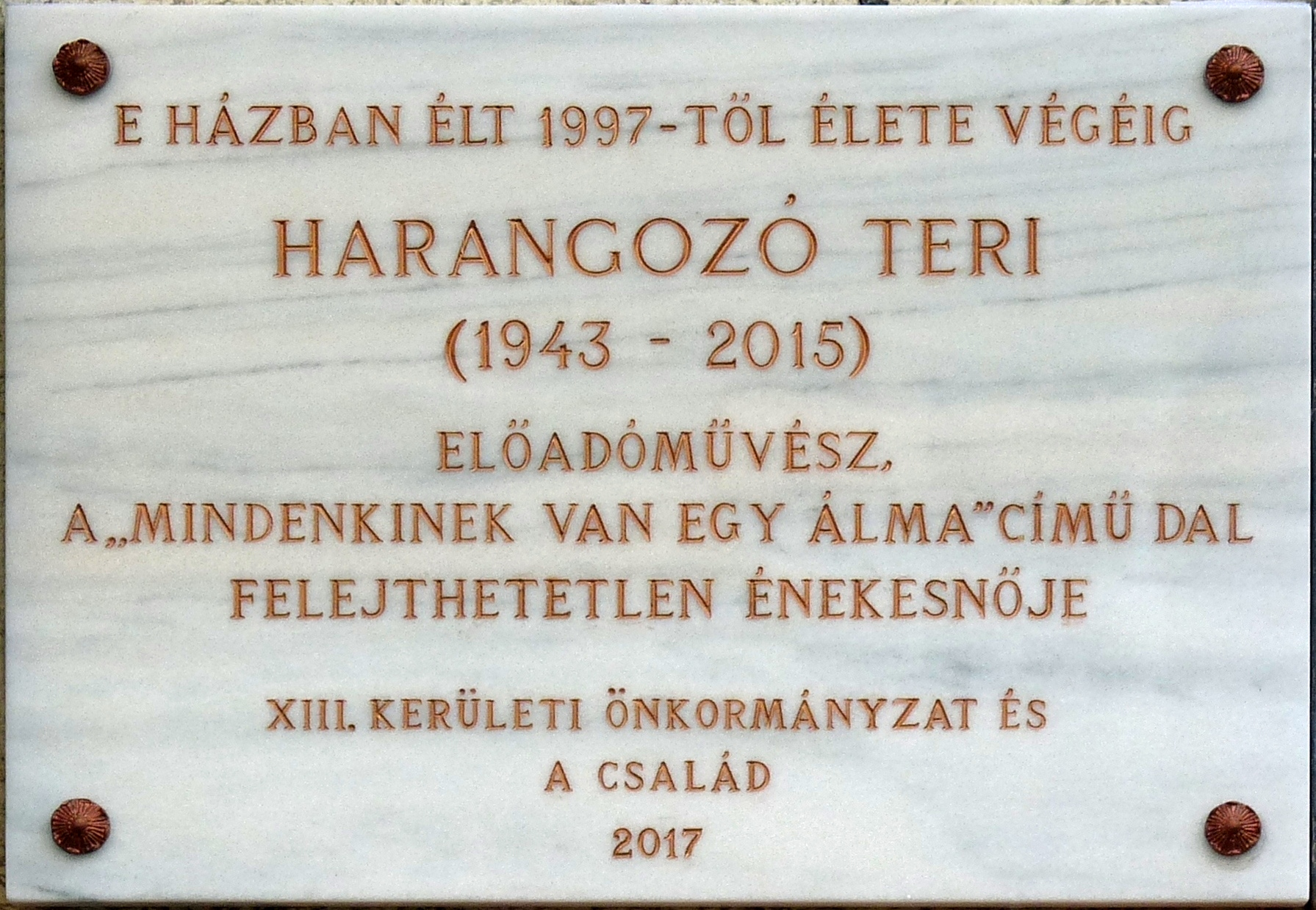
Harangozó Teri, Hollán Ernő utca 41.
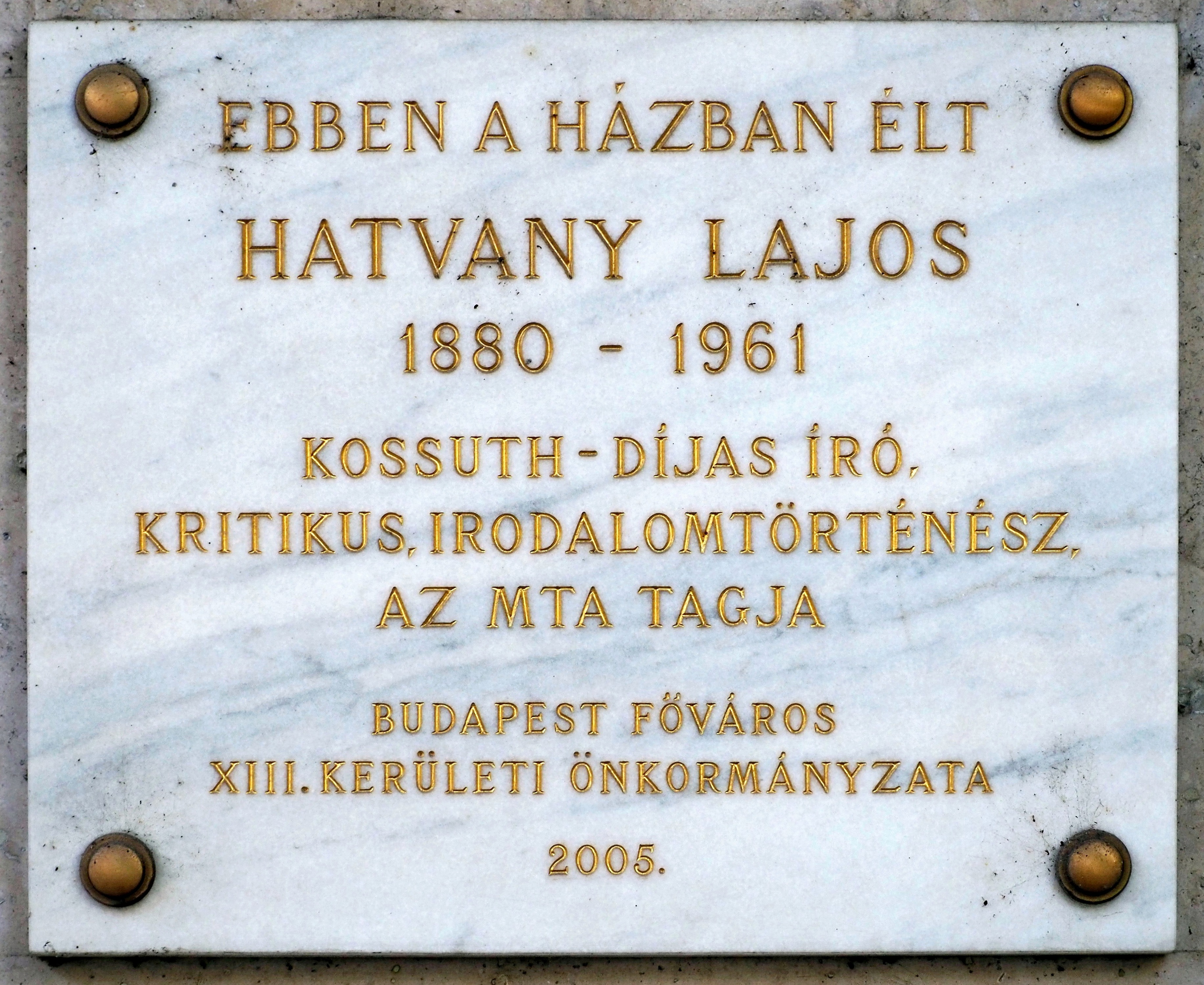
Hatvany Lajos, Pozsonyi út 40.
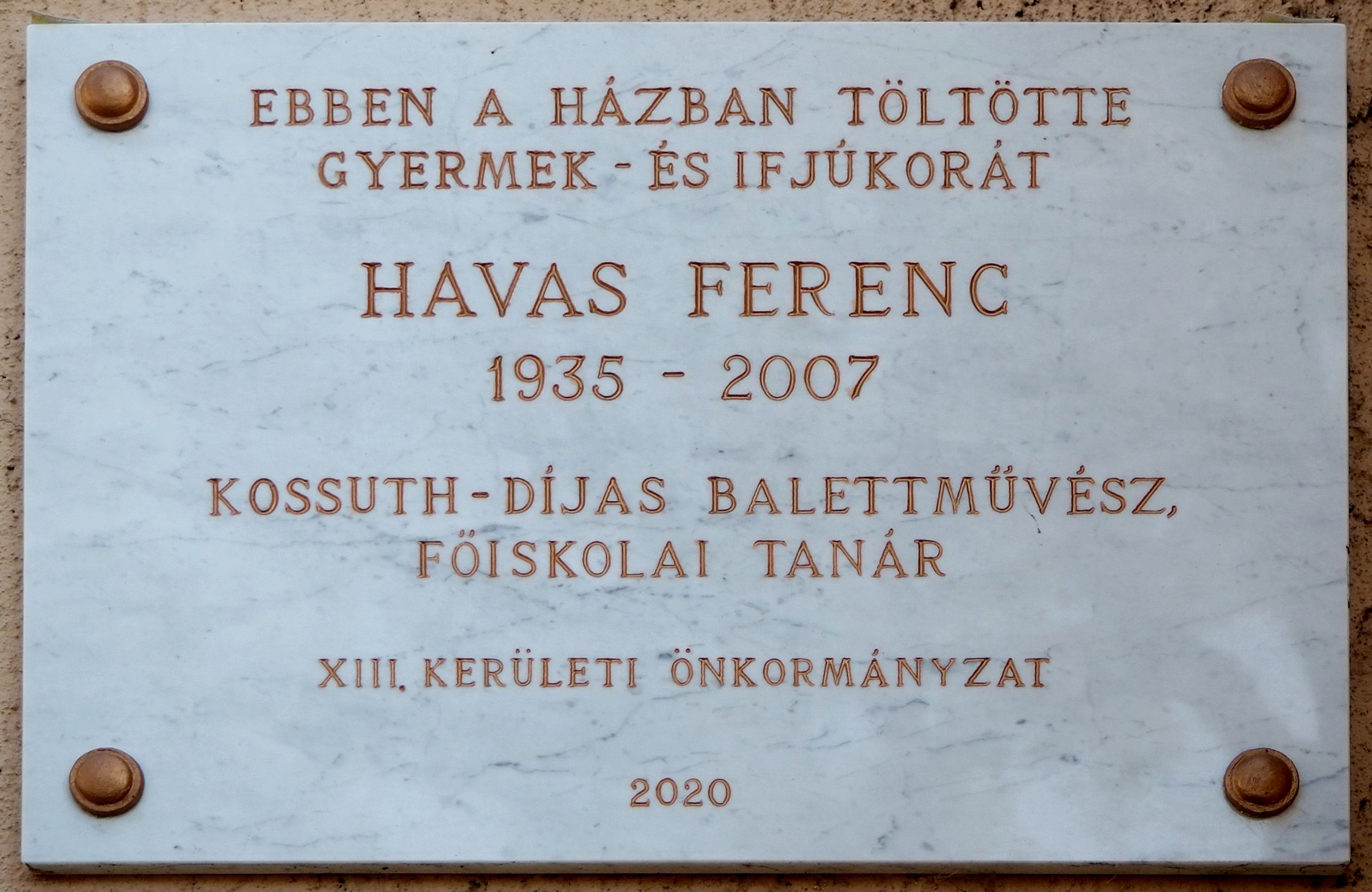
Havas Ferenc, Mosoly utca 36-38.
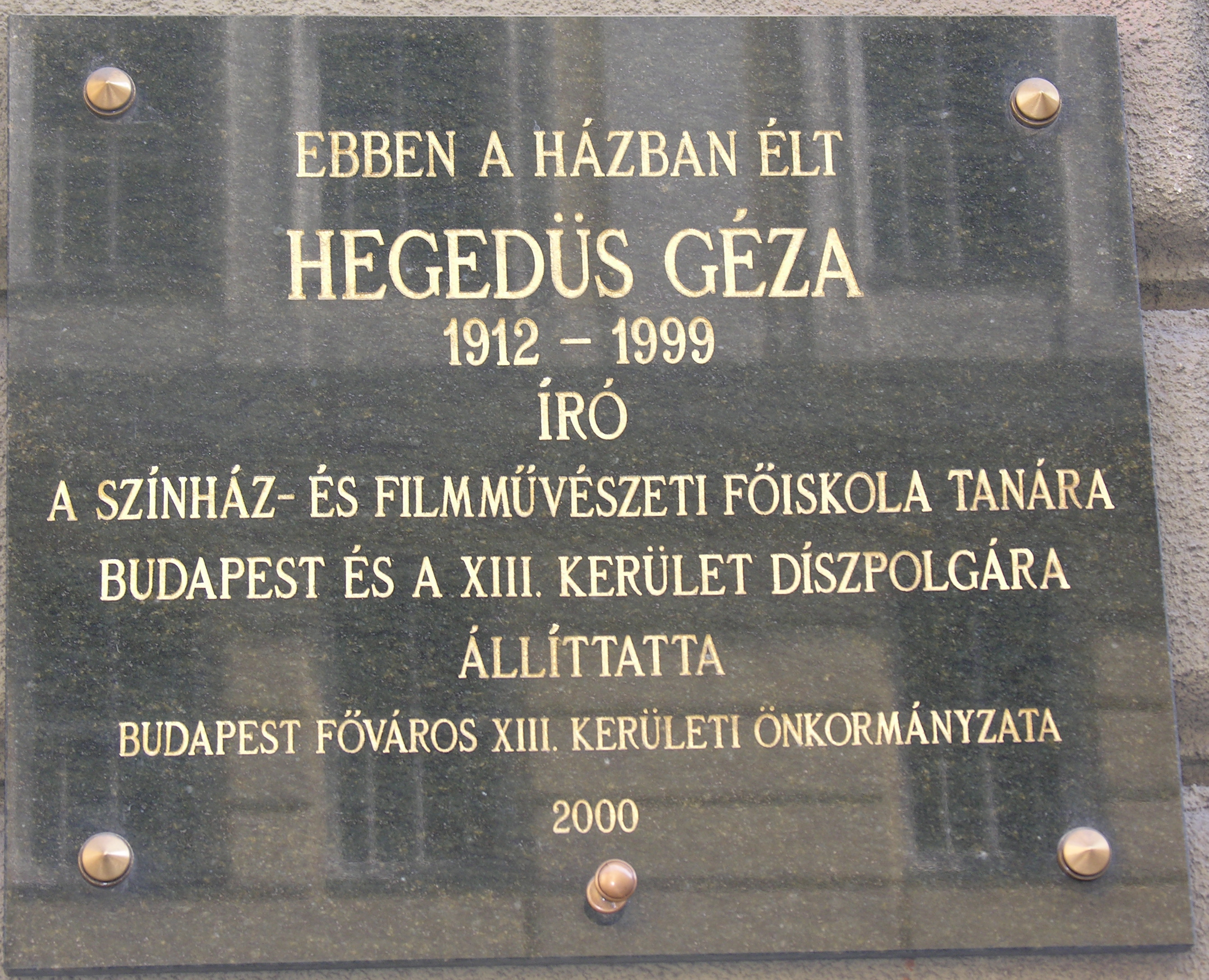
Hegedüs Géza, Ditrói Mór utca 3.
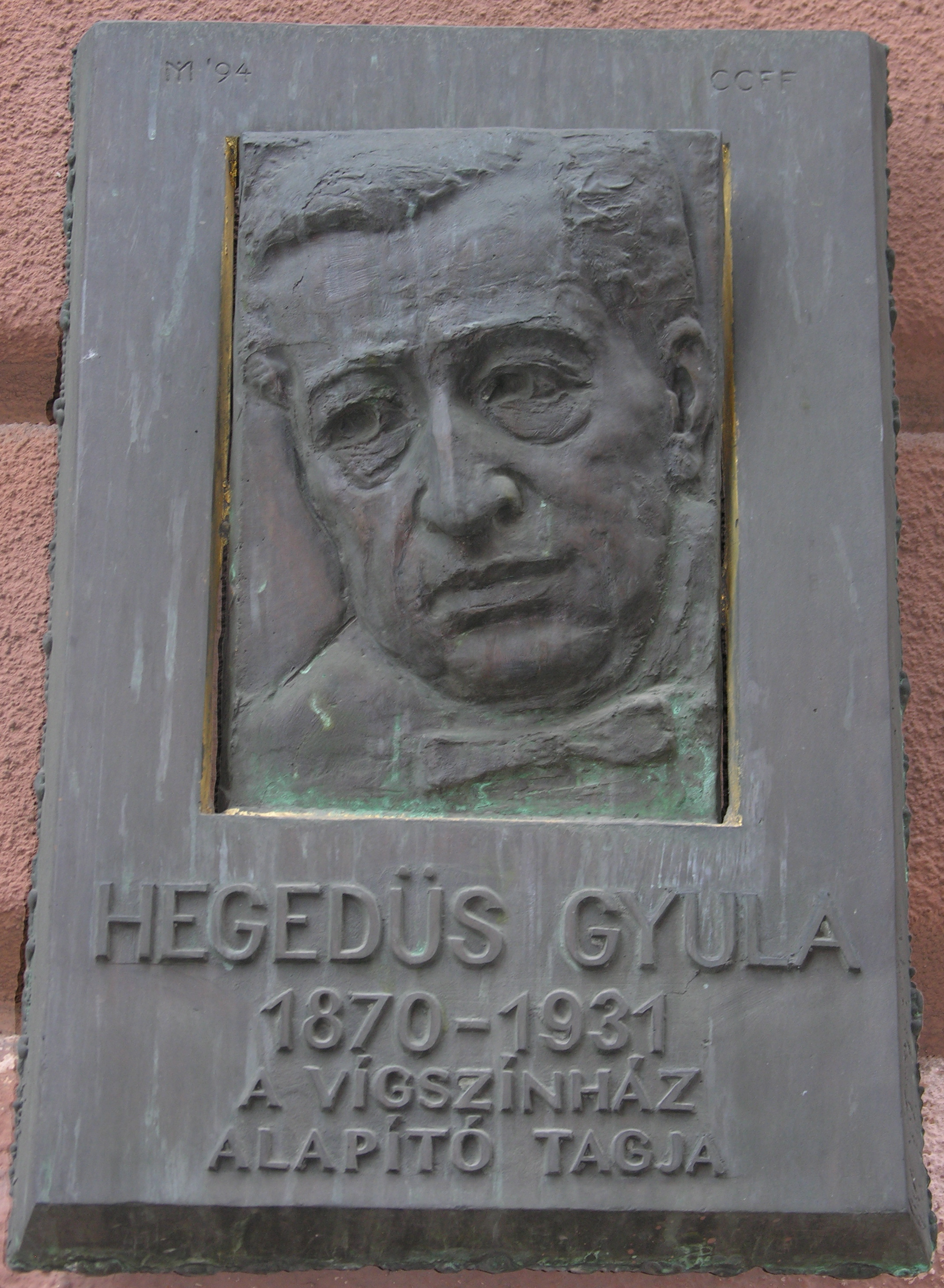
Hegedűs Gyula, Hegedűs Gyula utca 2. alkotó: Marosits István
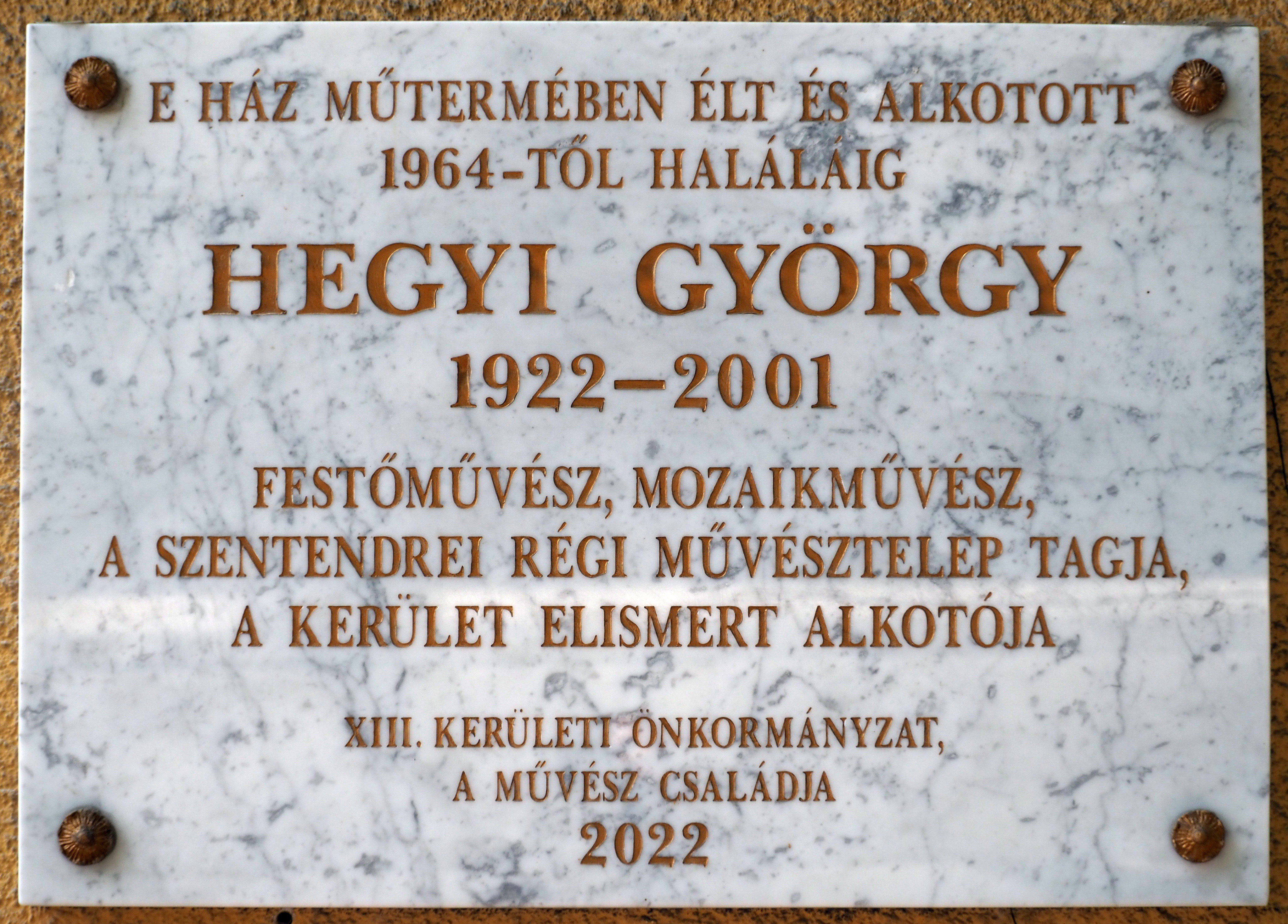
Hegyi György, Radnóti Miklós u 38.
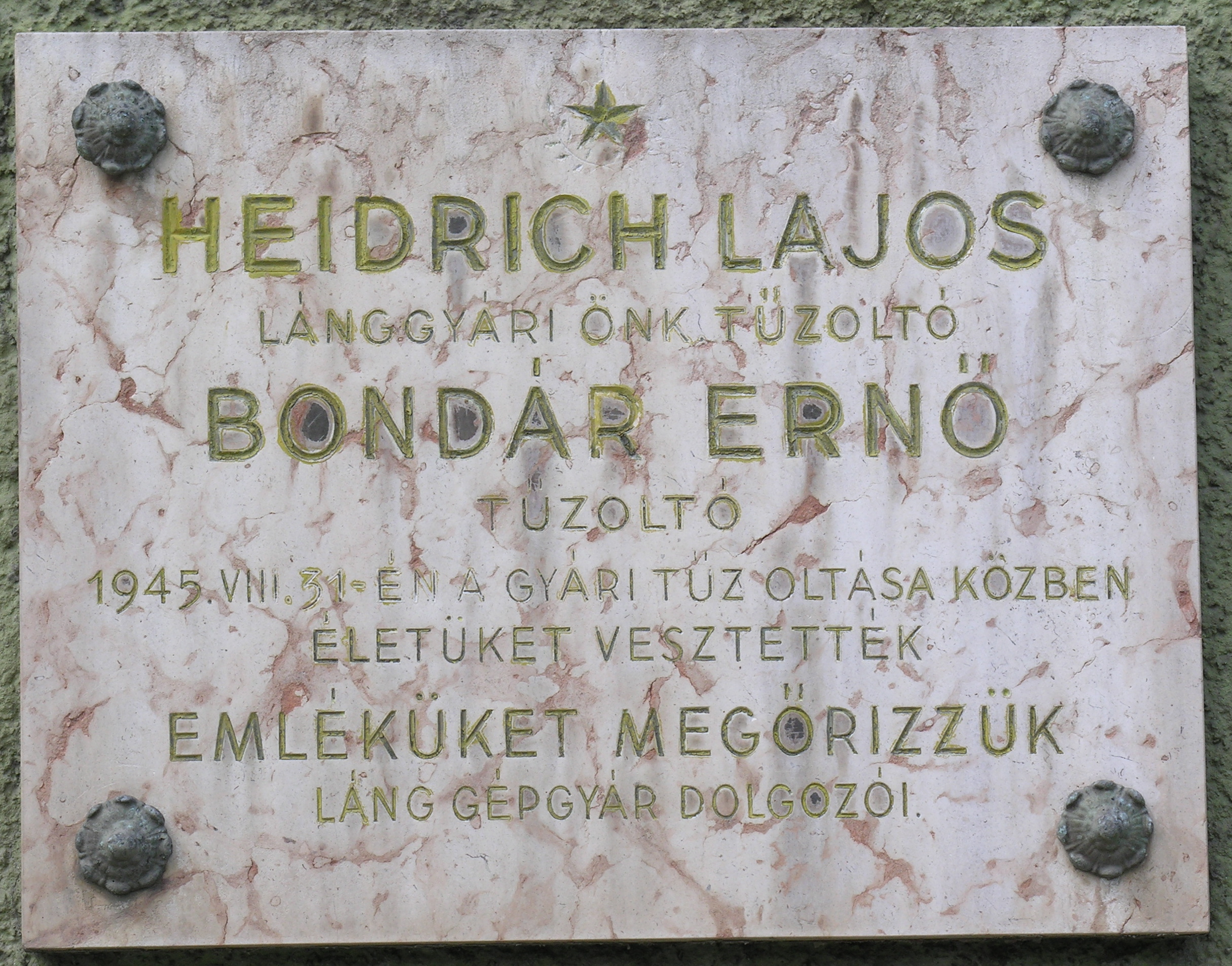
Heidrich Lajos, Bondár Ernö, Váci 154.
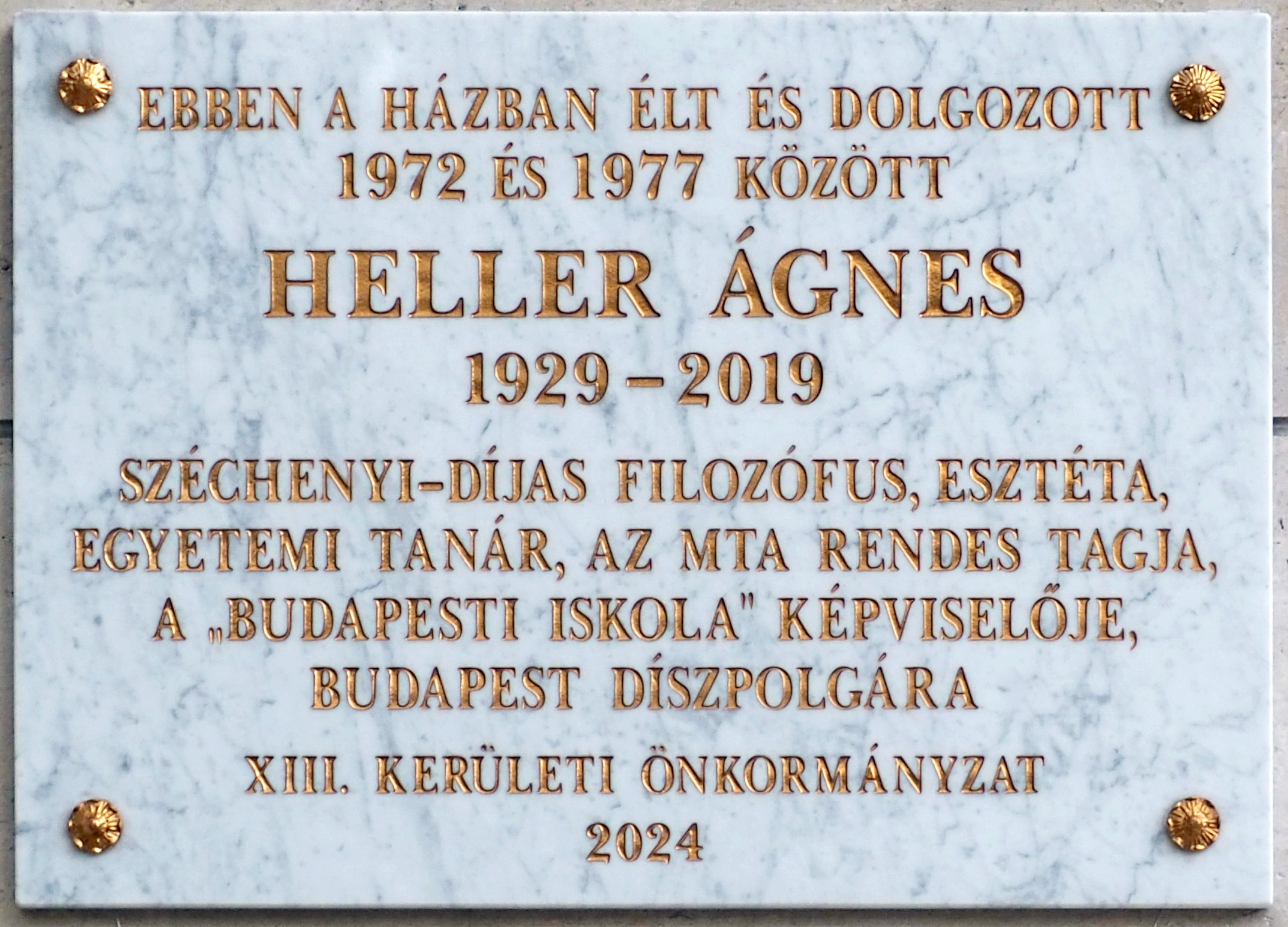
Heller Ágnes, Szent István park 26.
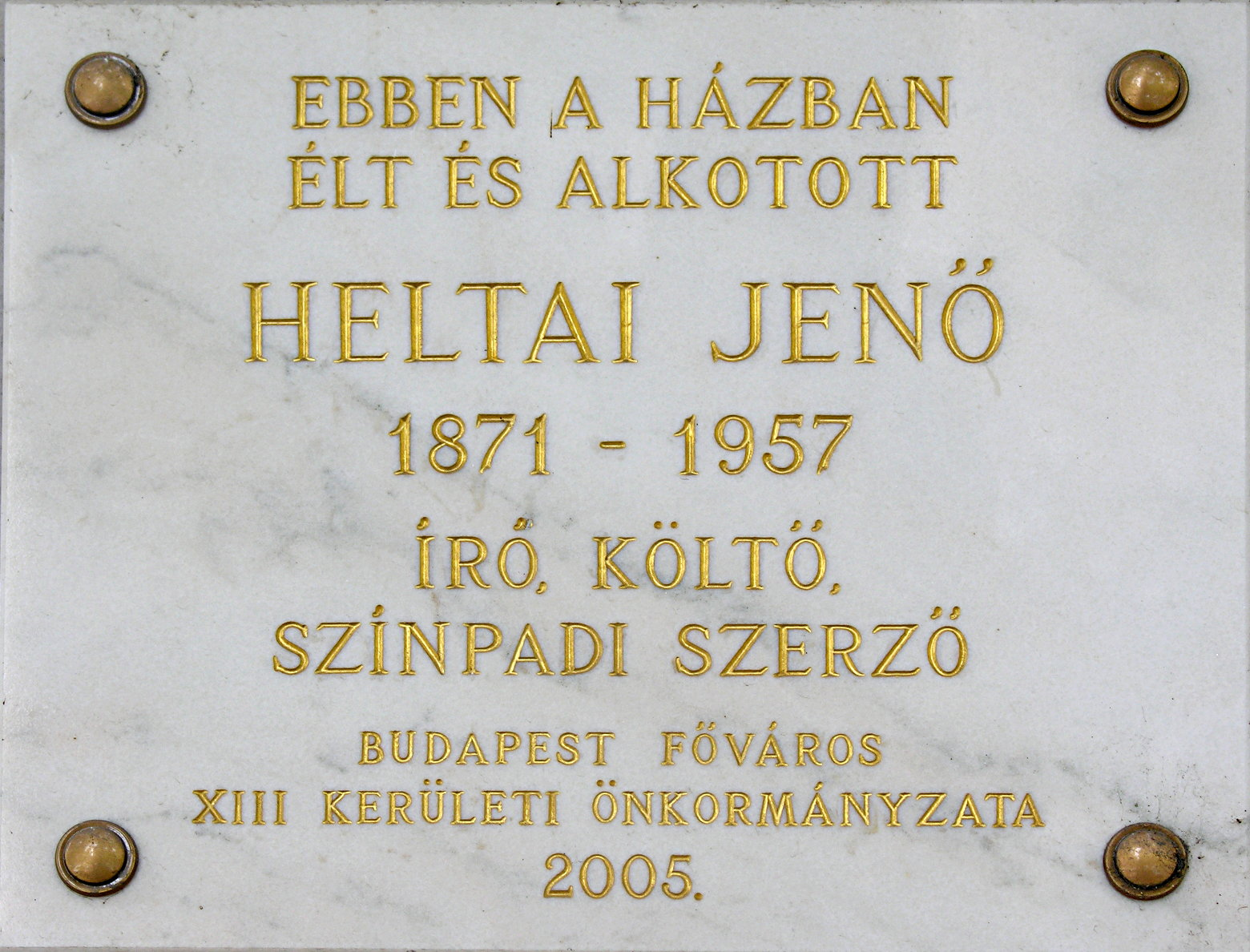
Heltai Jenő, Pozsonyi út 40.
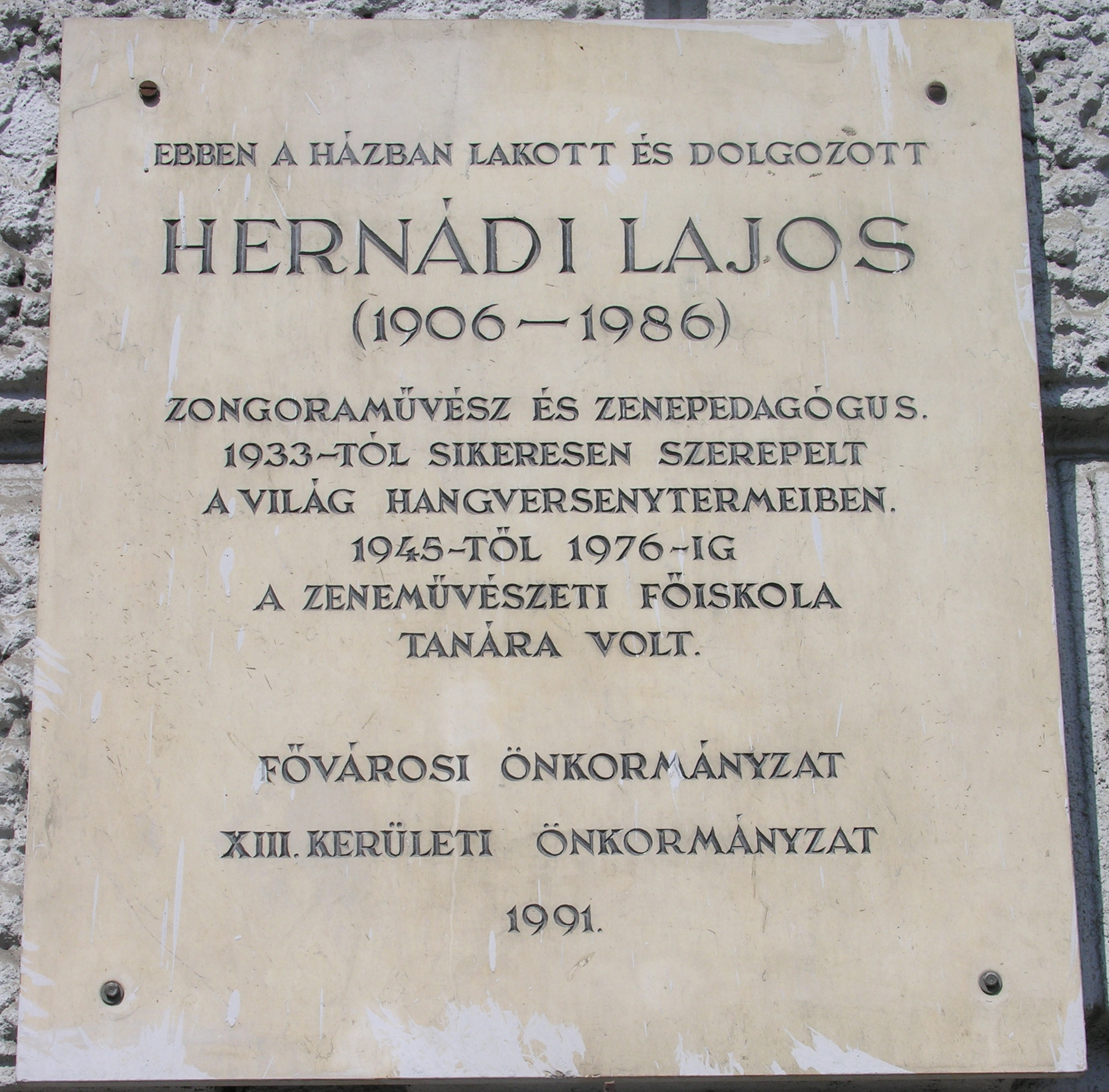
Hernádi Lajos, Hegedűs Gyula utca 8.
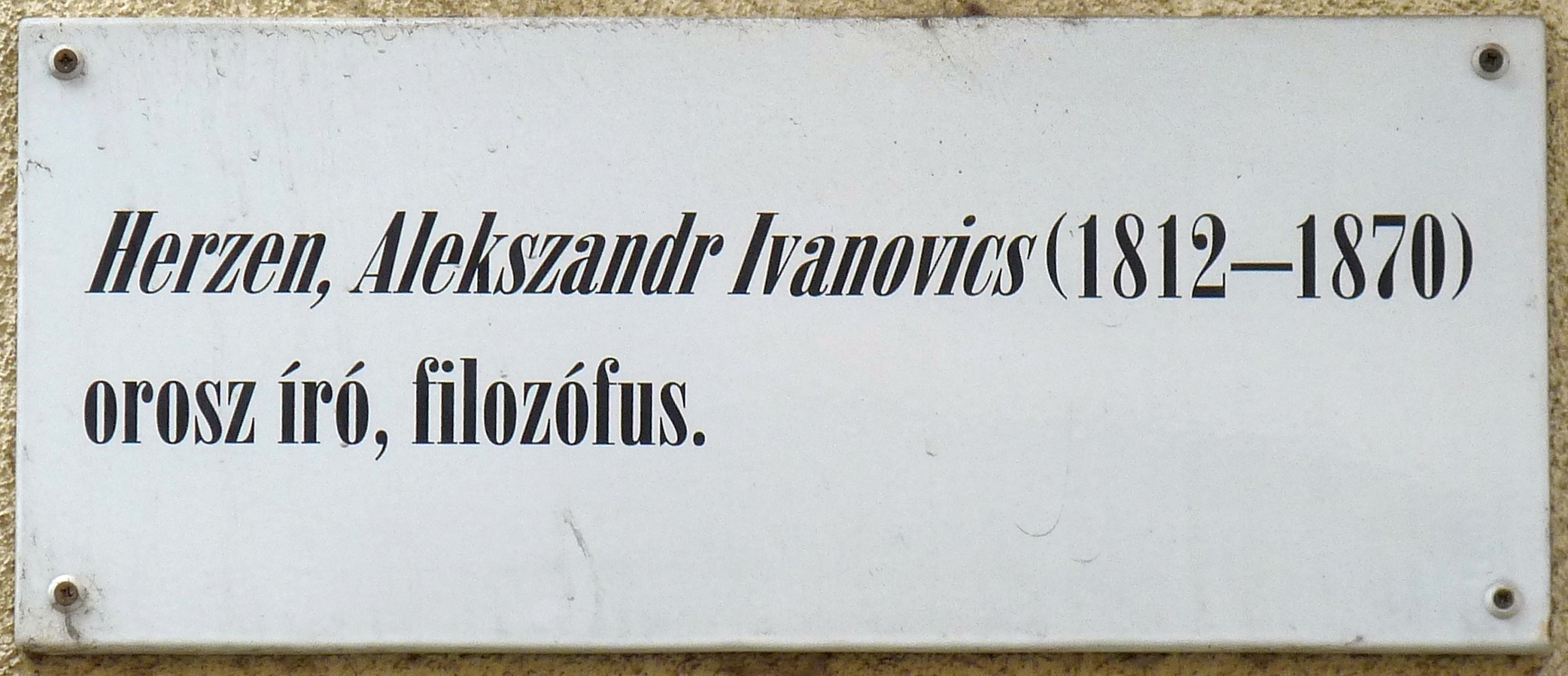
Alekszandr Ivanovics Herzen, Herzen utca 1.
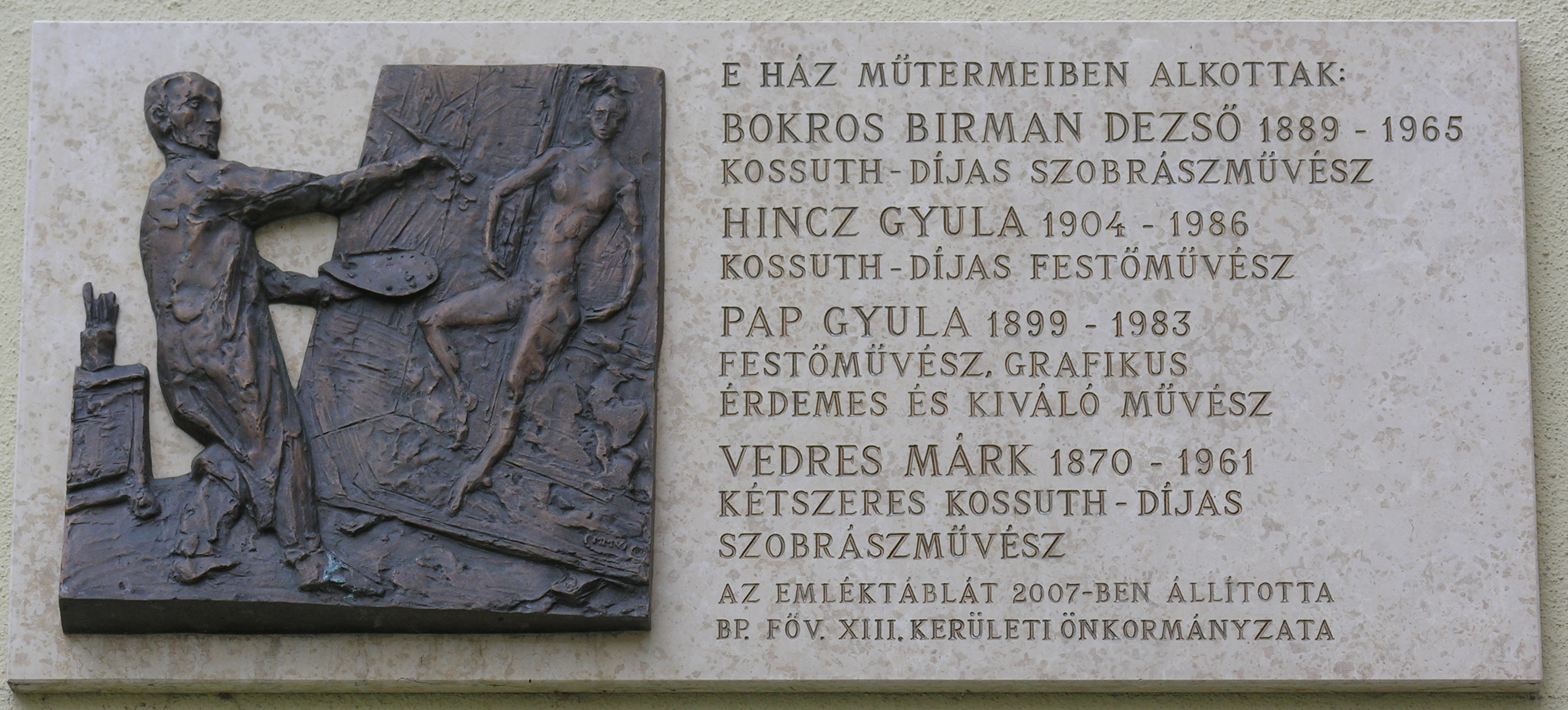
Hincz Gyula, Bulcsú utca 18-20. alkotó: Paulikovics Iván
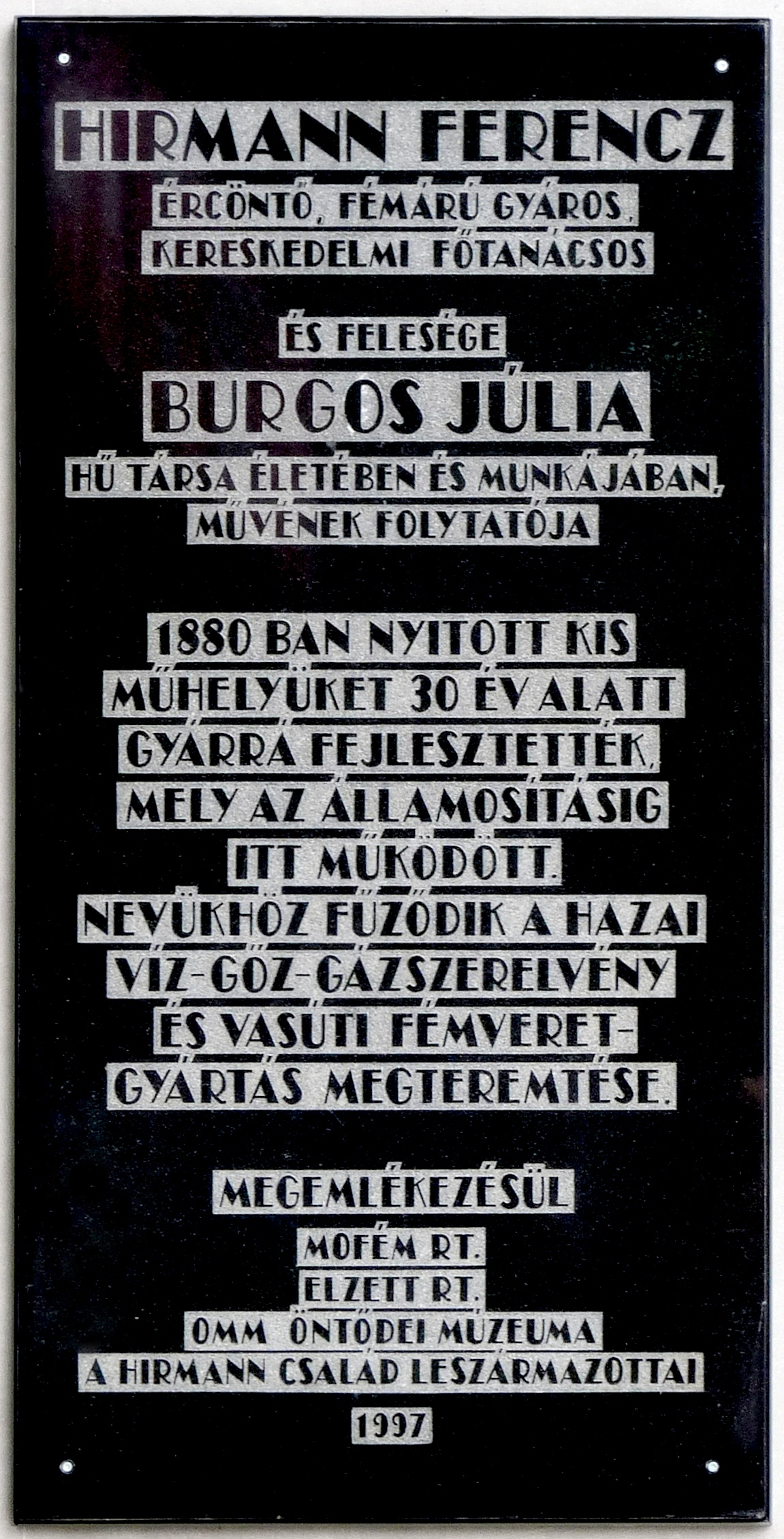
Hirmann Ferenc, Váci út 117-119.
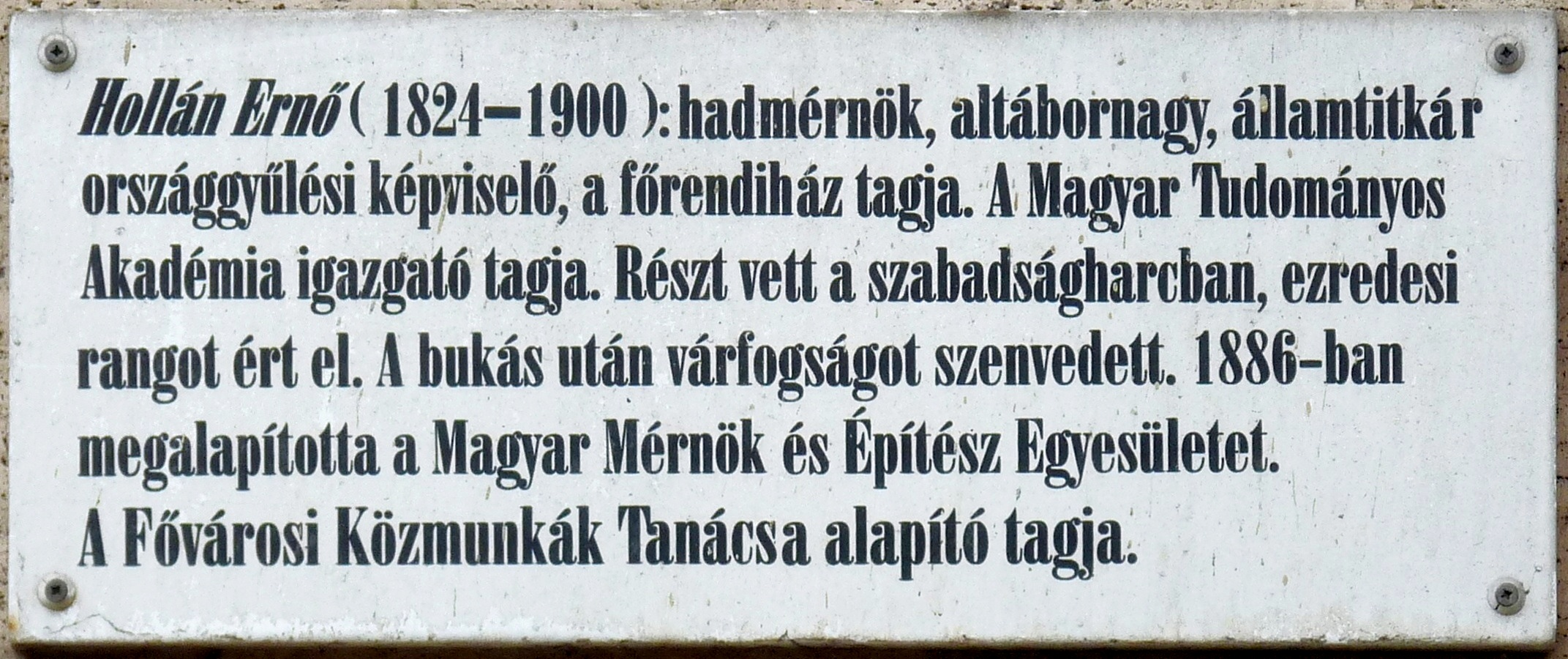
Hollán Ernő, Hollán Ernő utca 2.
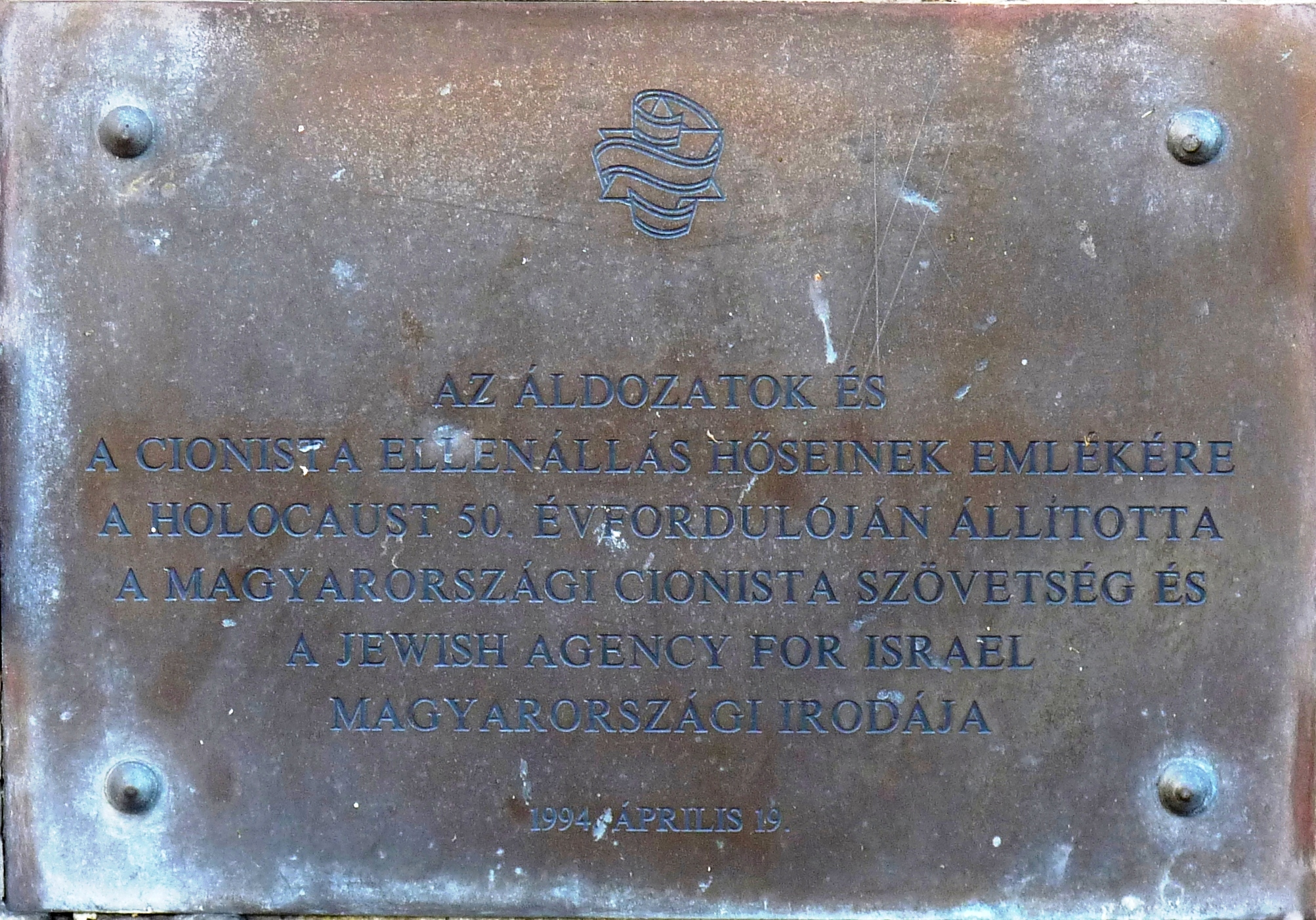
Holokauszt 50. évfordulója, Újpesti rakpart
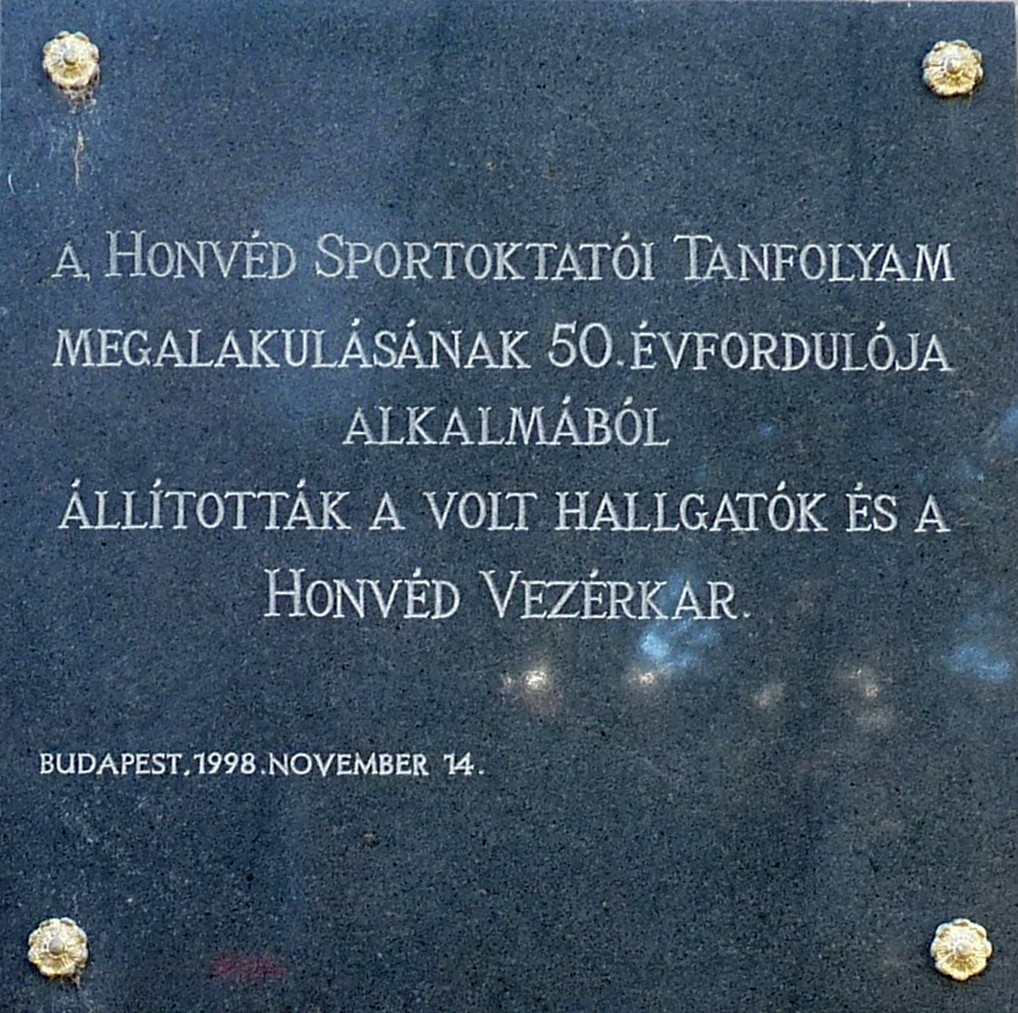
Honvéd Sportoktatói Tanfolyam 50. évf., Dózsa György út 53.
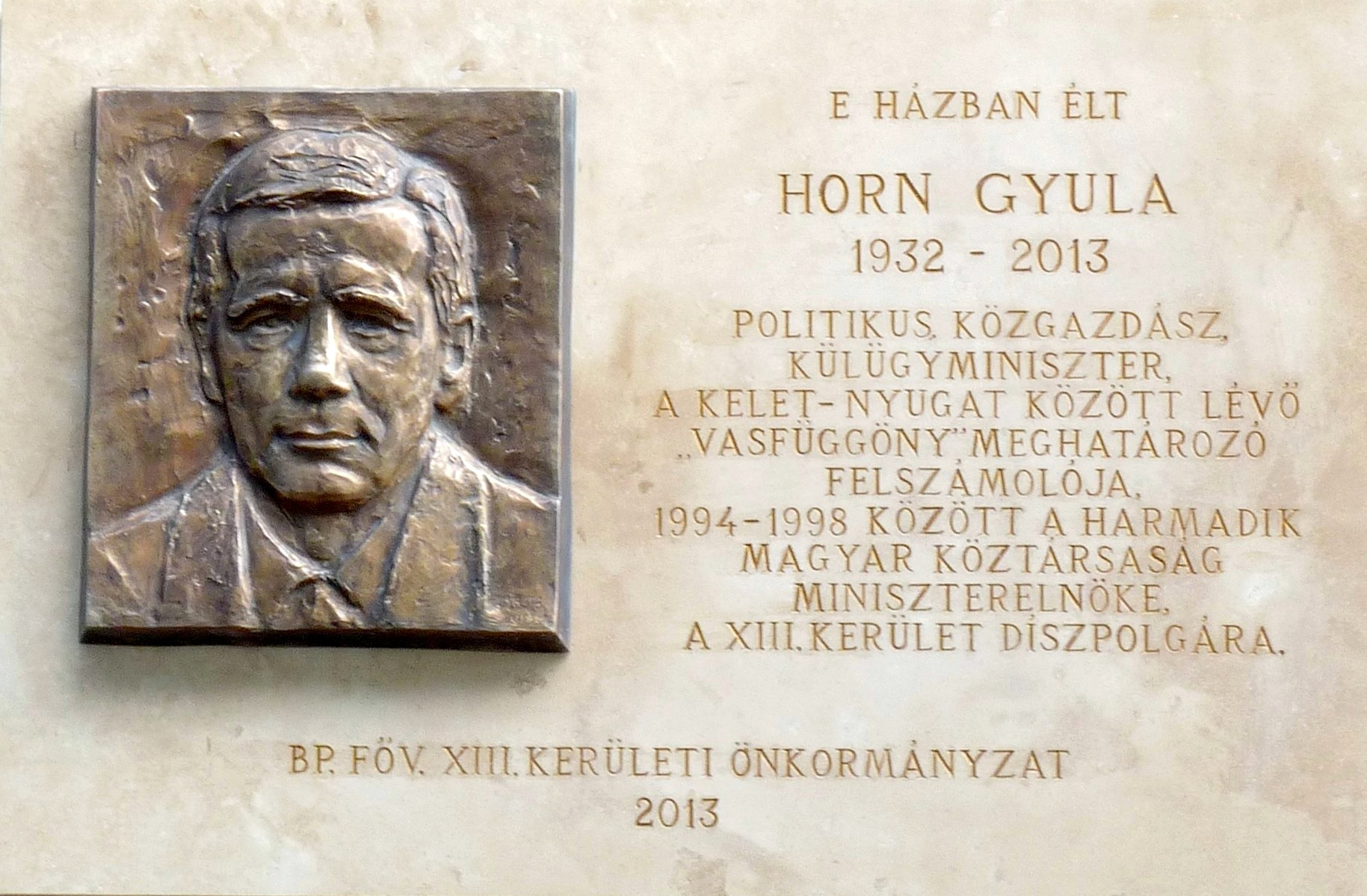
Horn Gyula, Újpesti rakpart 11. alkotó: Buda István
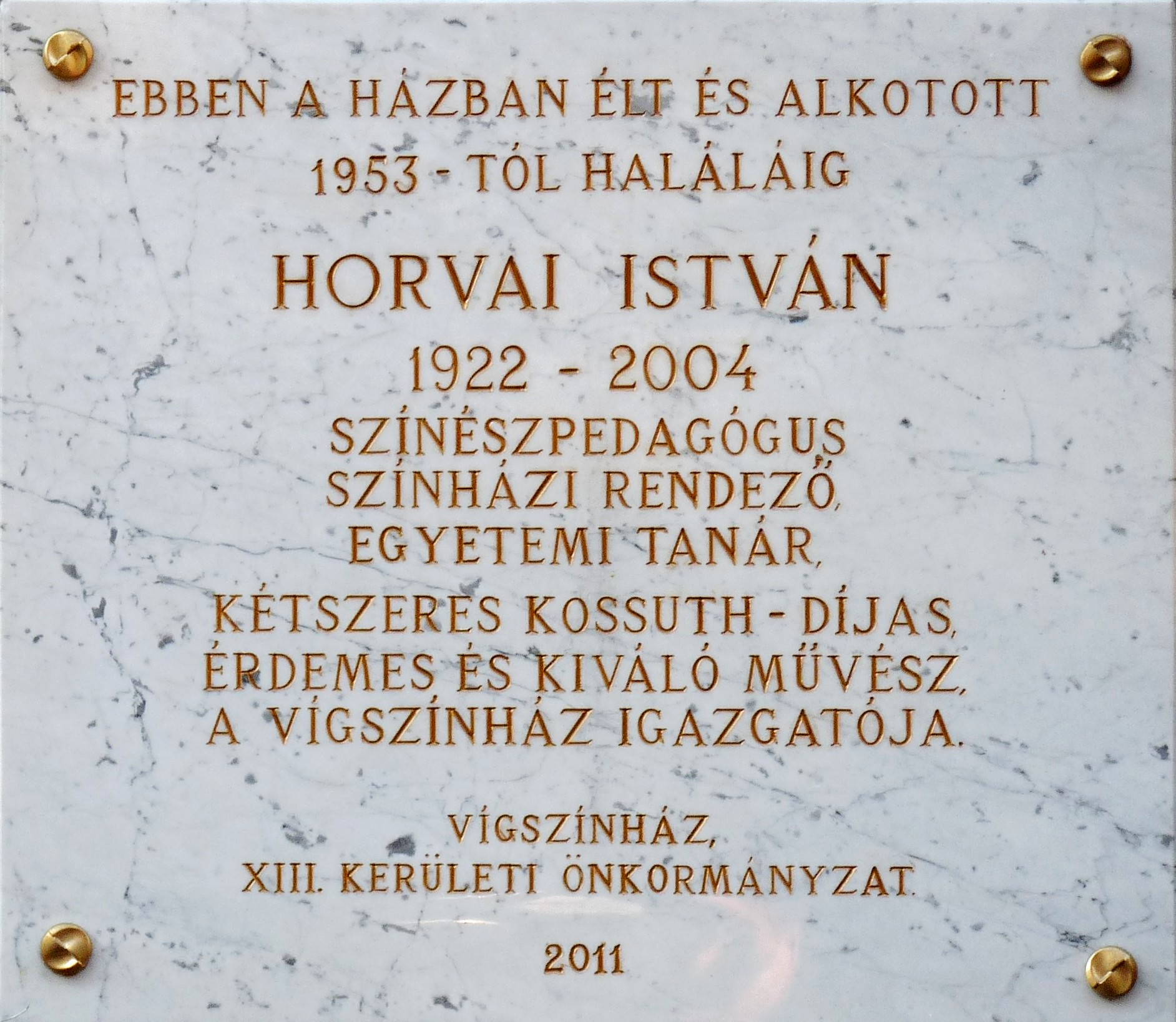
Horvai István, Tátra utca 12/a.
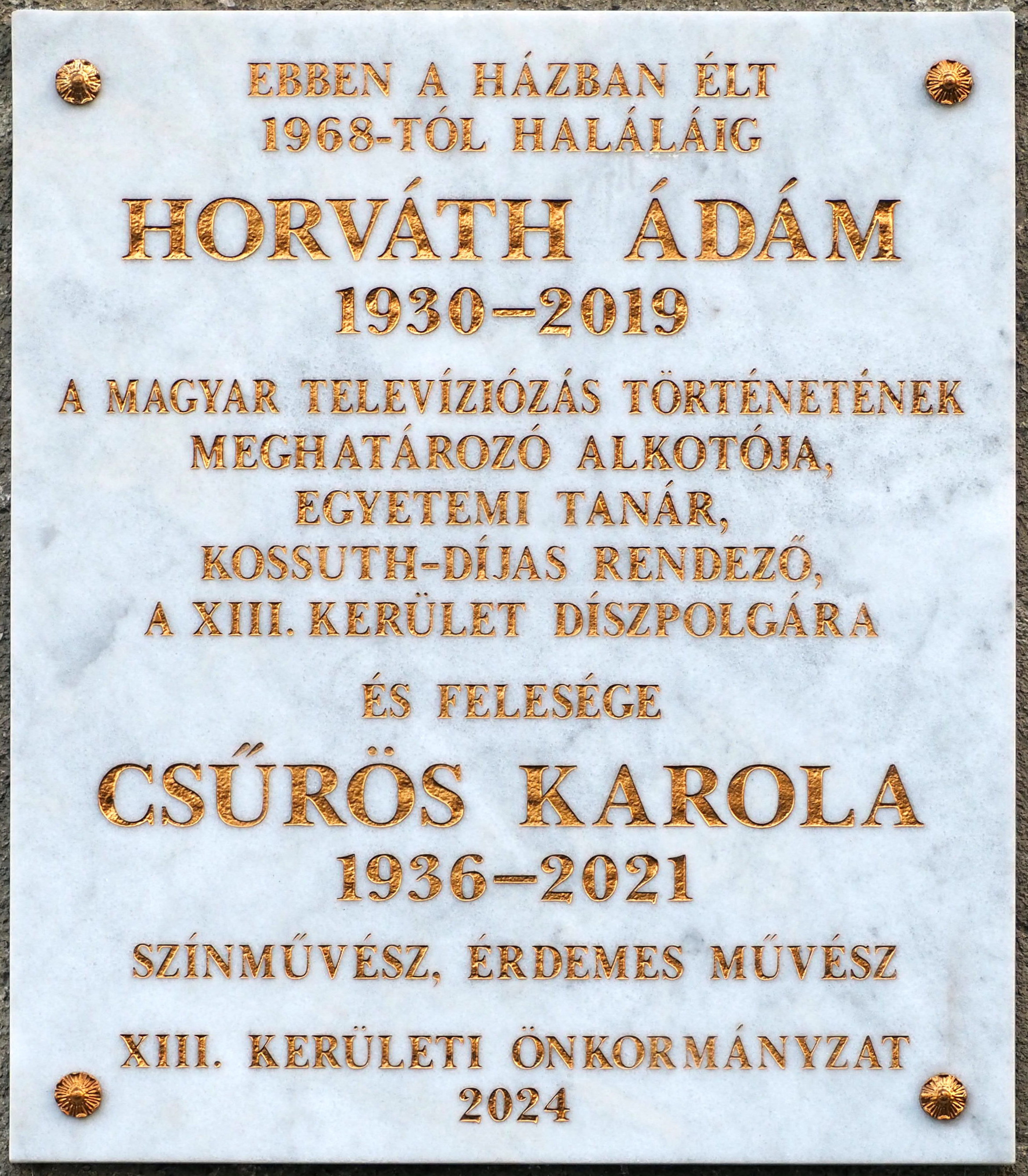
Horváth Ádám, Szent István park 19.
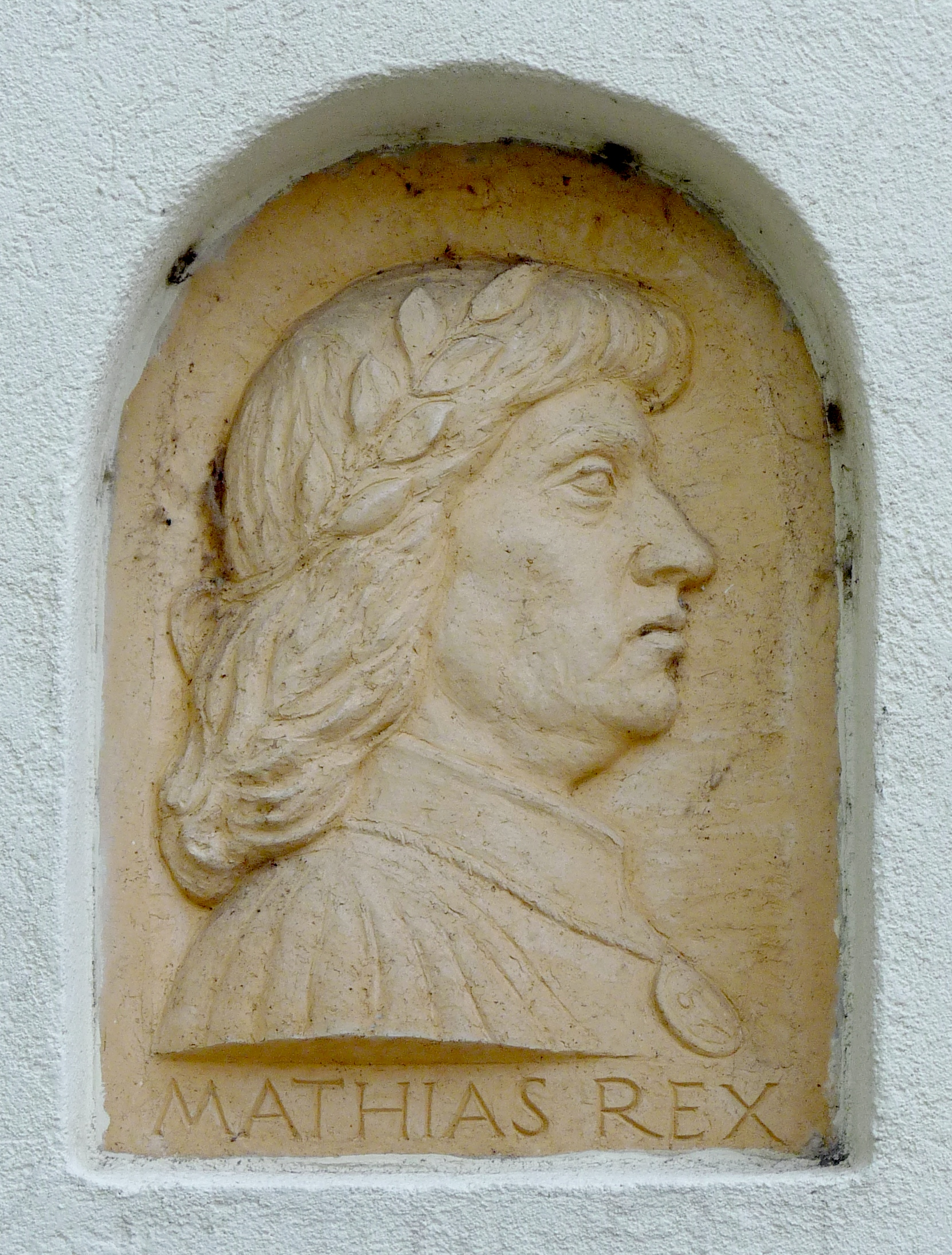
Hunyadi Mátyás, Karikás Frigyes utca 3.
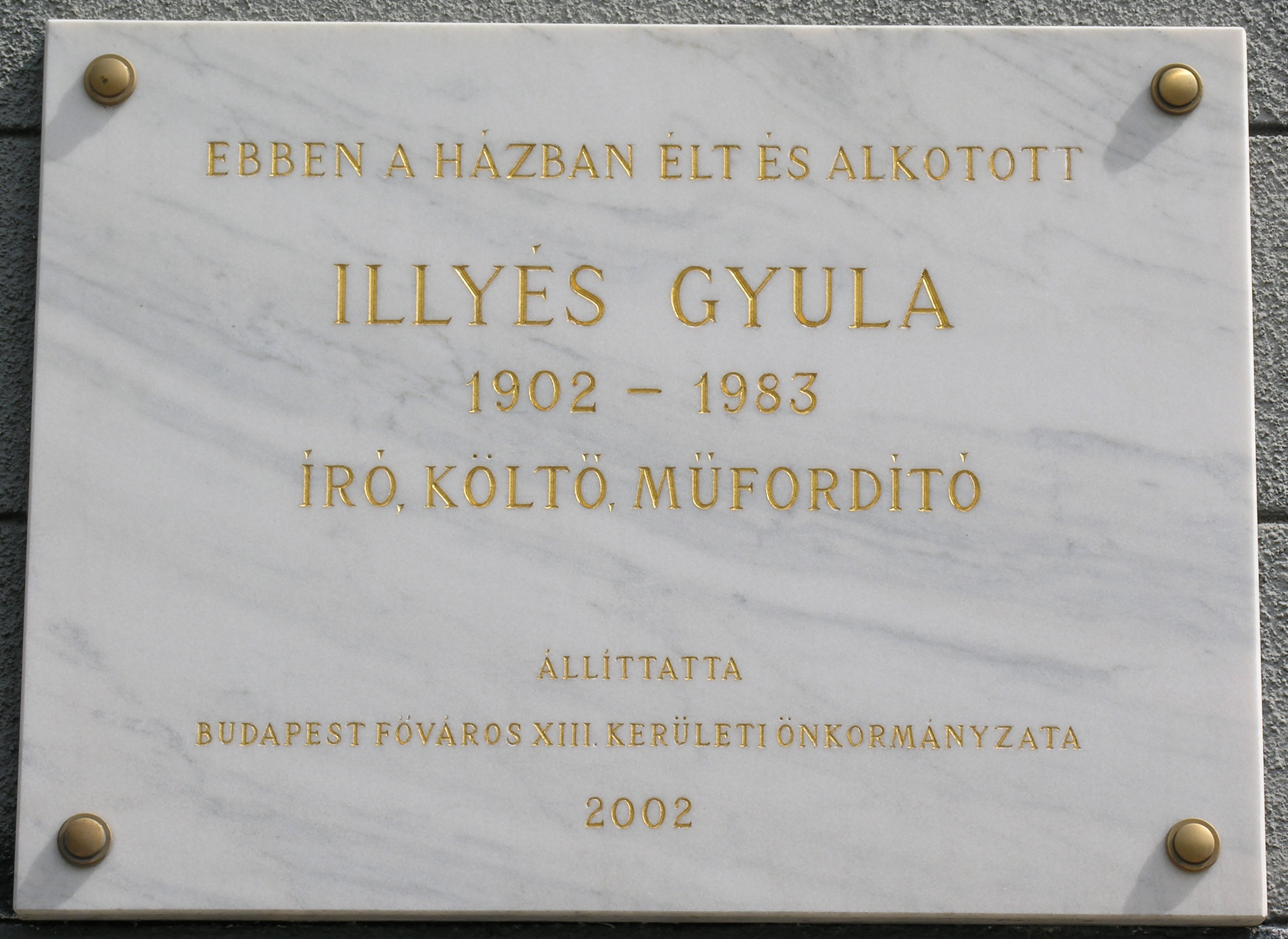
Illyés Gyula, Hun utca 6.
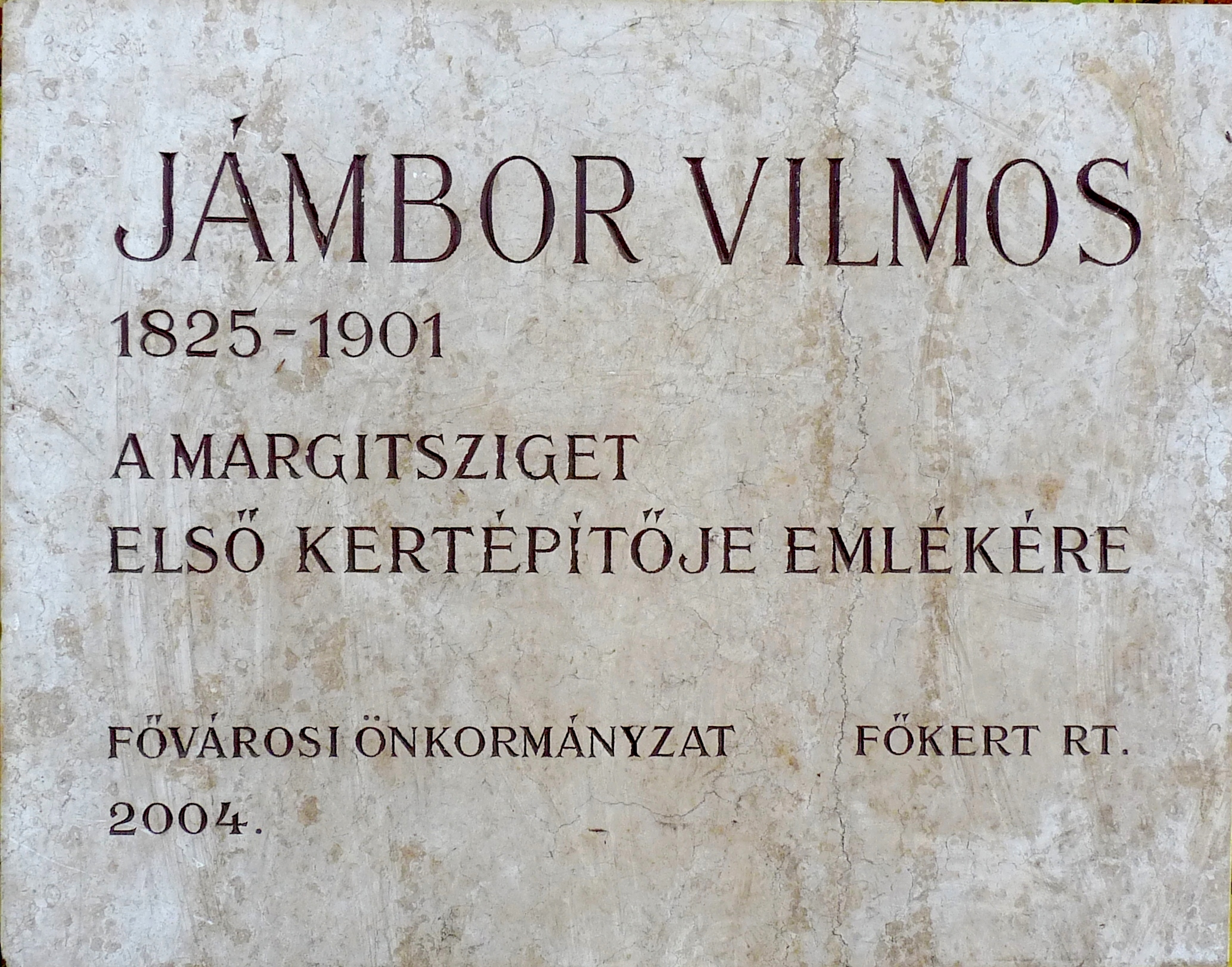
Jámbor Vilmos, Margit-sziget
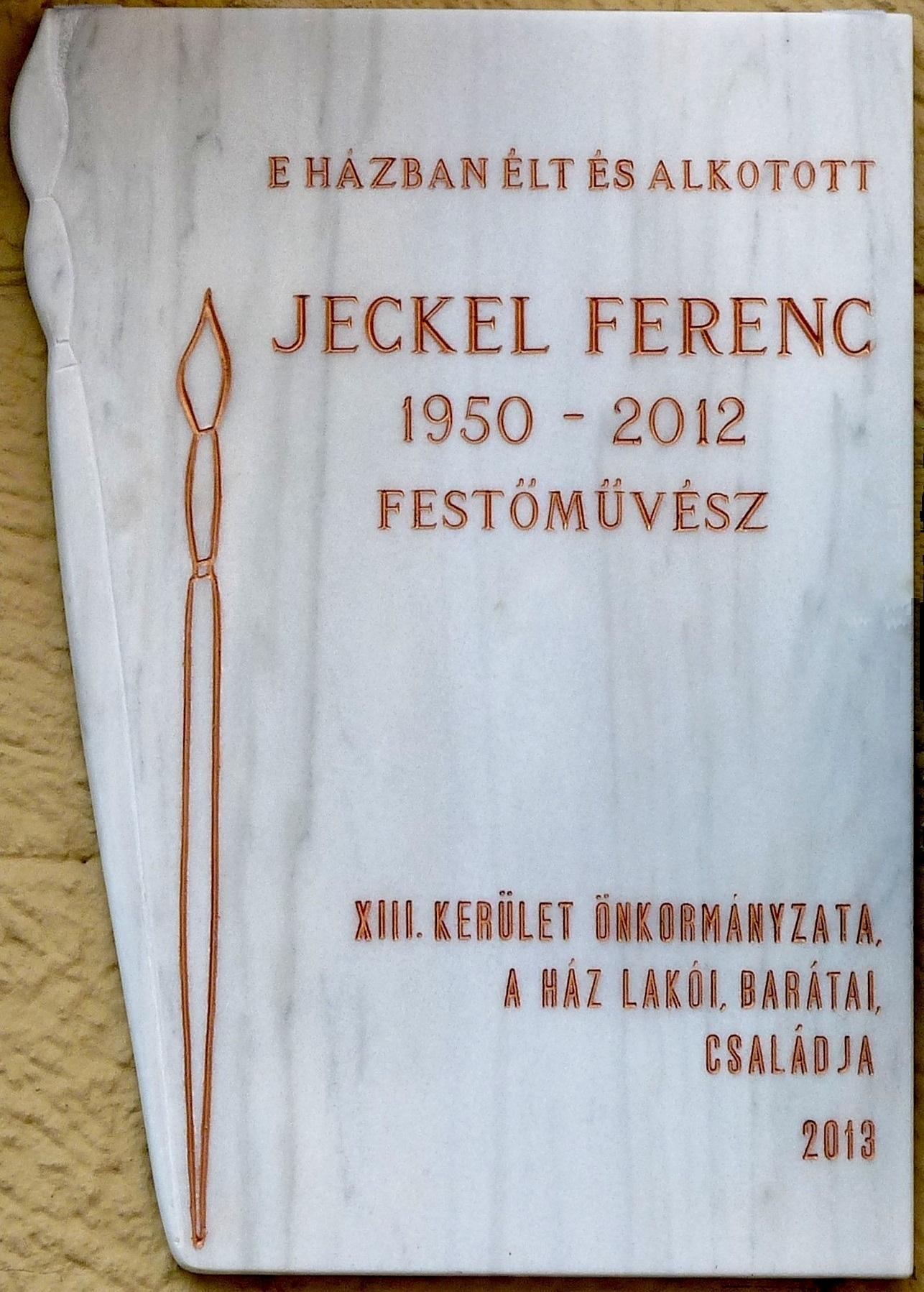
Jeckel Ferenc, Kresz Géza utca 8.
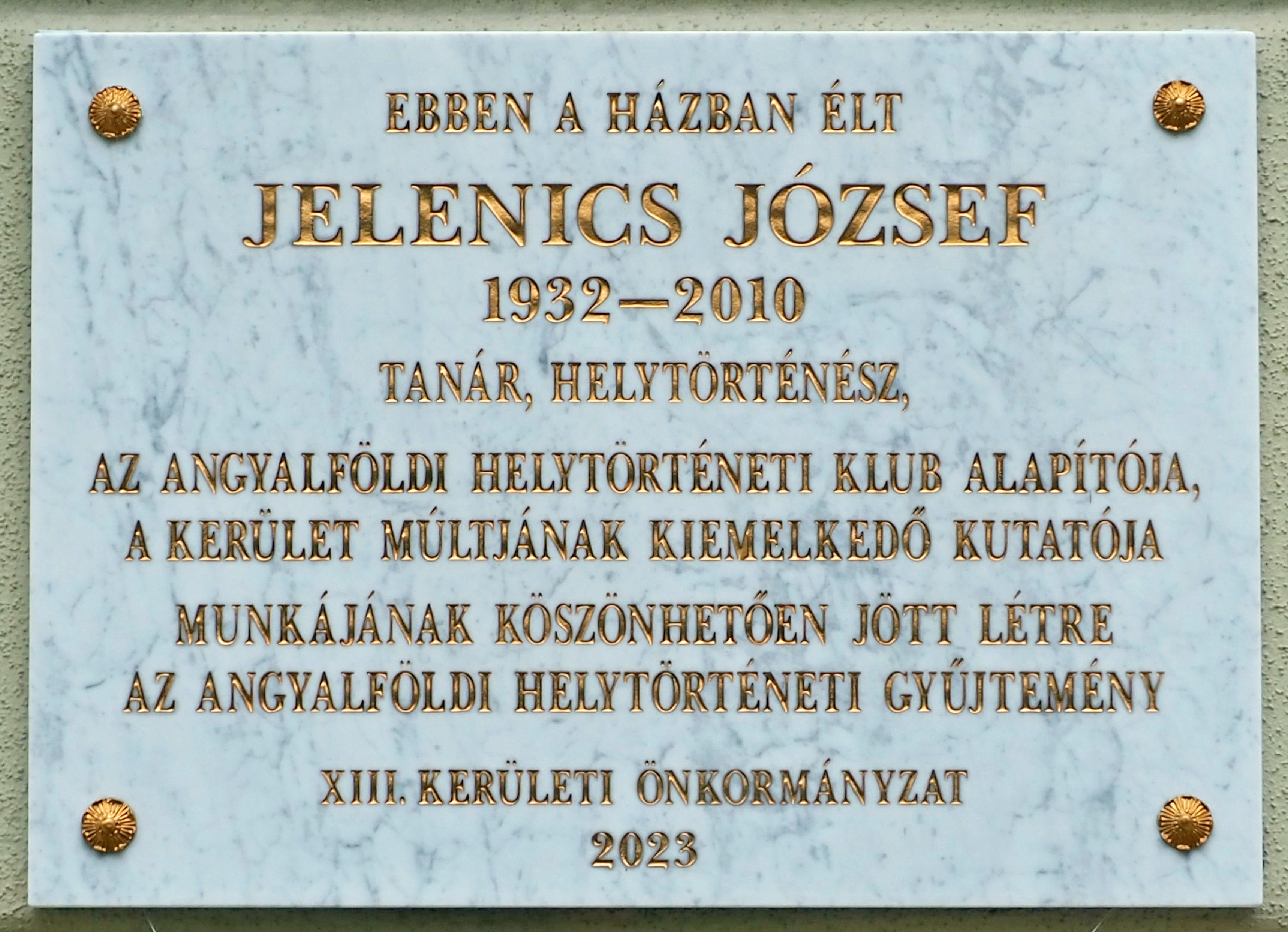
Jelenics József, Turbina utca 6.
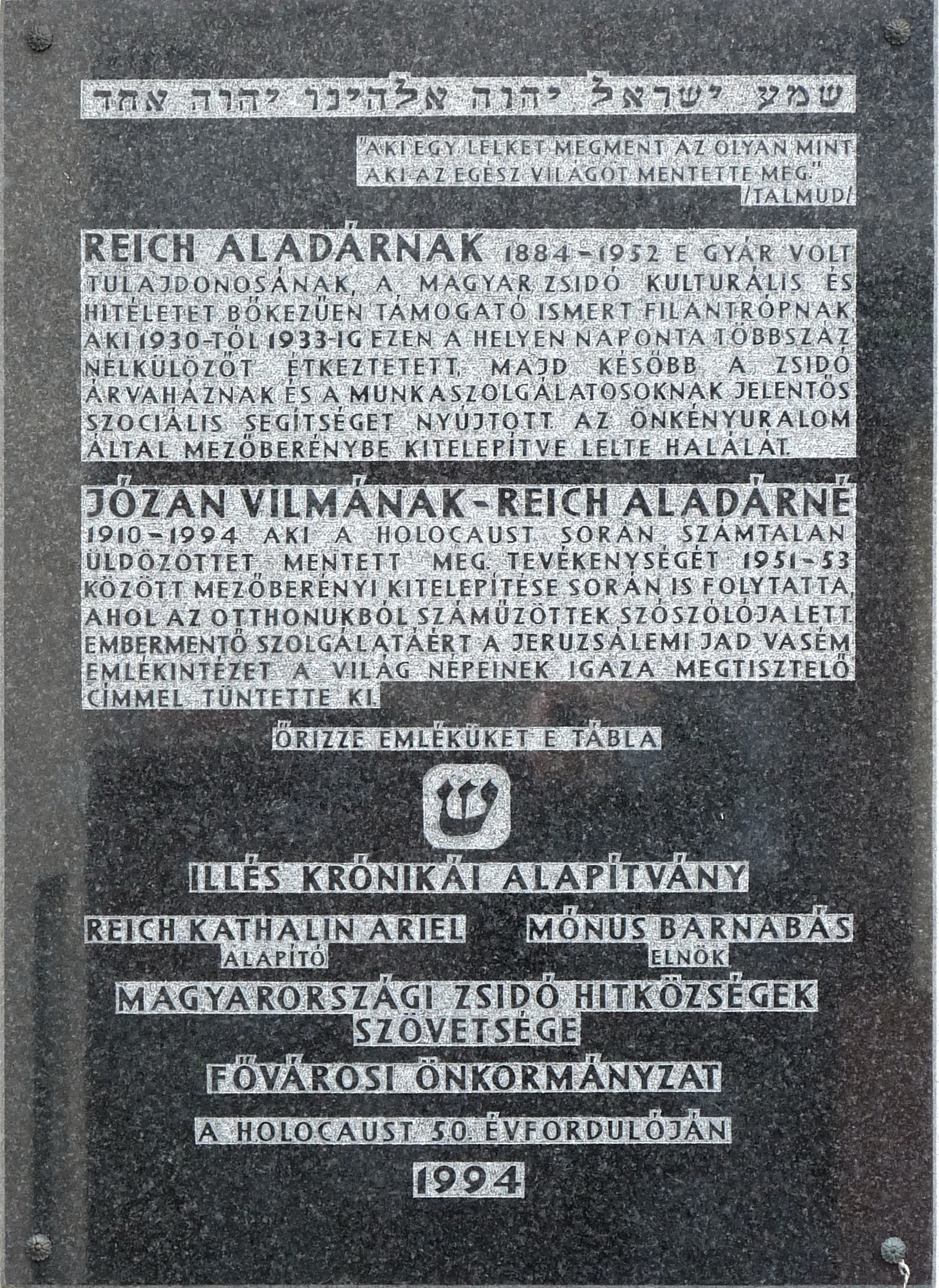
Józan Vilma, Dózsa György út 55.
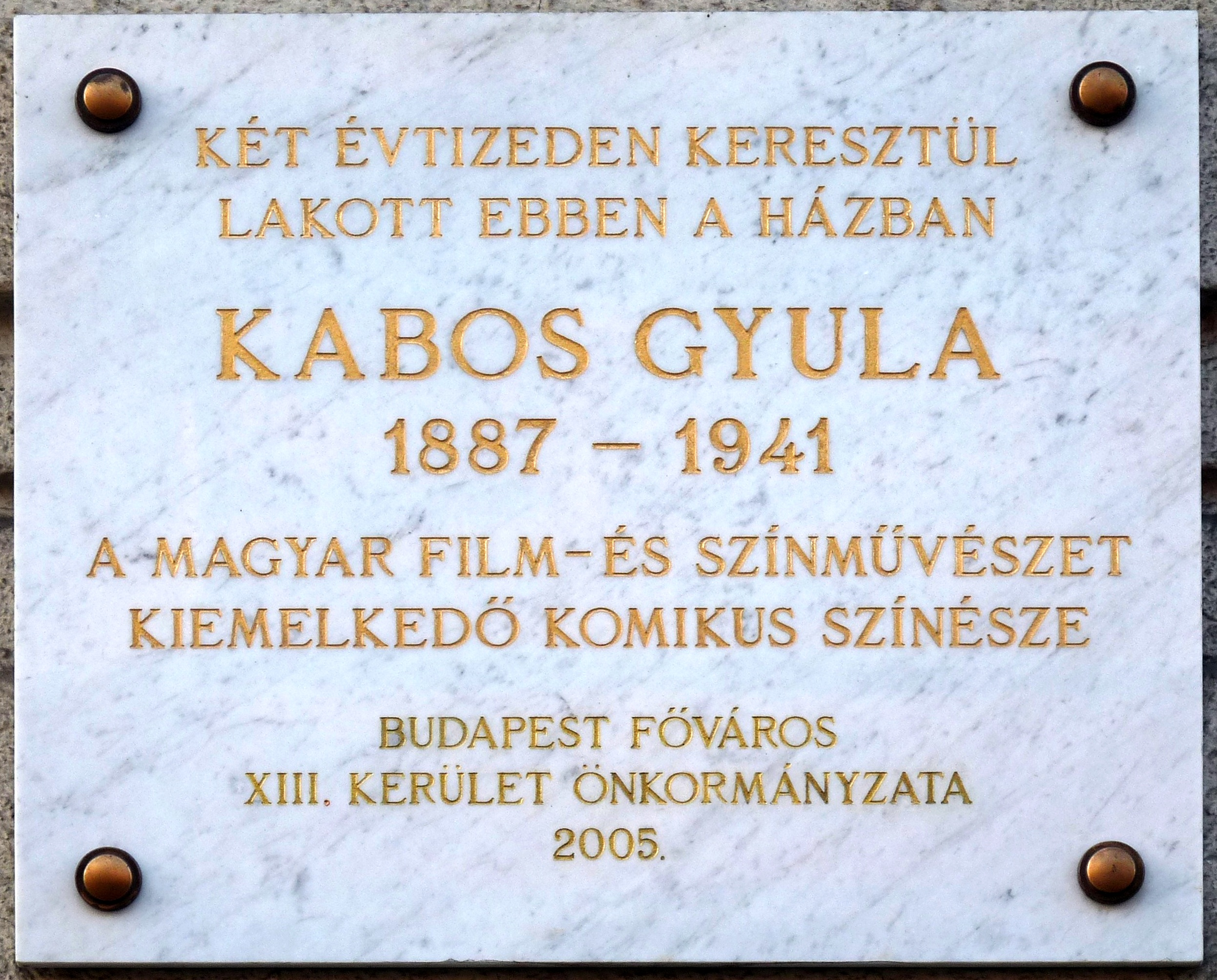
Kabos Gyula, Váci út 16.
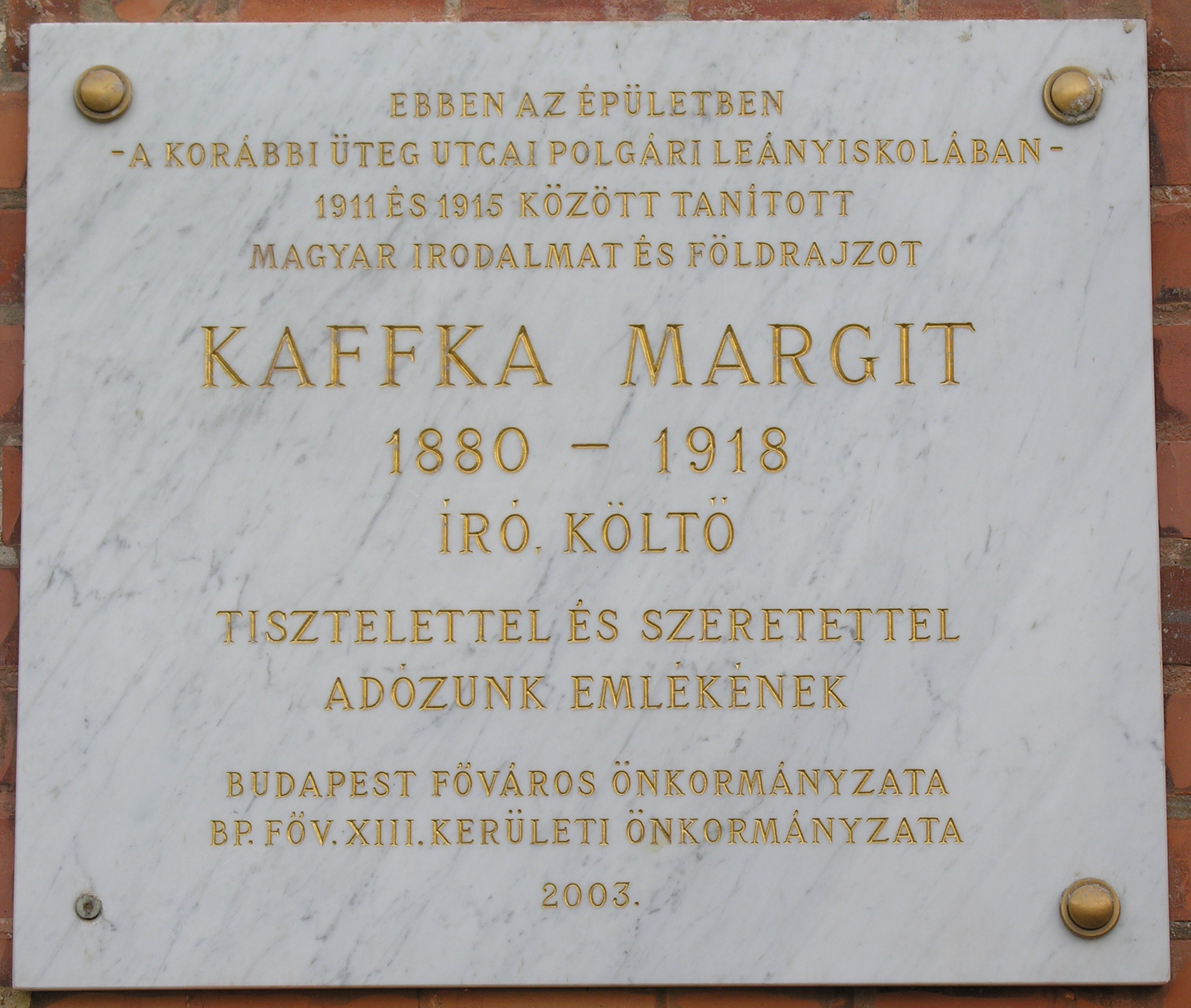
Kaffka Margit, Üteg utca 15.
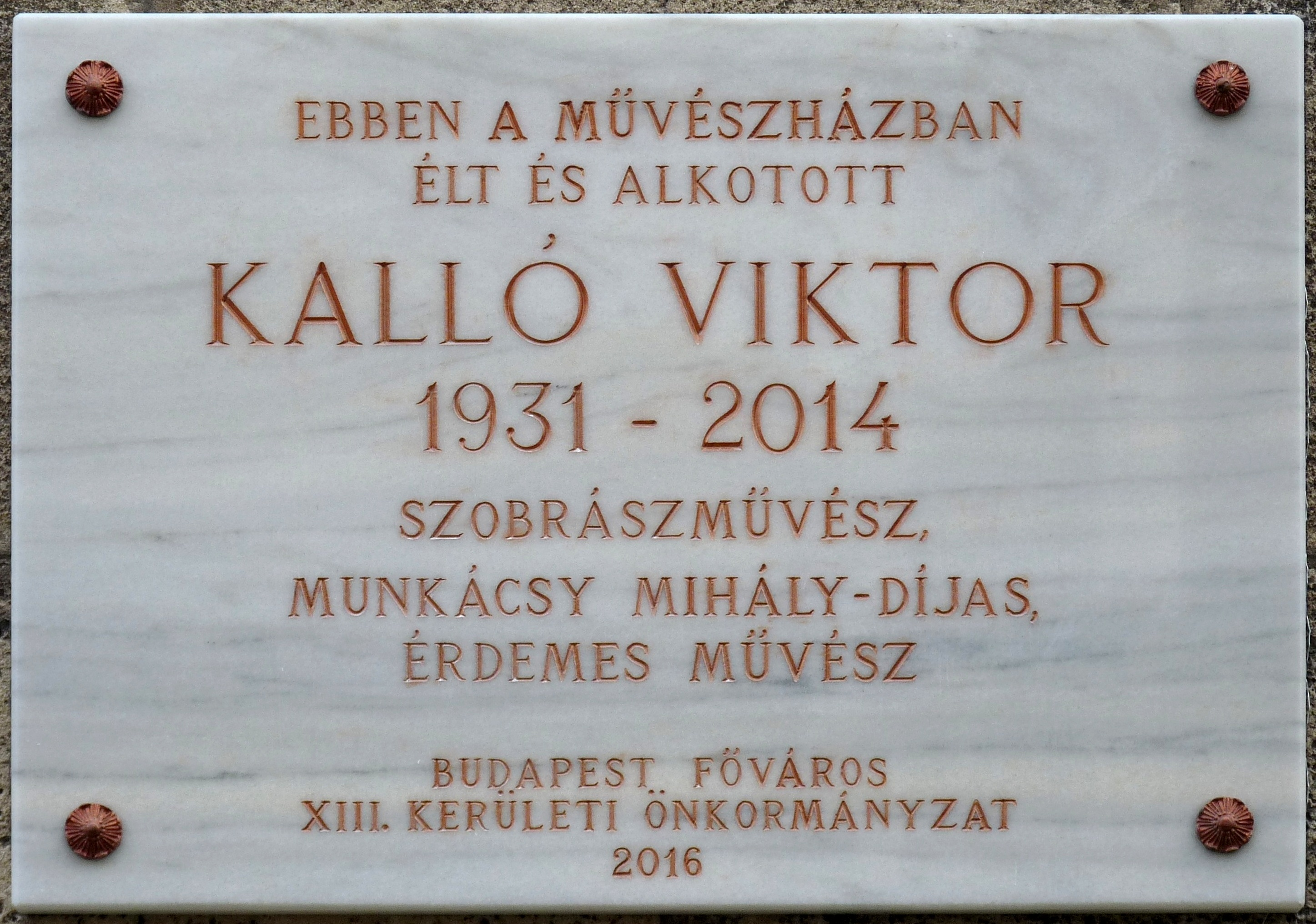
Kalló Viktor, Máglya köz 3.
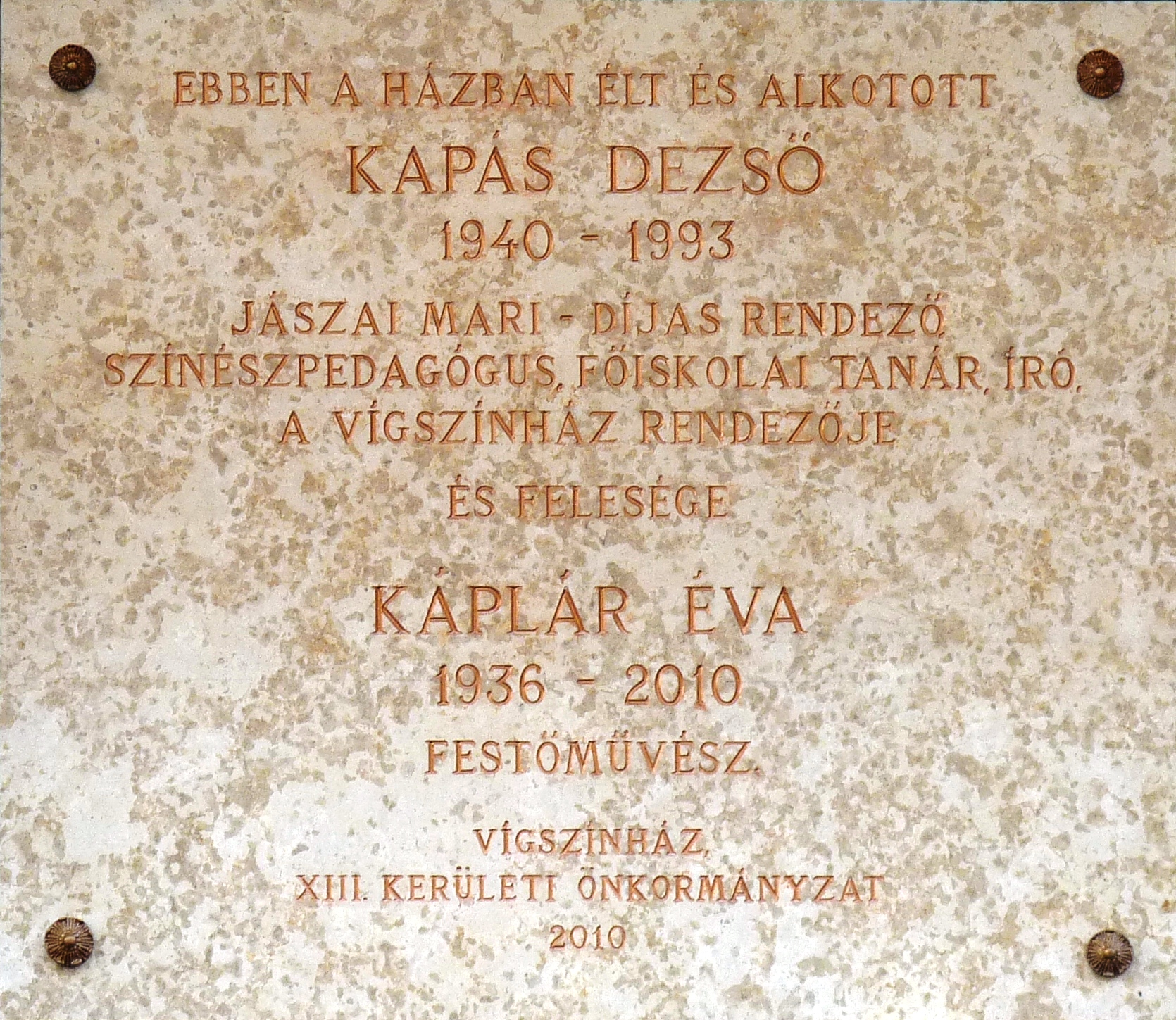
Kapás Dezső és Káplár Éva, Budai Nagy Antal utca 5.
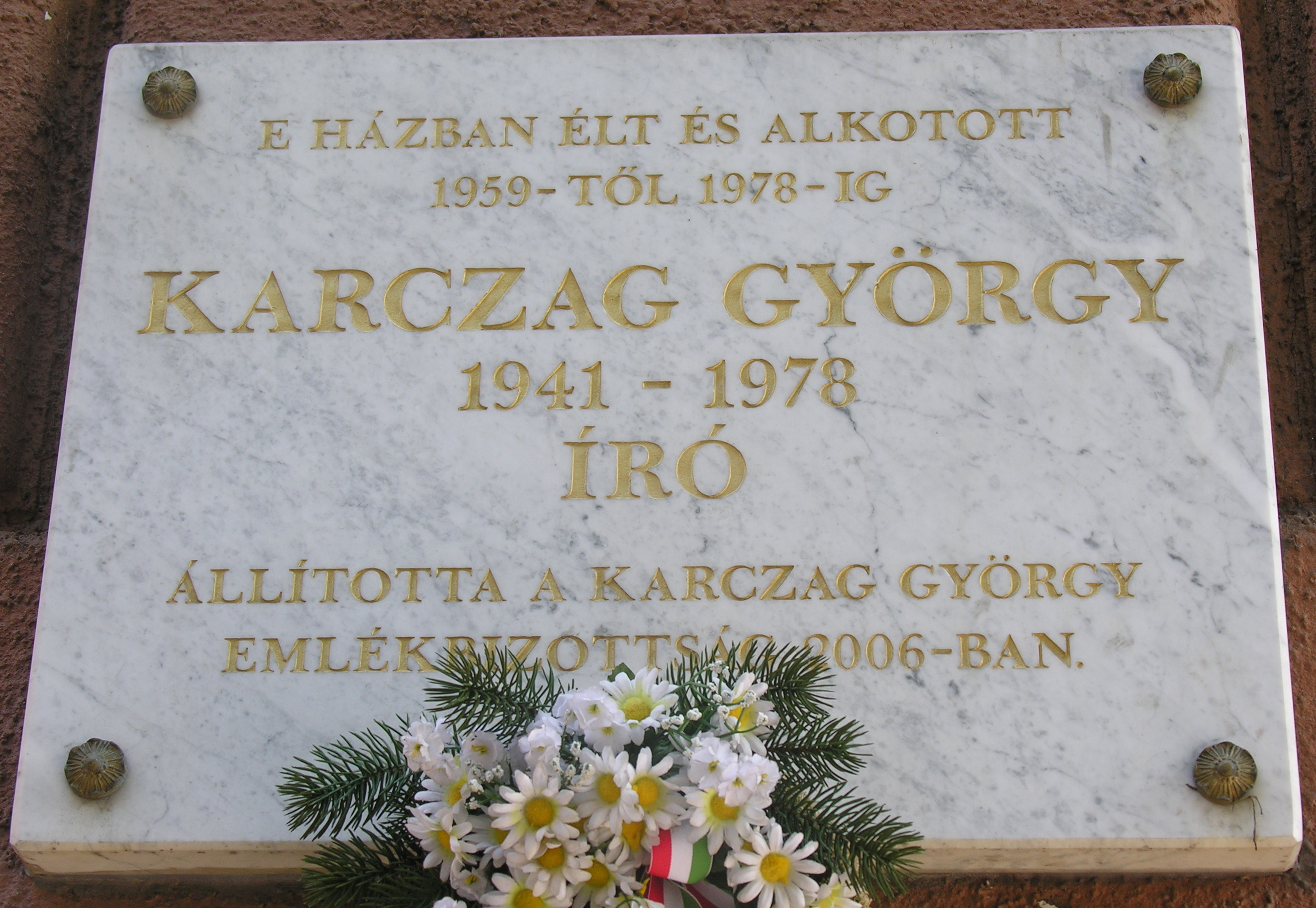
Karczag György, Szent István körút 16.
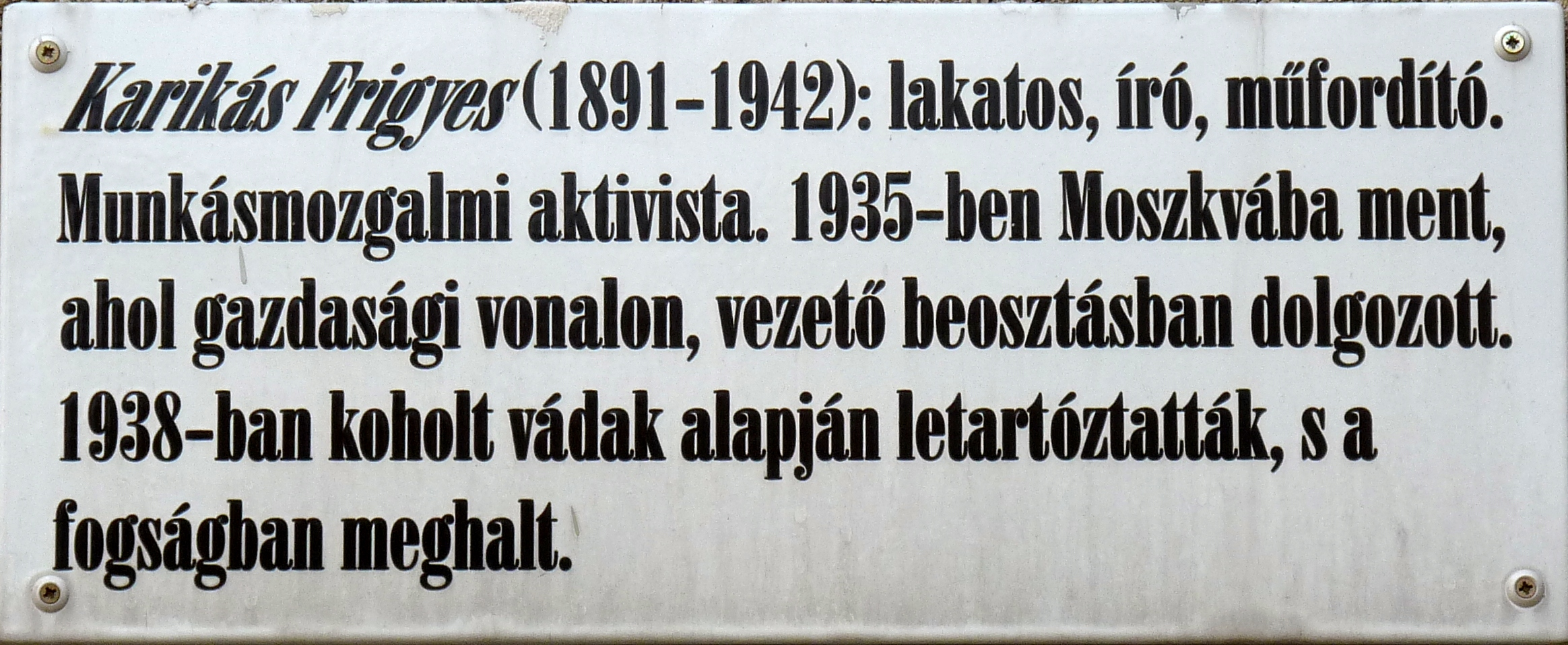
Karikás Frigyes, Karikás Frigyes utca 1.
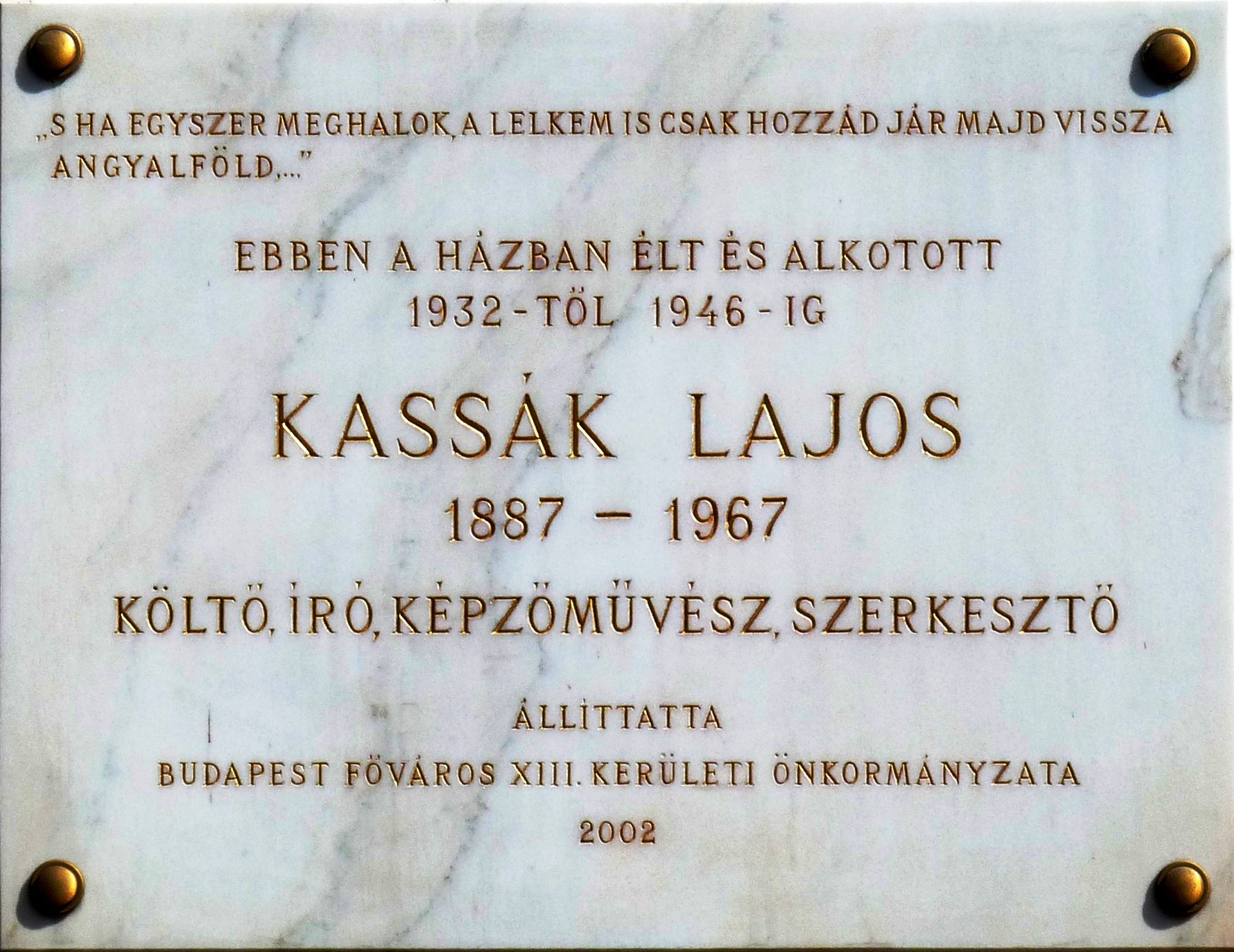
Kassák Lajos, Bulcsú utca 21/a
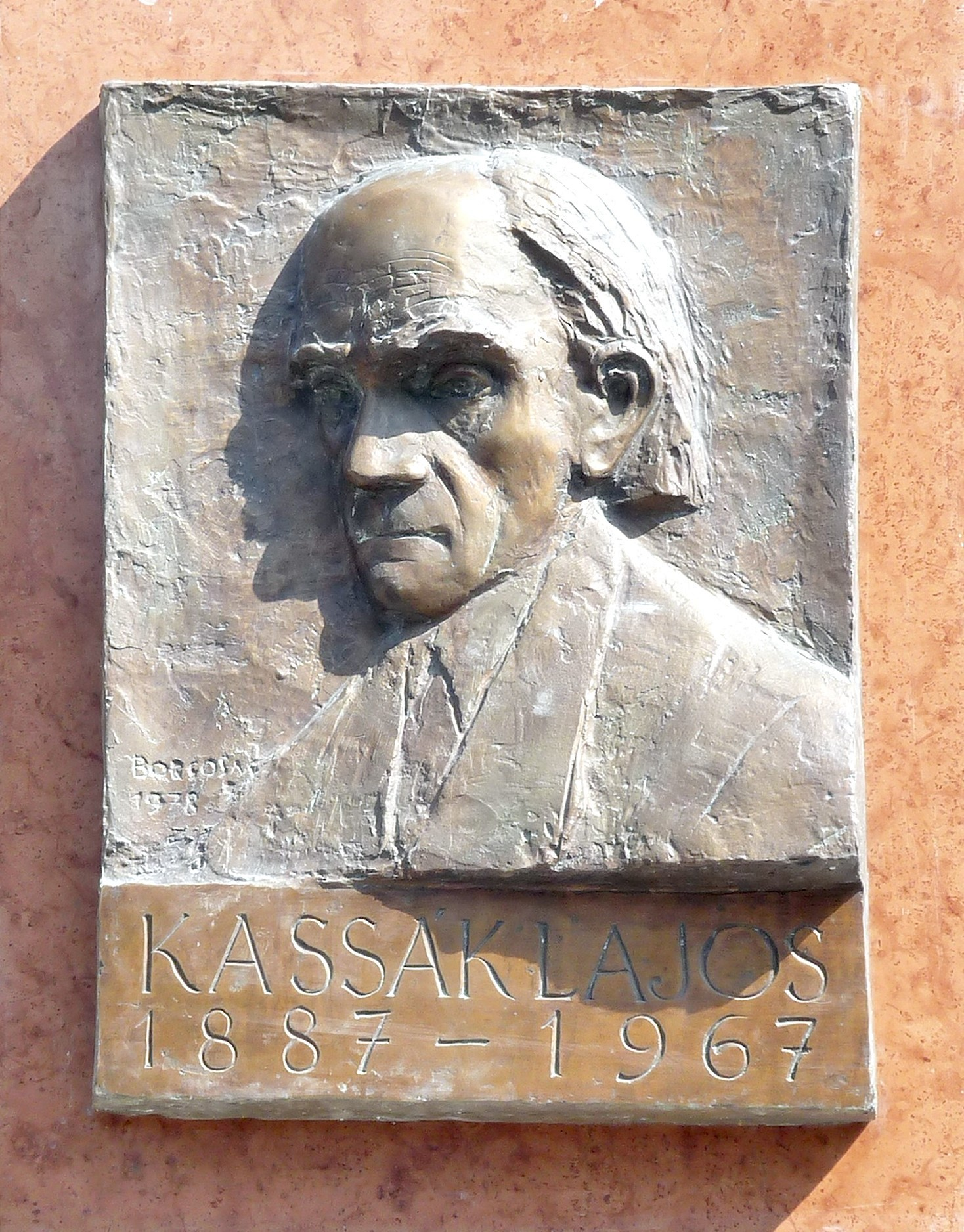
Kassák Lajos, Bulcsú utca 21/a
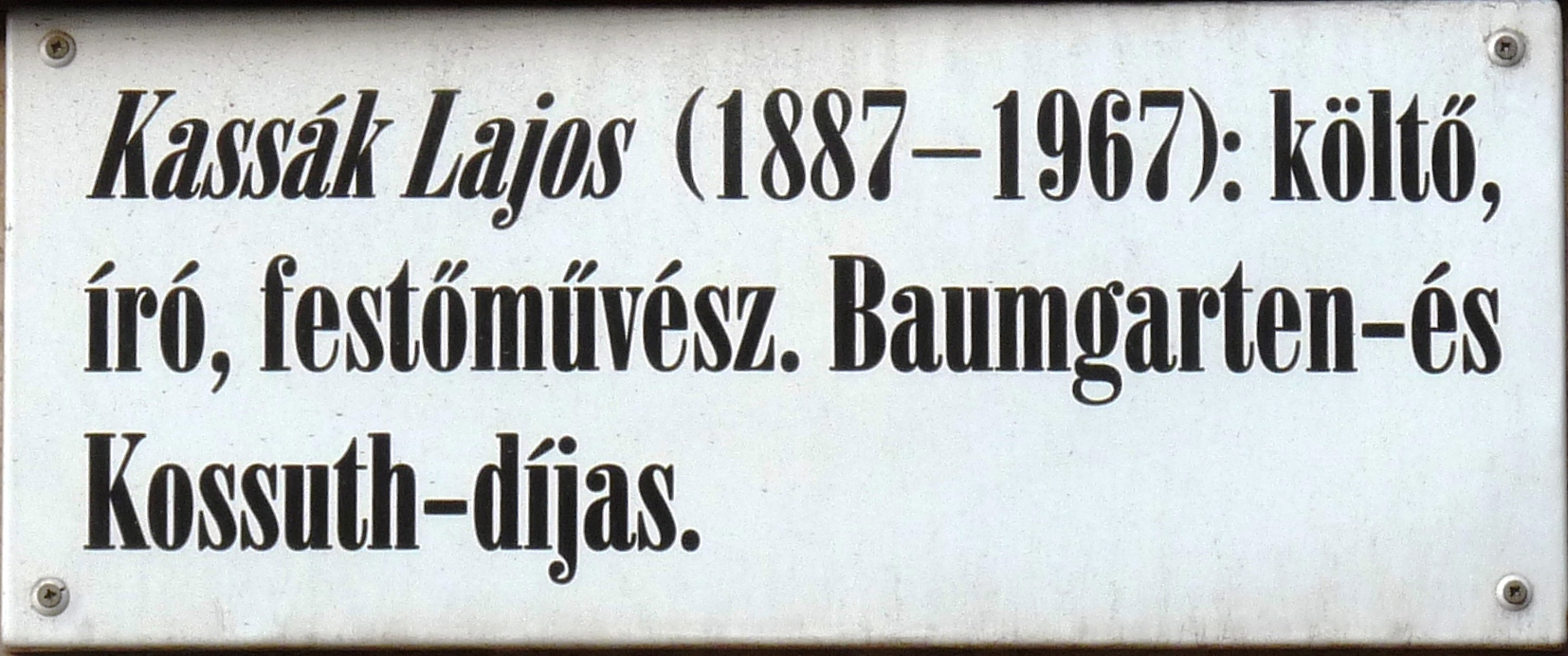
Kassák Lajos, Kassák Lajos utca 8.
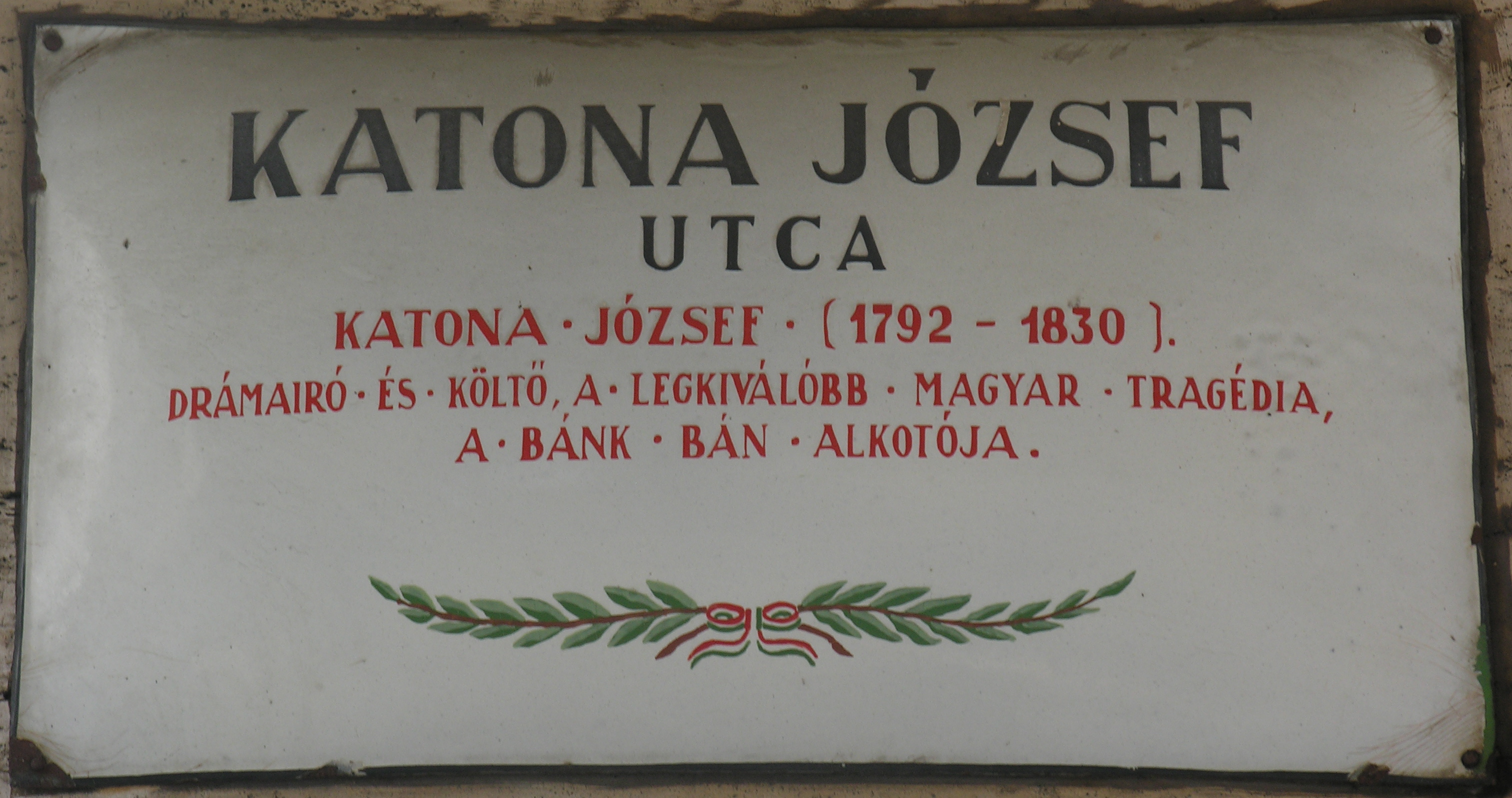
Katona József, Katona József utca 37.
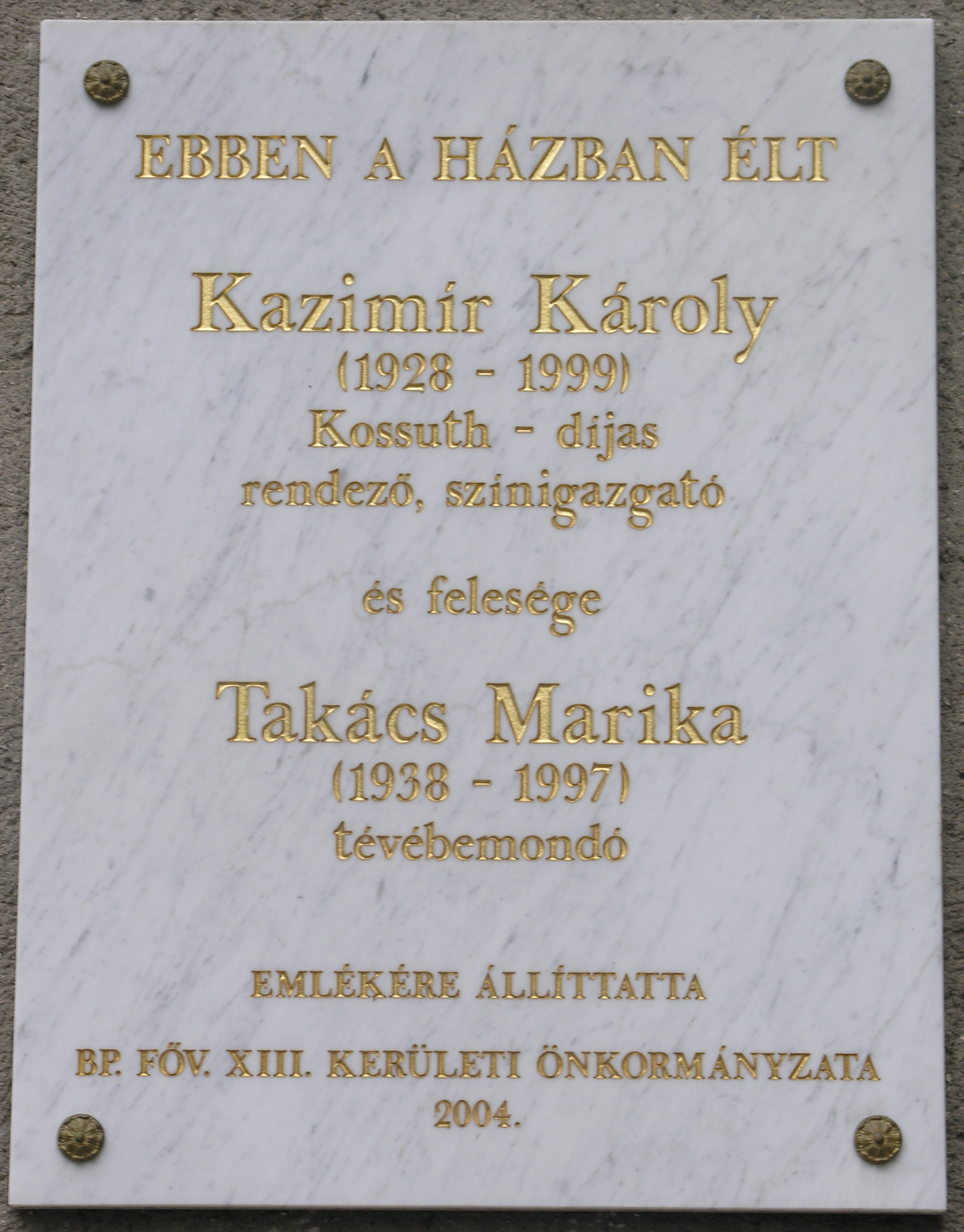
Kazimir Károly, Szent István park 4.
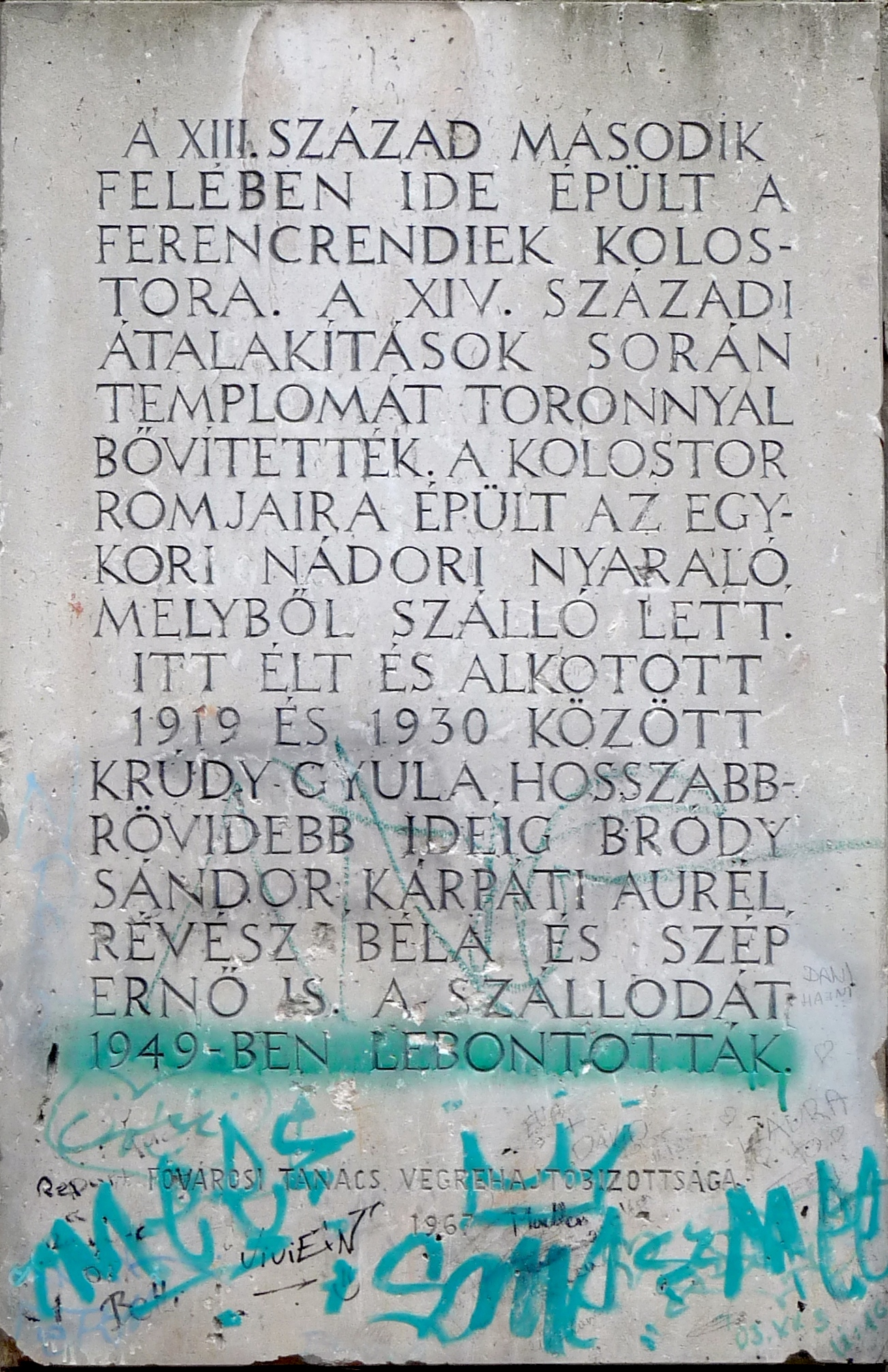
Kárpáti Aurél, Margit-sziget
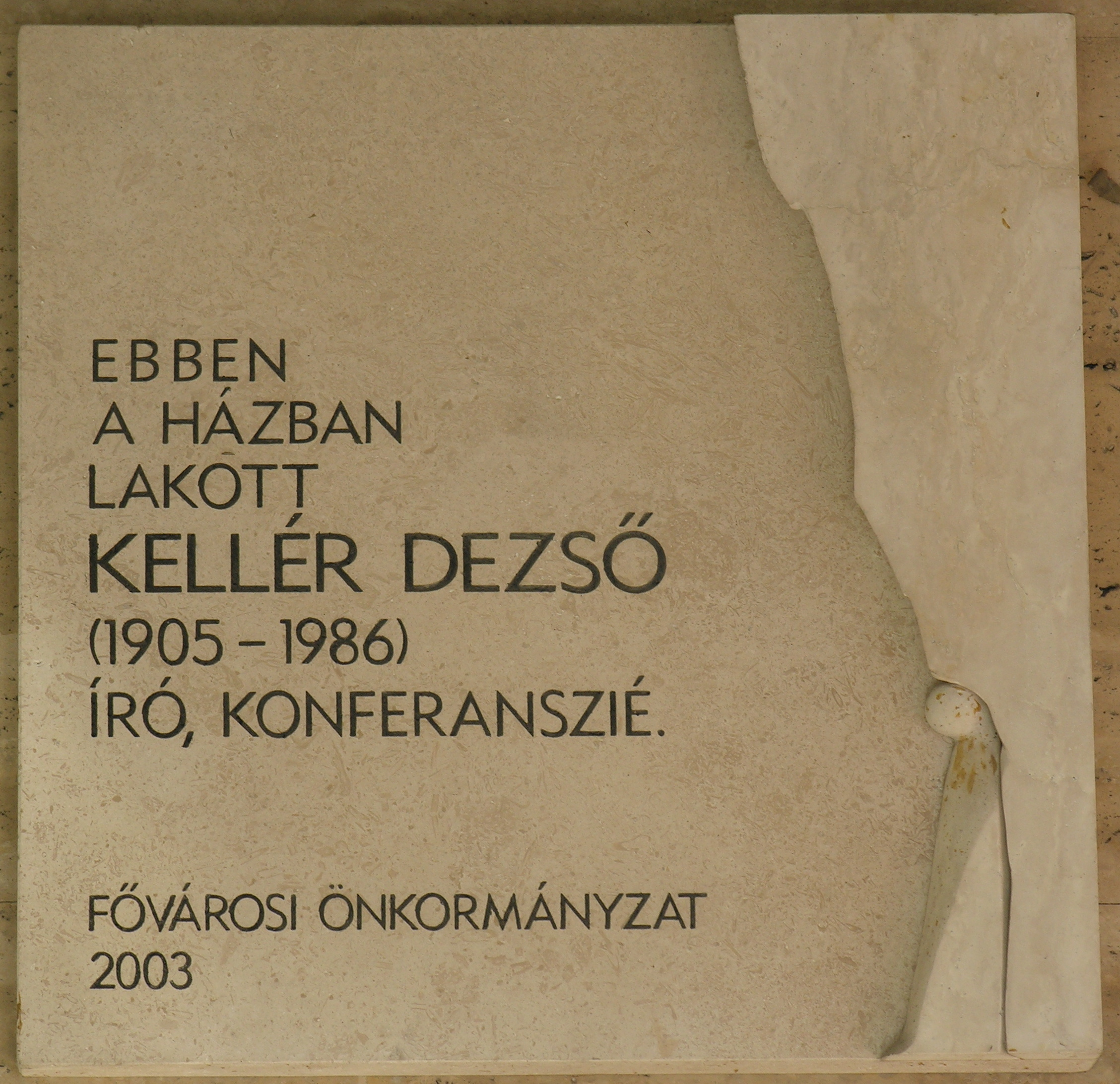
Kellér Dezső, Katona József utca 35.
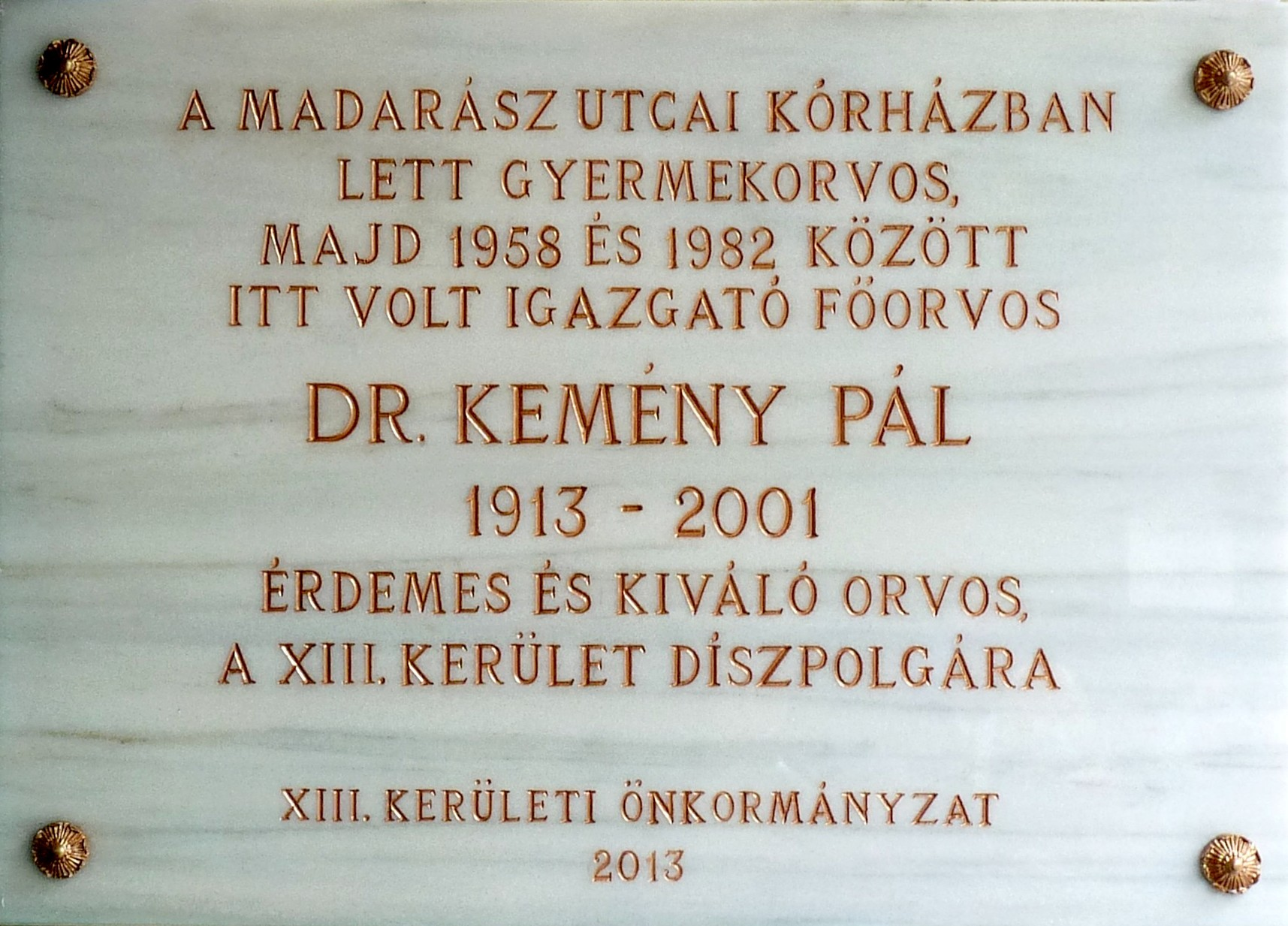
Kemény Pál, Madarász Viktor utca 22–24.
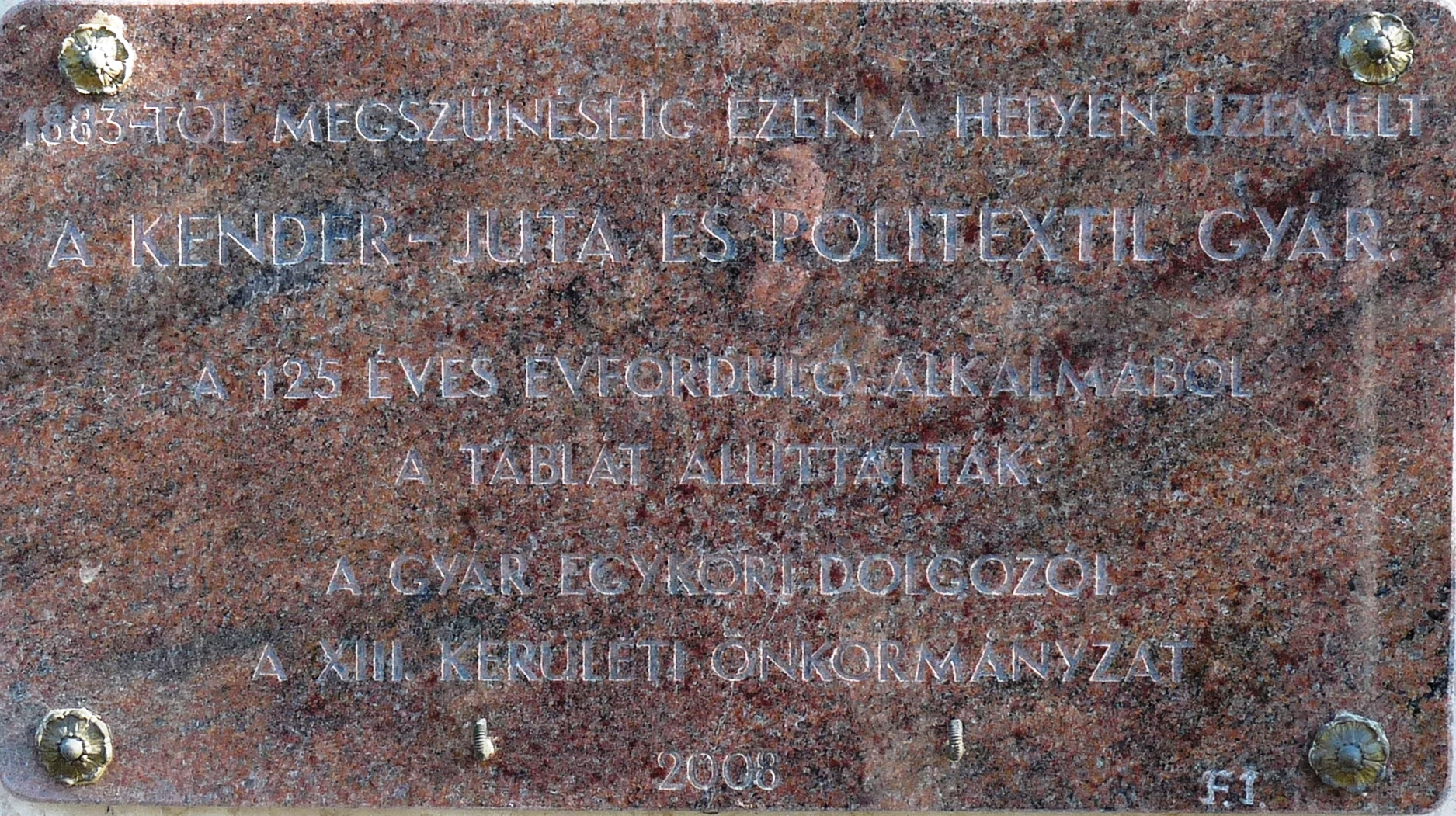
Kender-Juta és Politextil Gyár, Váci út 191.
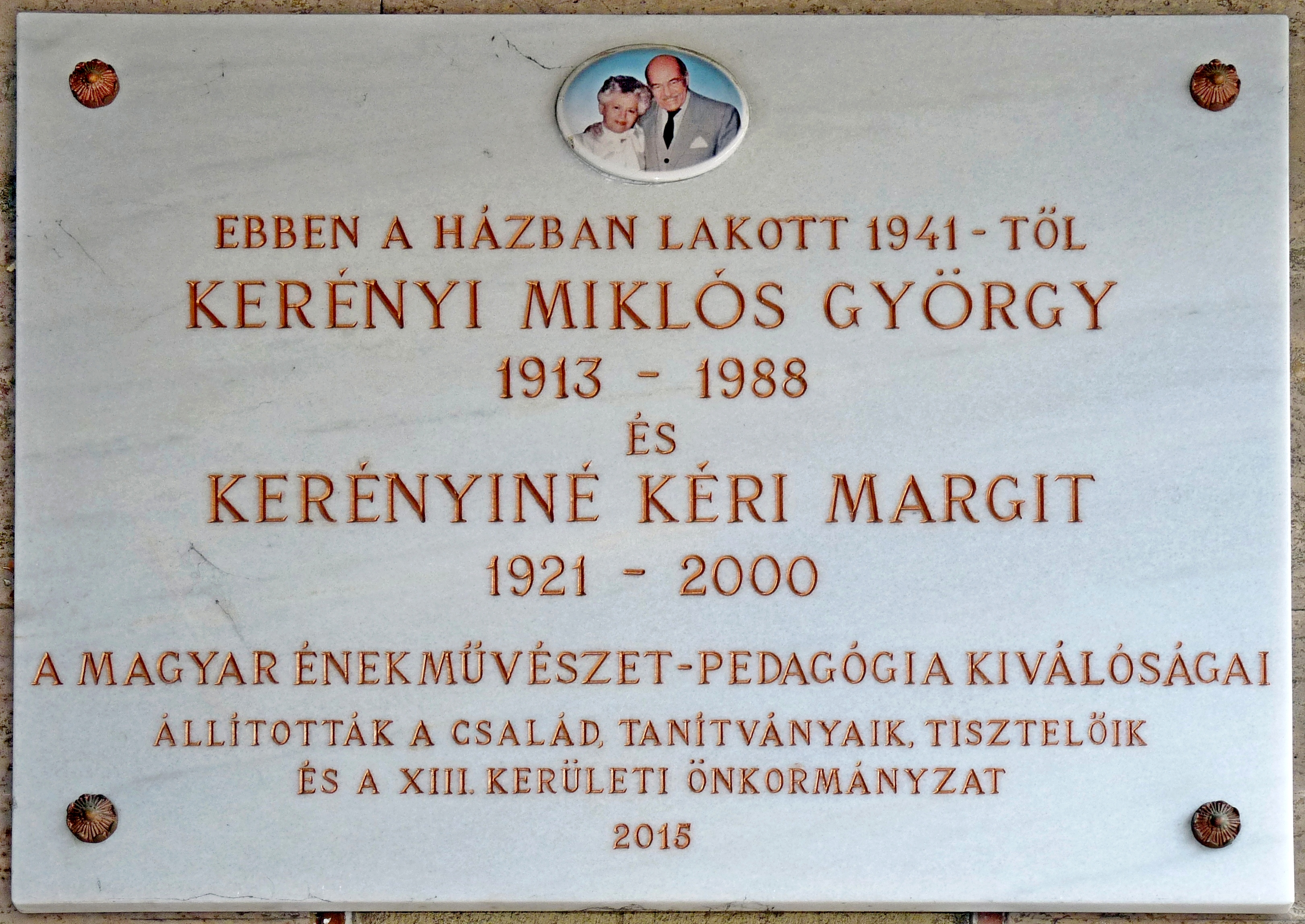
Kerényi Miklós György és Kerényiné Kéri Margit, Váci út 46/b.
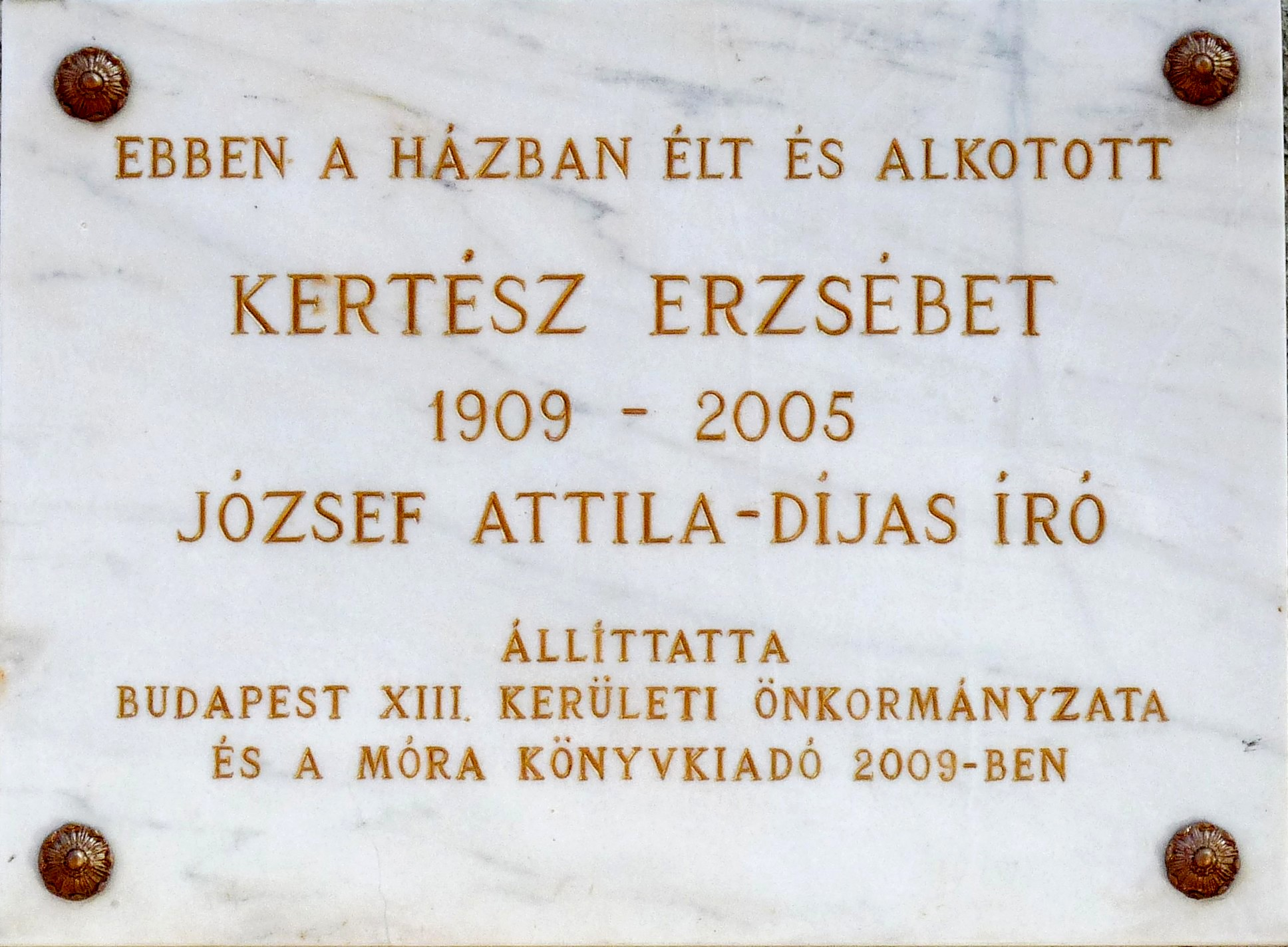
Kertész Erzsébet, Újpesti rakpart 7.
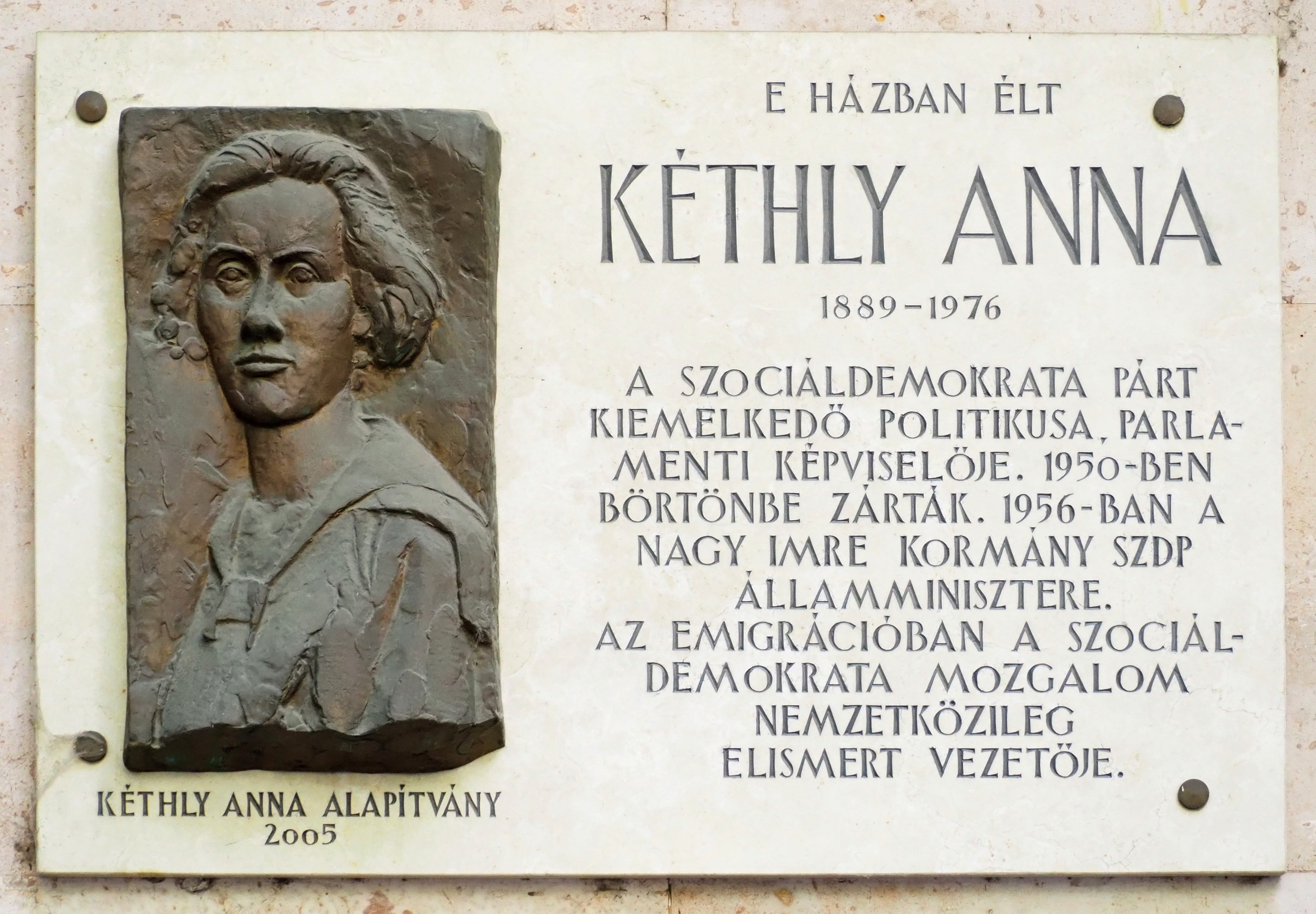
Kéthly Anna, Pozsonyi út 40. alkotó: Czinder Antal
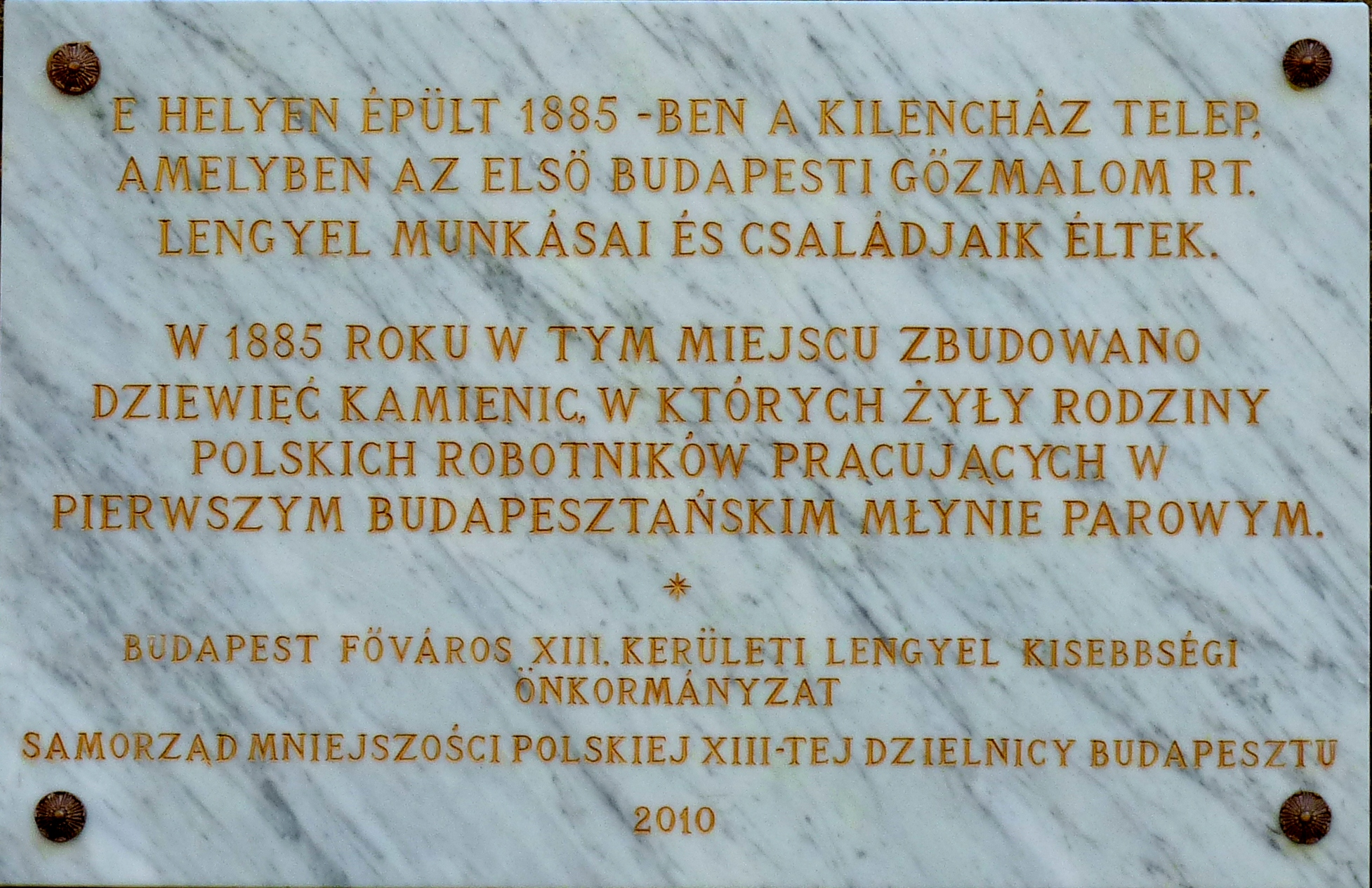
Kilencház telep, Kassák Lajos utca 47.
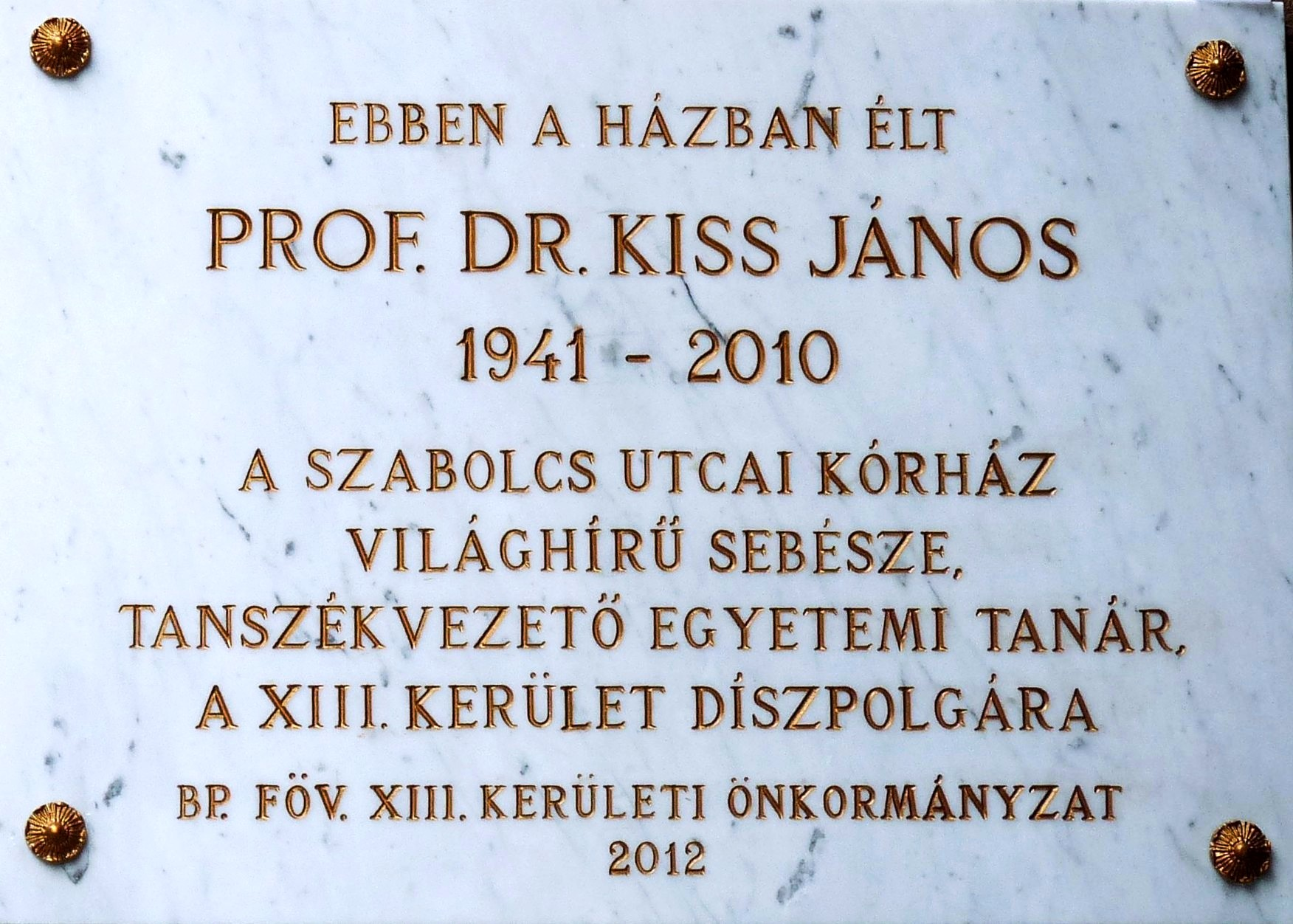
Prof. Dr. Kiss János, Rózsafa utca 3.
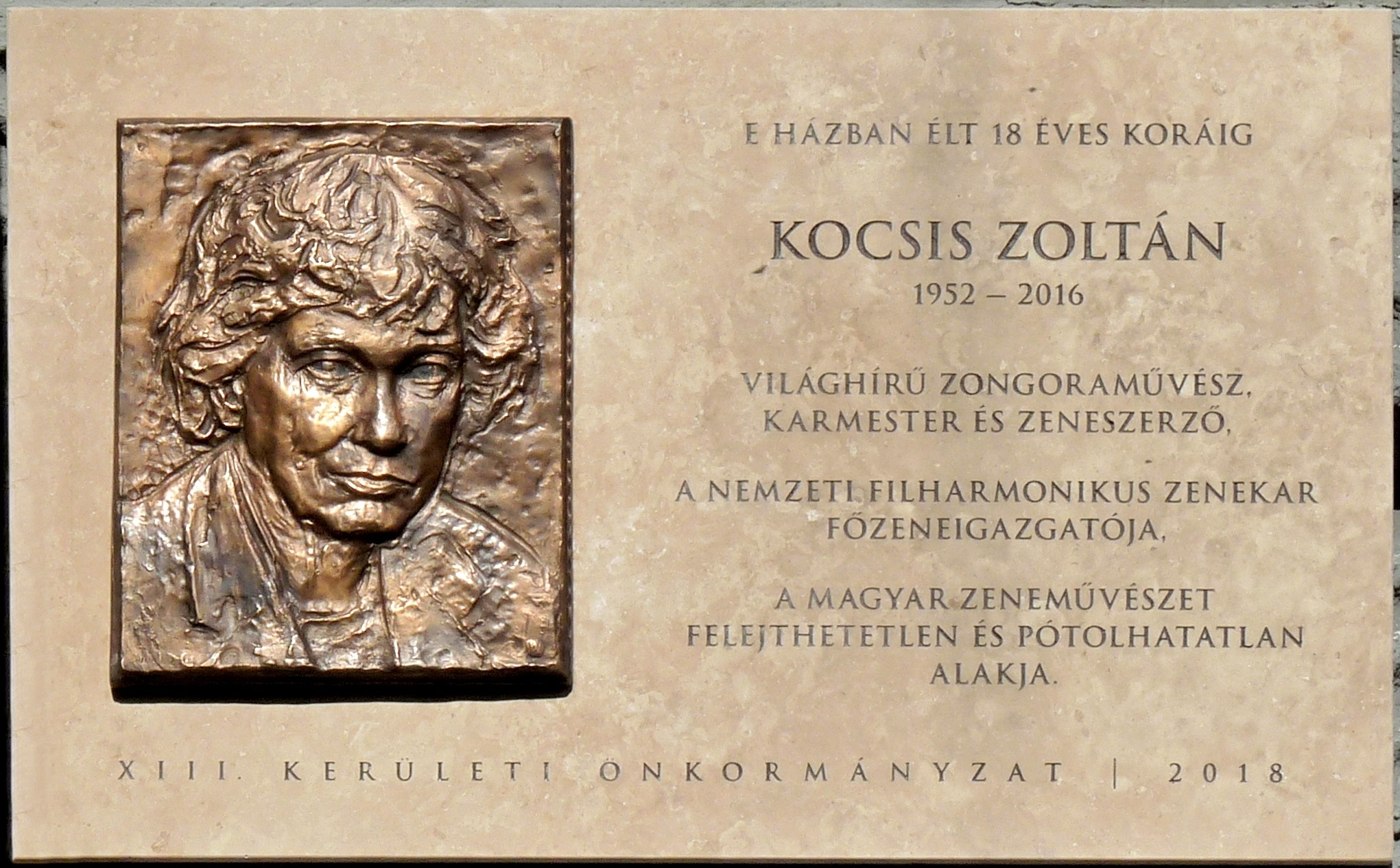
Kocsis Zoltán, Szent István körút 22. alkotó: Buda István
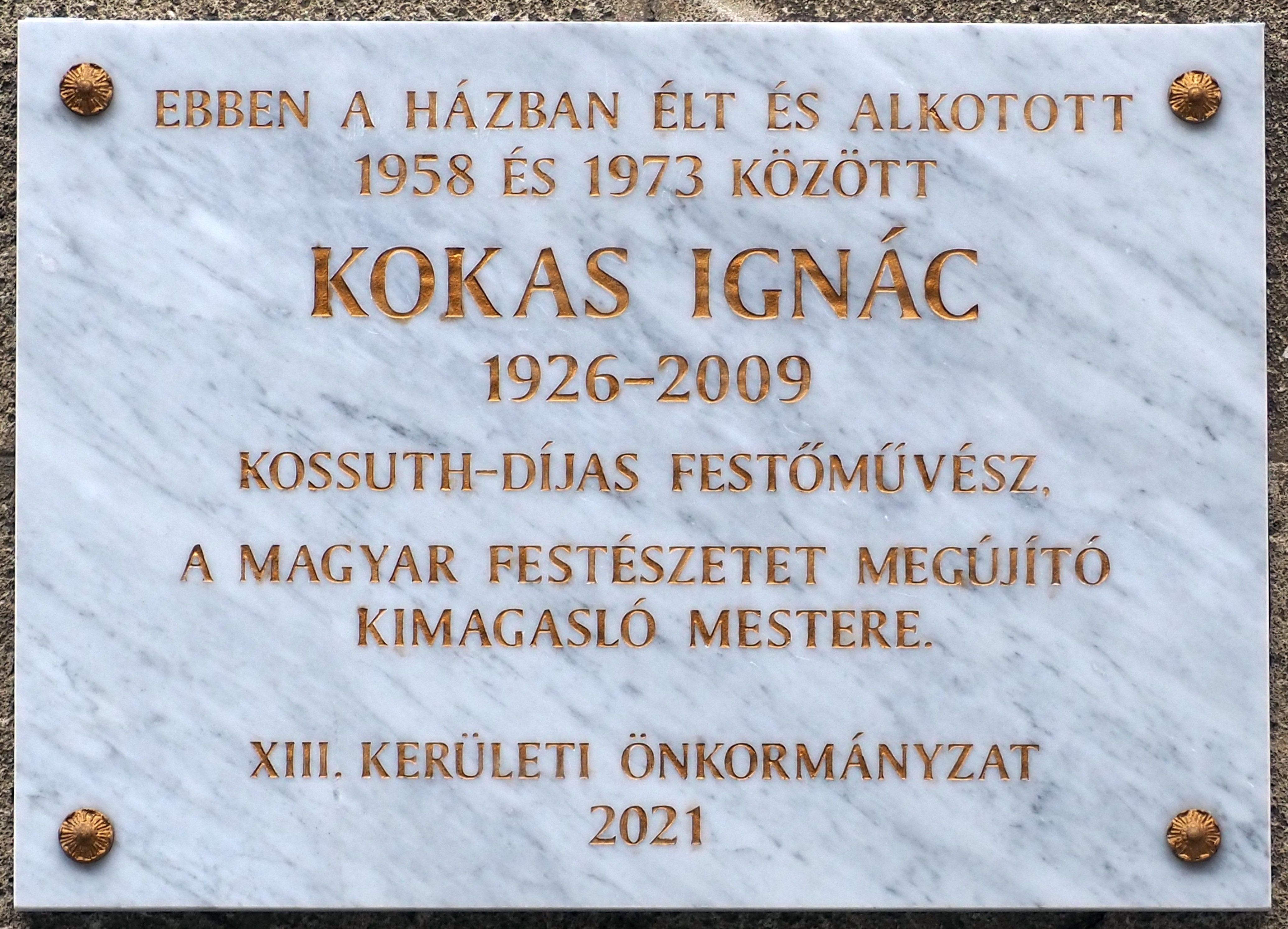
Kokas Ignác Máglya köz 3.
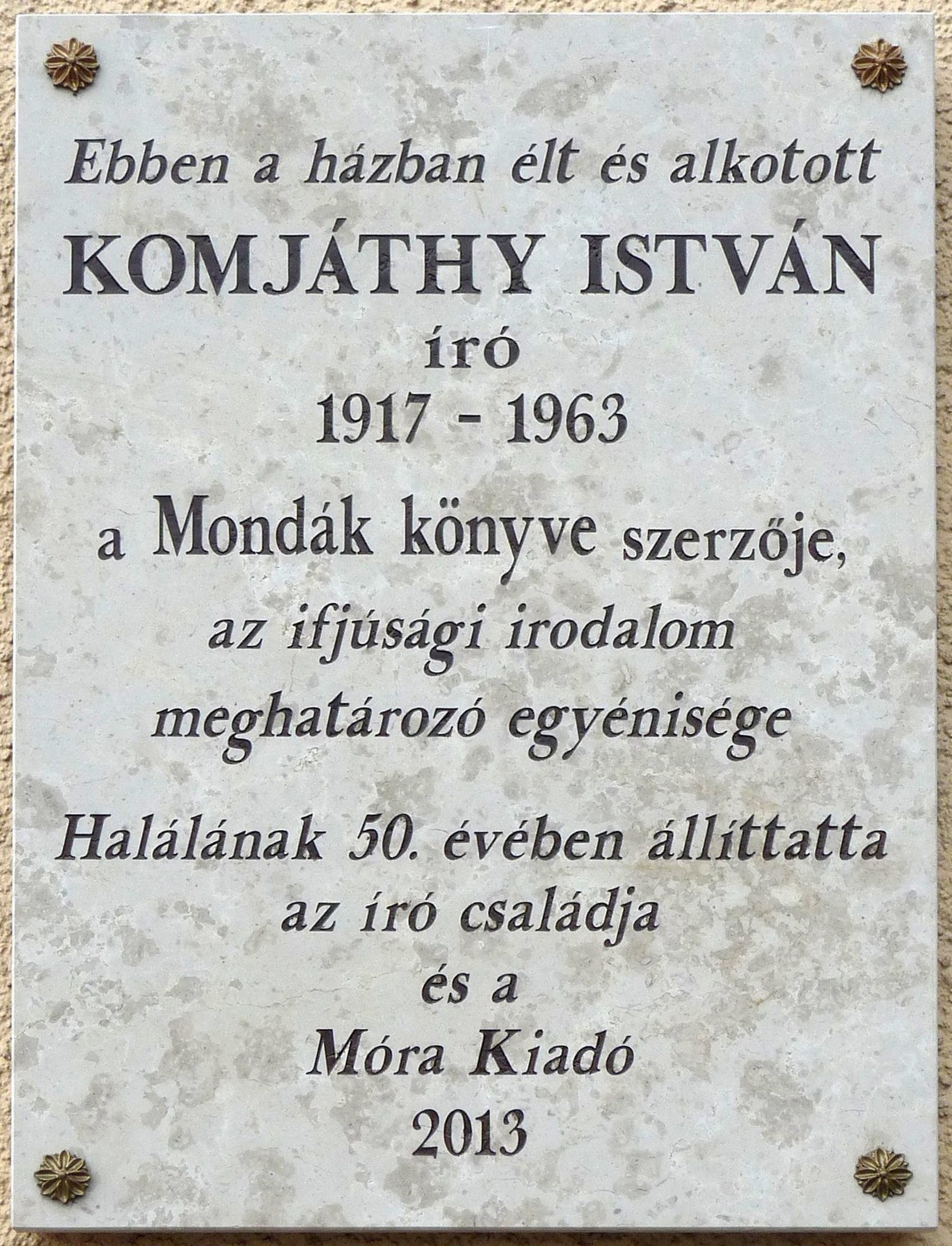
Komjáthy István Váci út 34.
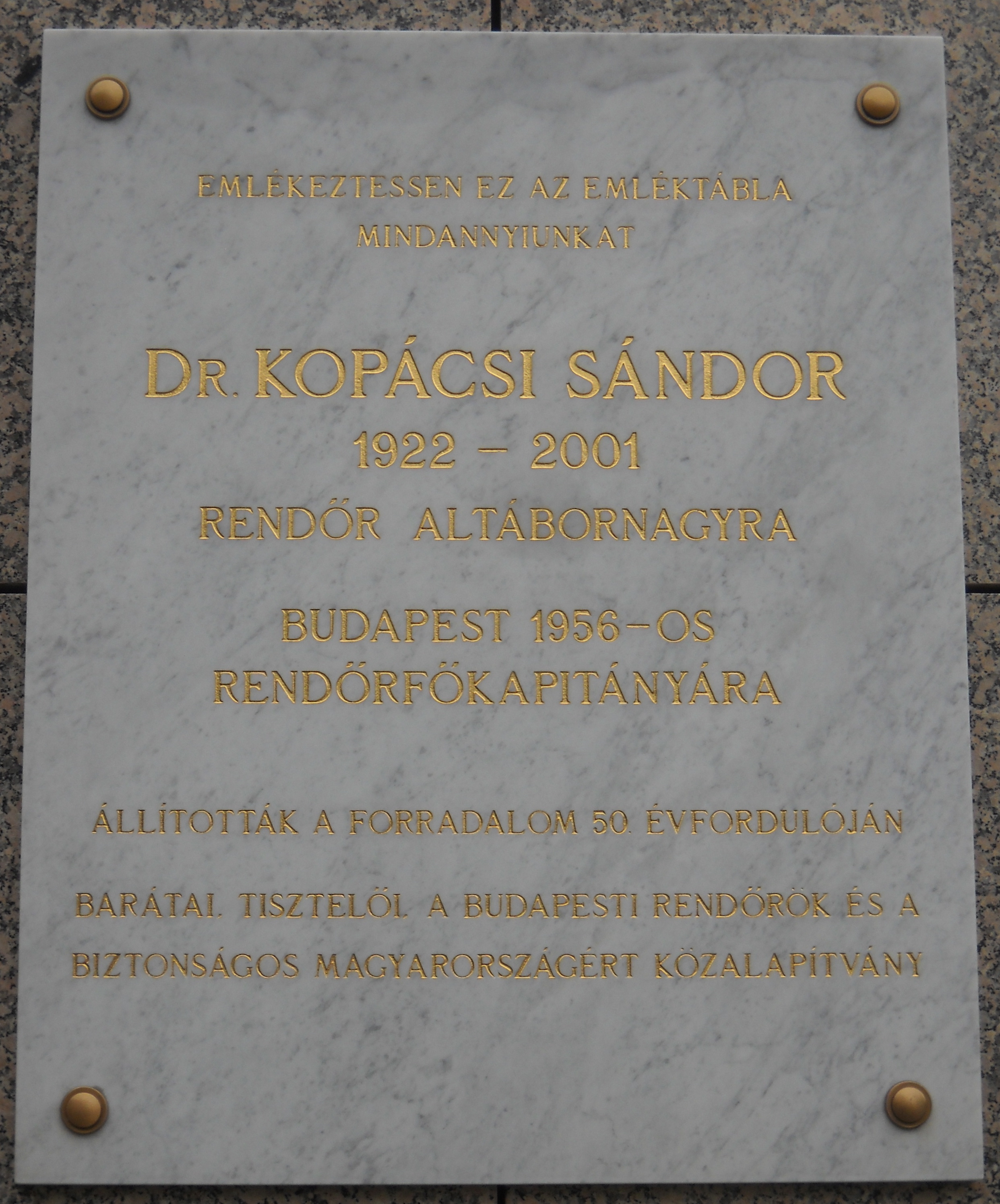
Kopácsi Sándor, Teve utca 4.
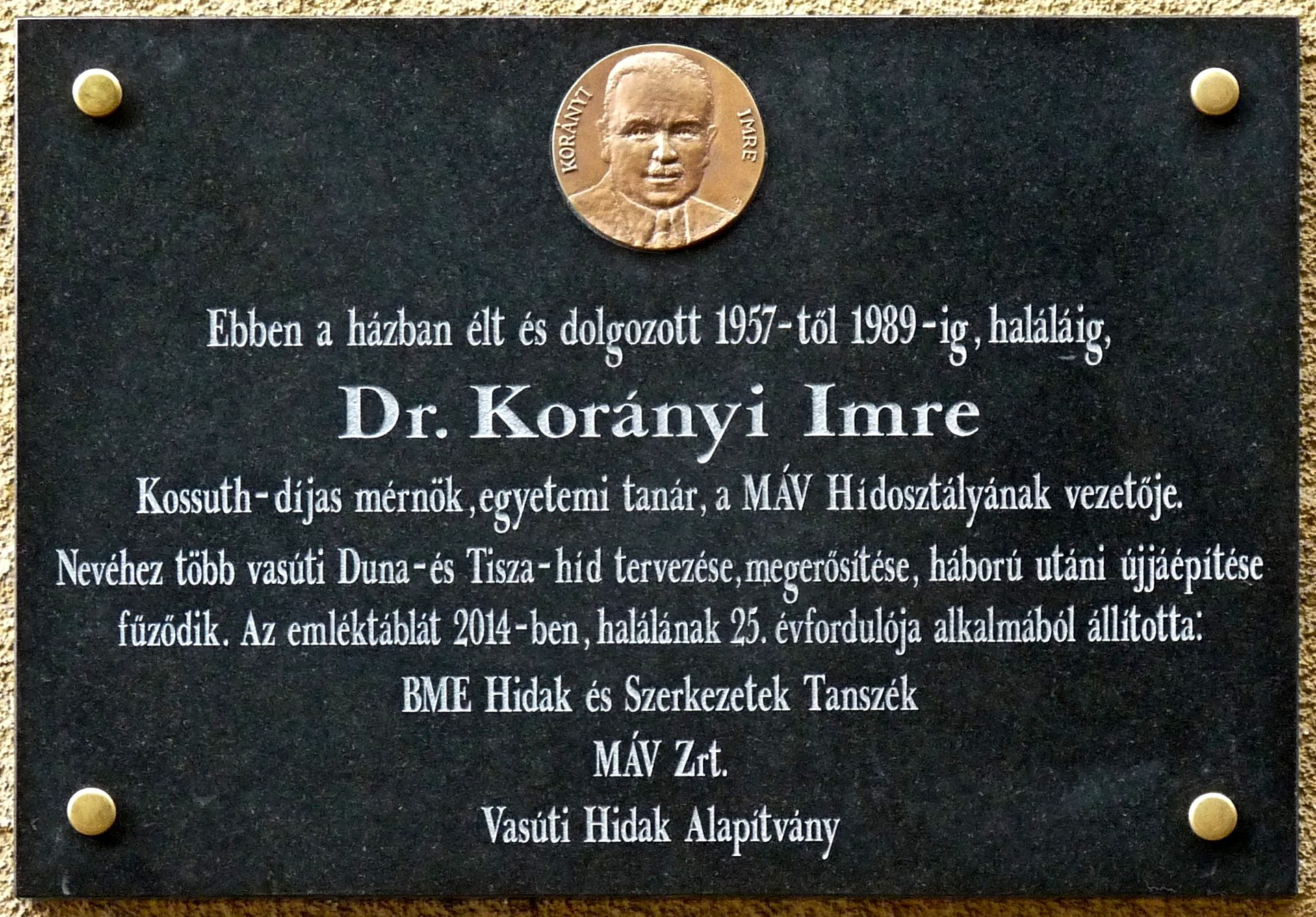
Korányi Imre, Radnóti Miklós utca 38.
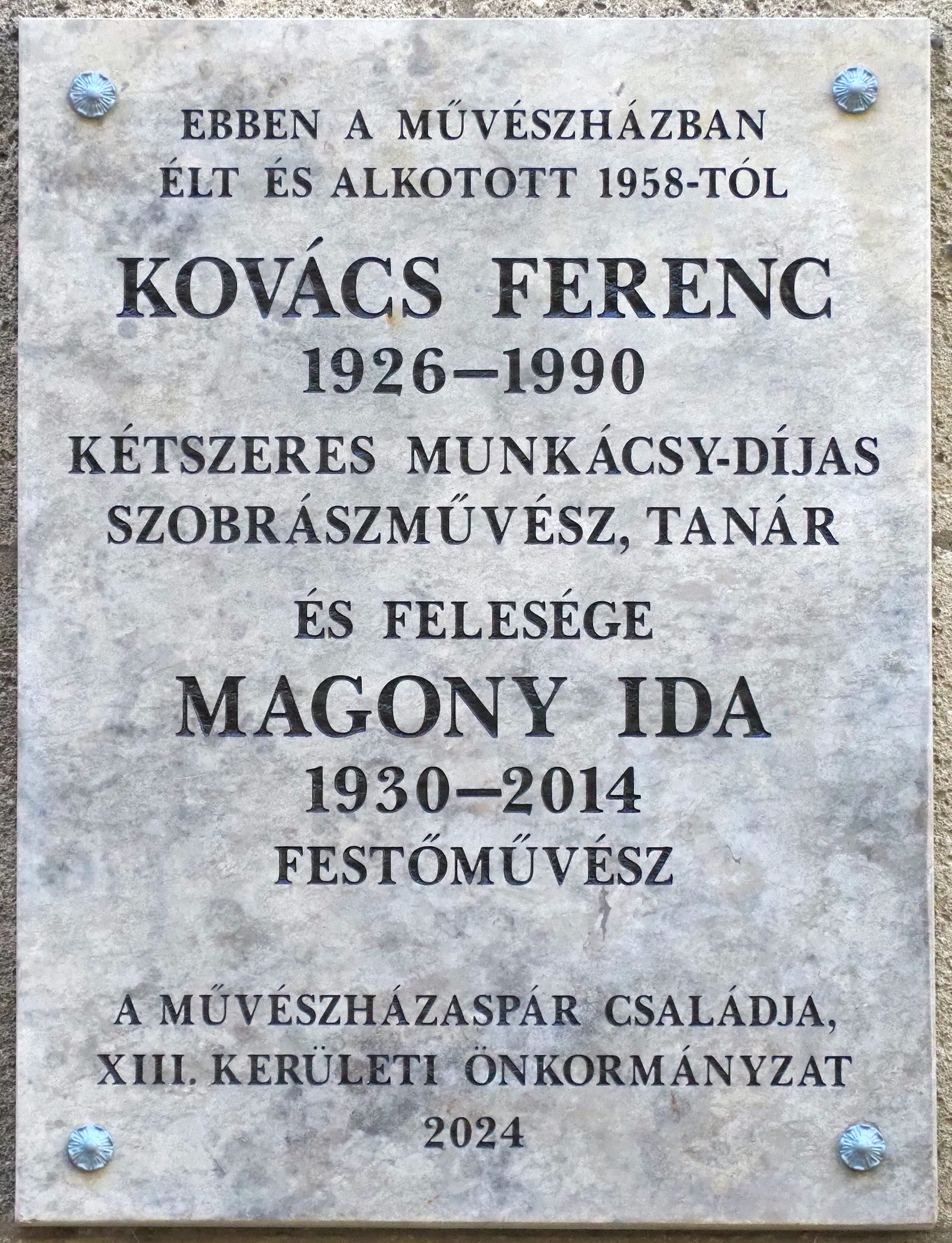
Kovács Ferenc, Máglya köz 4.
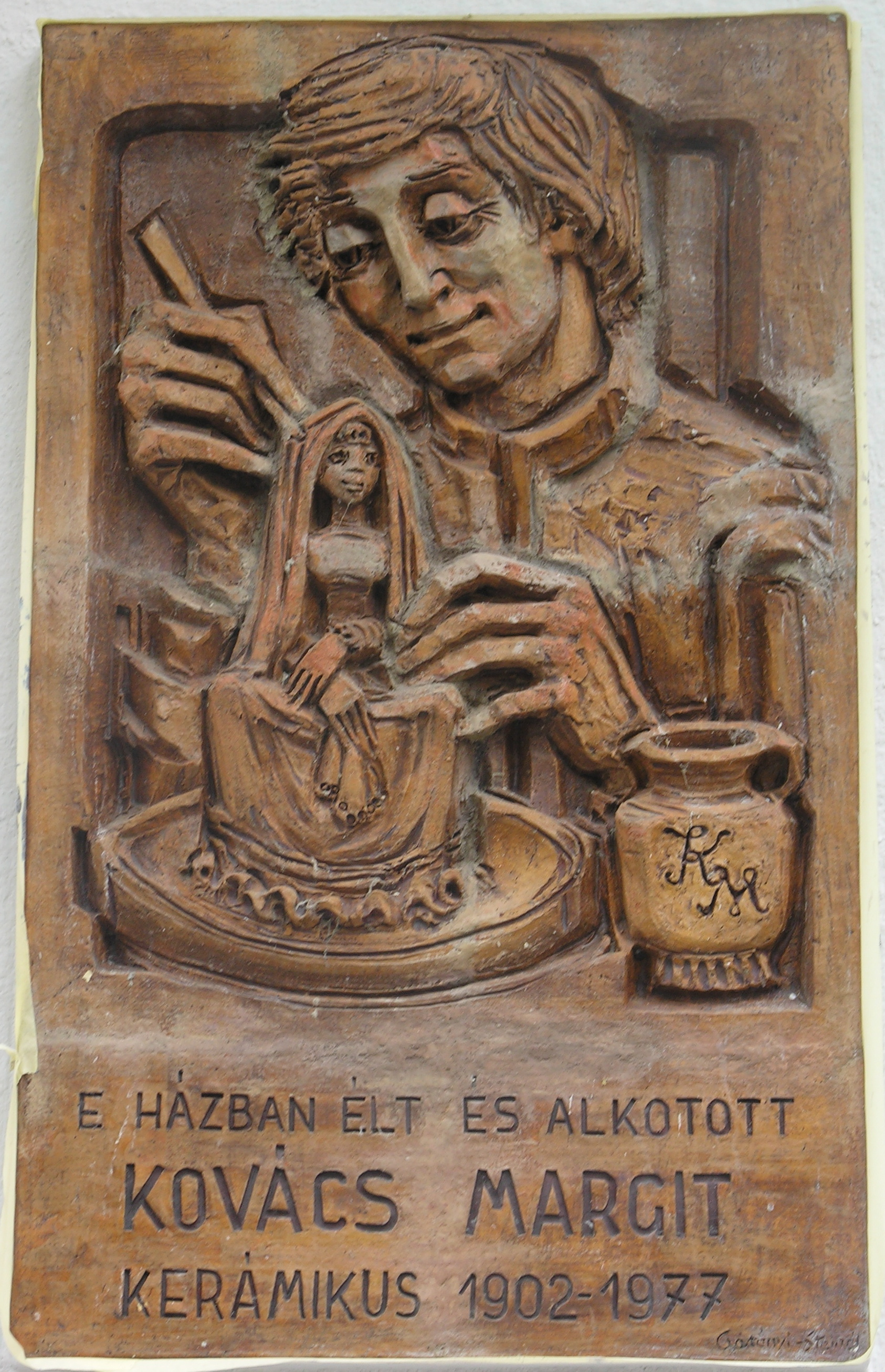
Kovács Margit, Pozsonyi út 1. alkotó: Garányi József
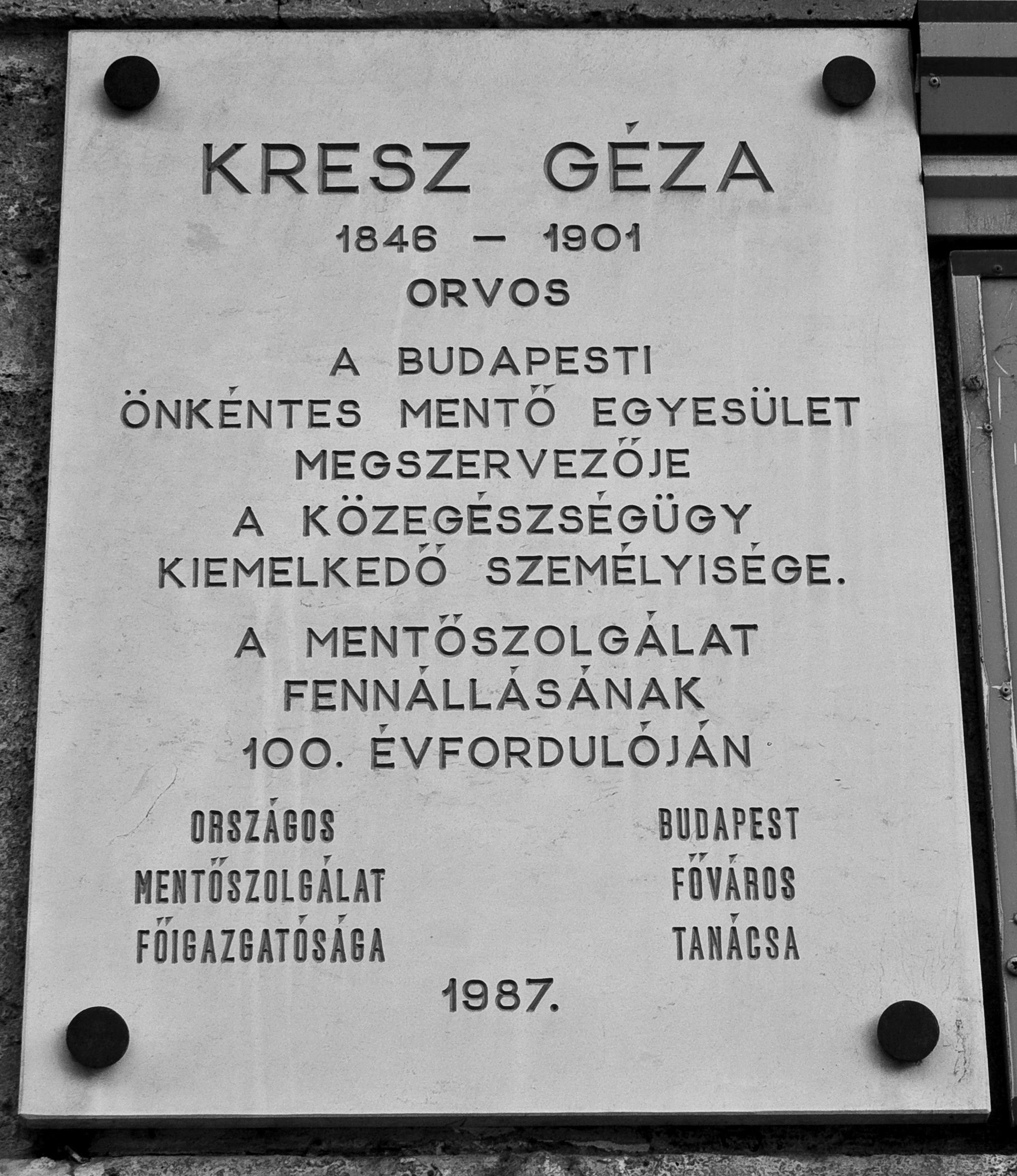
Kresz Géza, Kresz Géza utca 38.
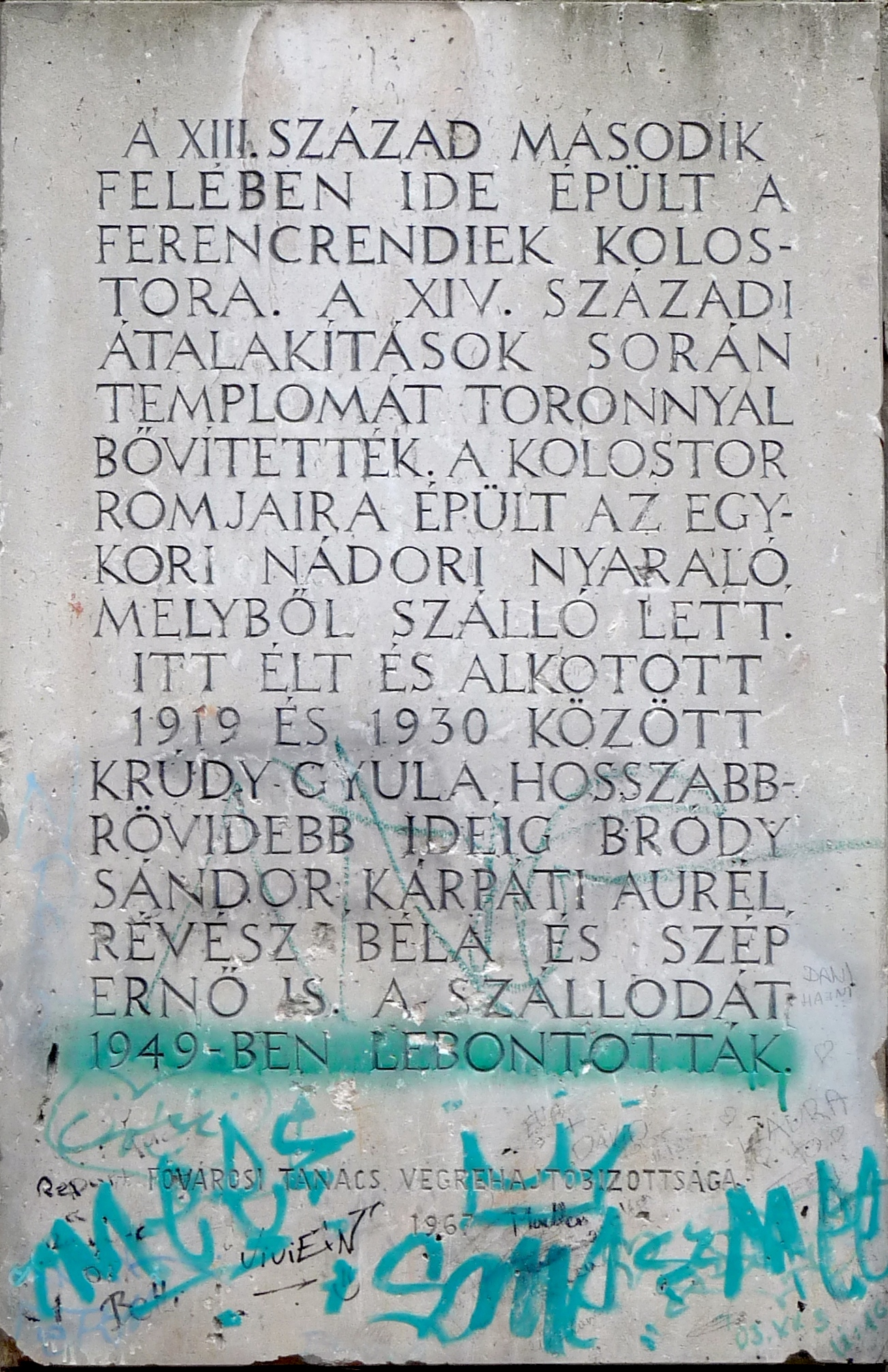
Krúdy Gyula, Margit-sziget
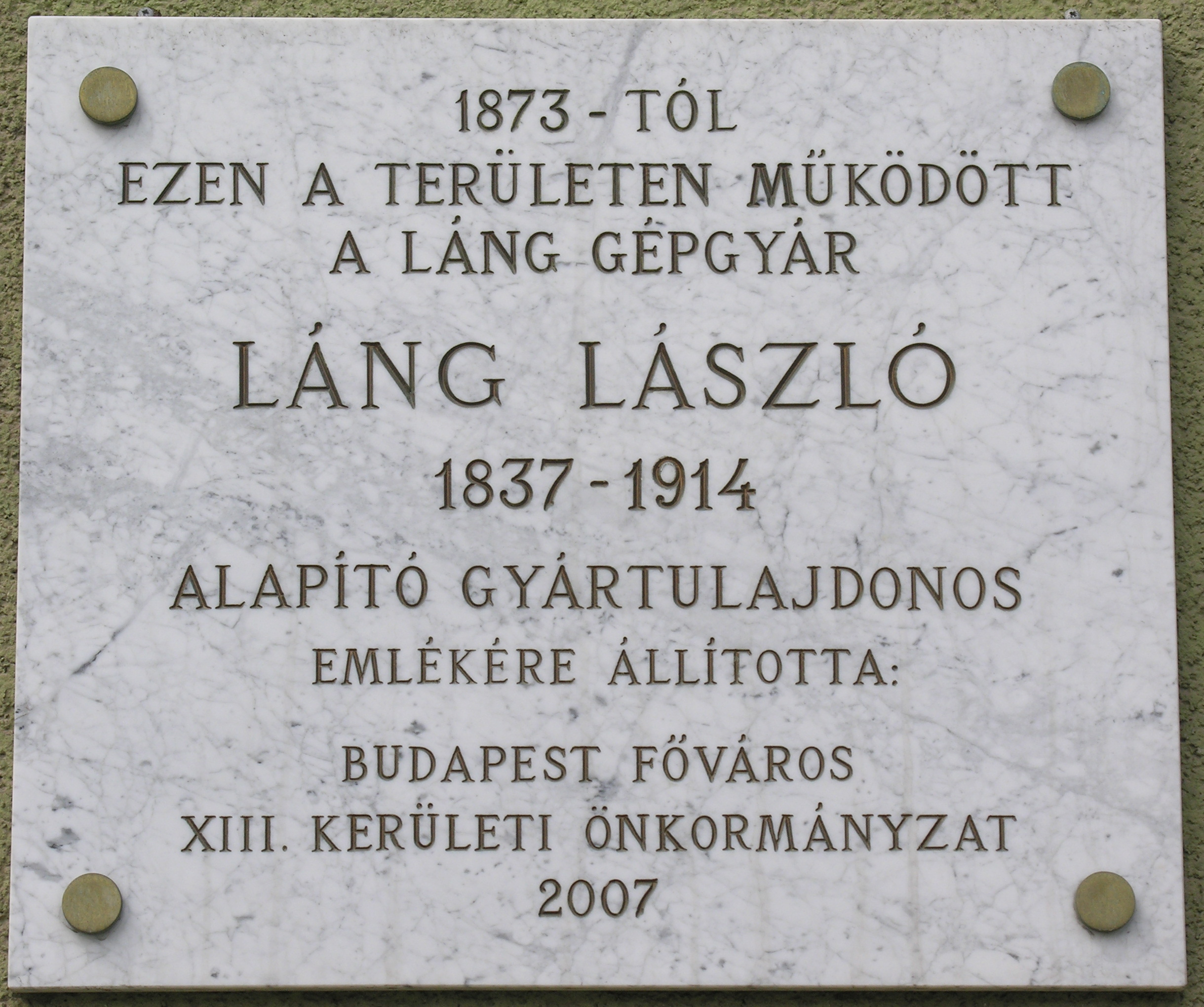
Láng László, Váci út 154.
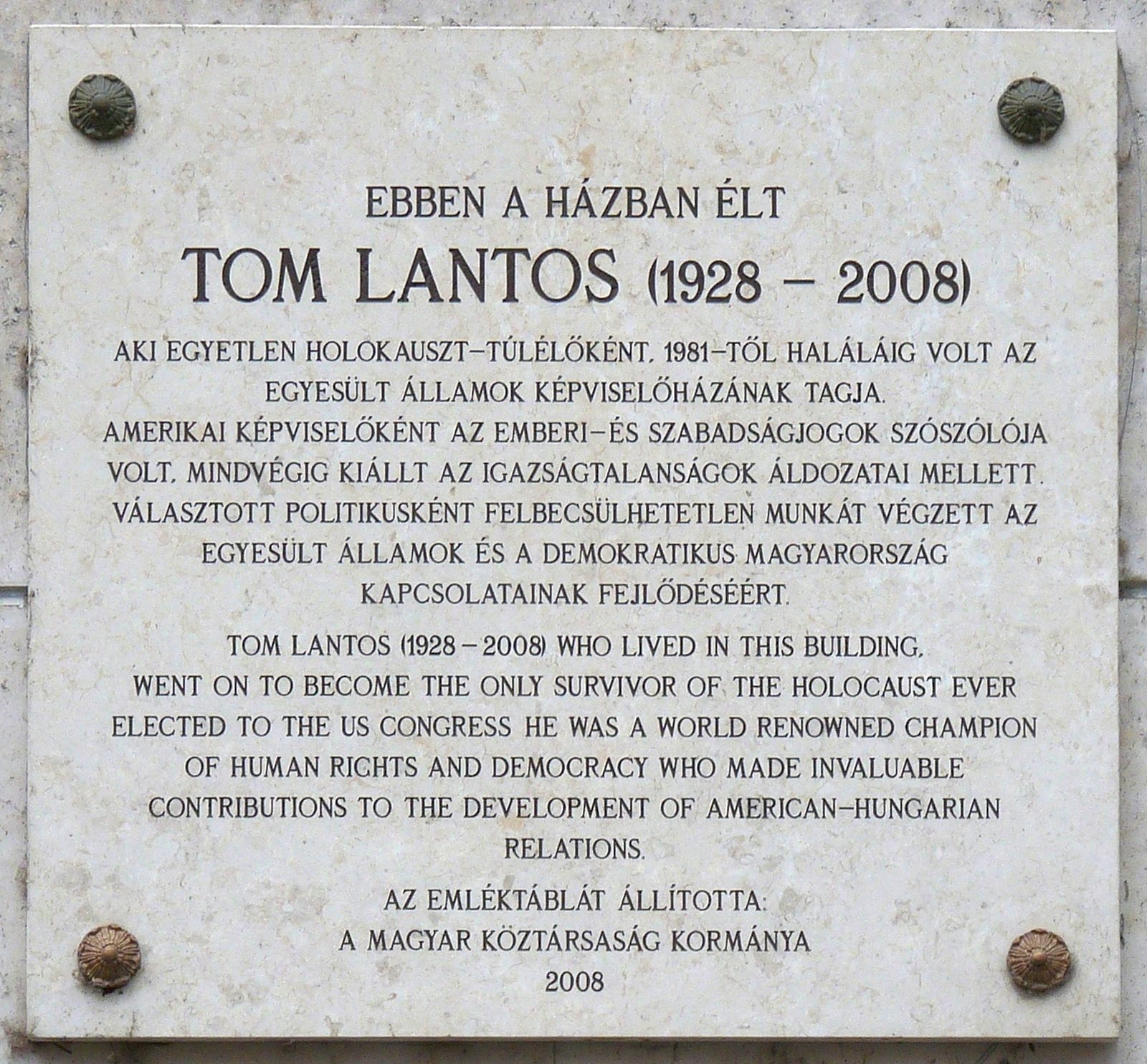
Tom Lantos, Szent István park 25.
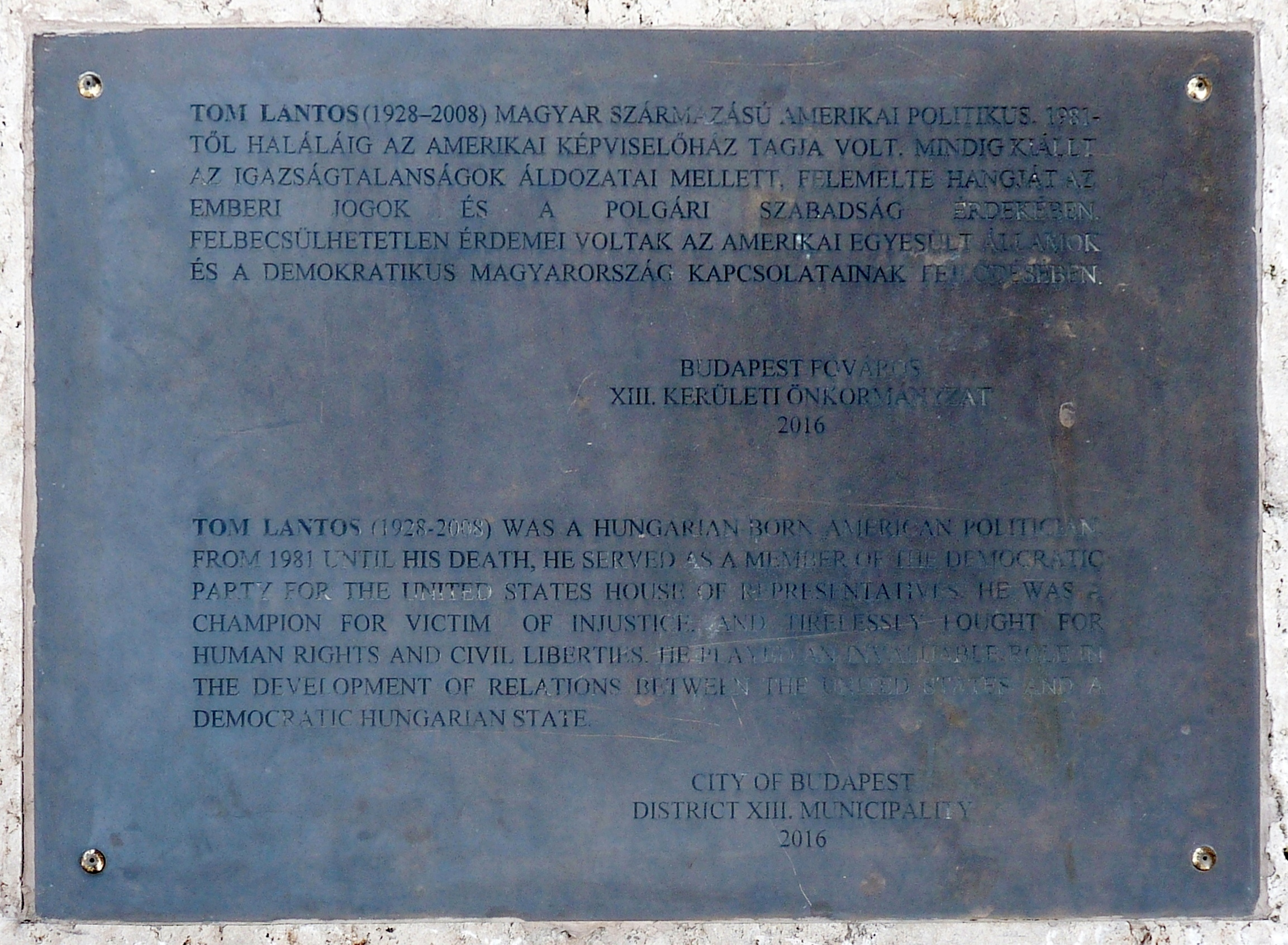
Tom Lantos Tom Lantos sétány
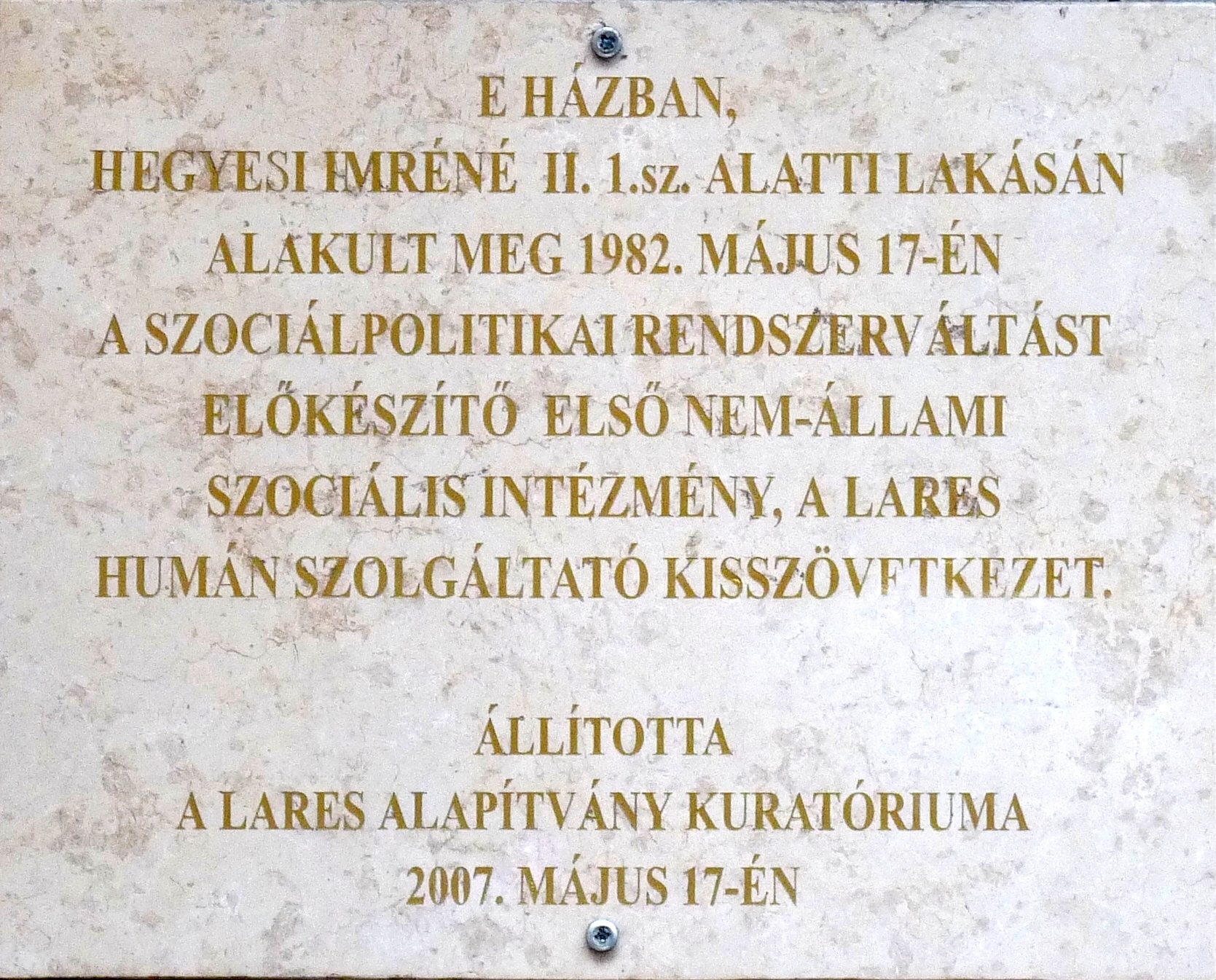
Lares Humán Szolgáltató Kisszövetkezet, Tátra utca 8.
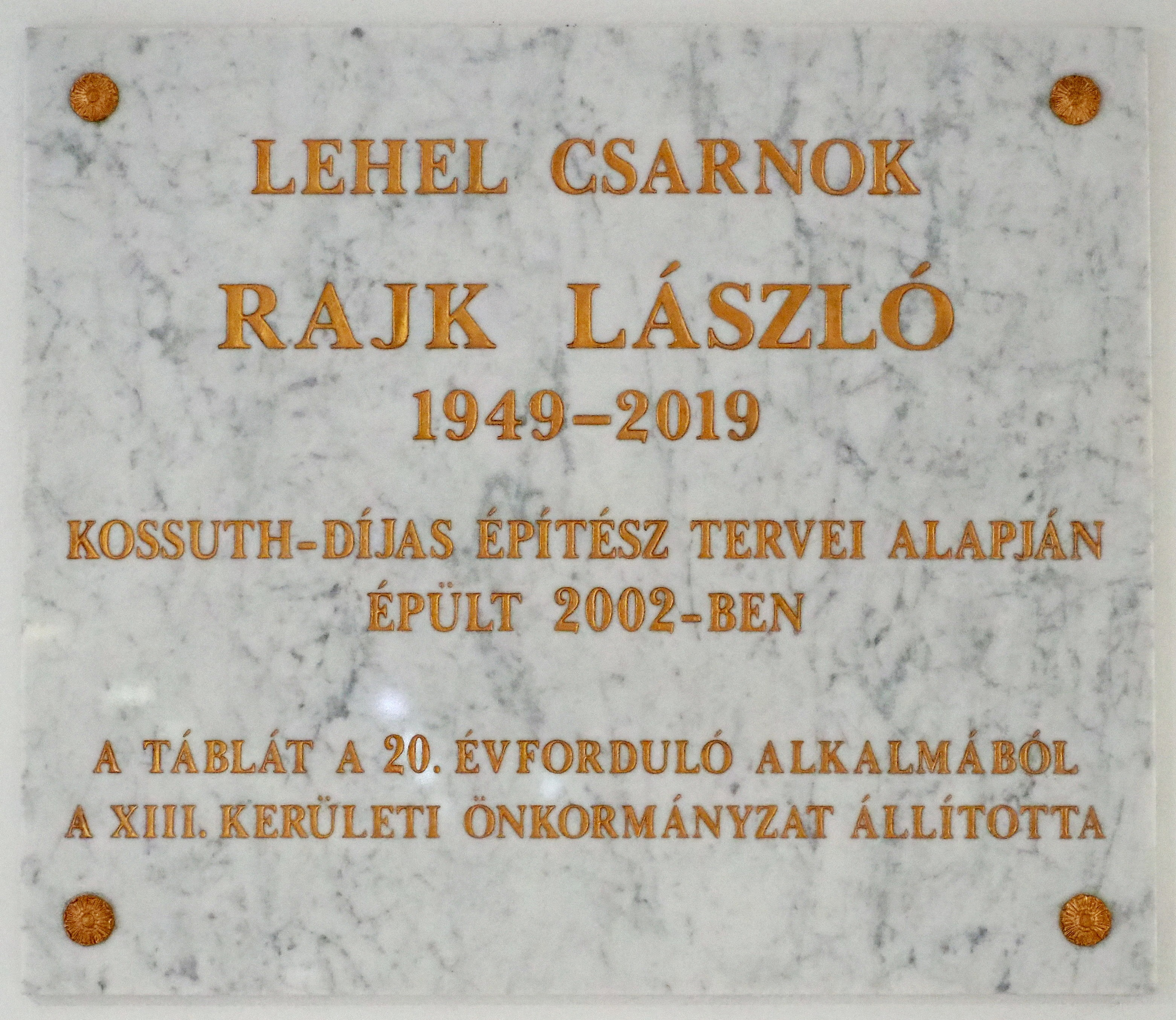
Lehel Csarnok 20. évf. Váci út 9–15.
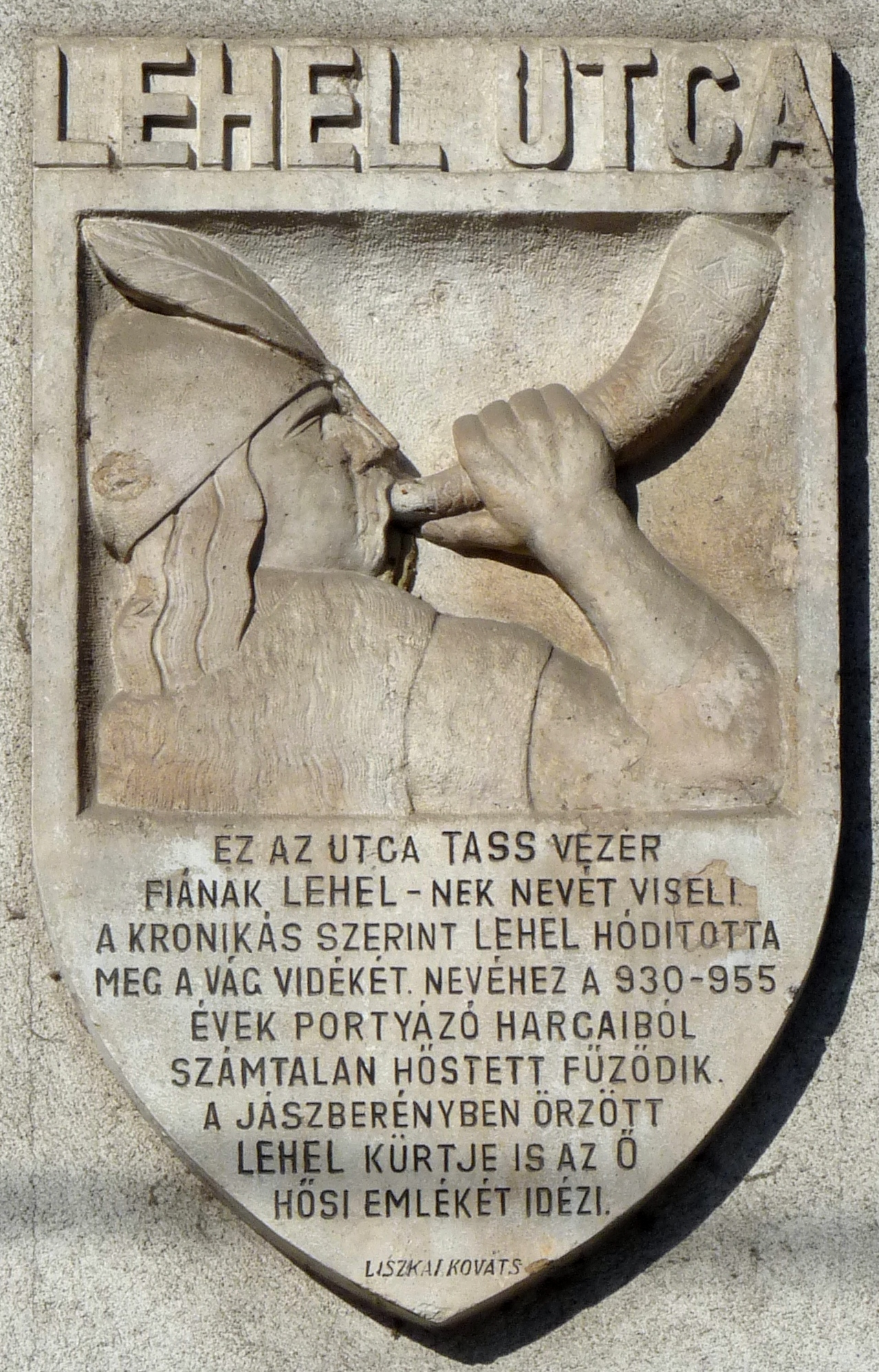
Lehel vezér, Lehel utca 4. alkotó: Liszkai-Kováts Zoltán
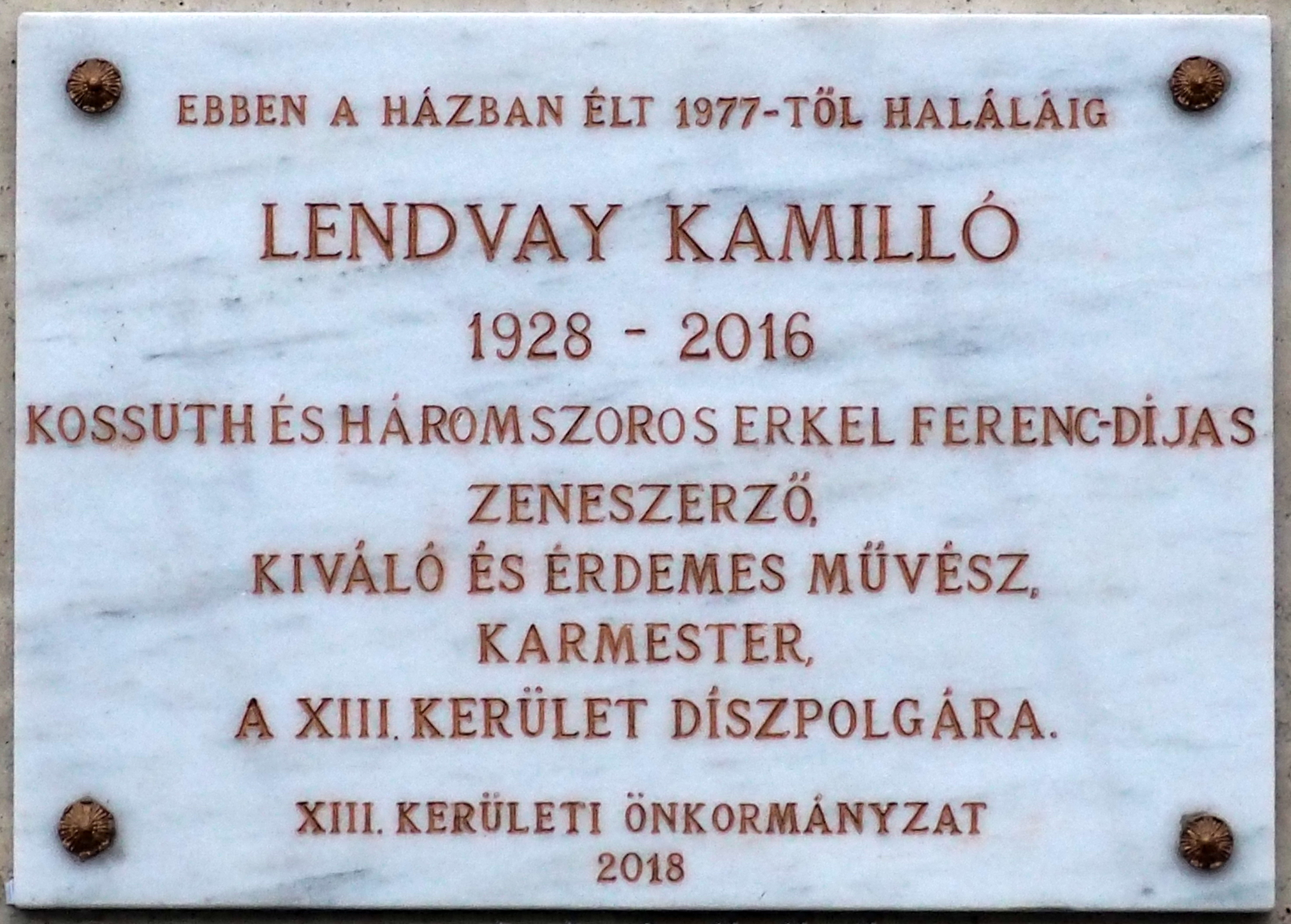
Lendvay Kamilló, Szent István park 23.
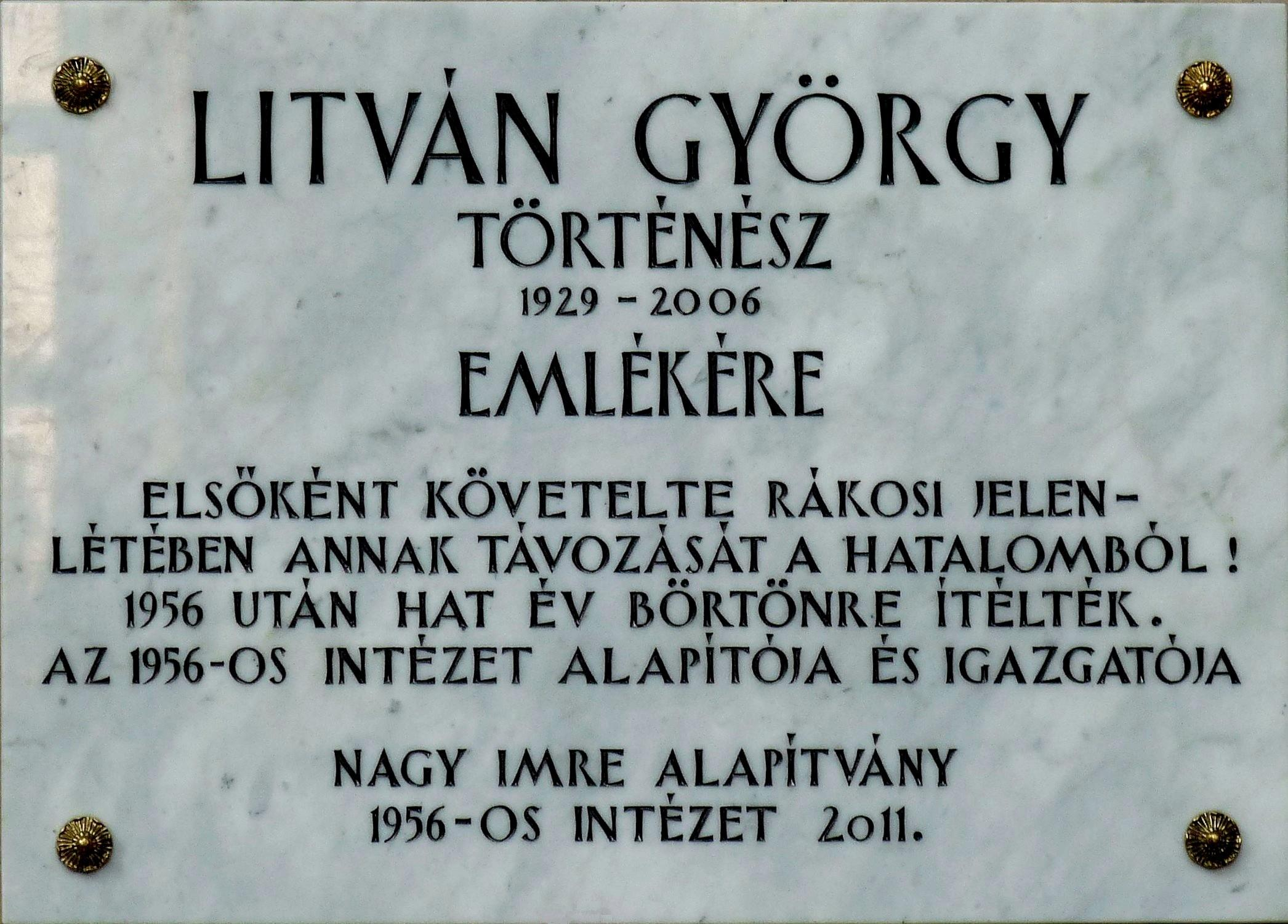
Litván György, Pozsonyi út 40.
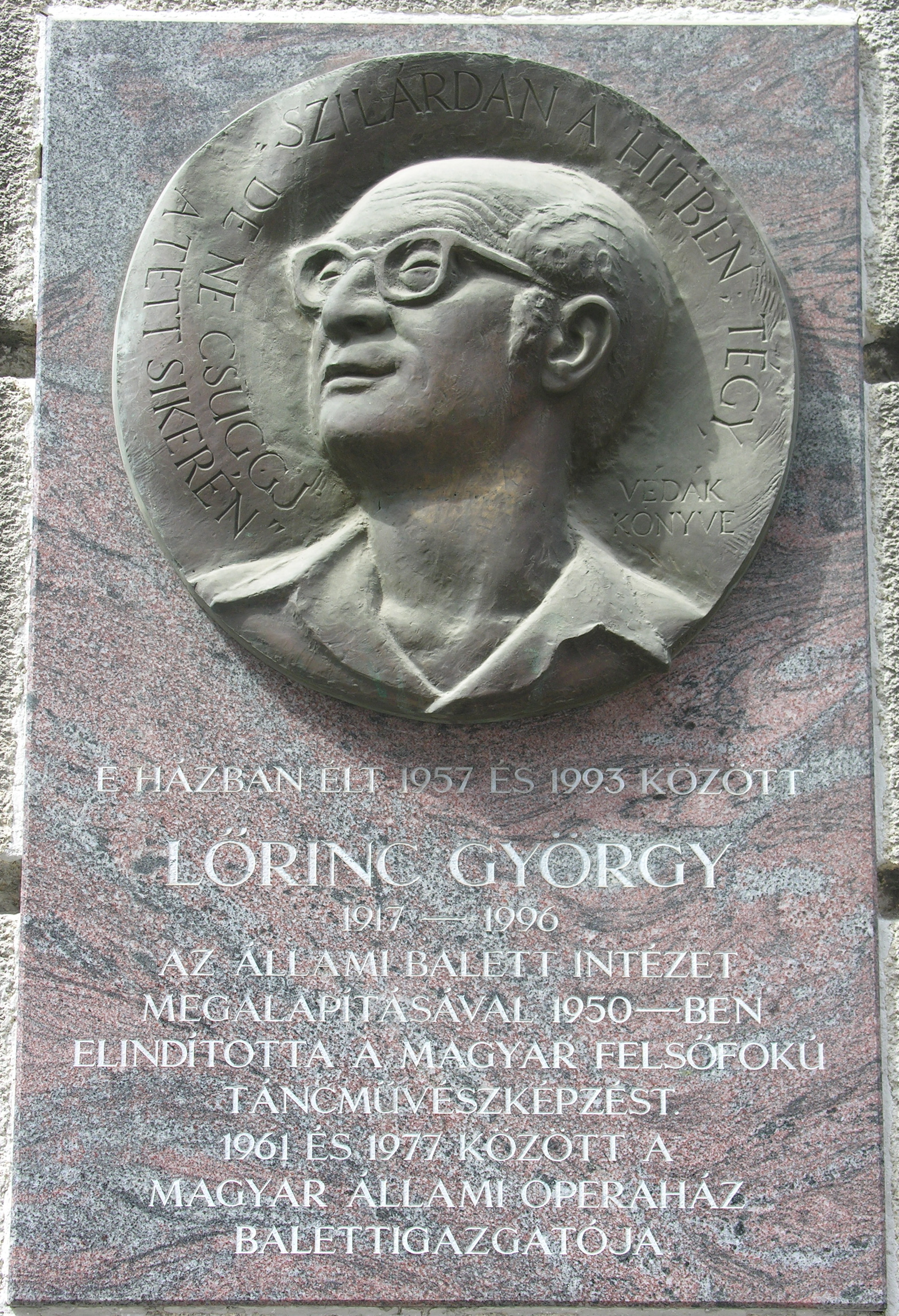
Lőrinc György, Tátra utca 20/b
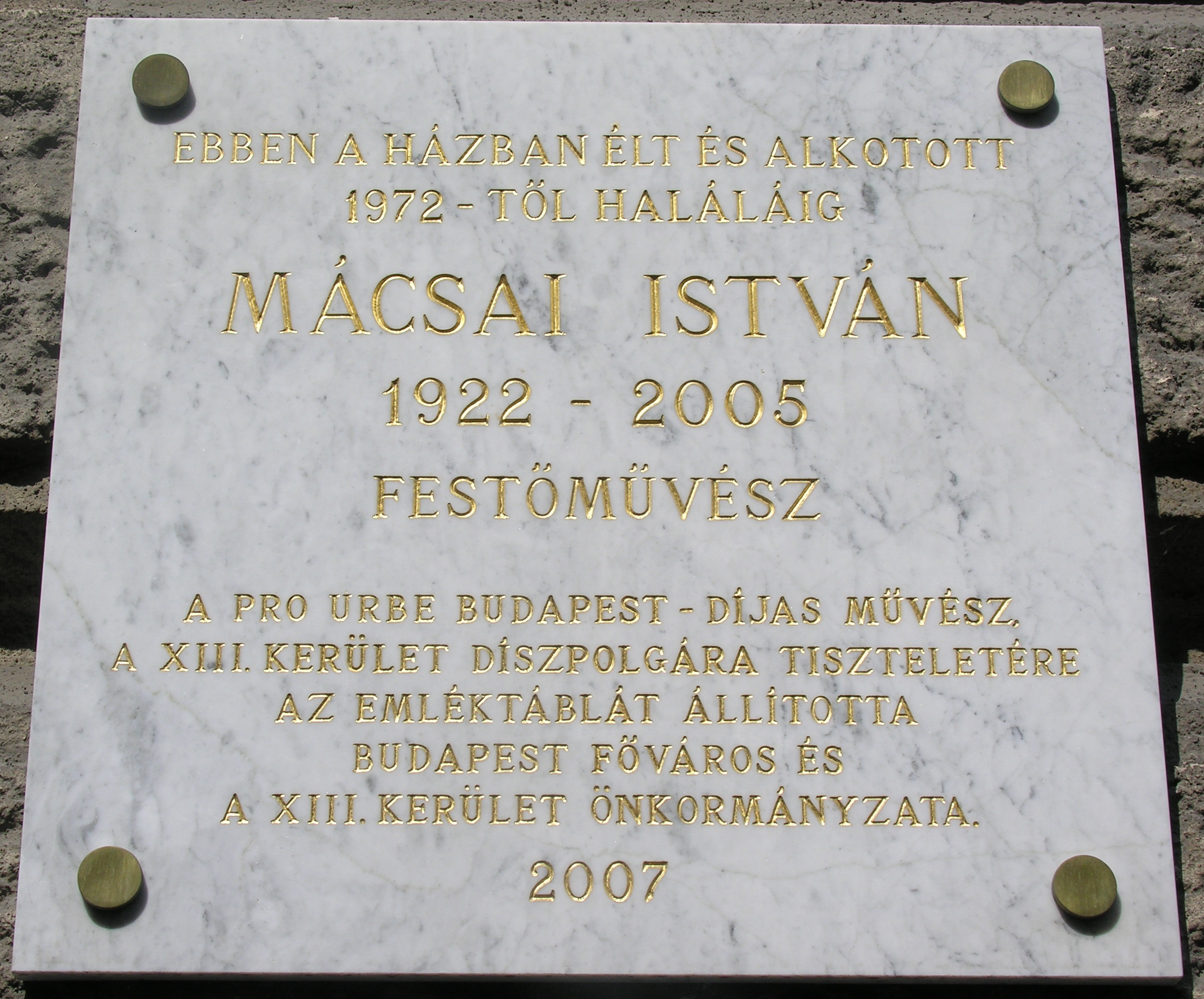
Mácsai István, Pannónia utca 36.
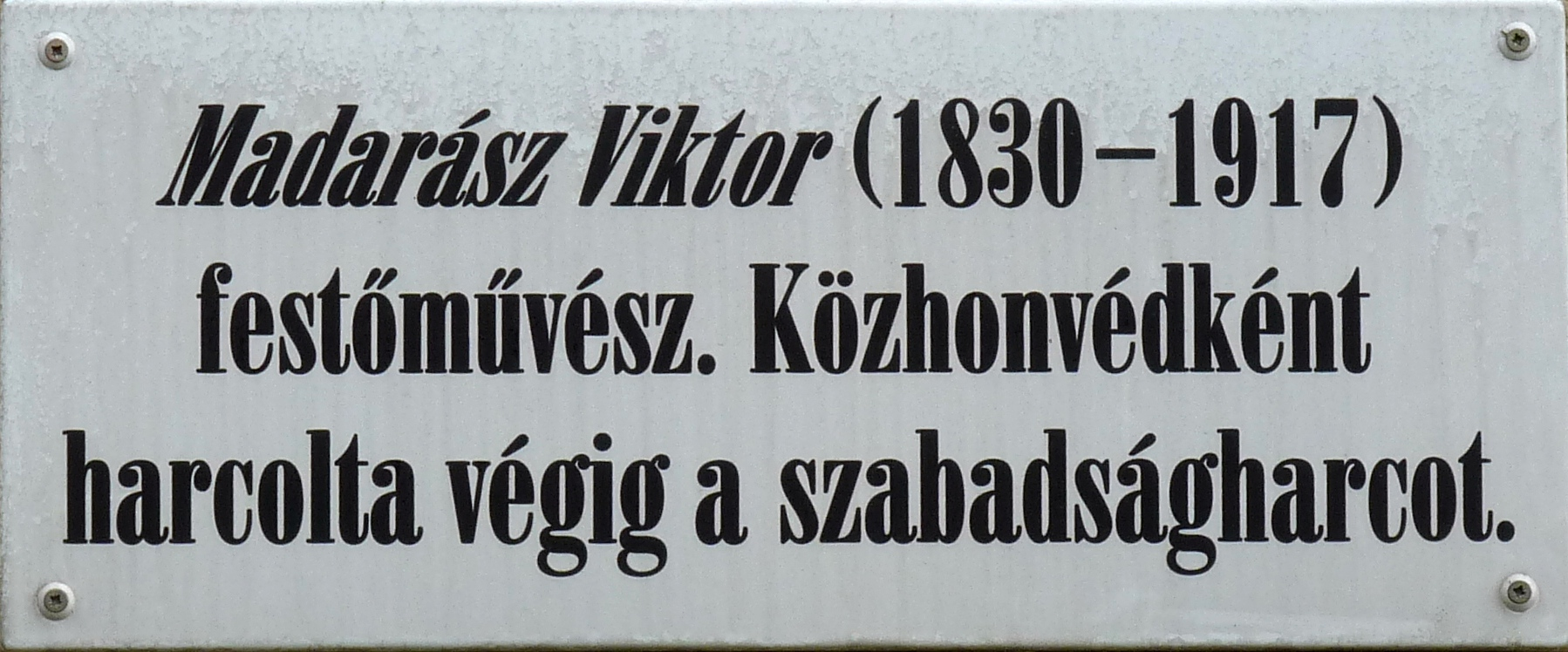
Madarász Viktor, Madarász Viktor utca 1.
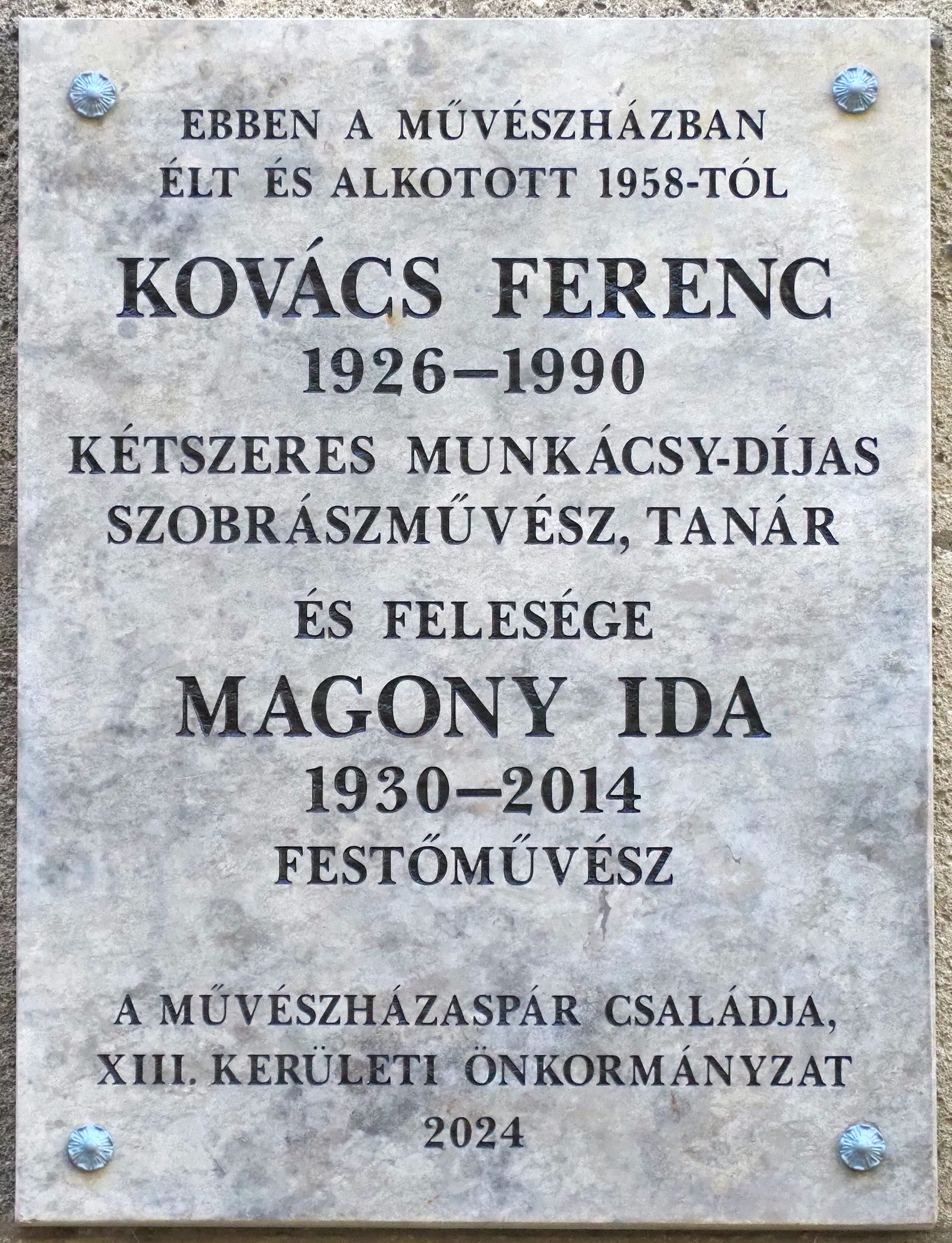
Magony Ida, Máglya köz 4.
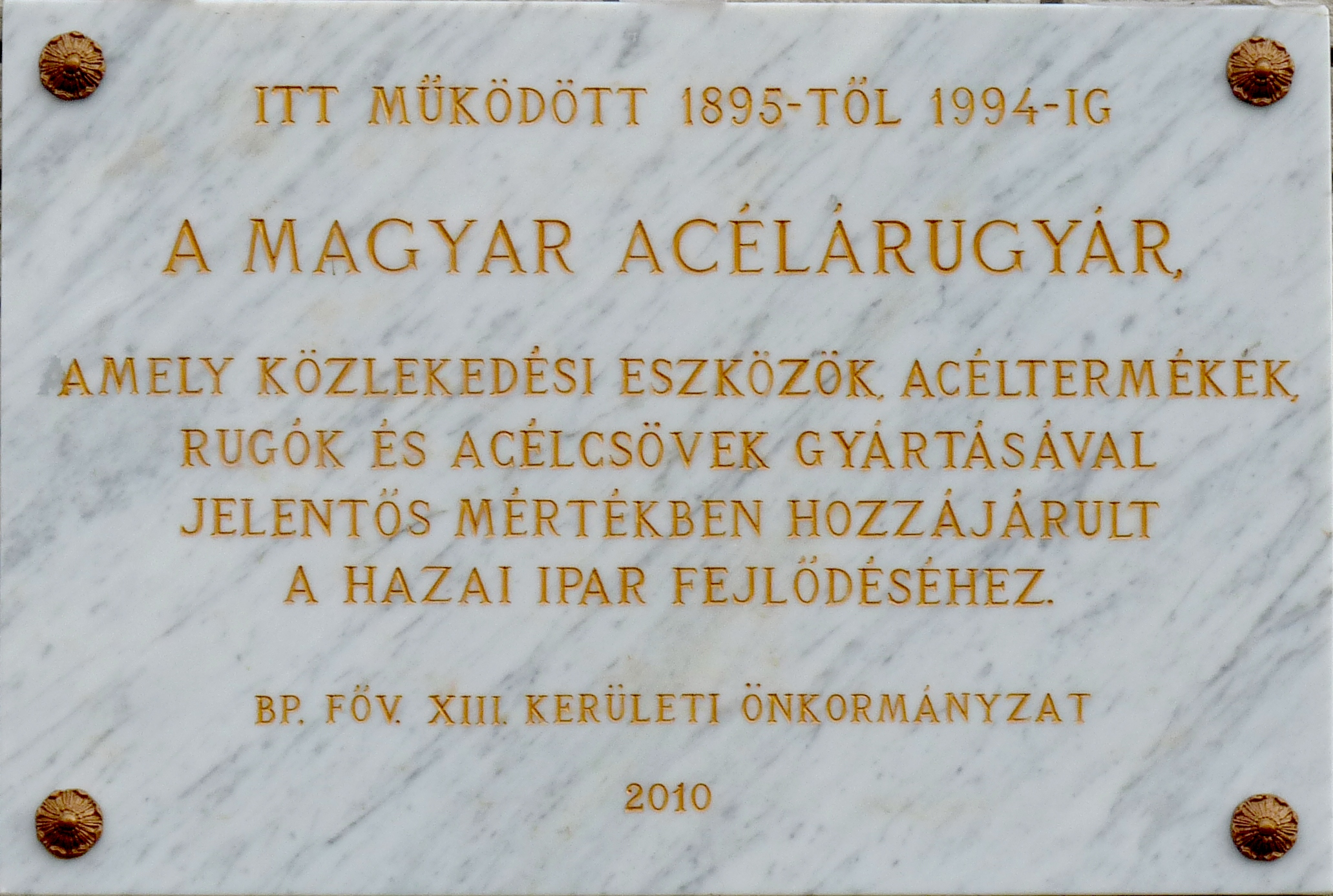
Magyar Acélárugyár, Váci út 95.
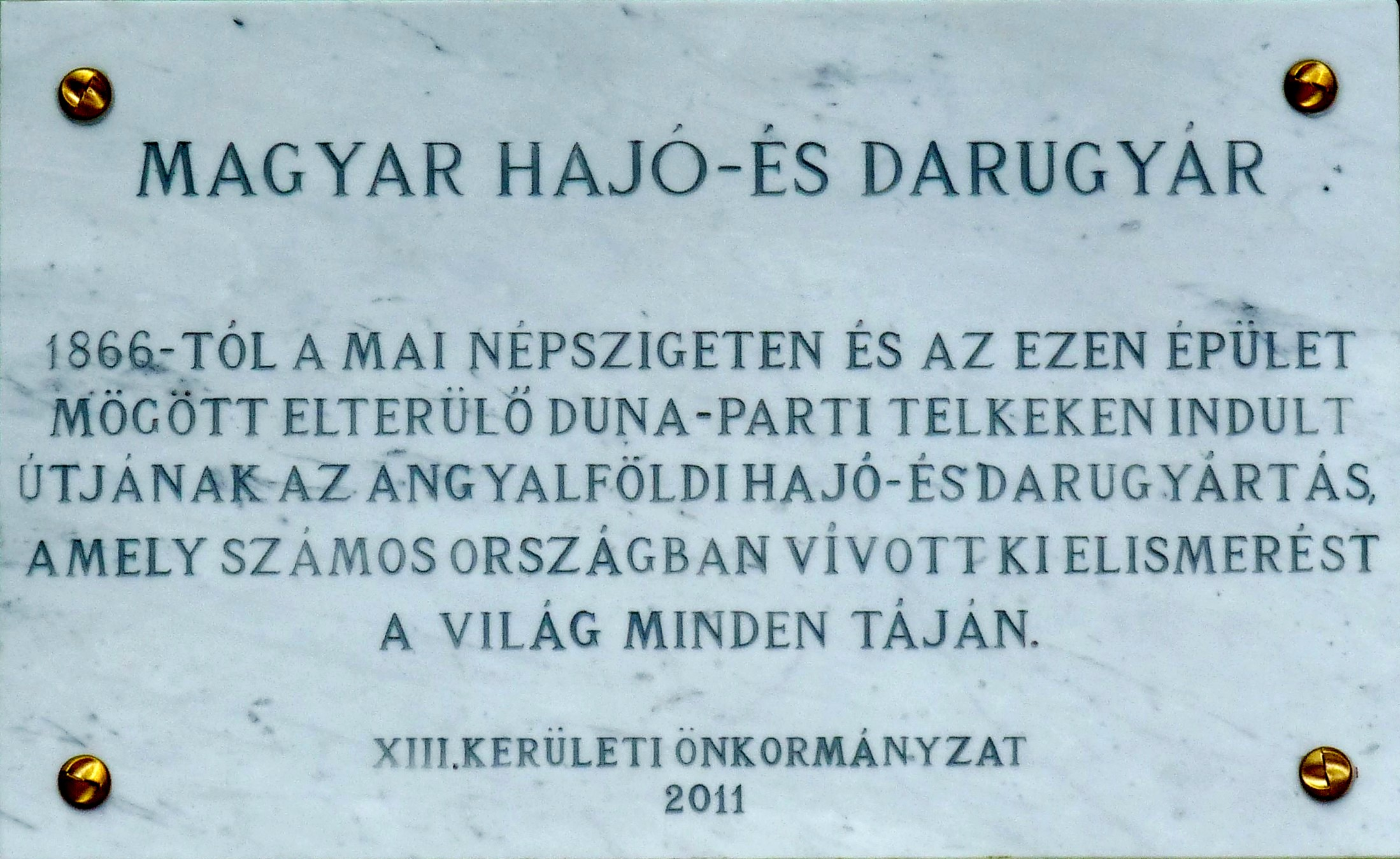
Magyar Hajó- és Darugyár Váci út 184.
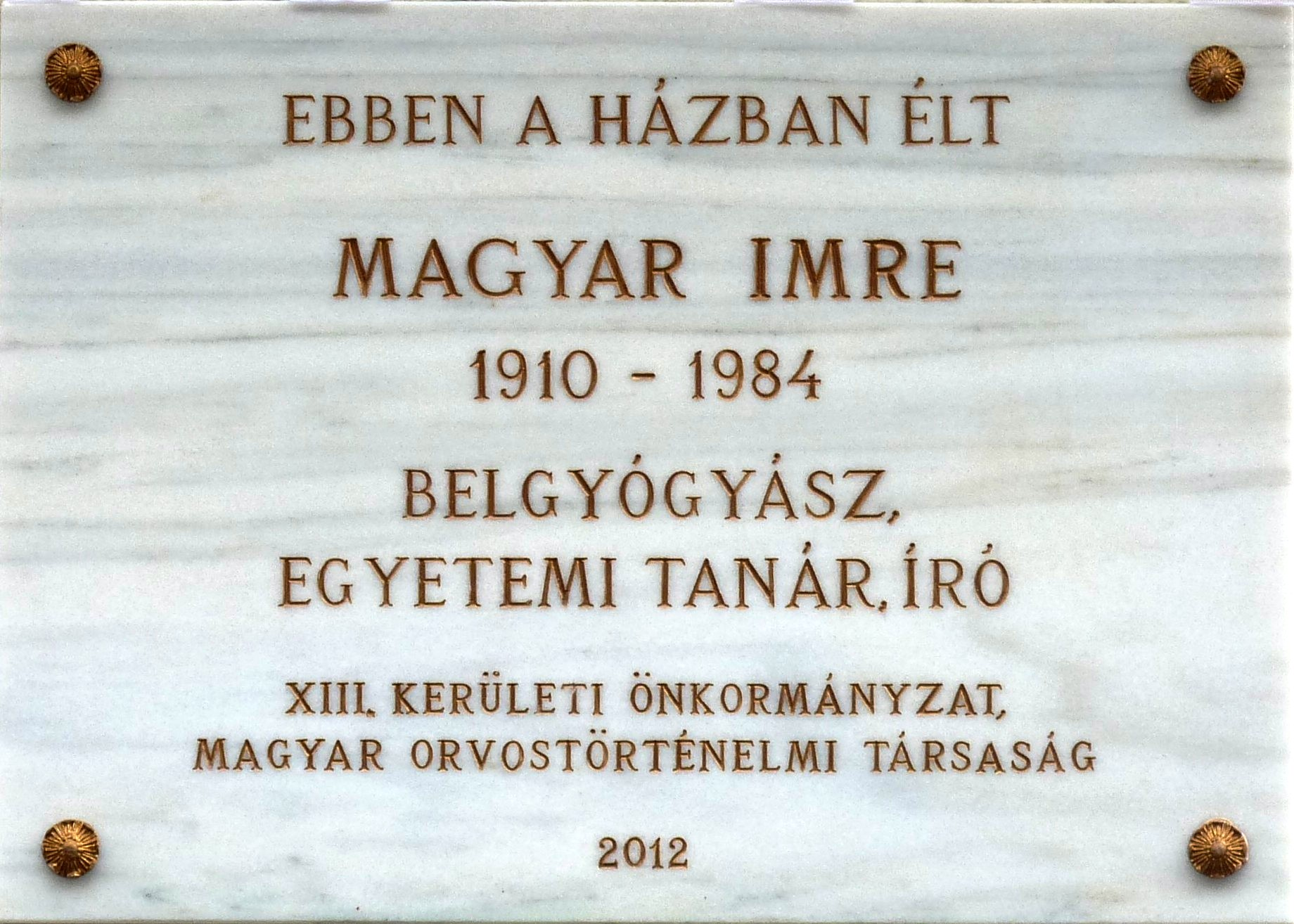
Magyar Imre, Radnóti Miklós utca 21/b.
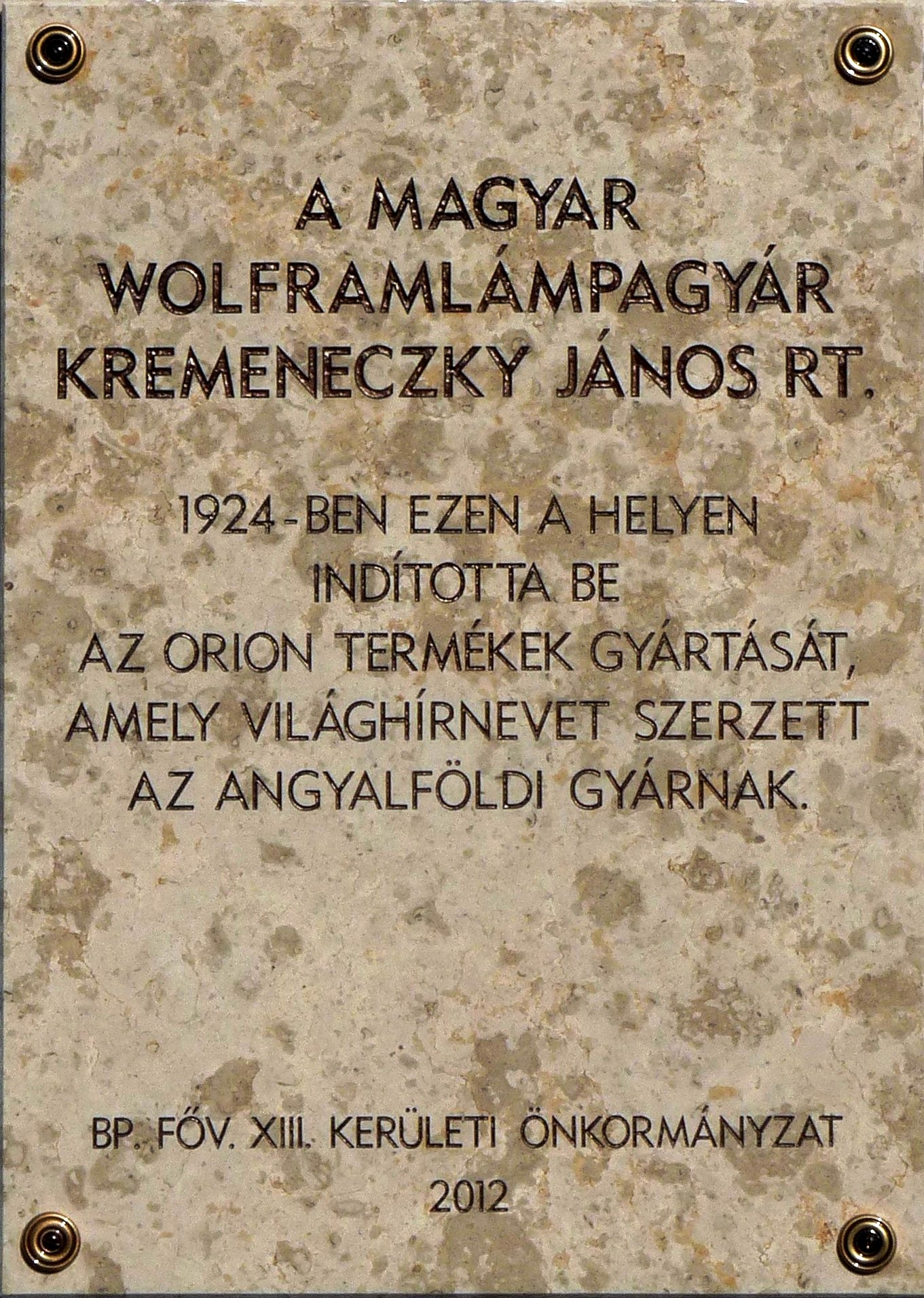
Magyar Wolframlámpagyár Kremeneczky János Rt. Váci út 99.
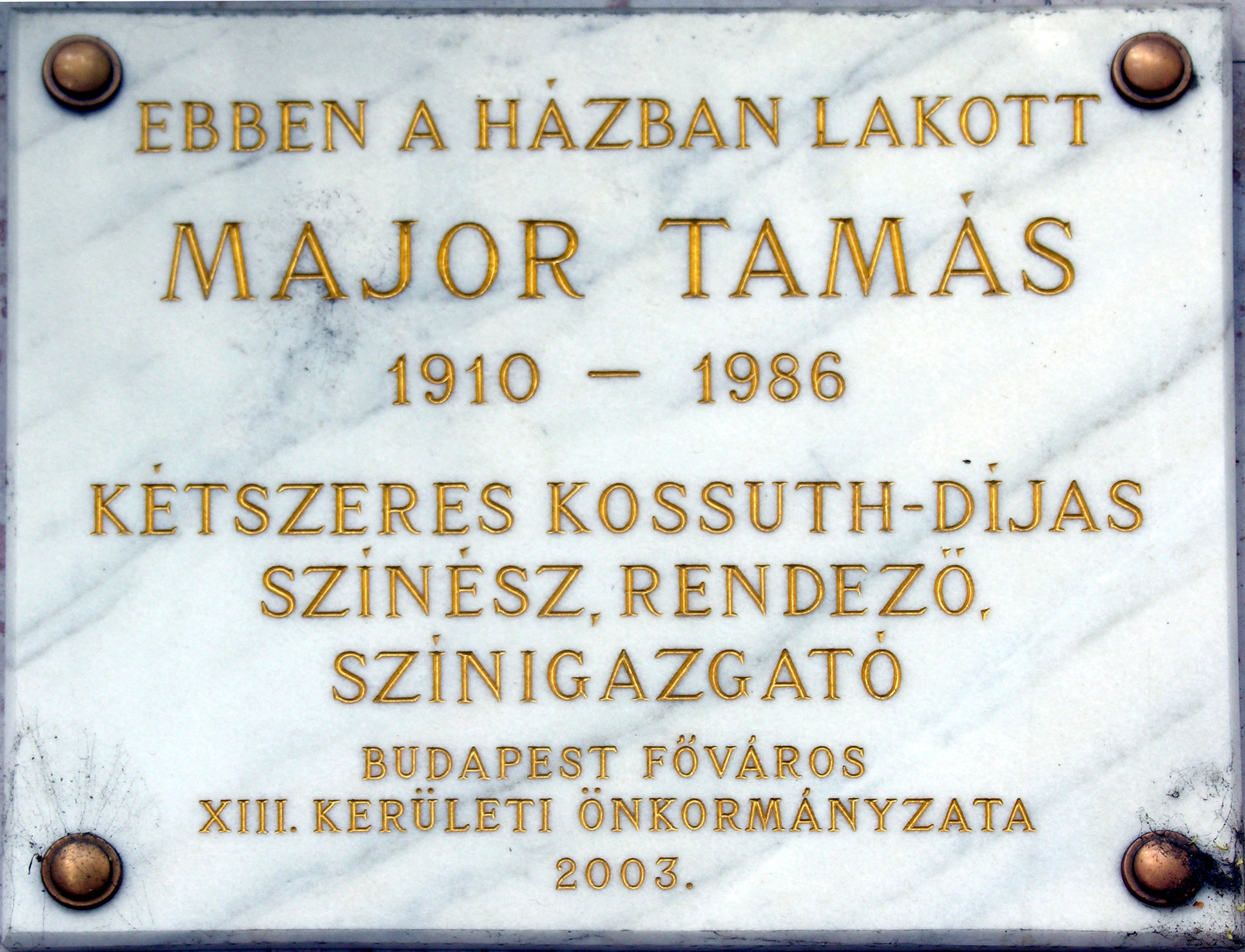
Major Tamás, Pozsonyi út 40.
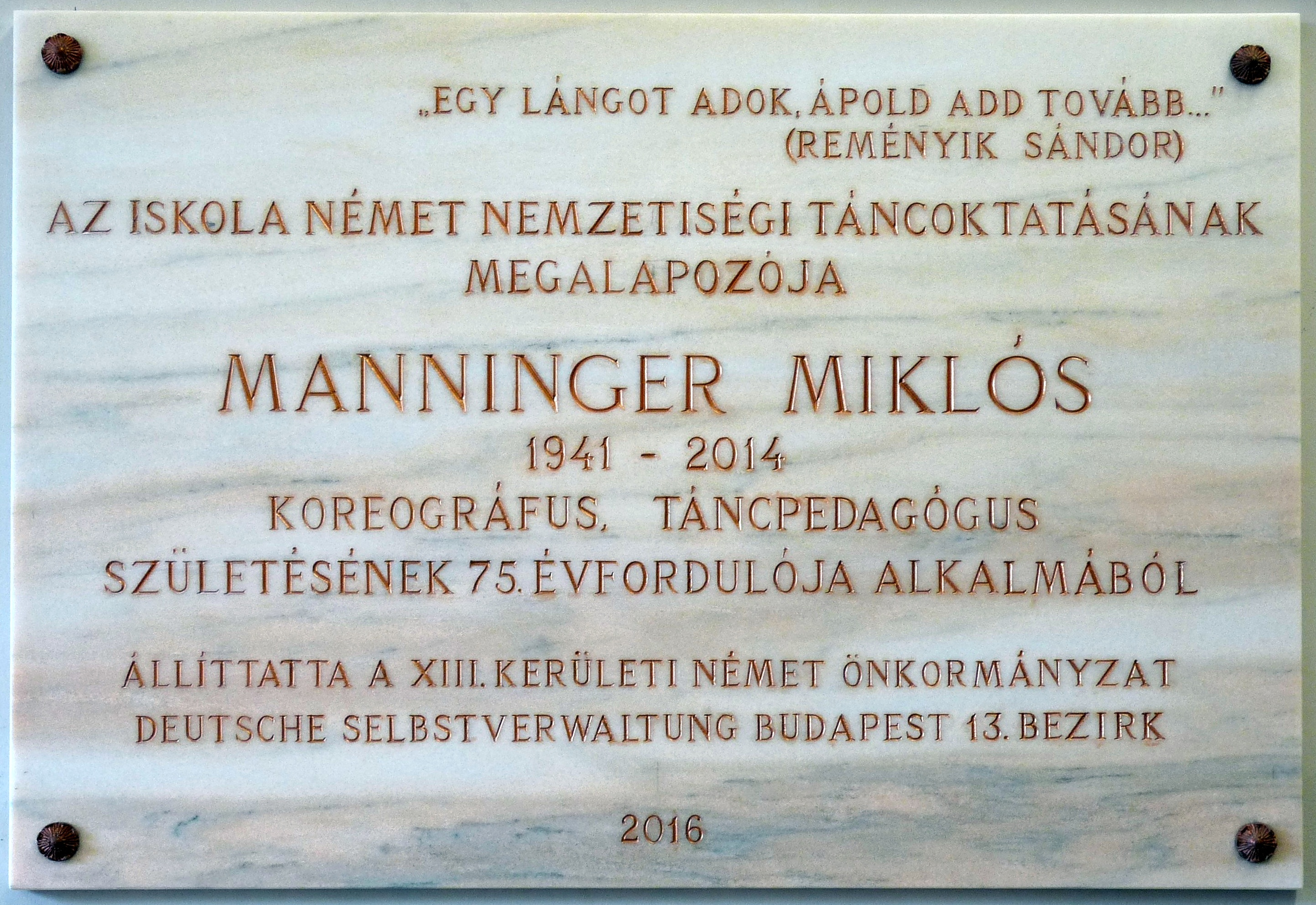
Manninger Miklós, Tutaj utca 7-11.
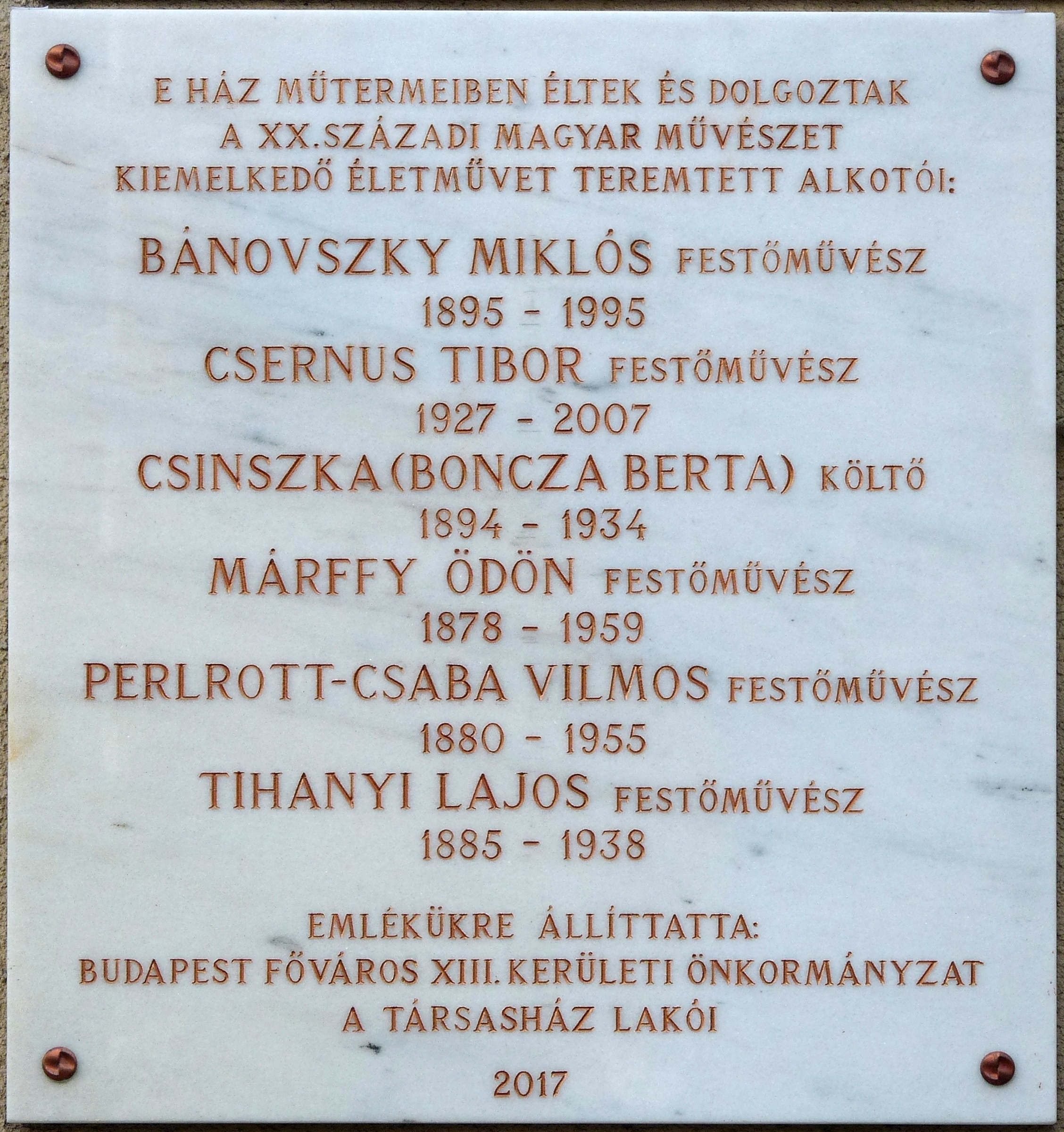
Márffy Ödön, Dráva utca 12.
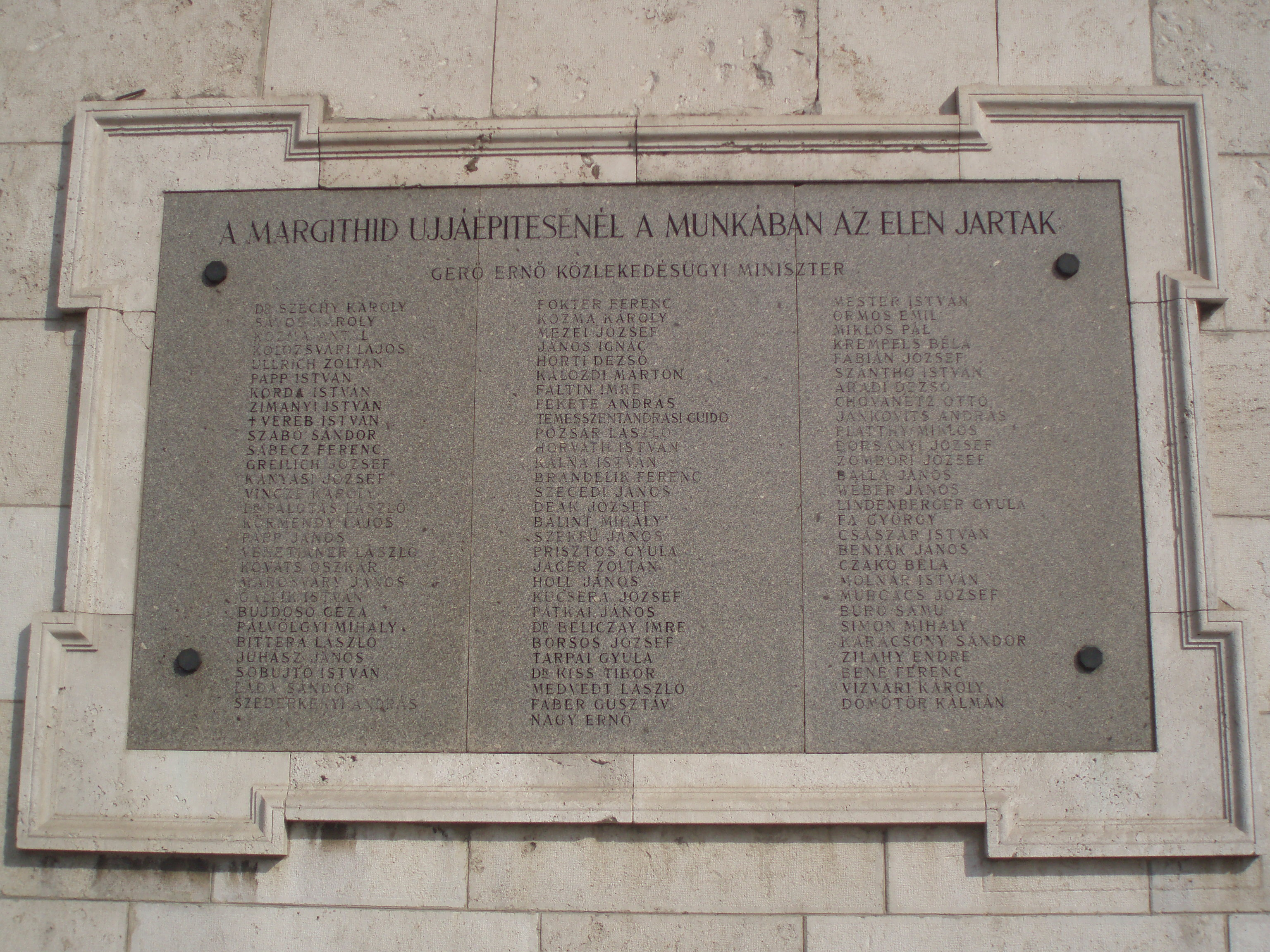
Margit híd,[2] Jászai Mari tér
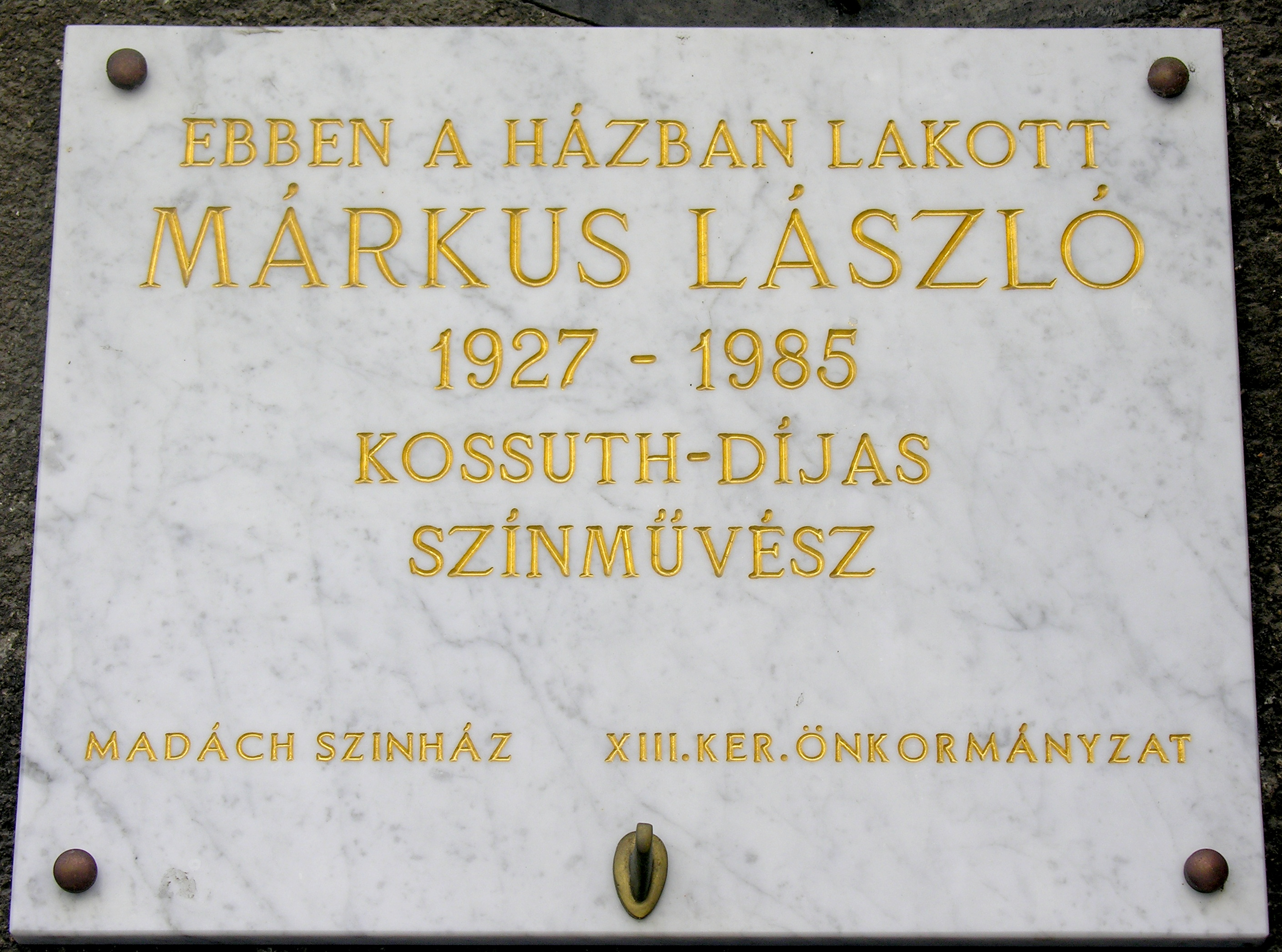
Márkus László, Csanády utca 12/a
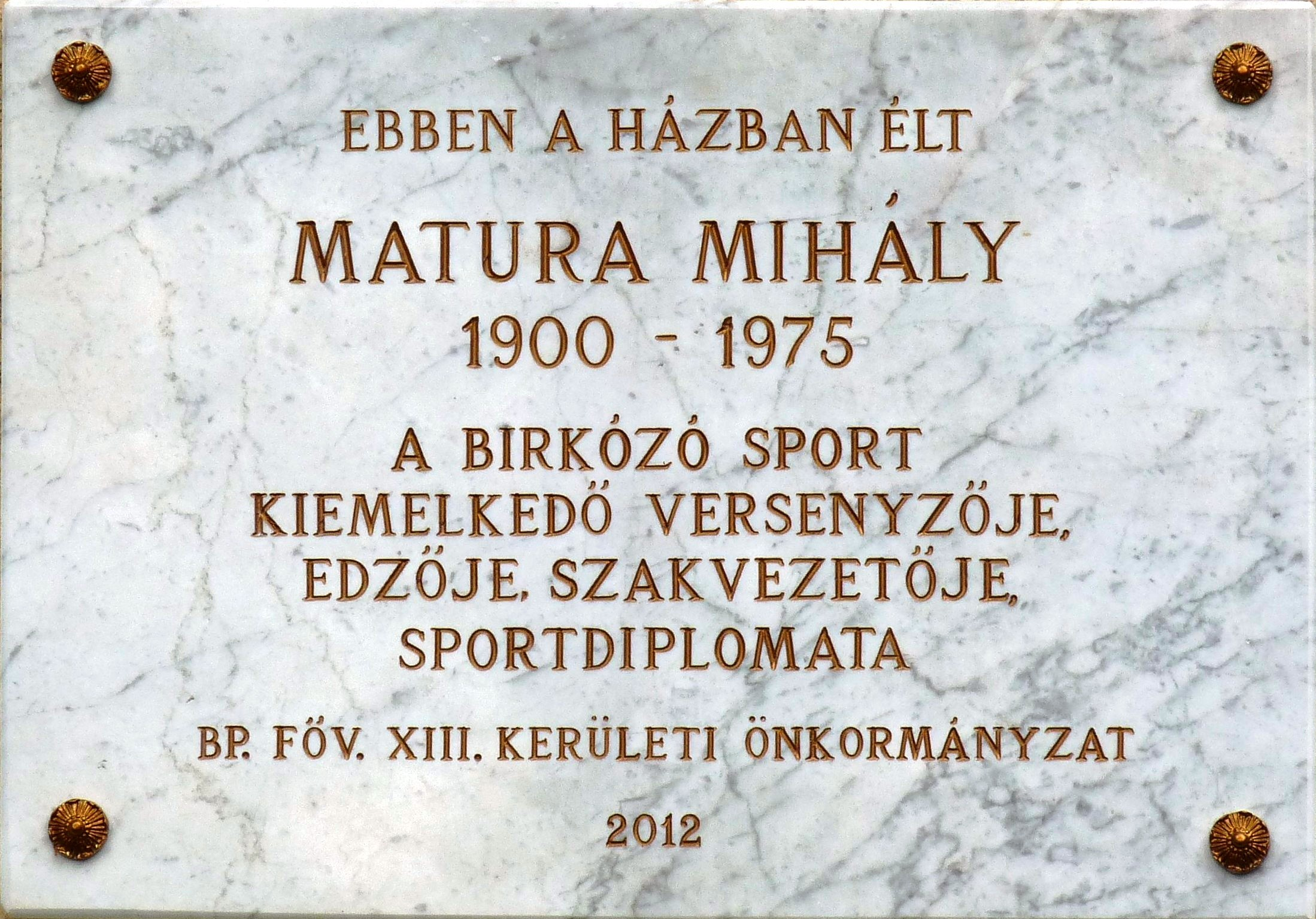
Matura Mihály, Tahi utca 58.
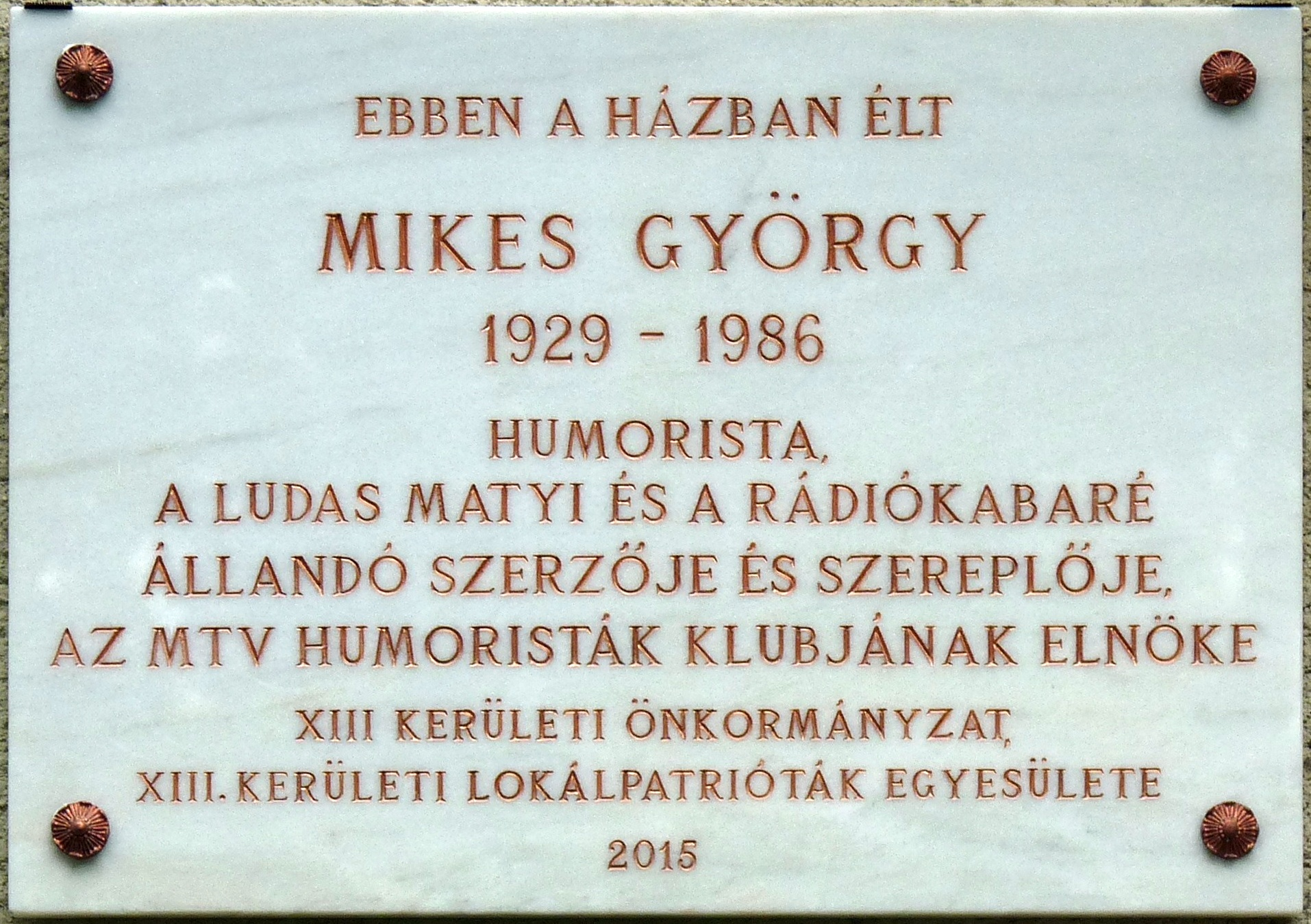
Mikes György, Tahi utca 52.
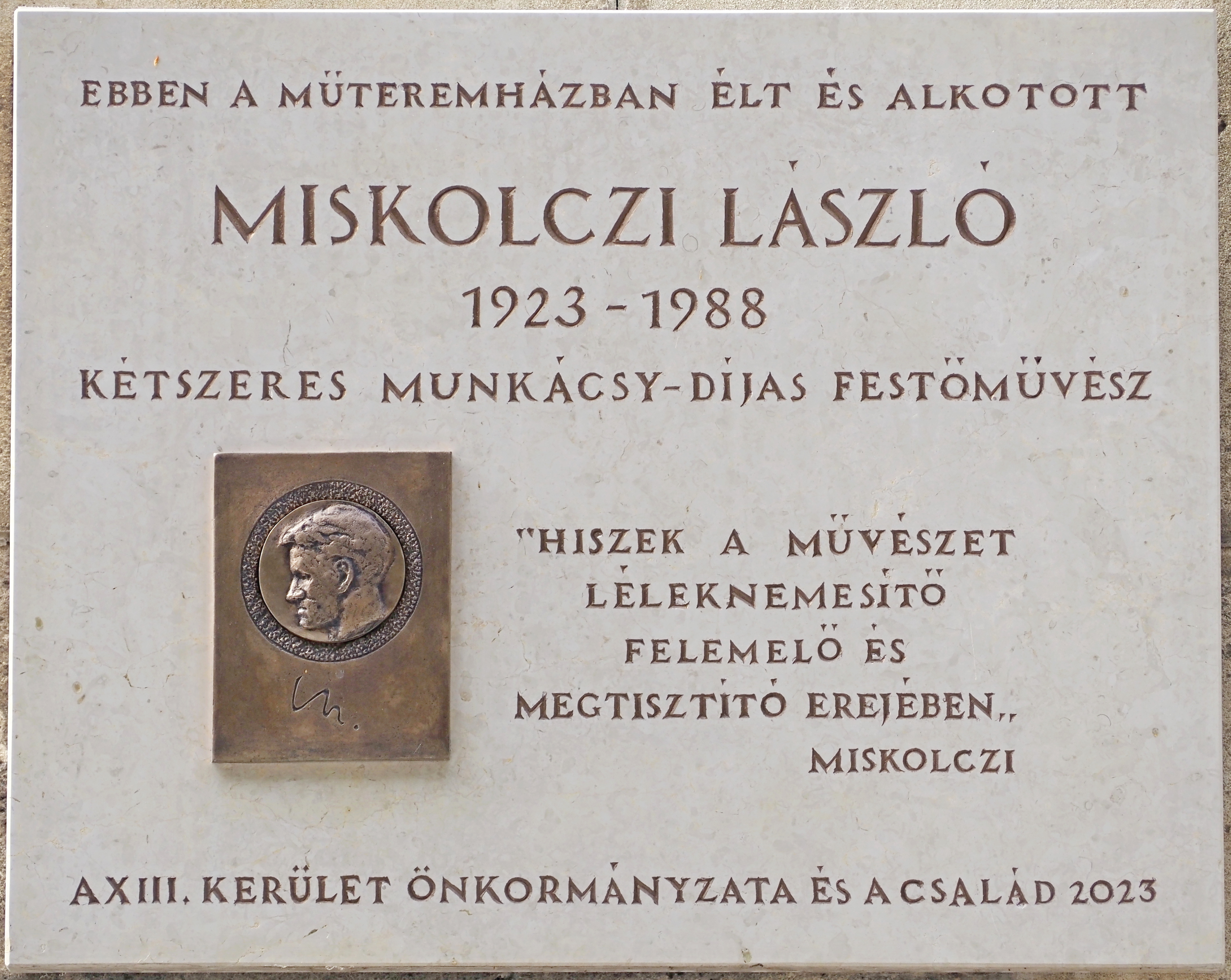
Miskolczi László Máglya köz 1. alkotó: Rzymann Mária
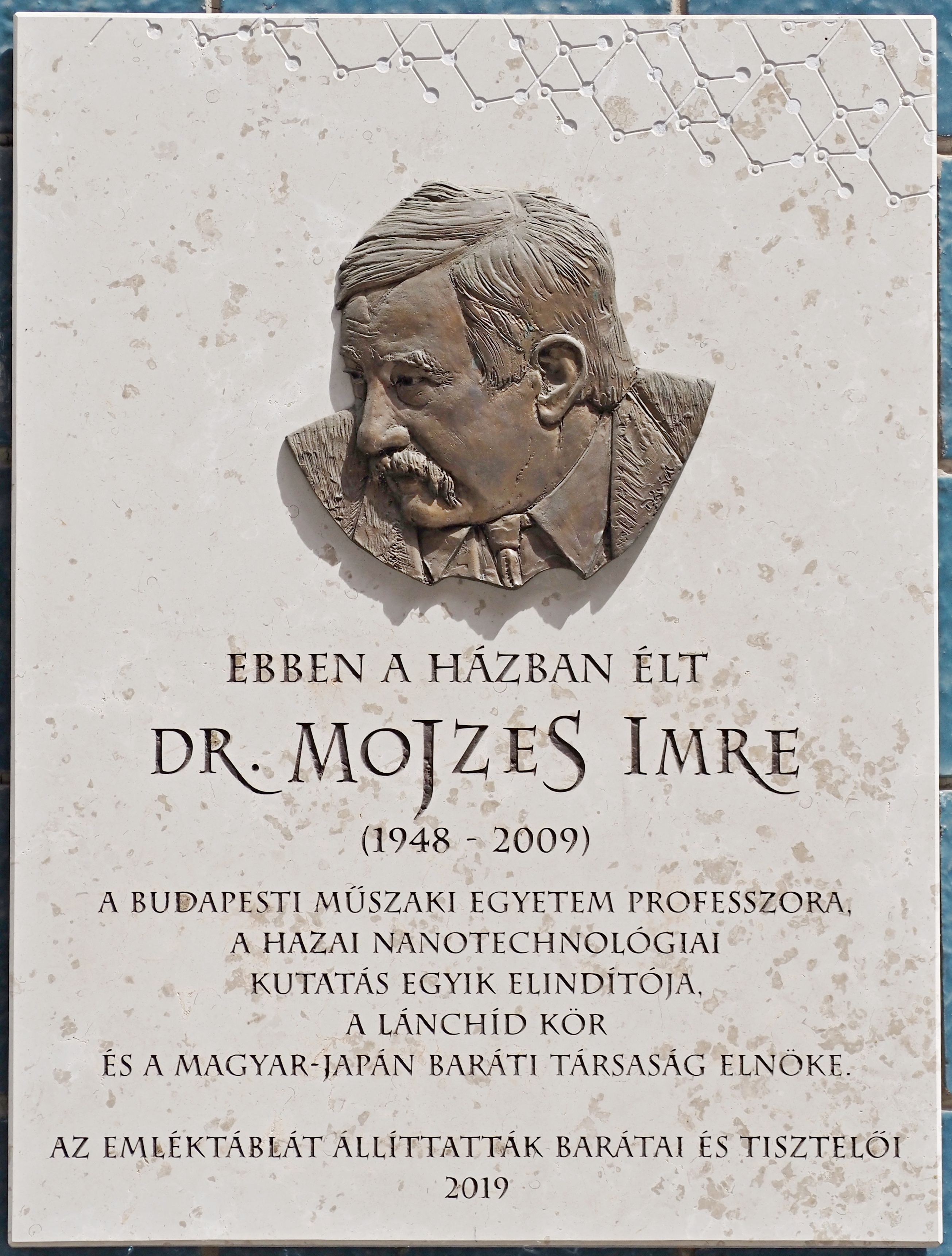
Mojzes Imre Radnóti Miklós utca 11. alkotó: Tóth Dávid
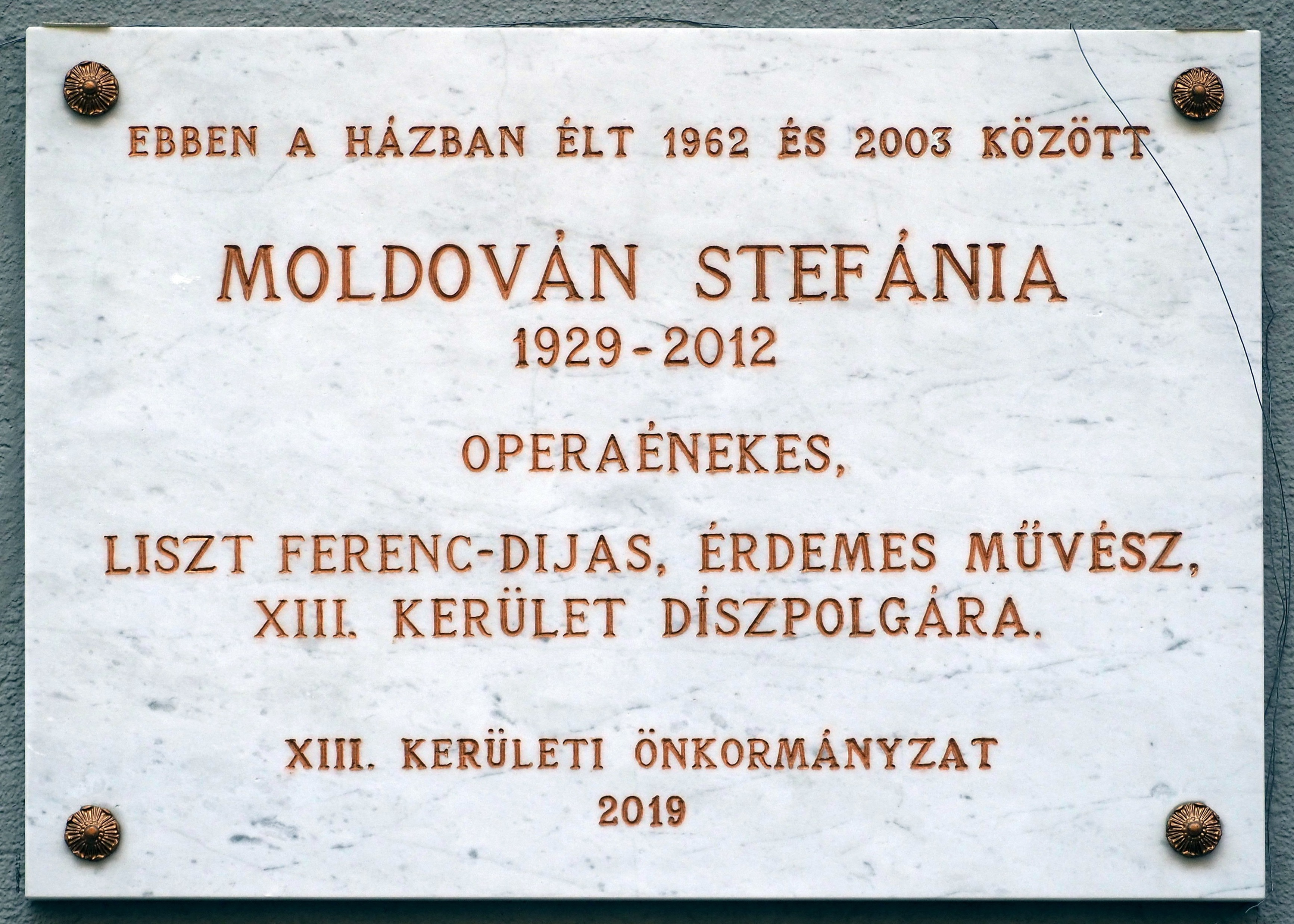
Moldován Stefánia, Katona József u 25.
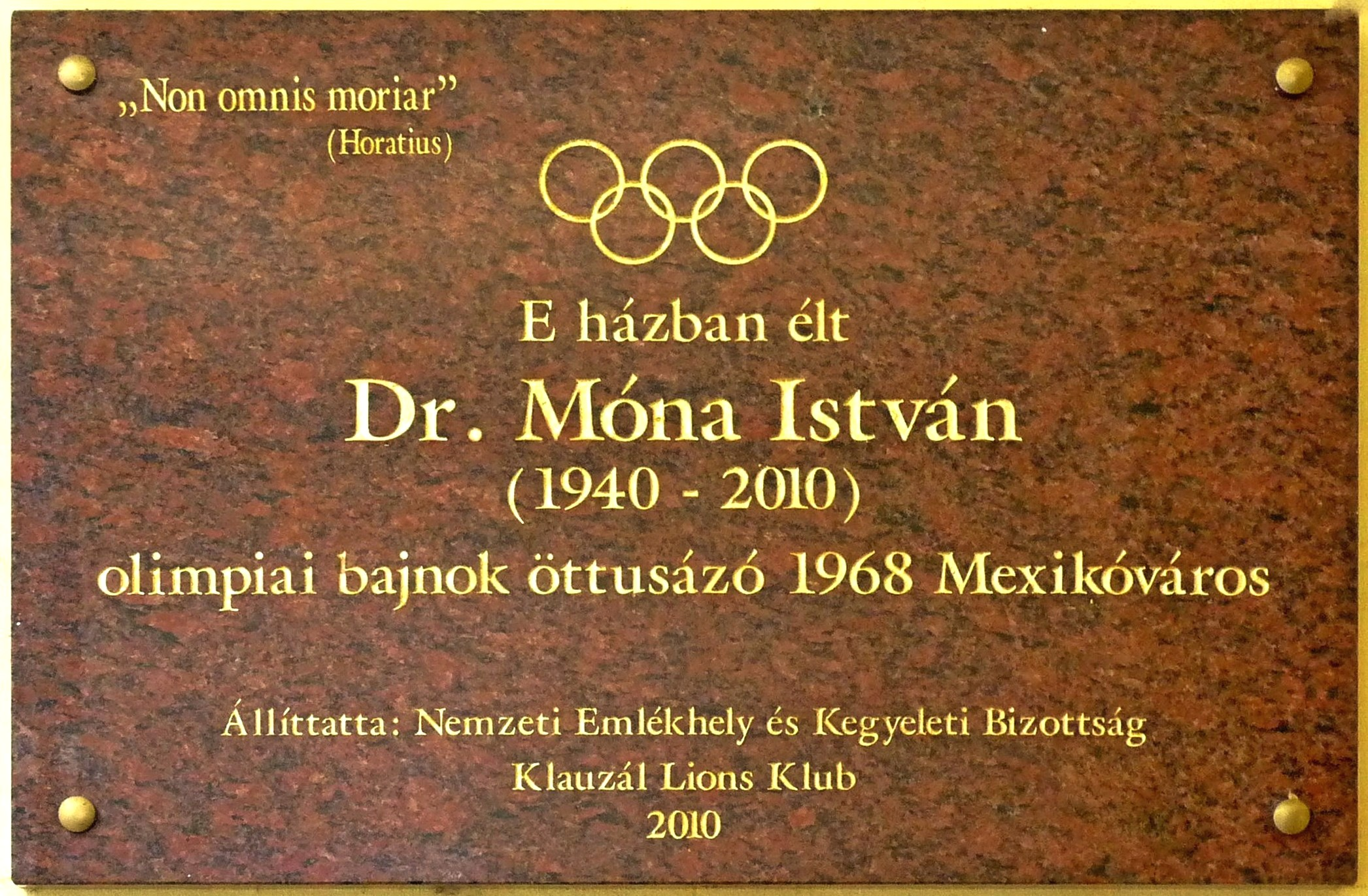
Móna István, Pannónia utca 13.
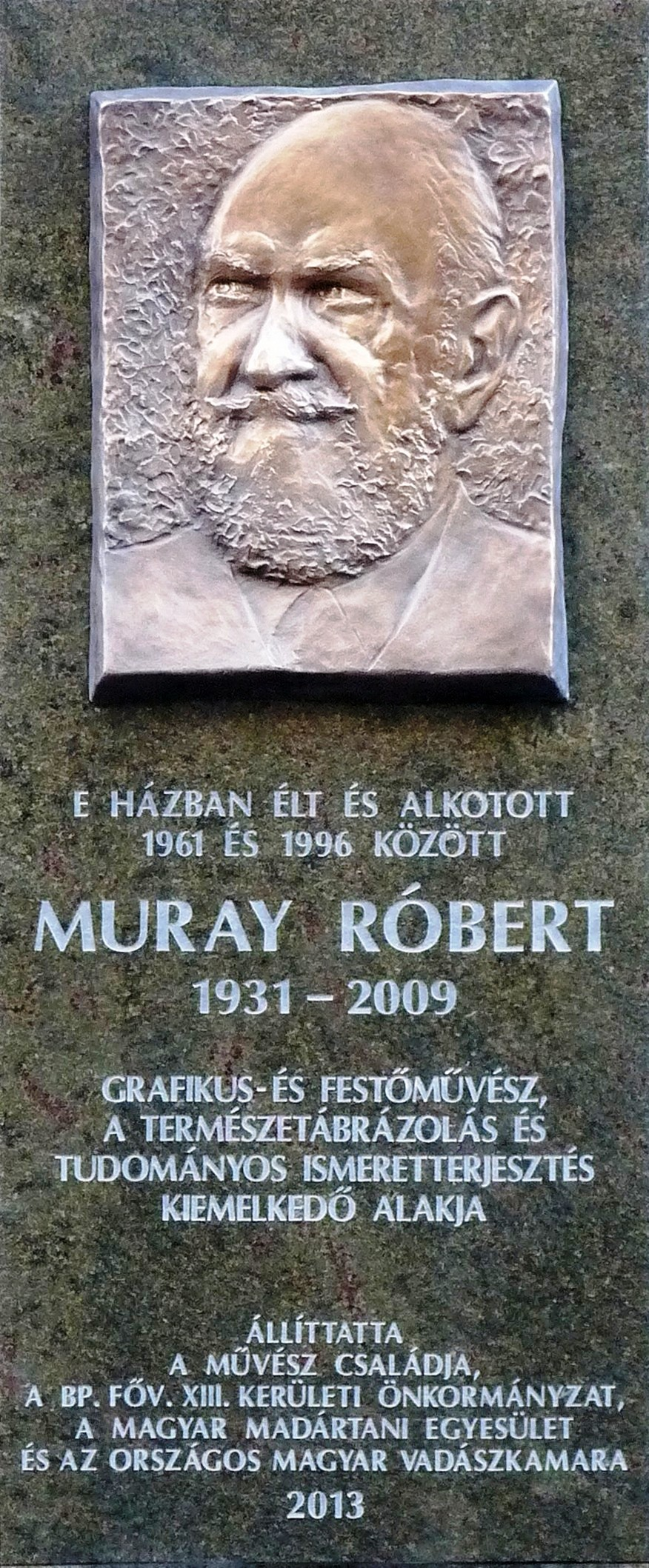
Muray Róbert, Visegrádi utca 23. alkotó: Meszlényi Attila
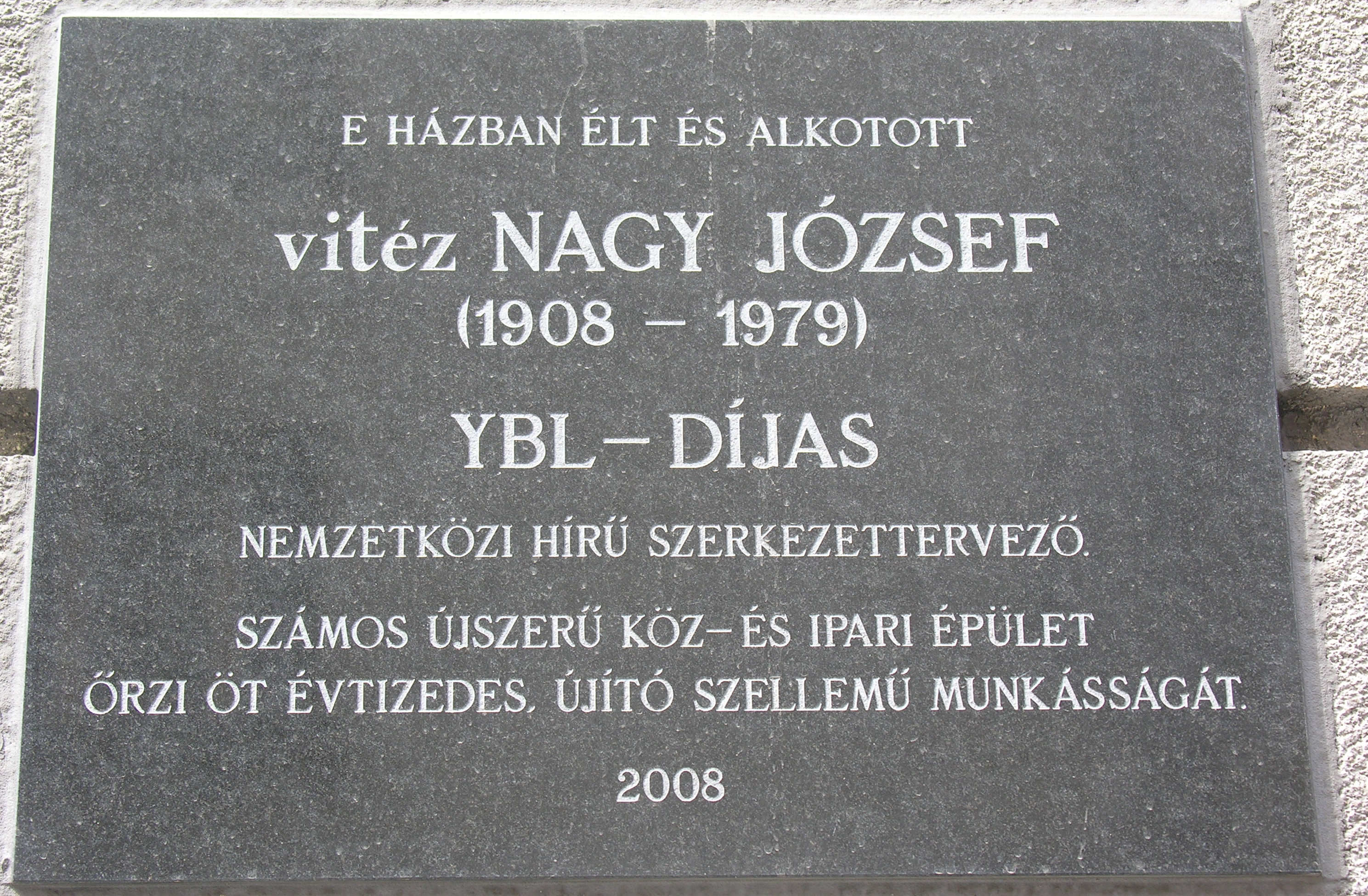
Nagy József, Tátra utca 20/b.
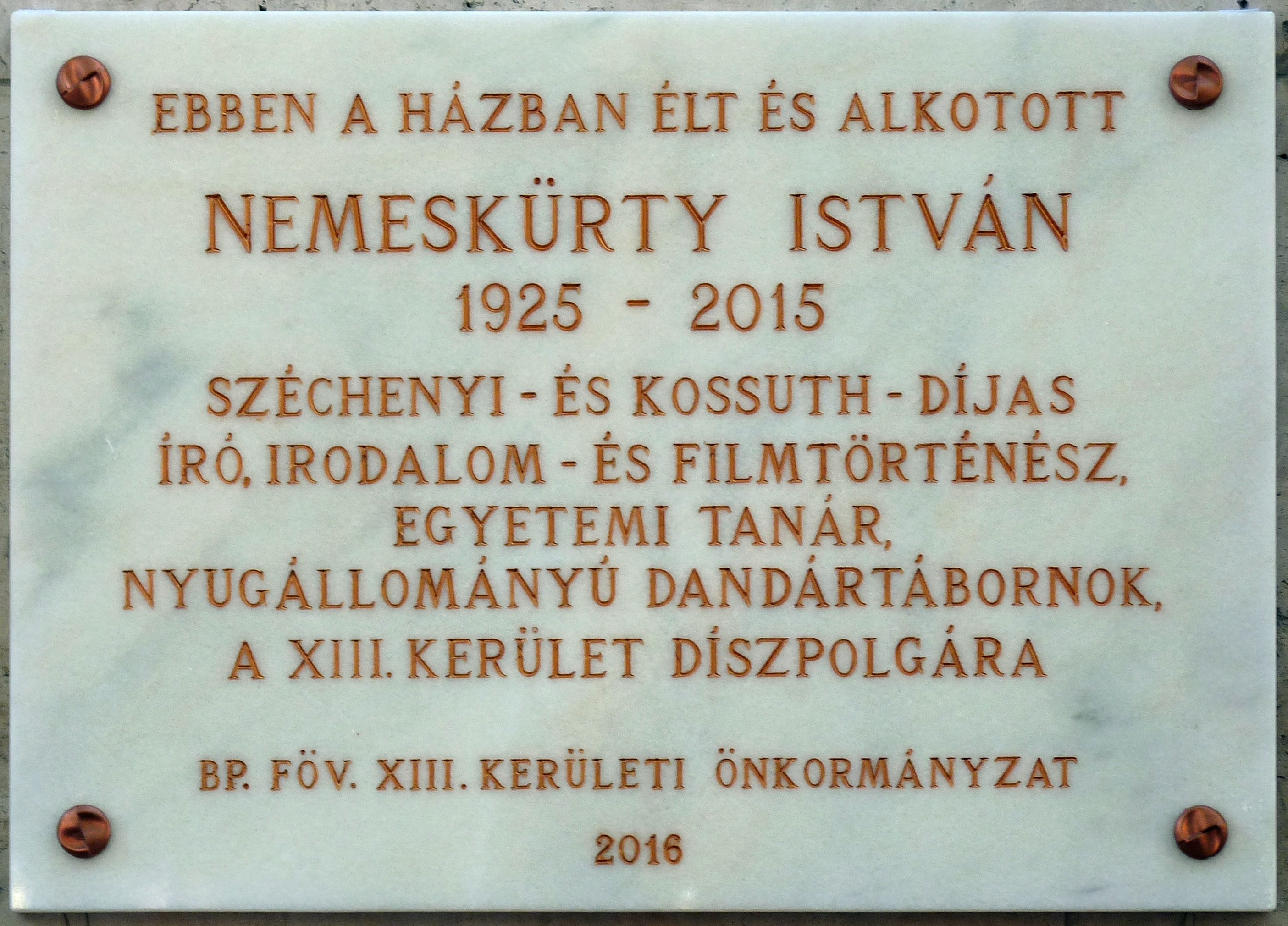
Nemeskürty István, Pozsonyi út 32.
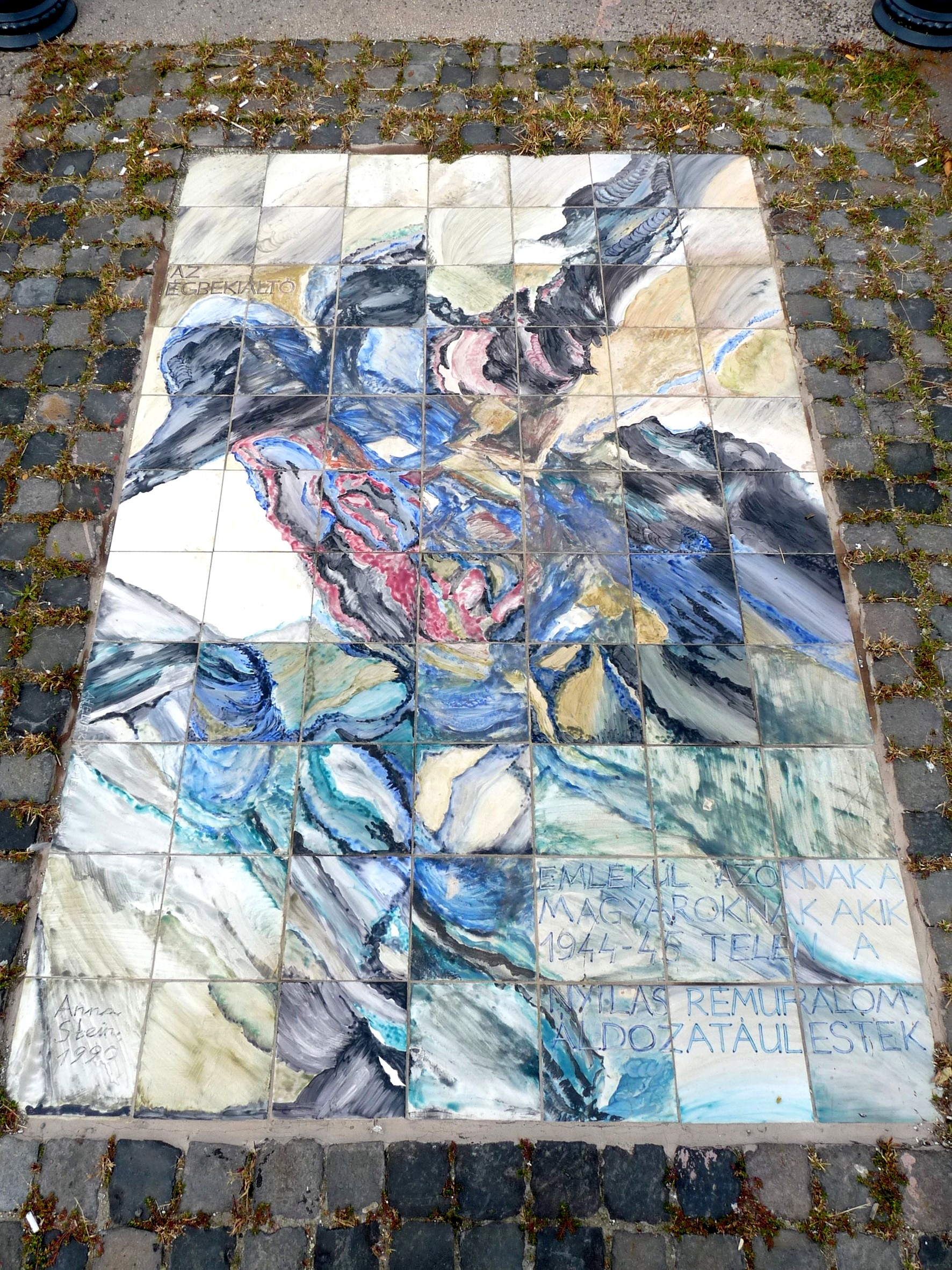
a nyilas rémuralom áldozatai, Jászai Mari tér alkotó: Anna Stein
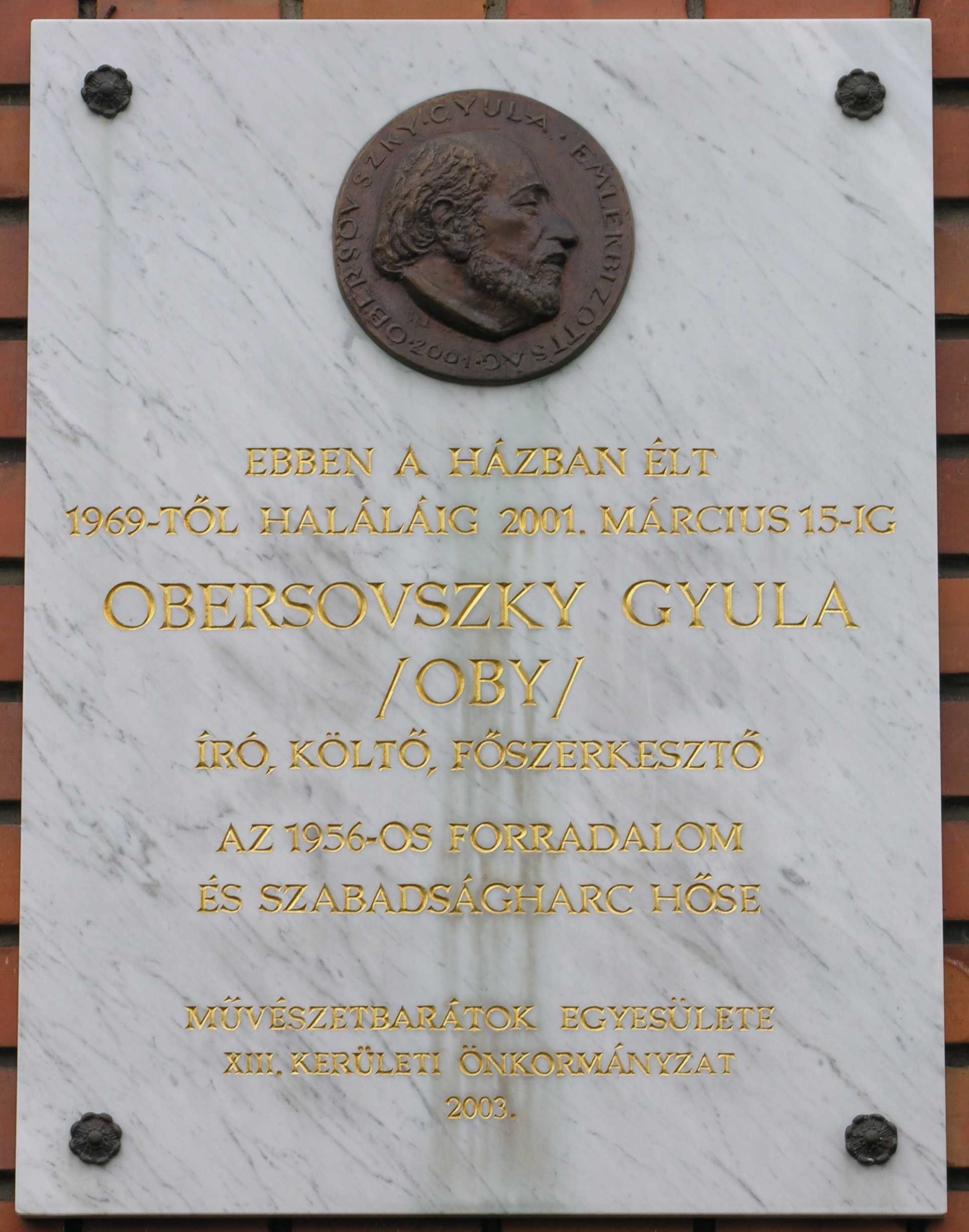
Obersovszky Gyula, Keszkenő utca 35.
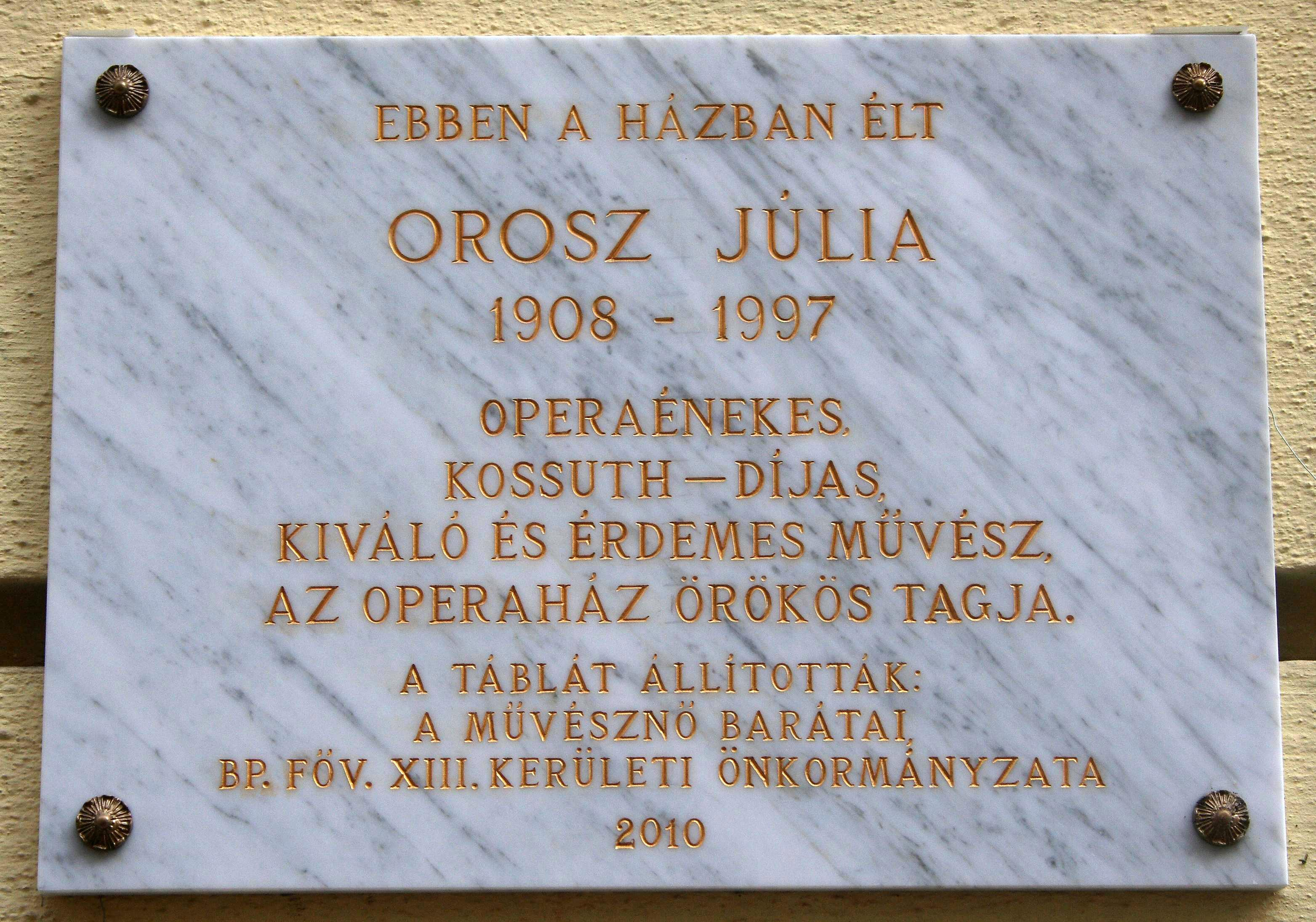
Orosz Júlia, Hollán Ernő utca 13–15.
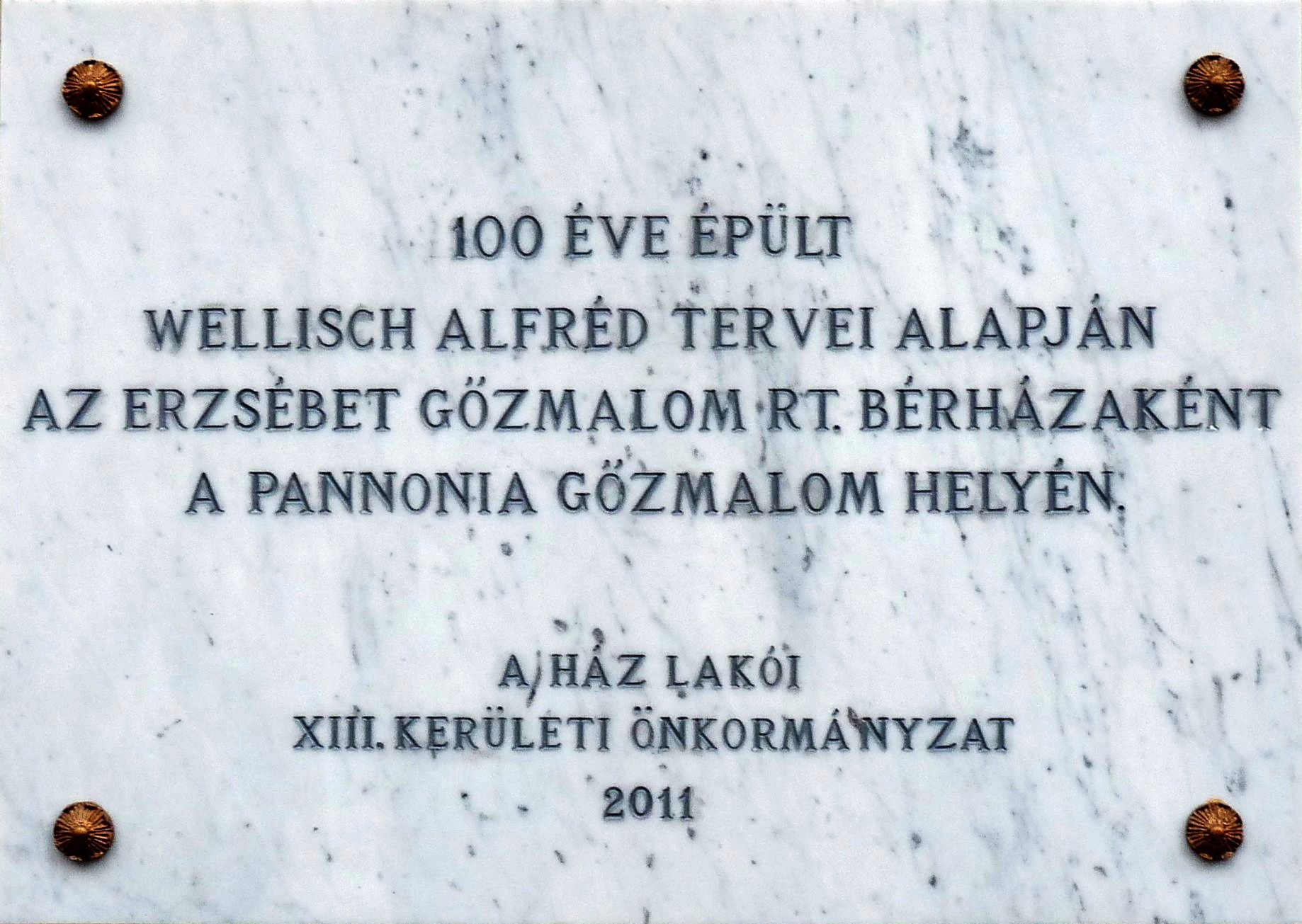
Pannónia gőzmalom, Kárpát utca 7/b.
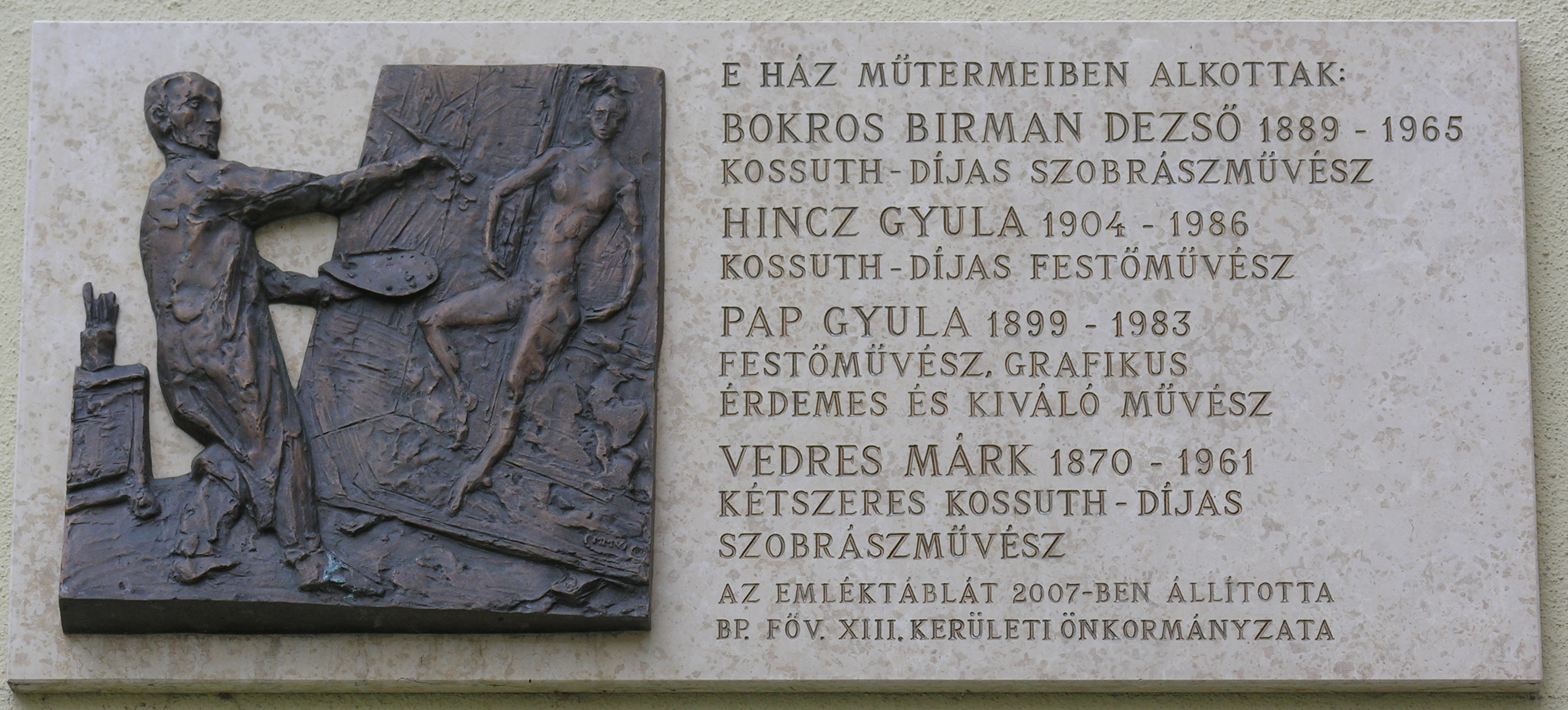
Pap Gyula, Bulcsú utca 18–20. alkotó: Paulikovics Iván
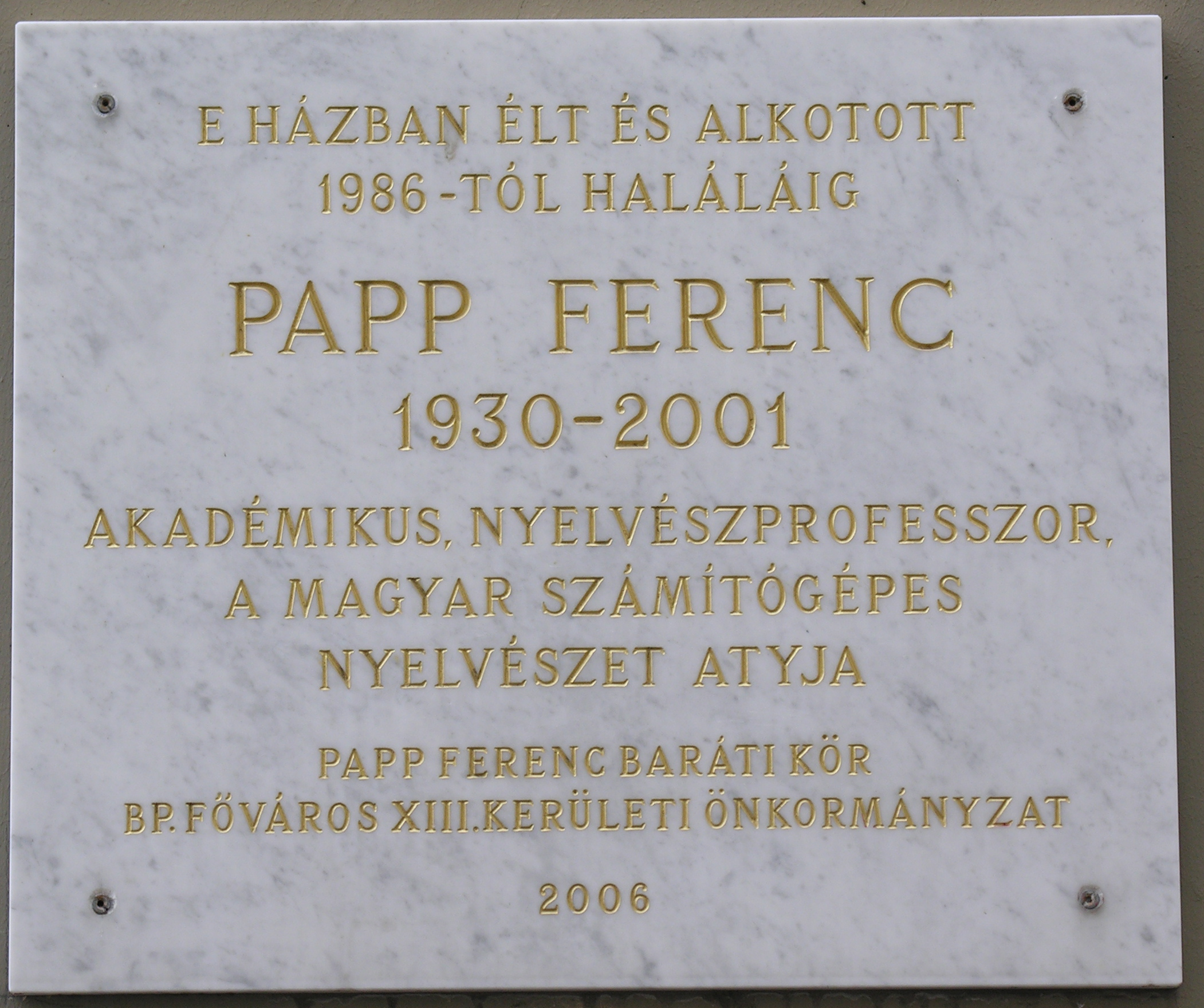
Papp Ferenc, Gogol utca 27.
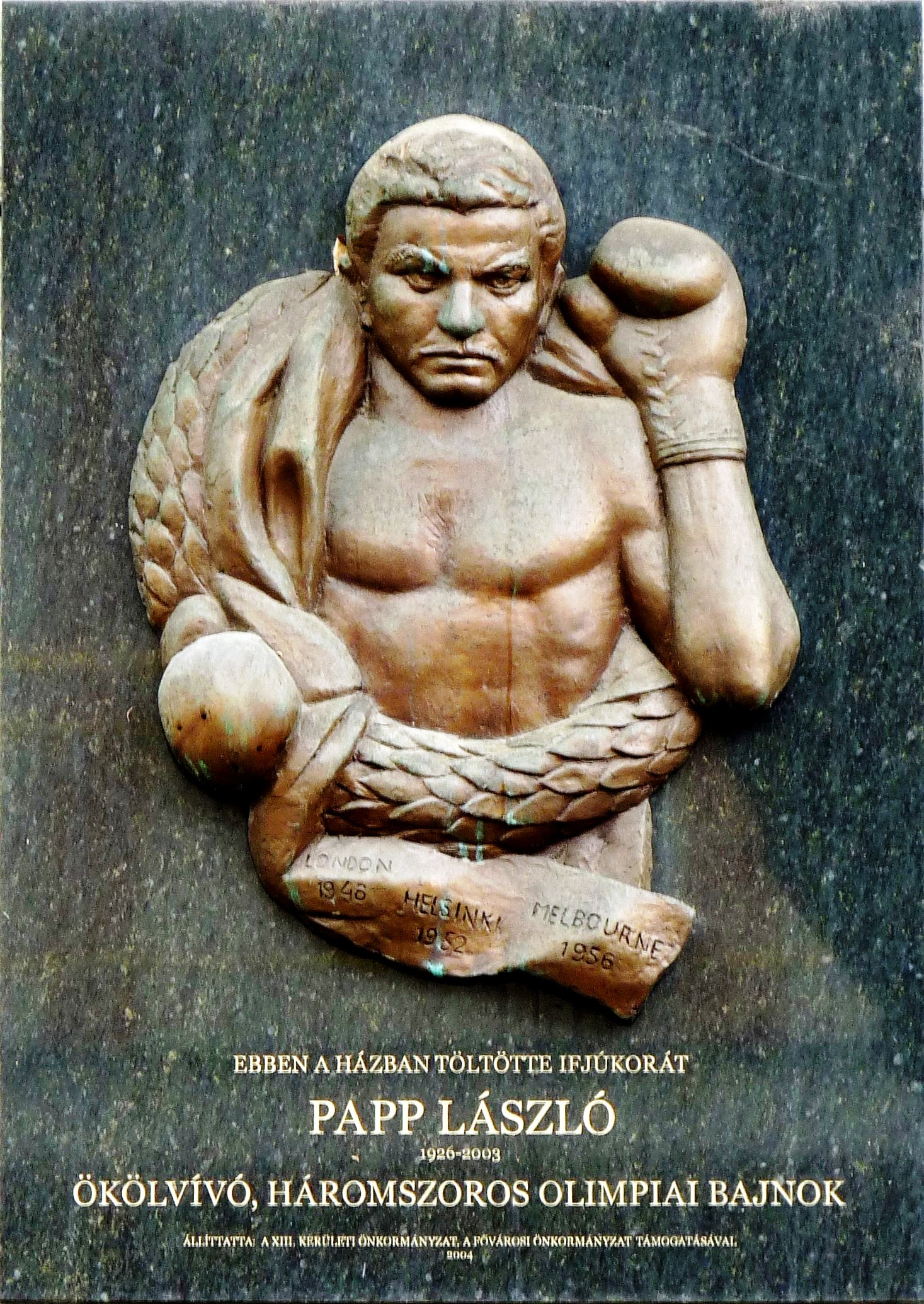
Papp László, Kassák Lajos utca 48. alkotó: Gyurcsek Ferenc
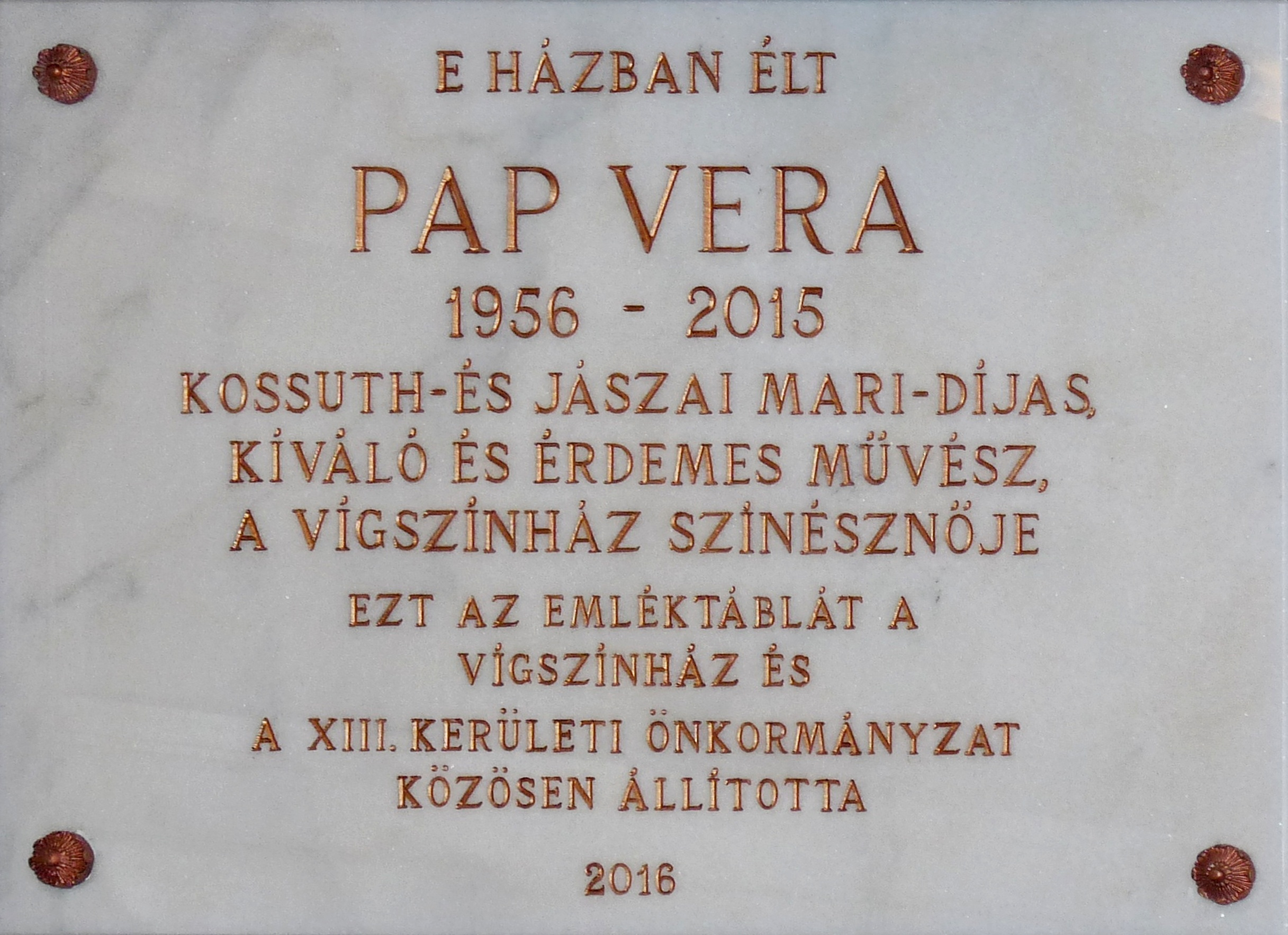
Pap Vera, Kárpát utca 24.
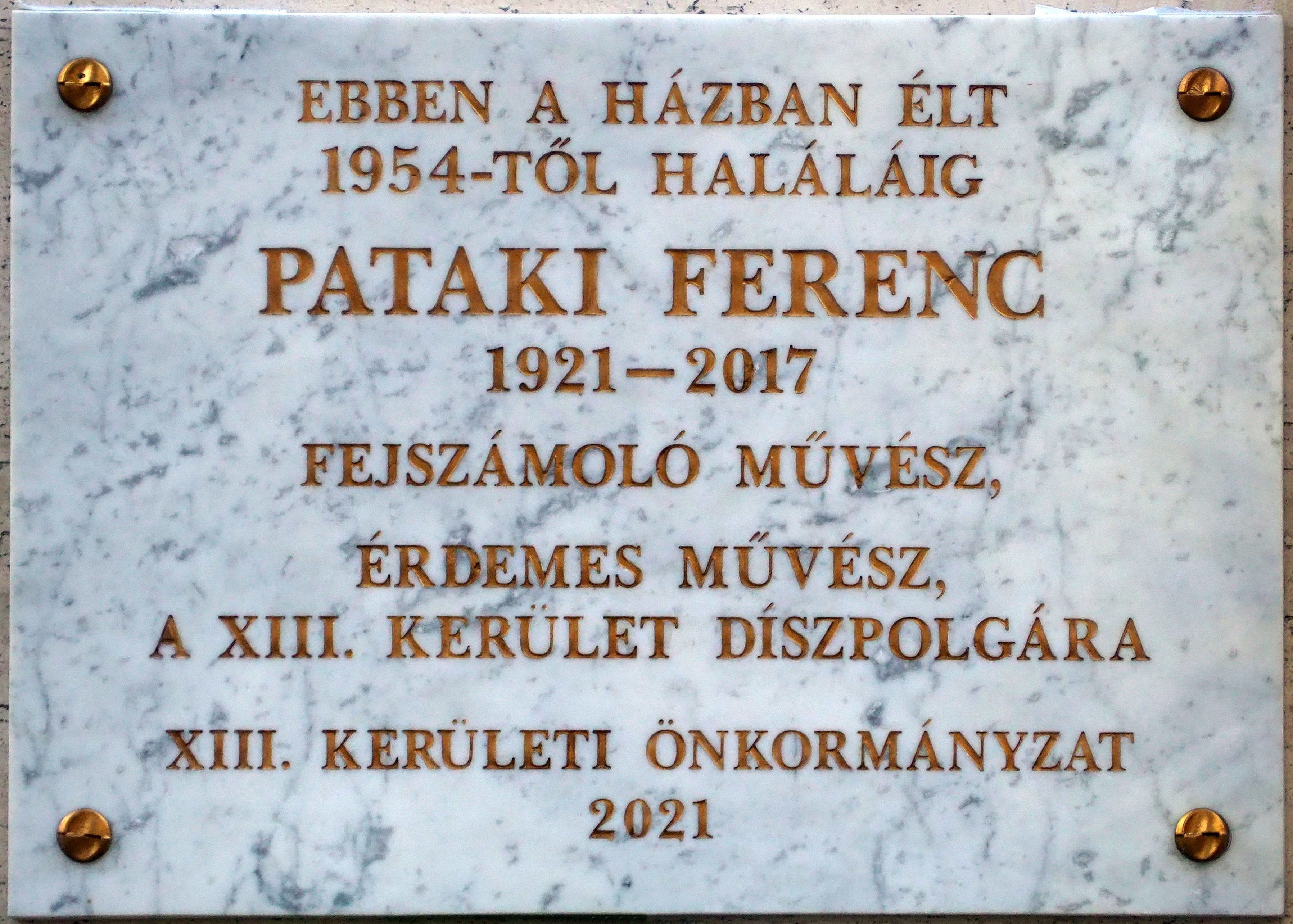
Pataki Ferenc, Pozsonyi út 43.
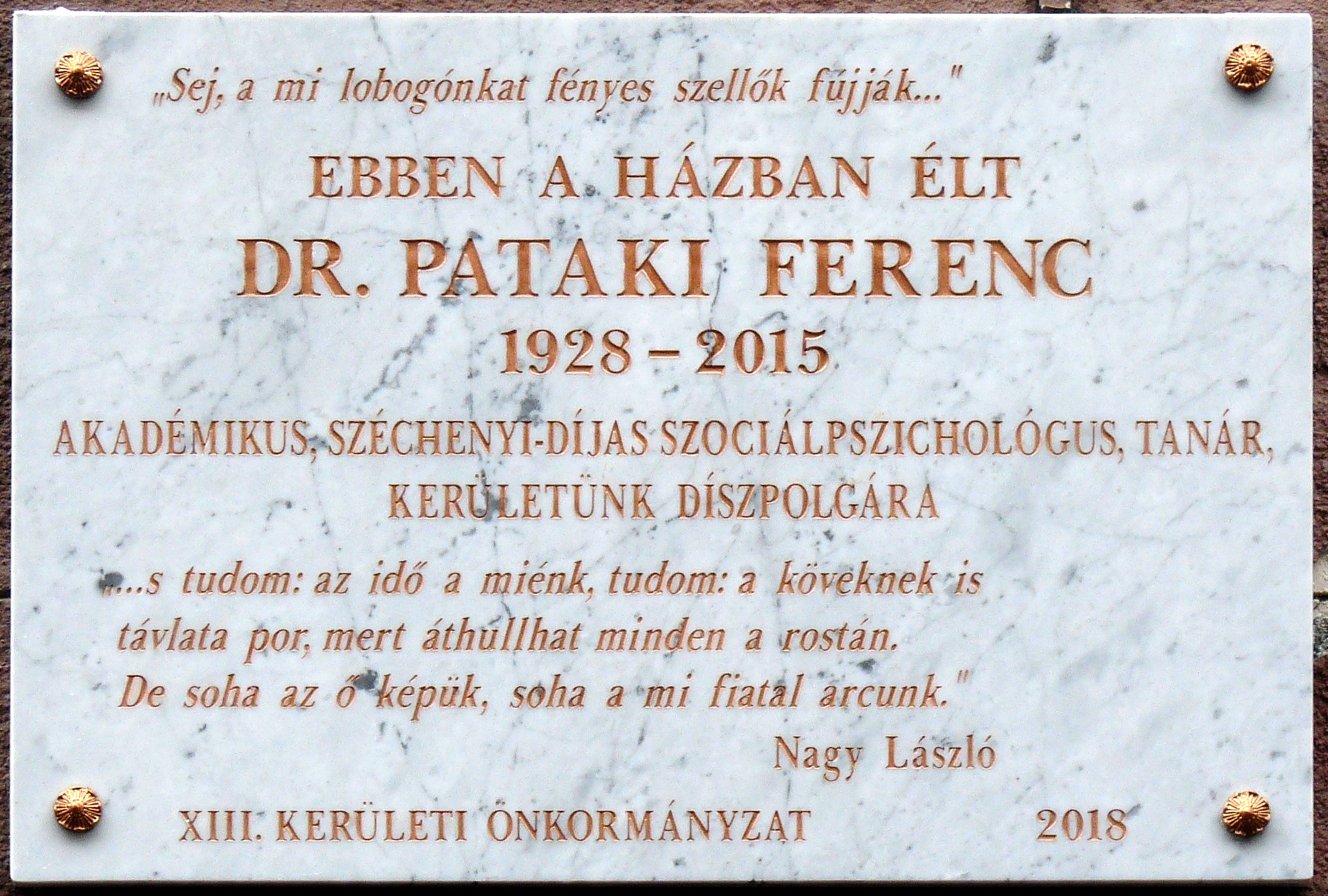
Pataki Ferenc, Hegedűs Gyula utca 20.
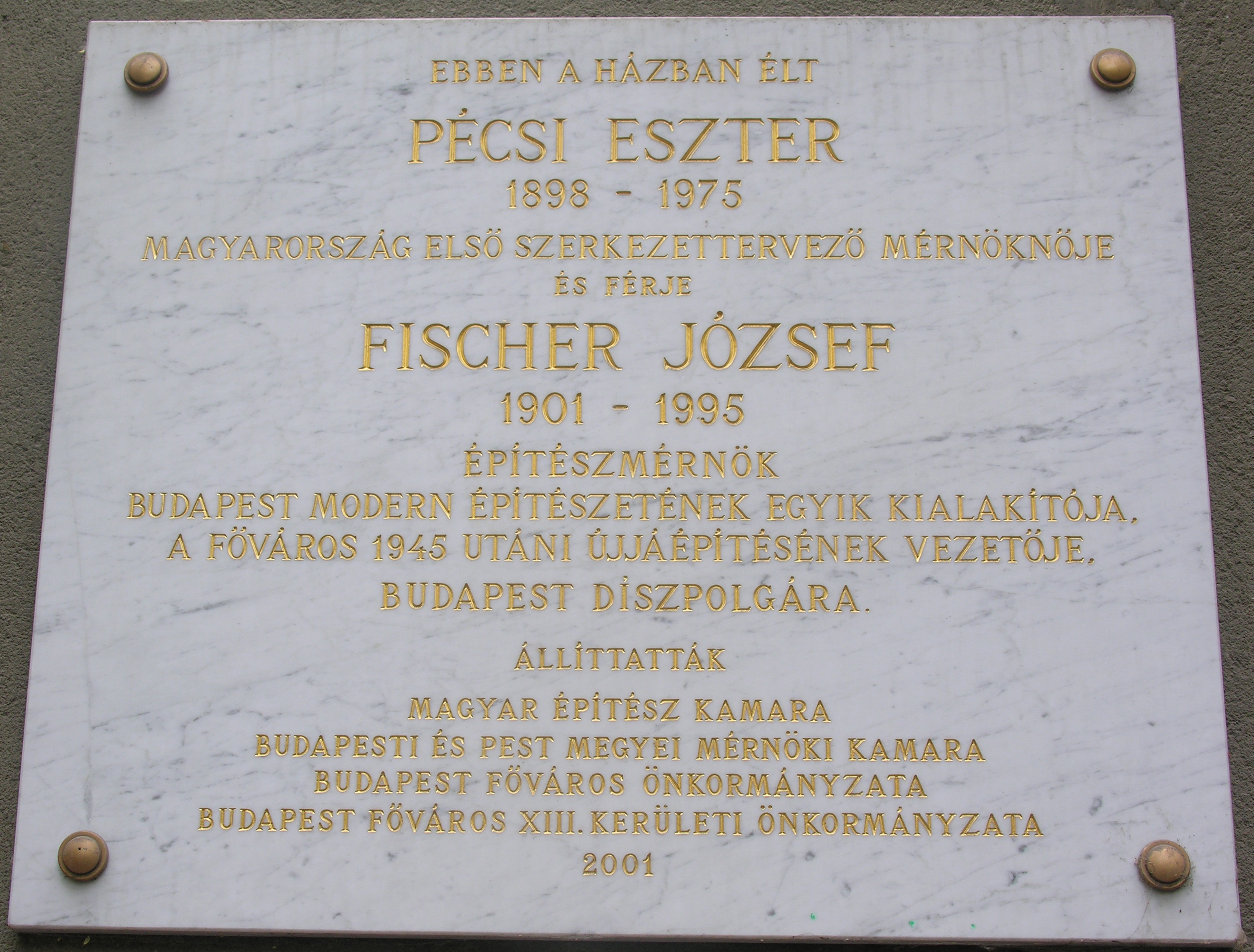
Pécsi Eszter, Szent István park 16.
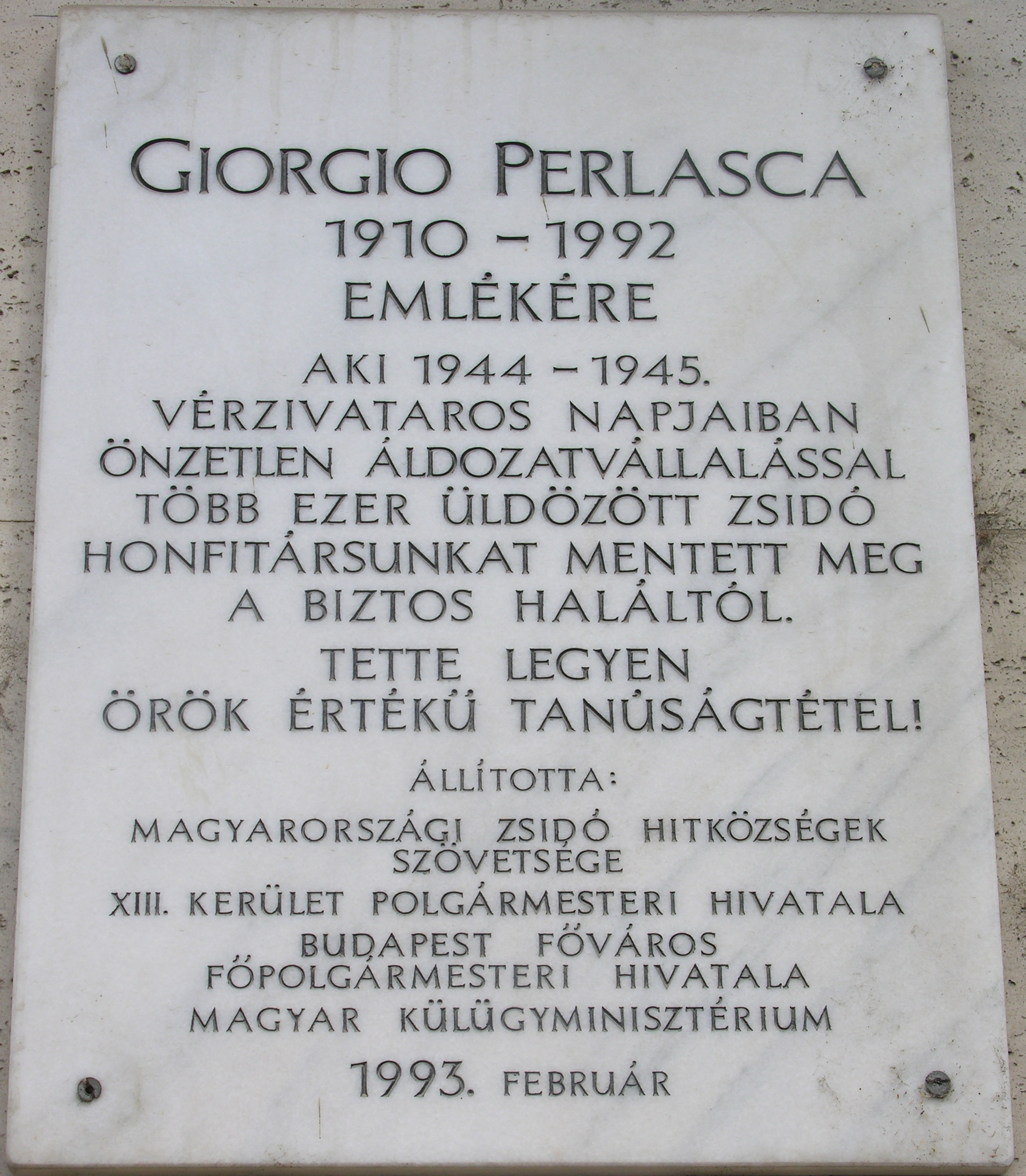
Giorgio Perlasca, Szent István park 35.
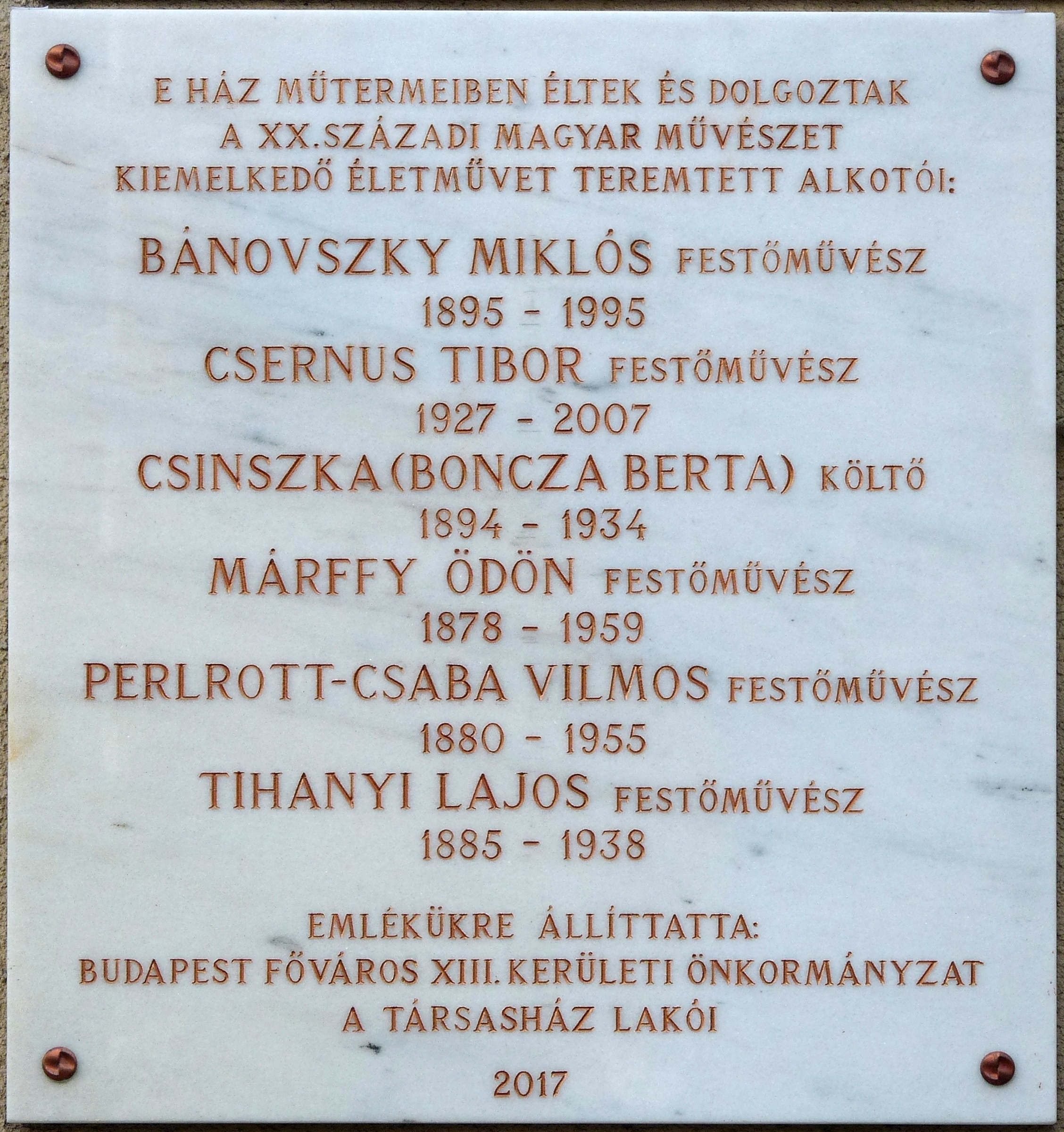
Perlrott-Csaba Vilmos, Dráva utca 12.
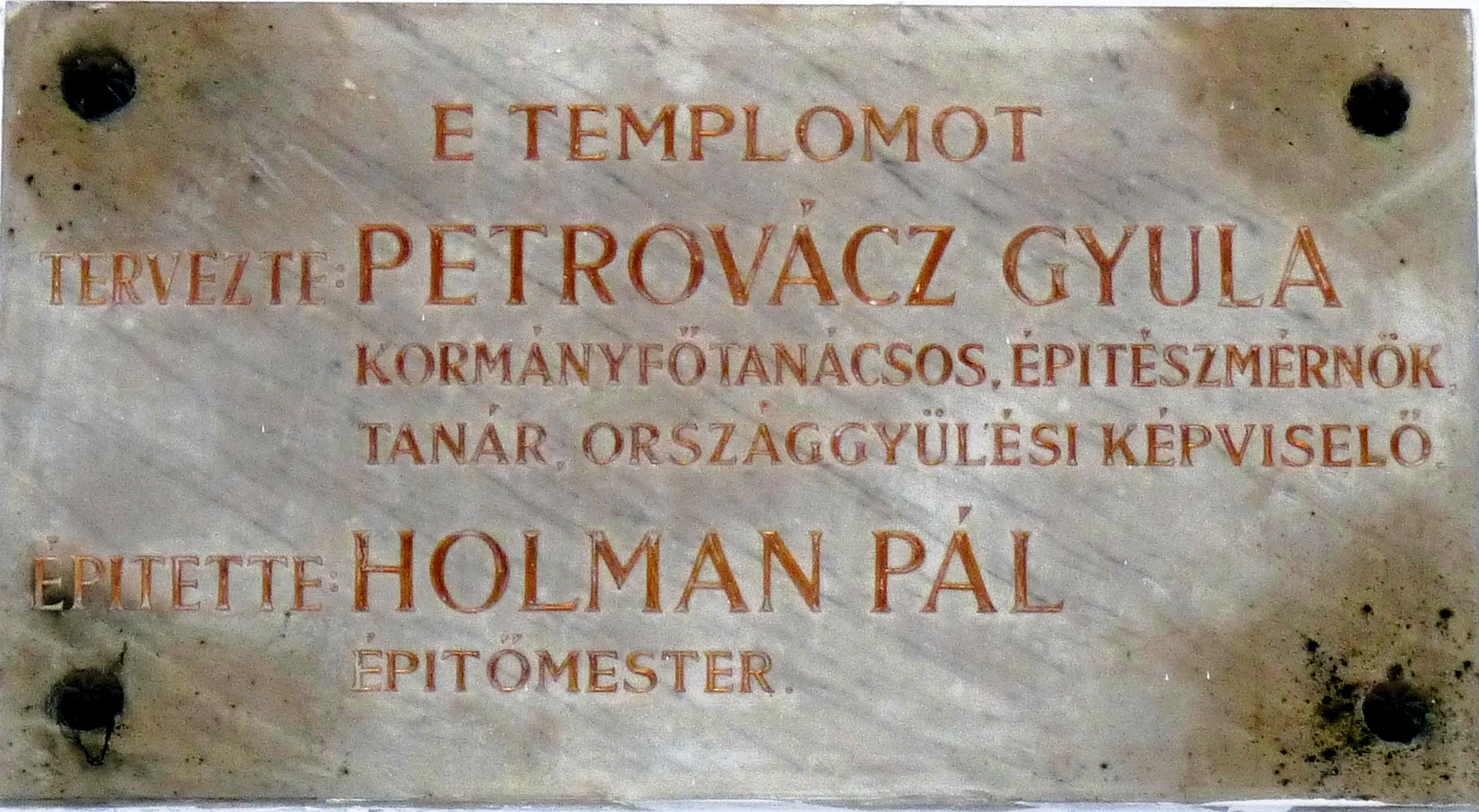
Petrovácz Gyula, Béke tér 1/a.
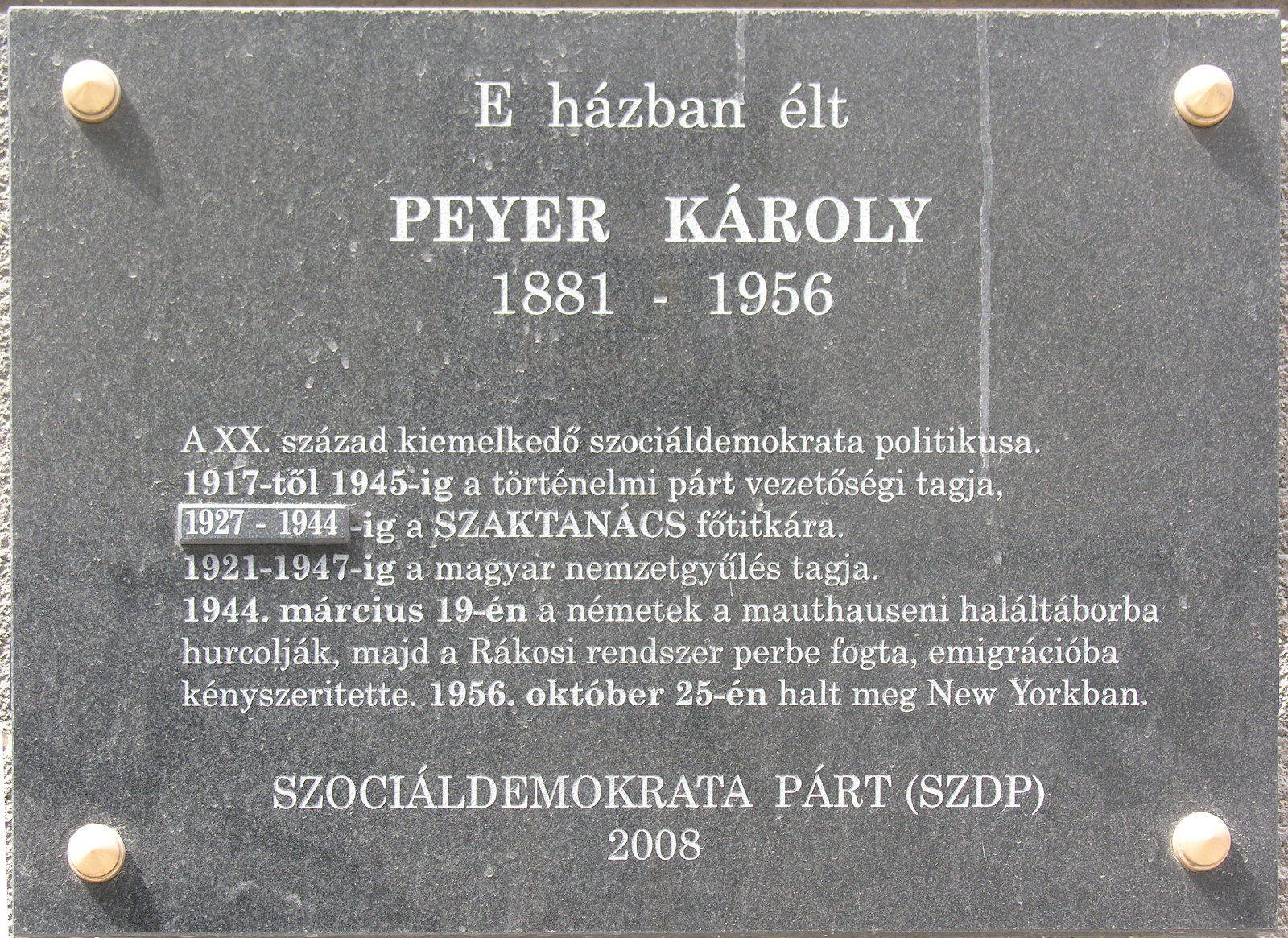
Peyer Károly, Tátra utca 20/b
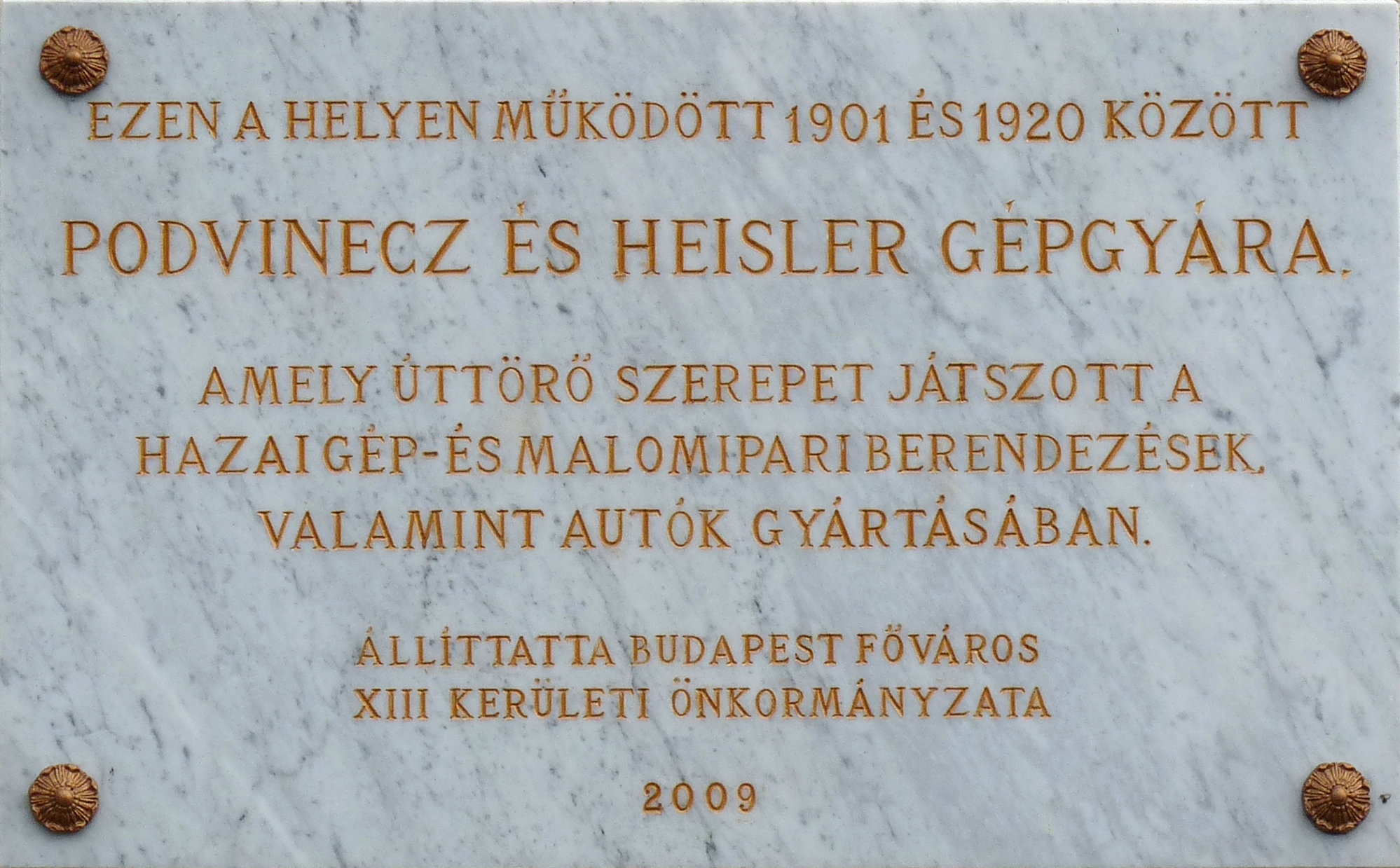
Podvinecz és Heisler Gépgyár, Váci út 143.
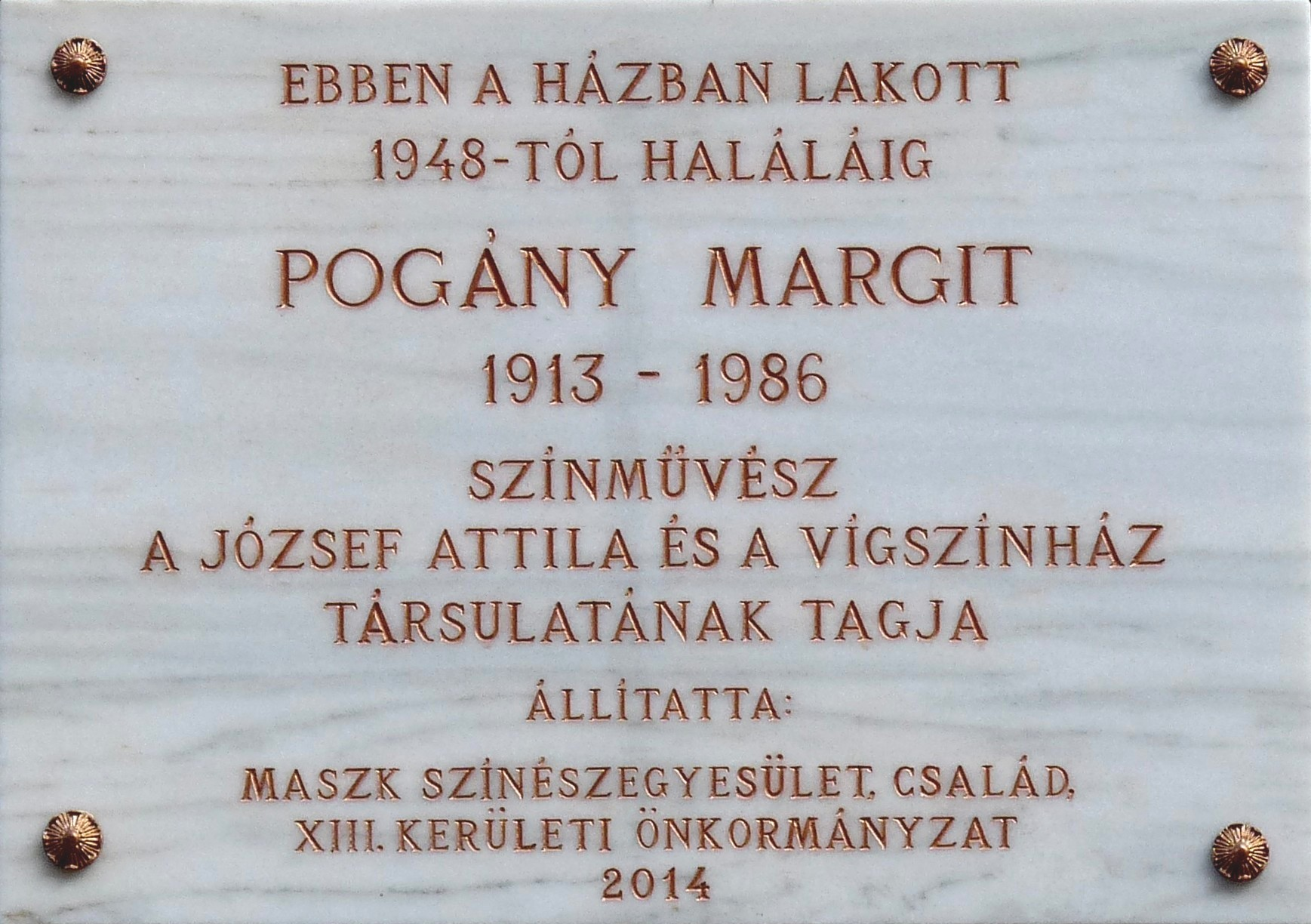
Pogány Margit, Tátra utca 31.
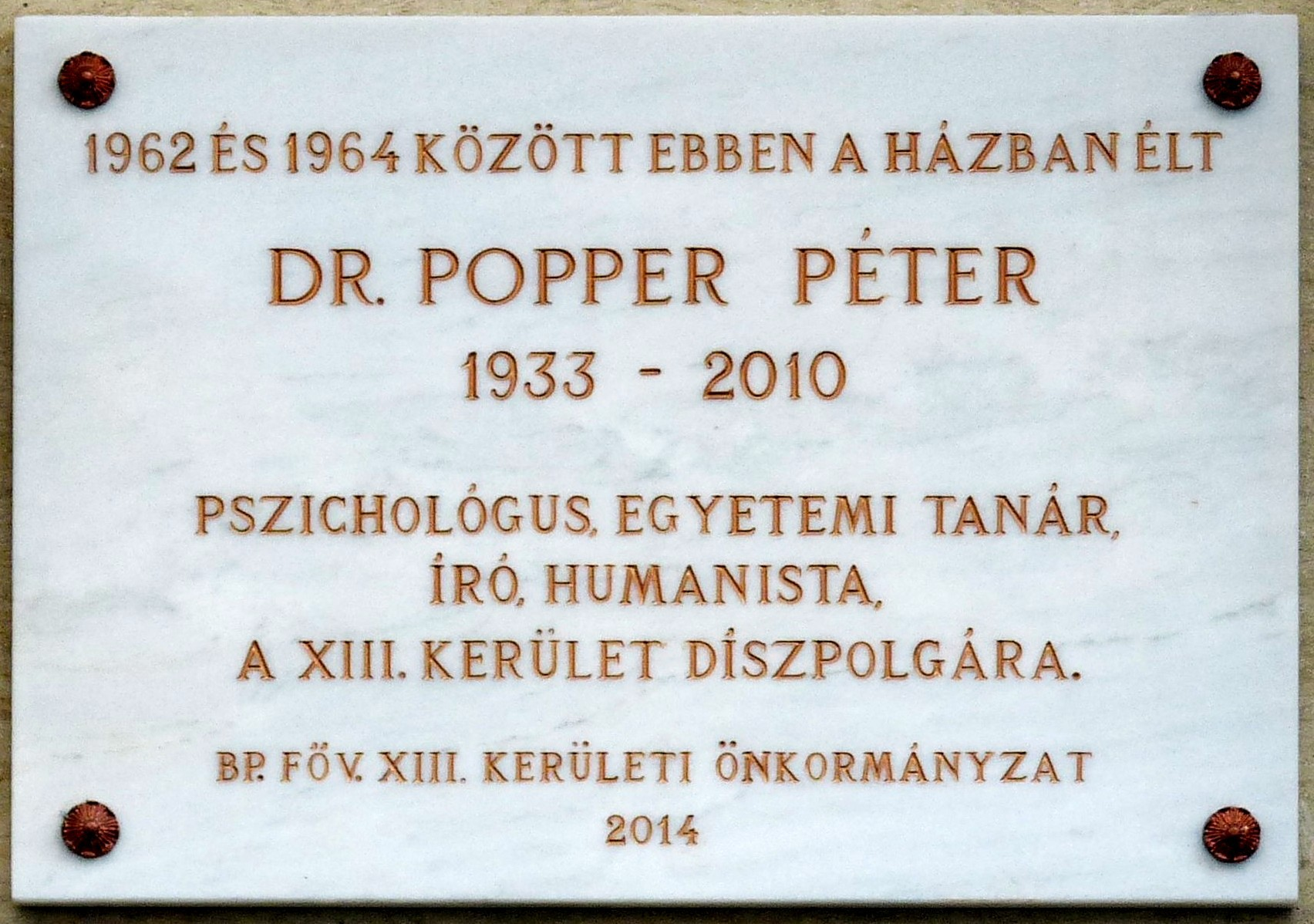
Popper Péter, Csanády utca 22.
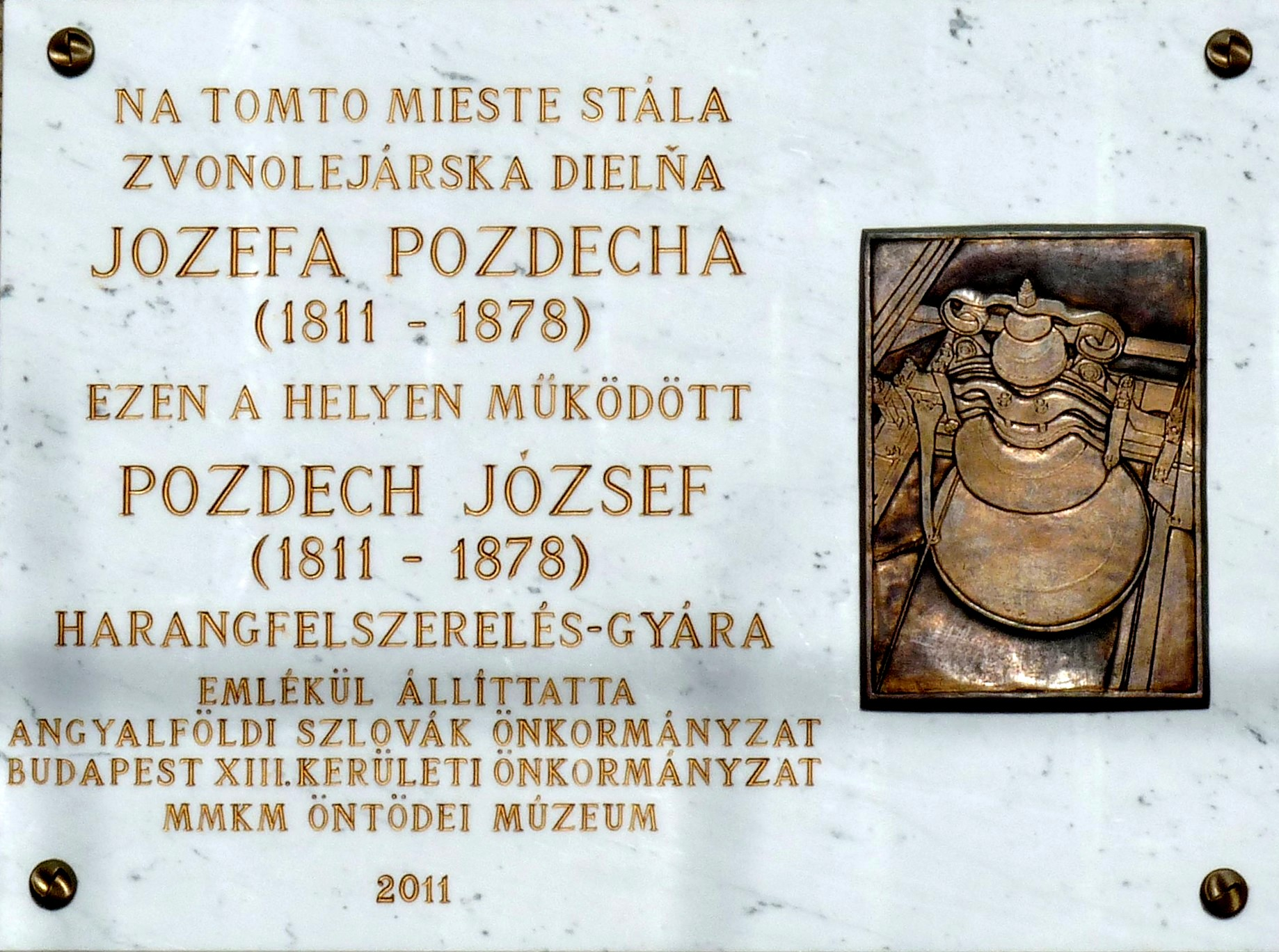
Pozdech József harangfelszerelés-gyára, Lehel utca 6. alkotó: Márkus Péter
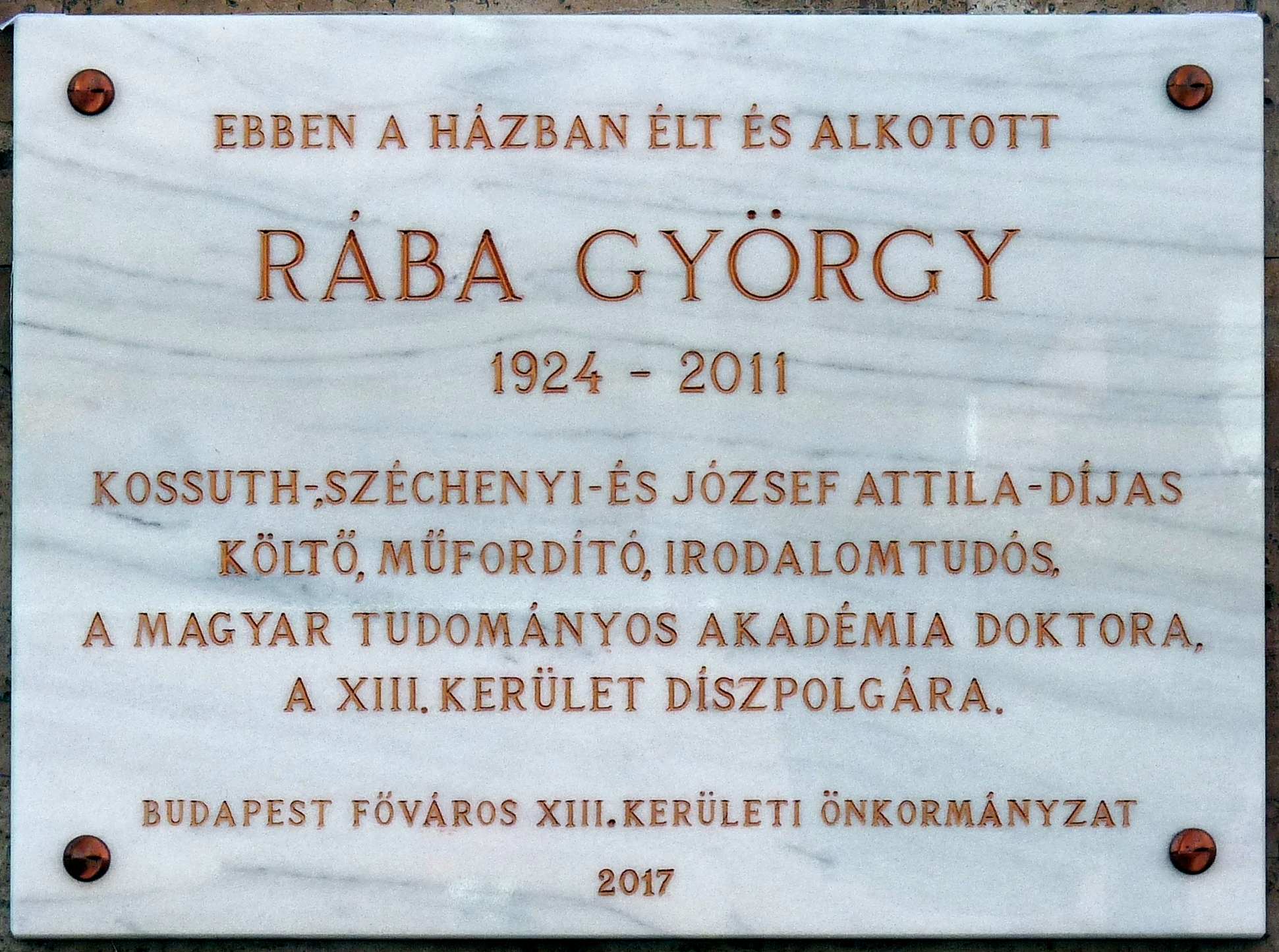
Rába György, Pannónia utca 44.
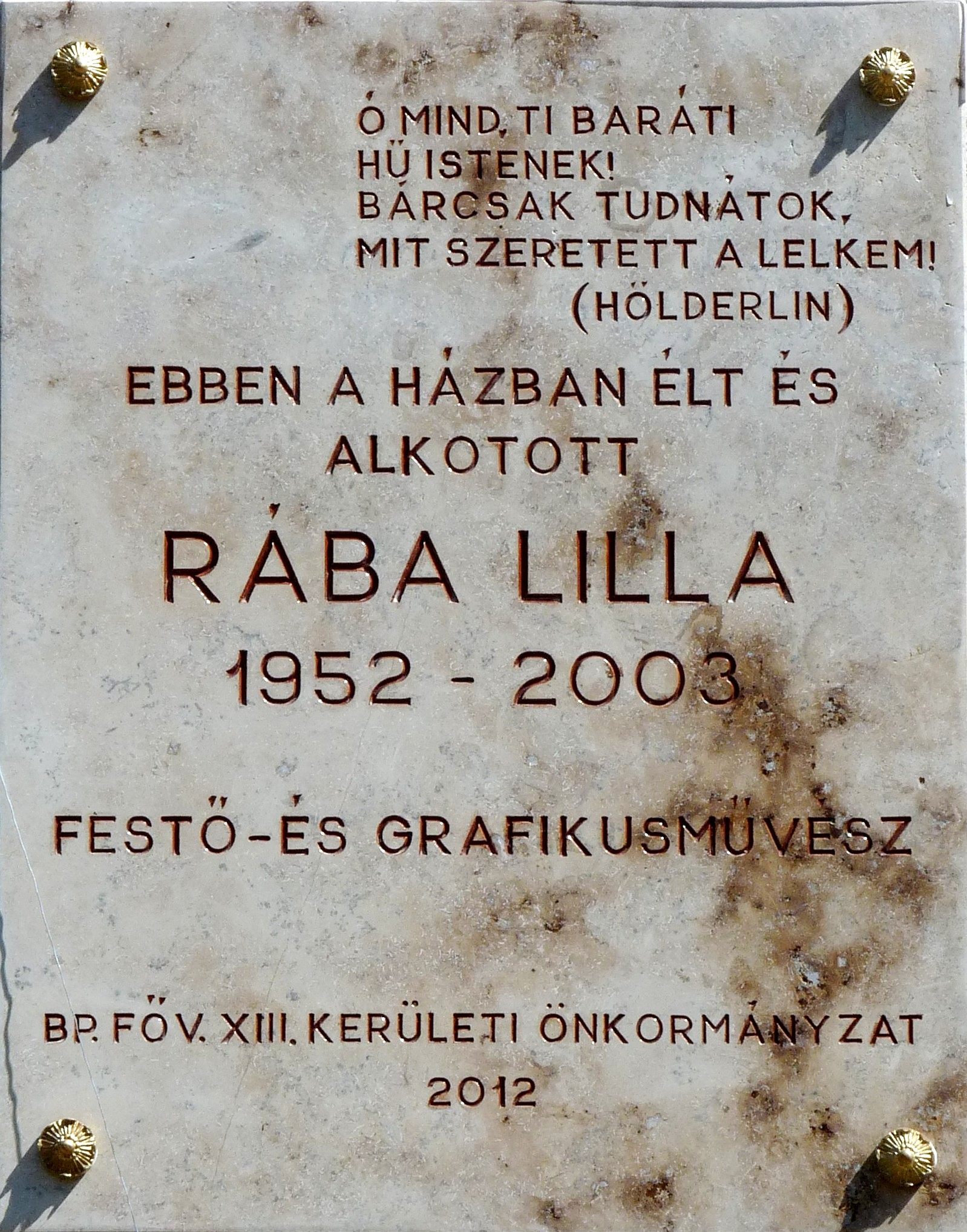
Rába Lilla, Jászai Mari tér 5.
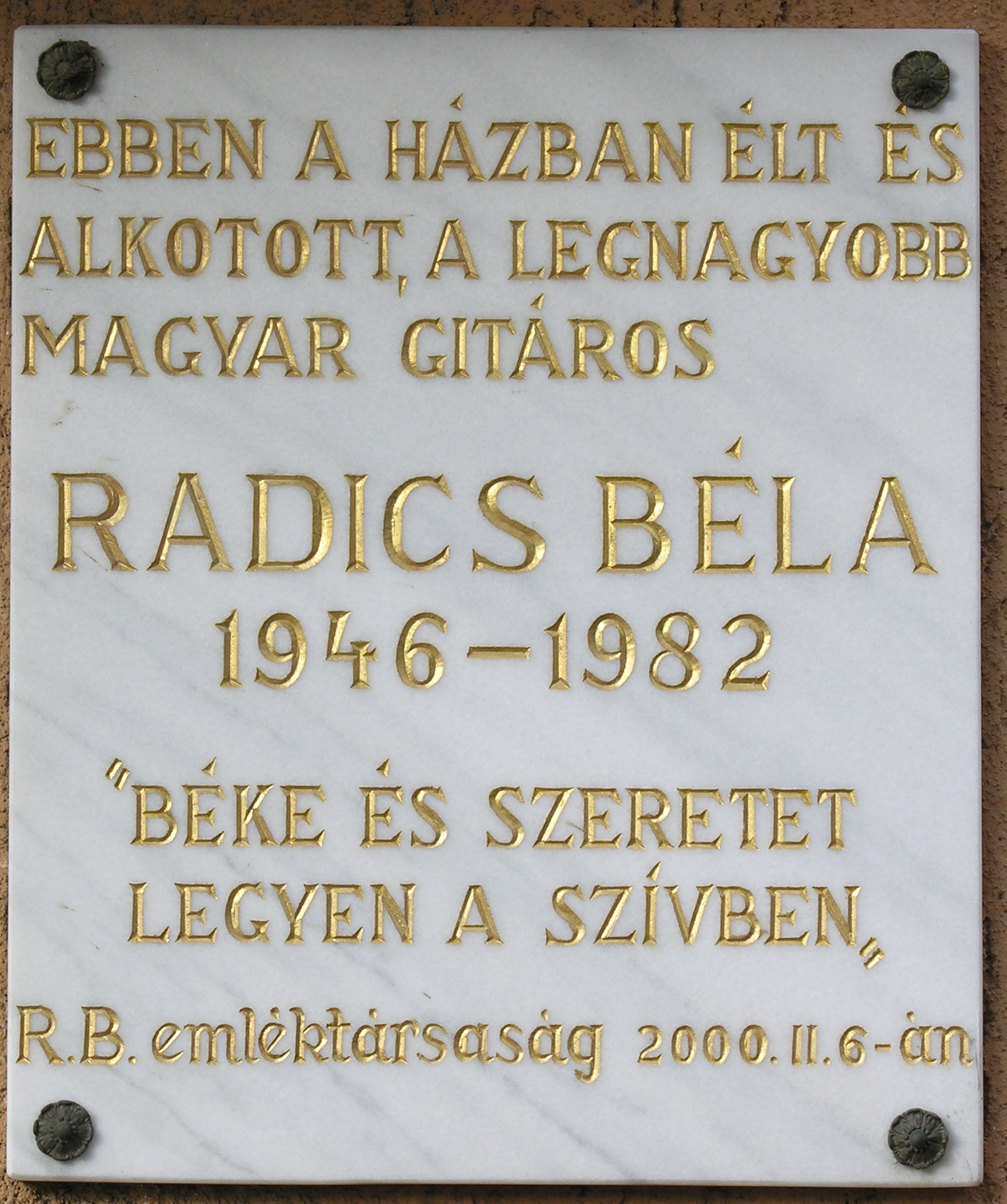
Radics Béla, Gyöngyösi utca 47.
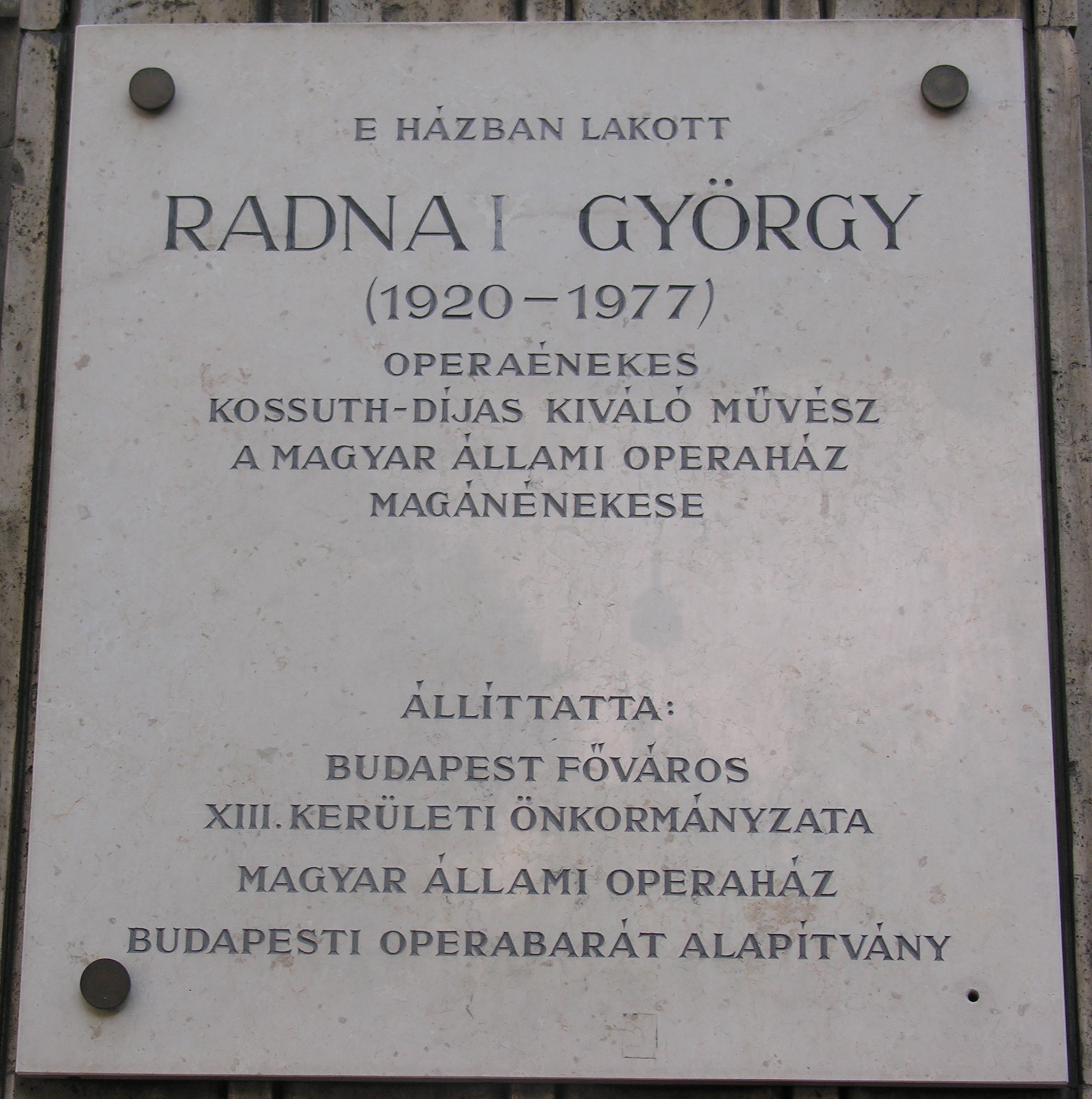
Radnai György, Jászai Mari tér 4/a
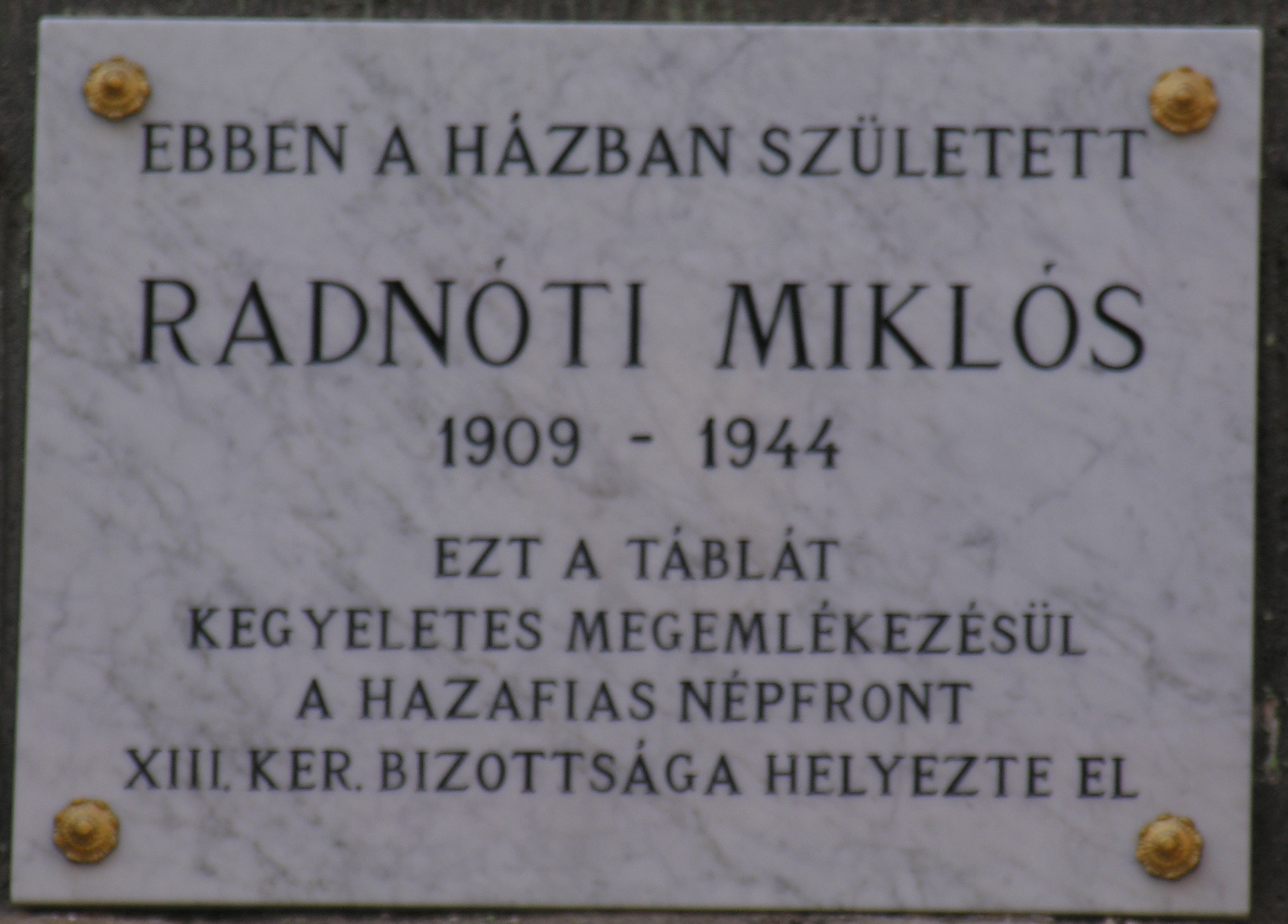
Radnóti Miklós, Kádár utca 8.
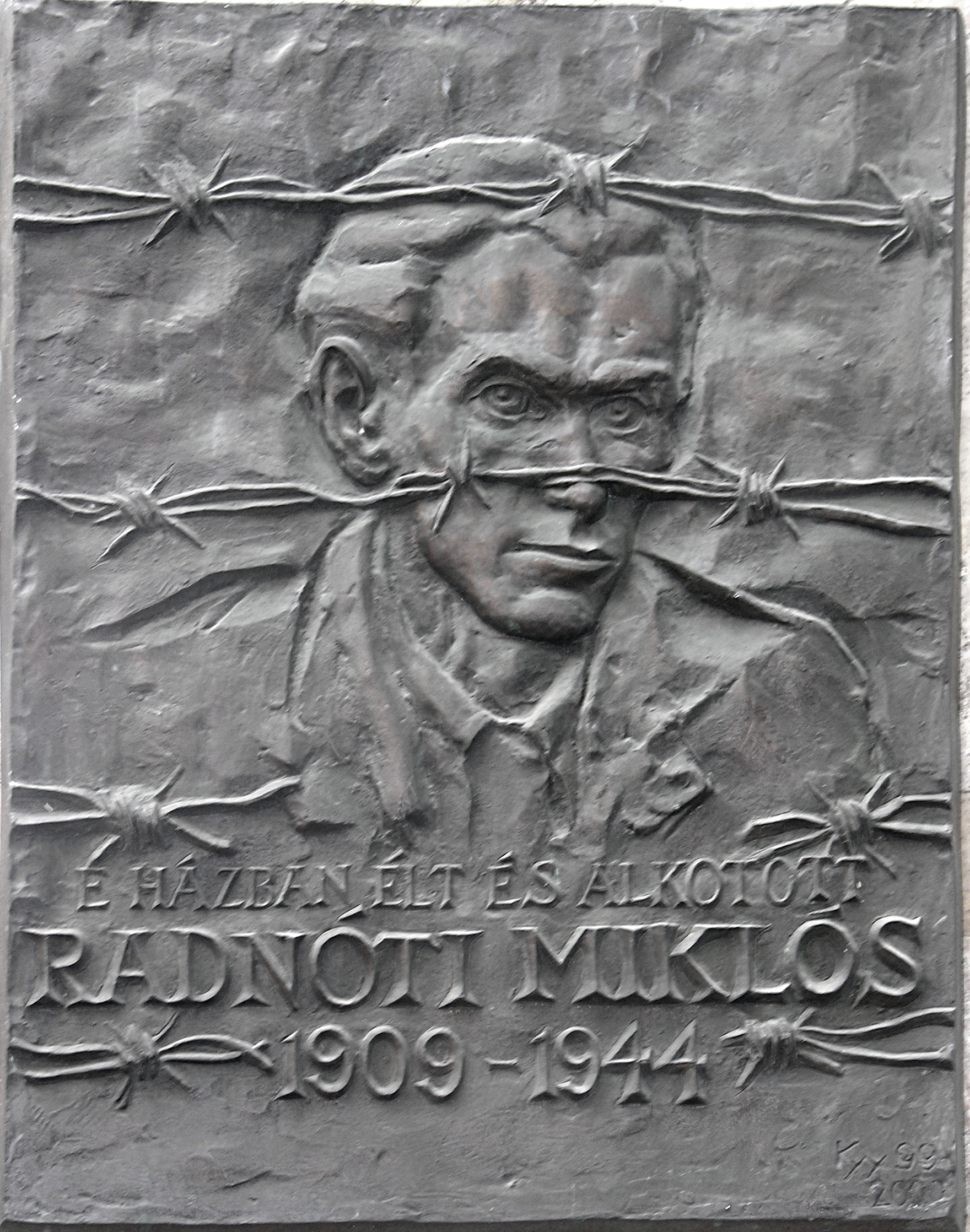
Radnóti Miklós, Pozsonyi út 1. alkotó: Kiss György
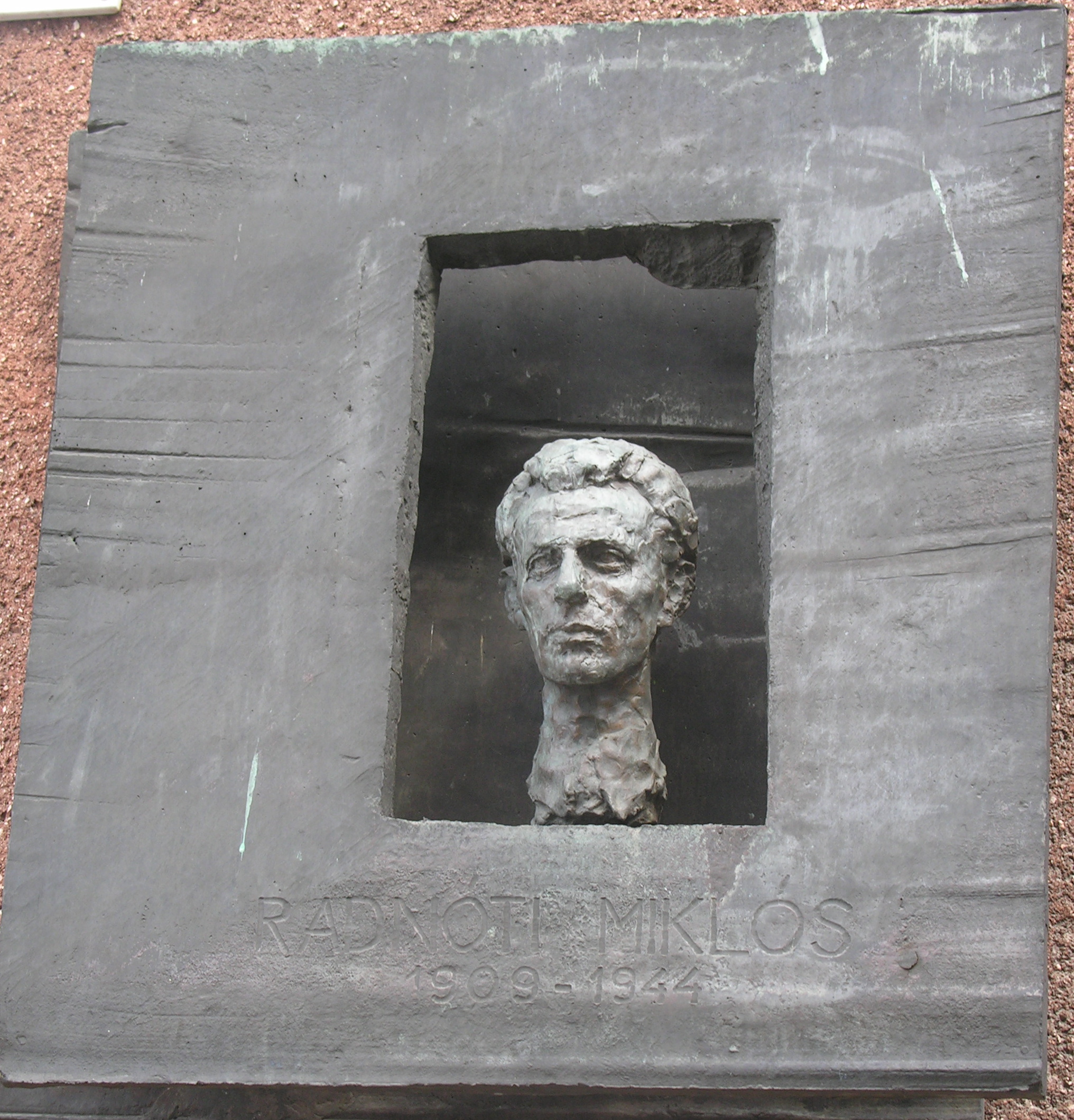
Radnóti Miklós, Radnóti Miklós utca 45. alkotó: Schaár Erzsébet
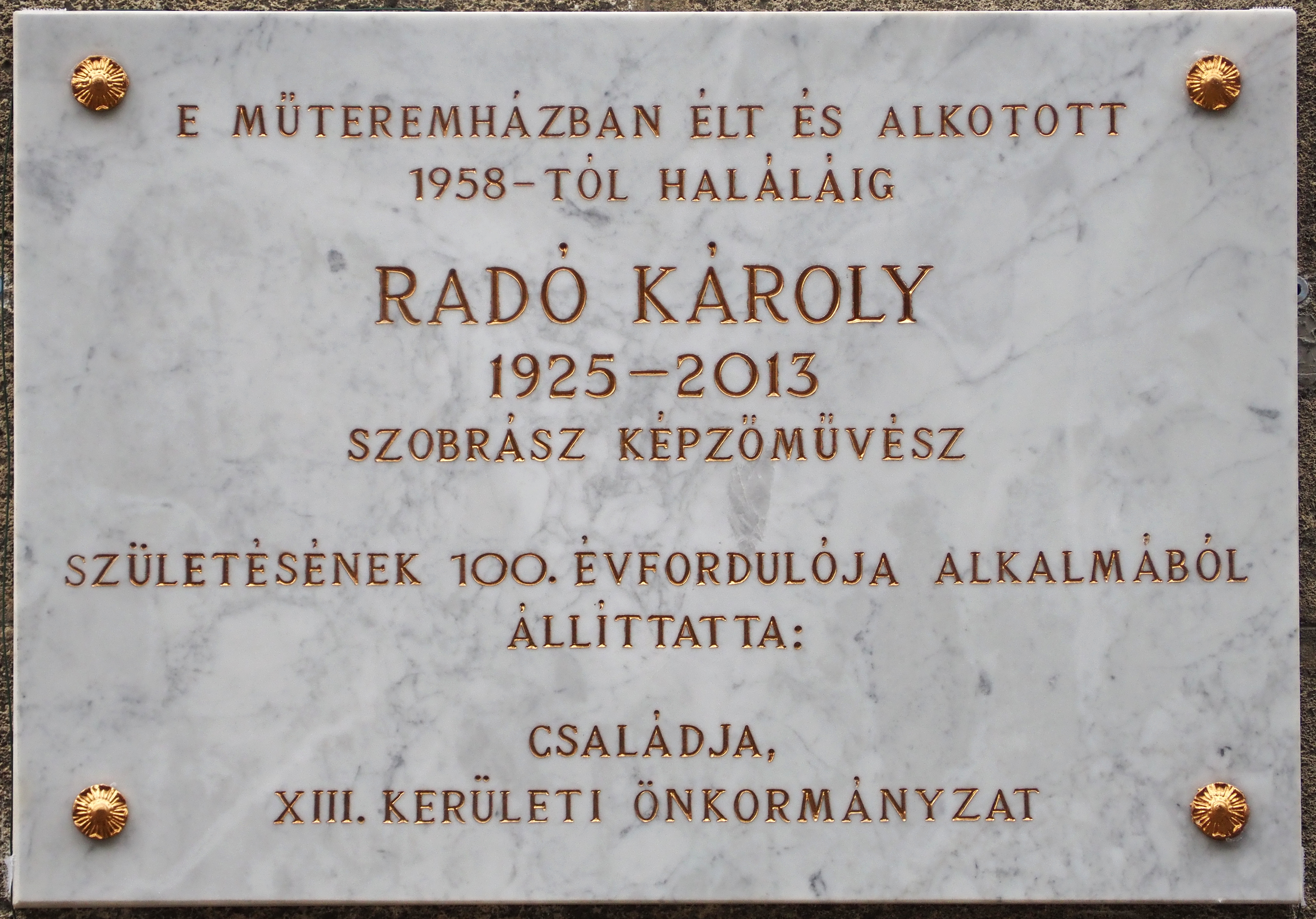
Radó Károly Máglya köz 2.
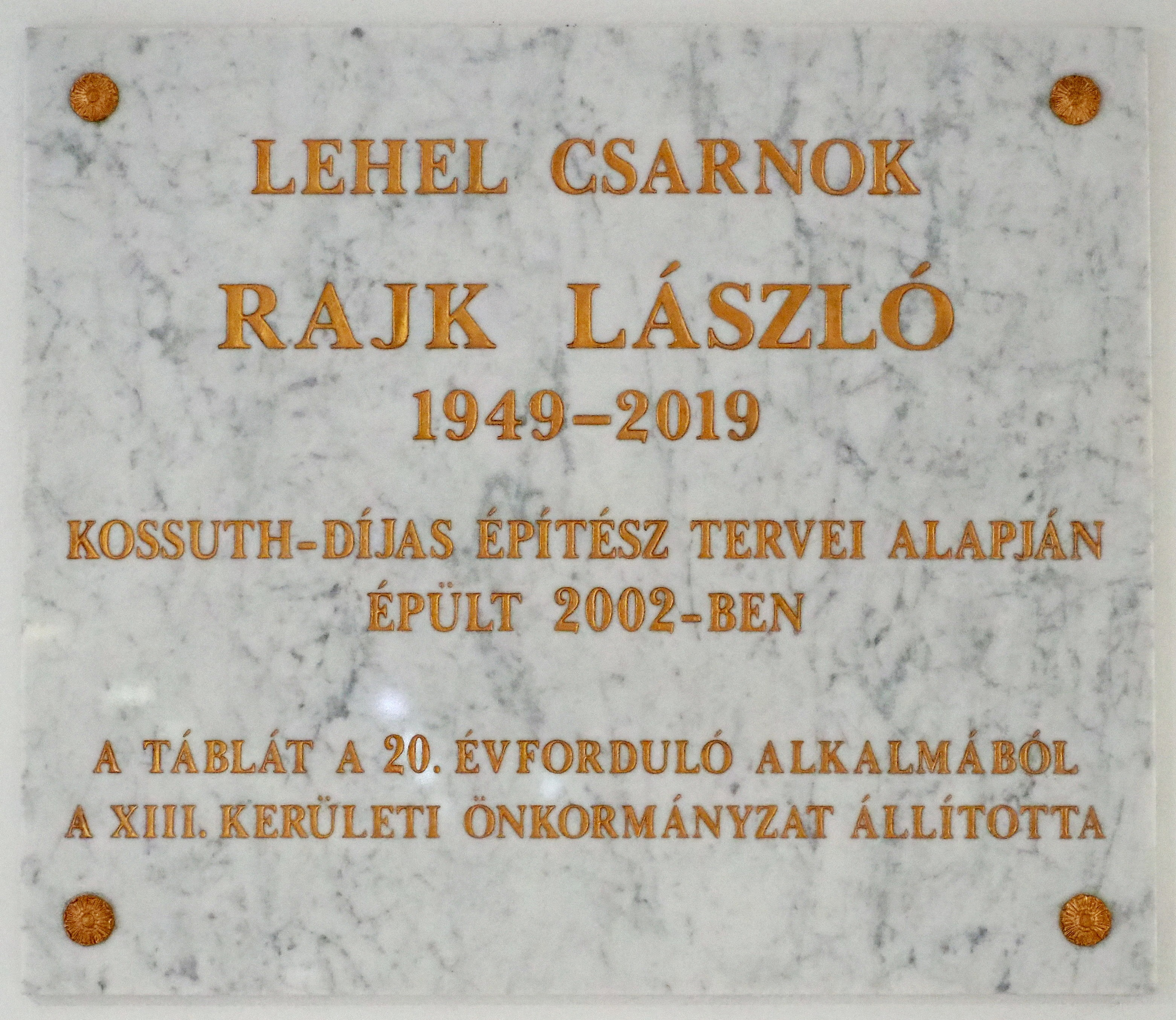
ifj. Rajk László Váci út 9–15.
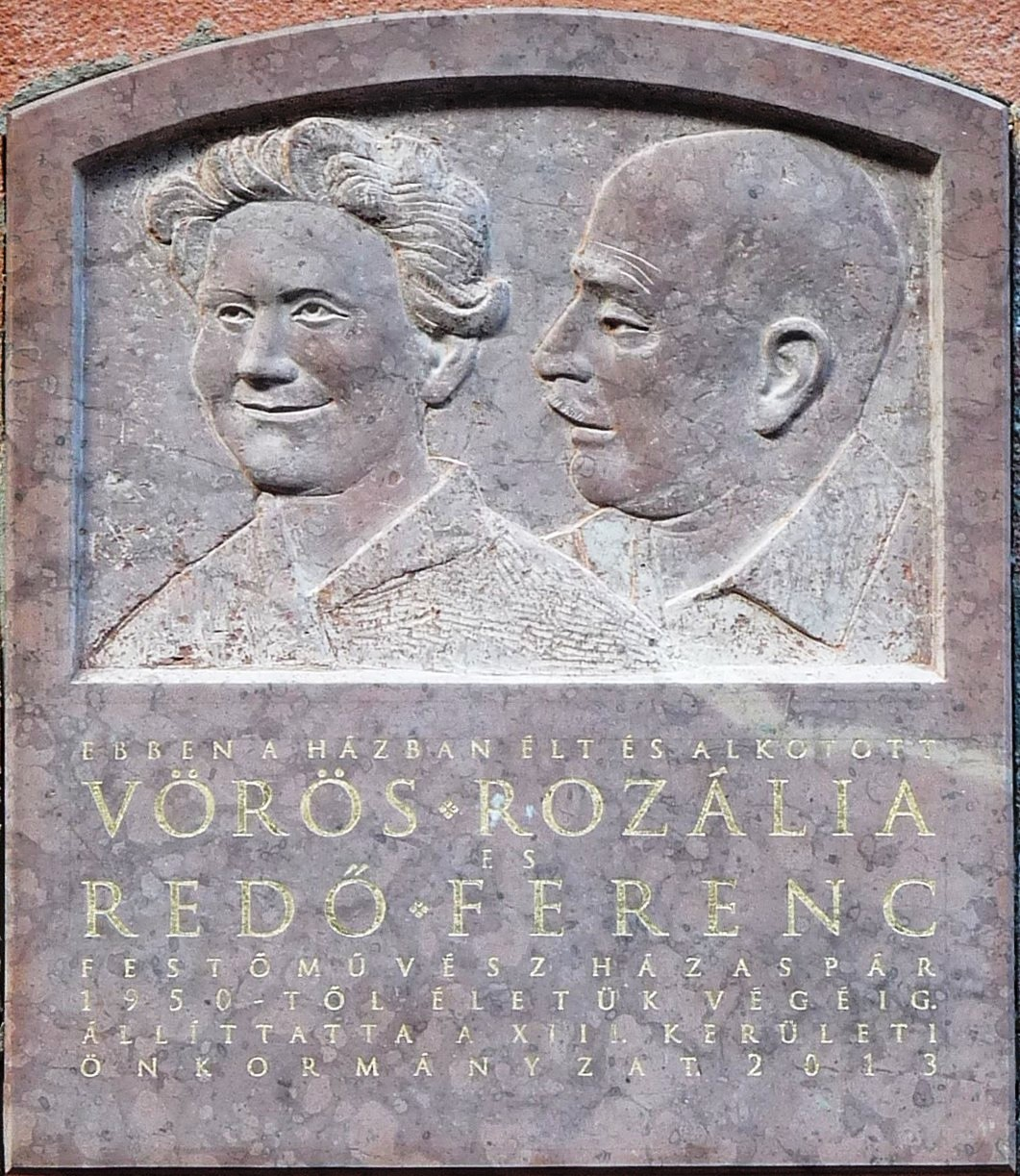
Redő Ferenc, Csanády utca 5. alkotó: Kotormán Norbert
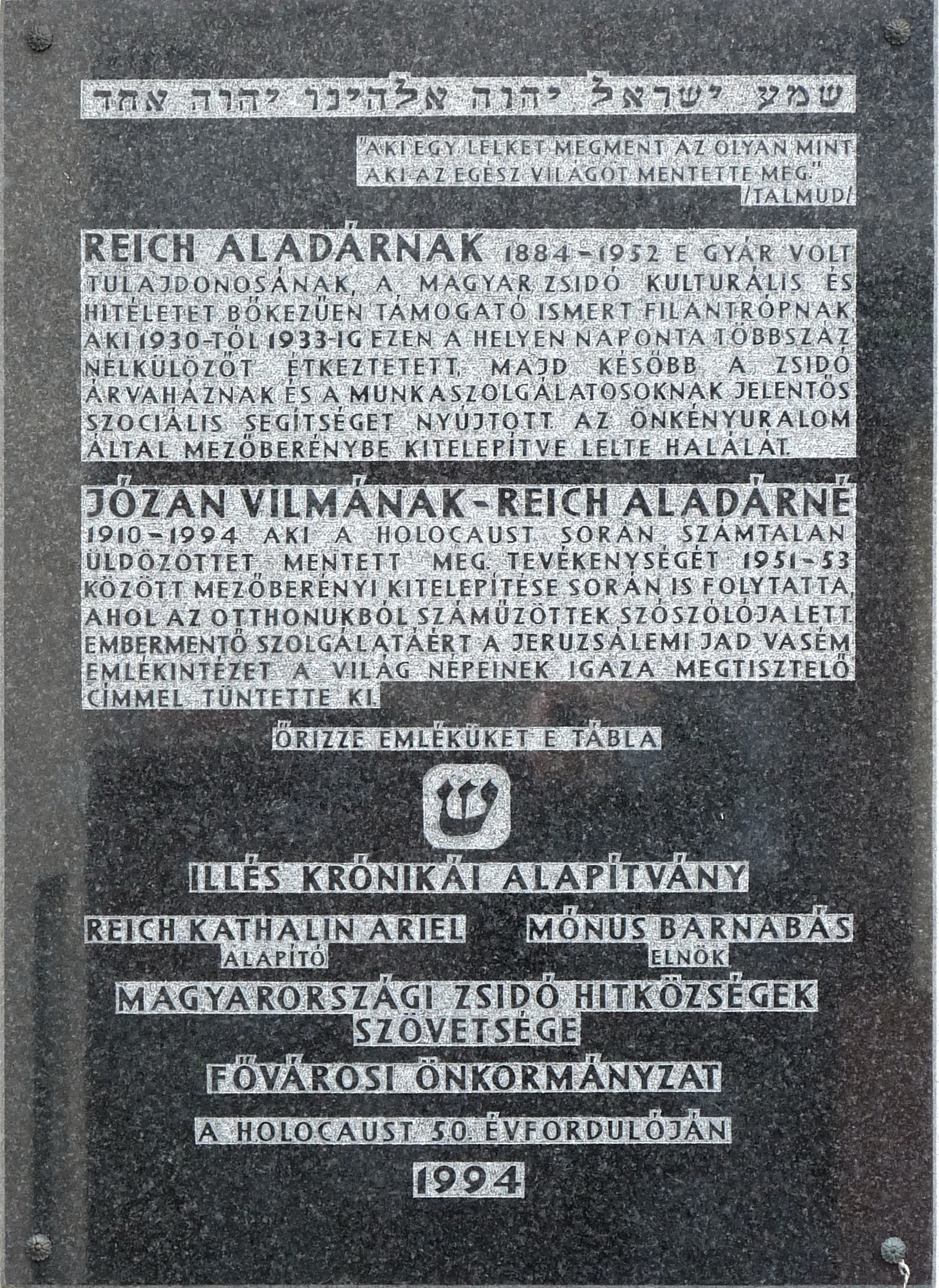
Reich Aladár Dózsa György út 55.
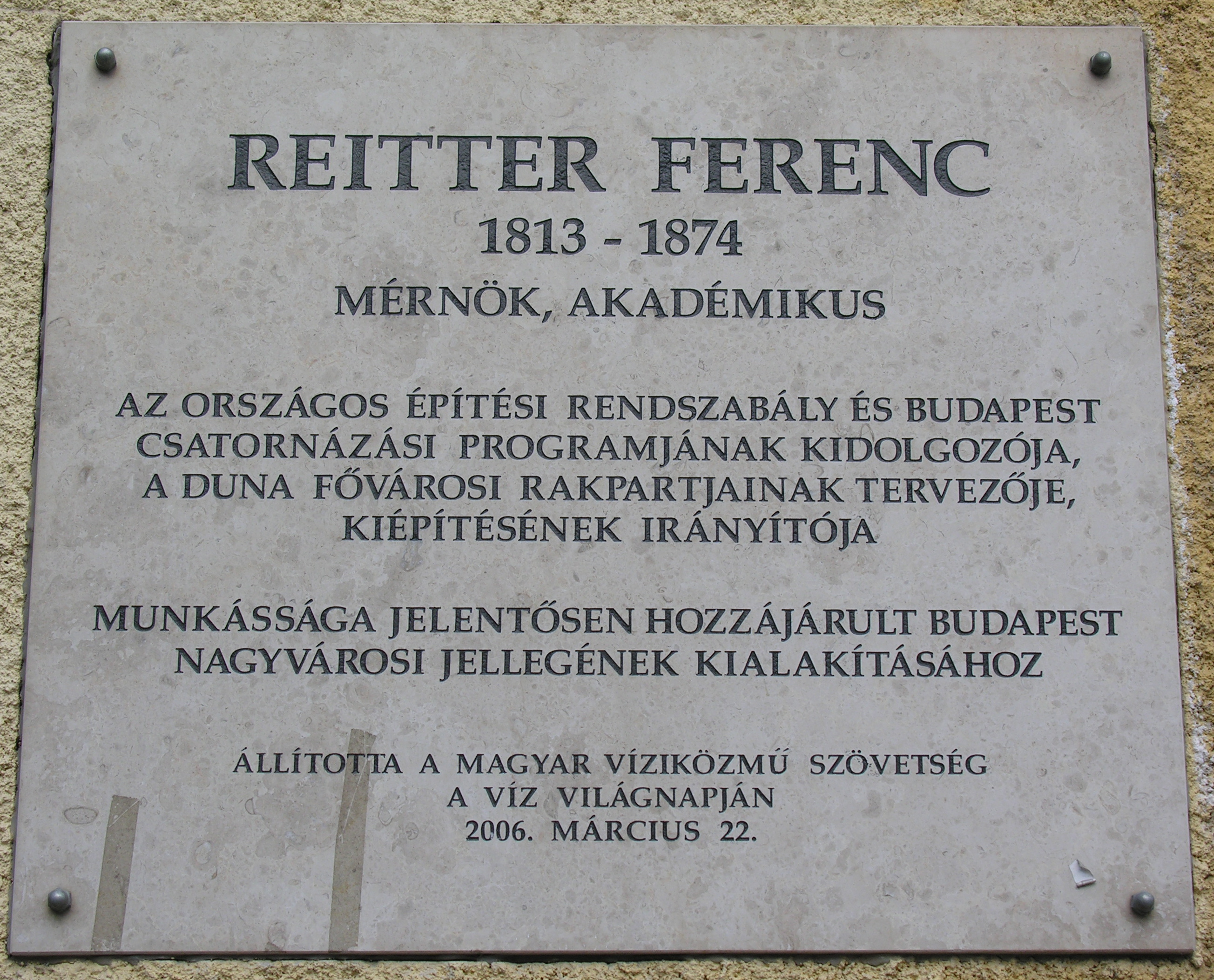
Reitter Ferenc, Reitter Ferenc utca 1.
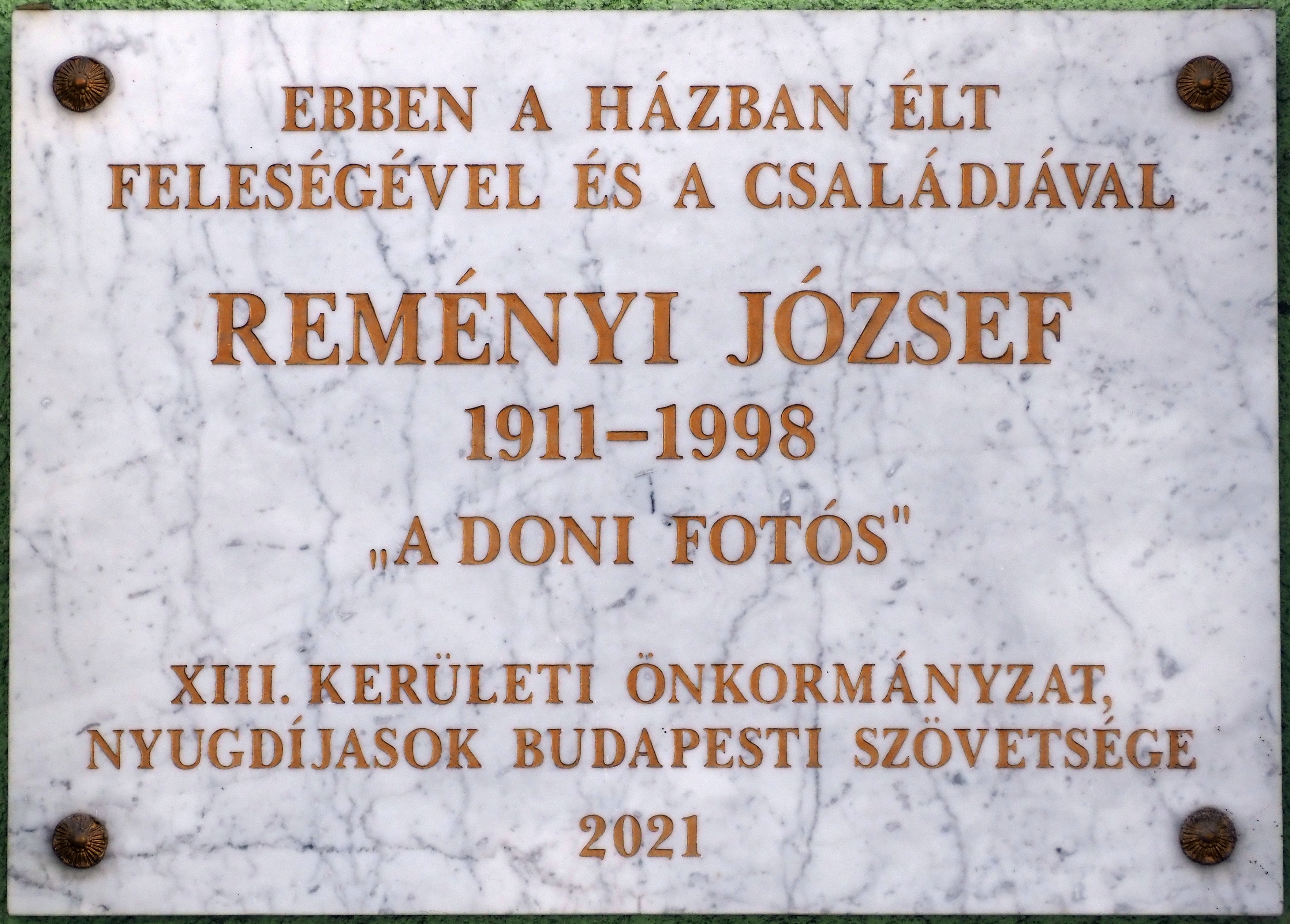
Reményi József, Kresz Géza utca 36.
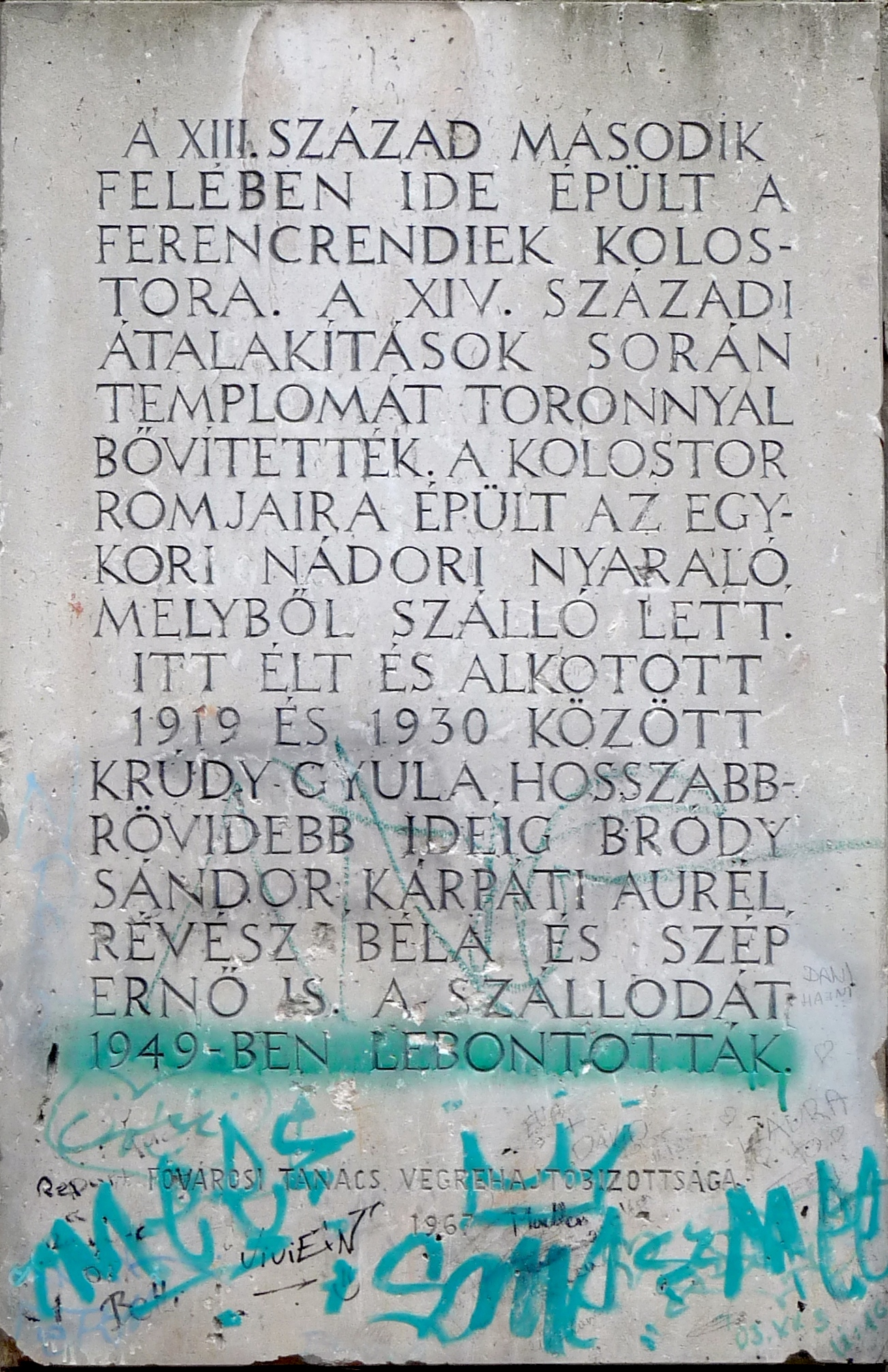
Révész Béla, Margit-sziget
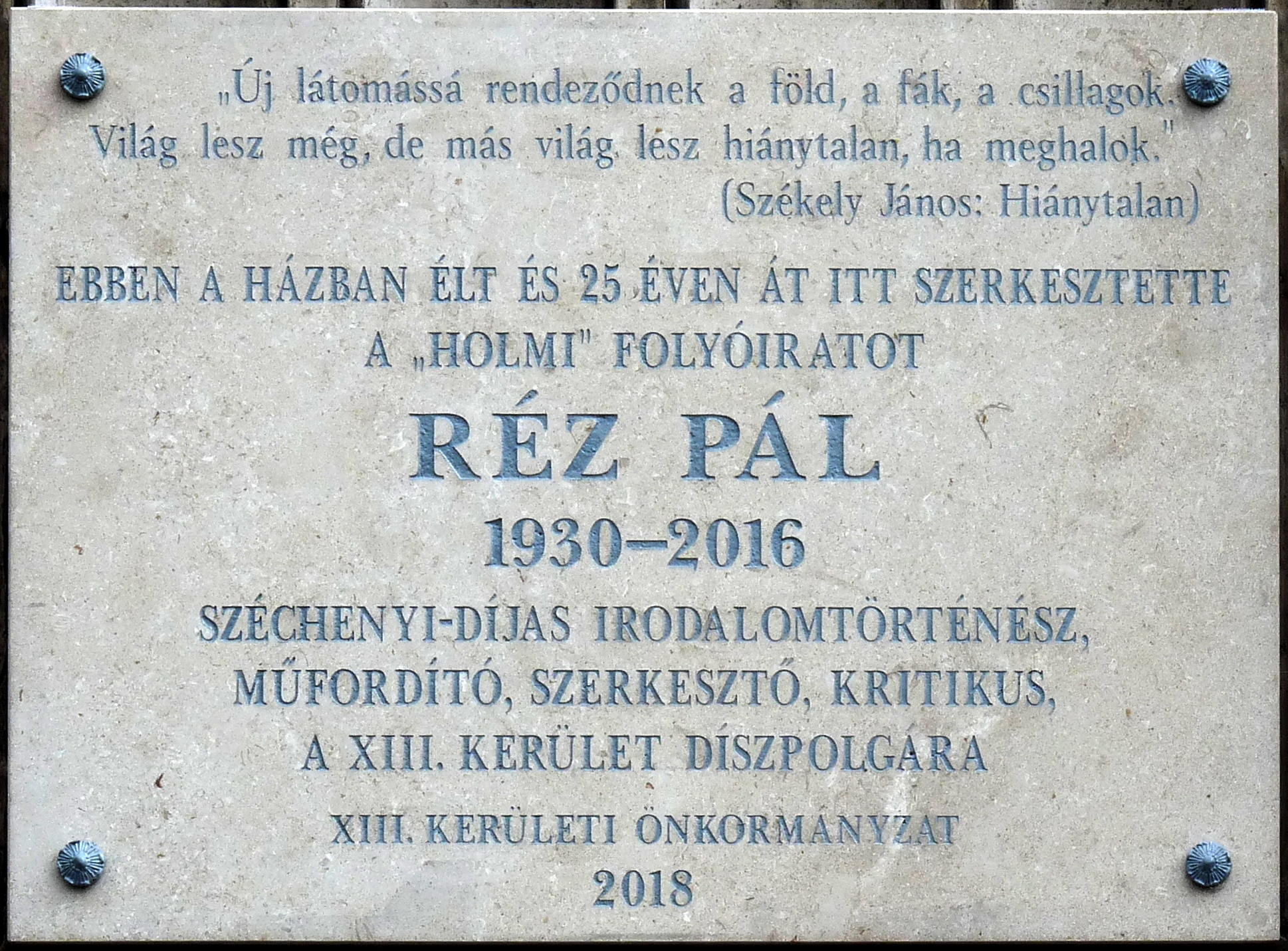
Réz Pál Jászai Mari tér 4/a.
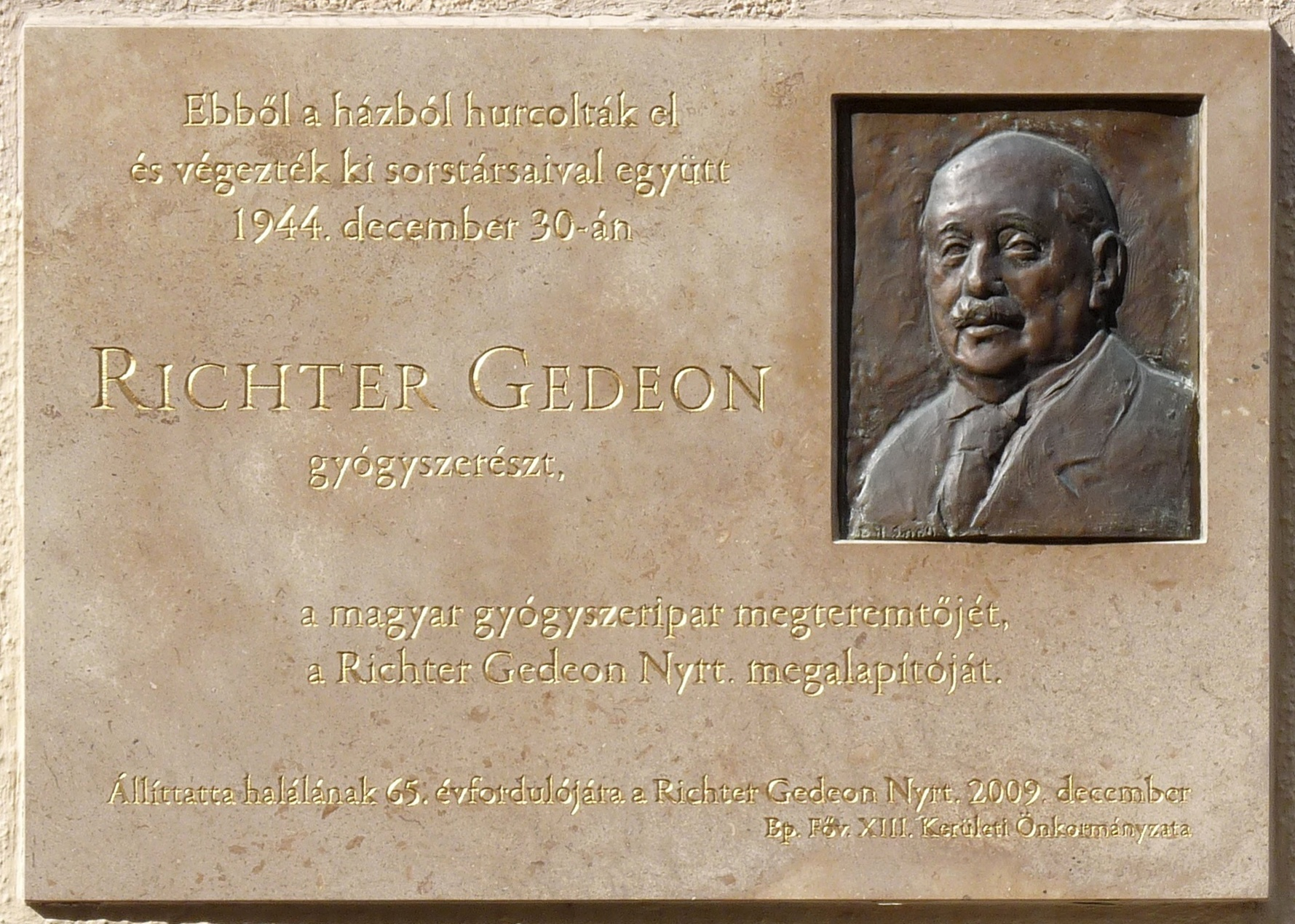
Richter Gedeon, Katona József utca 21. alkotó: Buda István
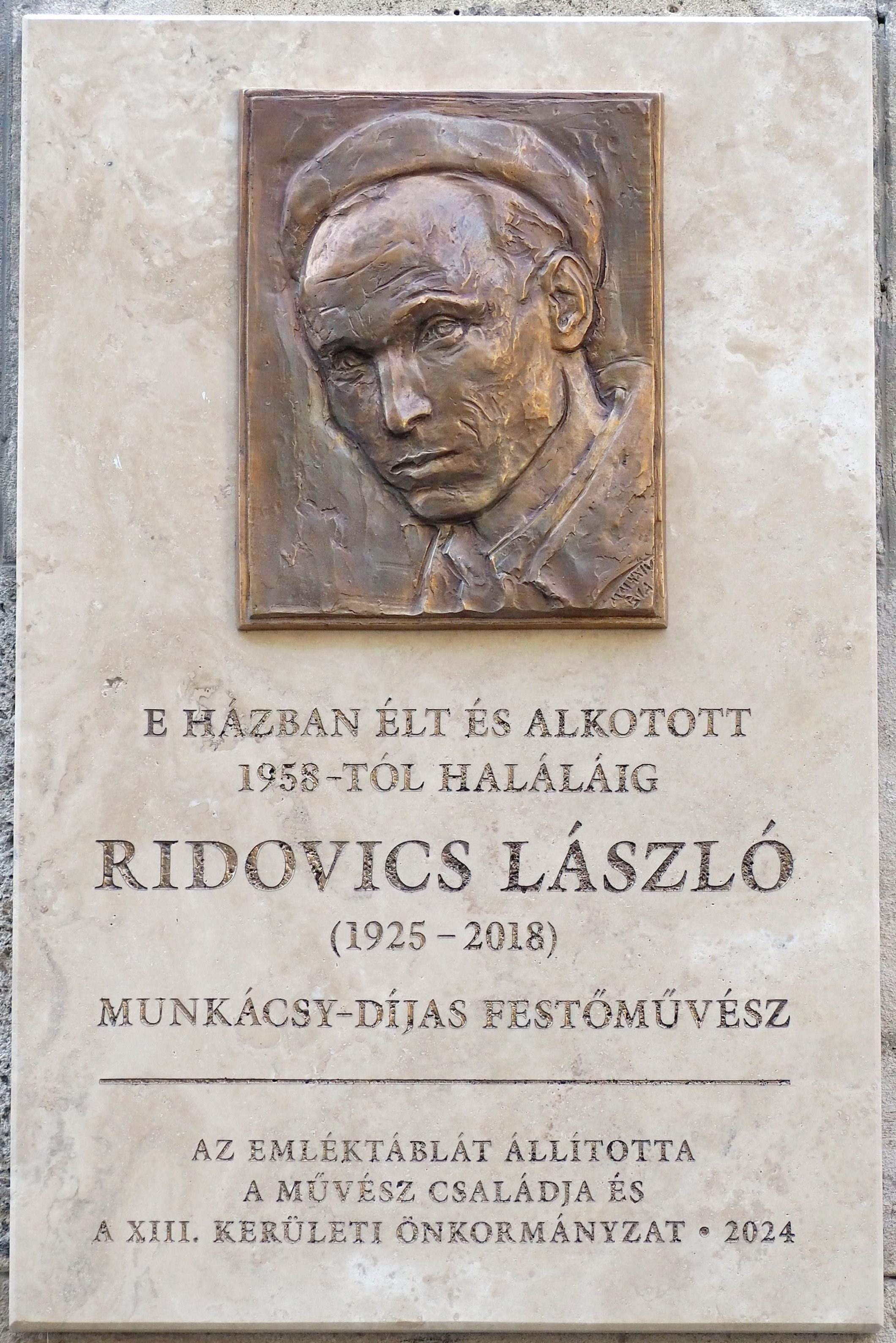
Ridovics László, Máglya köz 2. alkotó: Buda István
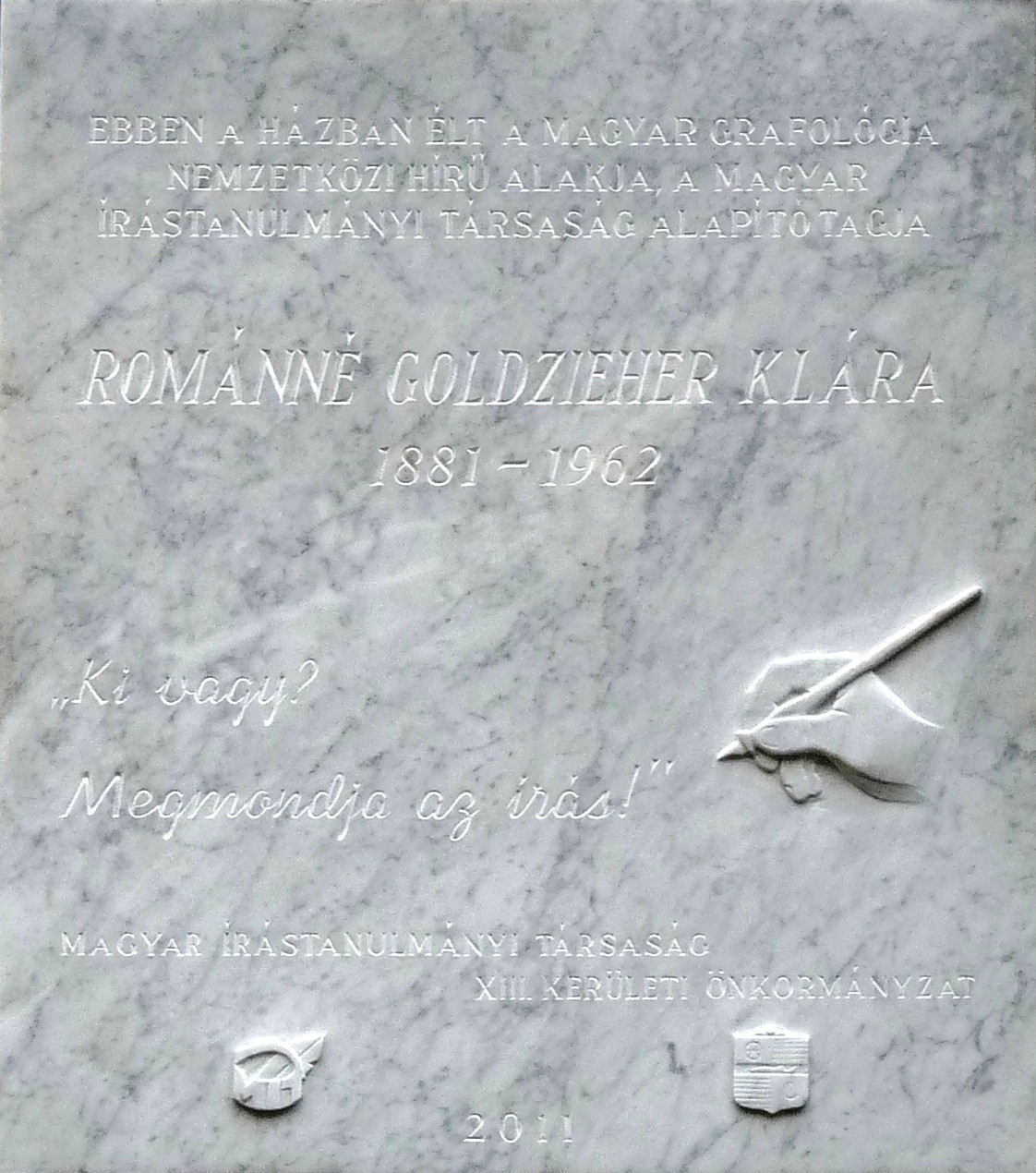
Románné Goldzieher Klára, Hegedűs Gyula utca 14.
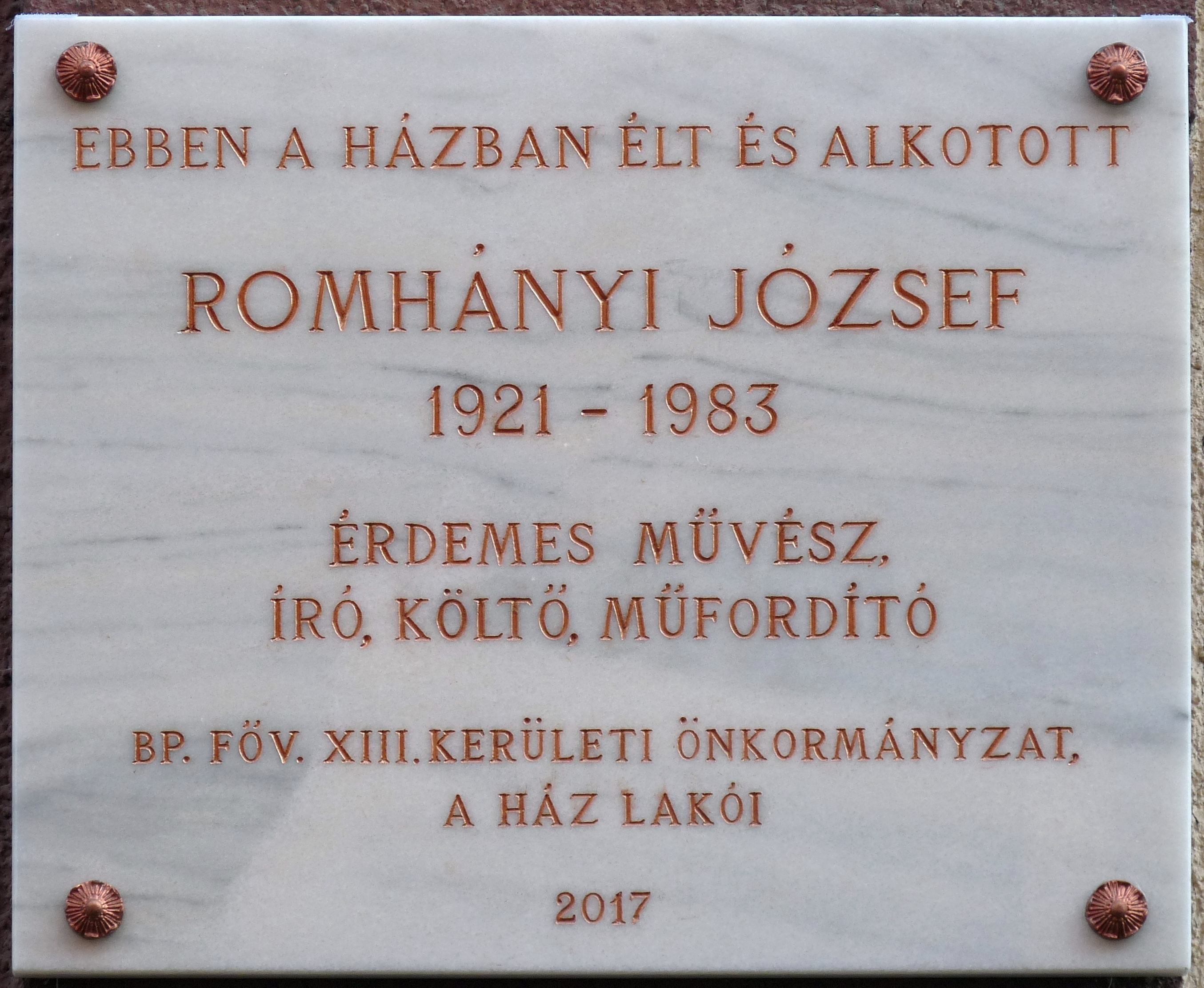
Romhányi József, Hegedűs Gyula utca 15.
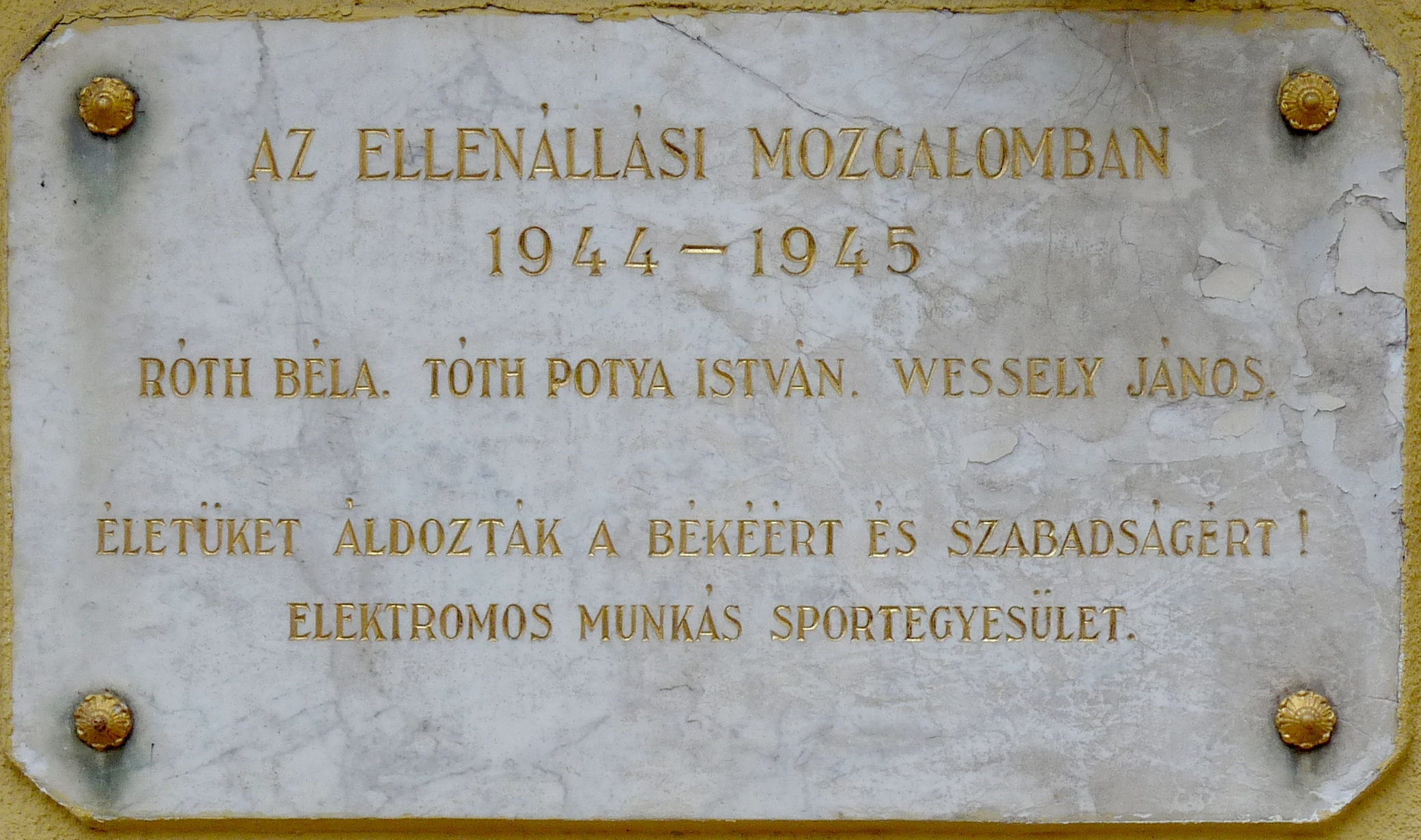
Róth Béla, Tóth Potya István, Wessely János, Népfürdő utca 18.
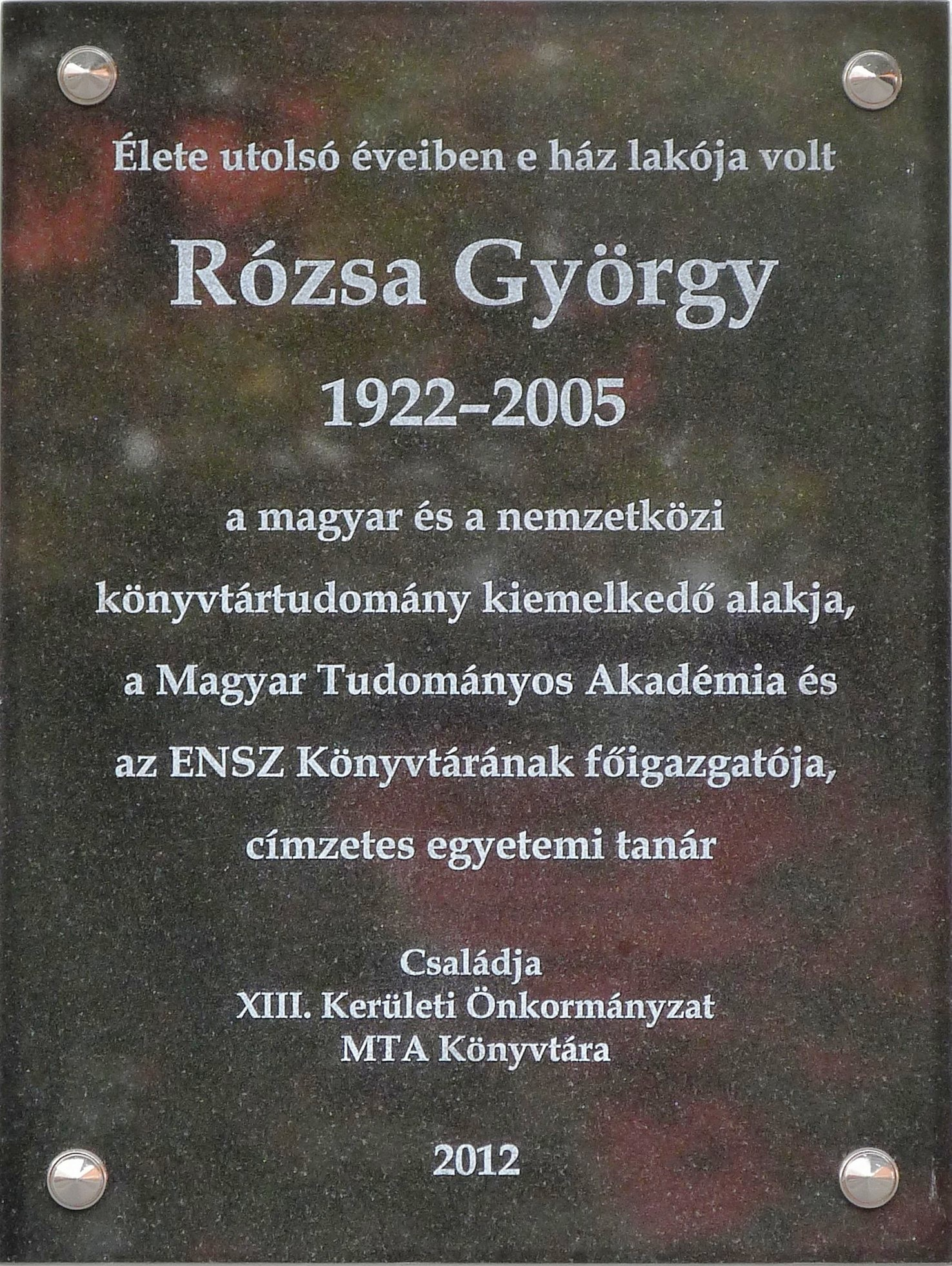
Rózsa György, Csanády utca 4/b.
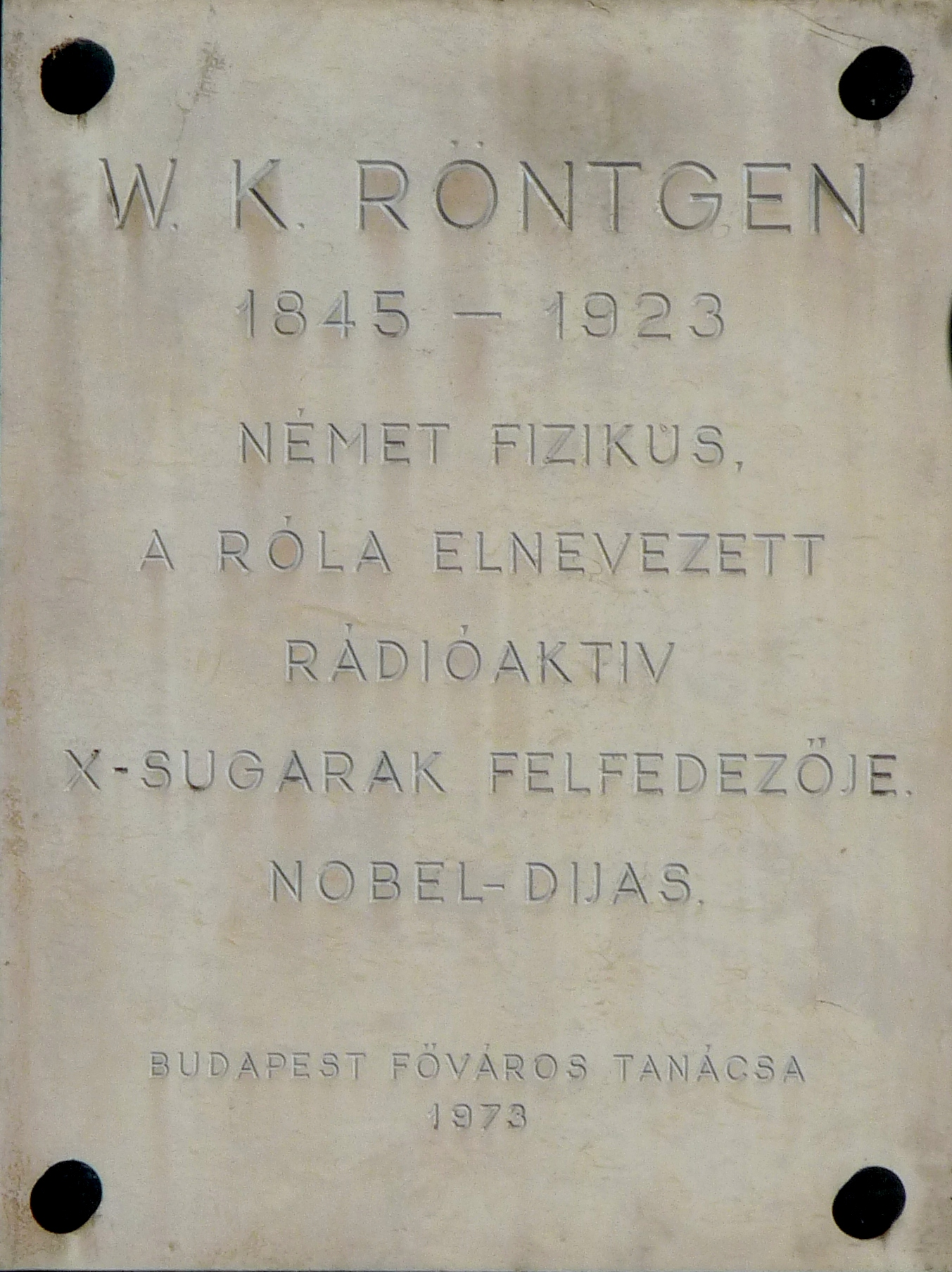
Wilhelm Röntgen, Röntgen utca 1.
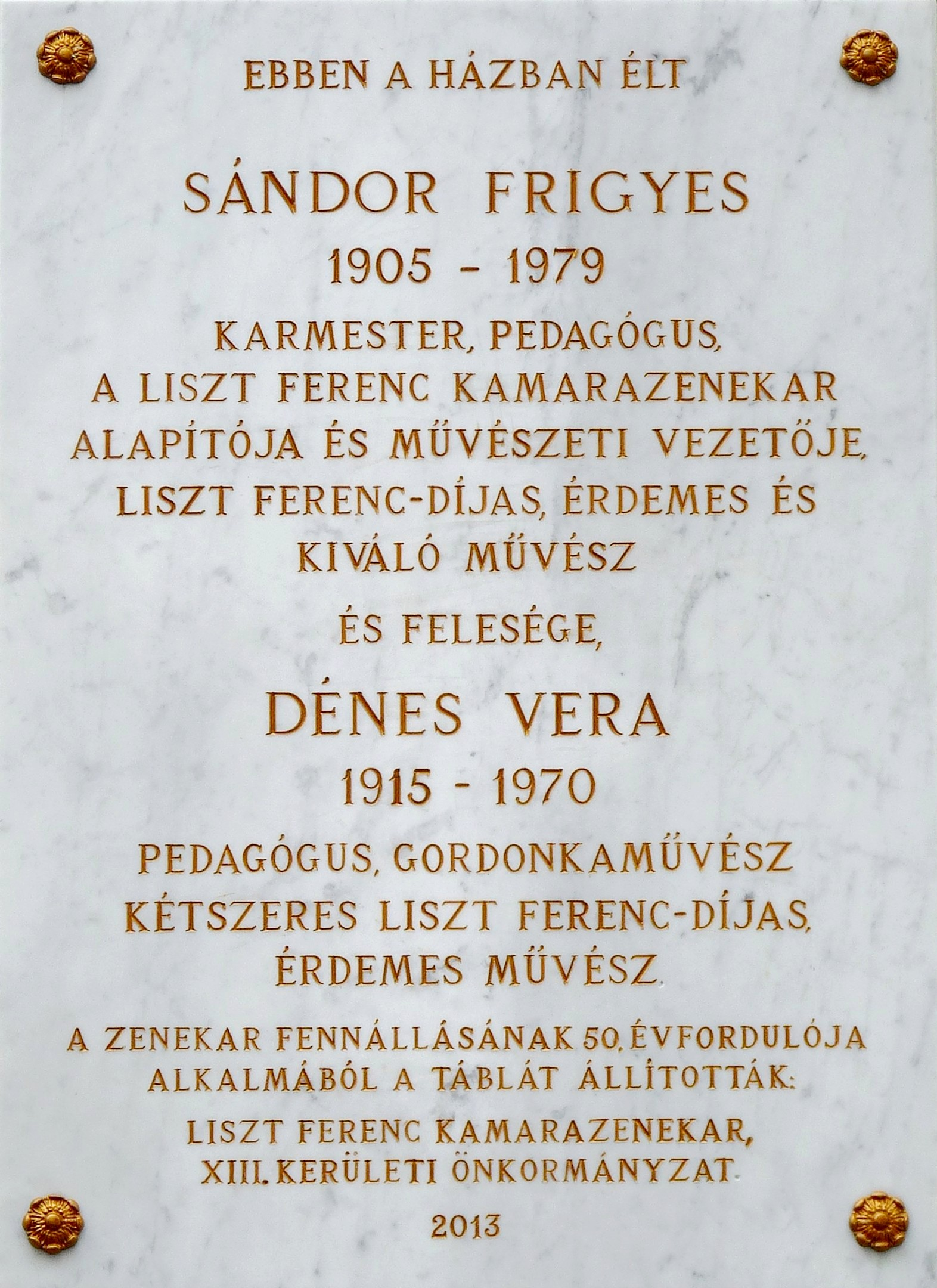
Sándor Frigyes, Kresz Géza utca 17.
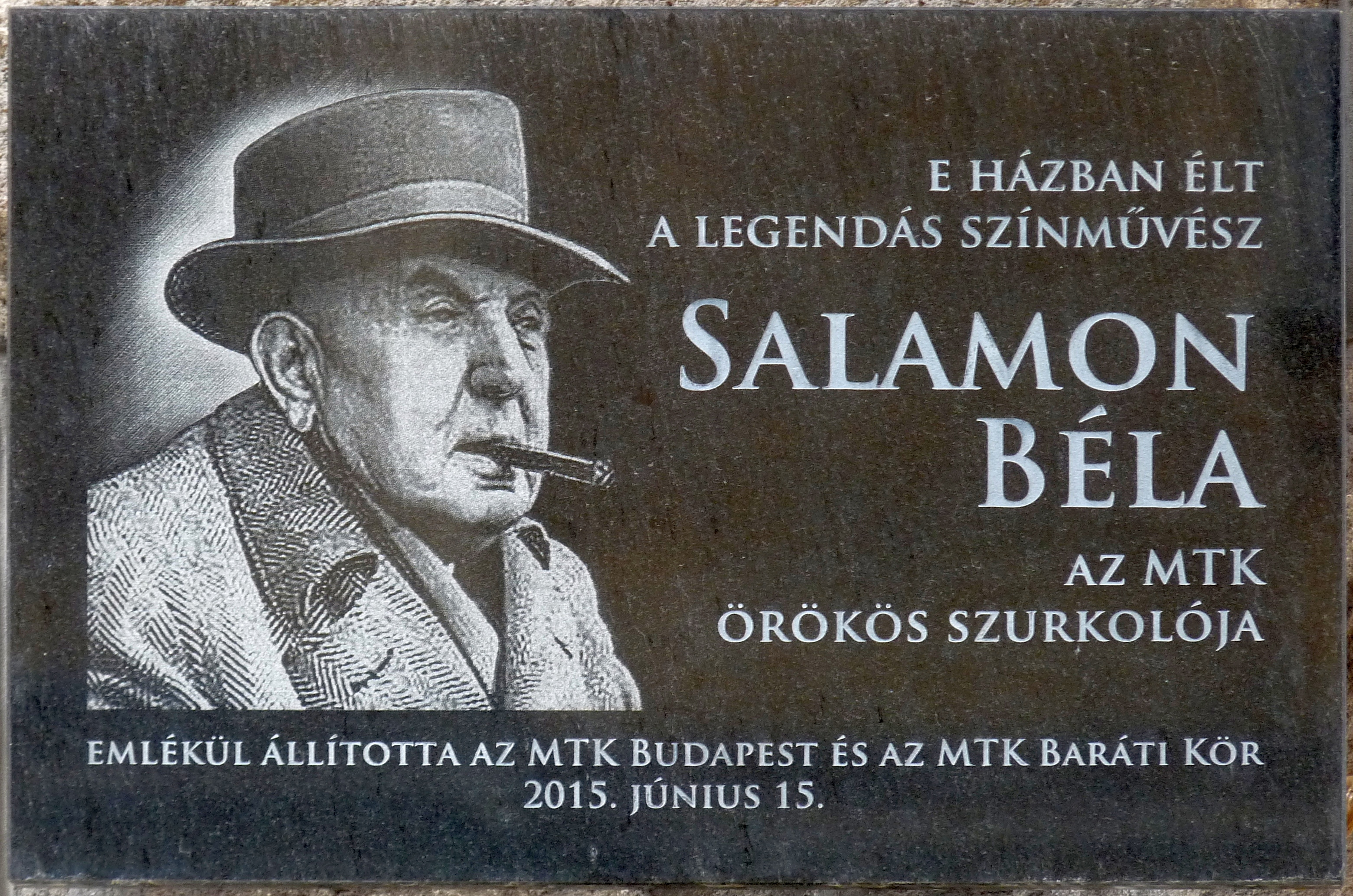
Salamon Béla, Hegedűs Gyula utca 29/b.
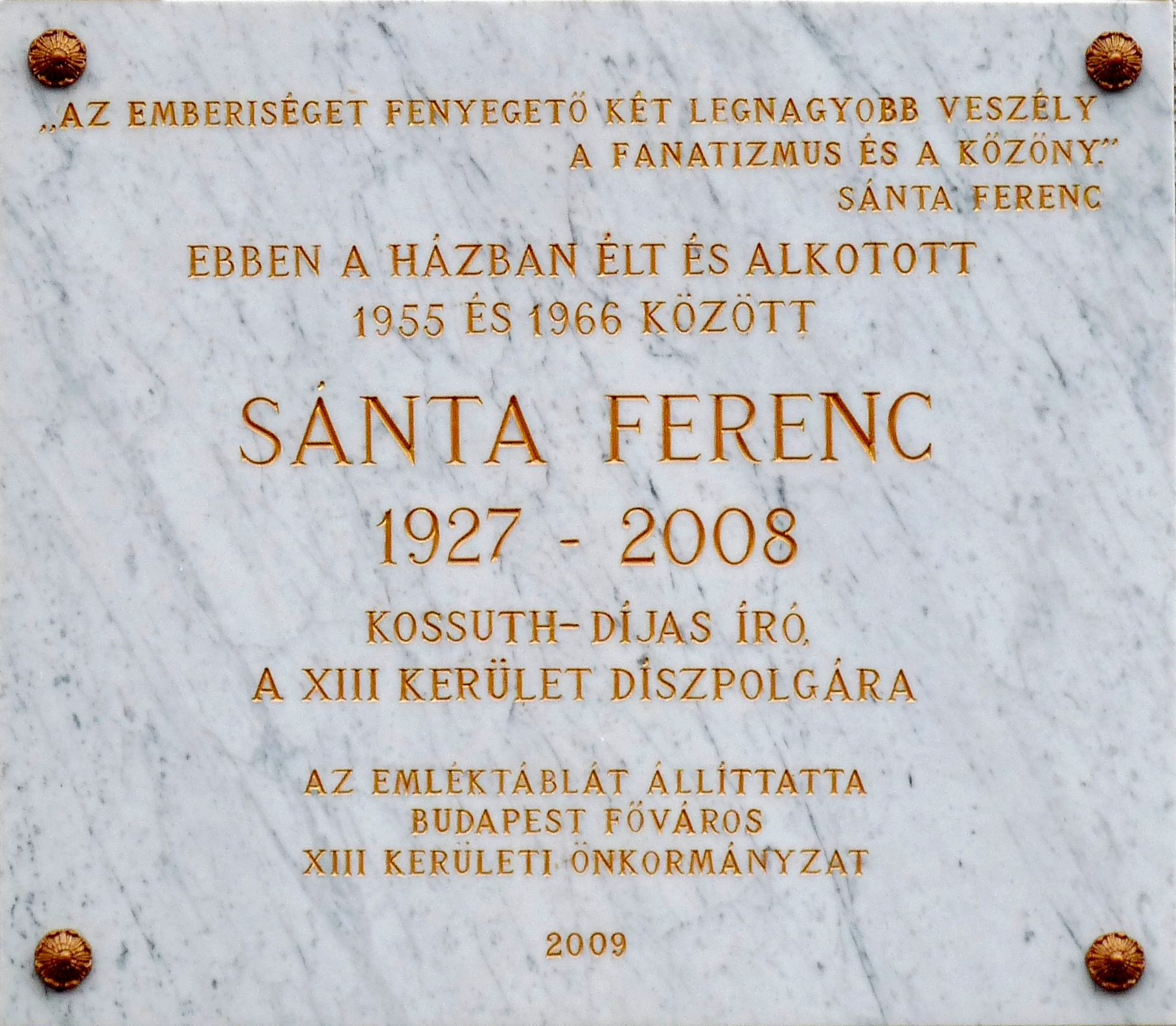
Sánta Ferenc, Vőlegény utca 3/a.
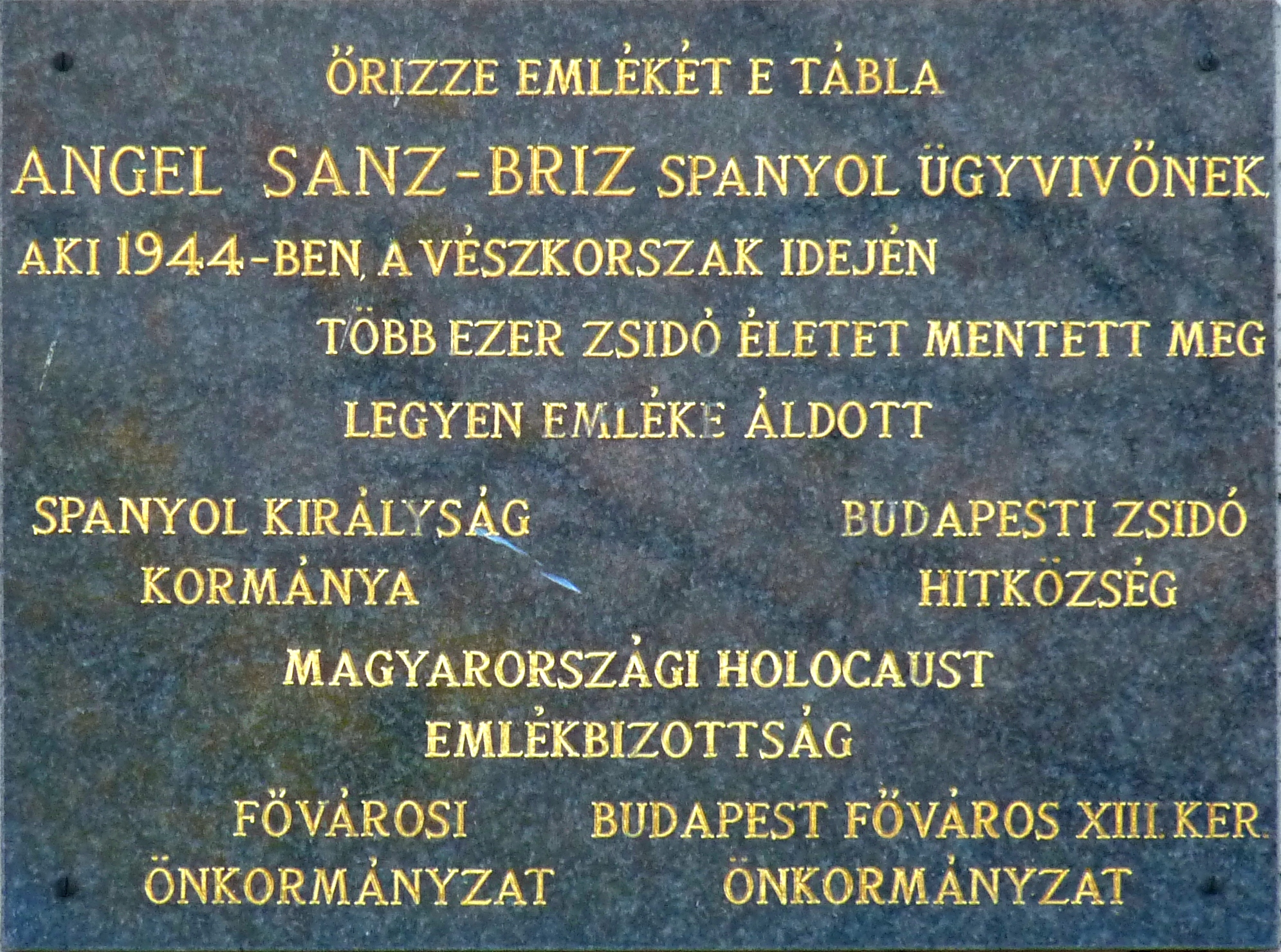
Ángel Sanz Briz, Szent István park 35.
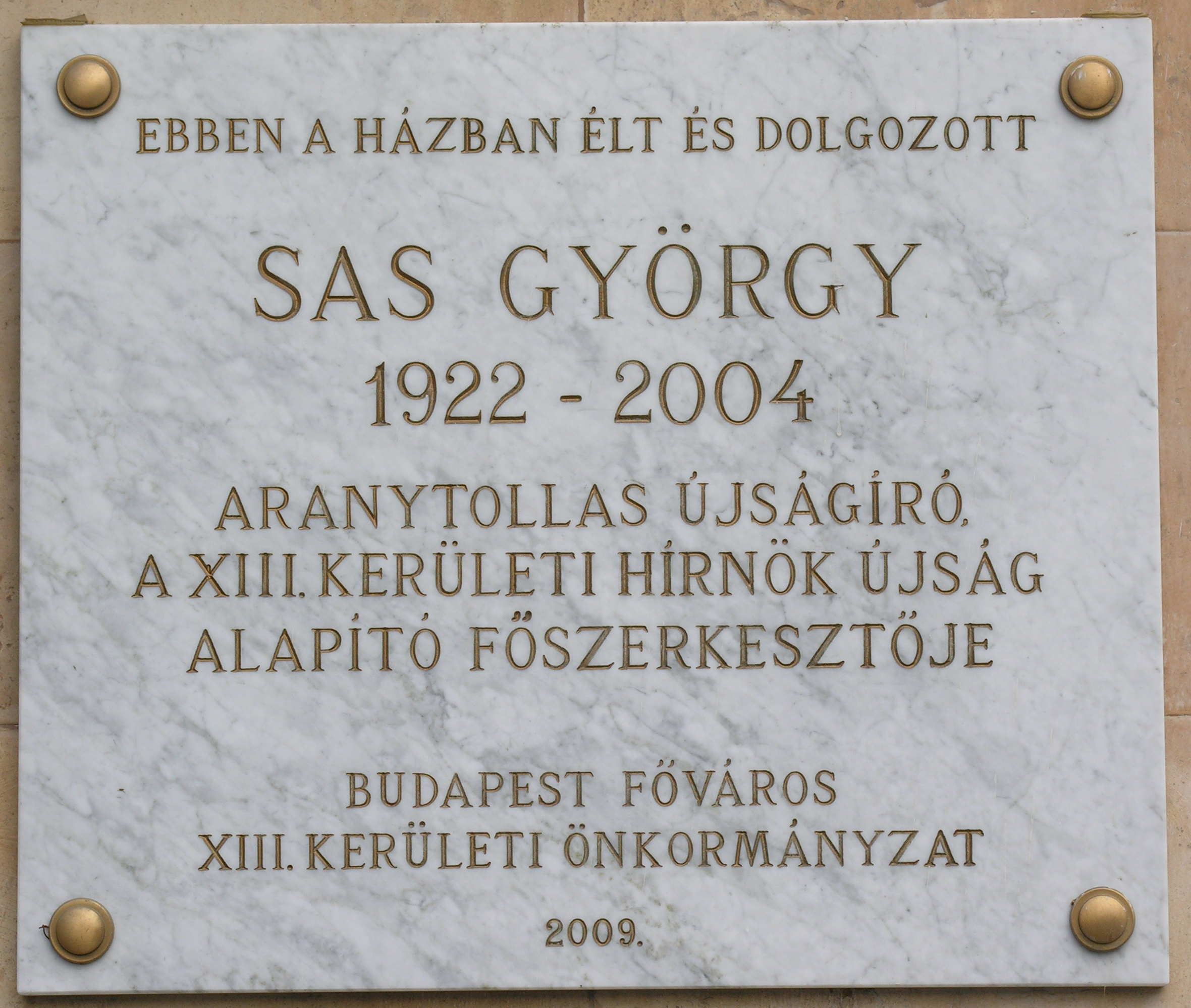
Sas György, Bulcsú utca 23/a
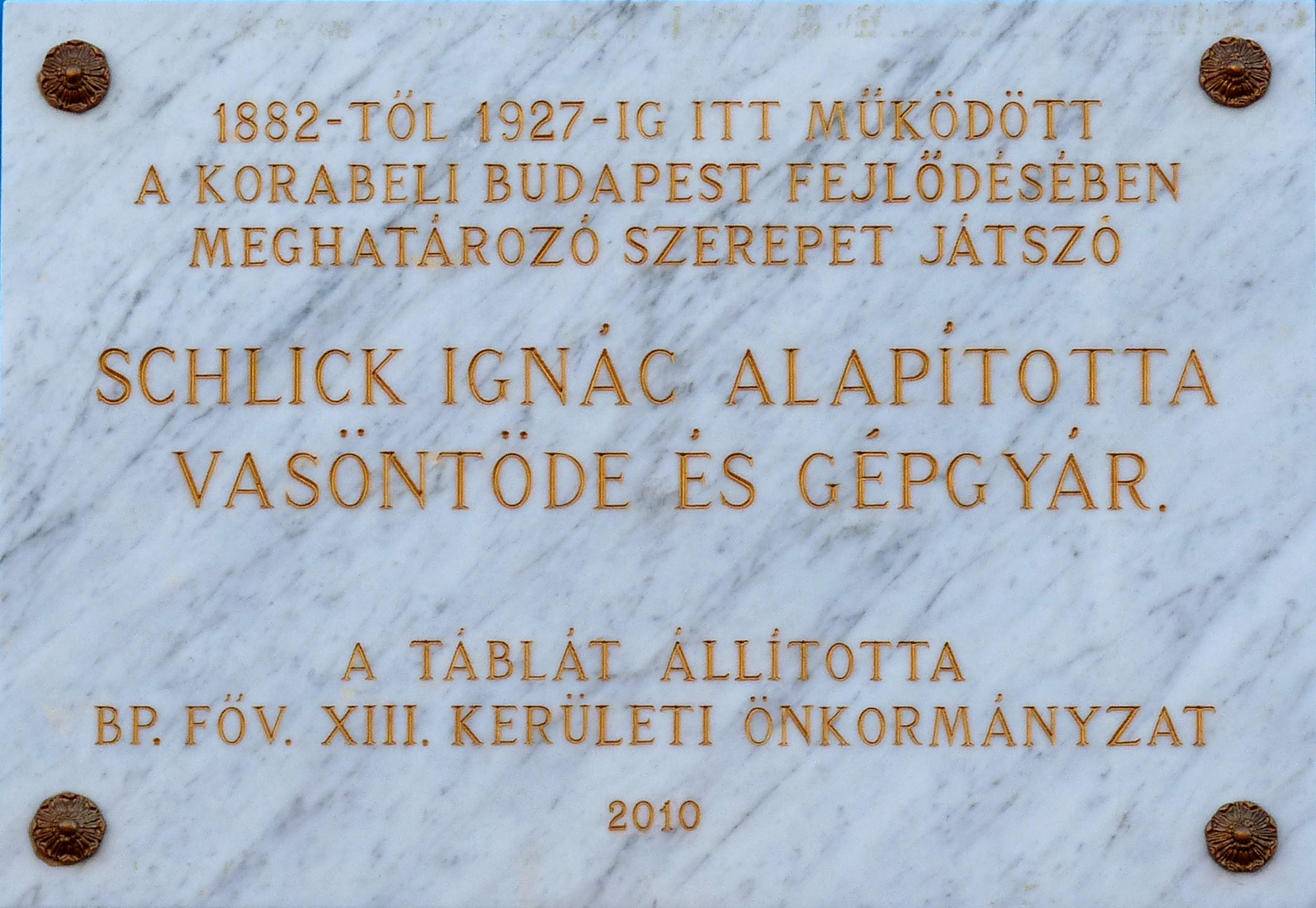
Schlick-féle Vasöntöde és Gépgyár, Váci út 47/e.
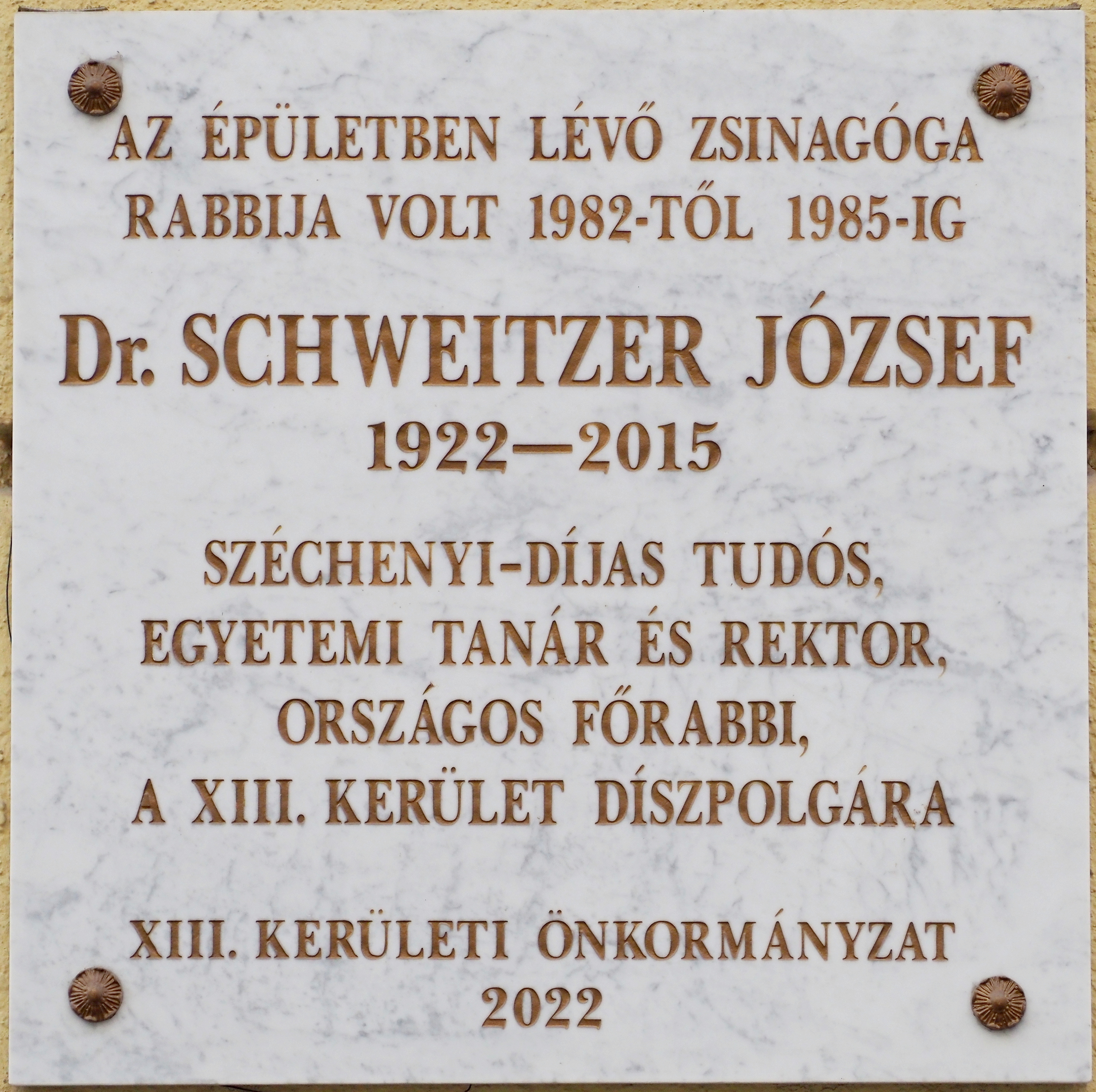
Schweitzer József Hegedűs Gyula utca 3.
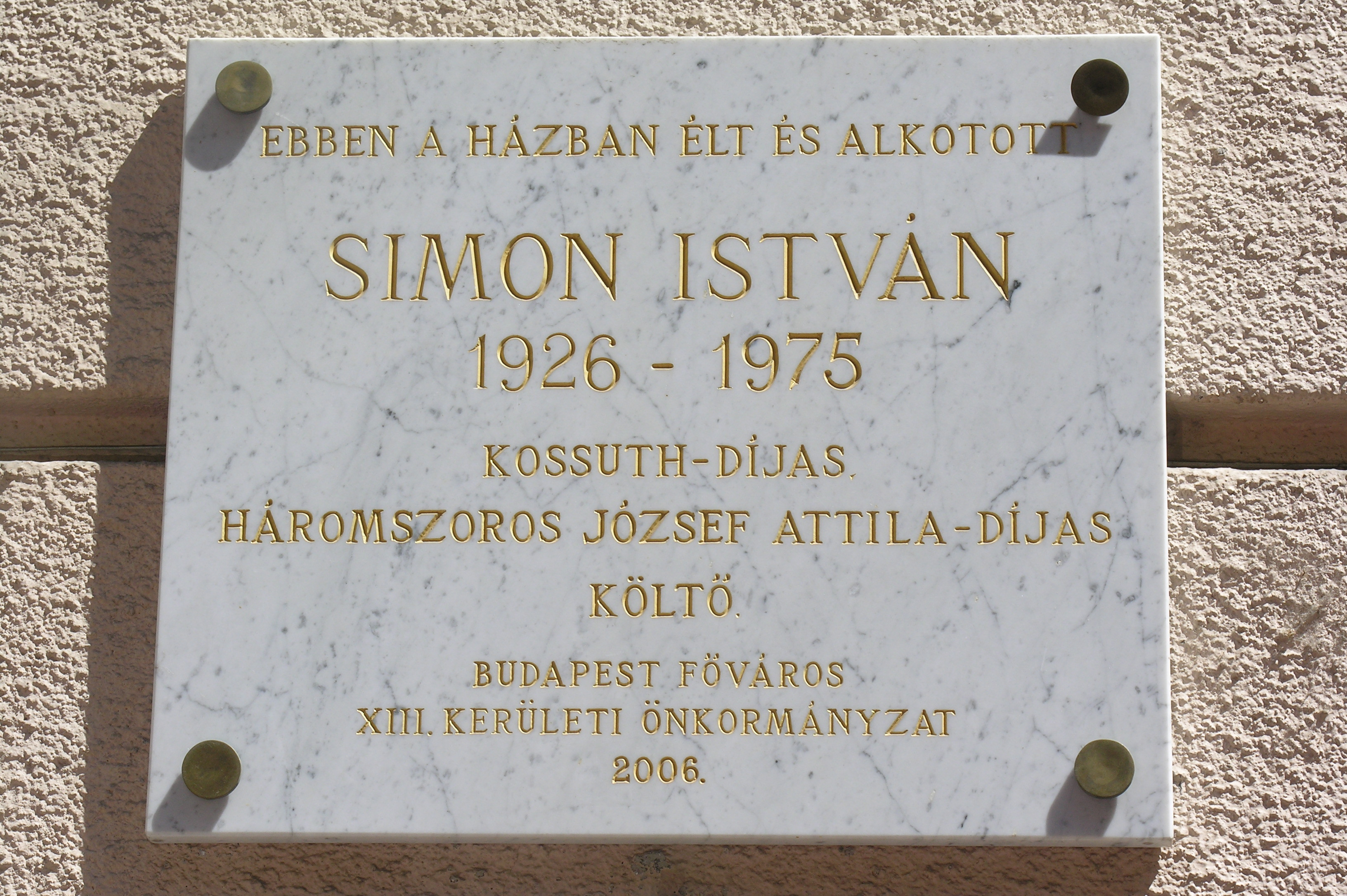
Simon István, Raoul Wallenberg utca 7.
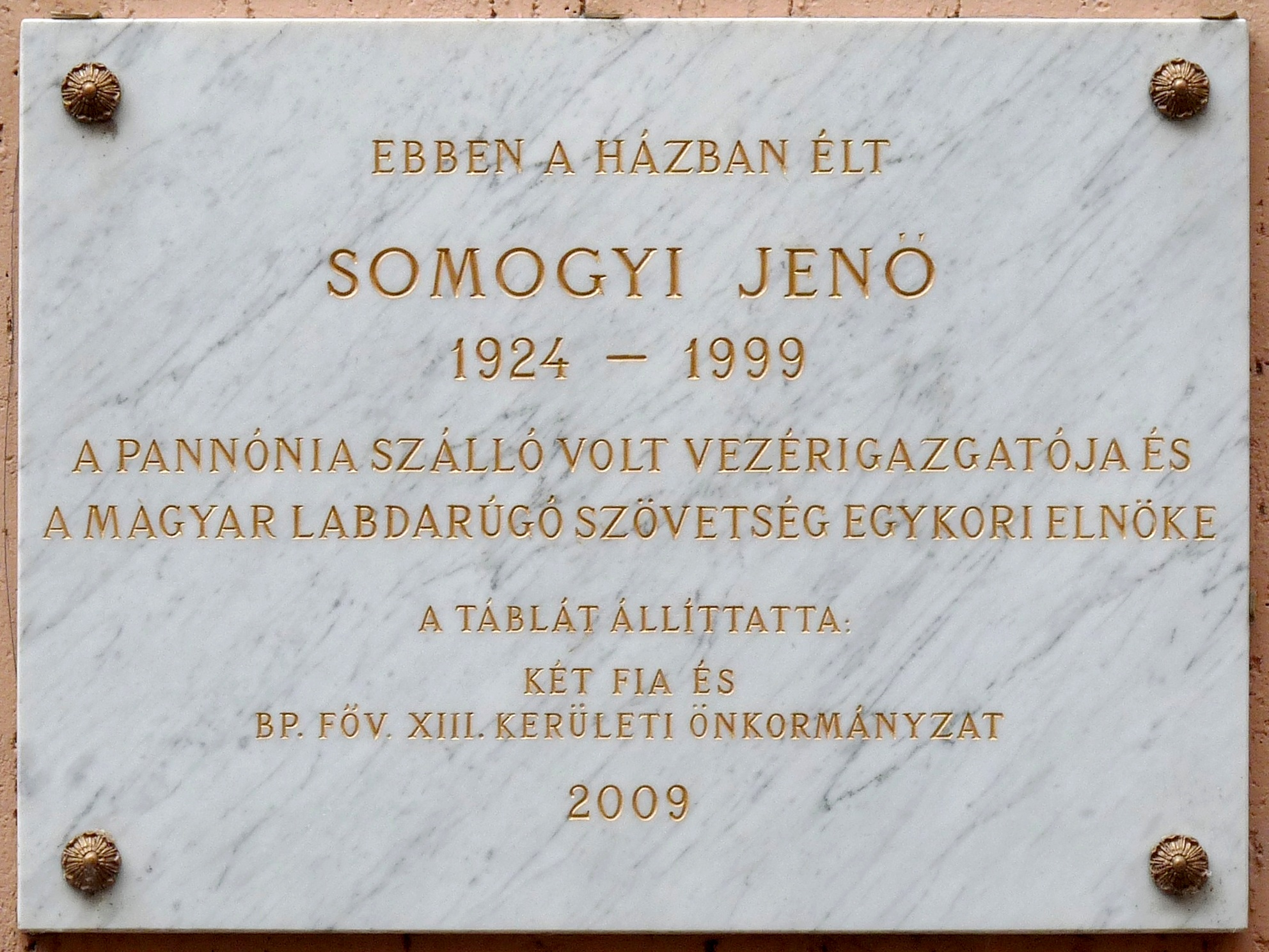
Somogyi Jenő, Herzen utca 3.
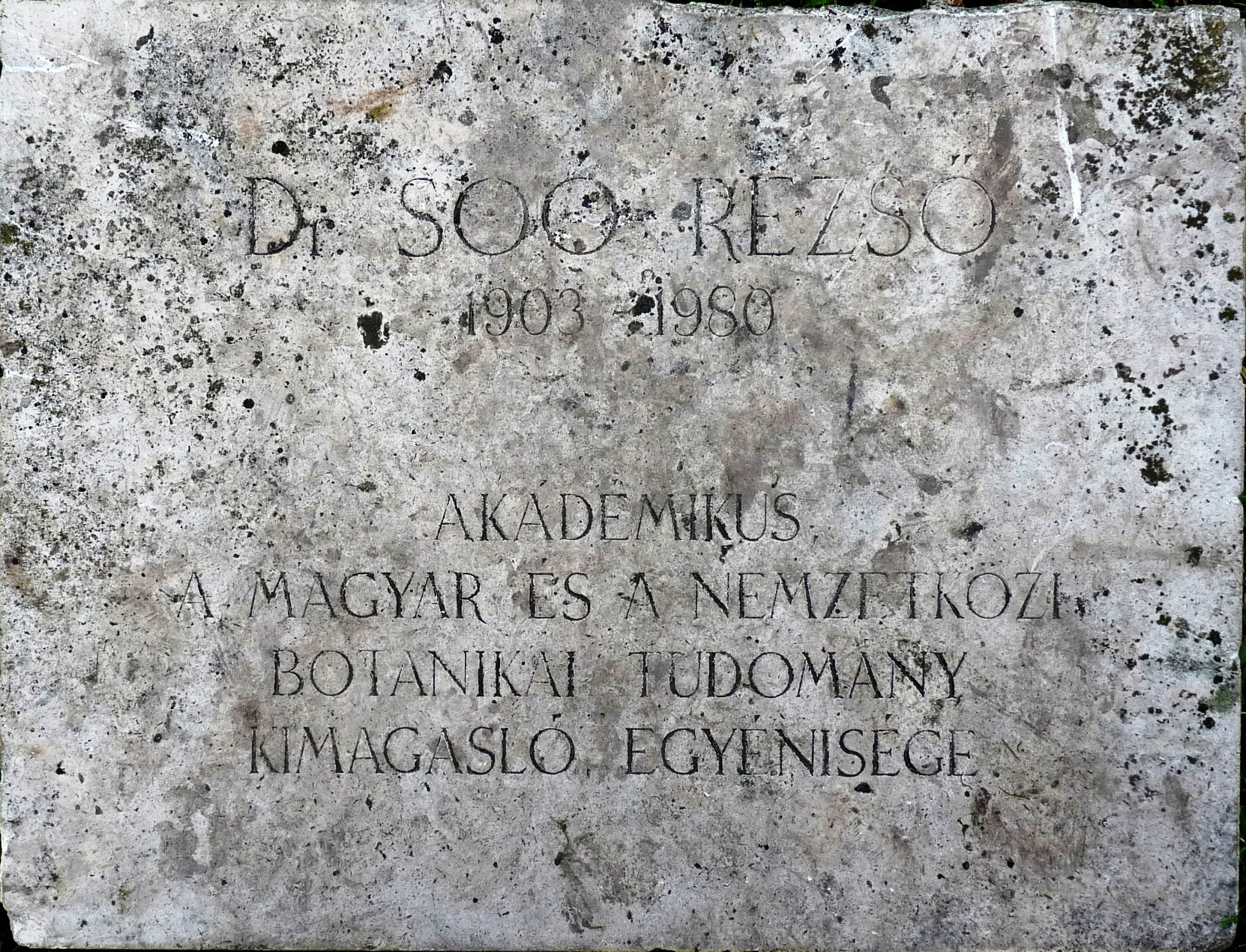
Soó Rezső, Margit-sziget
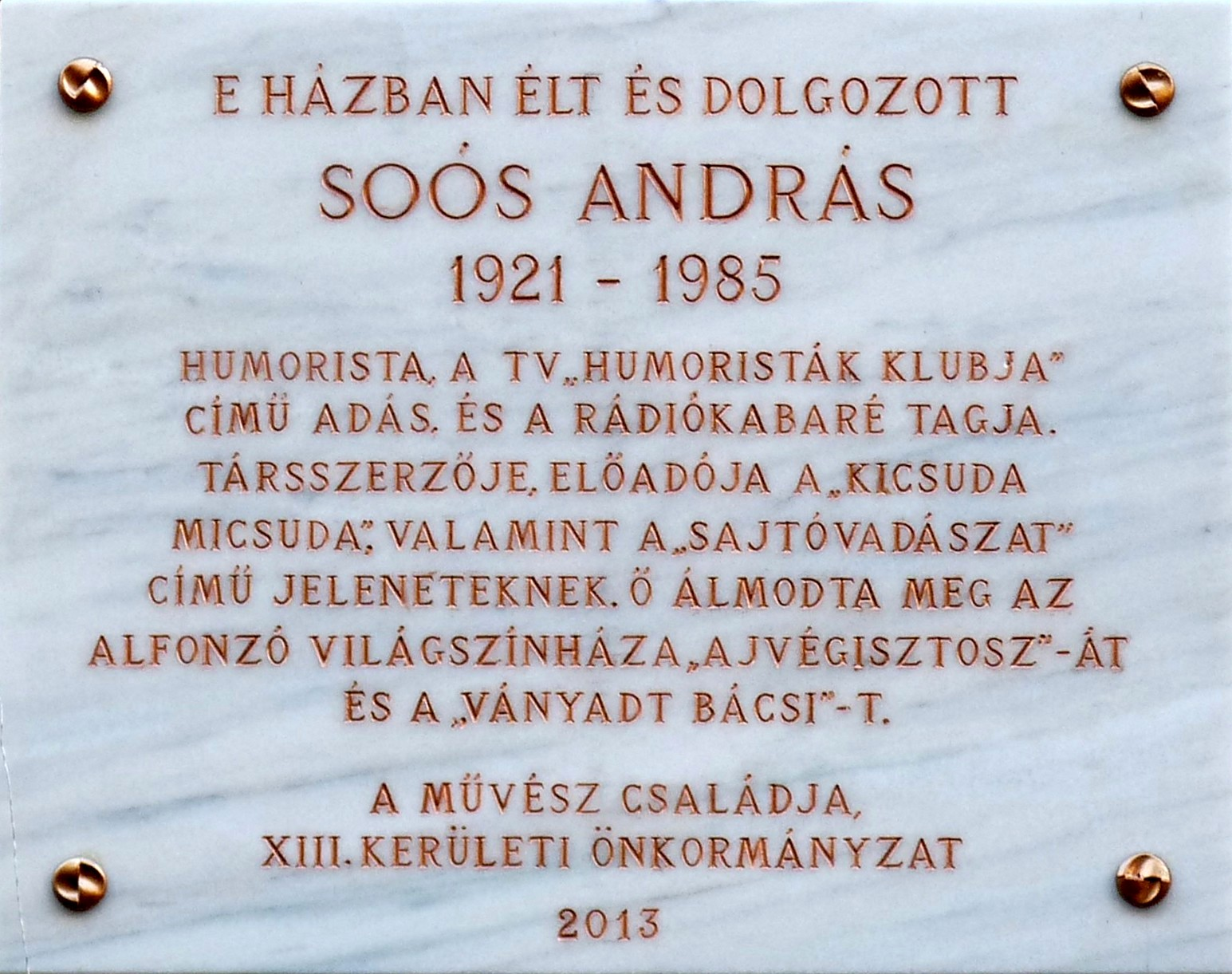
Soós András, Gyöngyház utca 4.
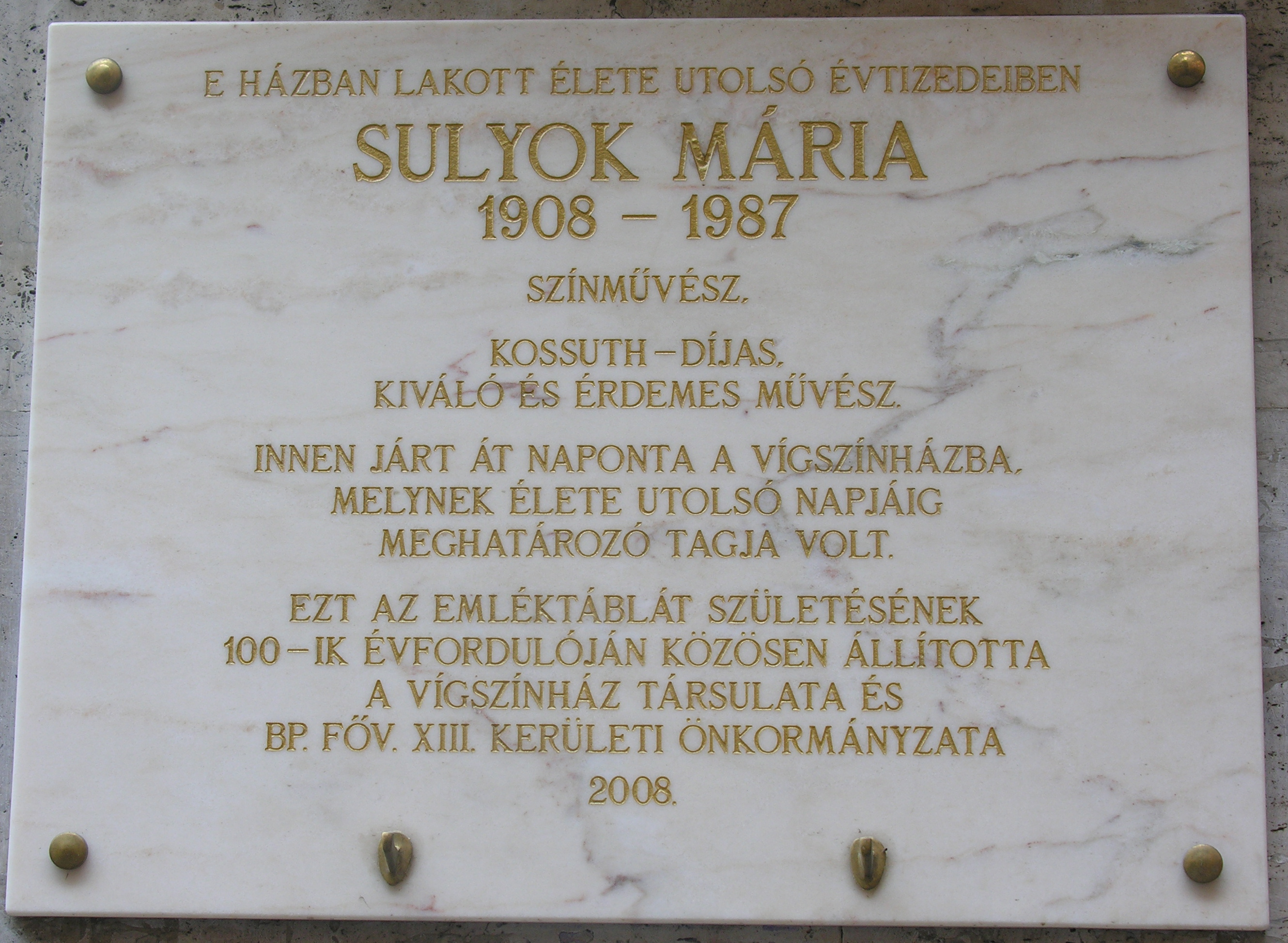
Sulyok Mária, Hollán Ernő utca 10.
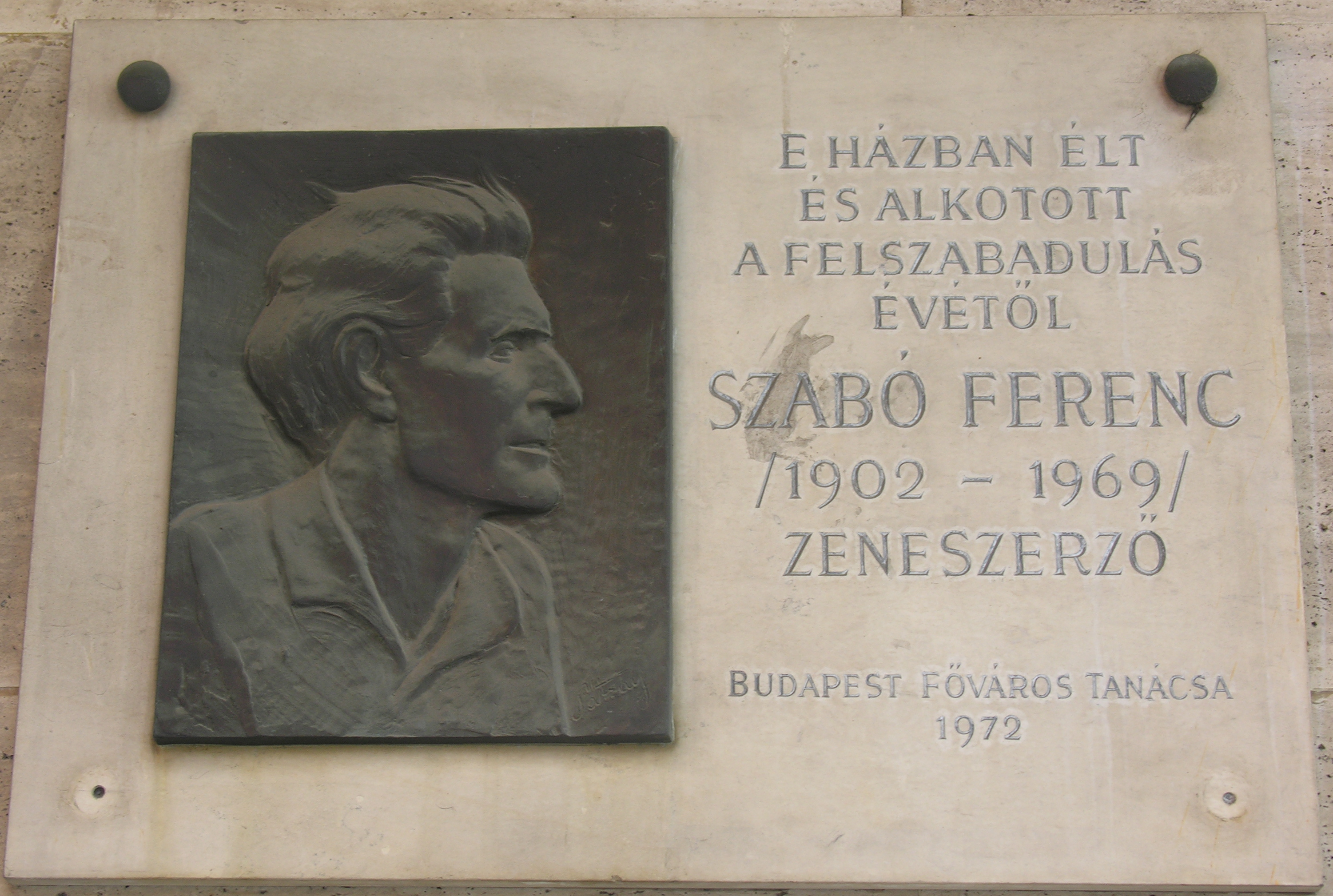
Szabó Ferenc, Hollán Ernő utca 33. alkotó: Pátzay Pál
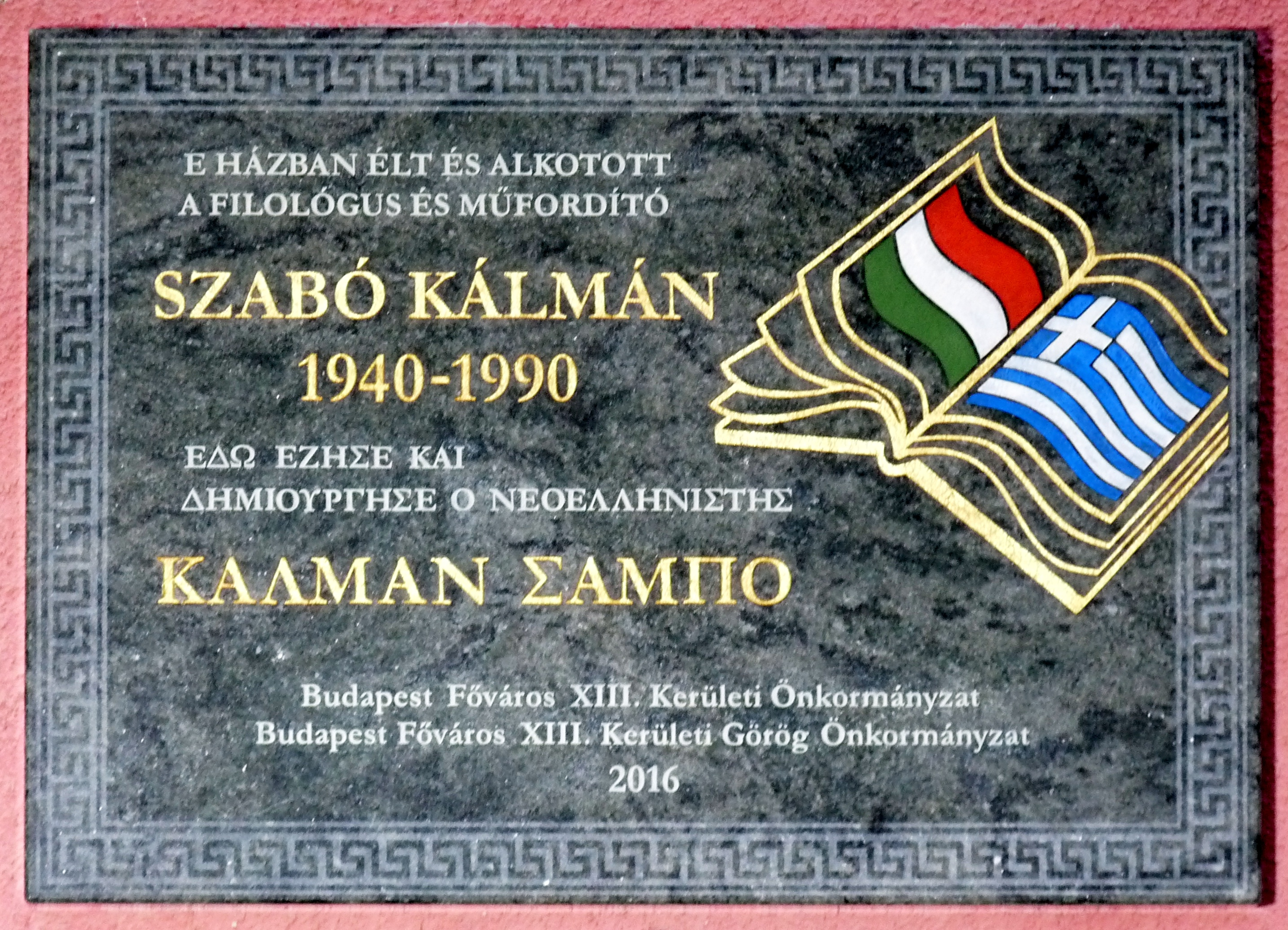
Szabó Kálmán, Váci út 136/a.
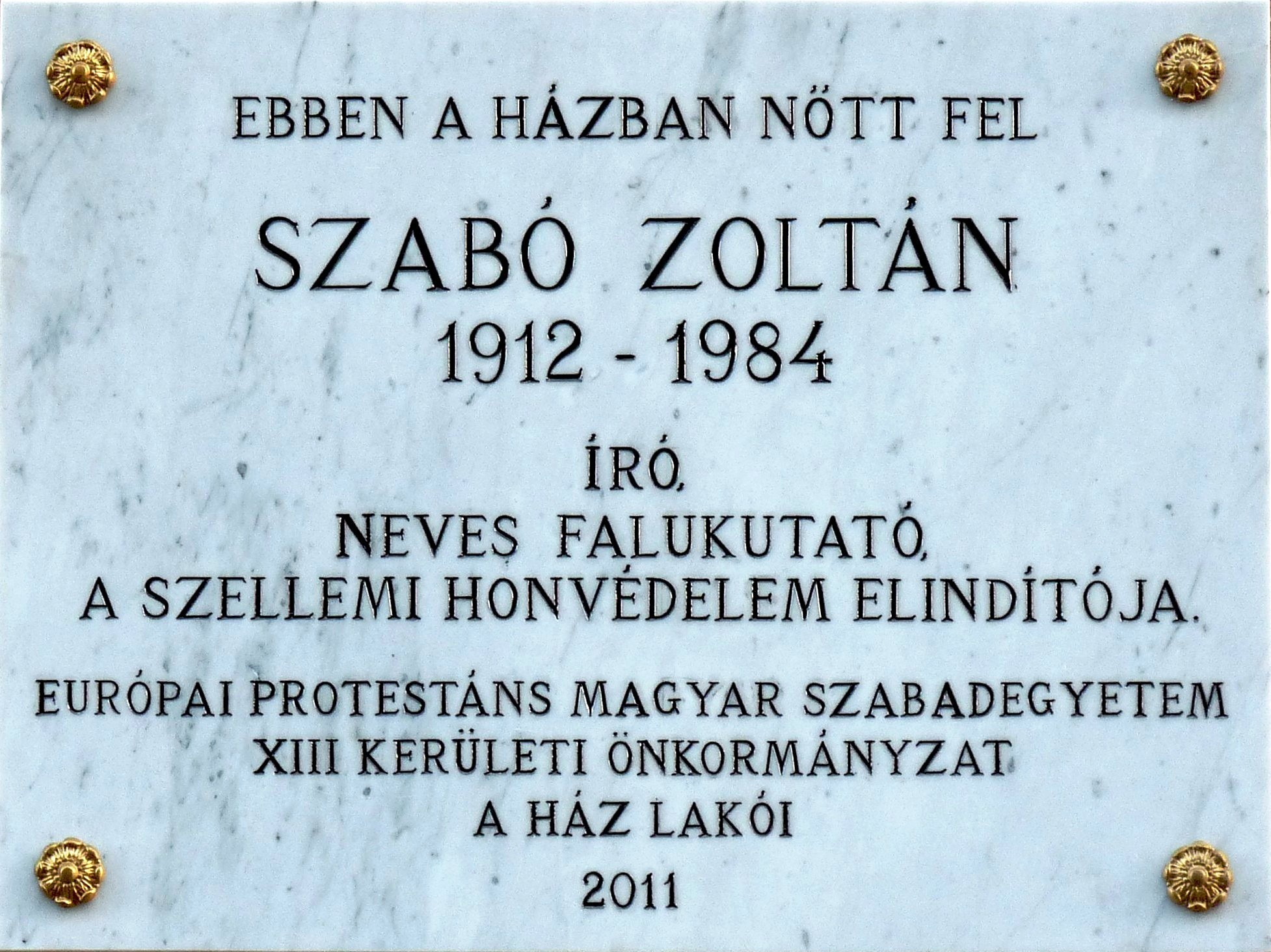
Szabó Zoltán, Visegrádi utca 43-45.
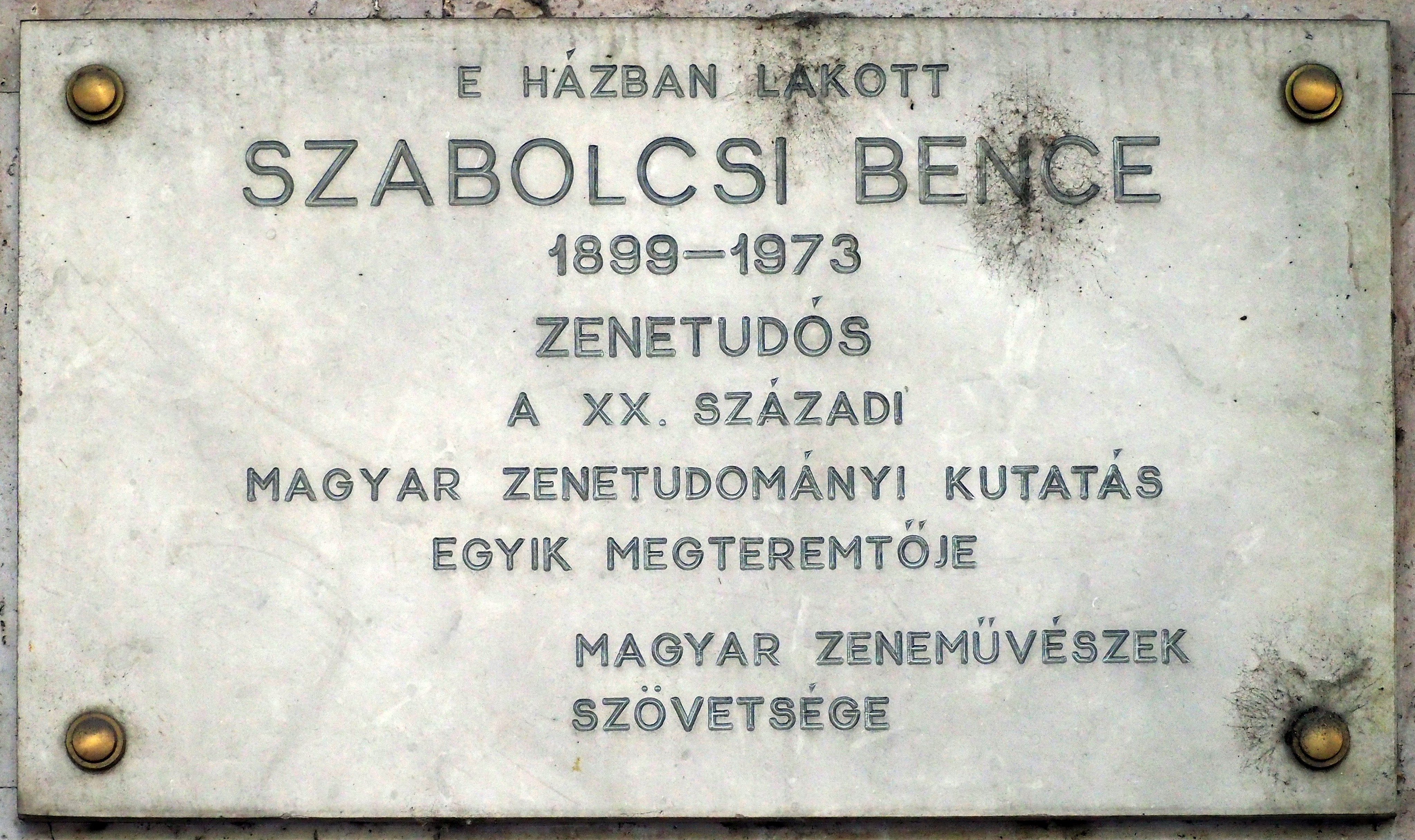
Szabolcsi Bence, Pozsonyi út 40.
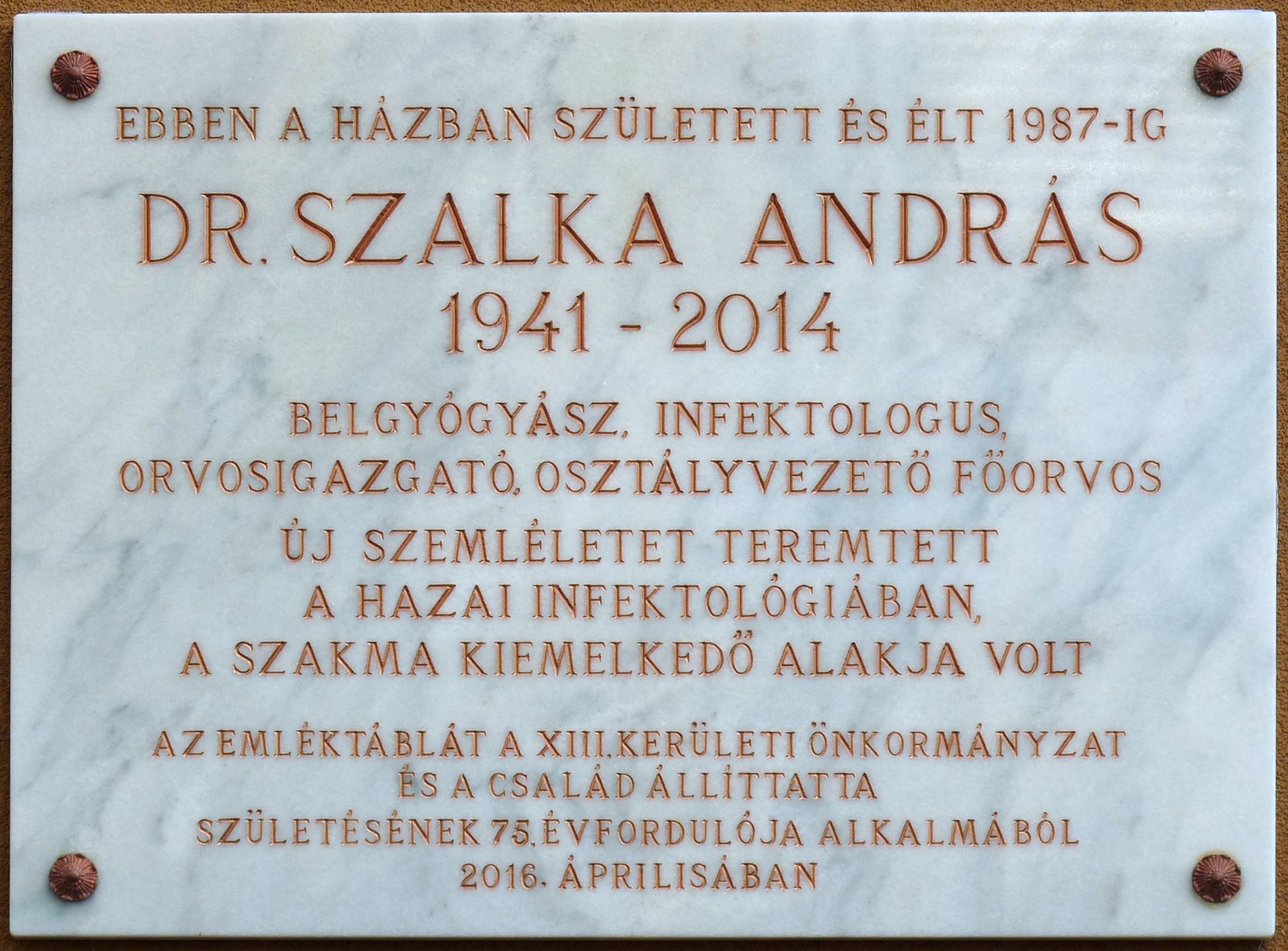
Szalka András Ipoly utca 1/A.
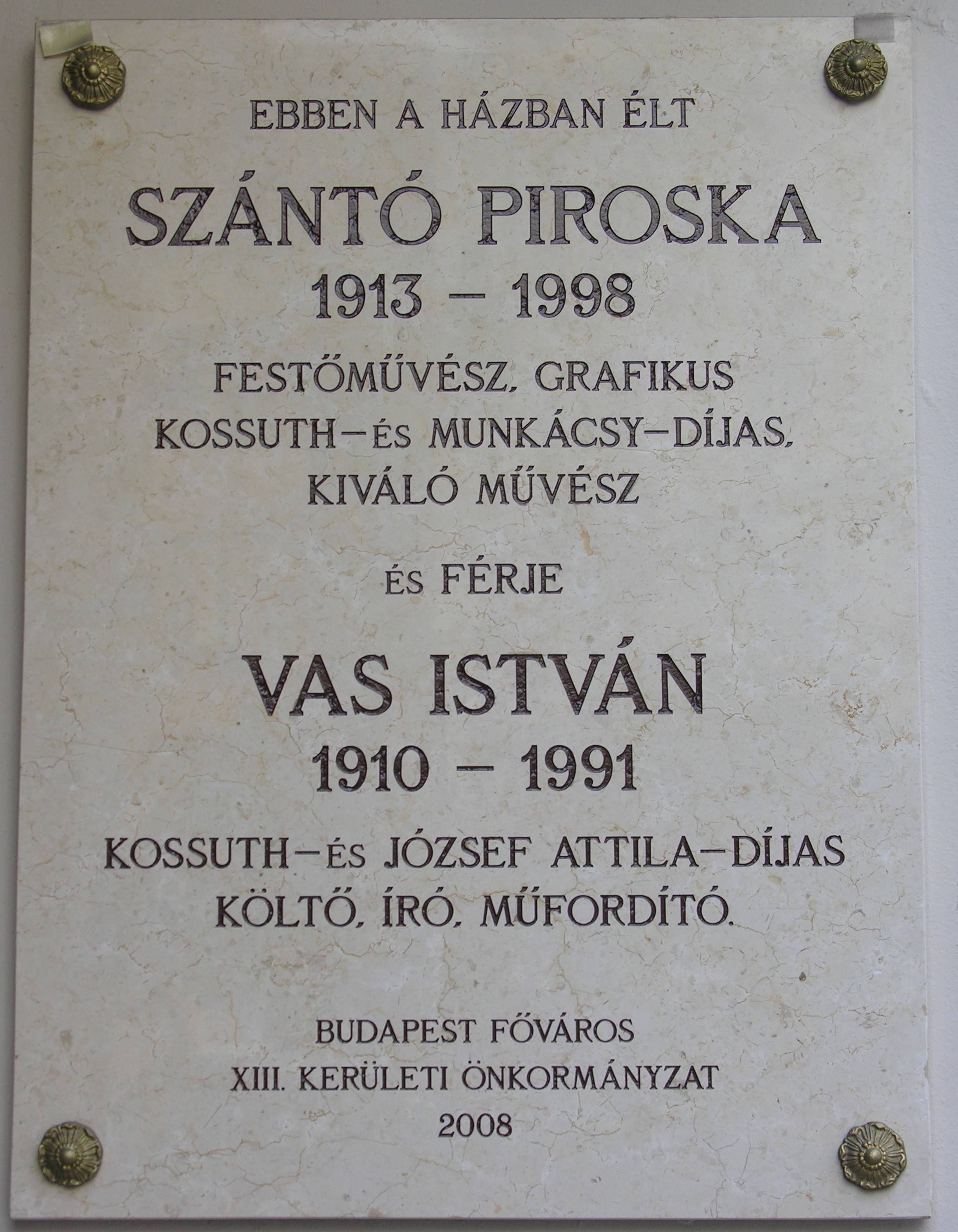
Szántó Piroska, Visegrádi utca 5/C
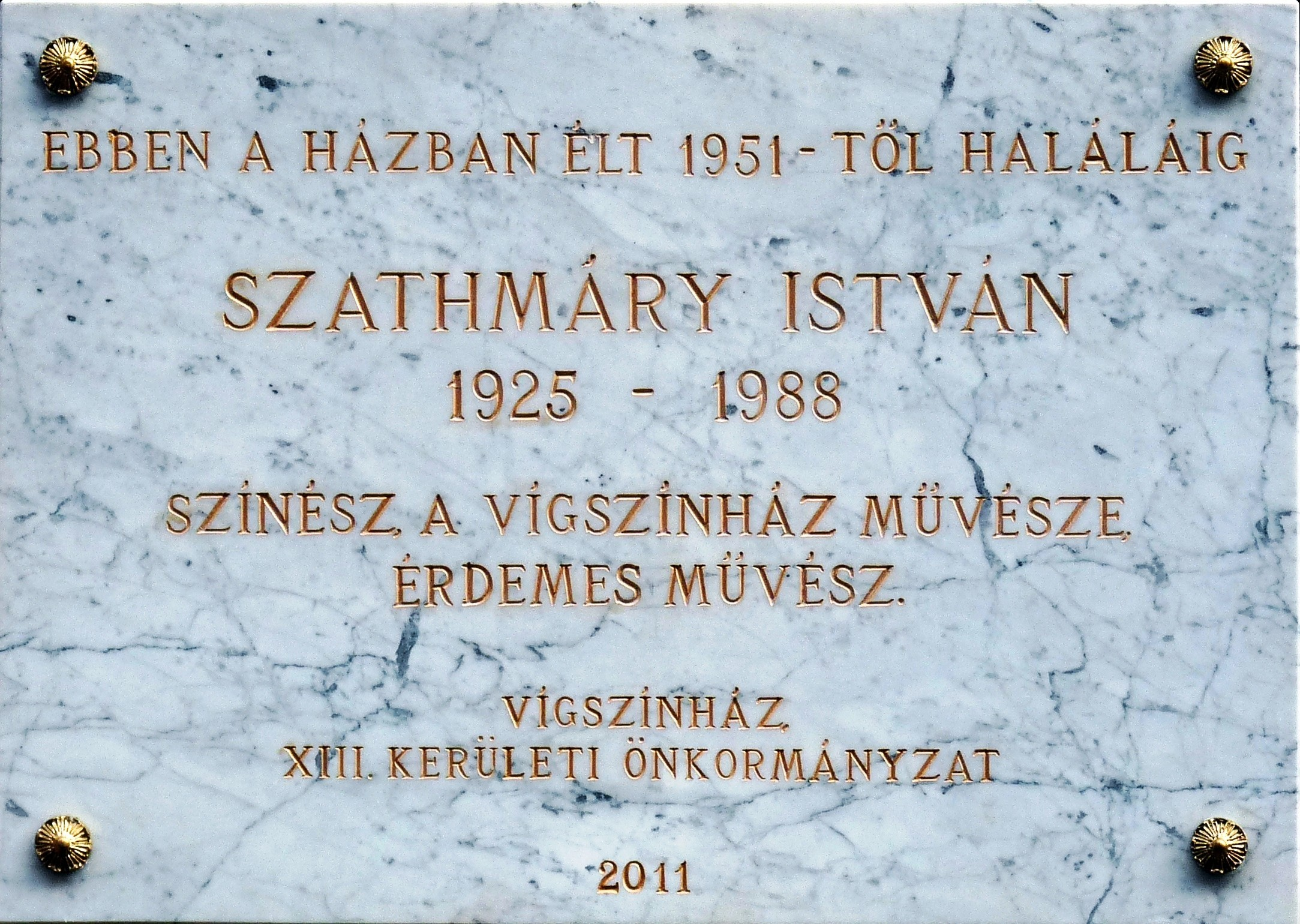
Szatmári István, Radnóti Miklós utca 19/b.
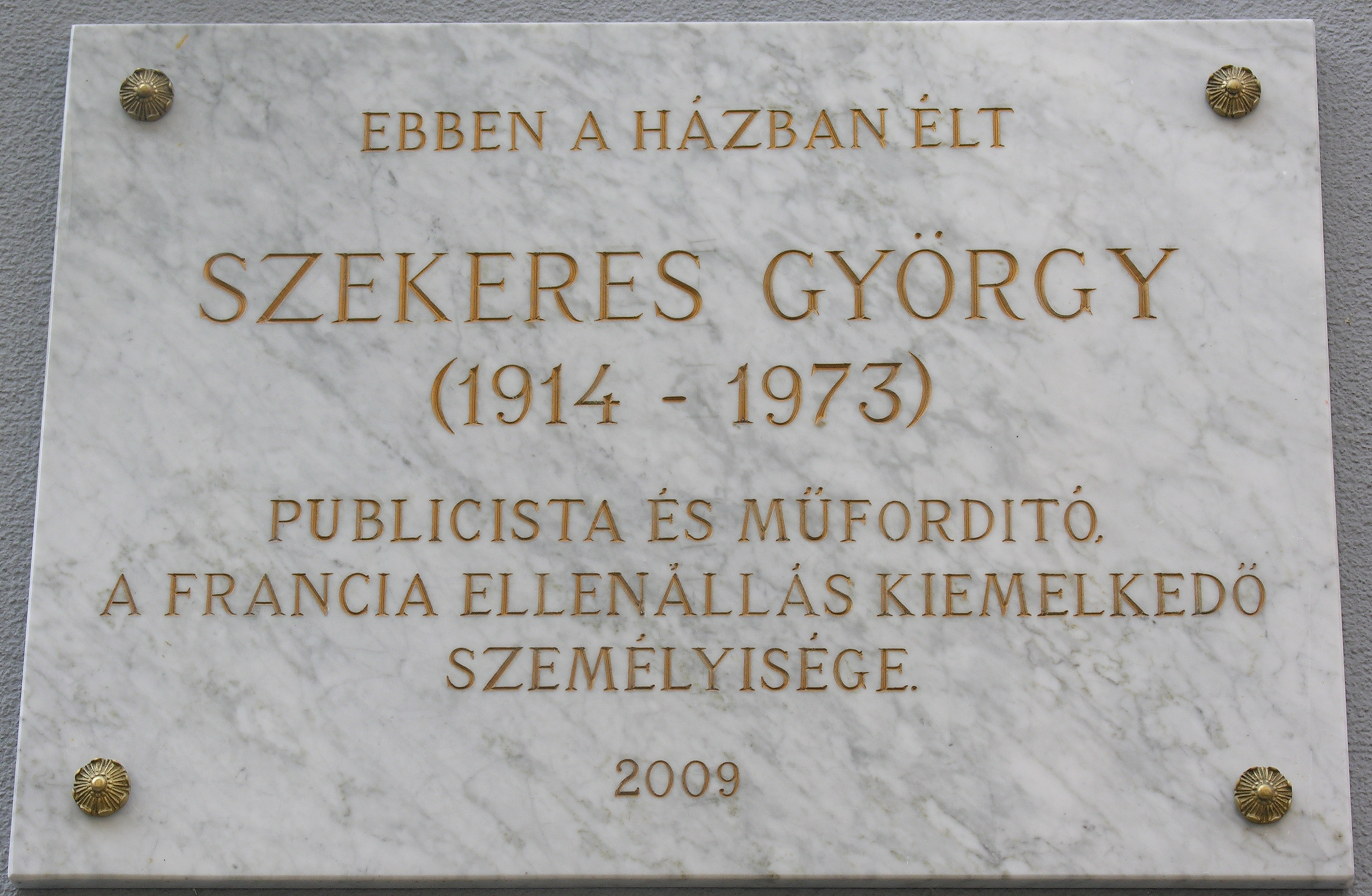
Szekeres György, Raoul Wallenberg utca 4.
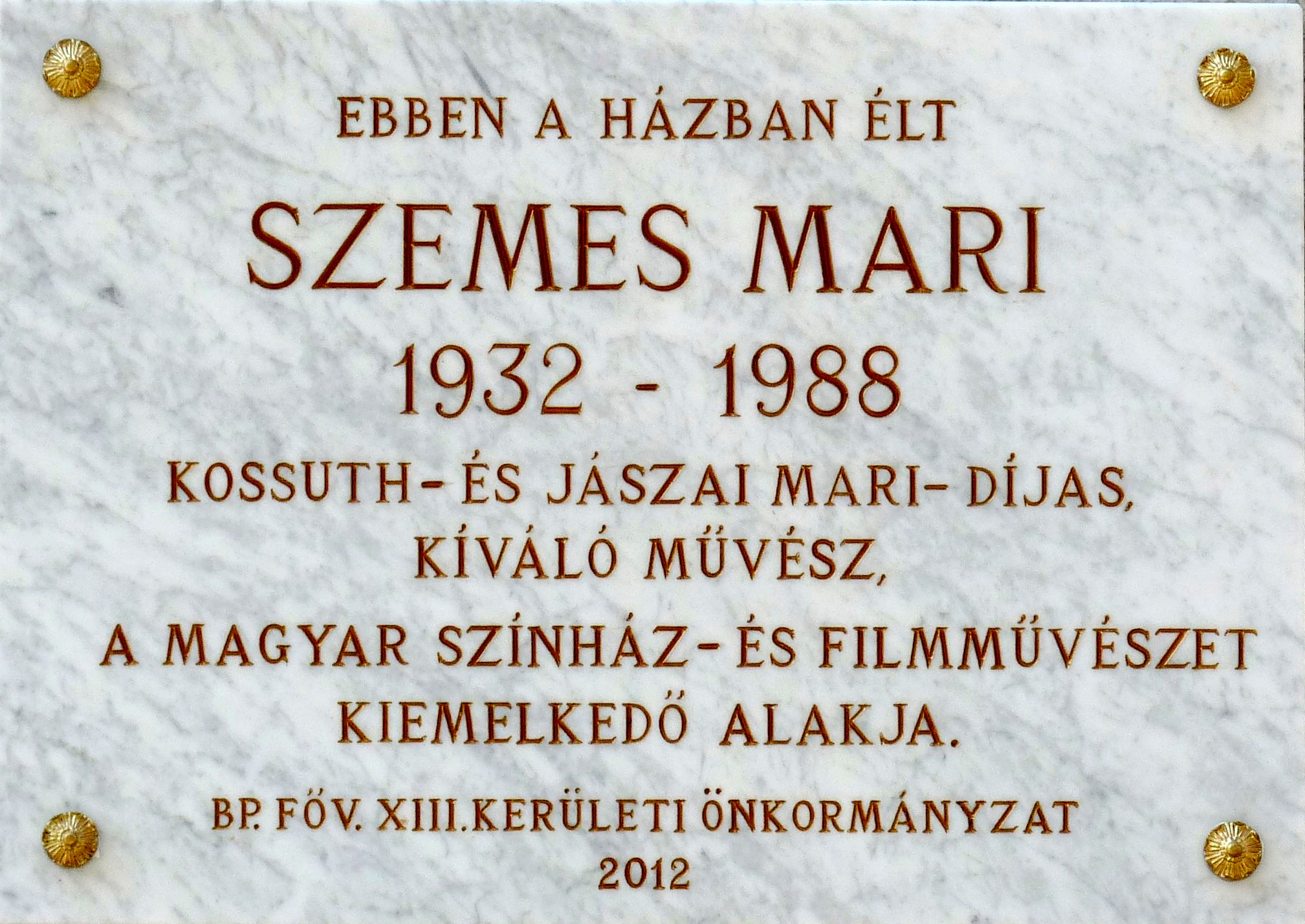
Szemes Mari, Katona József utca 26.
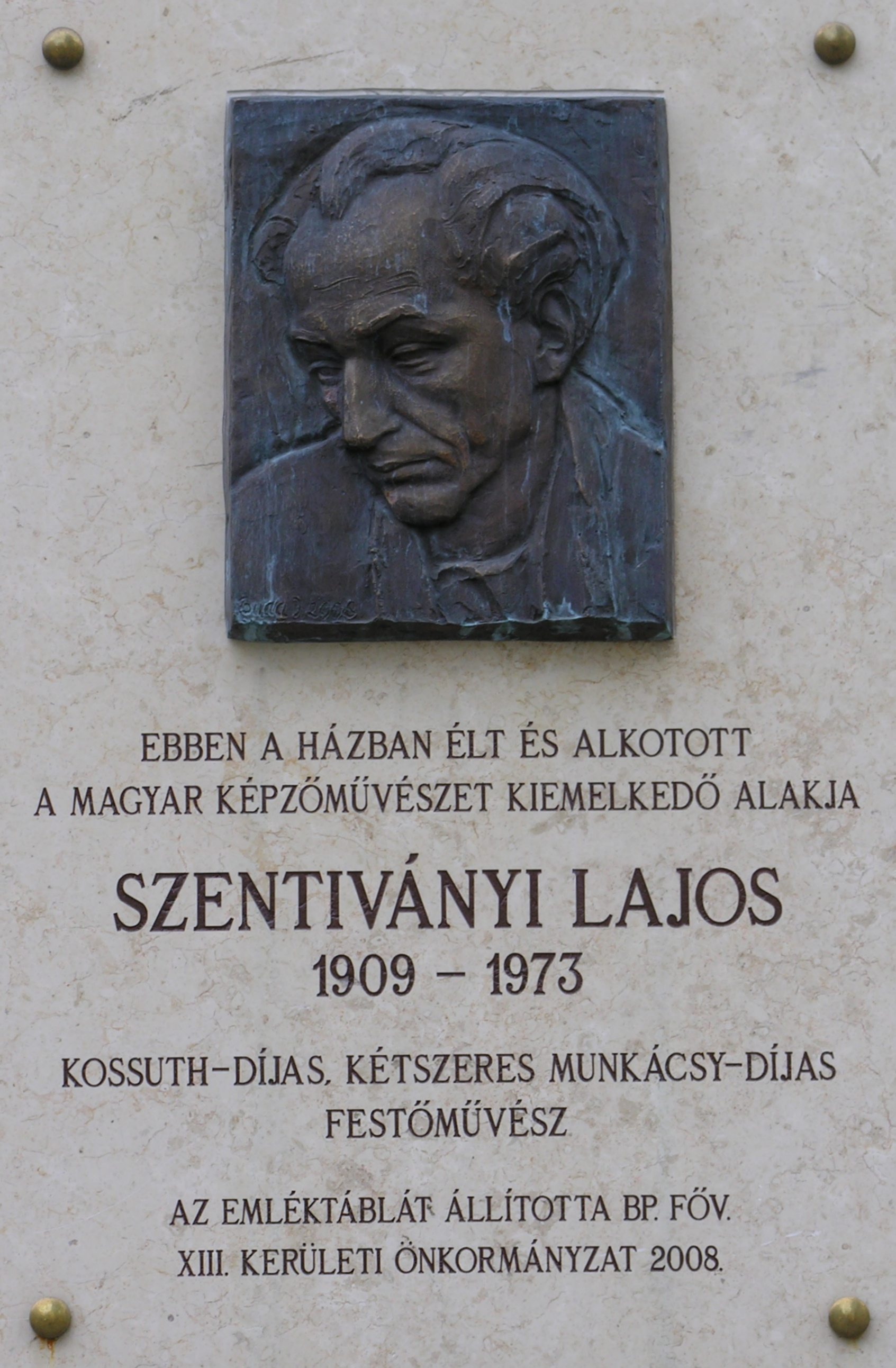
Szentiványi Lajos, Máglya köz 2. alkotó: Buda István
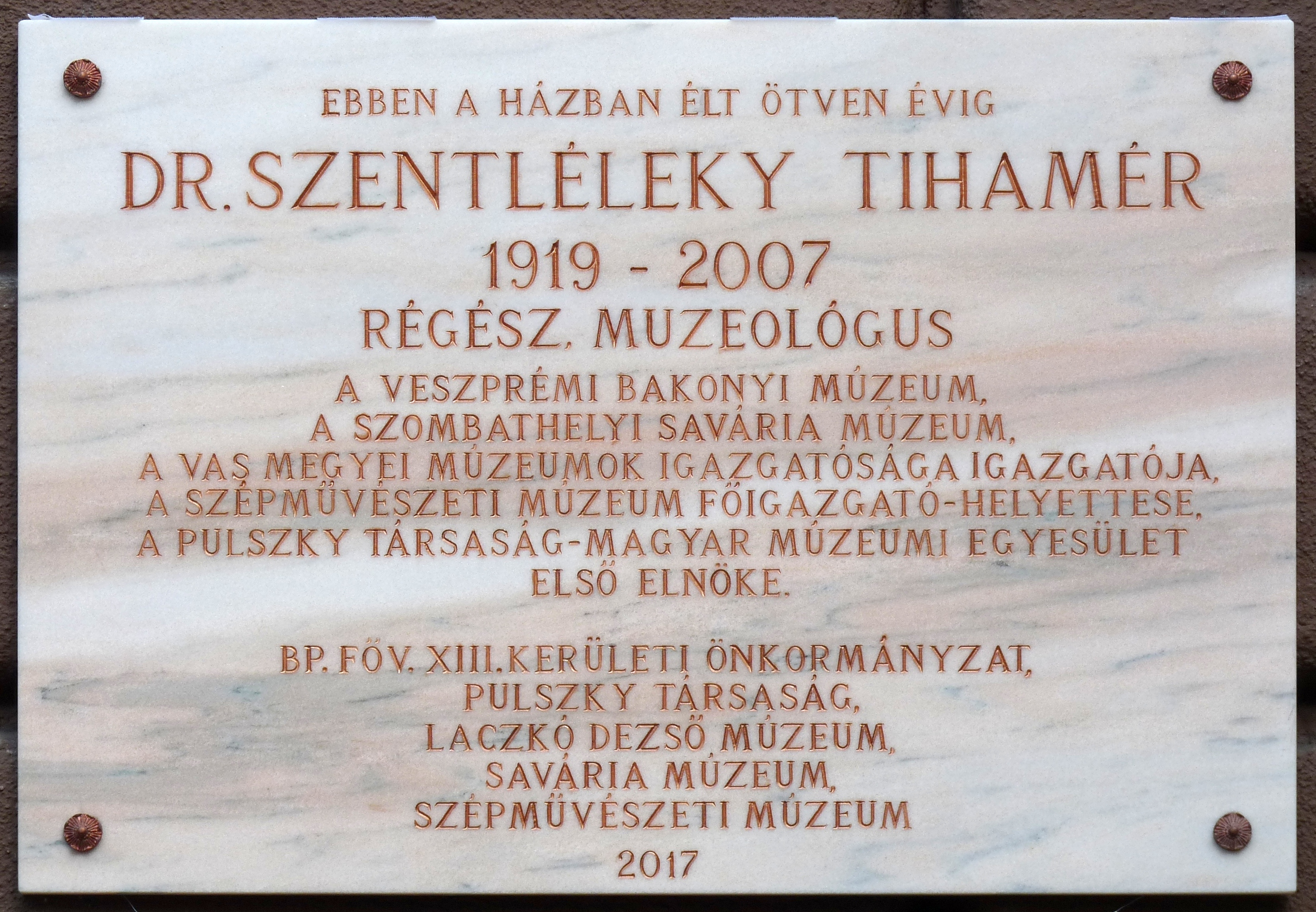
Szentléleky Tihamér, Szent István körút 16.
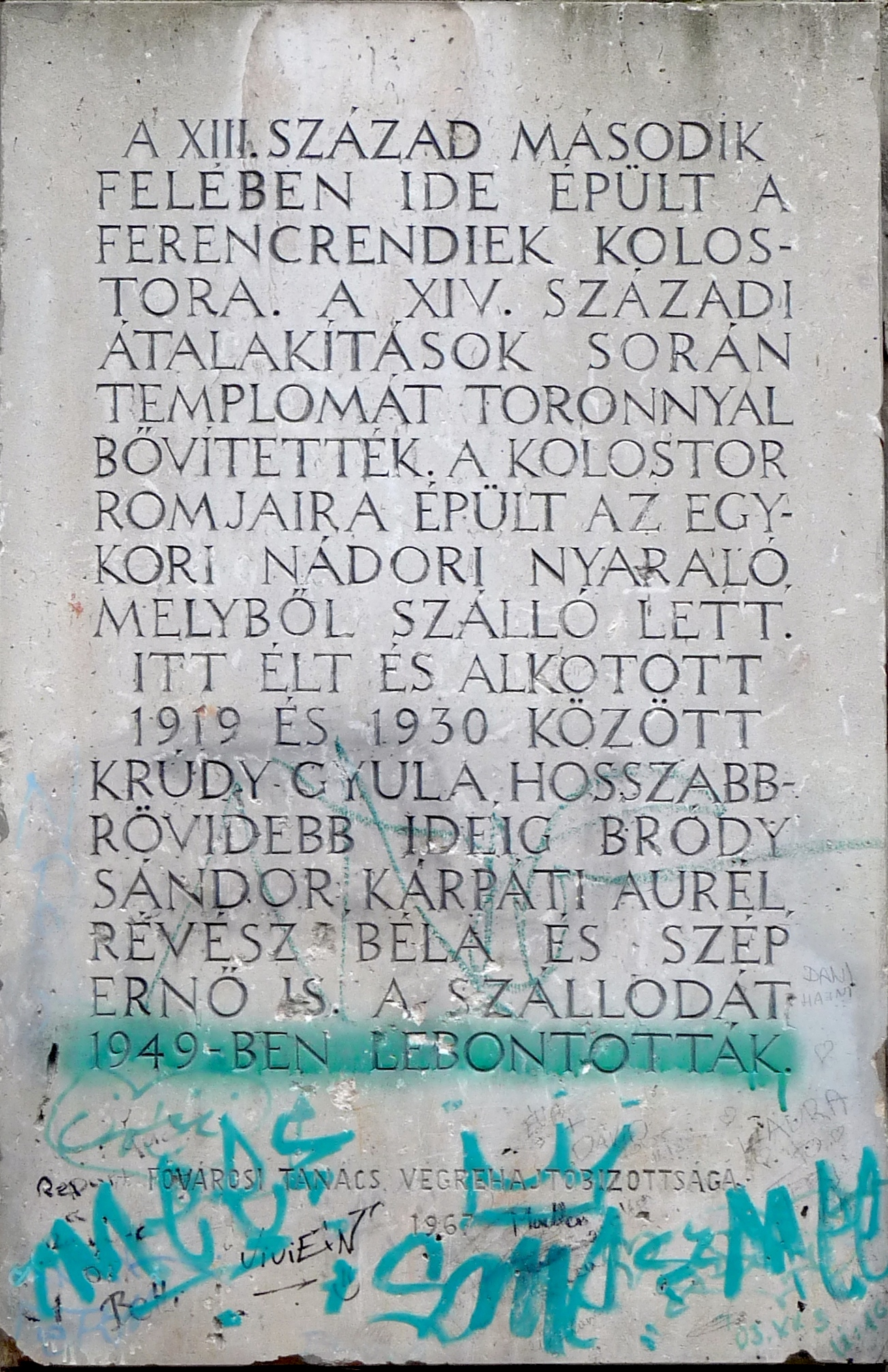
Szép Ernő, Margit-sziget
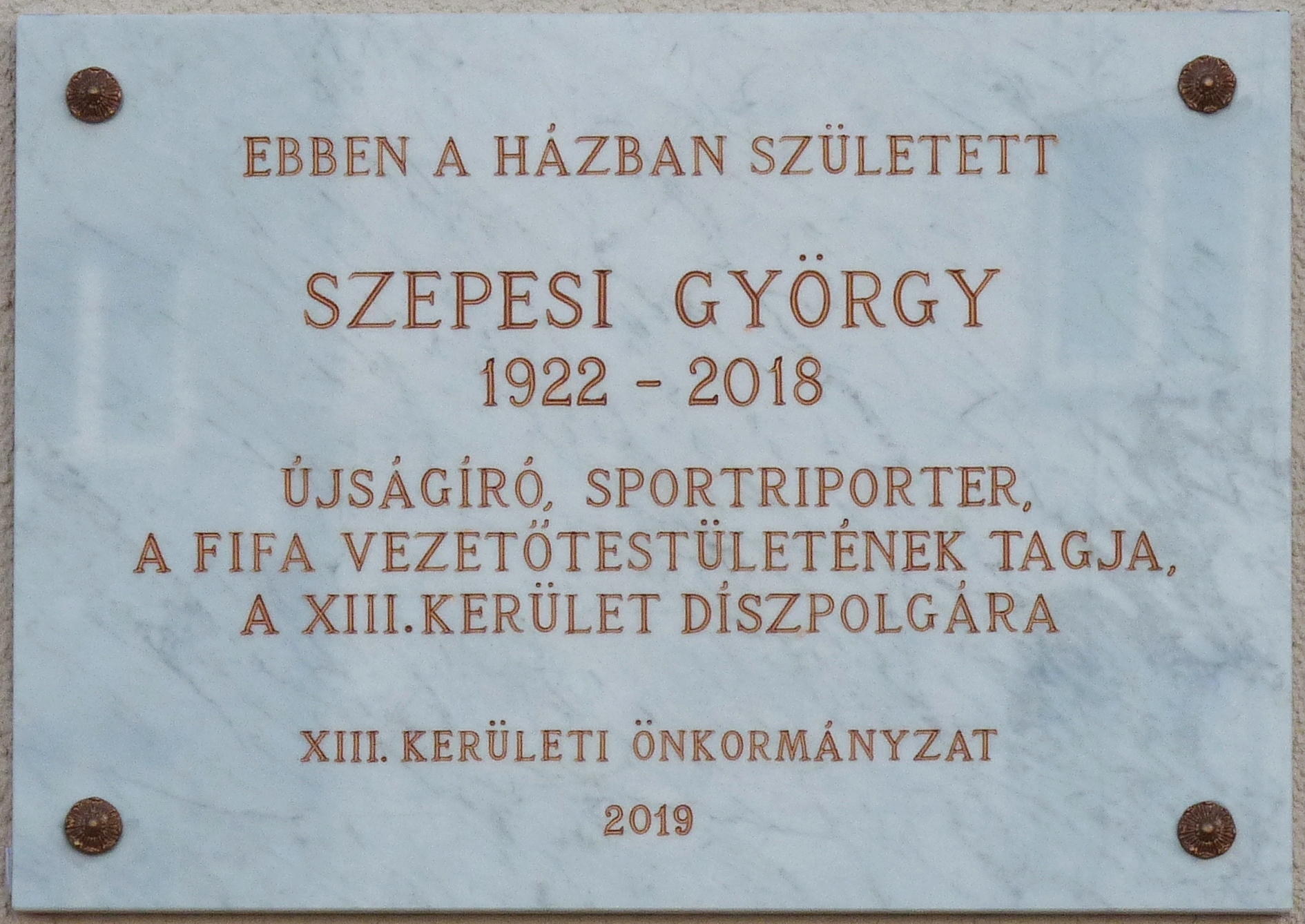
Szepesi György, Váci út 97.
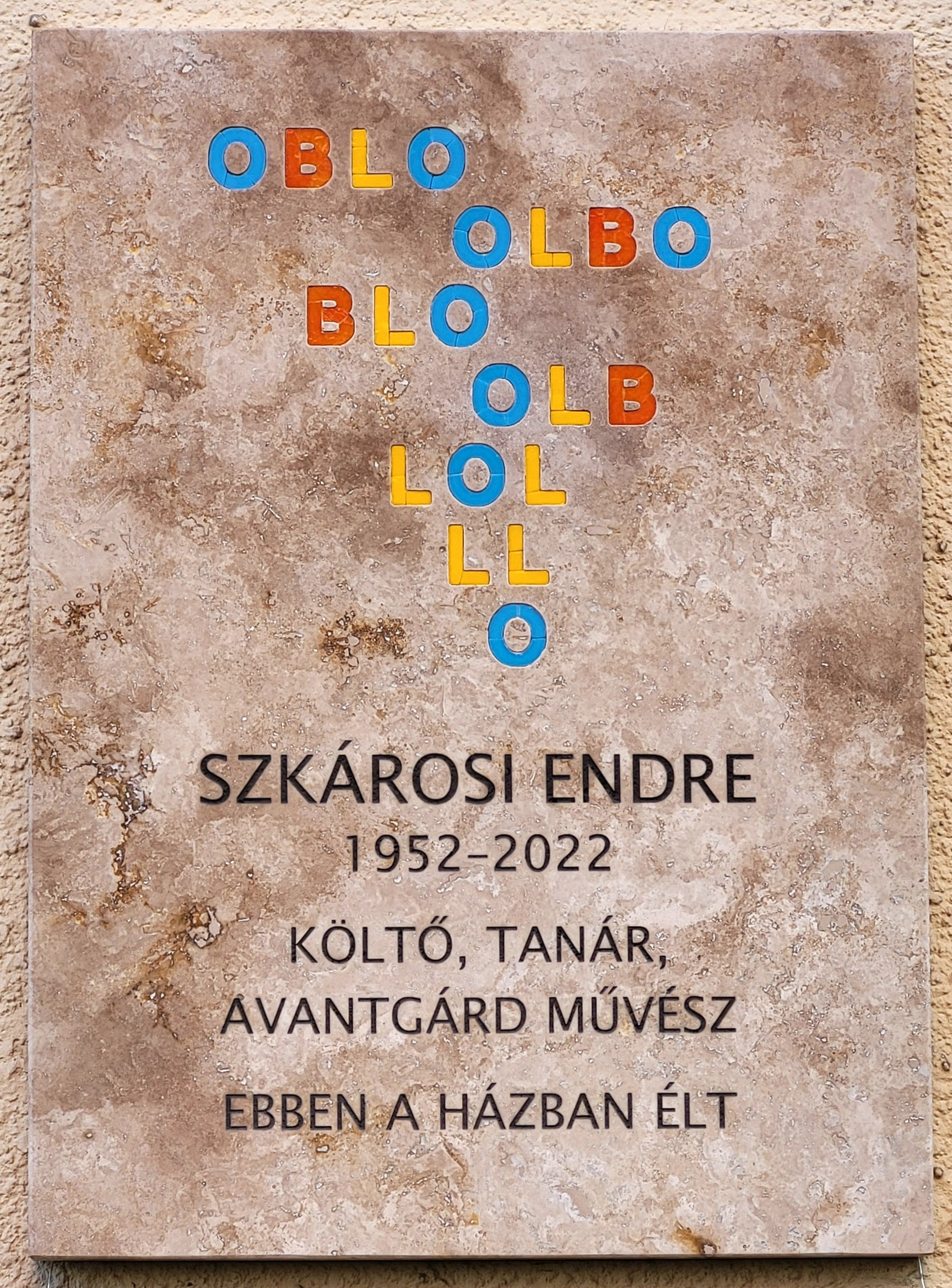
Szkárosi Endre, Váci út 34. alkotó: Martin Henrik
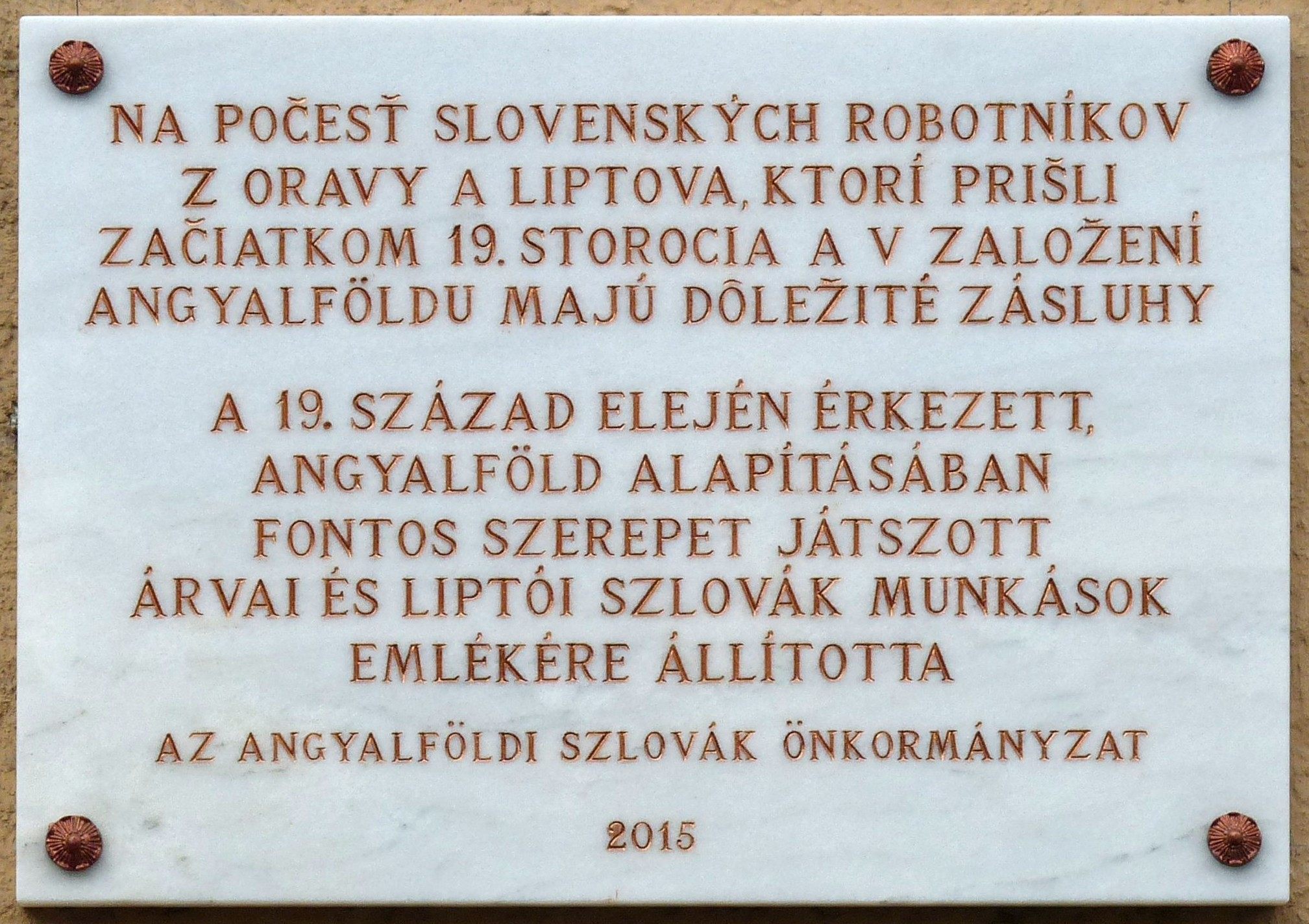
szlovák munkások, Tutaj utca 1/A.
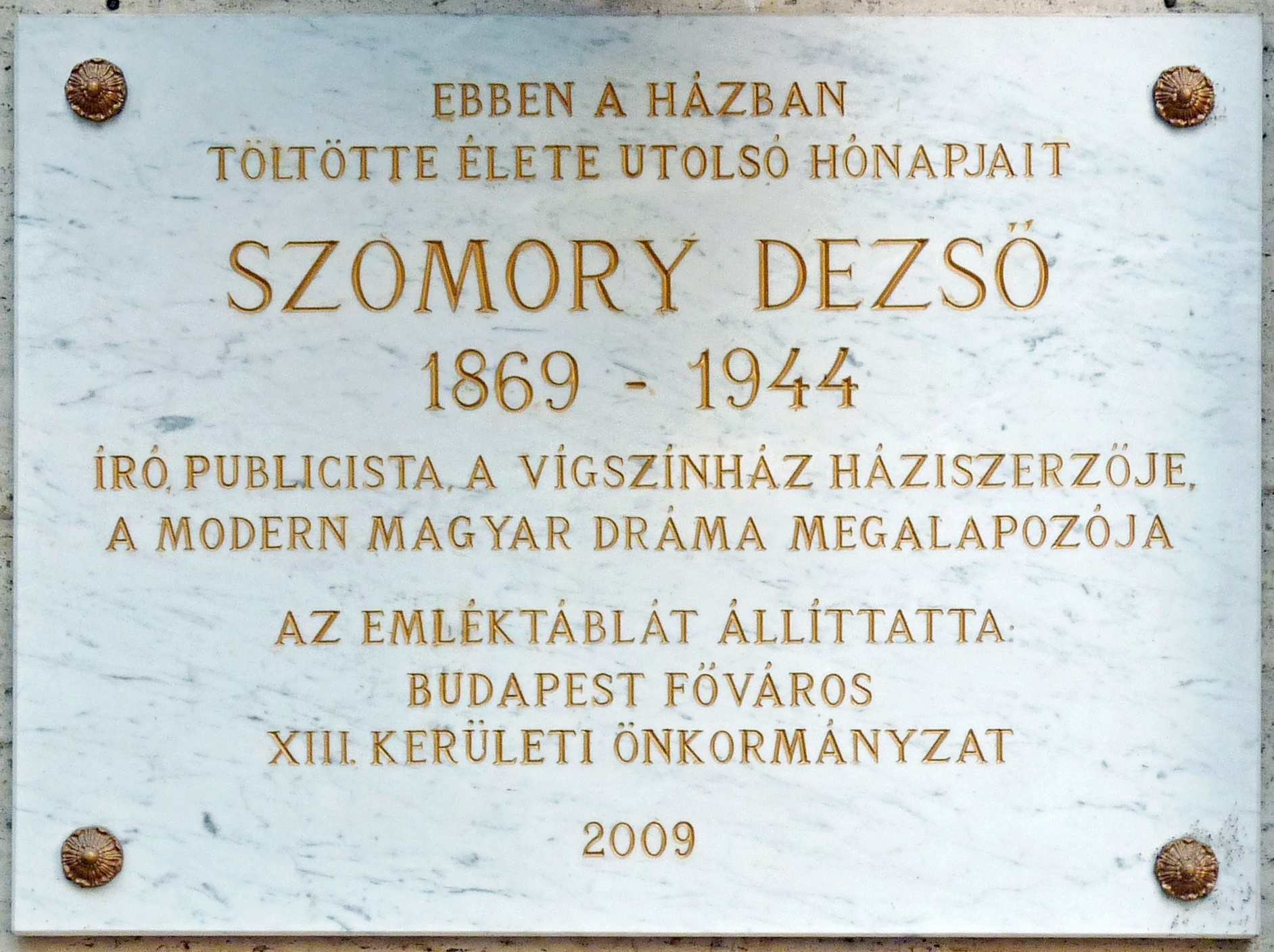
Szomory Dezső, Pozsonyi út 22.
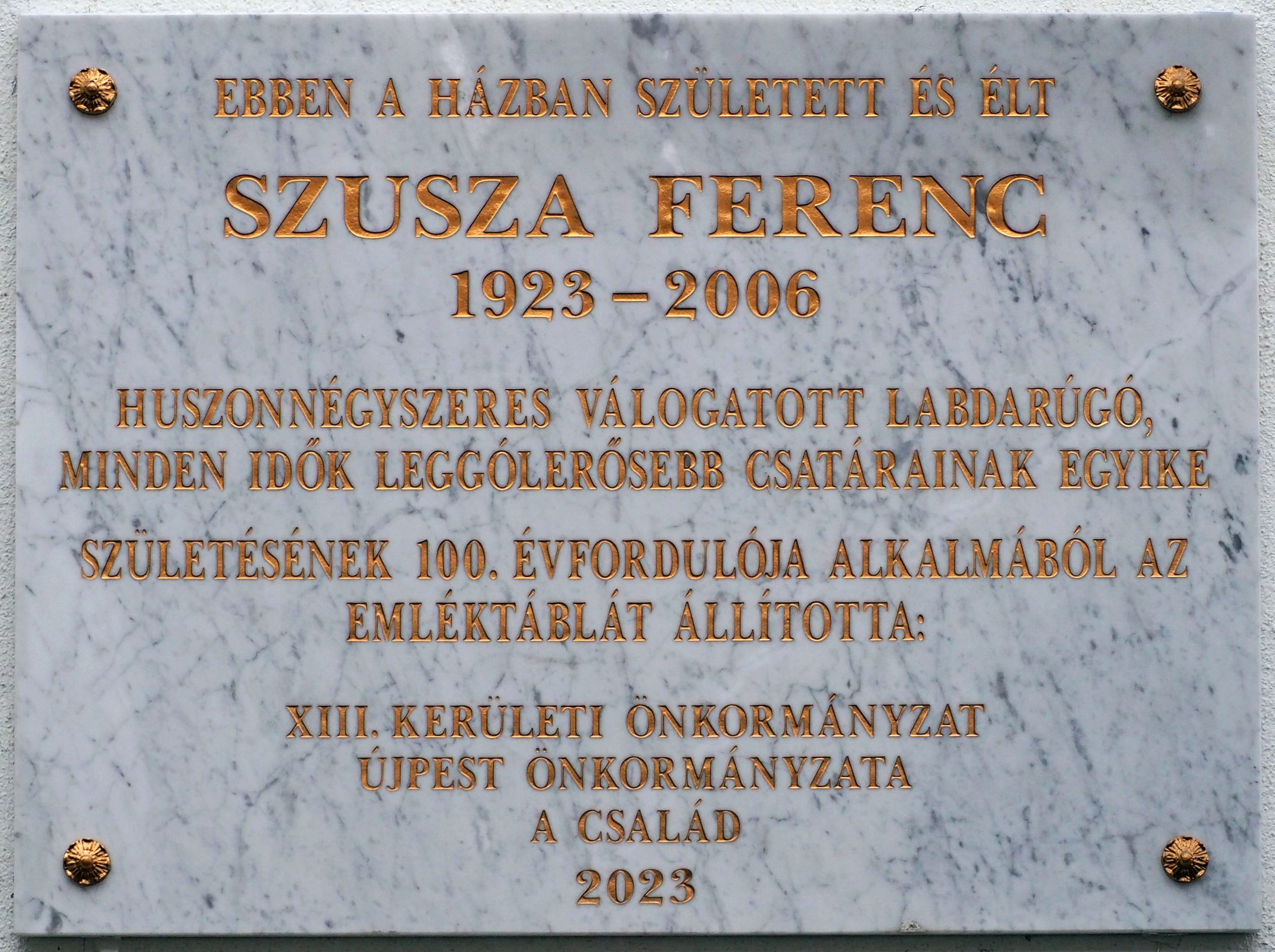
Szusza Ferenc, Szekszárdi utca 26.
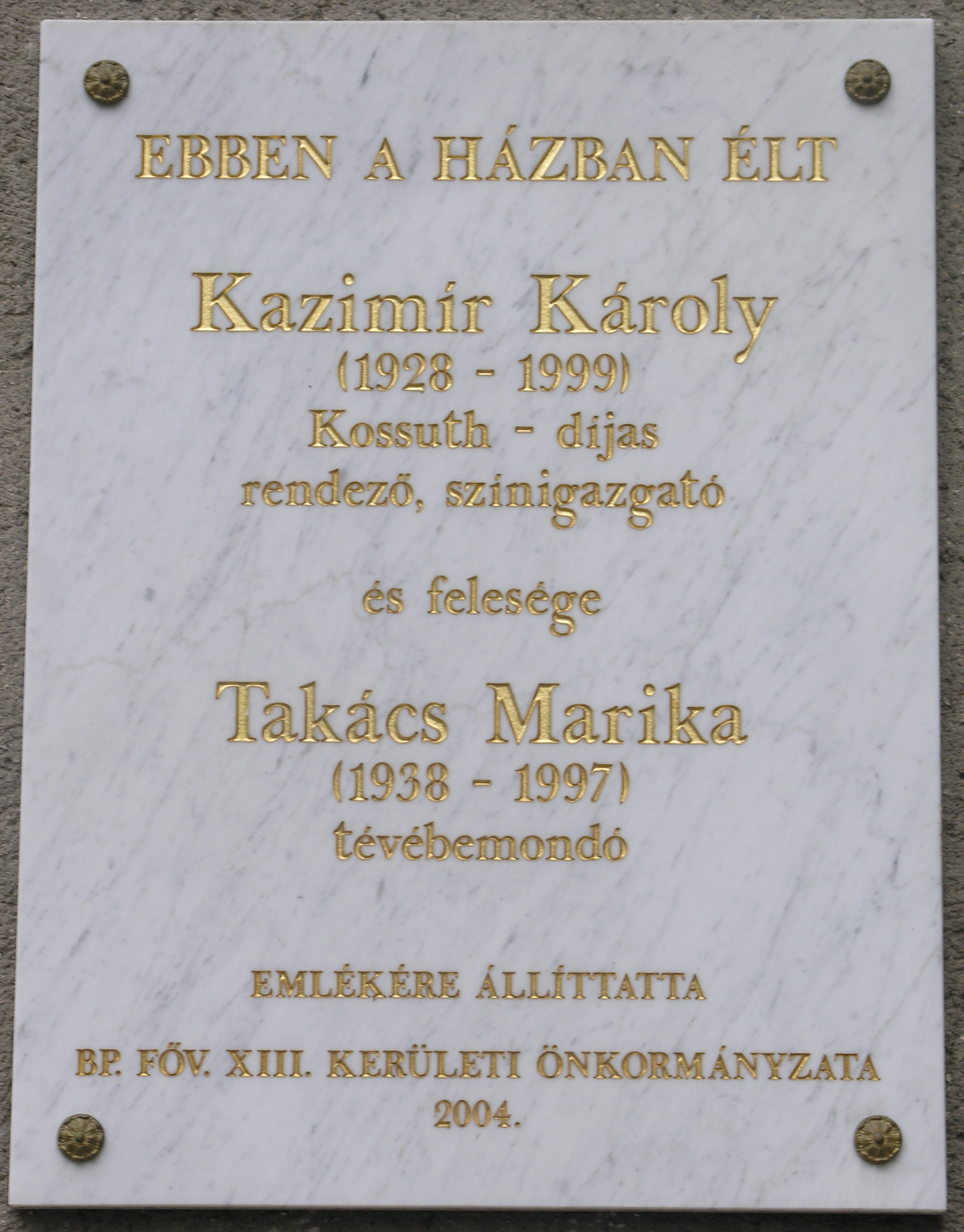
Takács Marika, Szent István park 4.
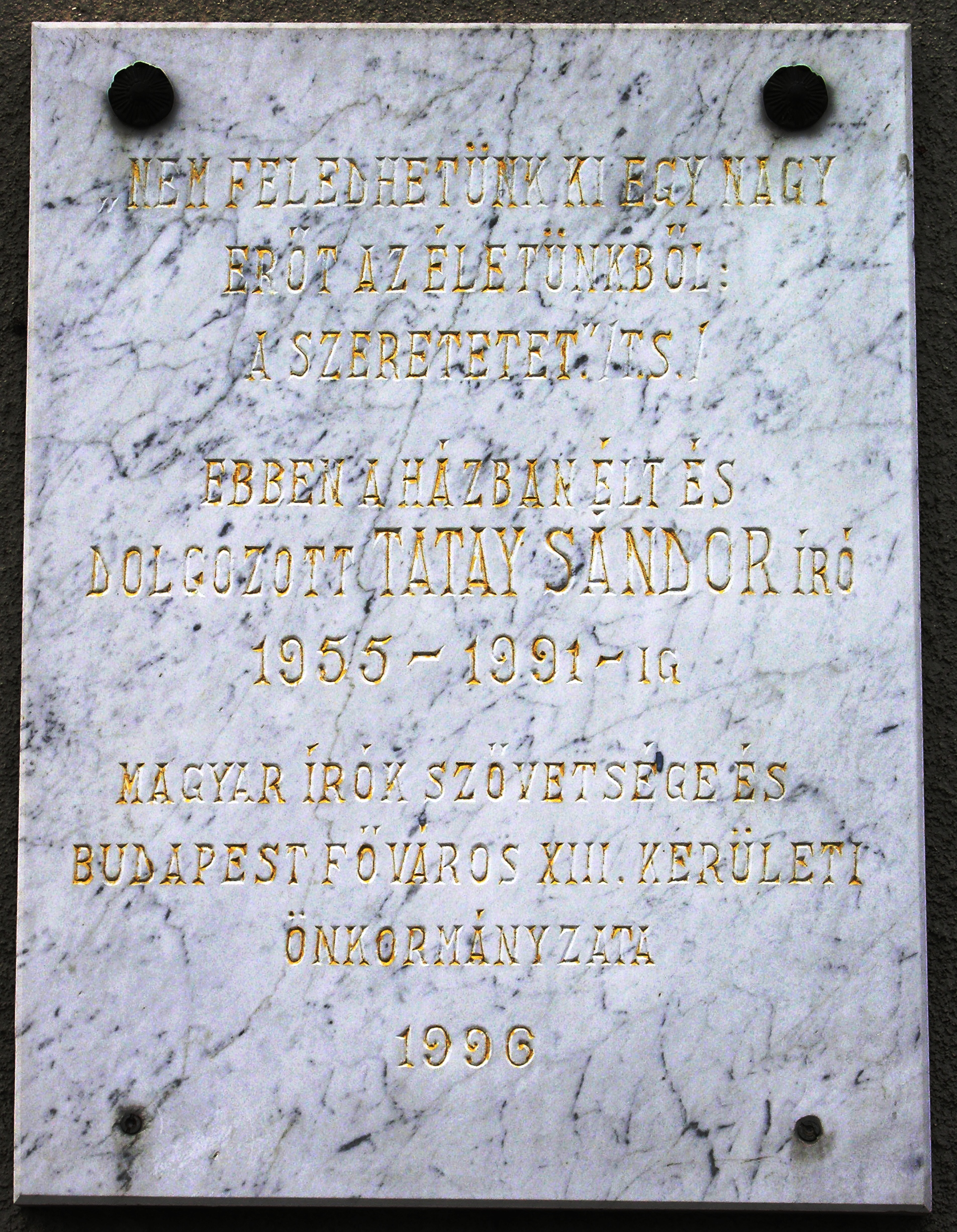
Tatay Sándor, Gyöngyösi utca 53.
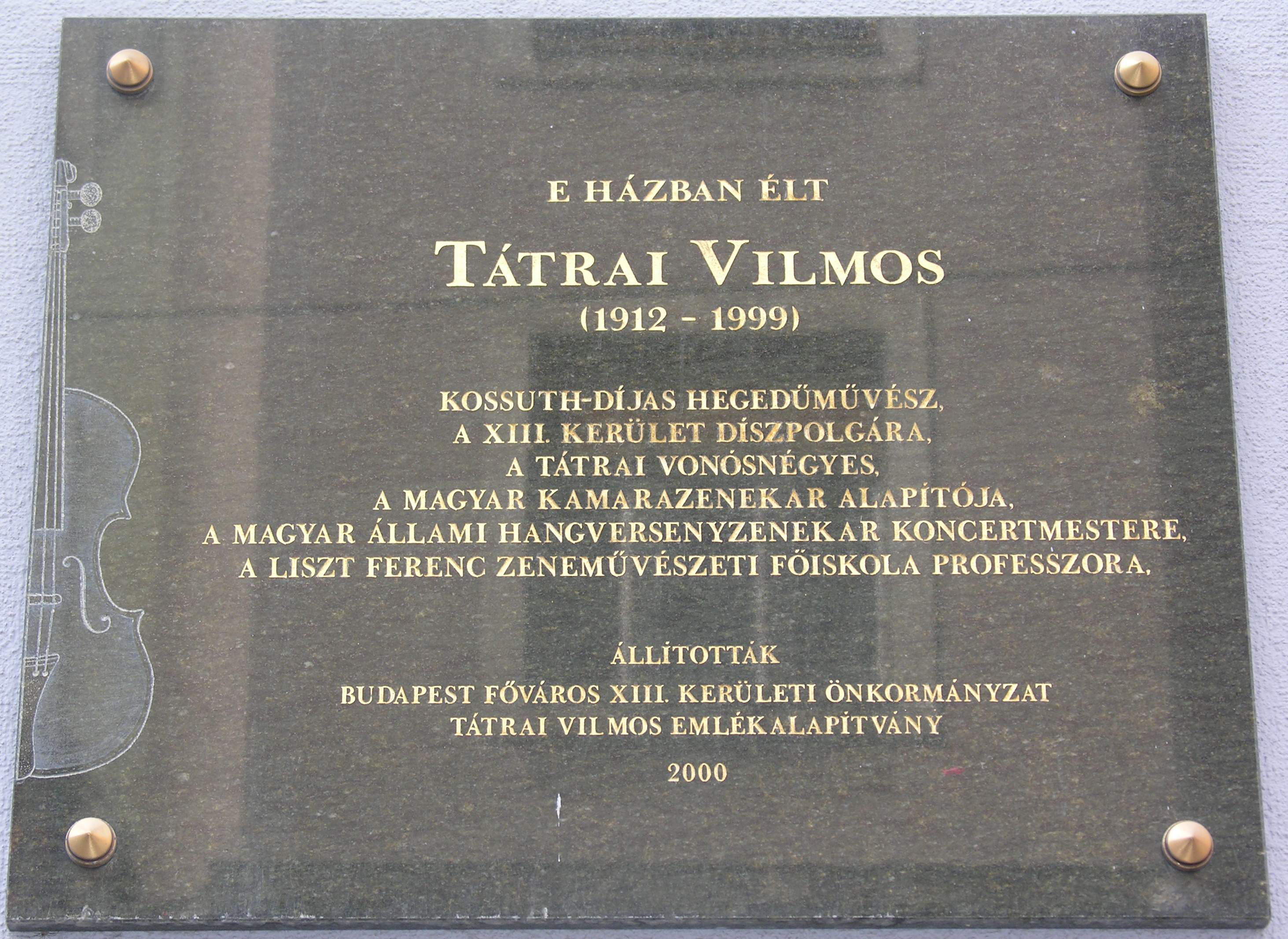
Tátrai Vilmos, Raoul Wallenberg utca 4.
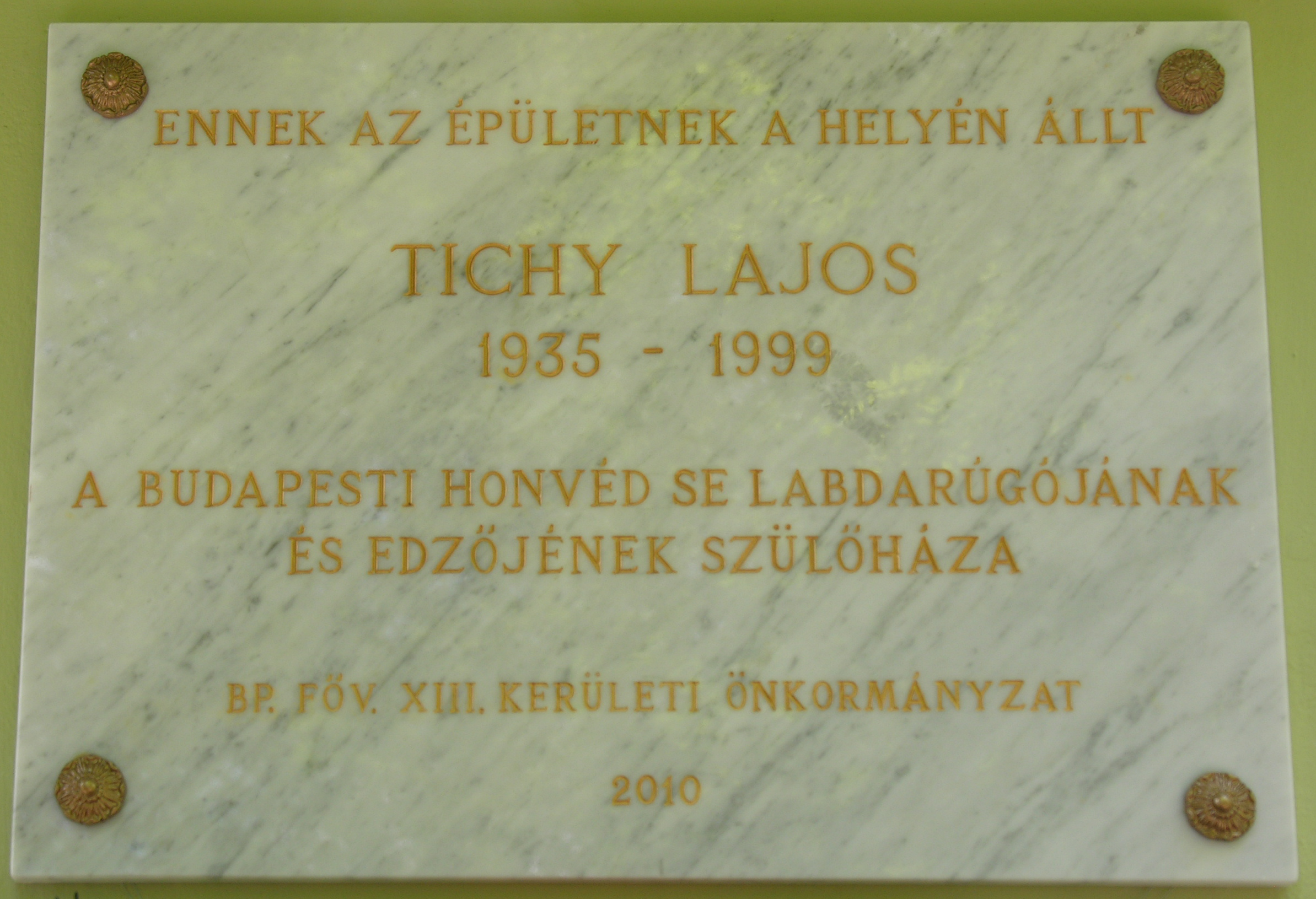
Tichy Lajos, Jász utca 102.
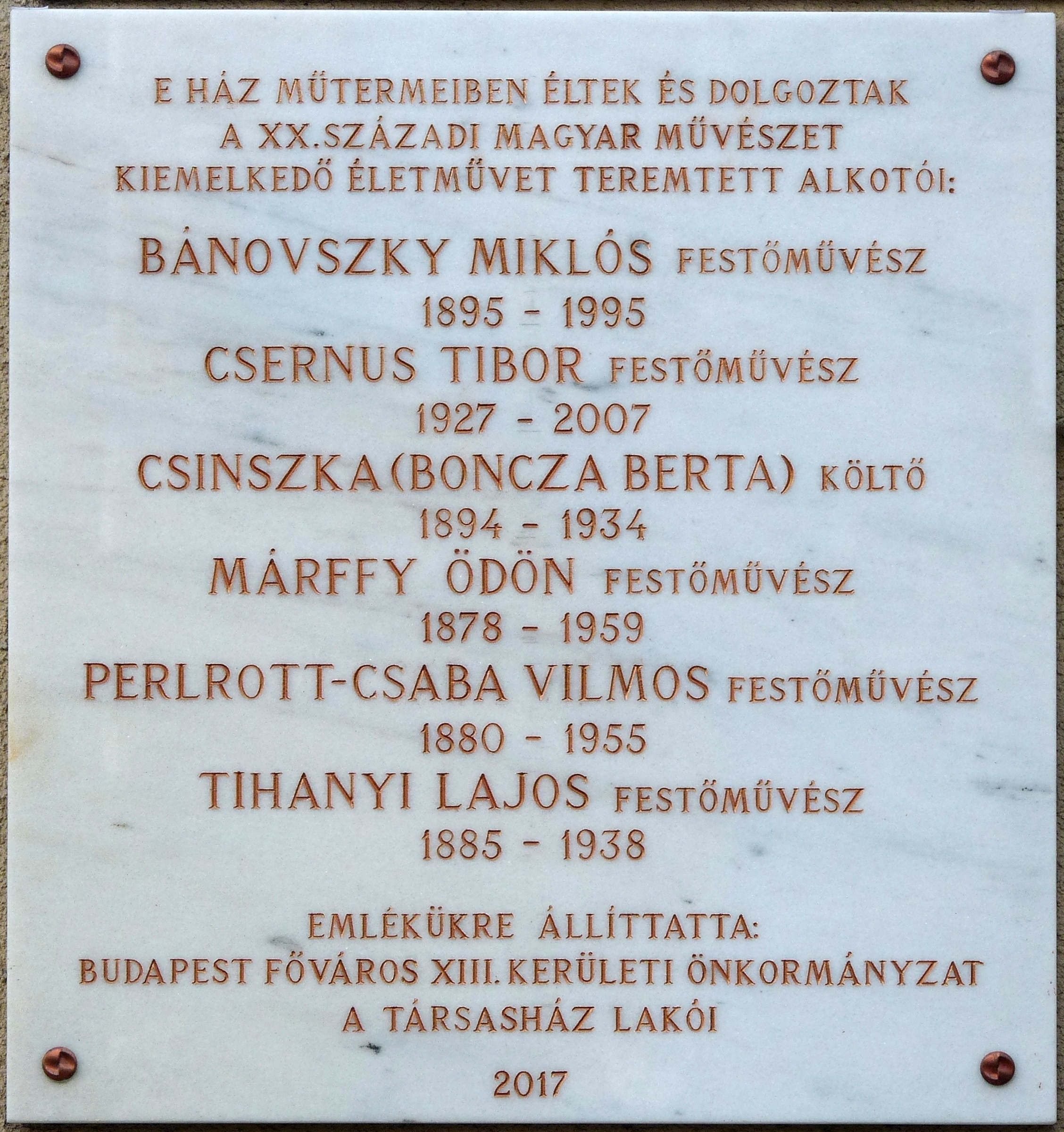
Tihanyi Lajos, Dráva utca 12.
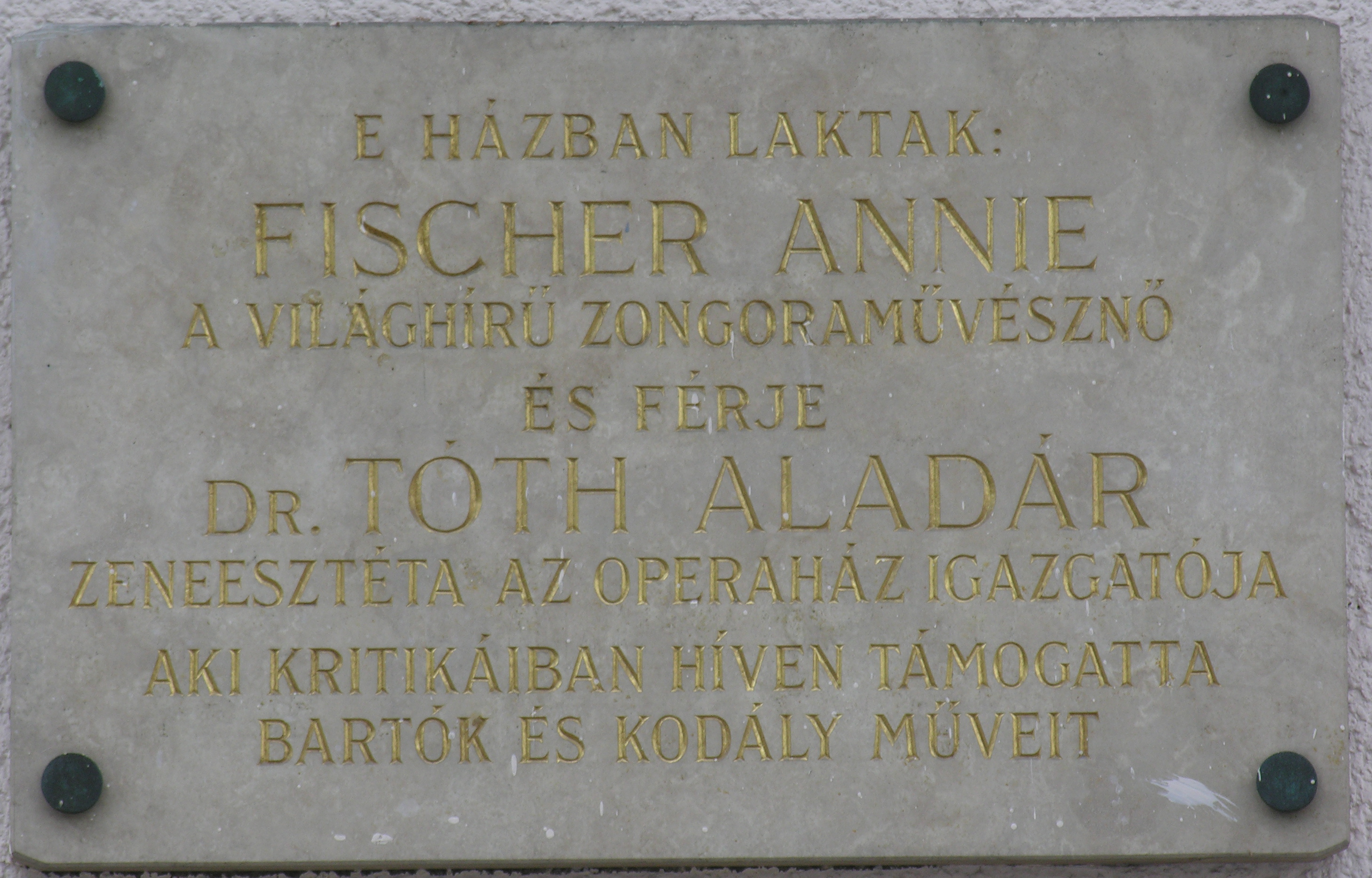
Tóth Aladár, Szent István park 14.
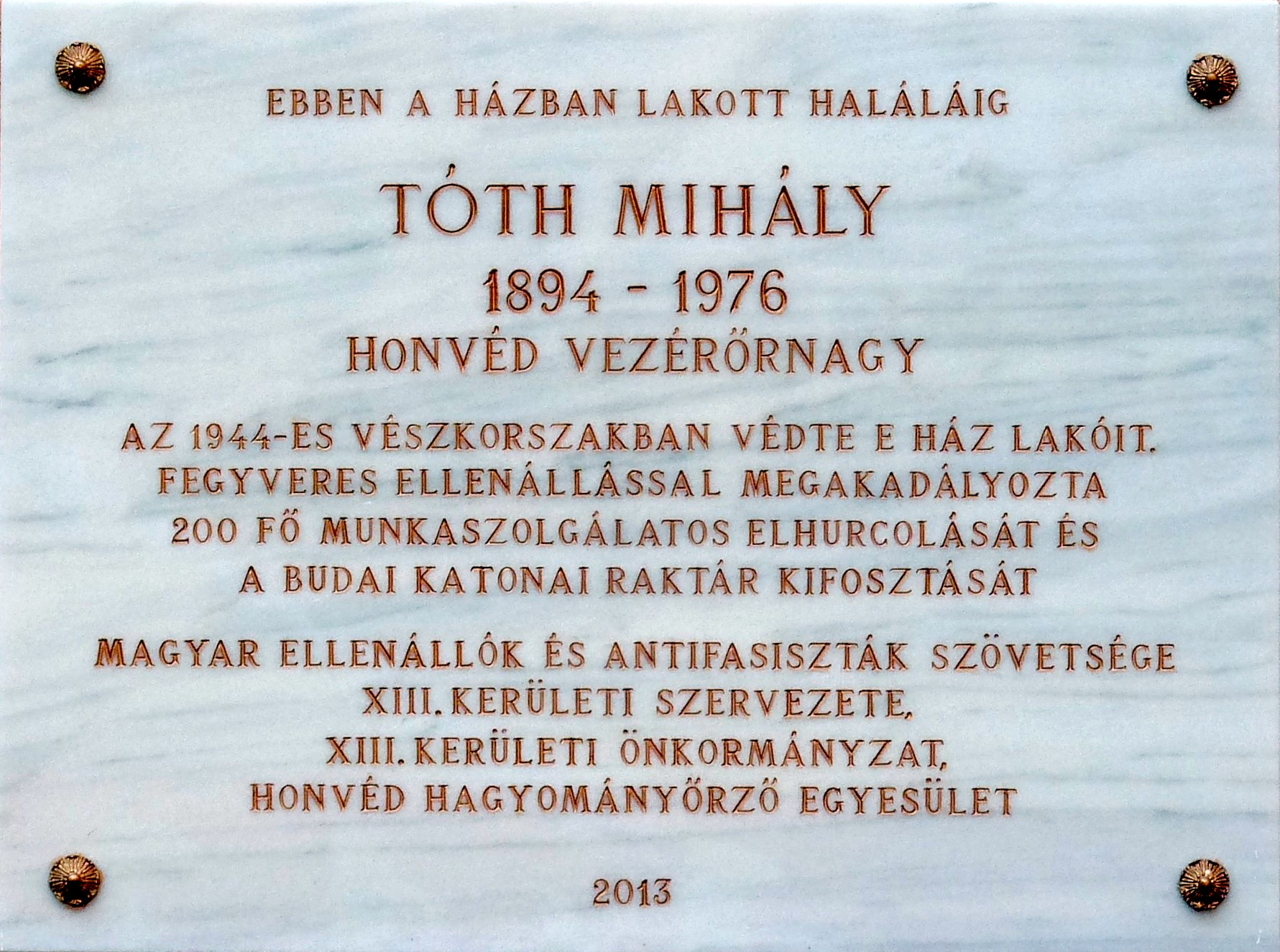
Tóth Mihály, Tátra utca 26.
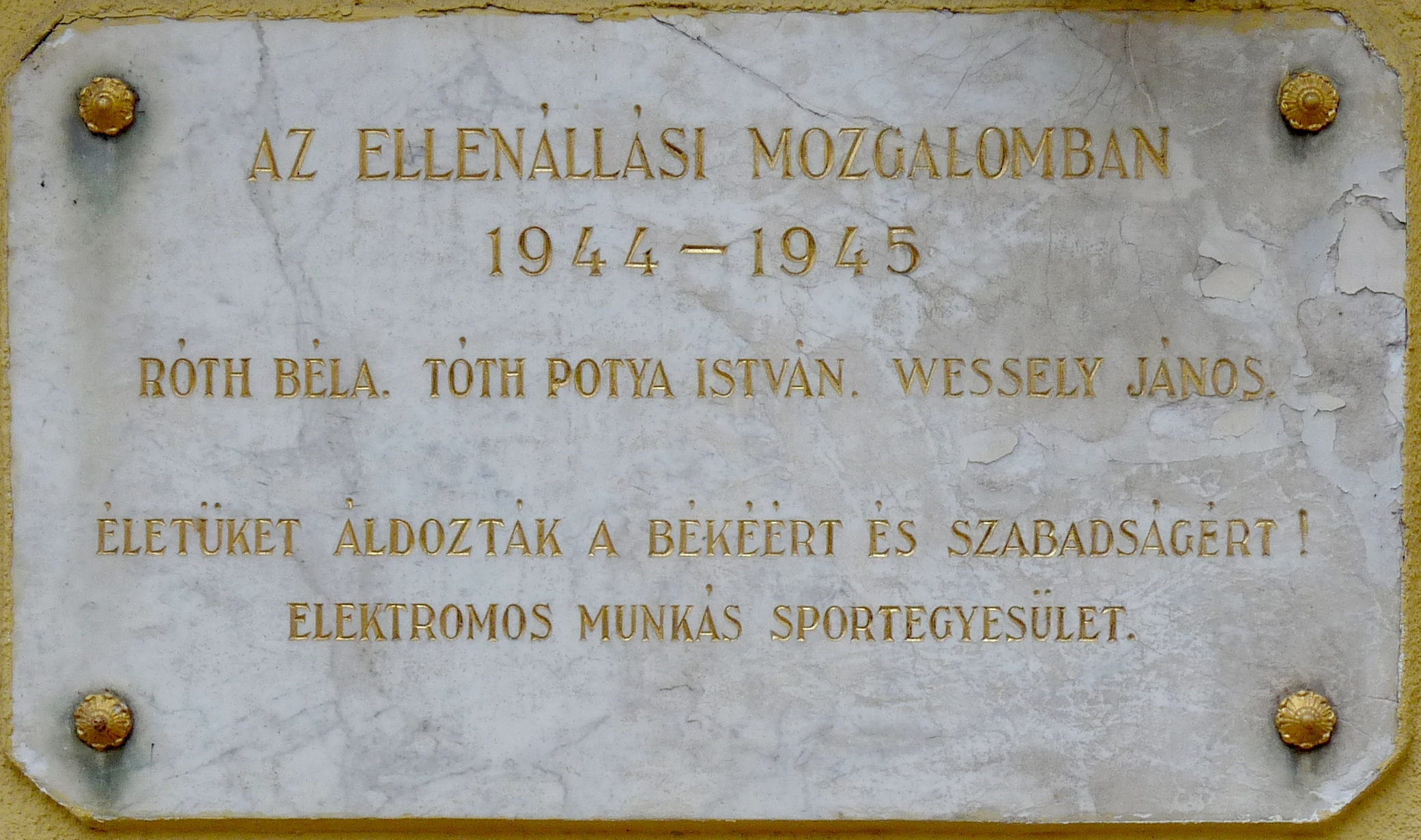
Róth Béla, Tóth Potya István, Wessely János, Népfürdő utca 18.
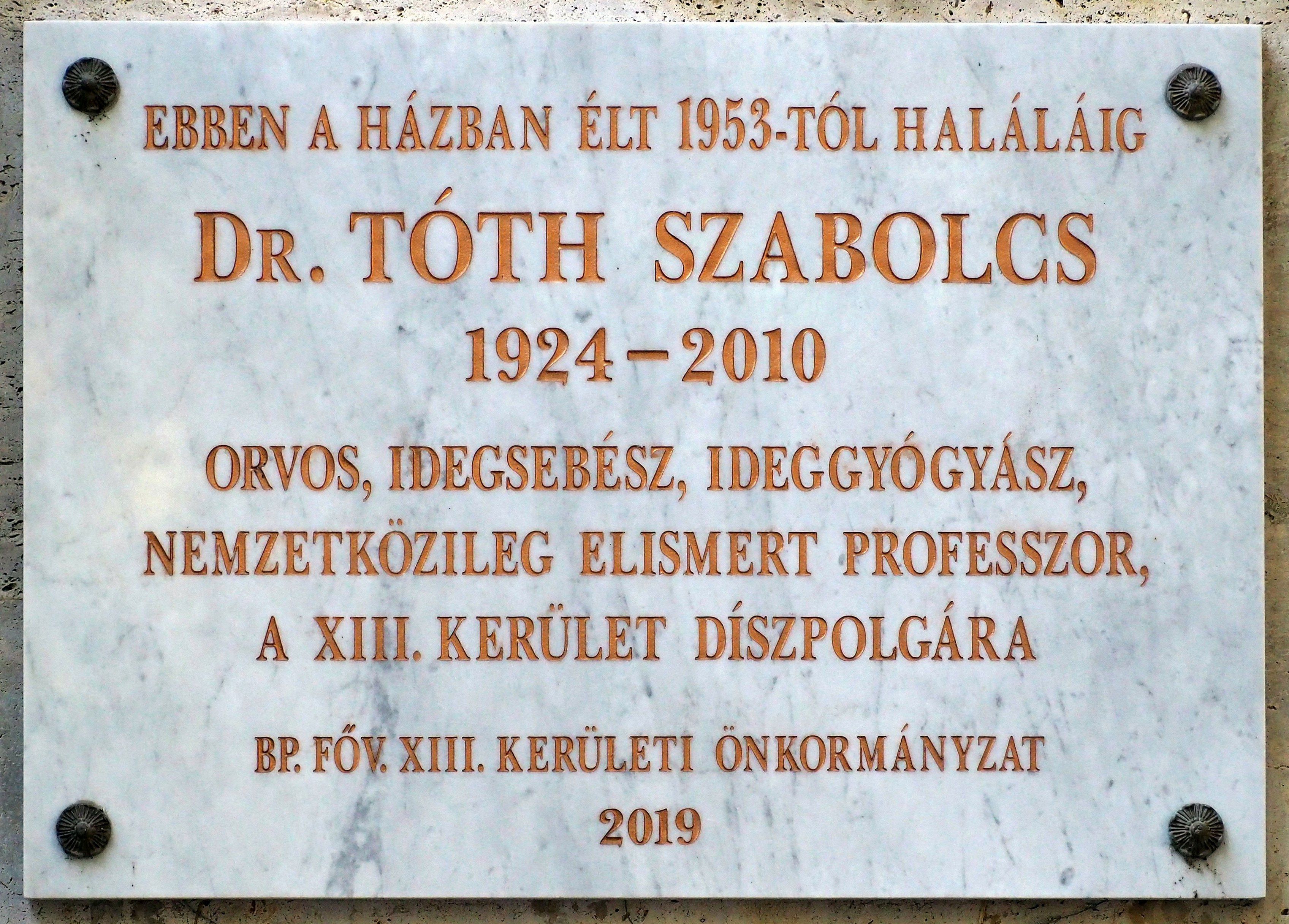
Dr. Tóth Szabolcs, Pozsonyi út 44.
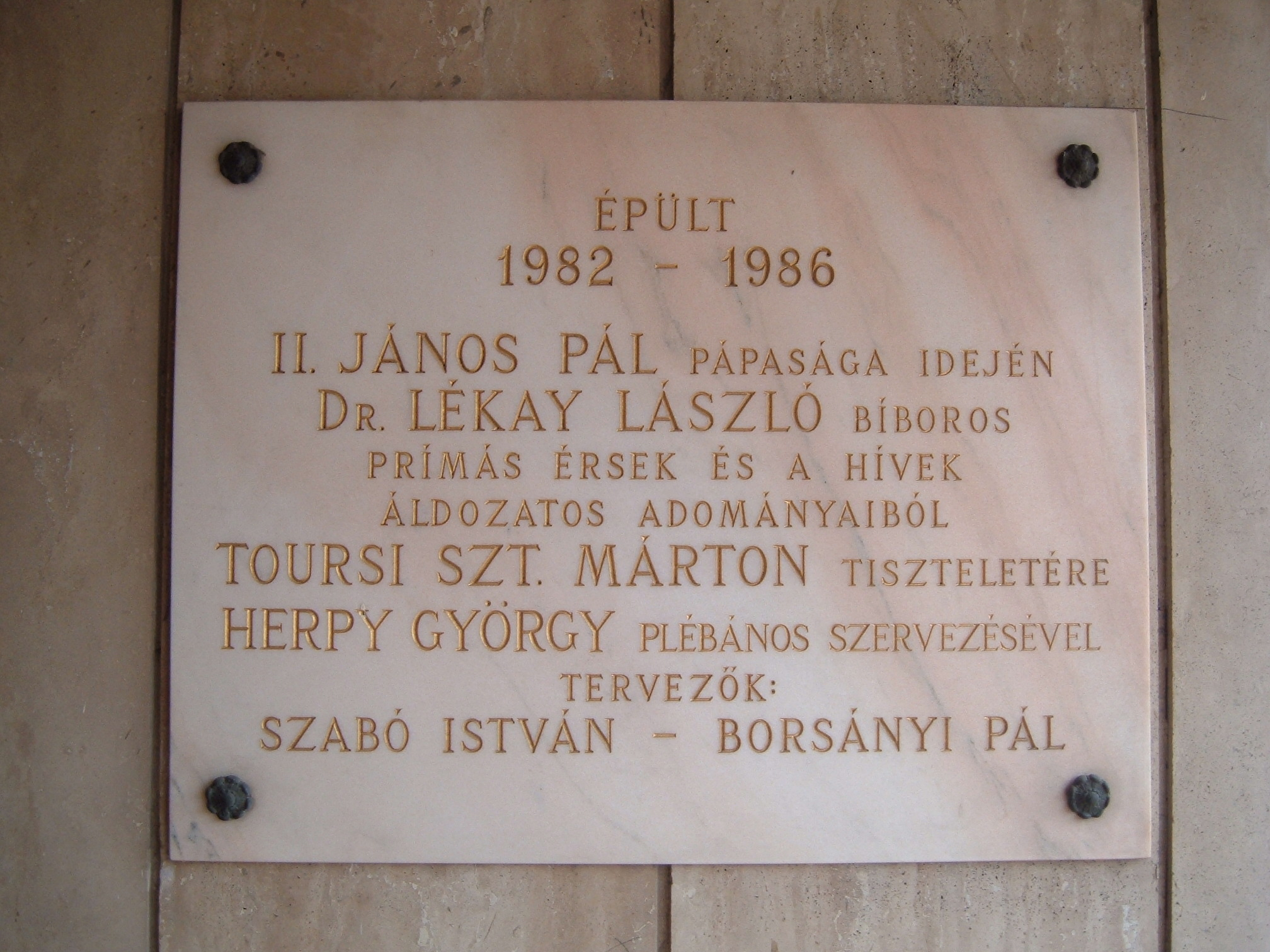
Tours-i Szent Márton és Flüei Szent Miklós-plébániatemplom, Váci út 91/b.
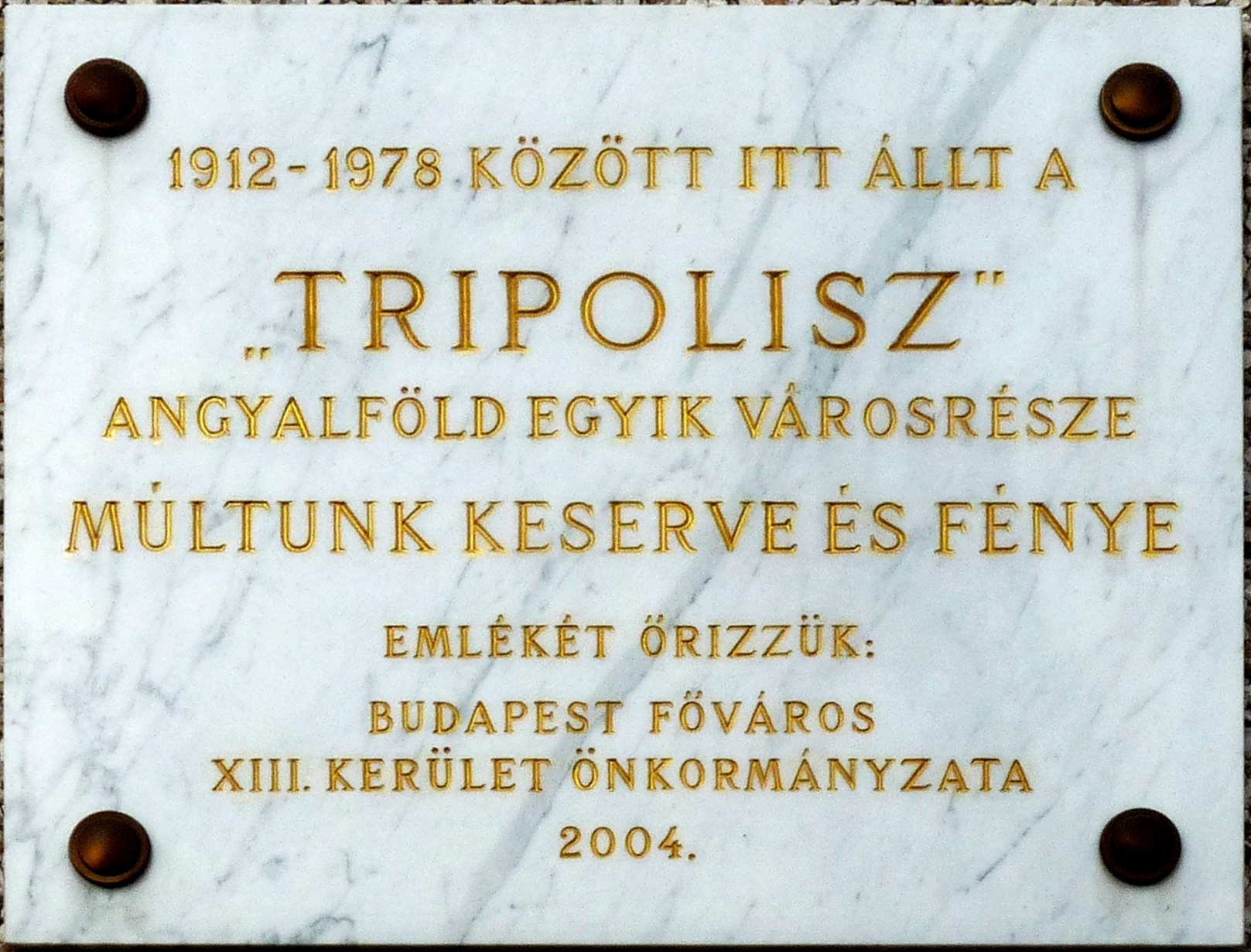
Tripolisz, Tomori utca 5.
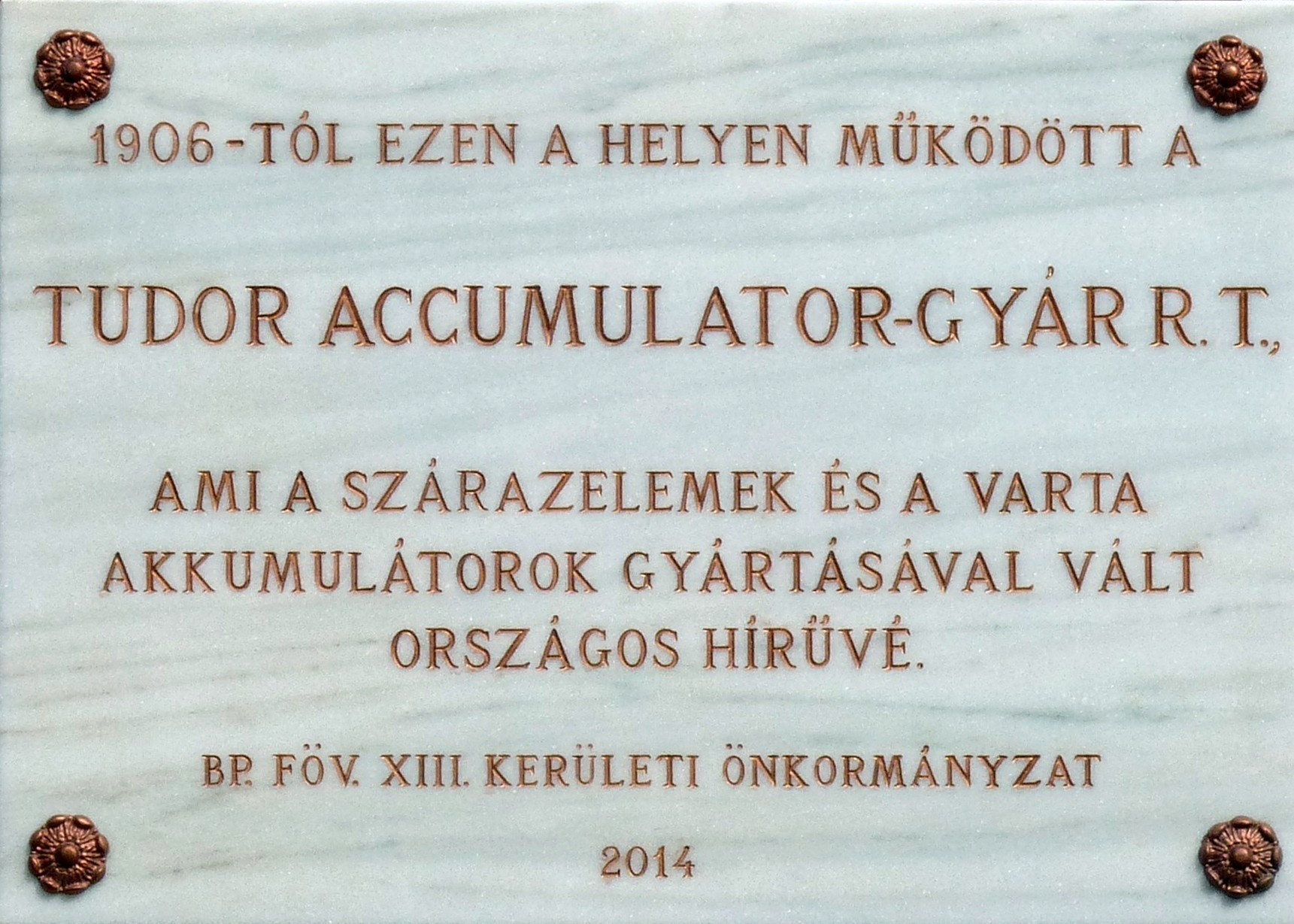
Tudor Accumulator-gyár Rt., Váci út 135-139.
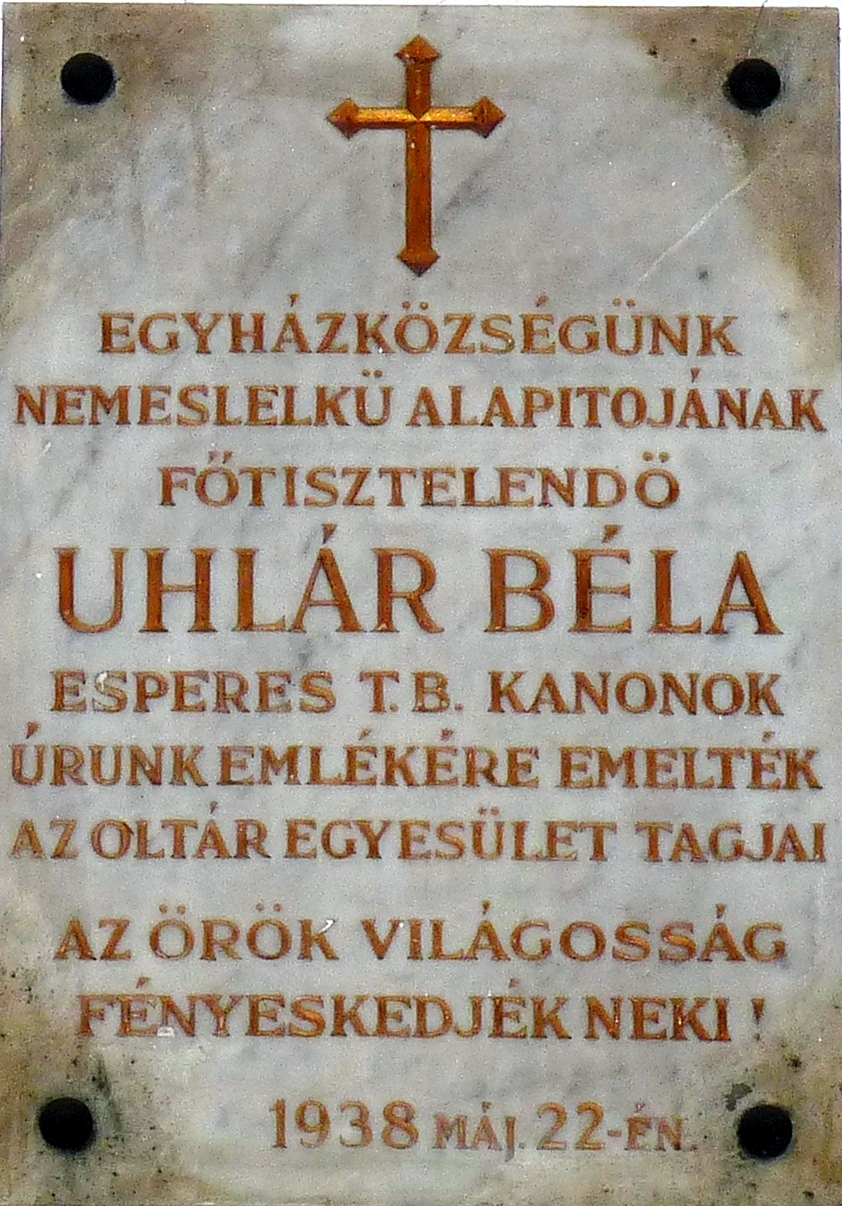
Uhlár Béla, Béke tér 1/a.
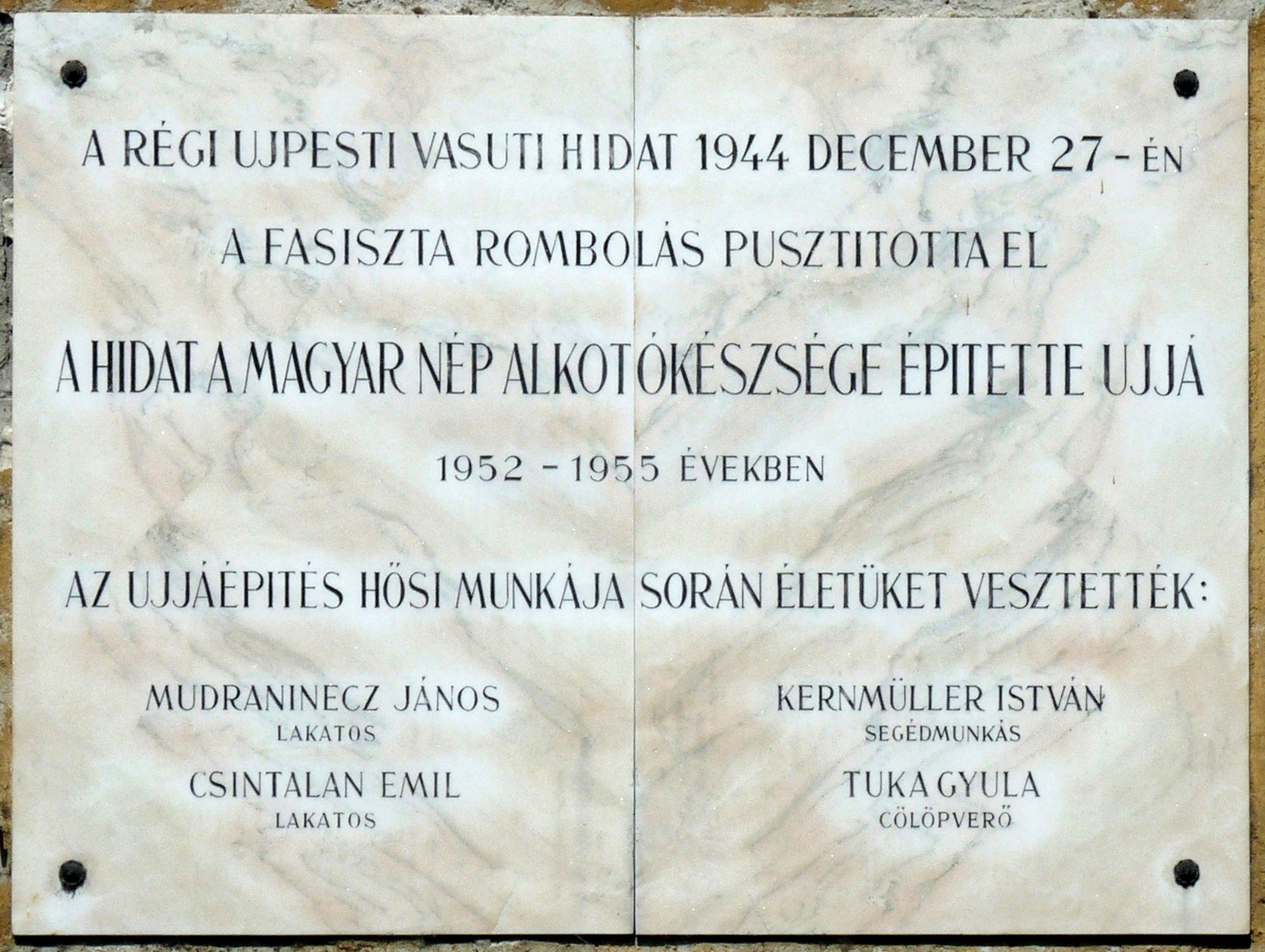
Újpesti vasúti híd újjáépítése,[3] Népsziget, őrház
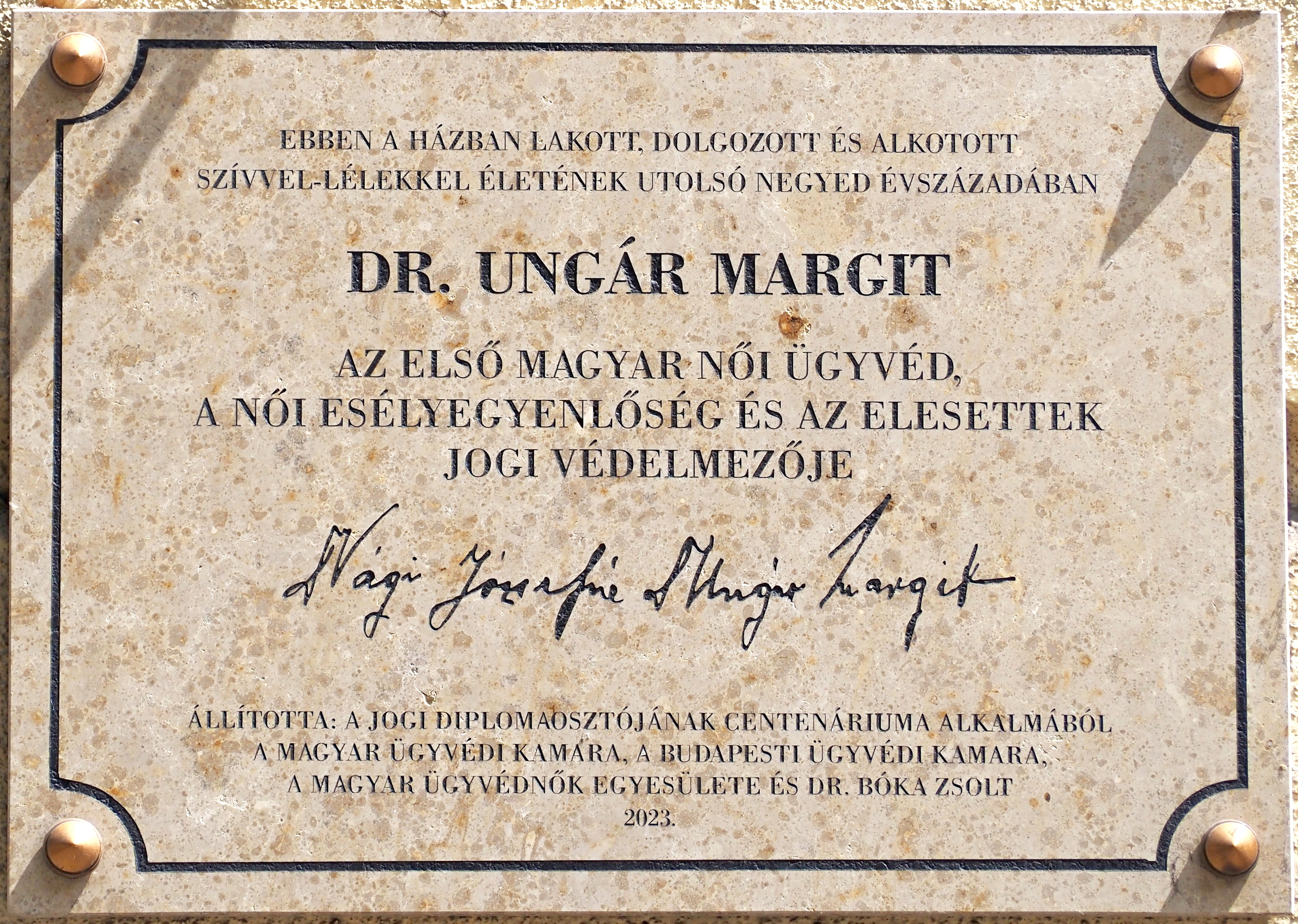
Ungár Margit Szent István körút 8.
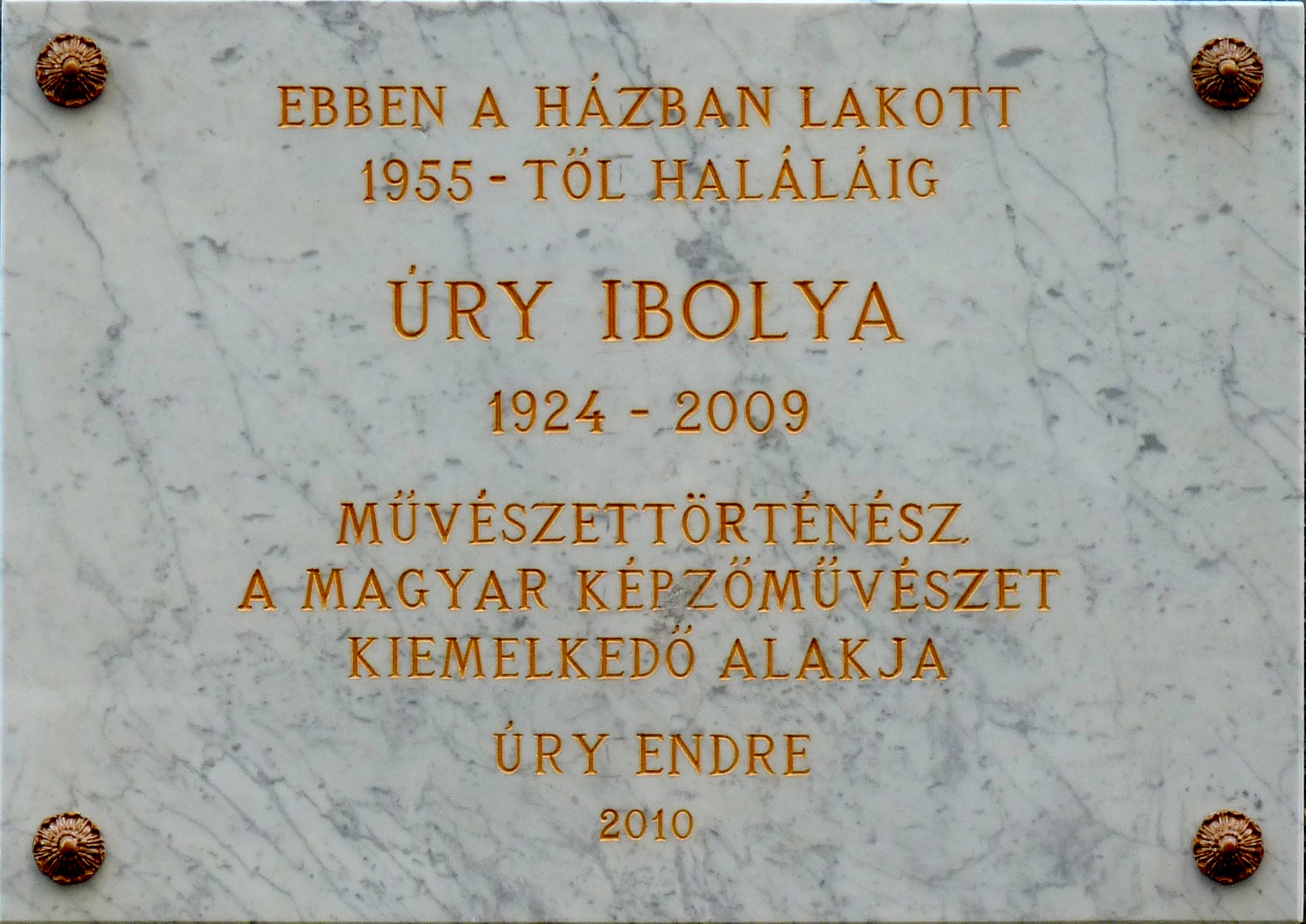
Ury Ibolya,[4] Pozsonyi út 12.
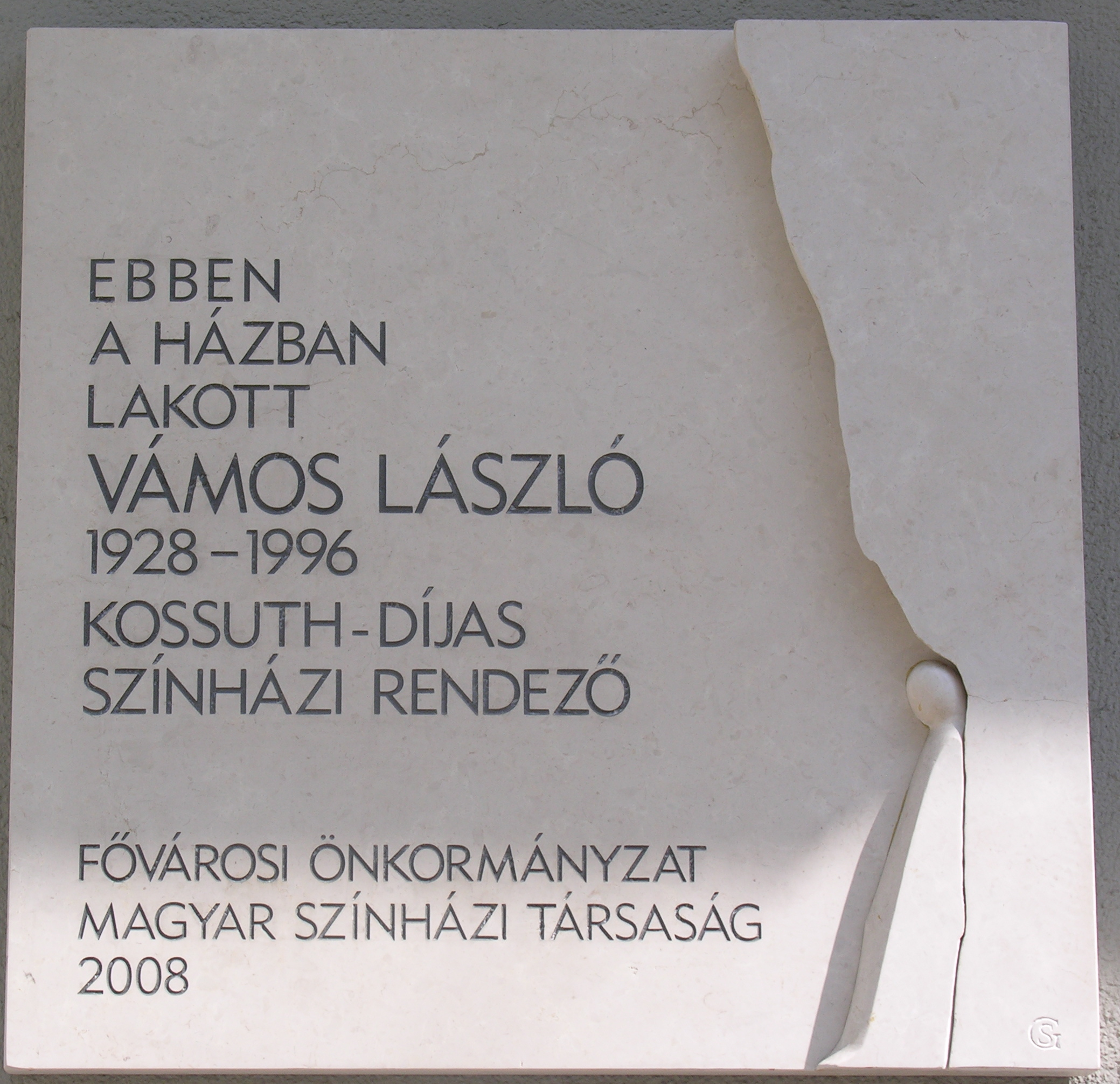
Vámos László, Katona József utca 27.
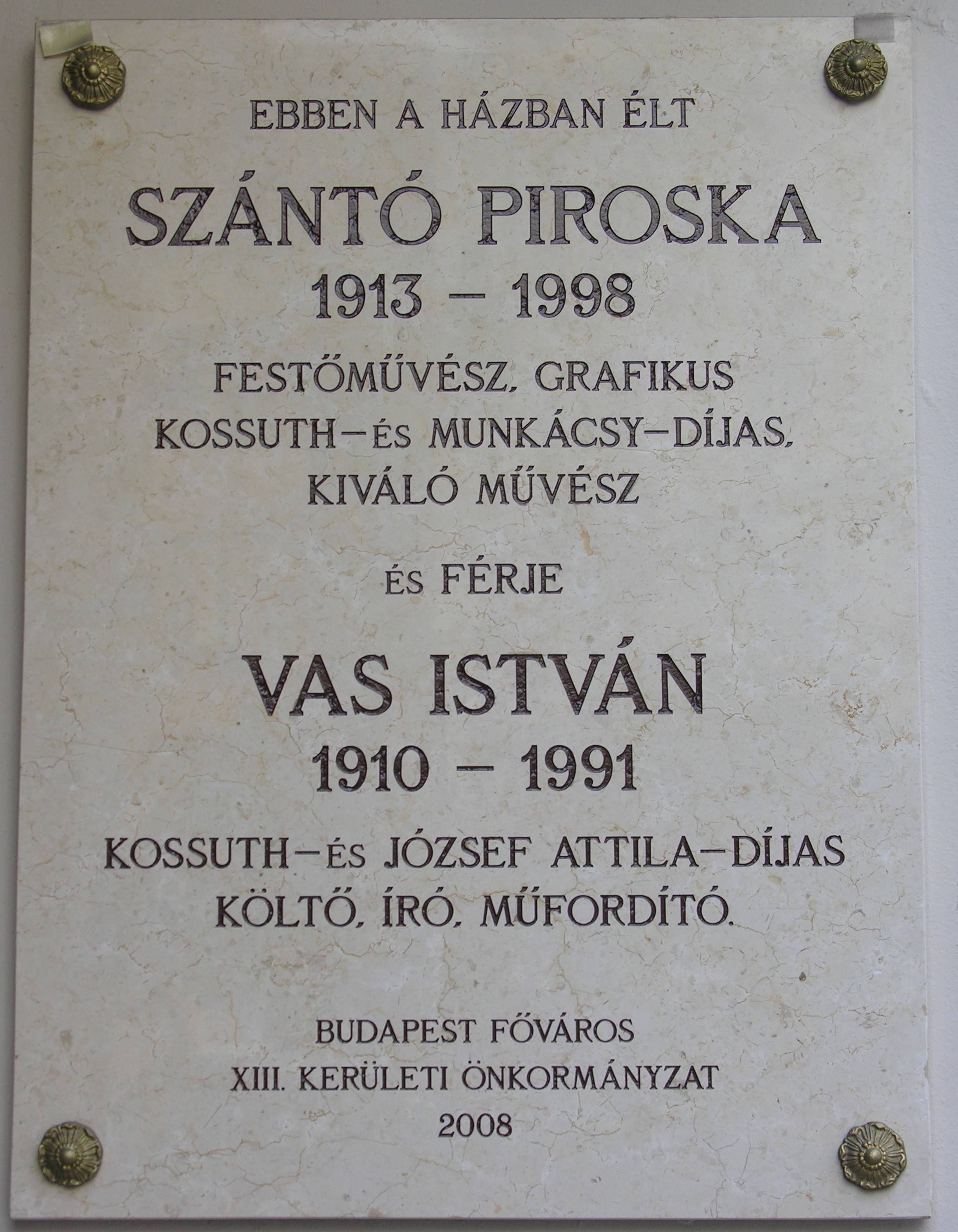
Vas István, Visegrádi utca 5/C
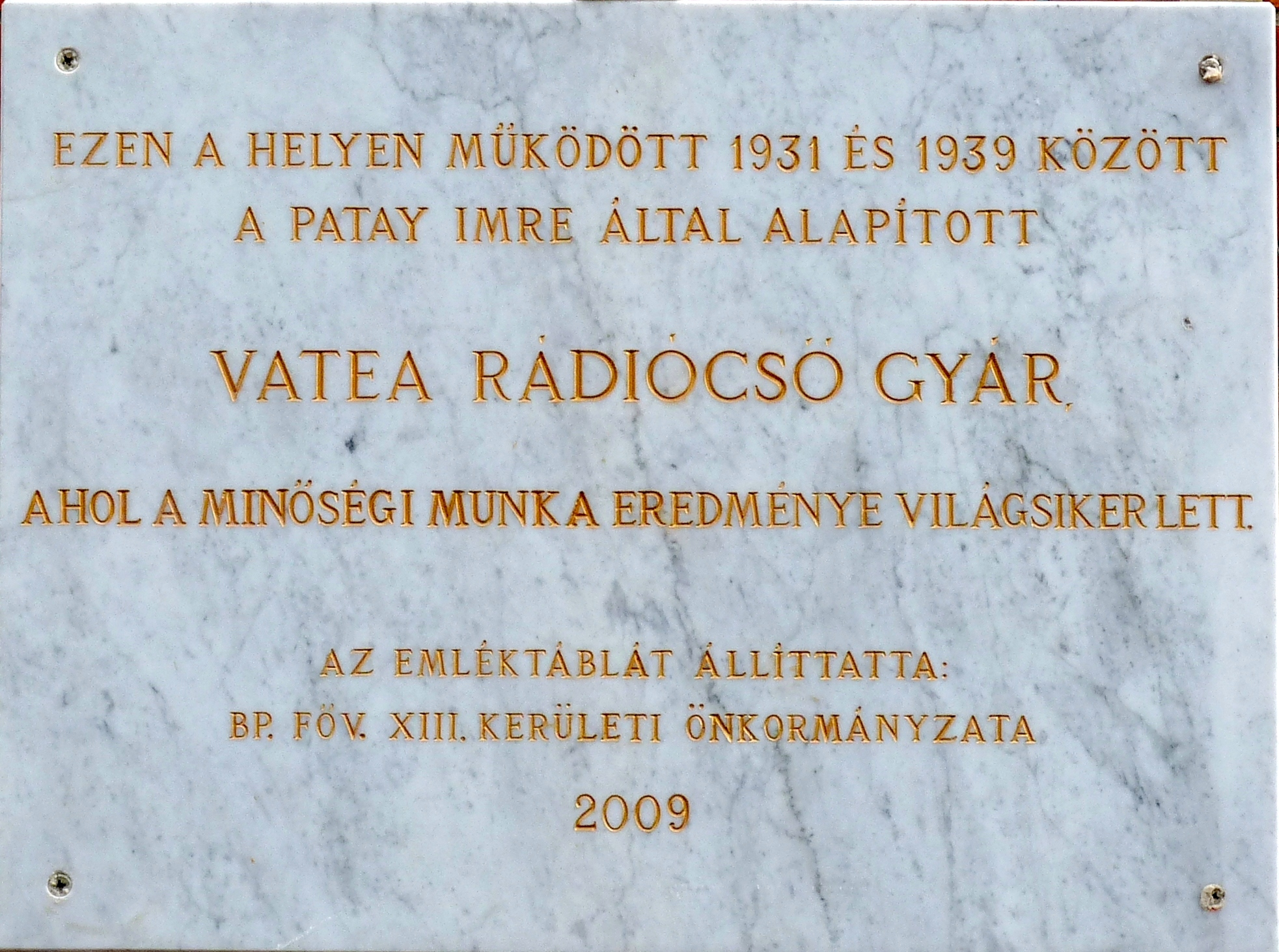
Vatea Rádiócső Gyár, Váci út 169.
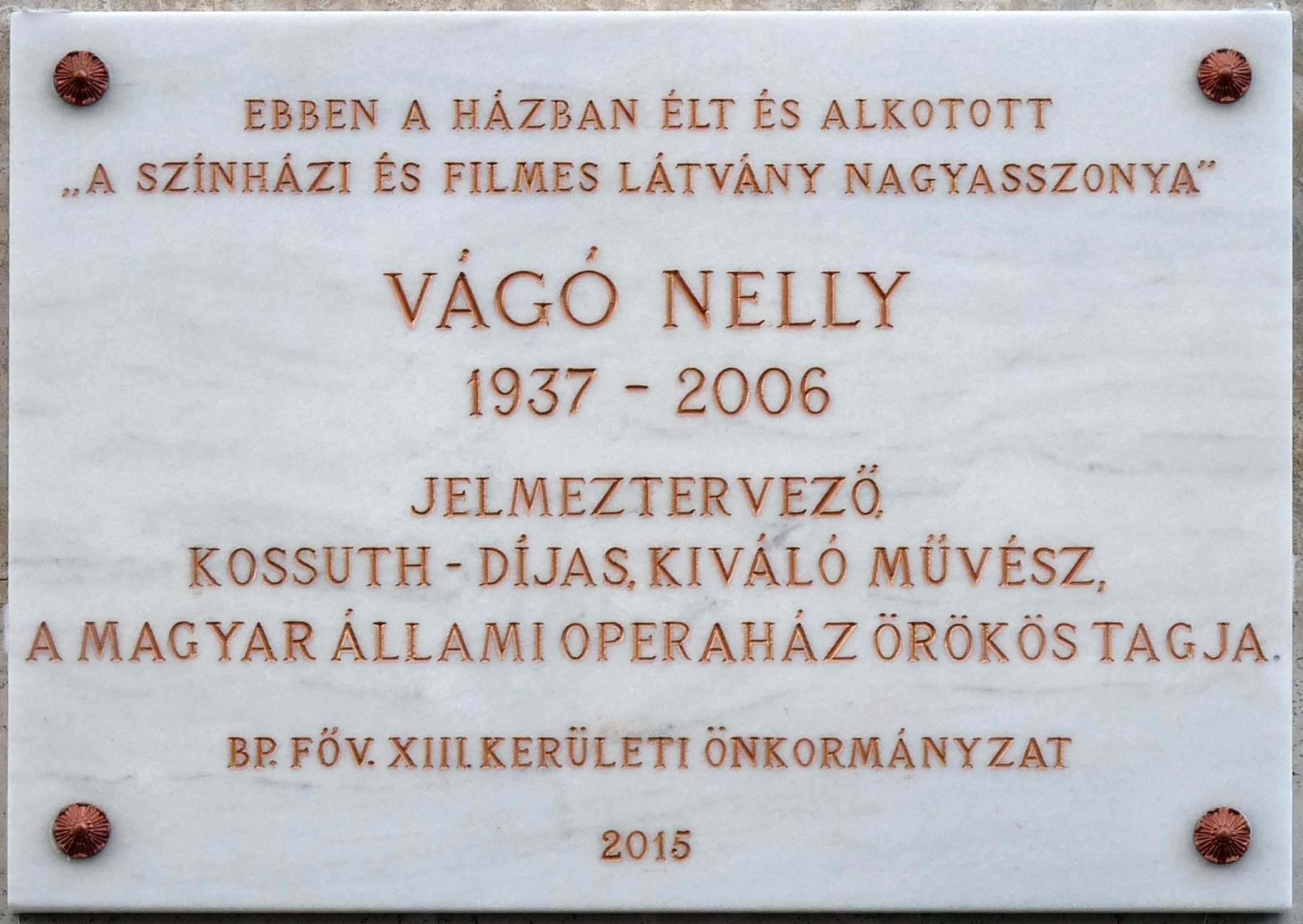
Vágó Nelly, Kassák Lajos utca 12.
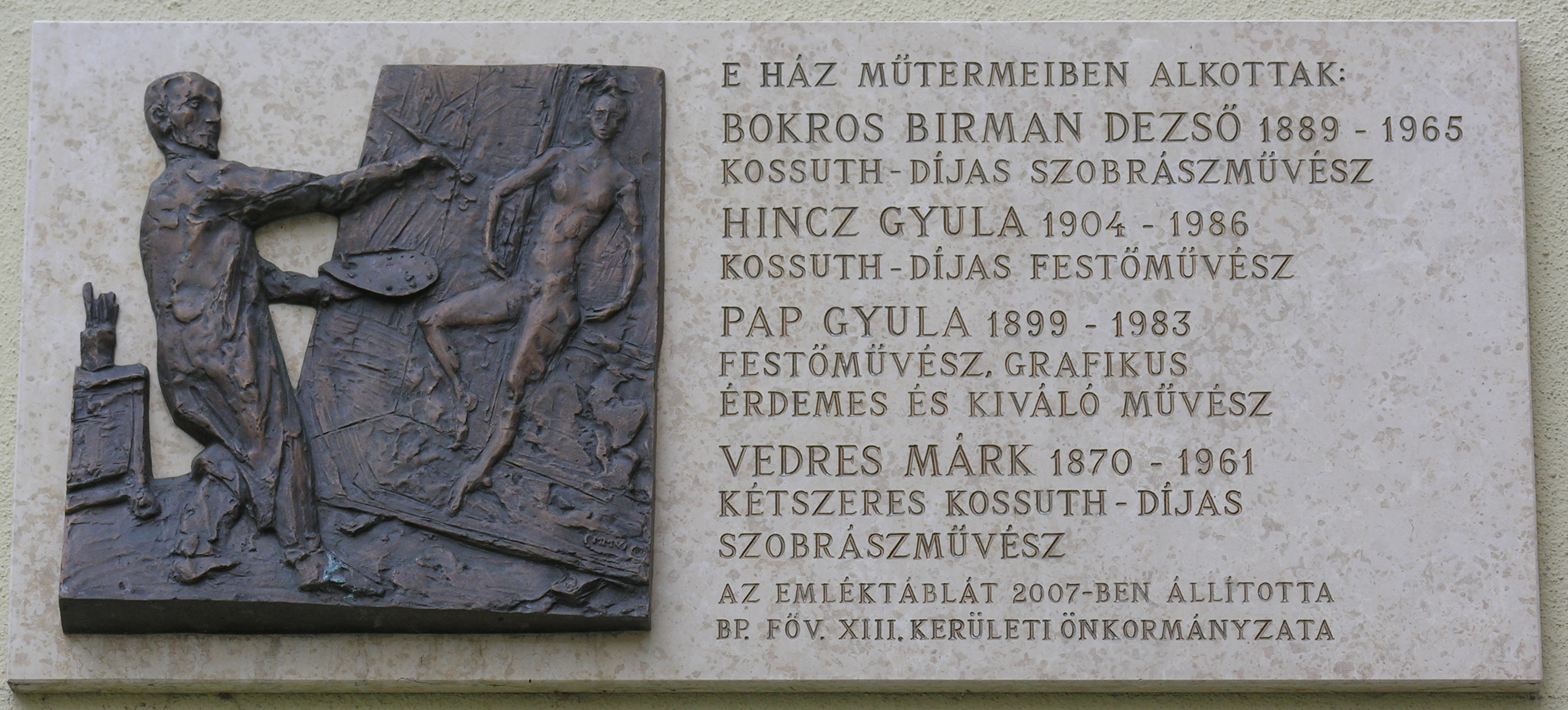
Vedres Márk, Bulcsú utca 18-20. alkotó: Paulikovics Iván
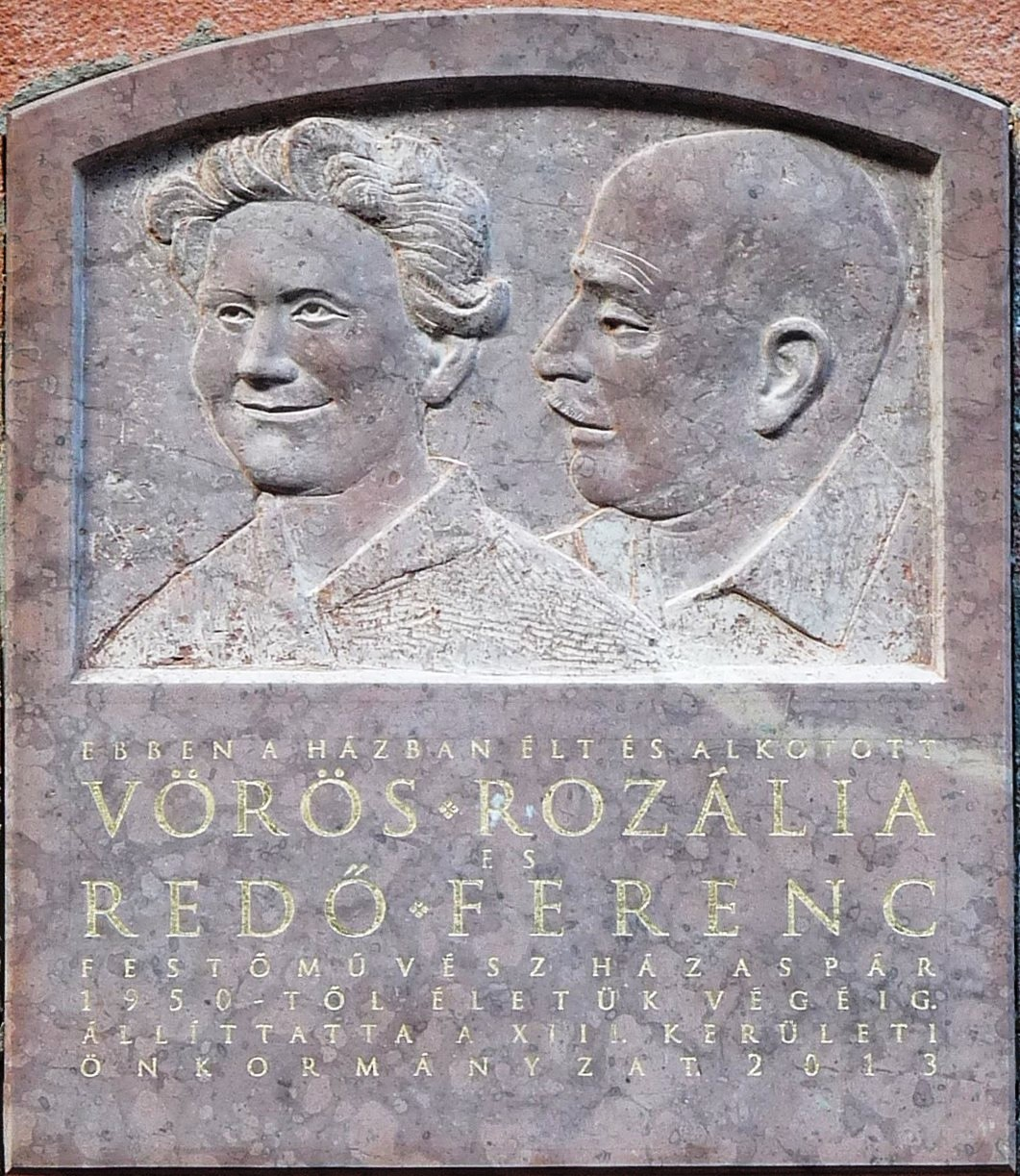
Vörös Rozália, Csanády utca 5. alkotó: Kotormán Norbert
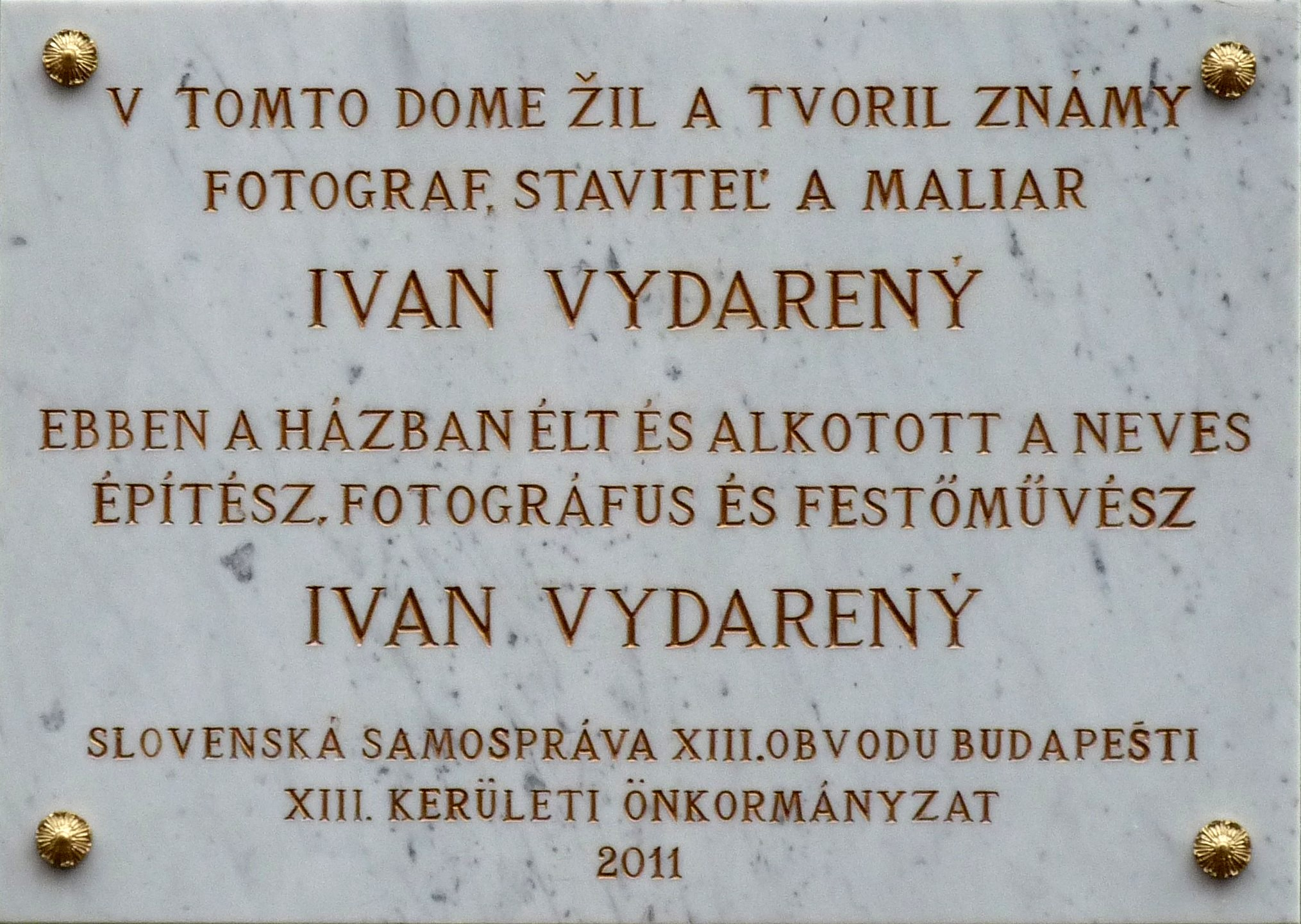
Vidarény Iván, Visegrádi utca 53.
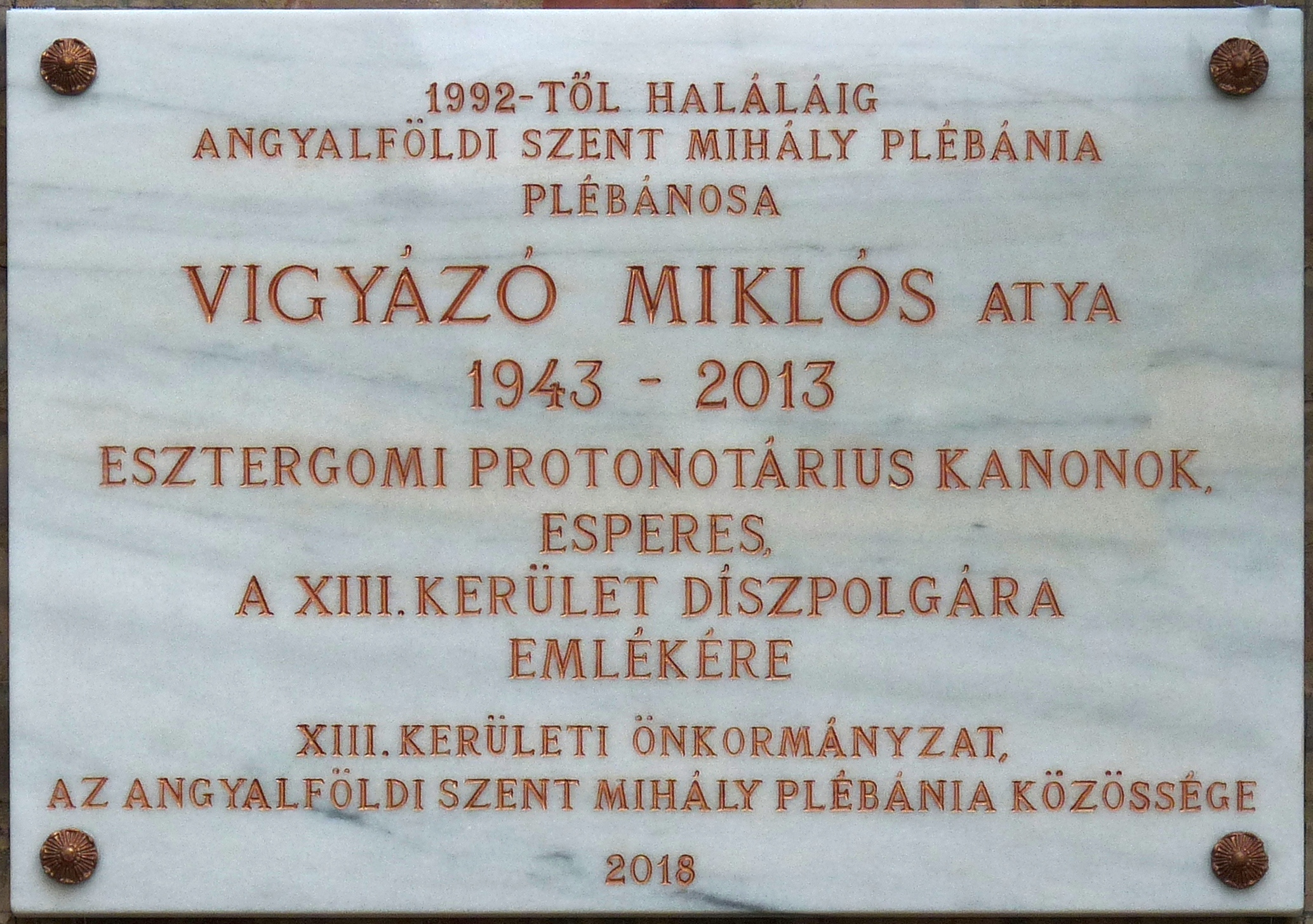
Vigyázó Miklós Babér utca 17/b.
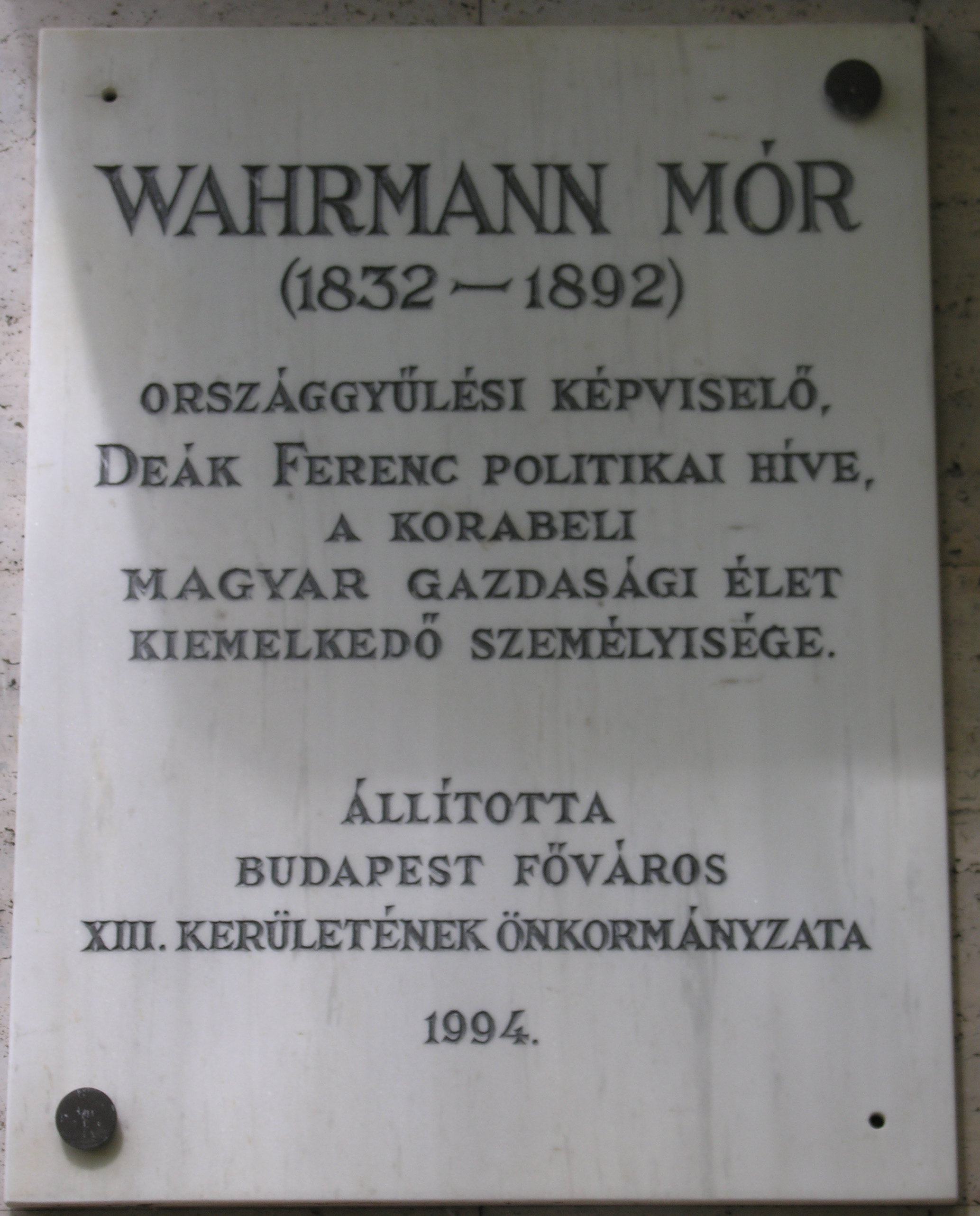
Wahrmann Mór, Pozsonyi út 53.
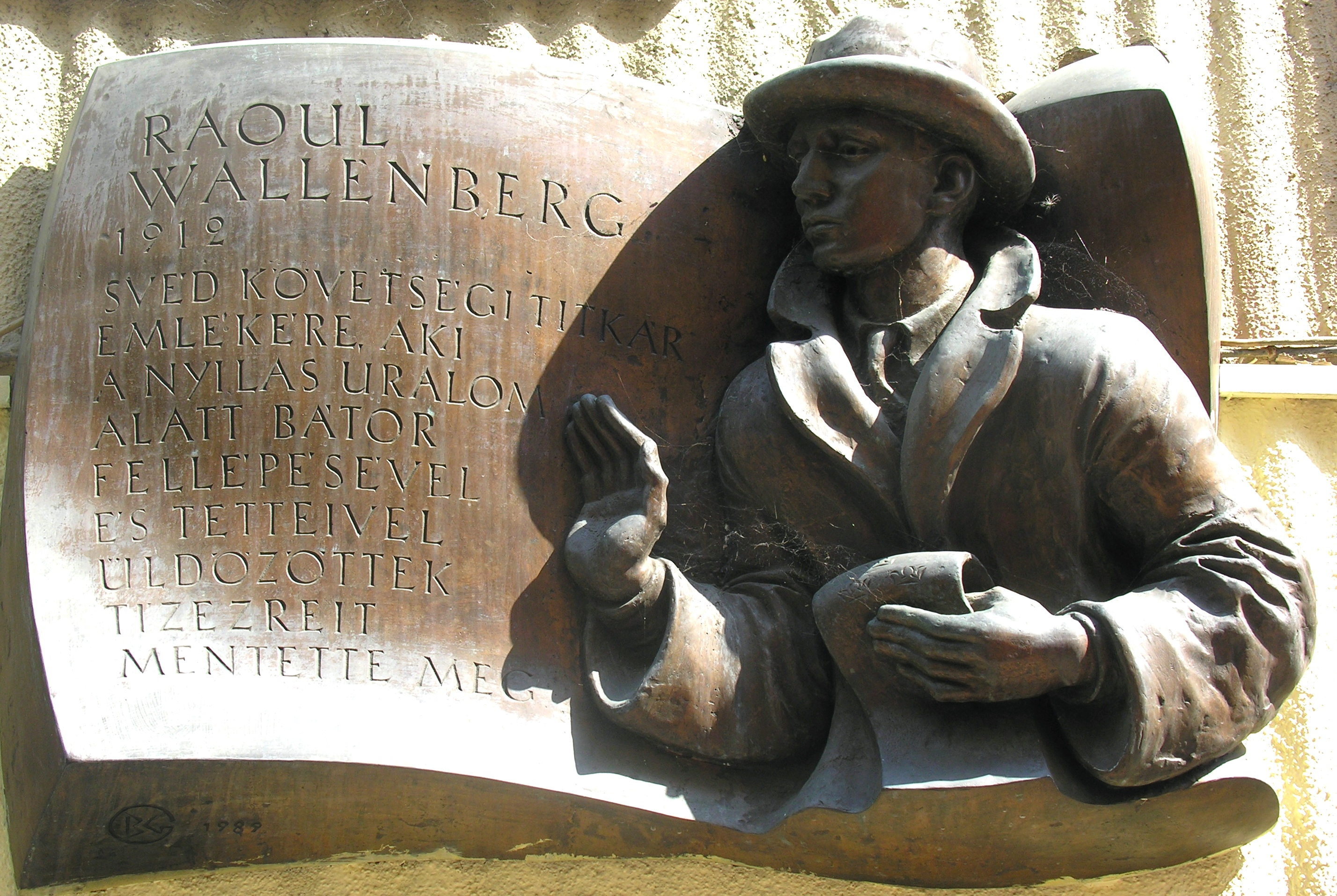
Raoul Wallenberg, Raoul Wallenberg utca 11.
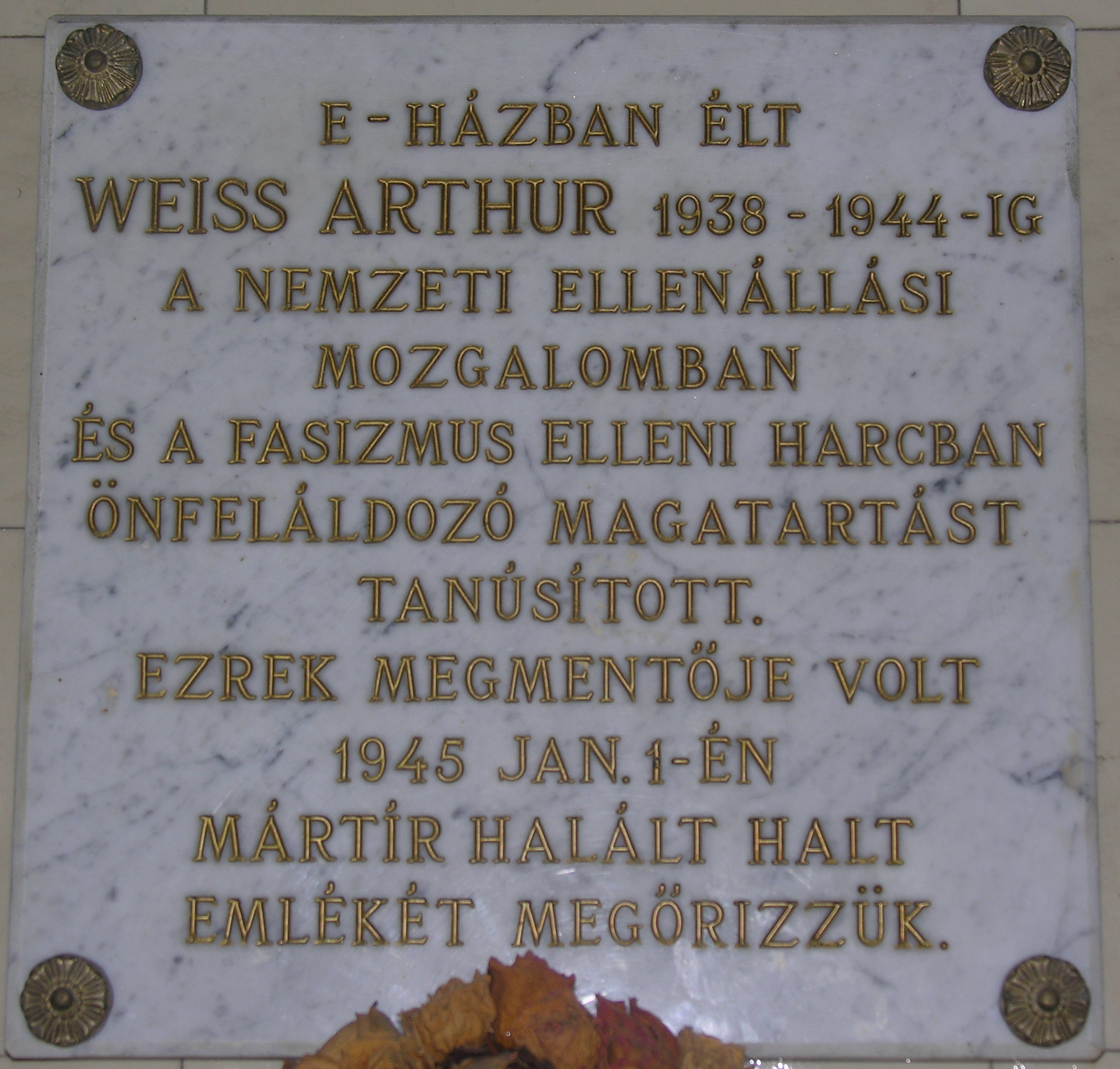
Weiss Arthur, Pozsonyi út 23.
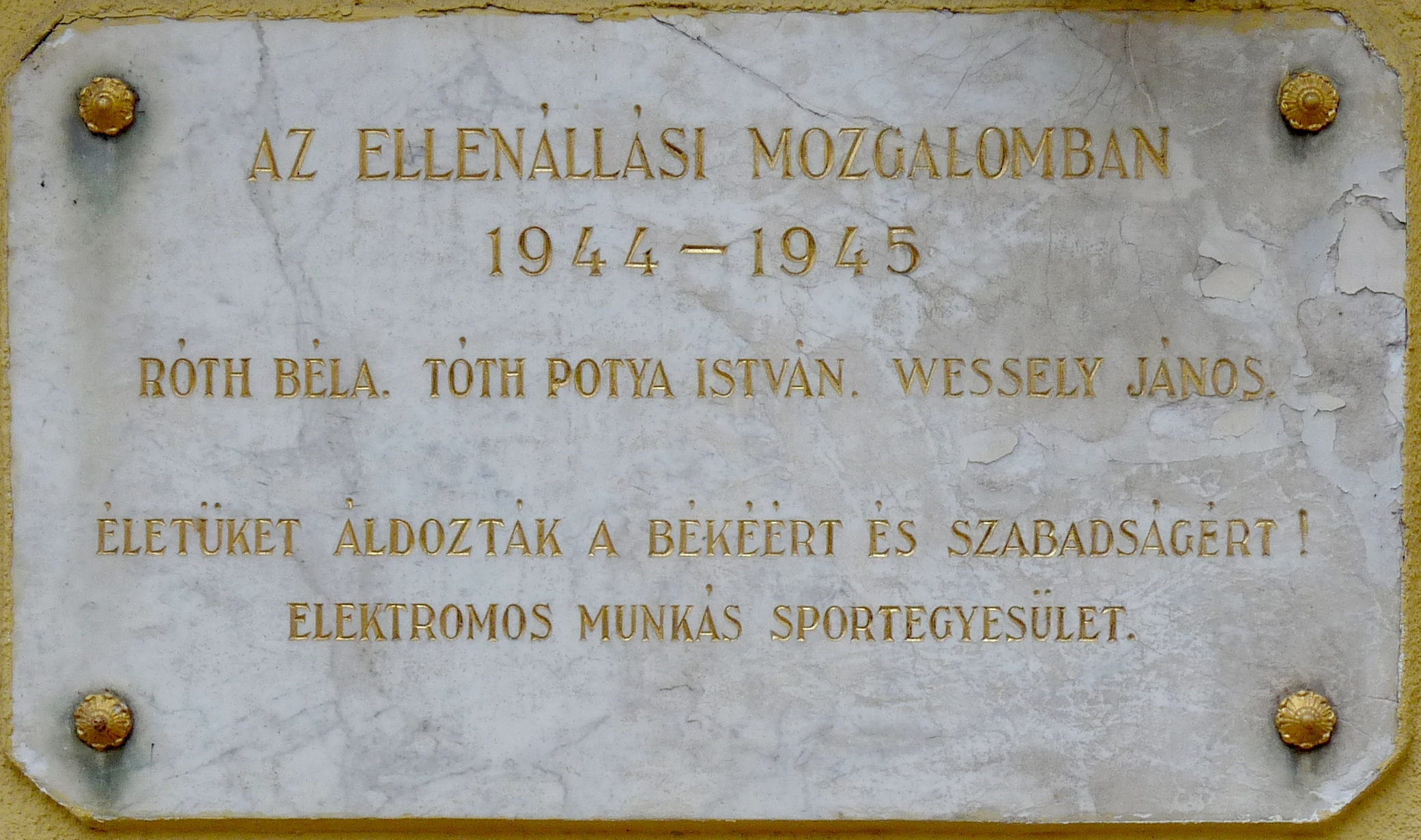
Róth Béla, Tóth Potya István, Wessely János, Népfürdő utca 18.
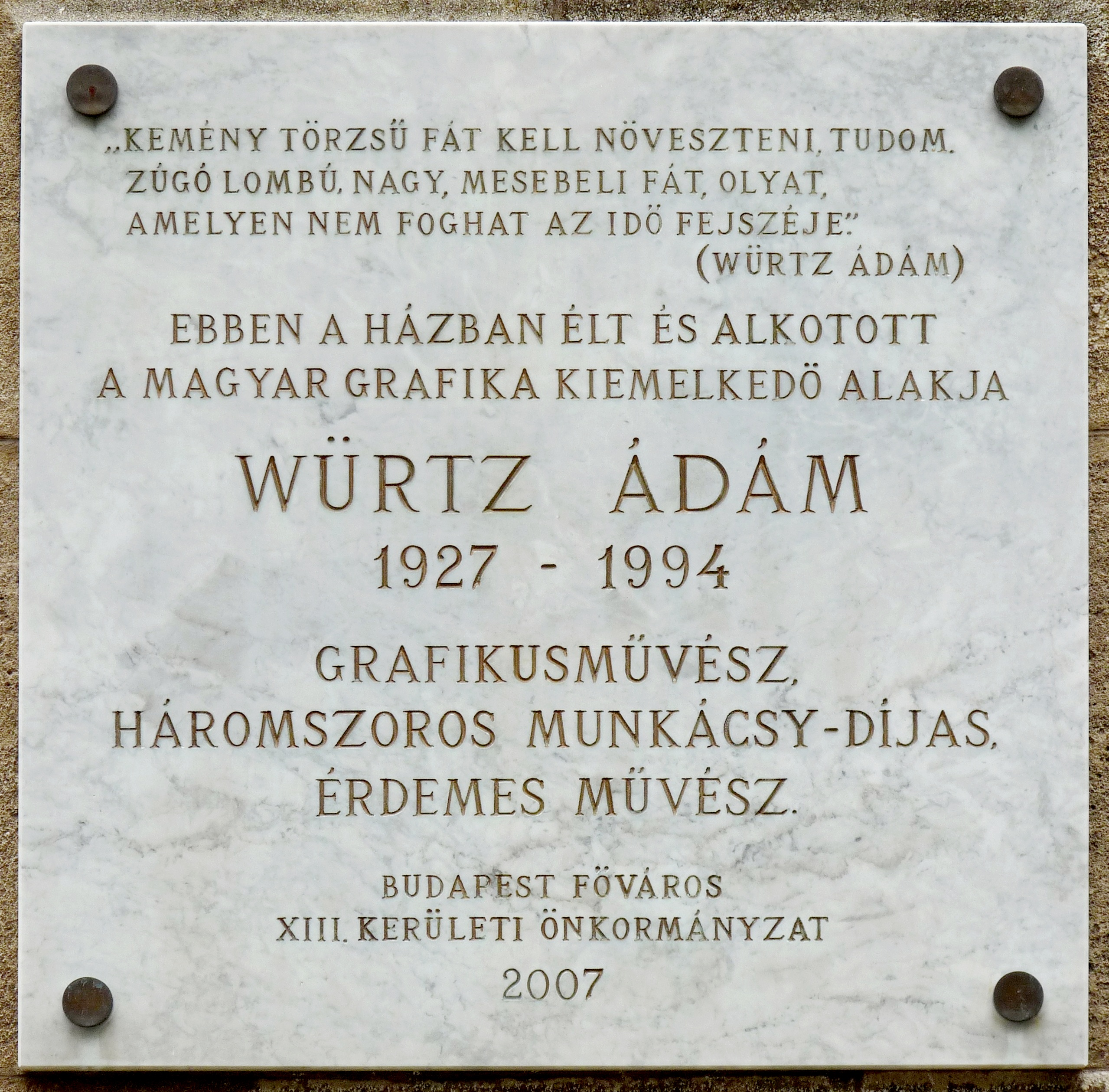
Würtz Ádám, Máglya köz 4.
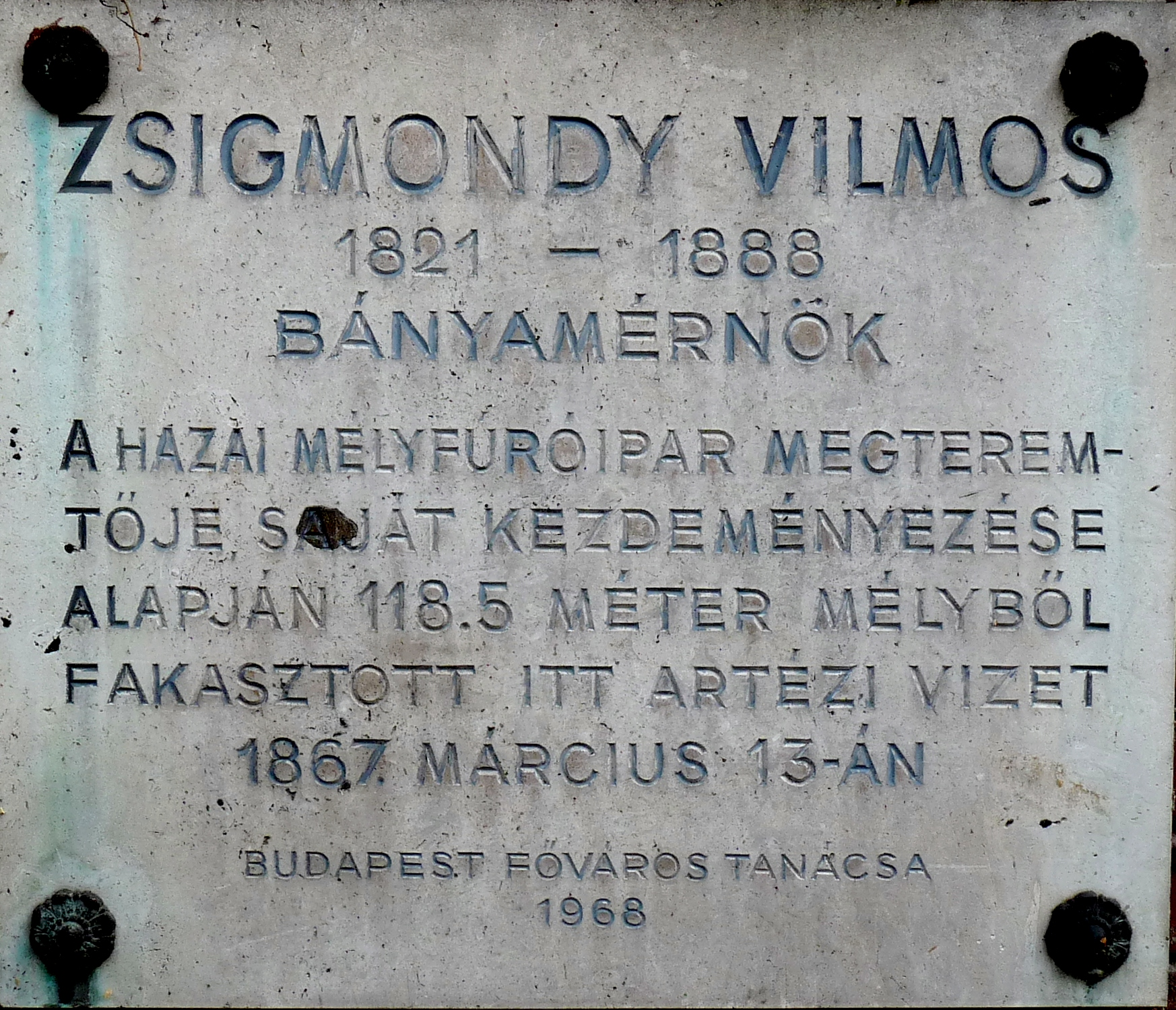
Zsigmondy Vilmos,
Margit-sziget

### Védett házak

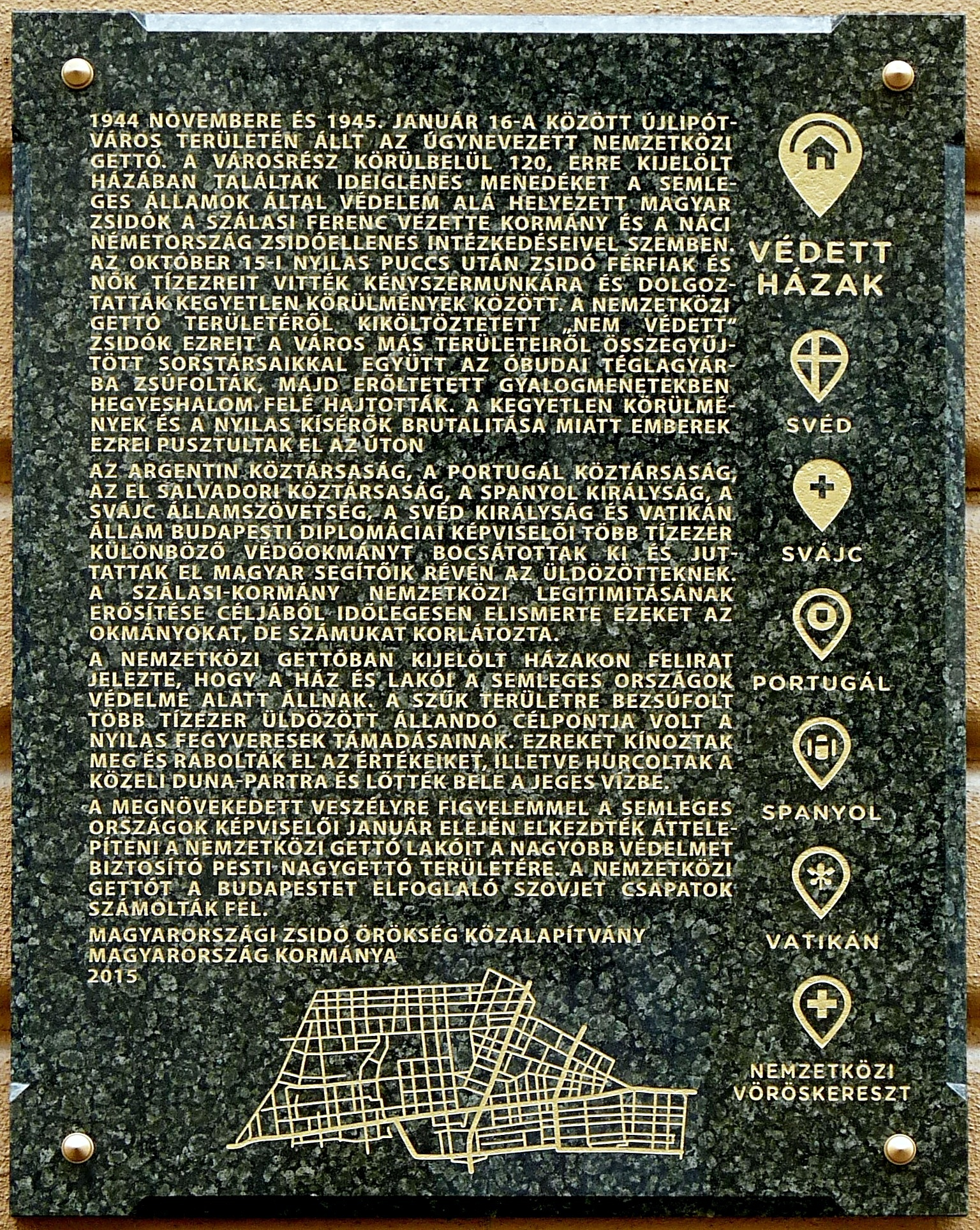
az újlipótvárosi nemzetközi gettó, Hollán Ernő utca 1.
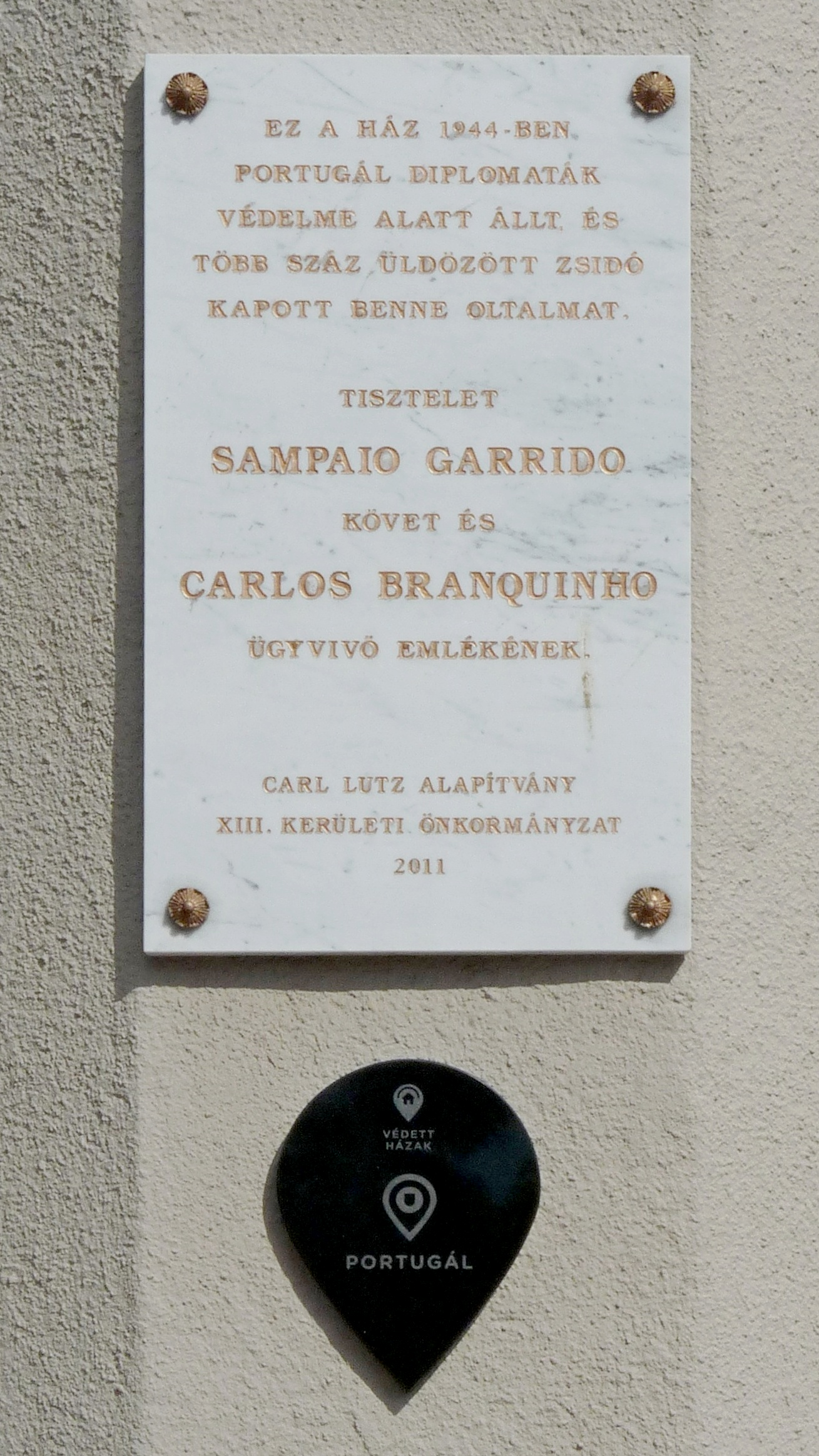
portugál „védett ház”, Újpesti rakpart 5.
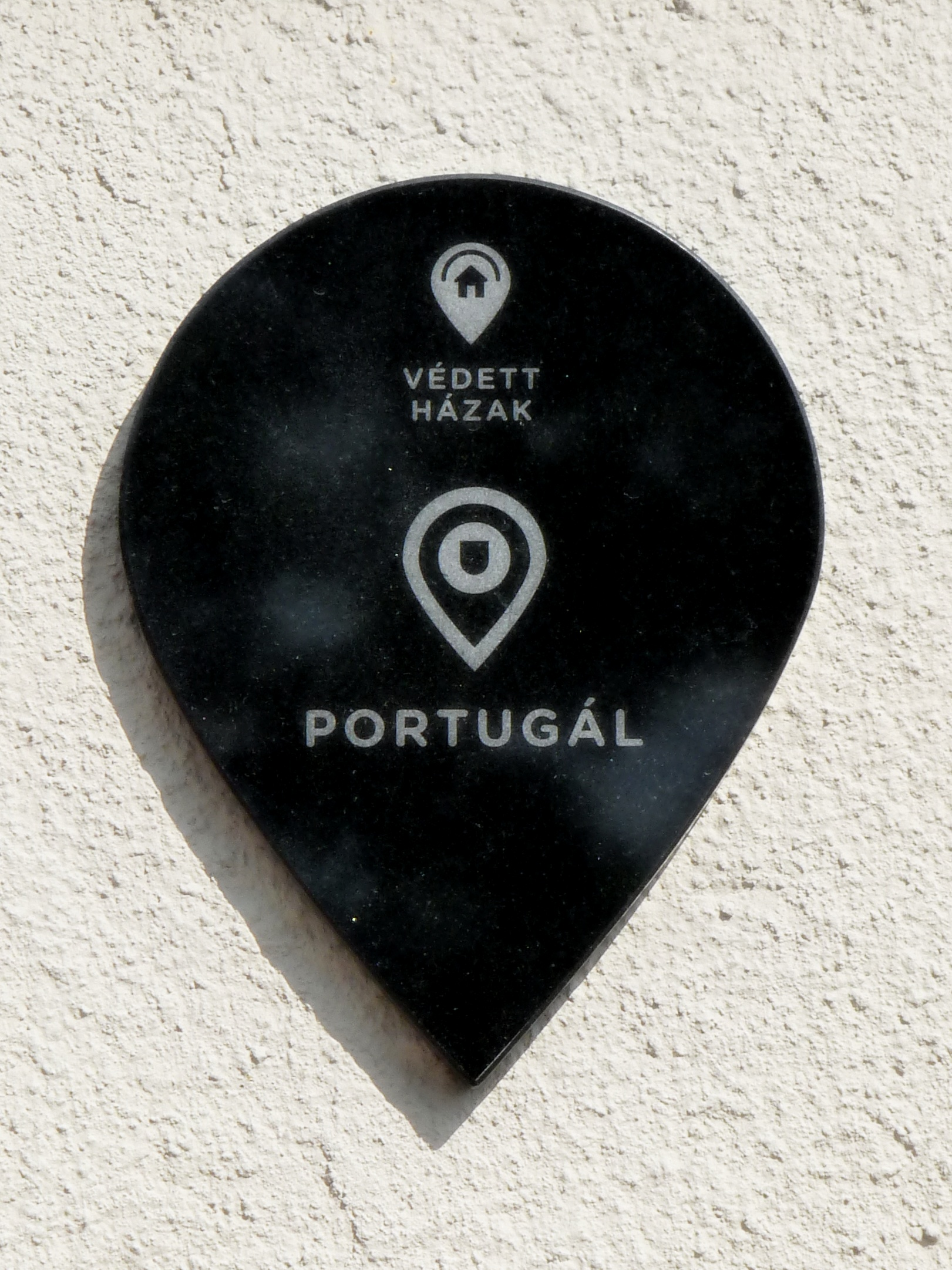
portugál „védett ház” (kiegészítő tábla), Újpesti rakpart 5.
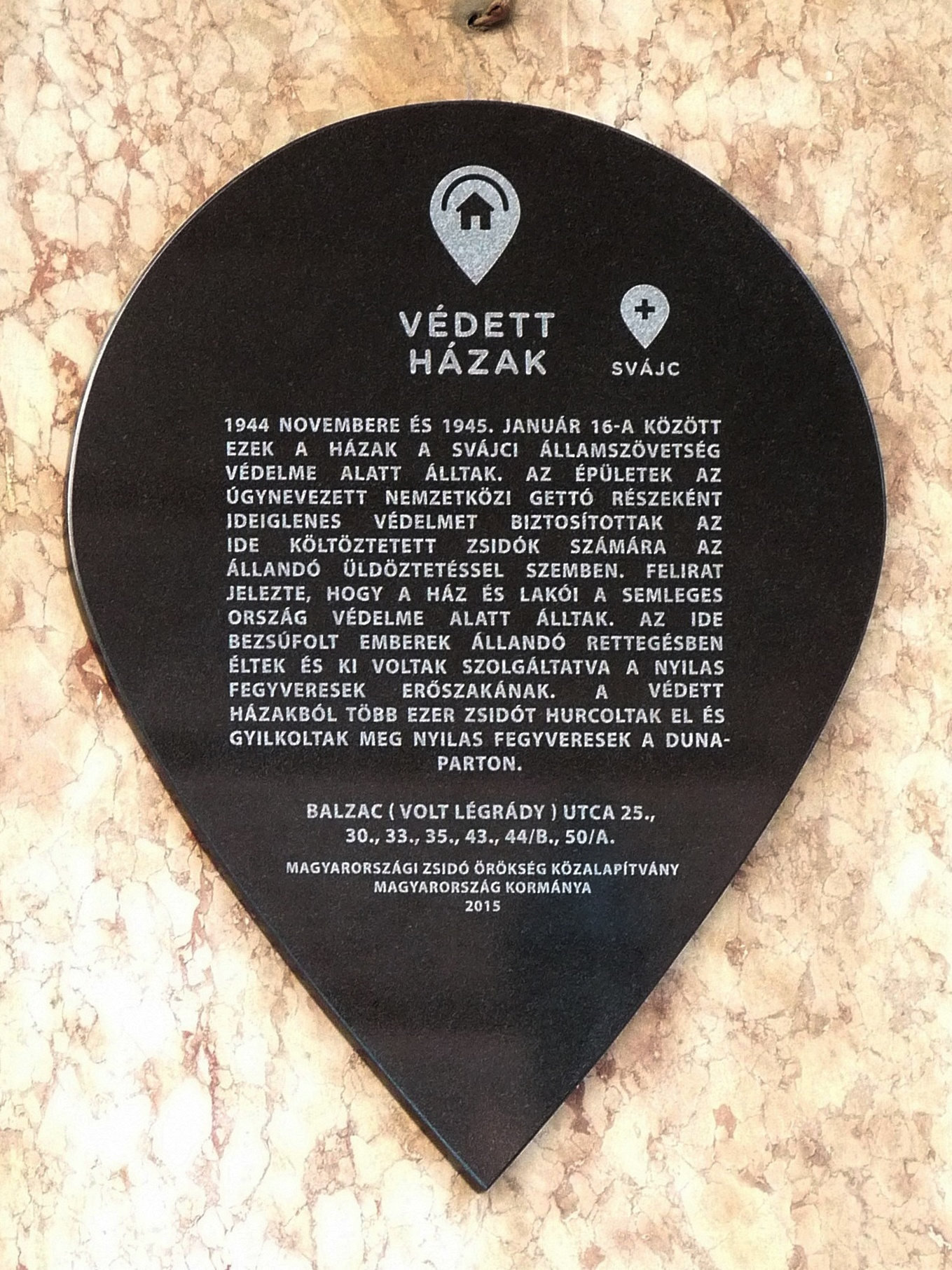
svájci „védett ház”, Balzac utca 50/C.
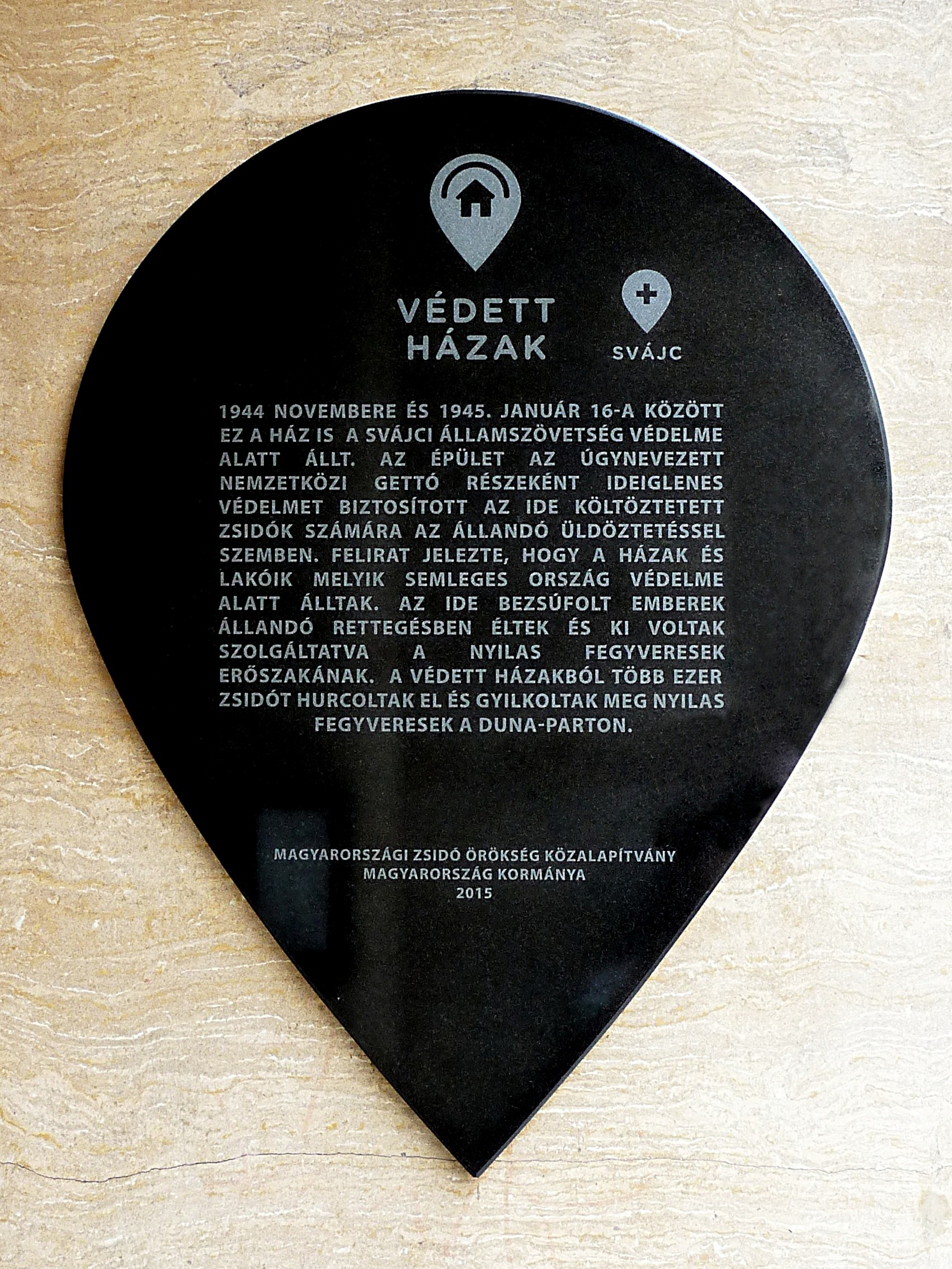
svájci „védett ház”, Herzen utca 6.
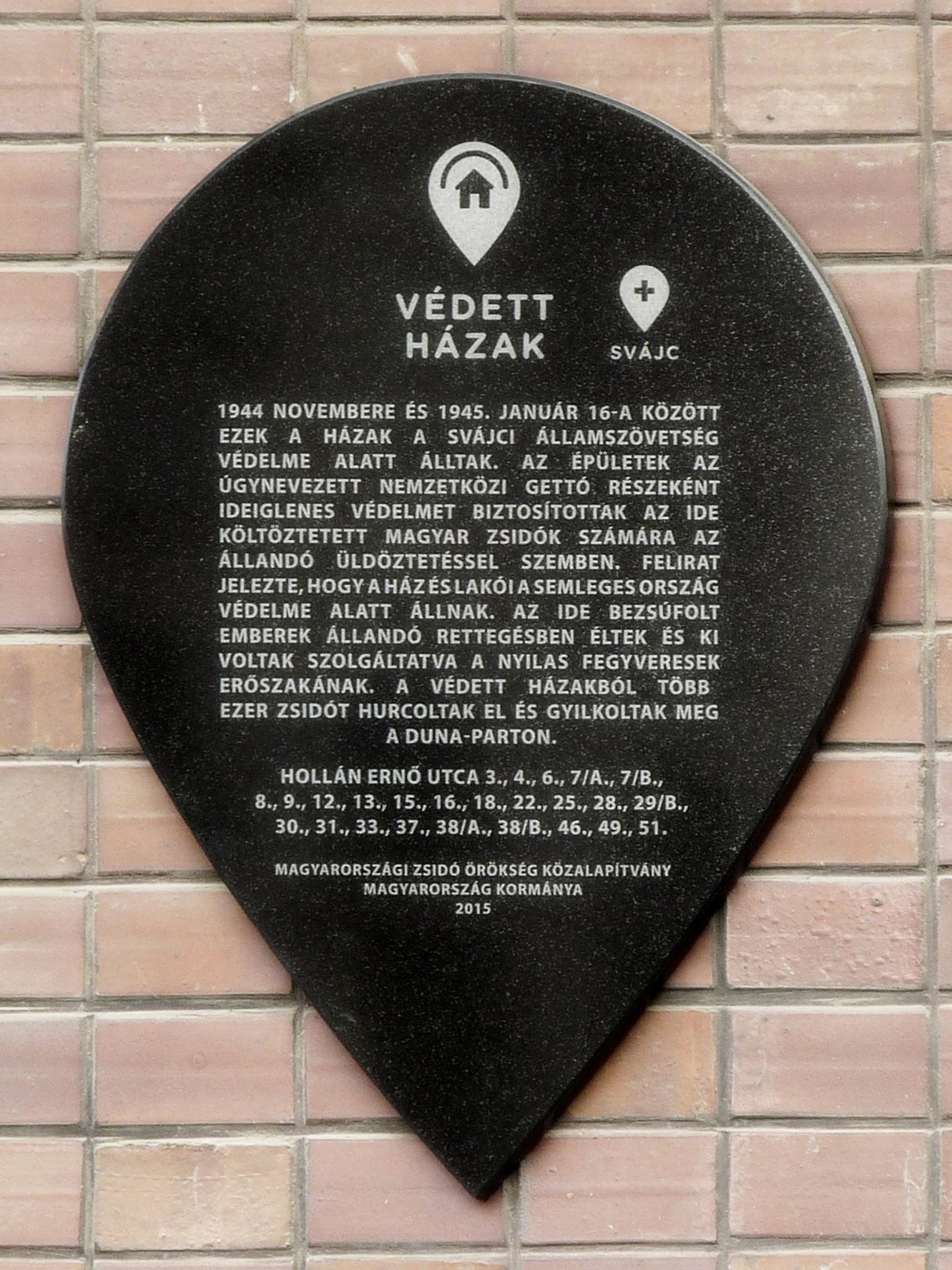
svájci „védett ház”, Hollán Ernő utca 16.
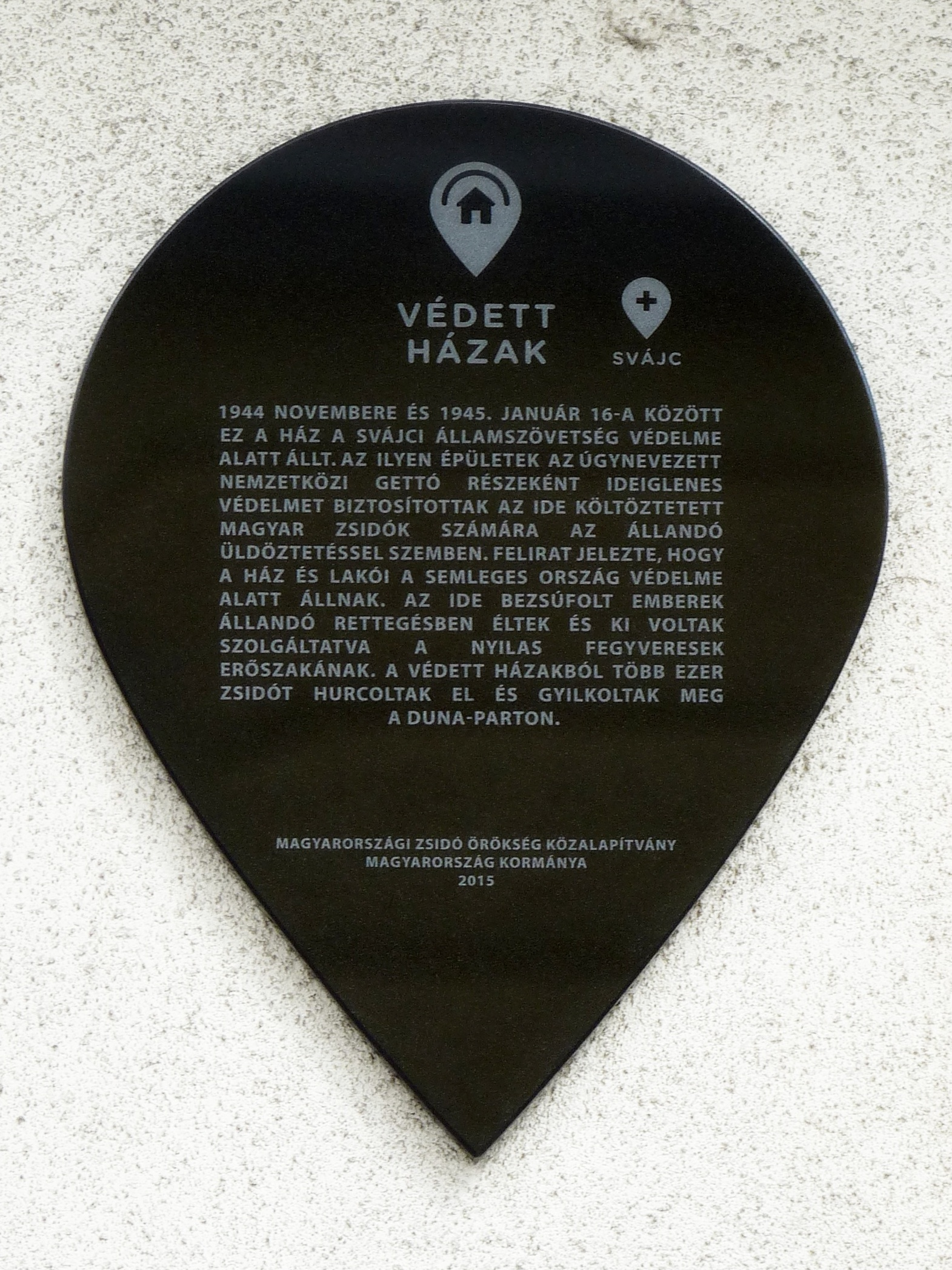
svájci „védett ház”, Hollán Ernő utca 37.
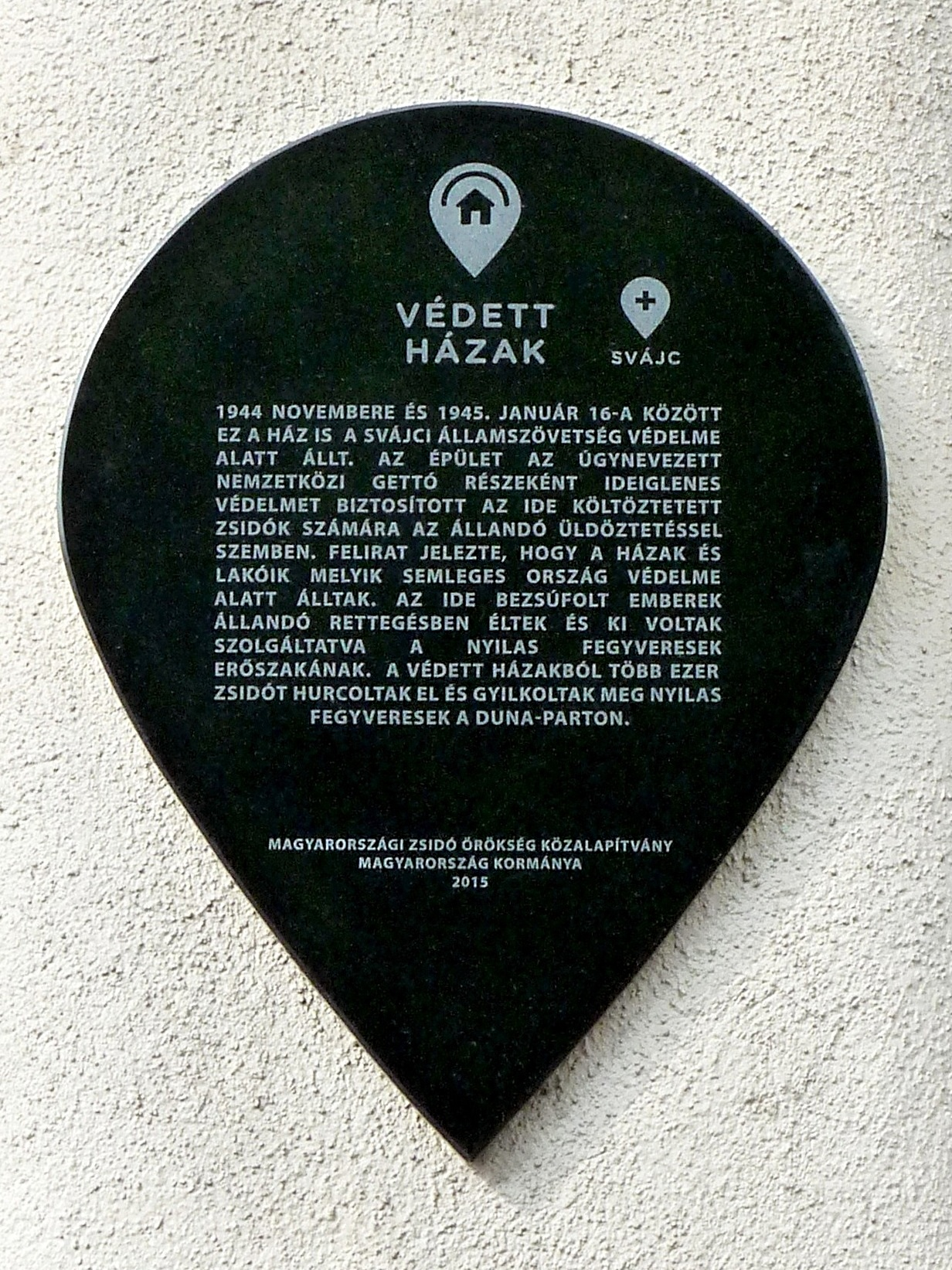
svájci „védett ház”, Jászai Mari tér 6.
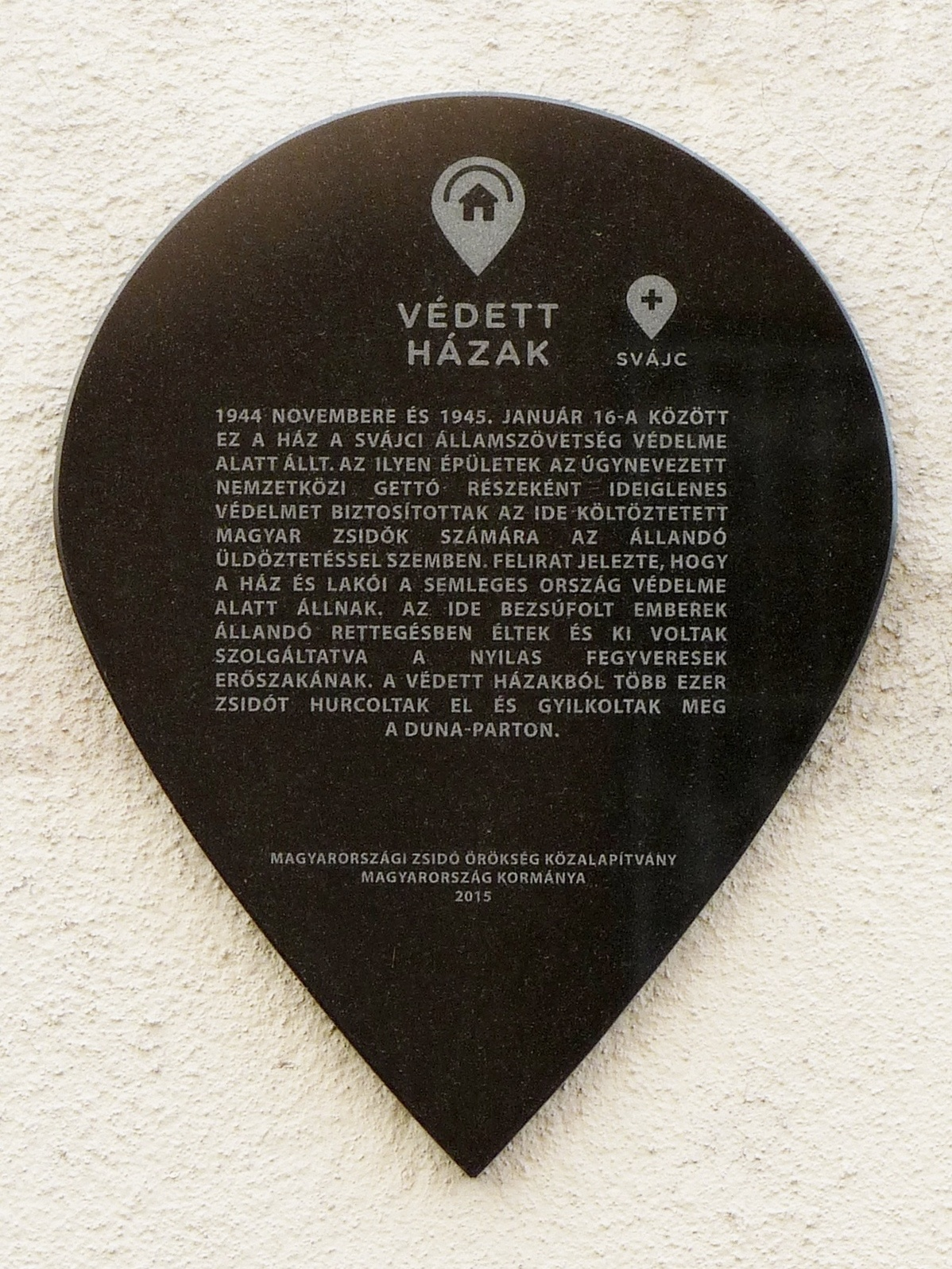
svájci „védett ház”, Katona József utca 28.
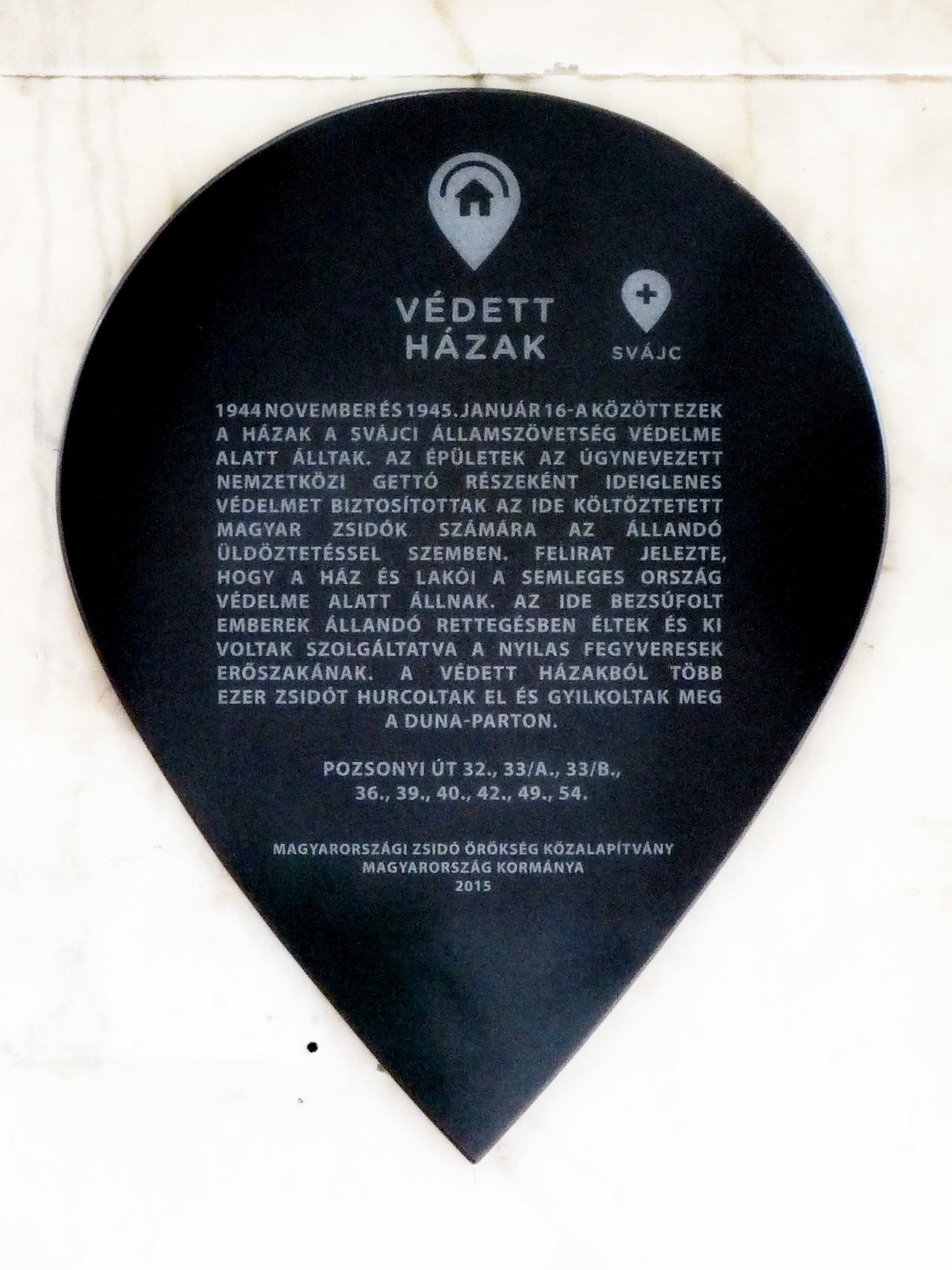
svájci „védett ház”, Pozsonyi út 33/A.
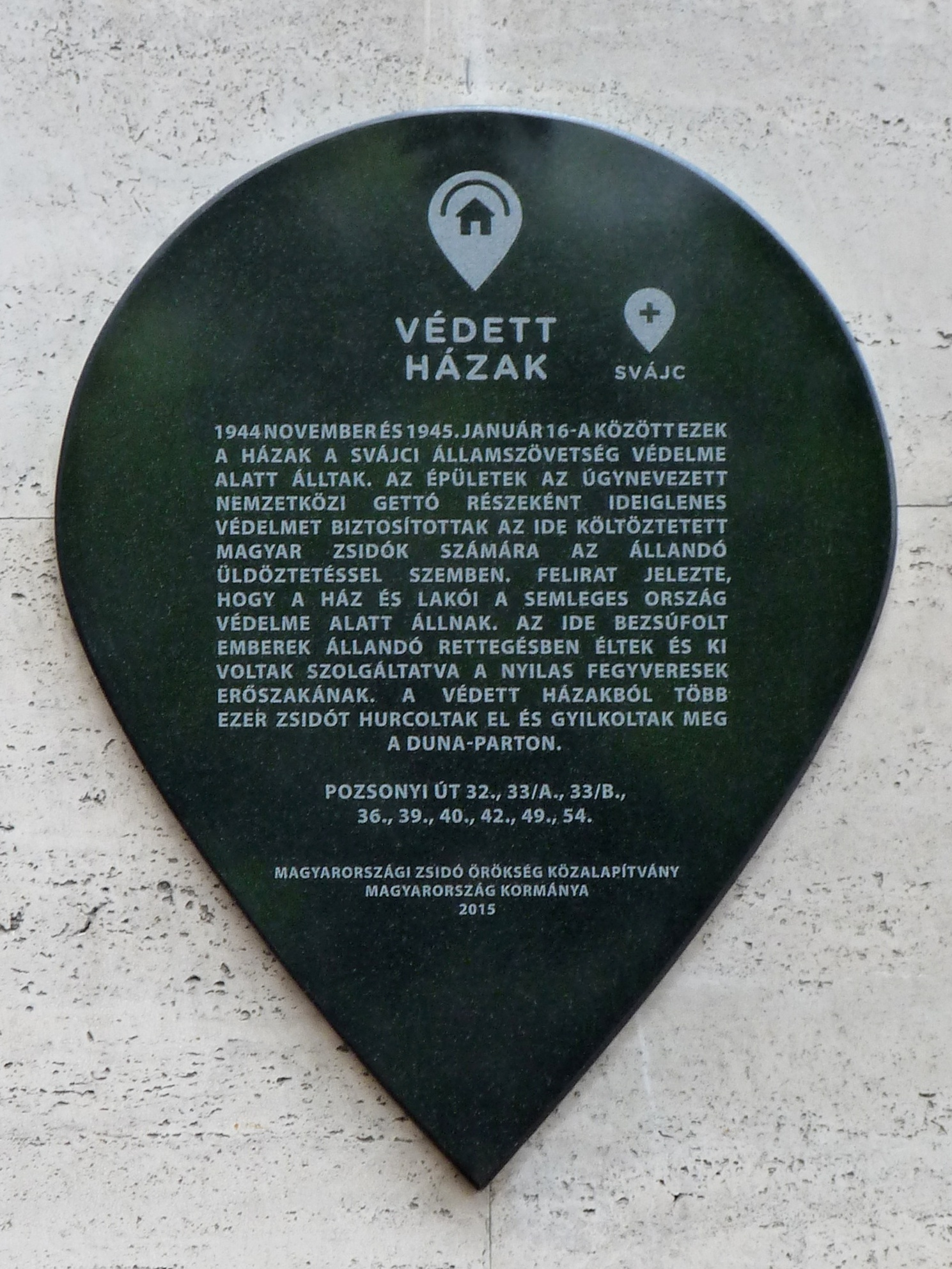
svájci „védett ház”, Pozsonyi út 54.
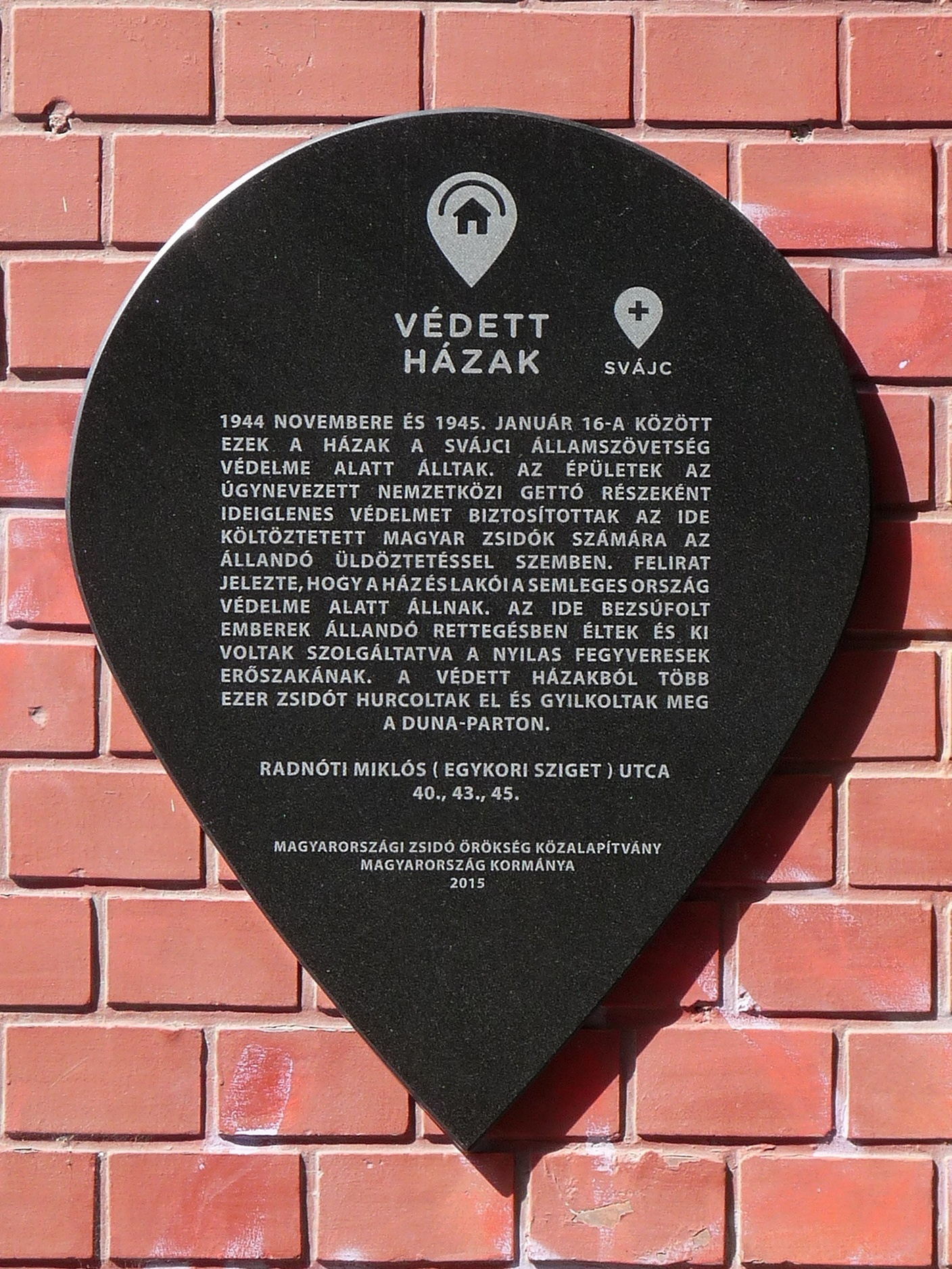
svájci „védett ház”, Radnóti Miklós utca 43.
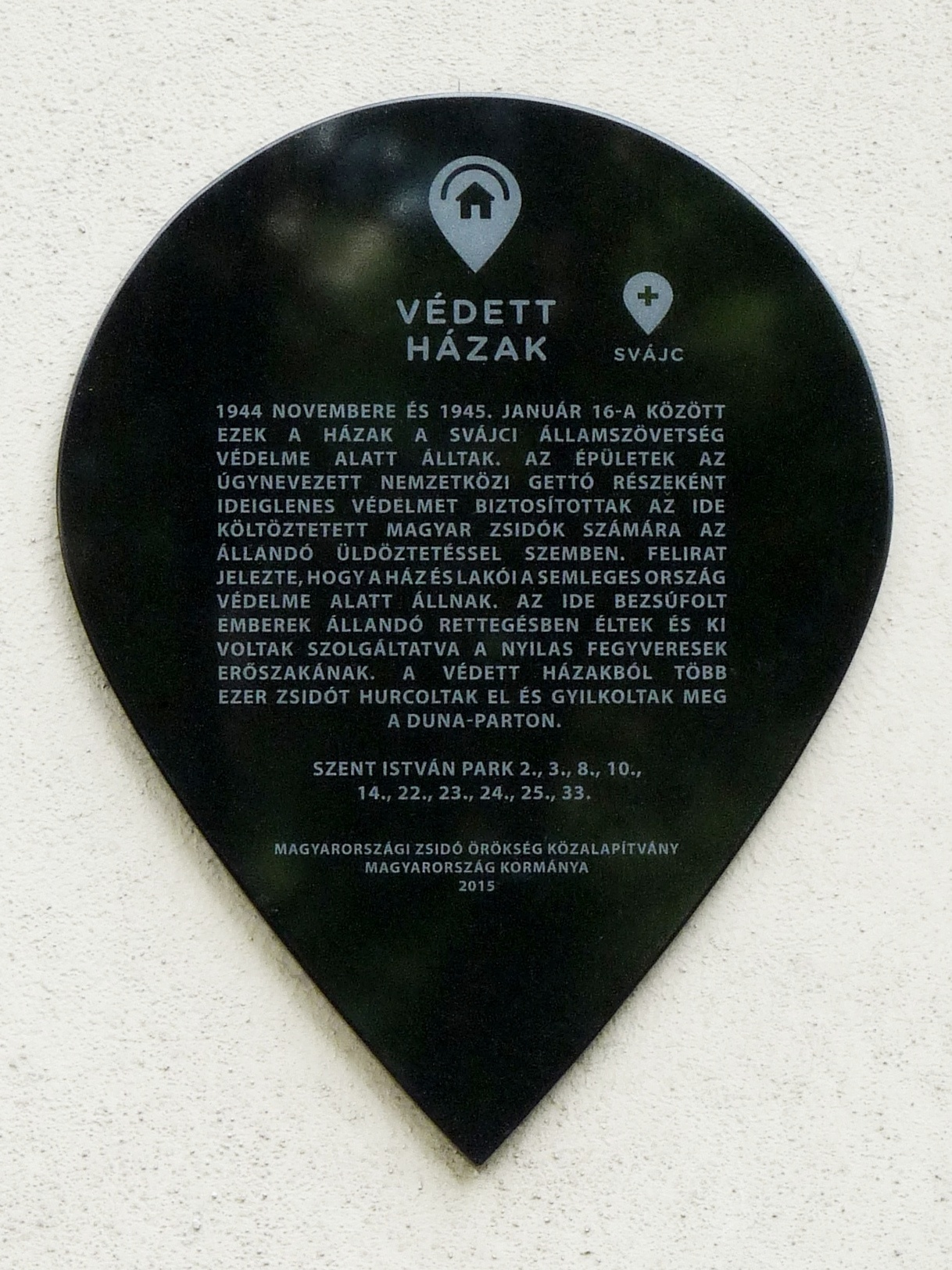
svájci „védett ház”, Szent István park 15.
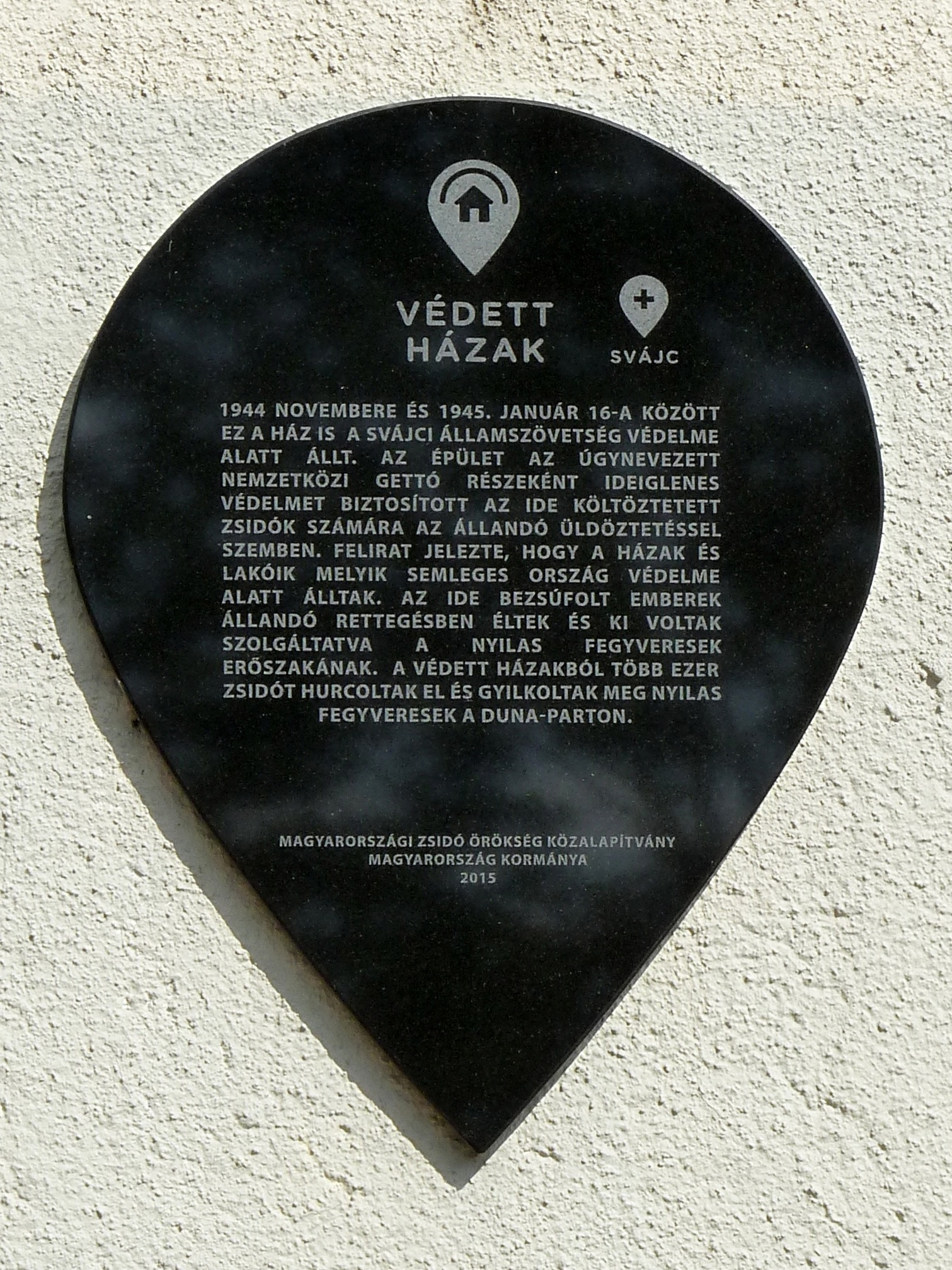
svájci „védett ház”, Újpesti rakpart 7.
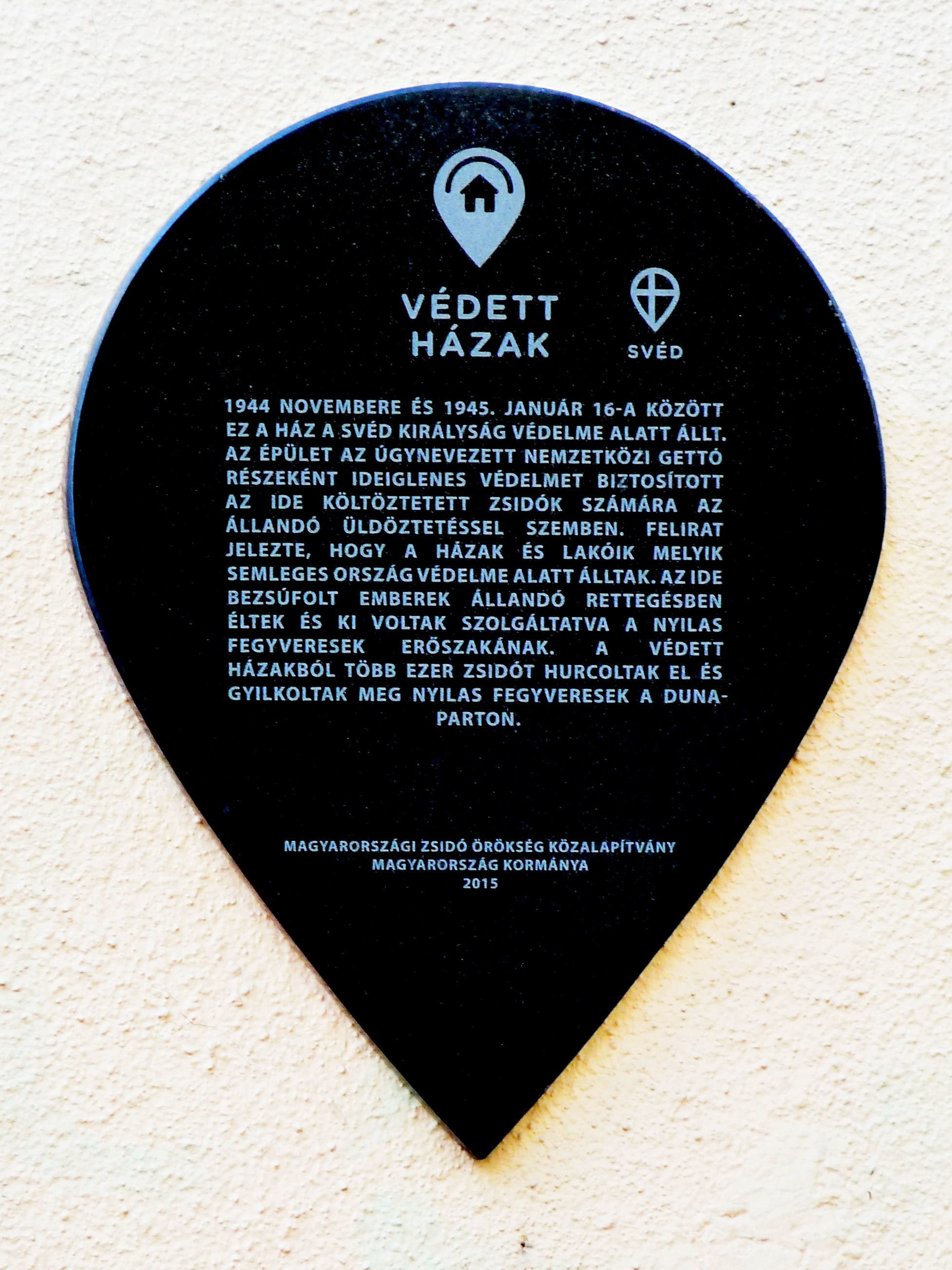
svéd „védett ház”, Pozsonyi út 4.
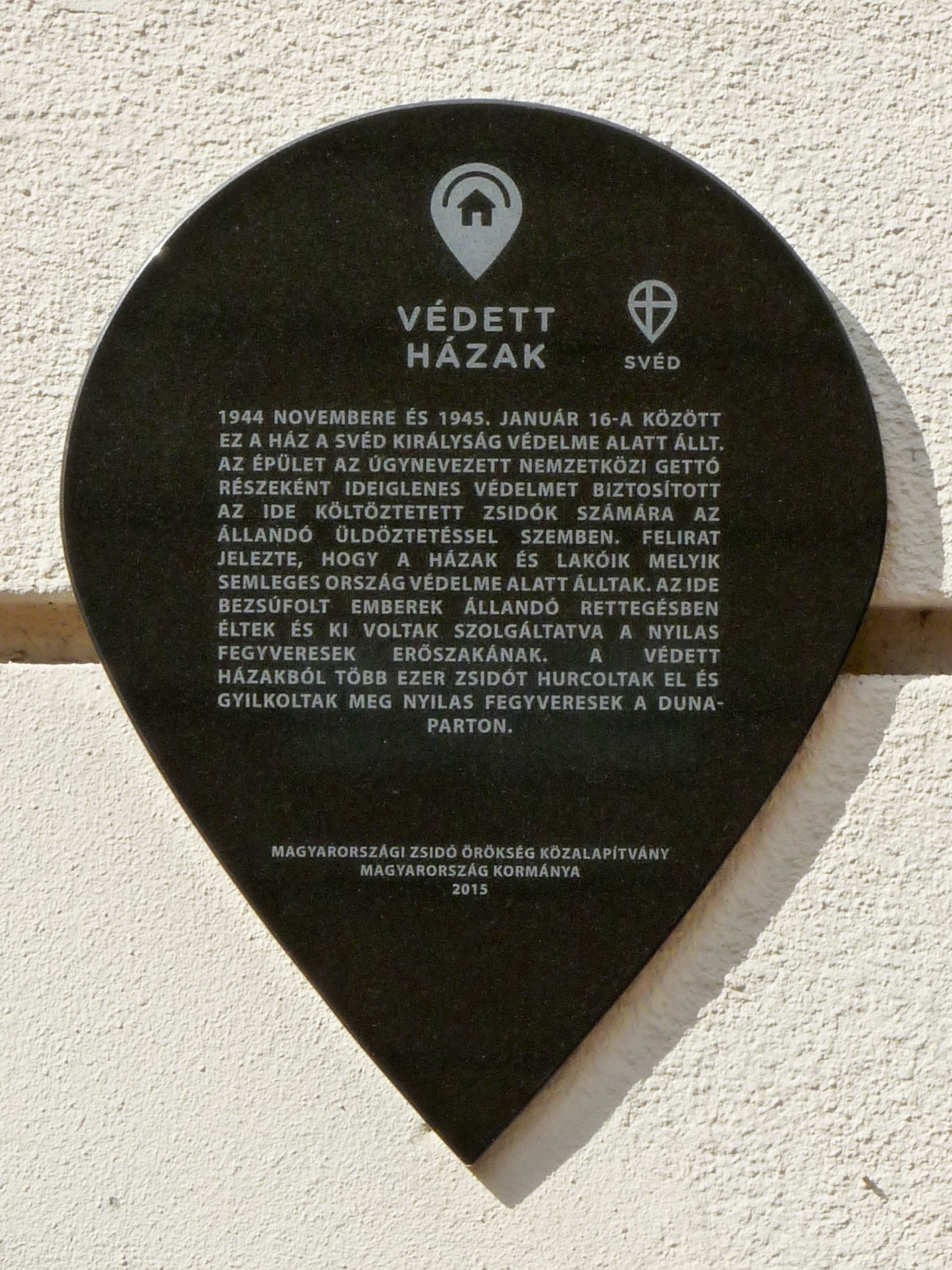
svéd „védett ház”, Raoul Wallenberg utca 7.
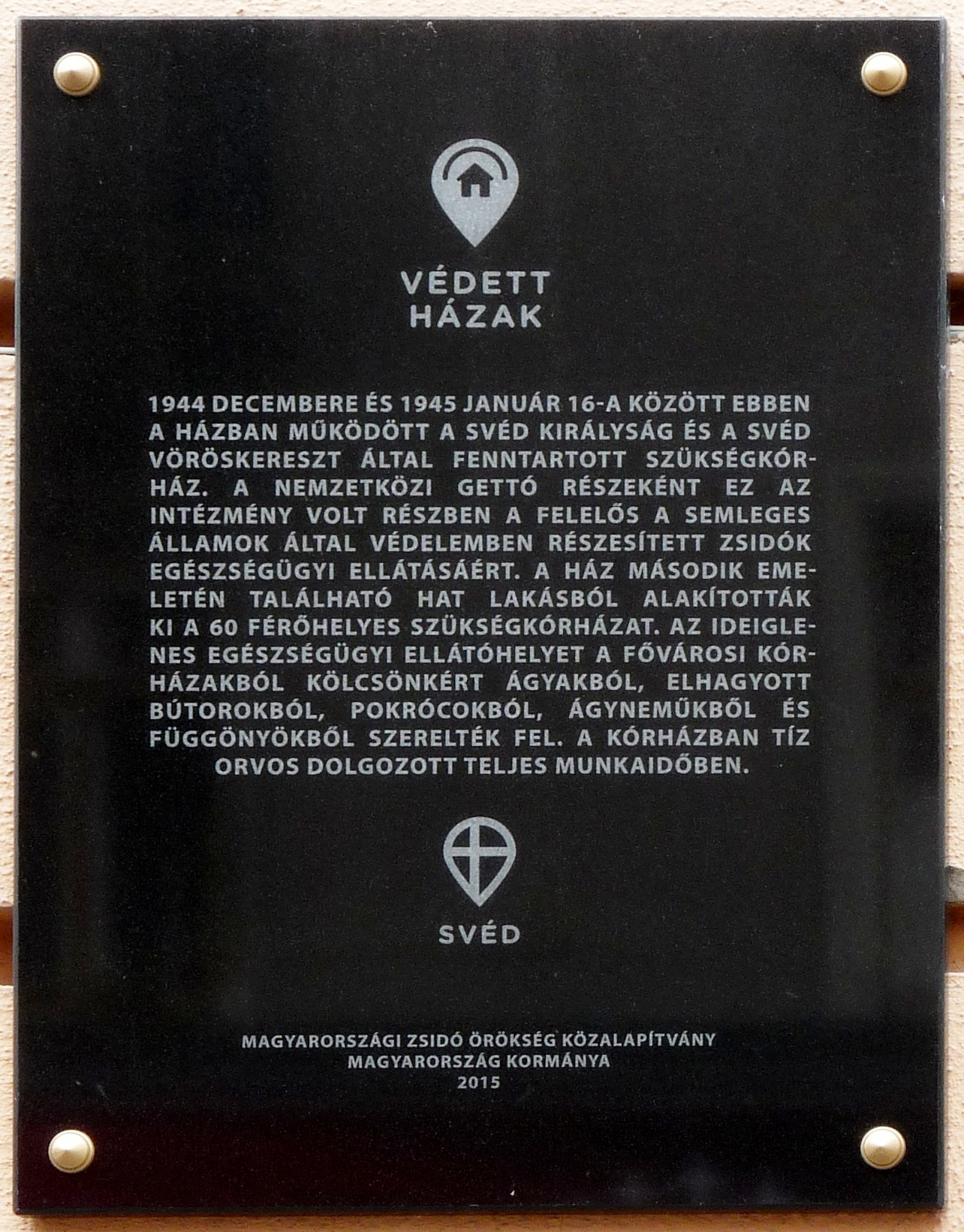
svéd „védett ház” (szükségkórház) Tátra utca 16.
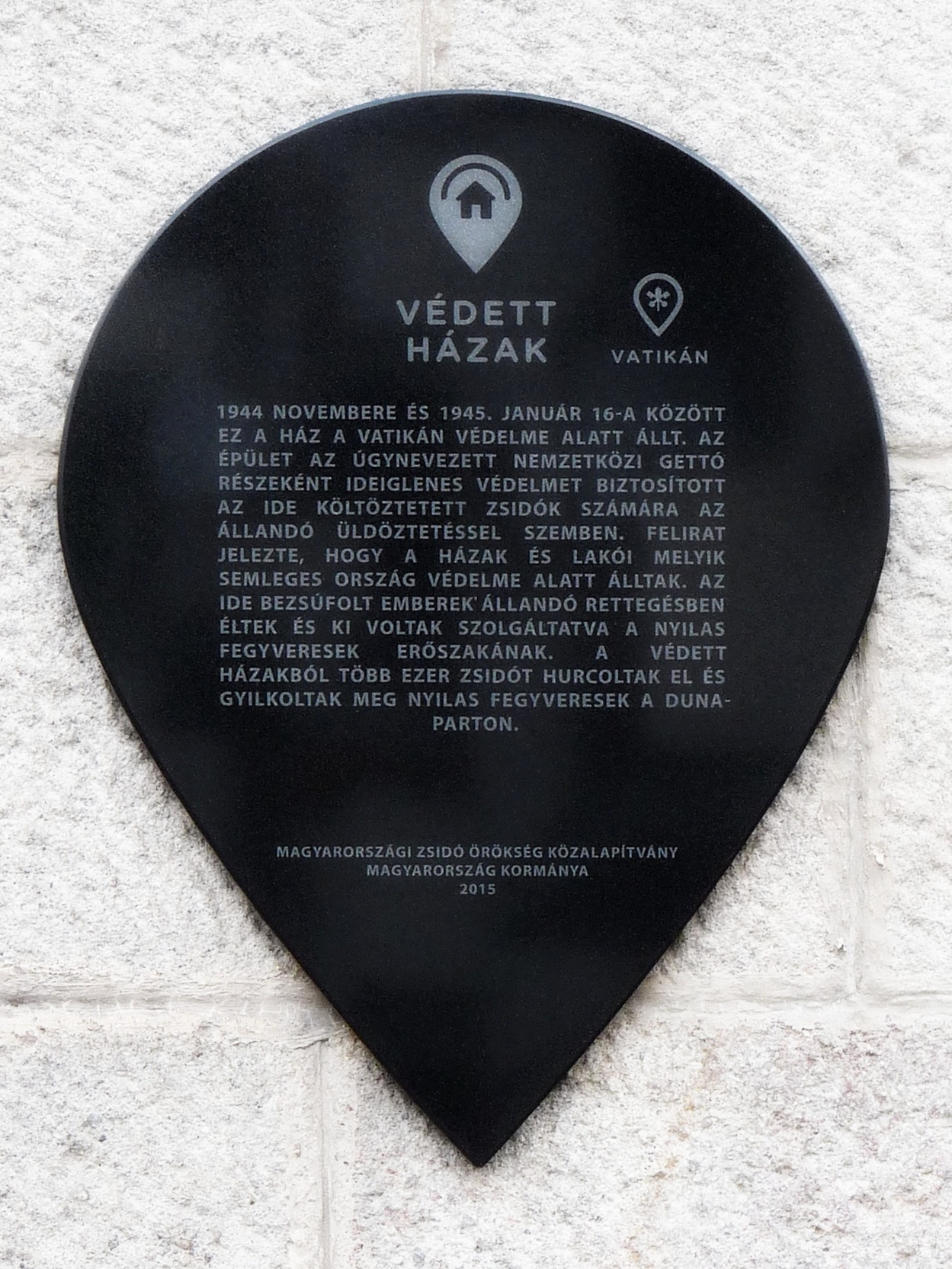
vatikáni „védett ház”,
Victor Hugo utca 32.

### Botlatókövek

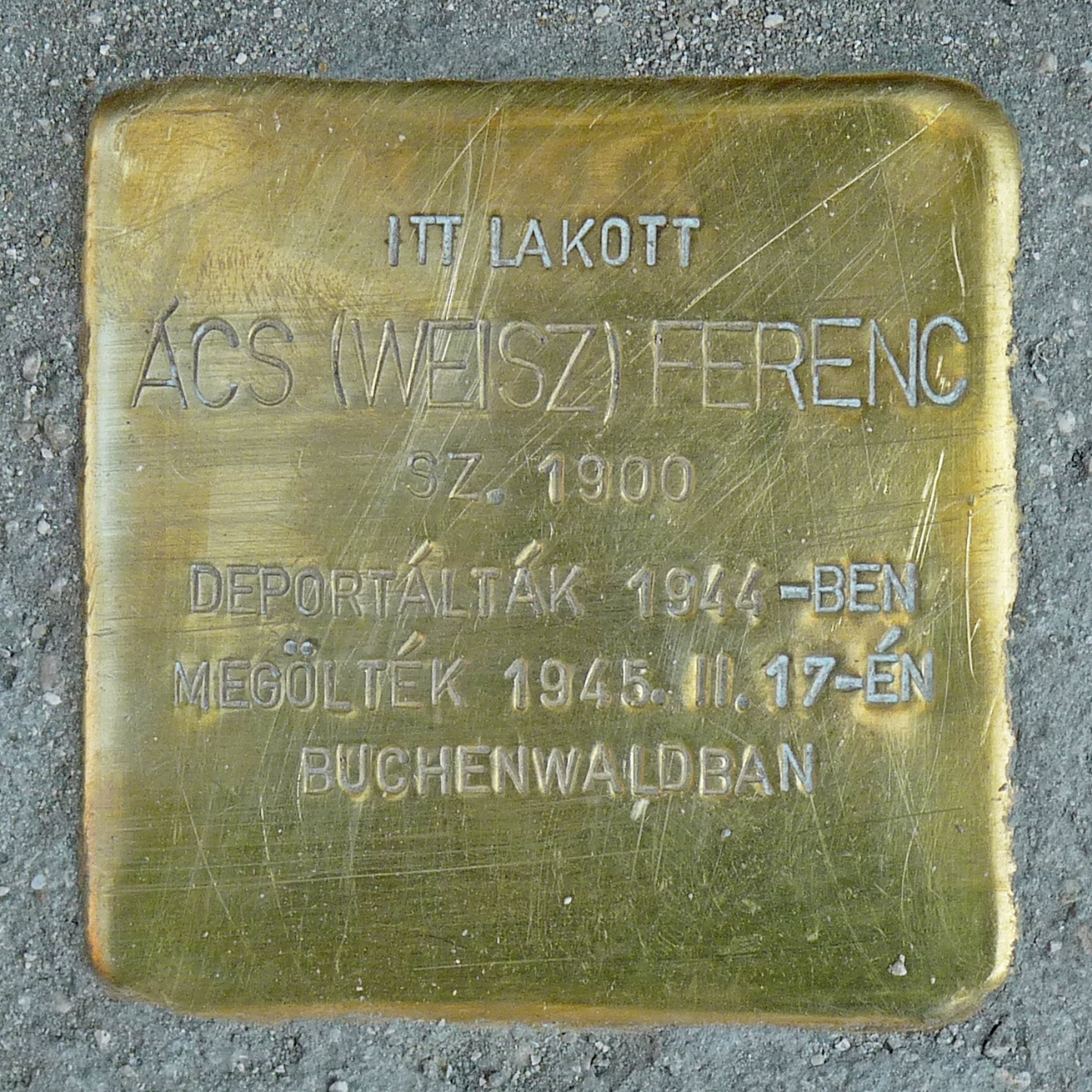
Ács Ferenc, Balzac utca 3/a.
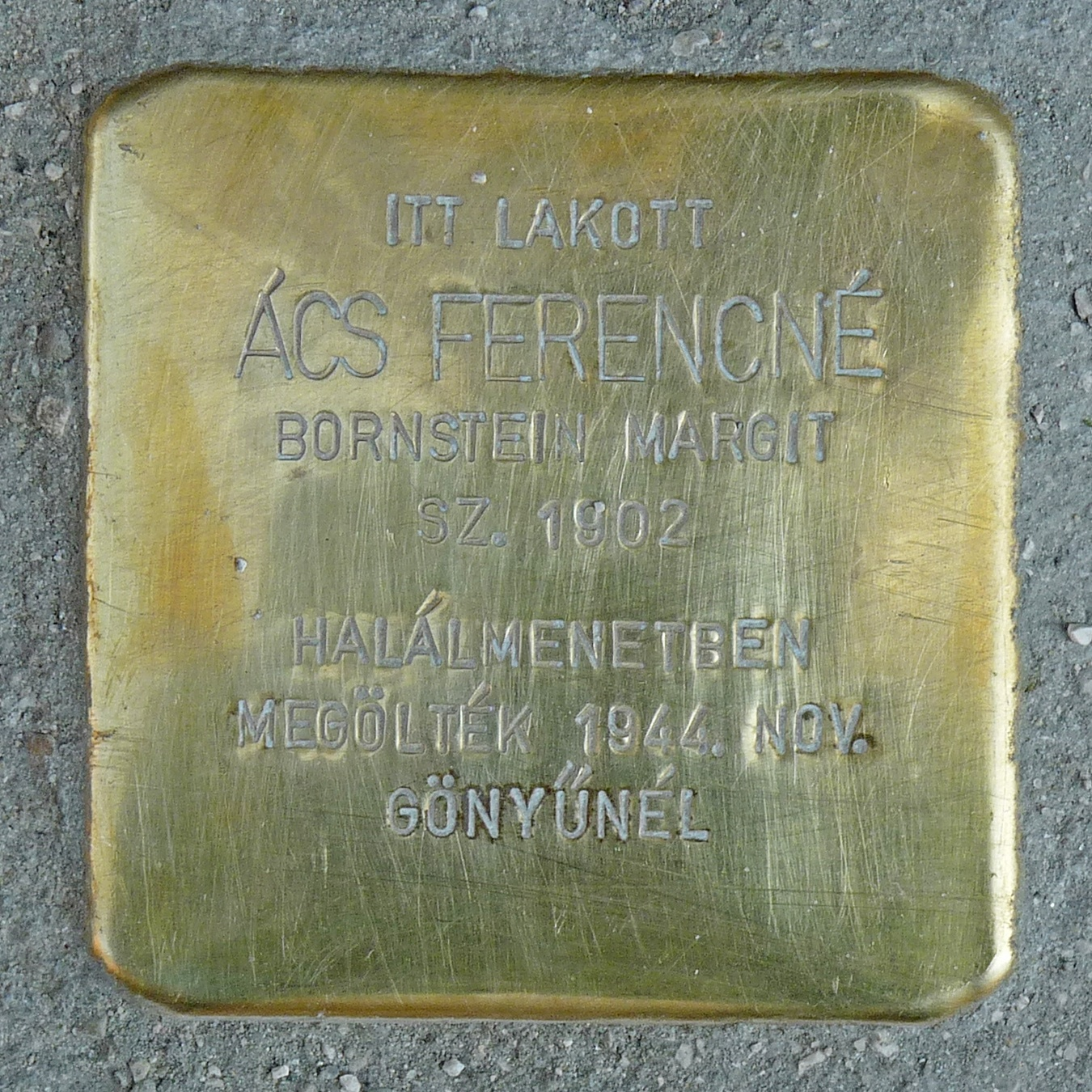
Ács Ferencné, Balzac utca 3/a.
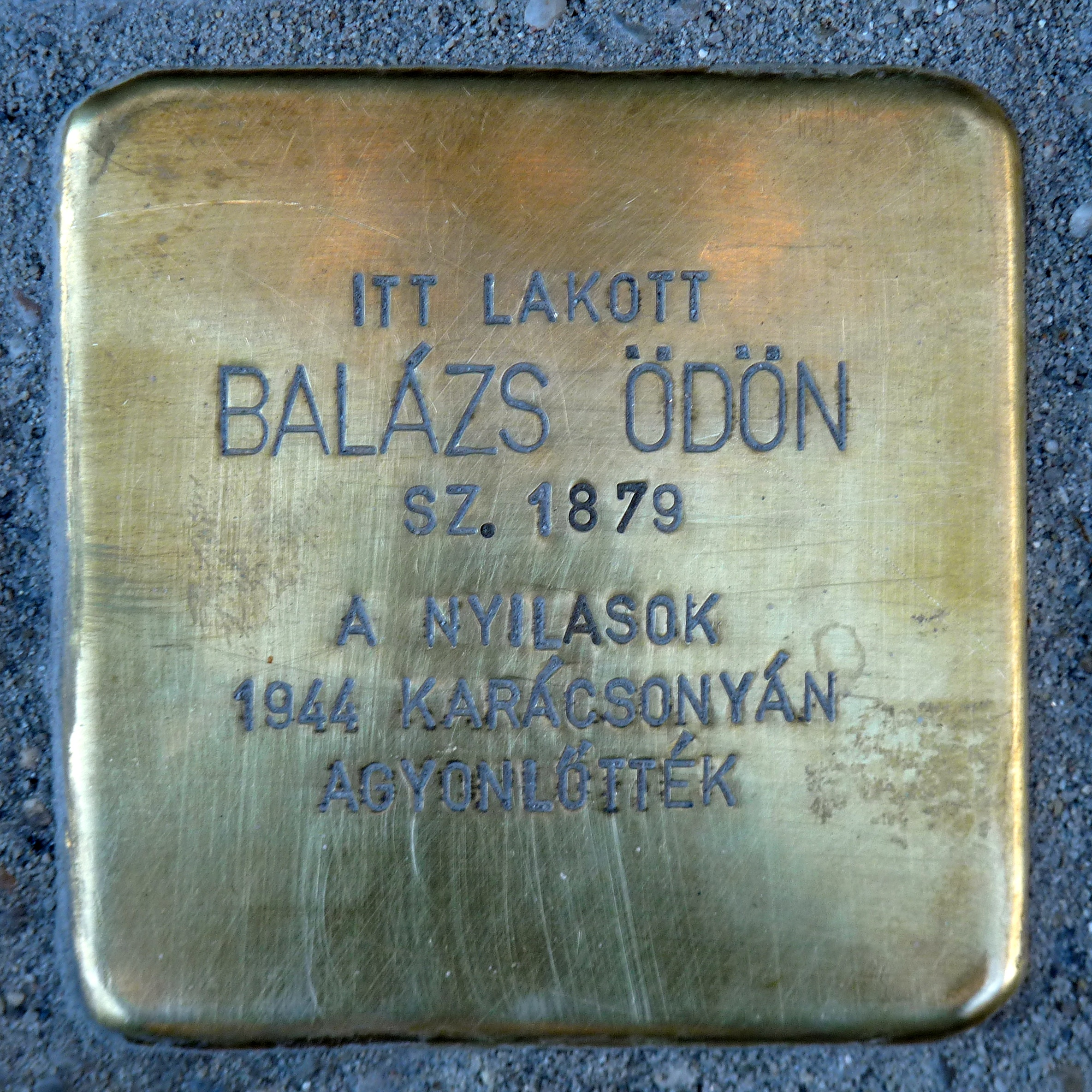
Balázs Ödön, Kádár utca 5.
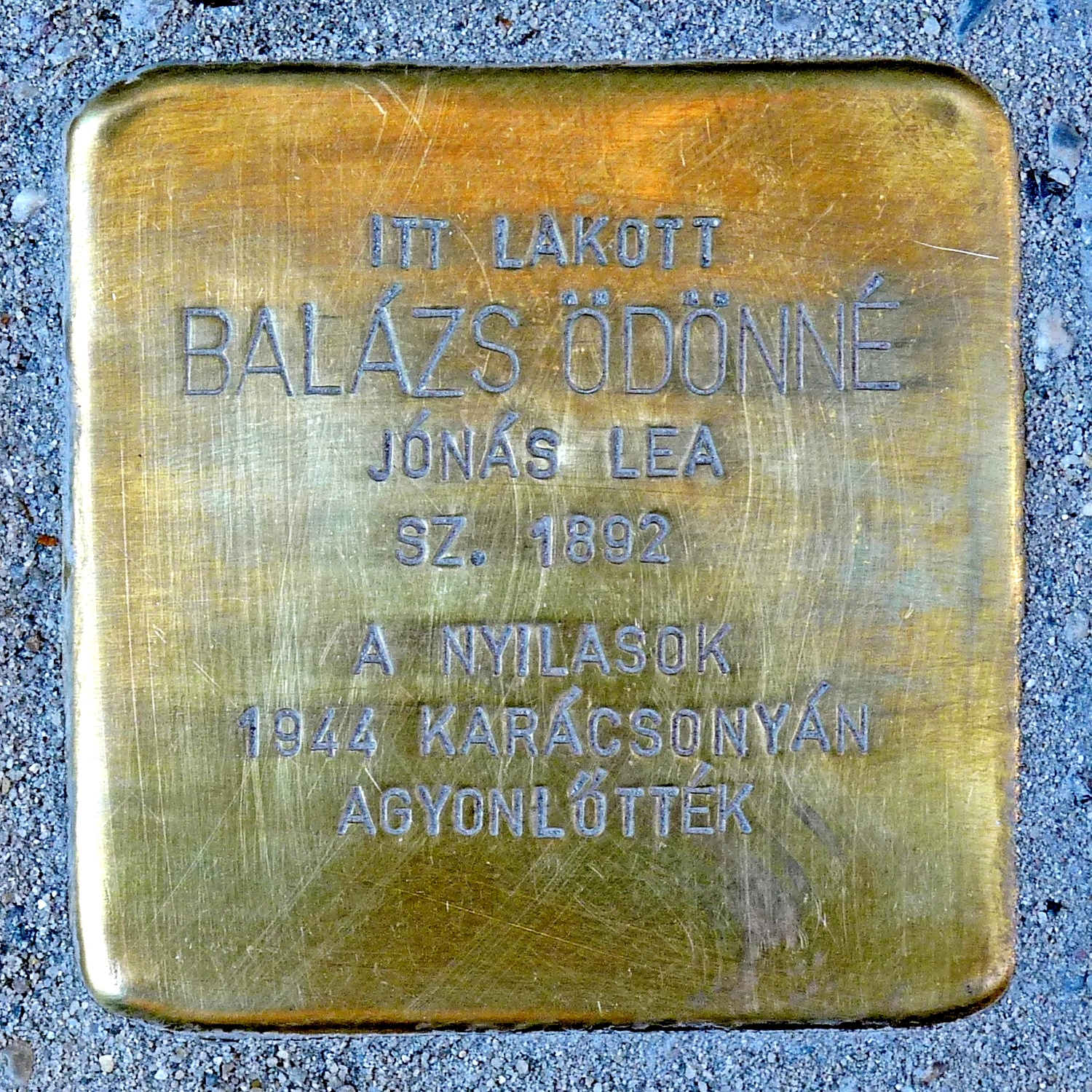
Balázs Ödönné, Kádár utca 5.
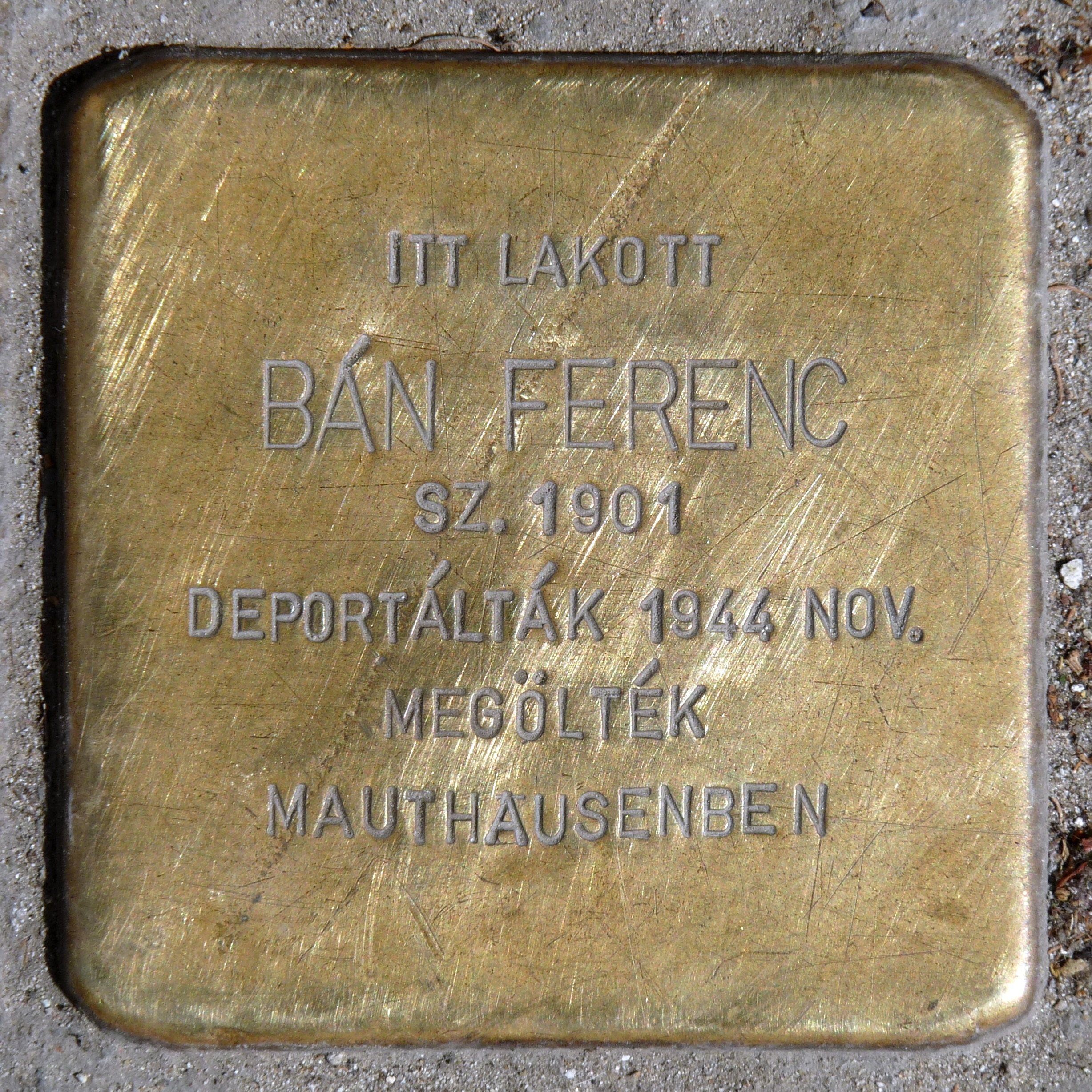
Bán Ferenc, Hollán Ernő utca 3.
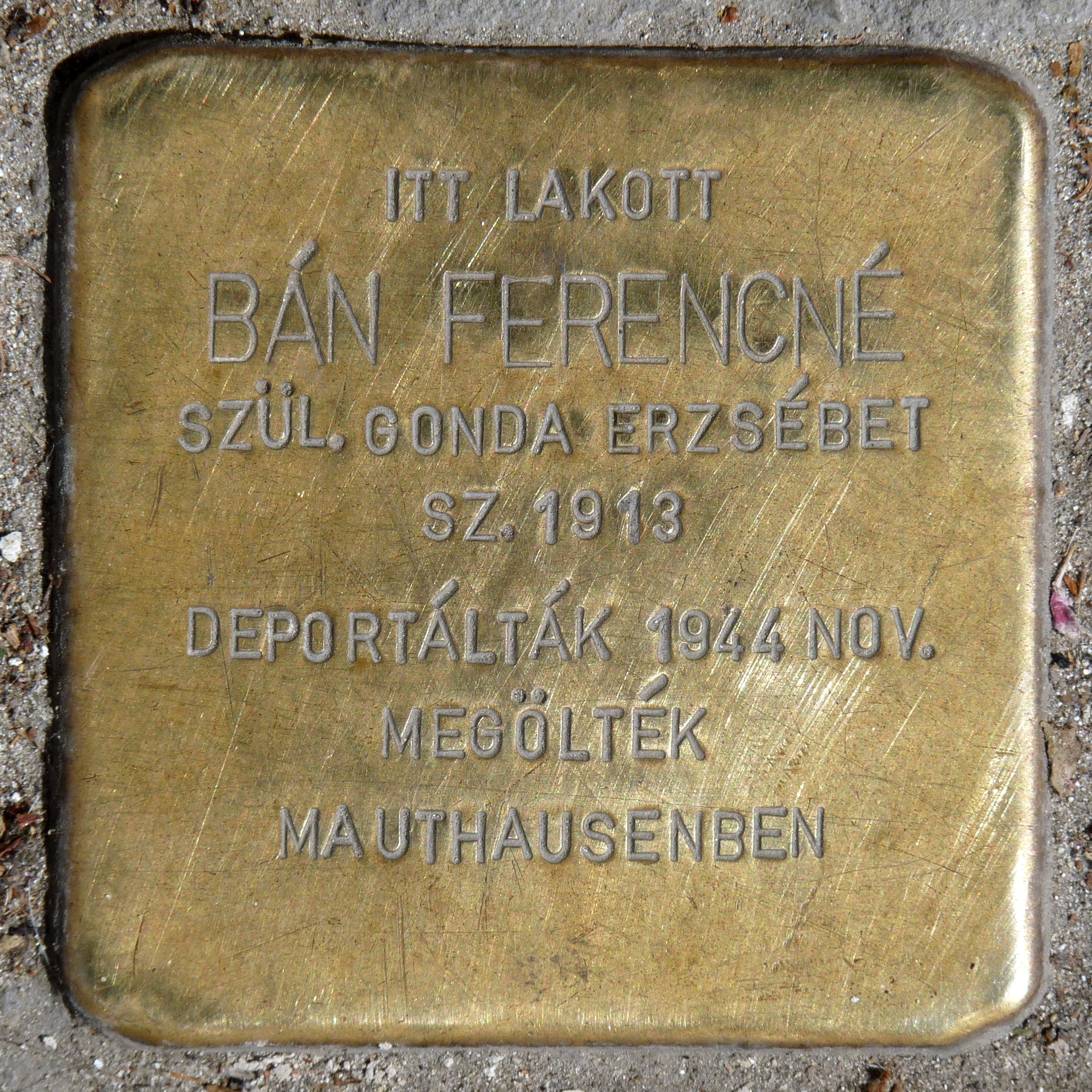
Bán Ferencné, Hollán Ernő utca 3.
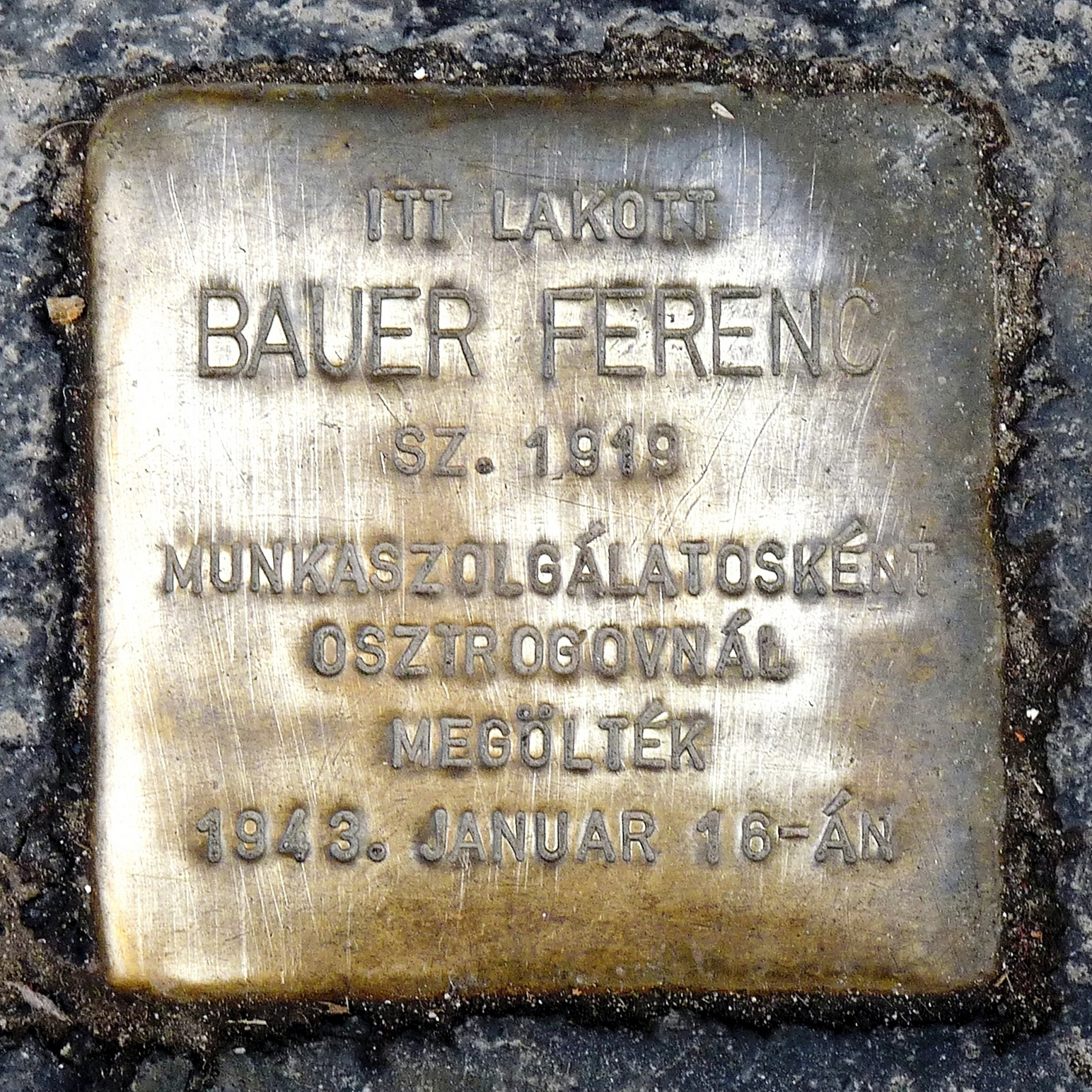
Bauer Ferenc, Hegedűs Gyula utca 9.
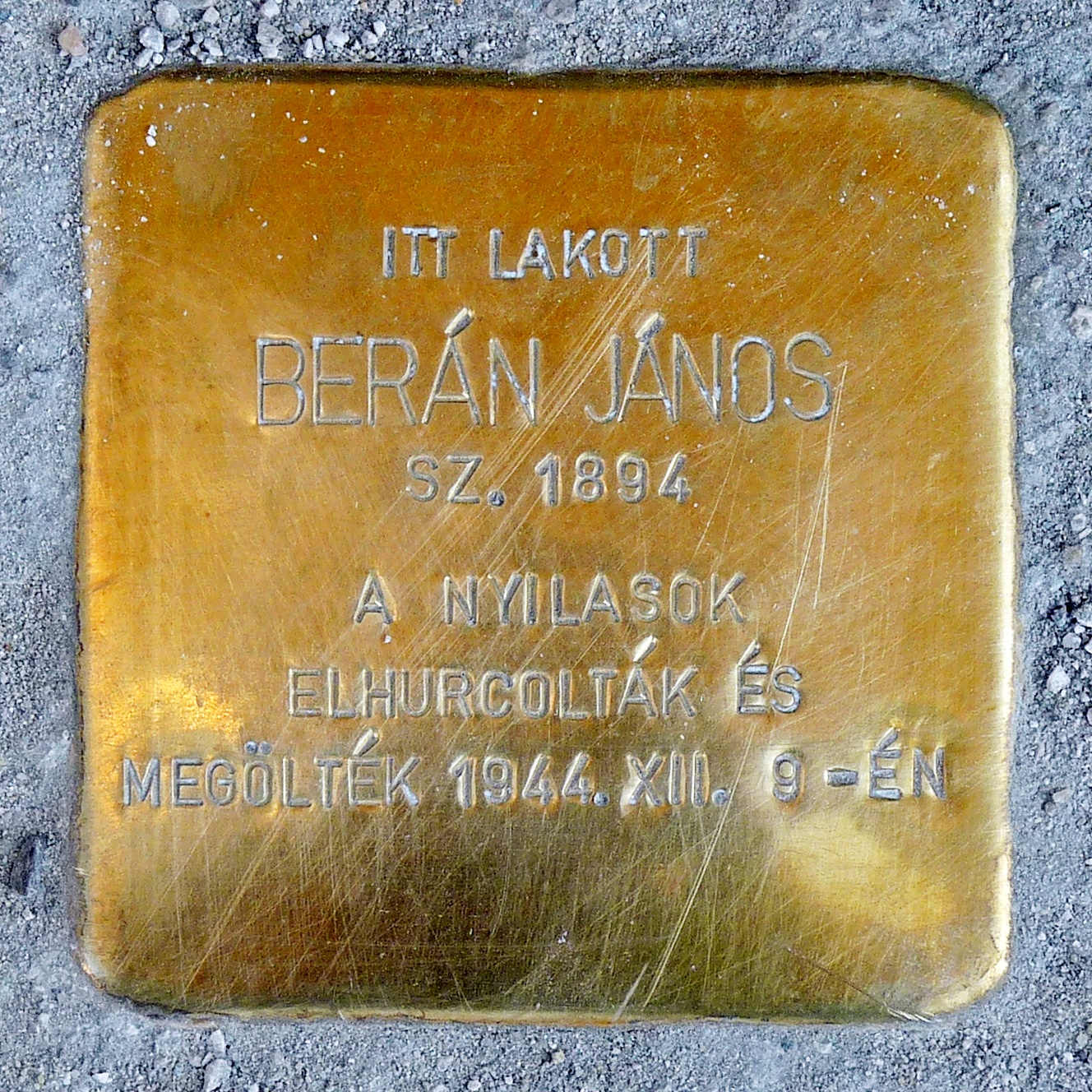
Berán János, Victor Hugo utca 29.
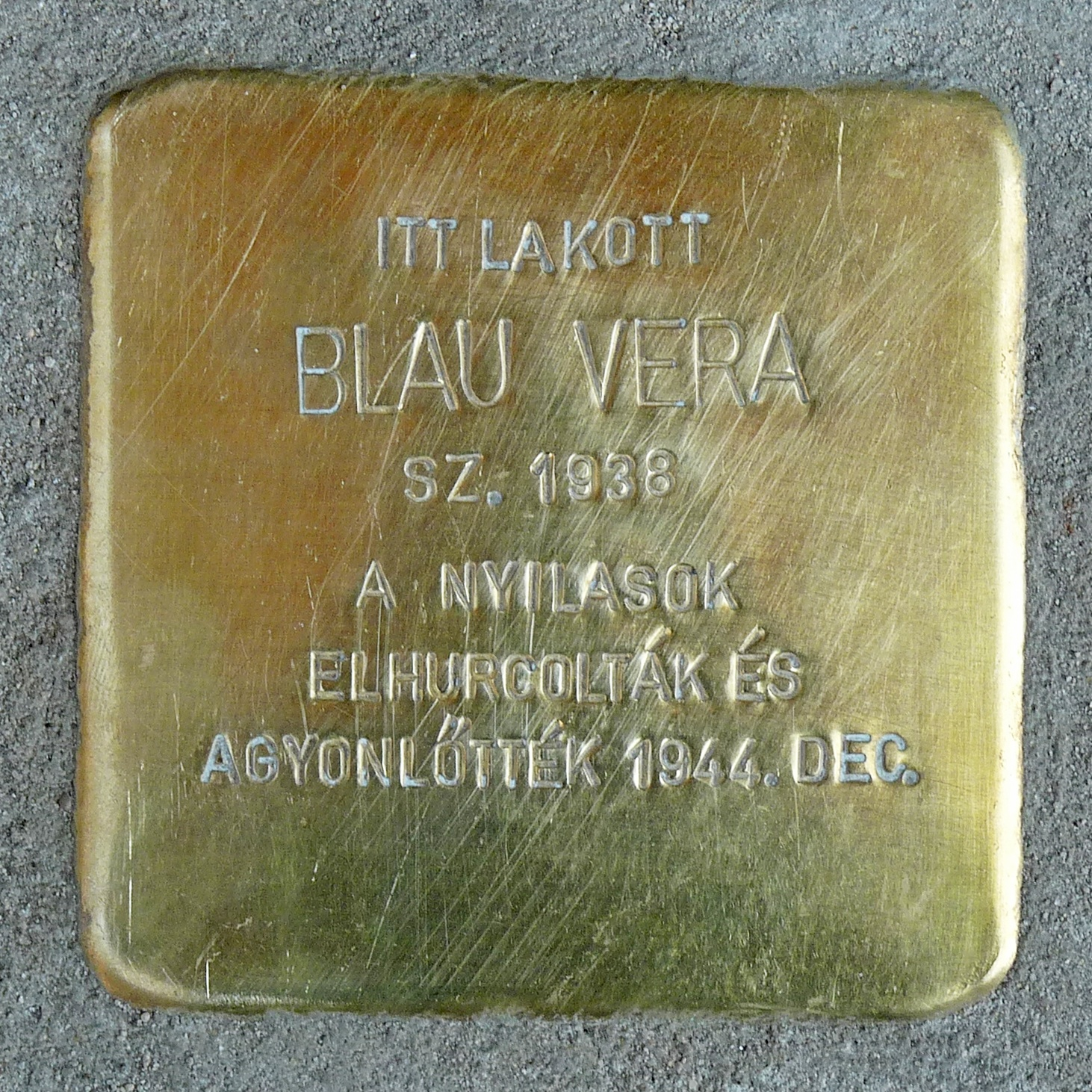
Blau Vera, Katona József utca 21.
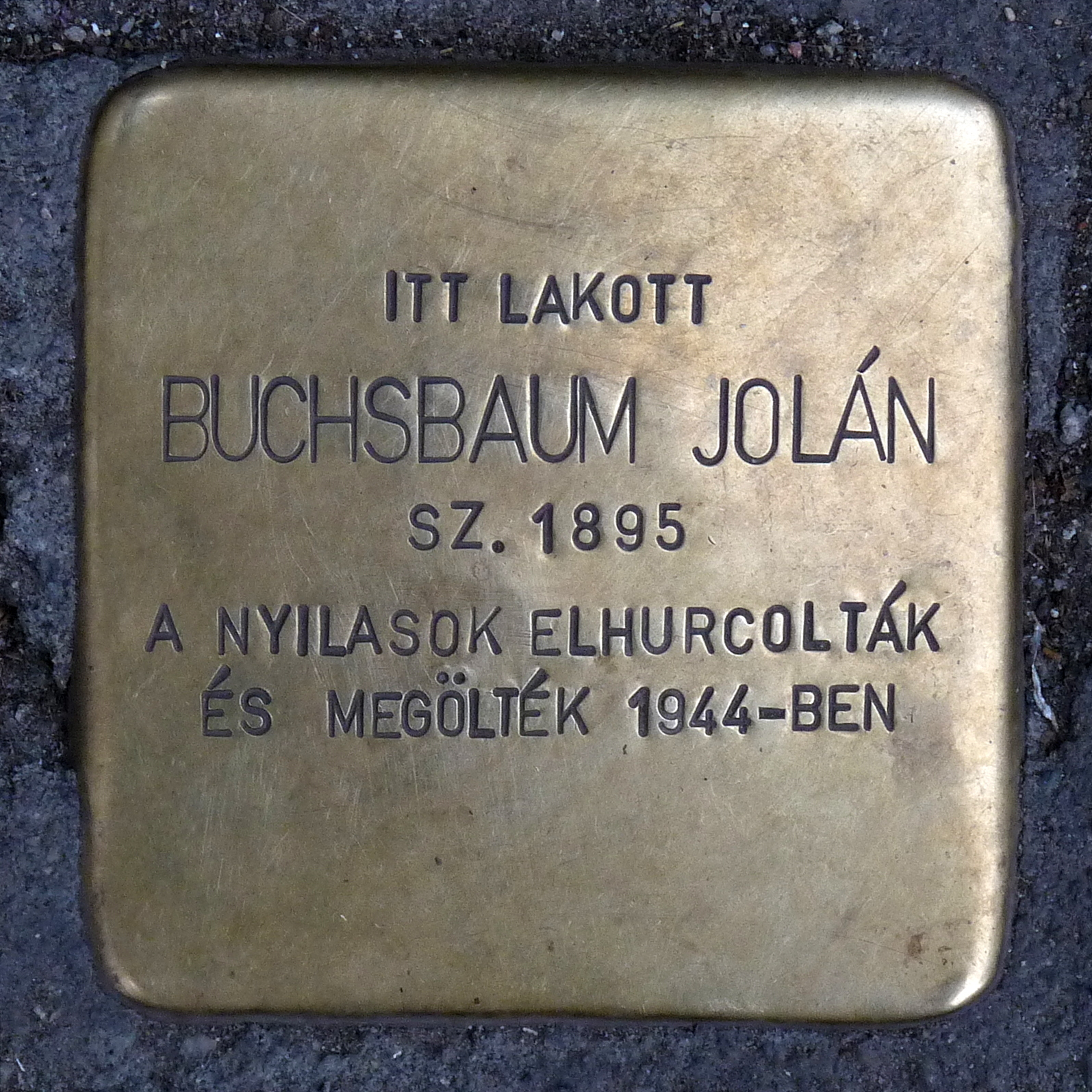
Buchsbaum Jolán, Hegedűs Gyula utca 8/b.
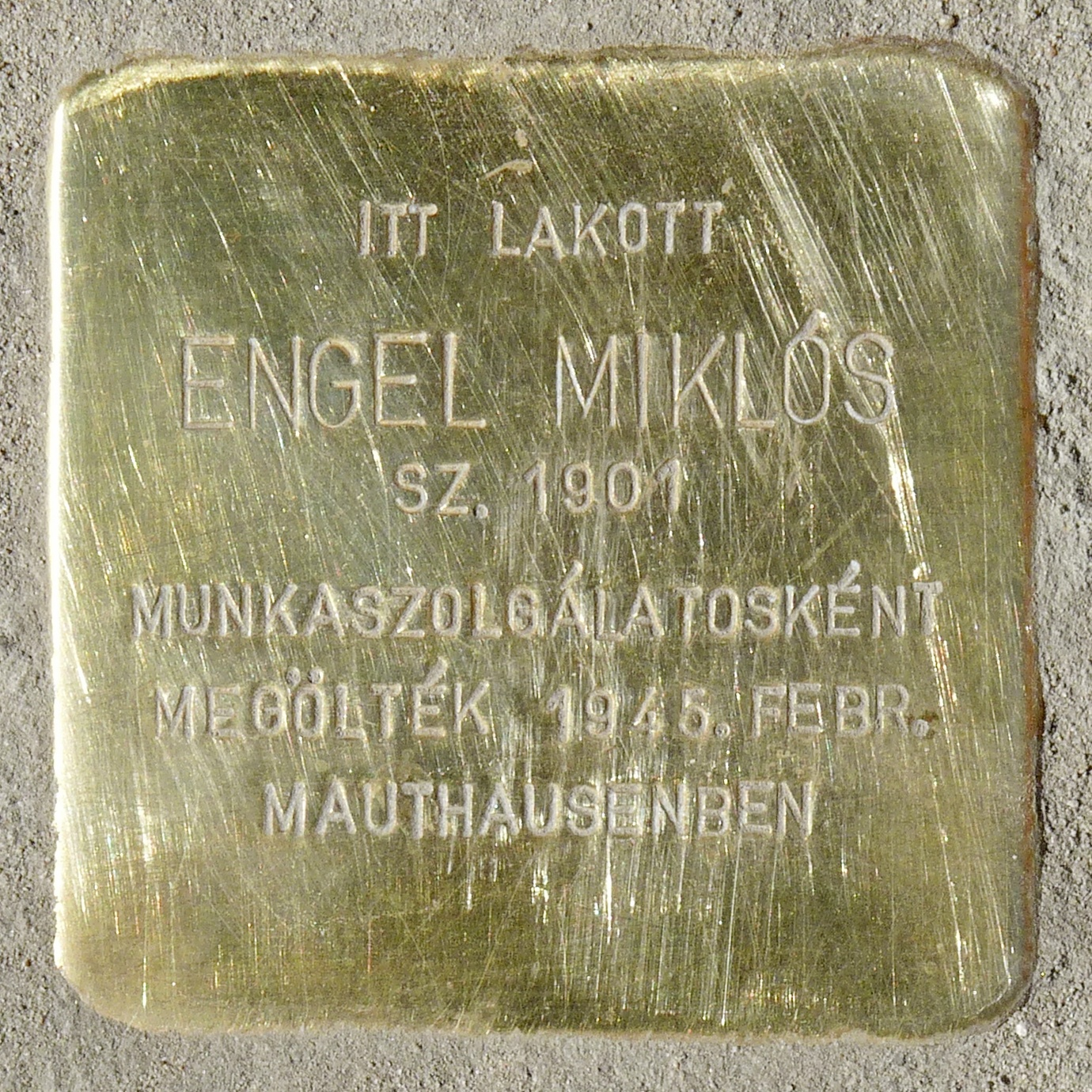
Engel Miklós, Csanády utca 18.
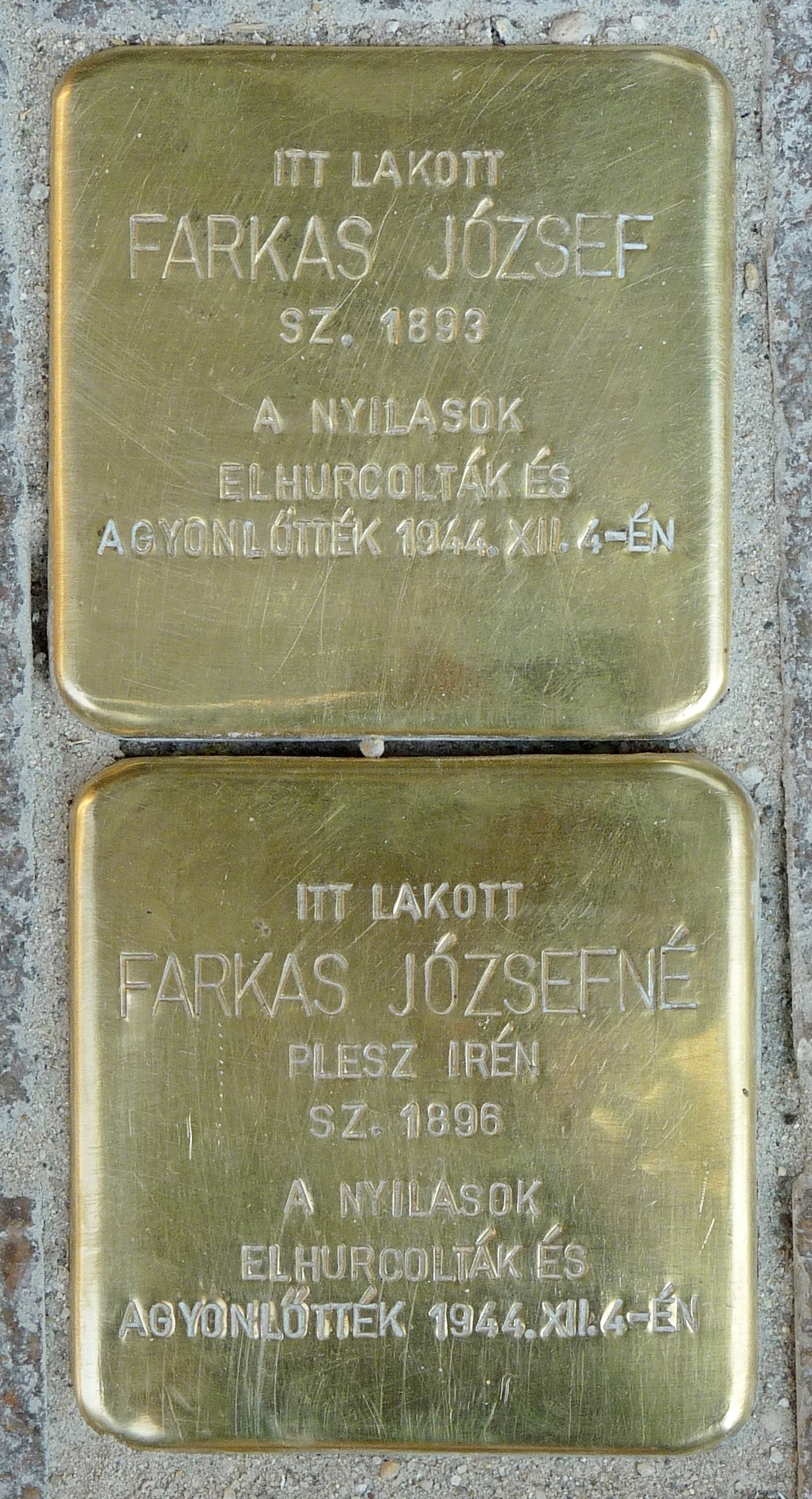
Farkas házaspár, Hollán Ernő utca 7/b.
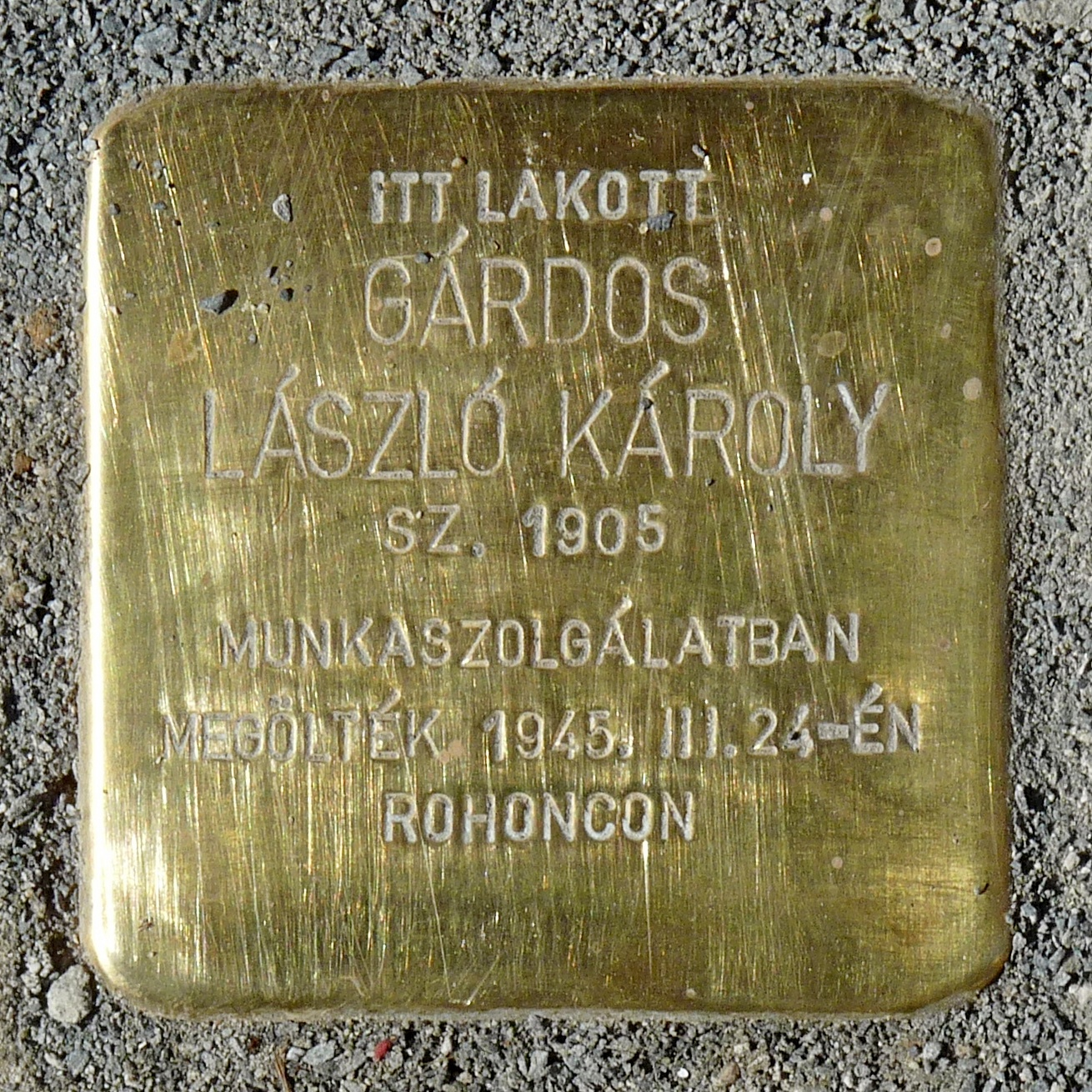
Gárdos LászLó Károly, Balzac utca 44/b.
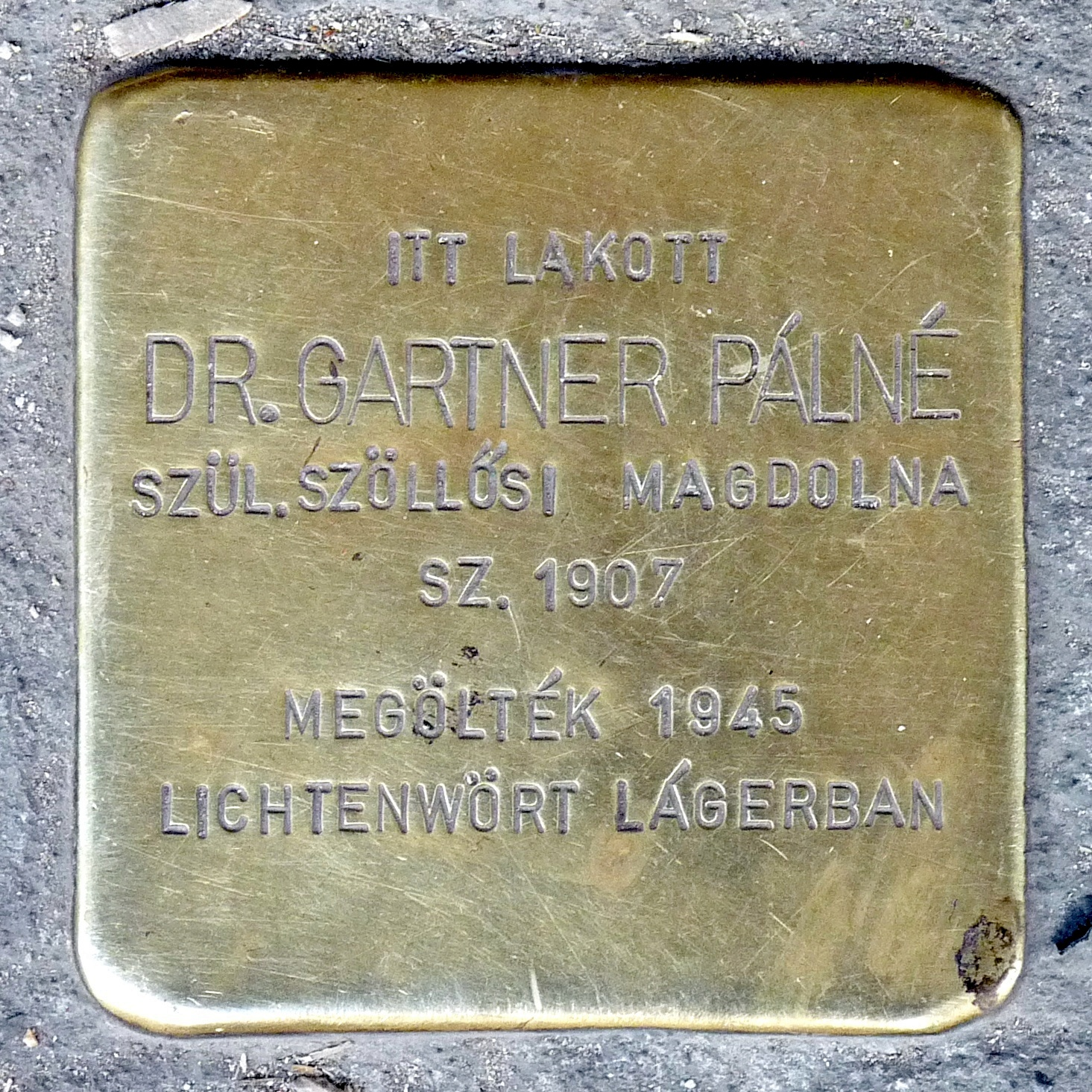
Gartner Pálné, Hollán Ernő utca 9.
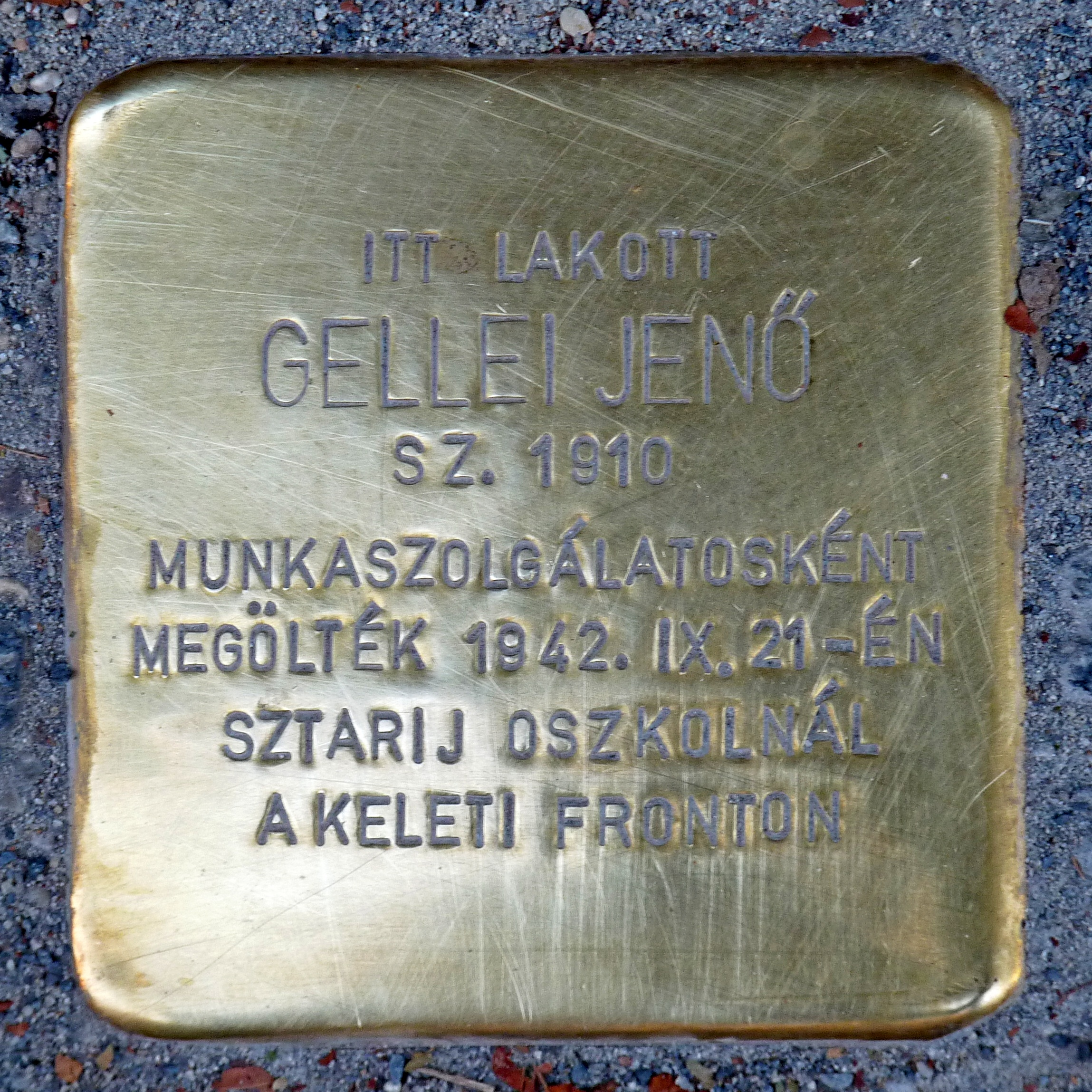
Gellei Jenő, Hegedűs Gyula utca 37.
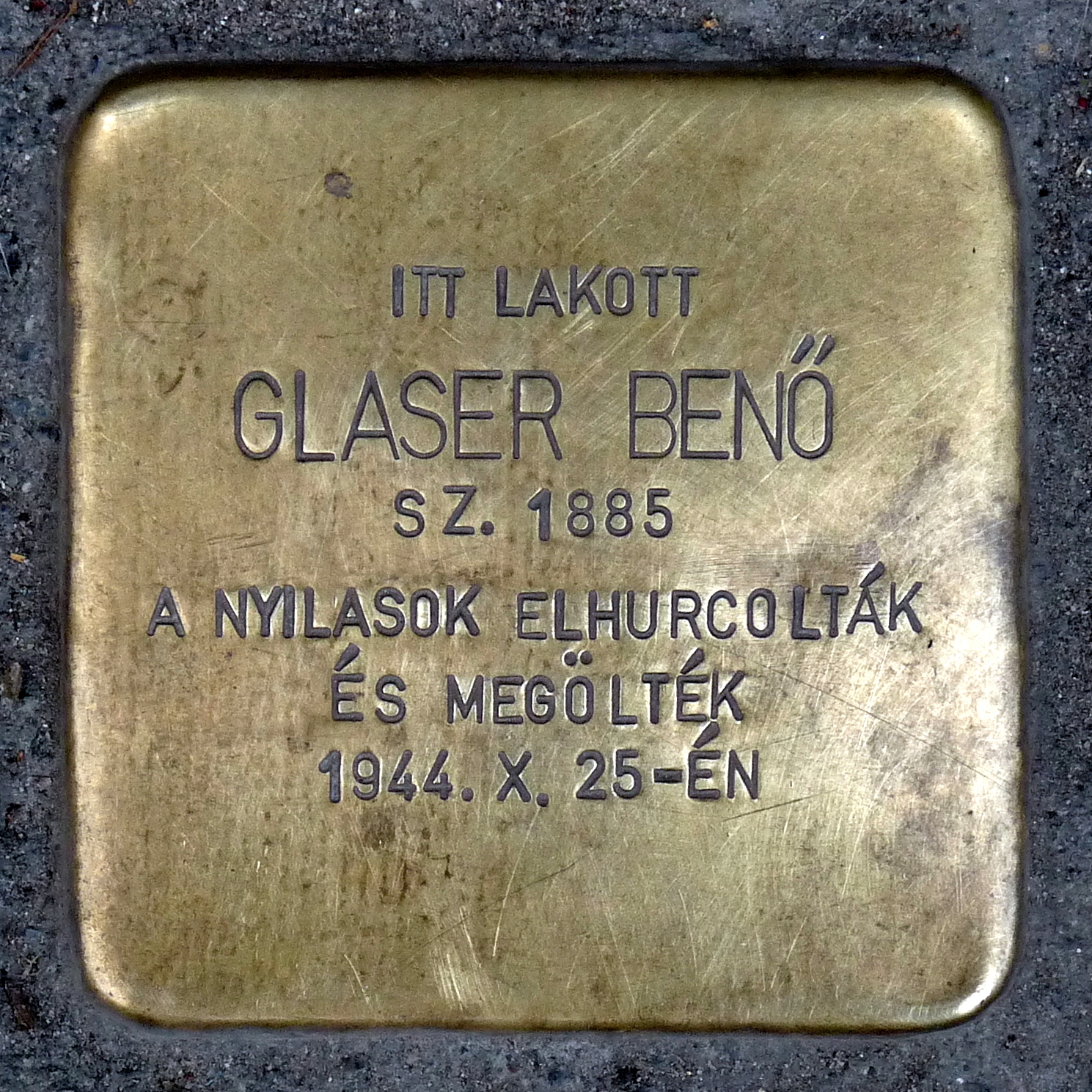
Glaser Benő, Tátra utca 20/b.
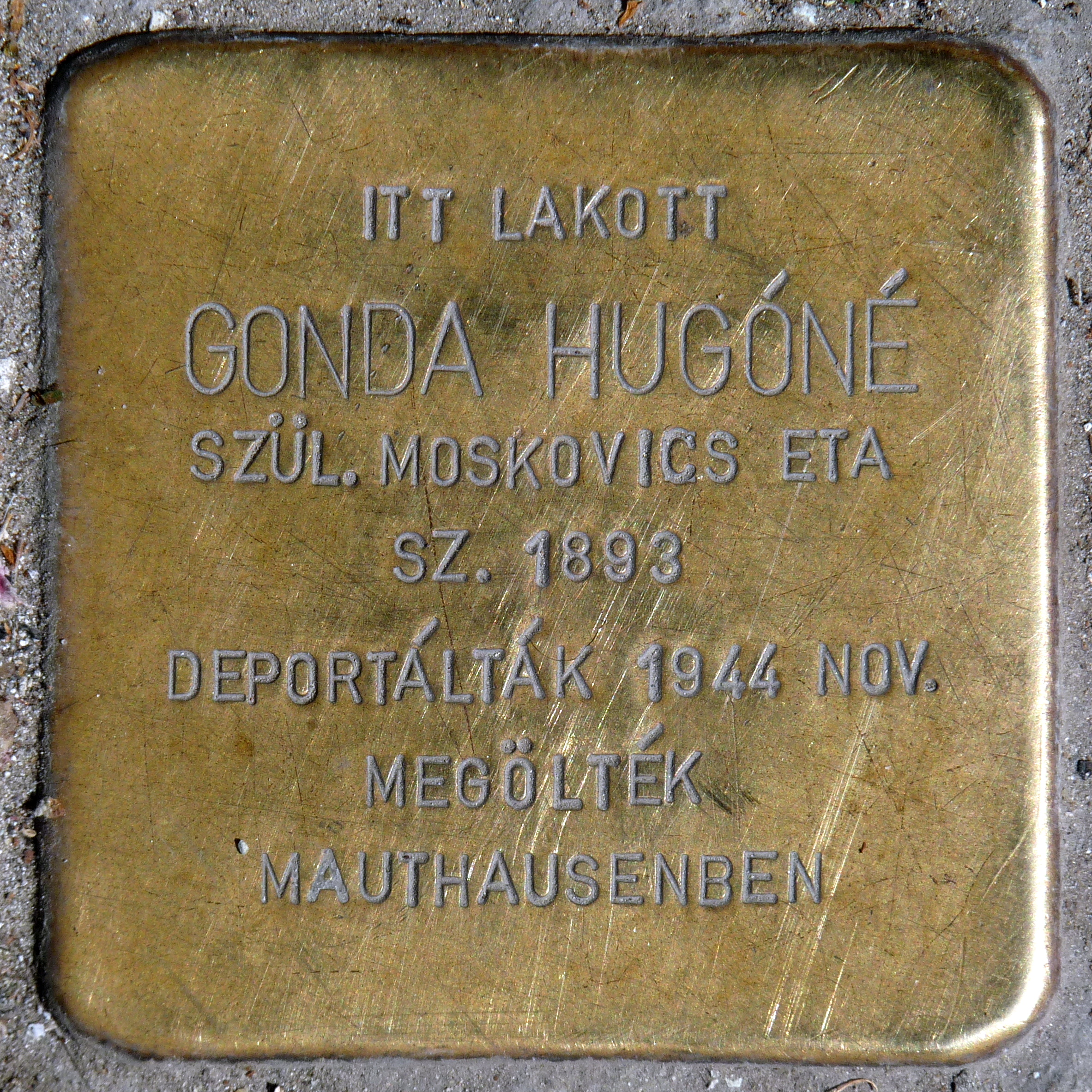
Gonda Hugóné, Hollán Ernő utca 3.
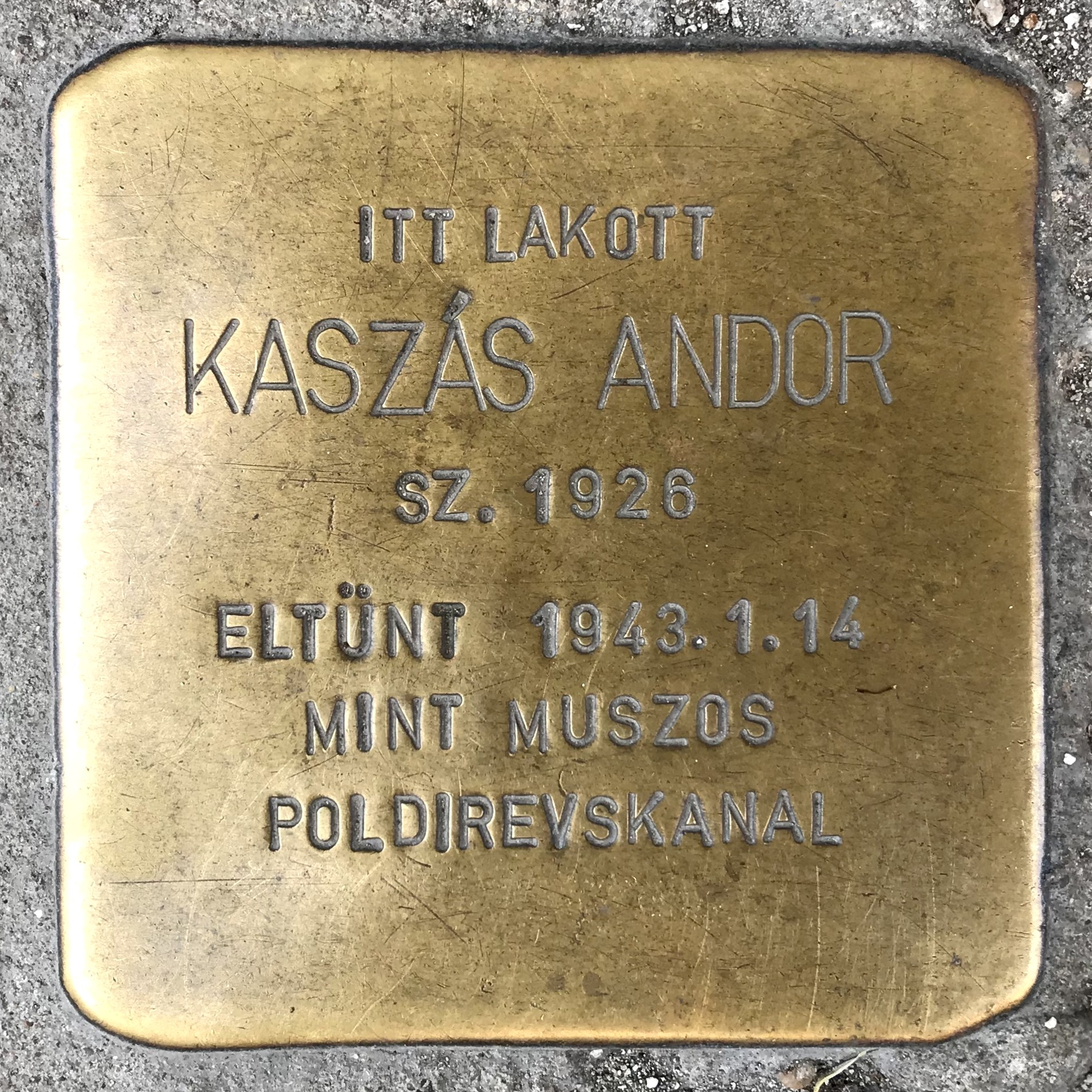
Kaszás Andor, Pannónia utca 50.
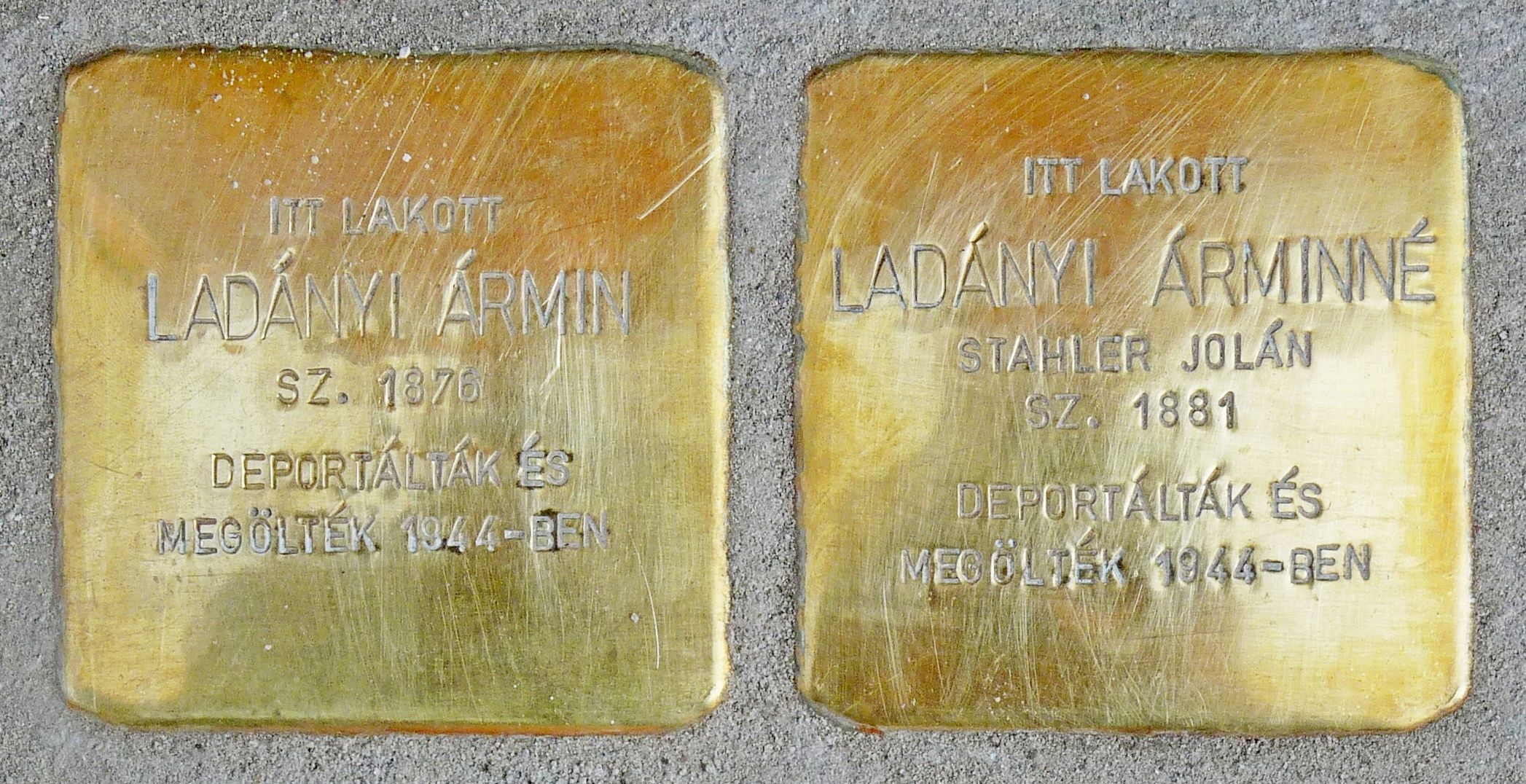
Ladányi házaspár, Raoul Wallenberg utca 9.
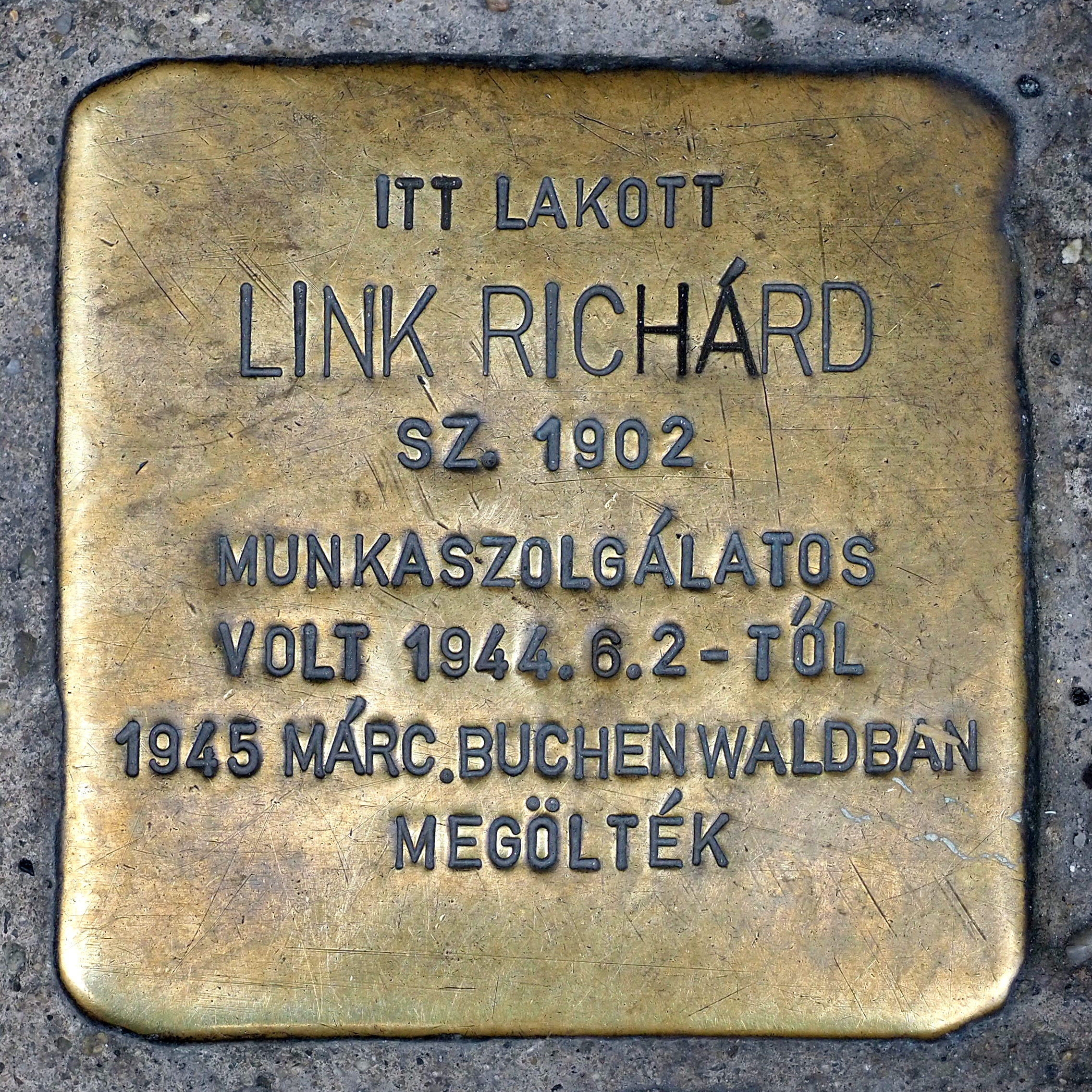
Link Richárd, Visegrádi utca 19.
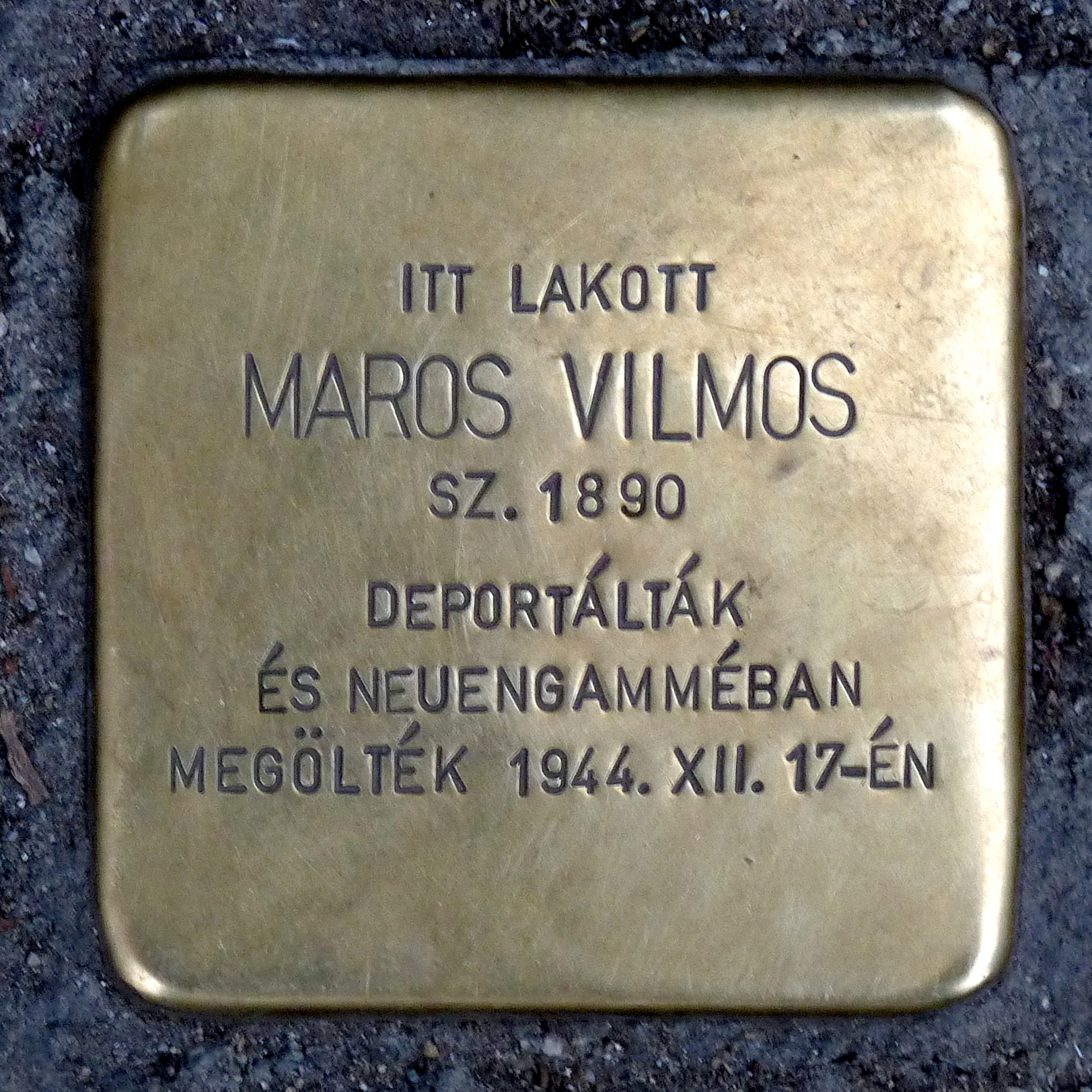
Maros Vilmos, Hegedűs Gyula utca 8/b.
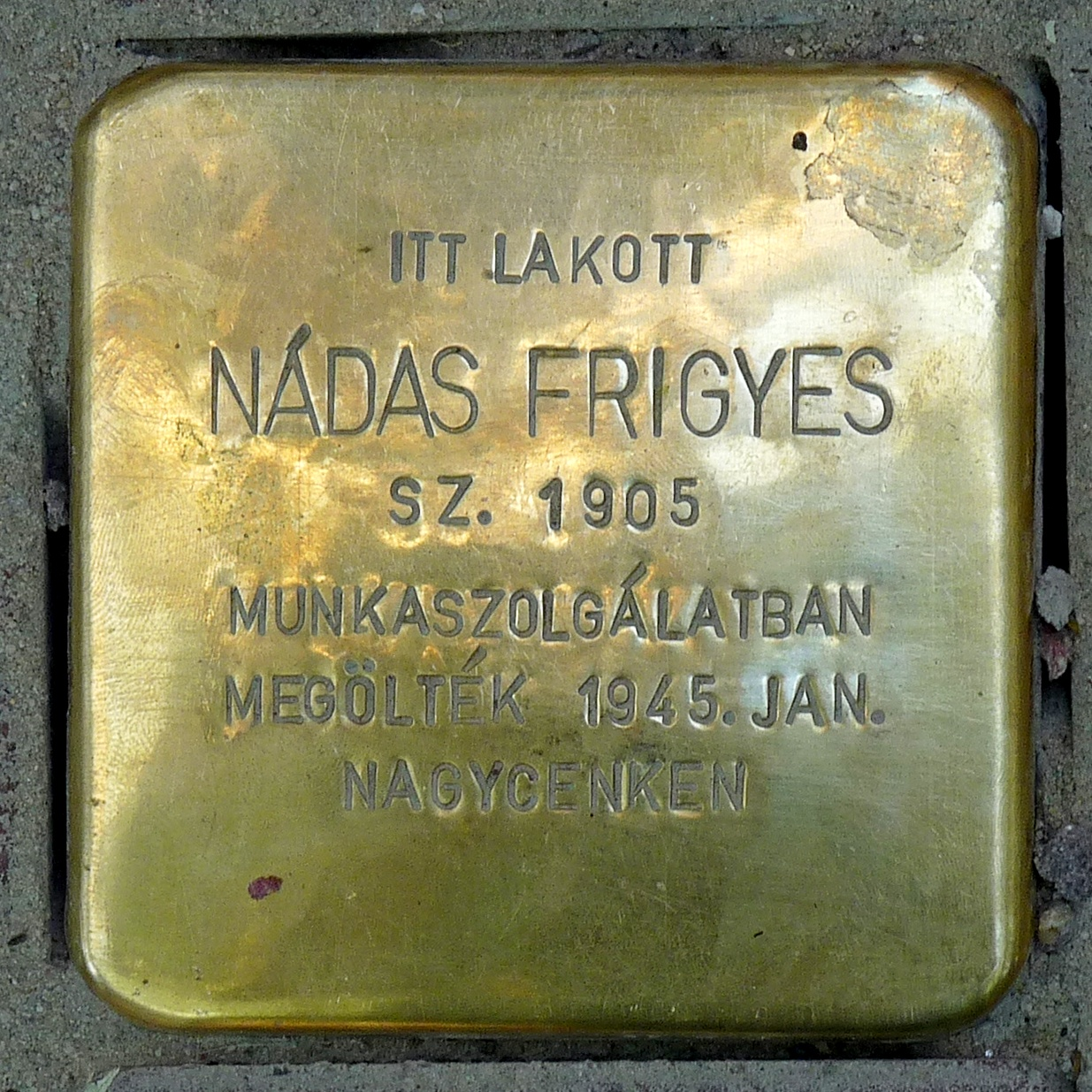
Nádas Frigyes, Pozsonyi utca 12.
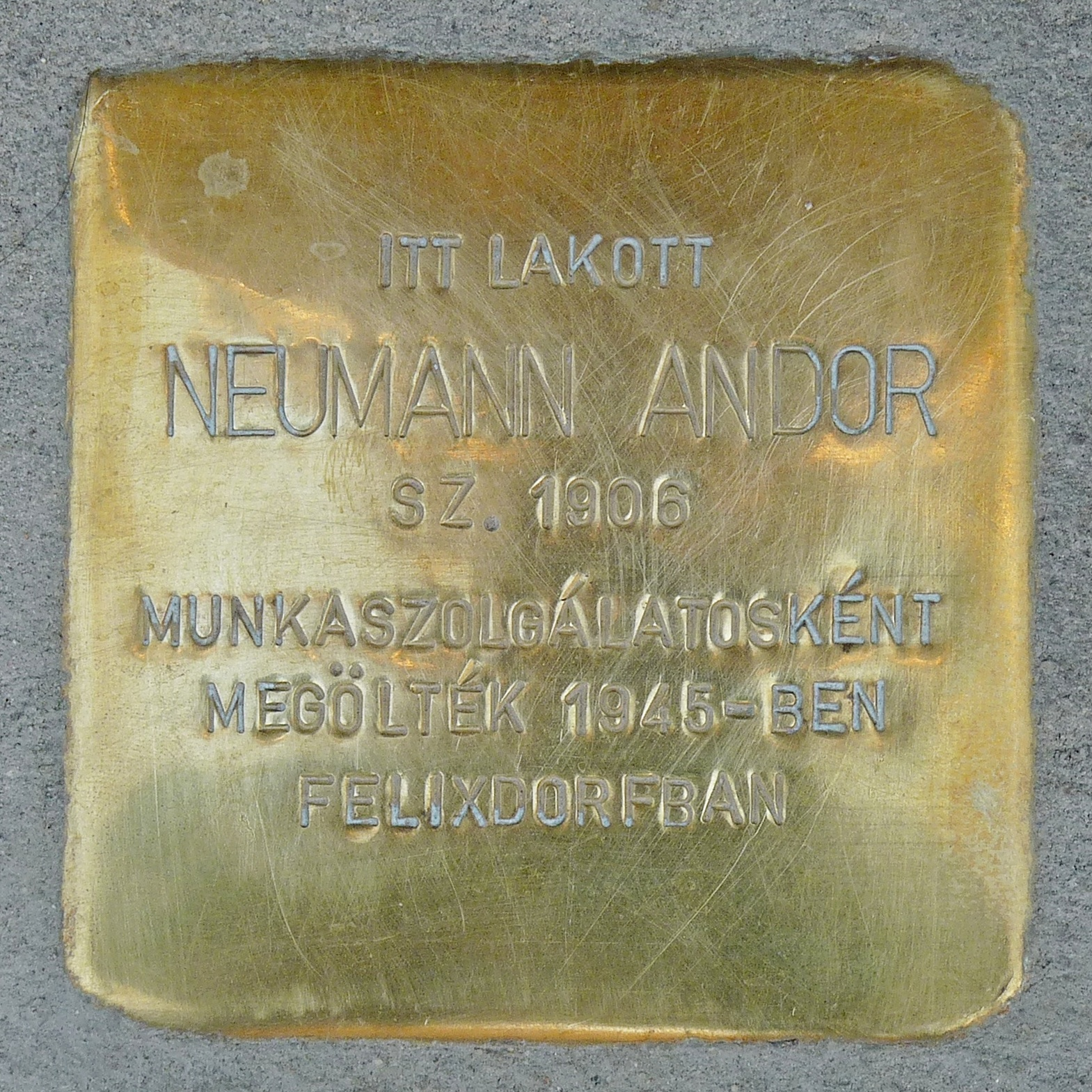
Neumann Andor, Hollán Ernő utca 20.
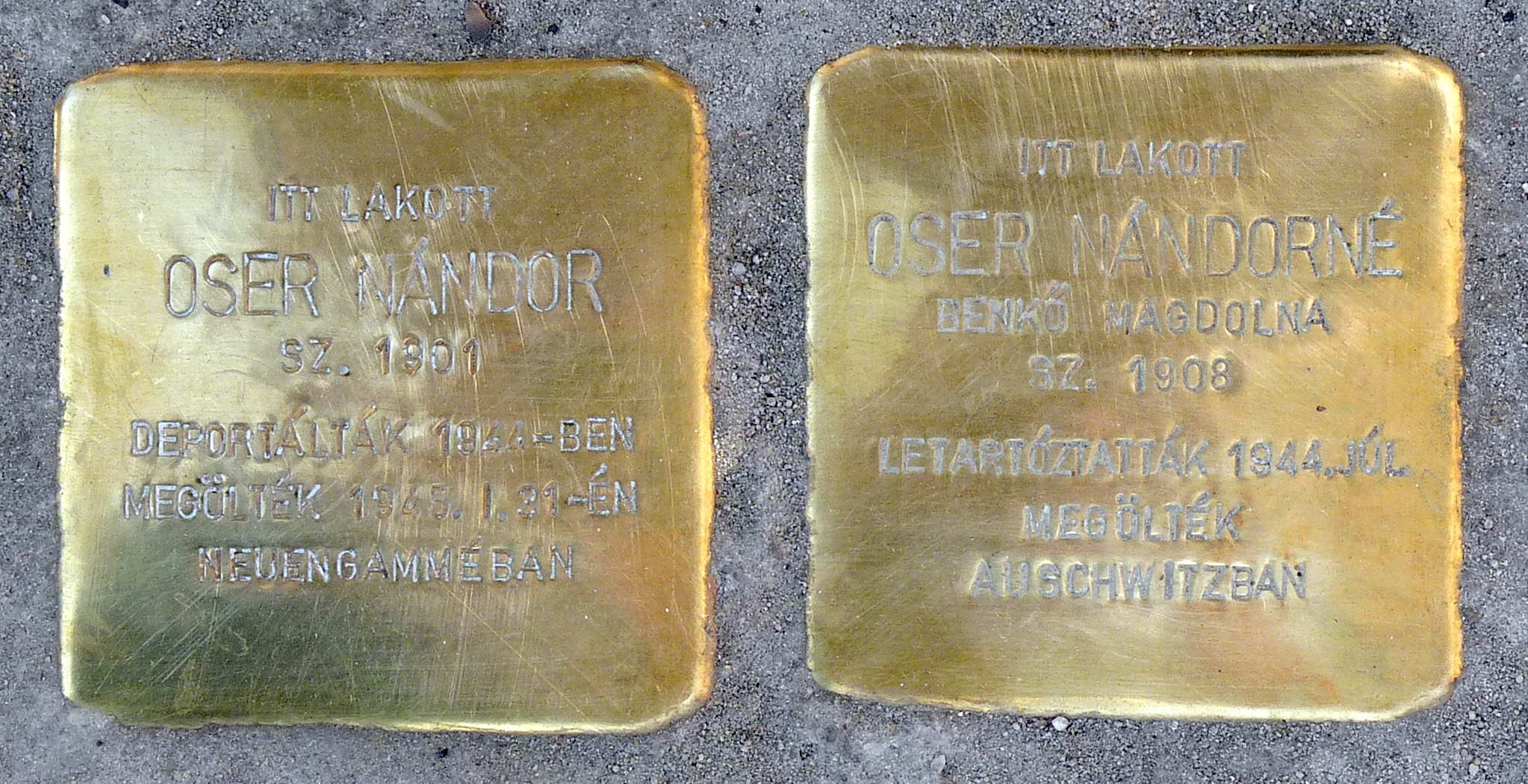
Oser házaspár, Hegedűs Gyula utca 8.
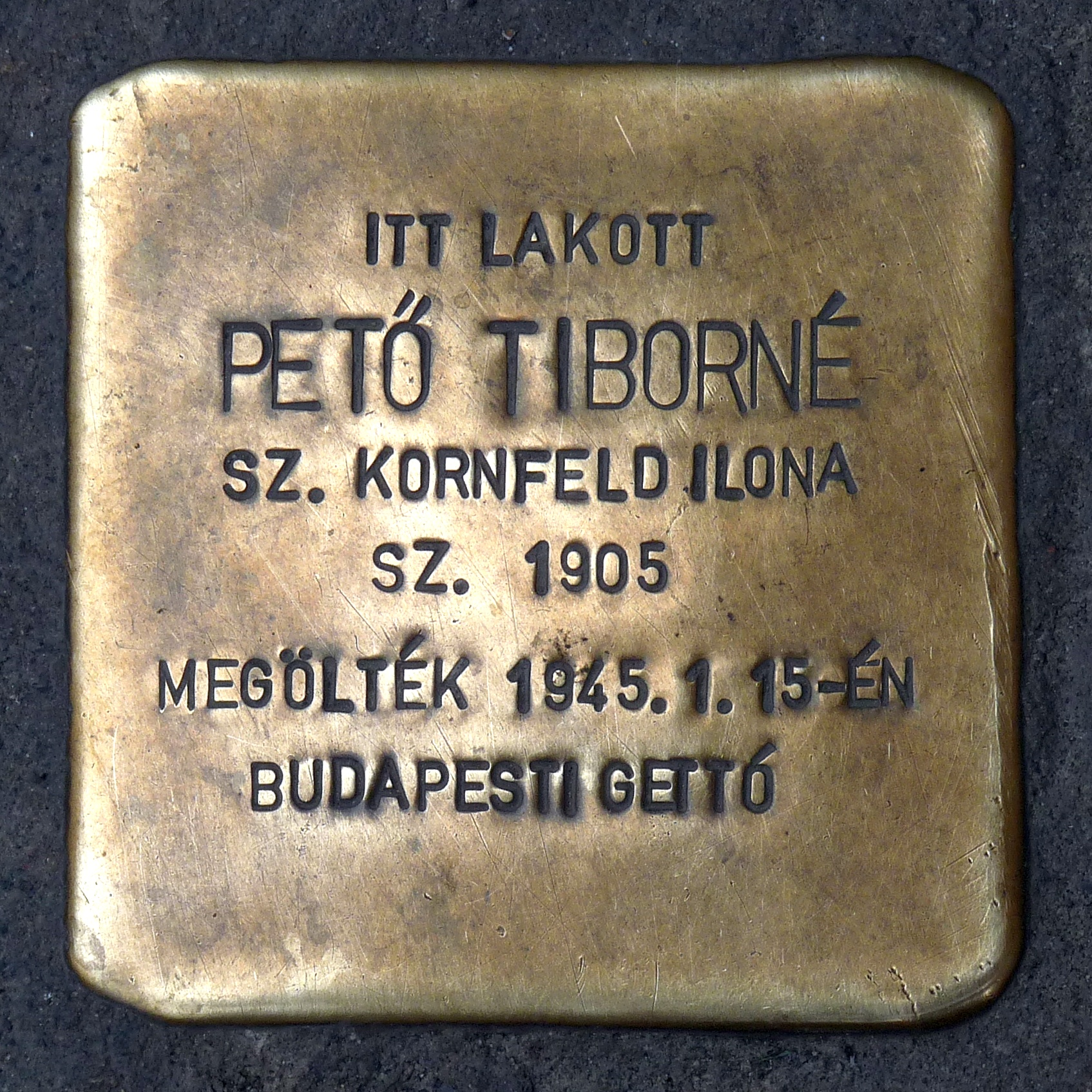
Pető Tiborné, Hegedűs Gyula utca 17.
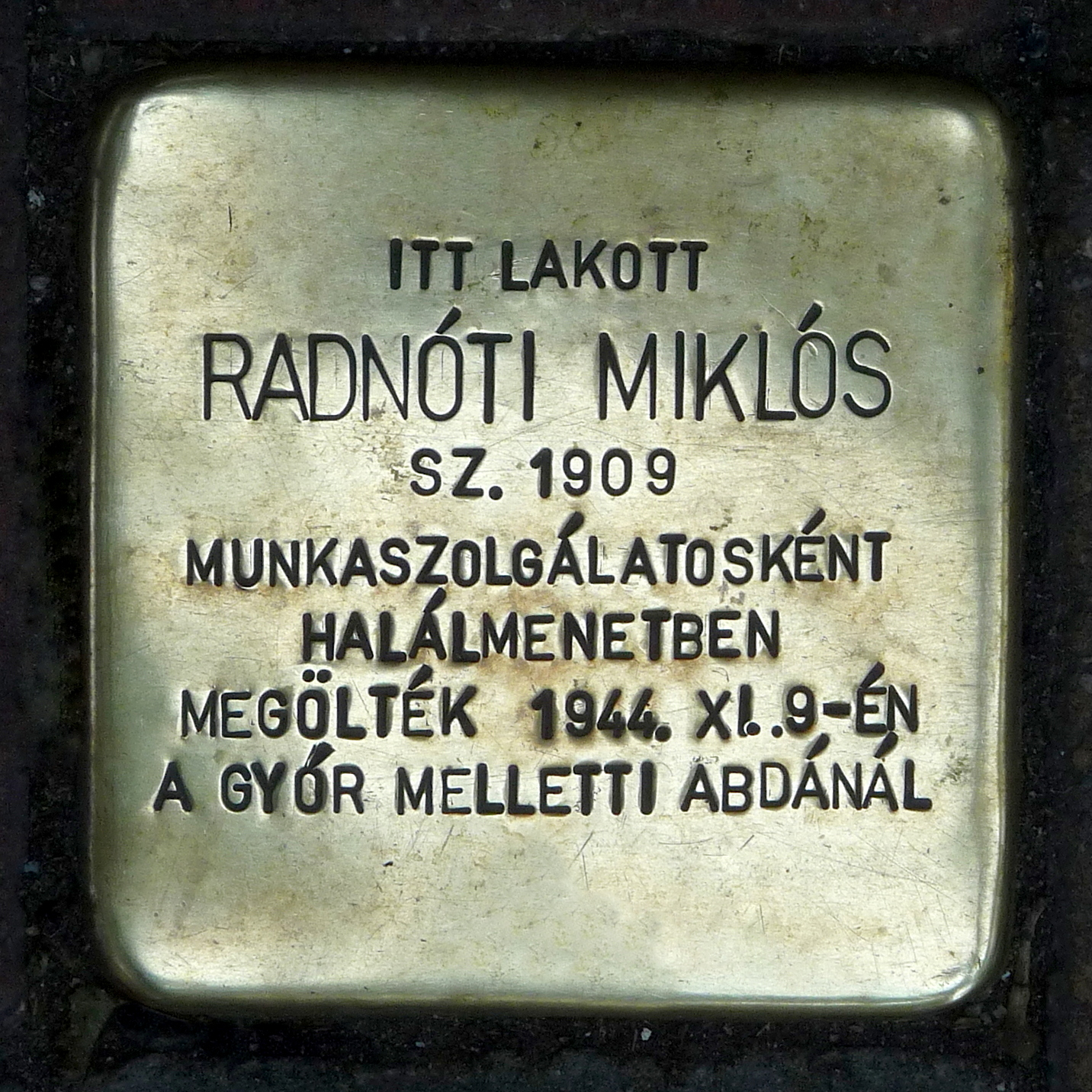
Radnóti Miklós, Pozsonyi út 1.
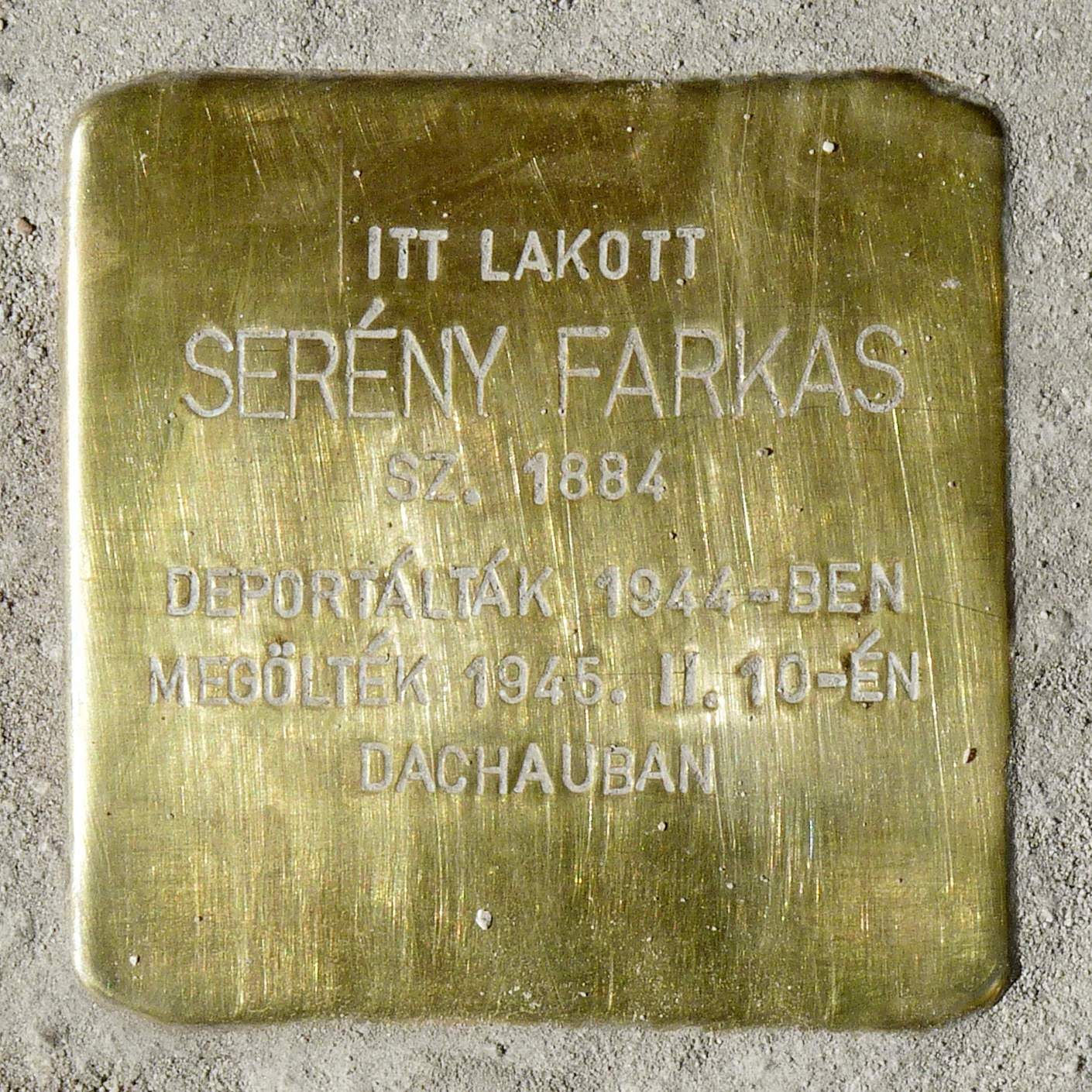
Serény Farkas, Balzac utca 20.
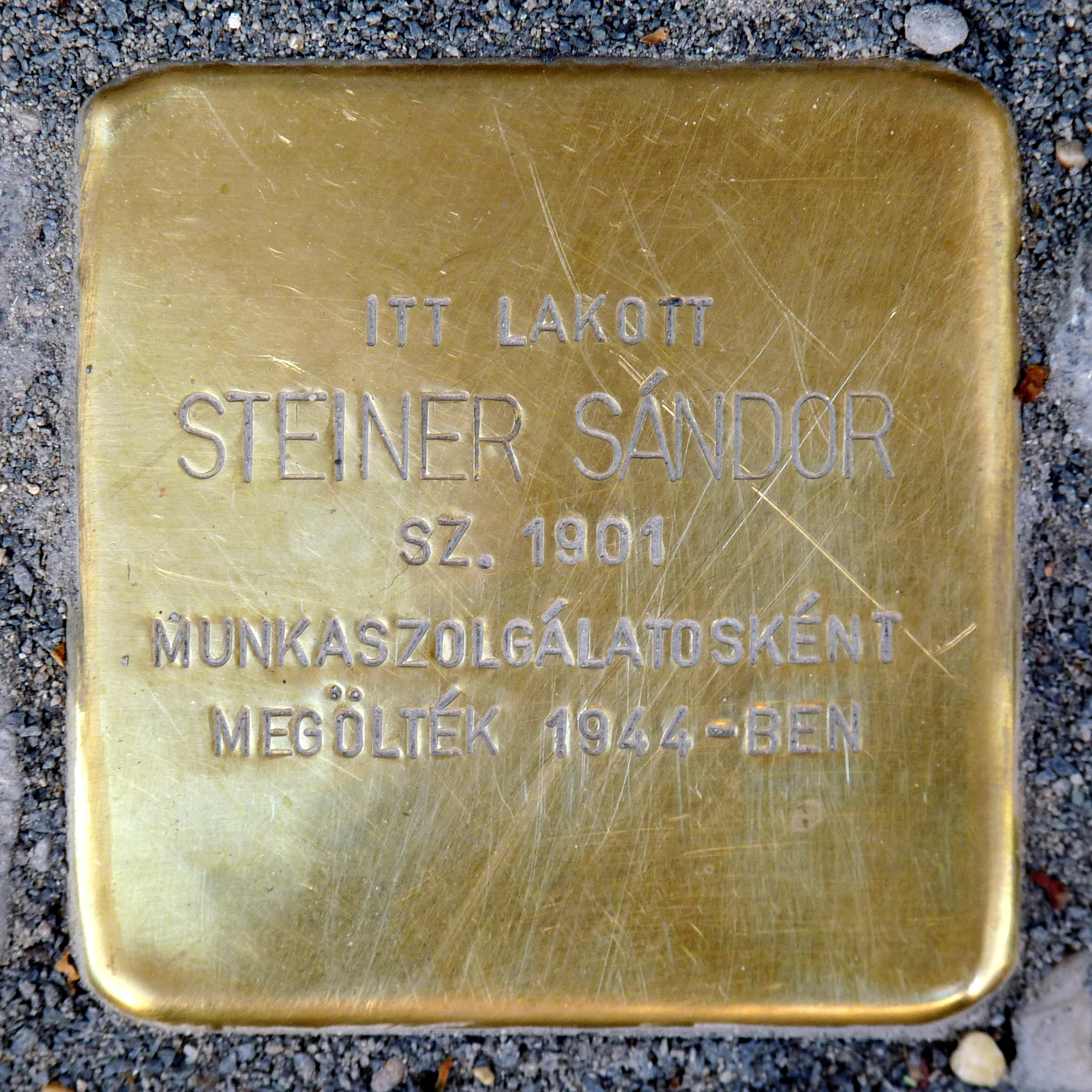
Steiner Sándor, Kresz Géza utca 18.
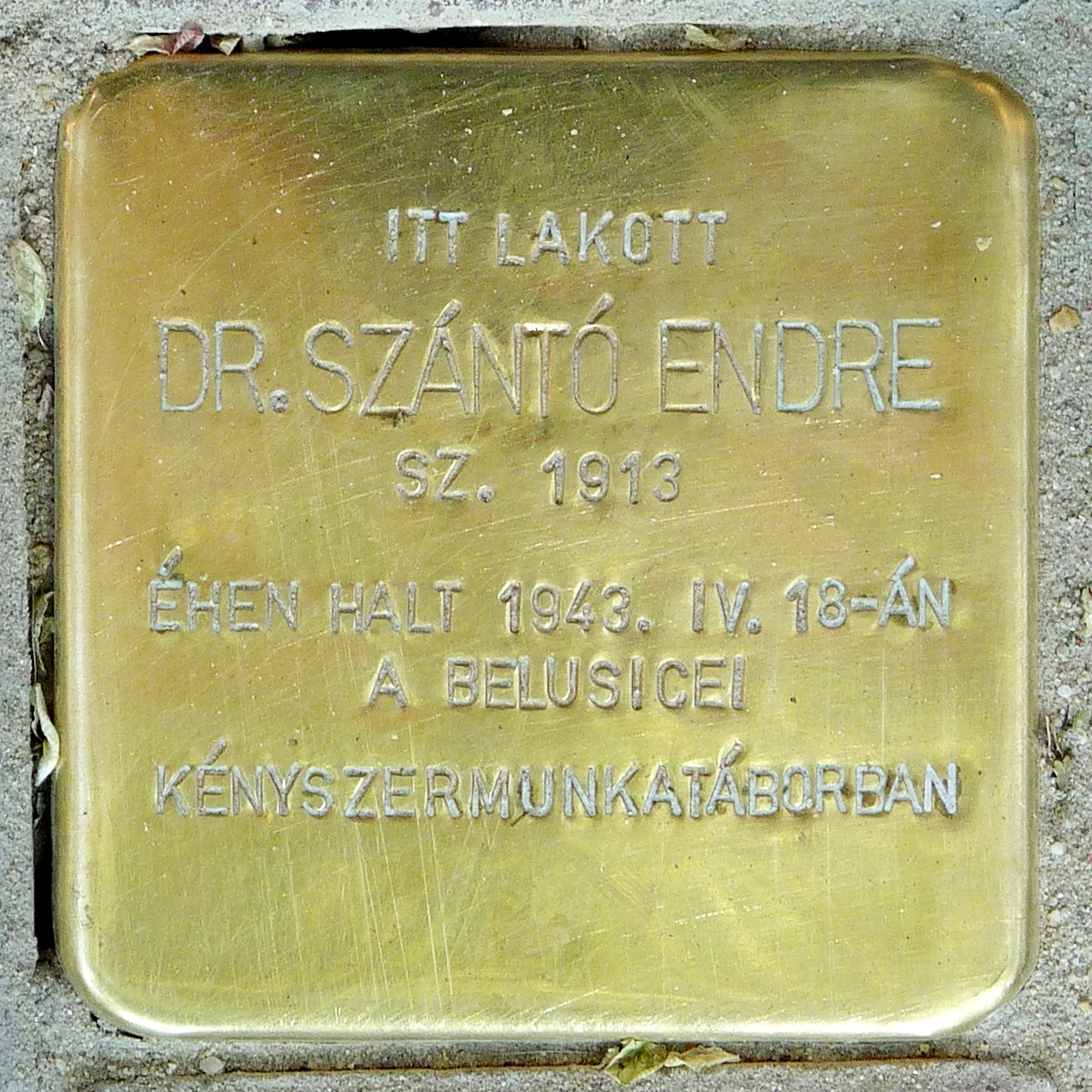
Szántó Endre, Pozsonyi utca 24.
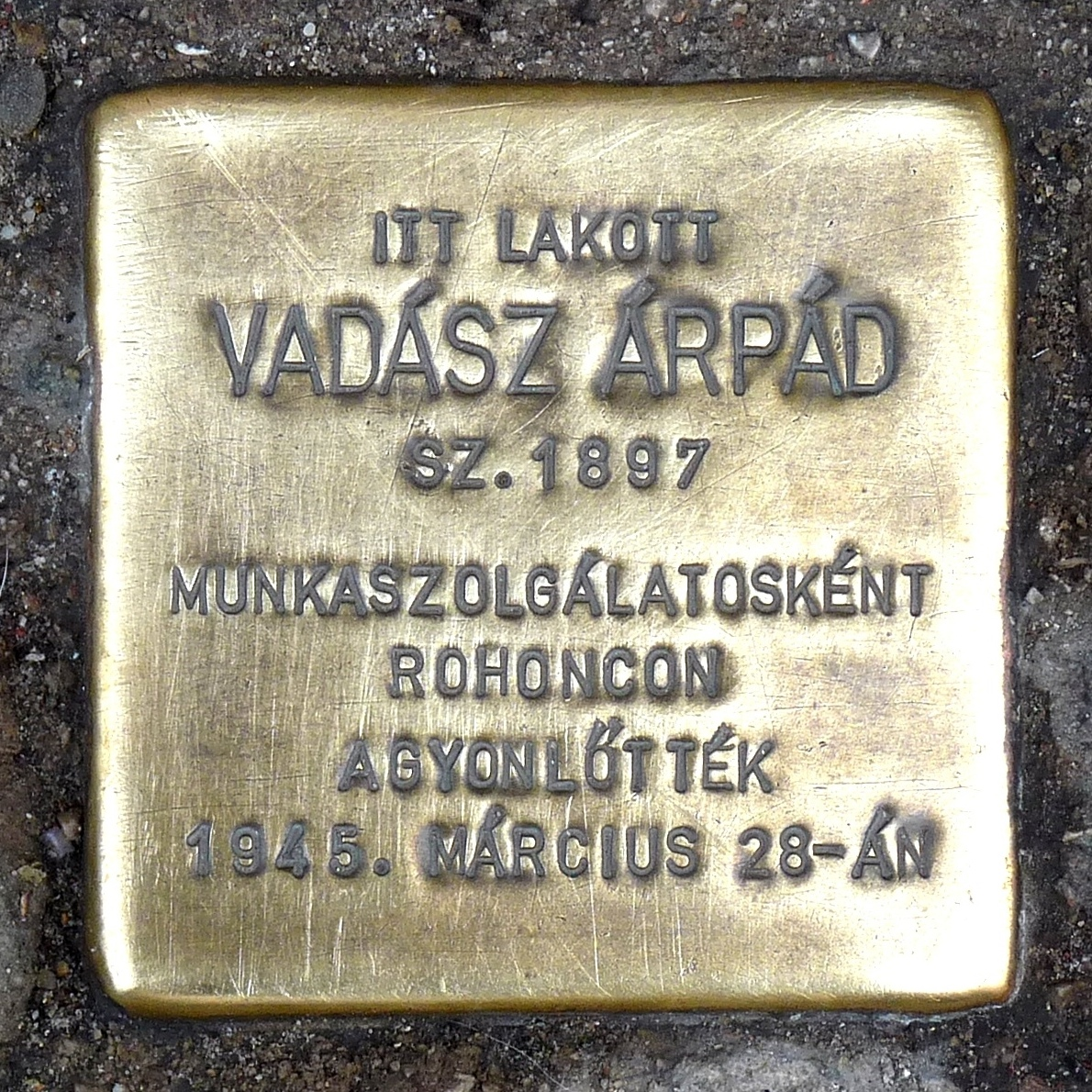
Vadász Árpád, Hollán Ernő utca 21/b.
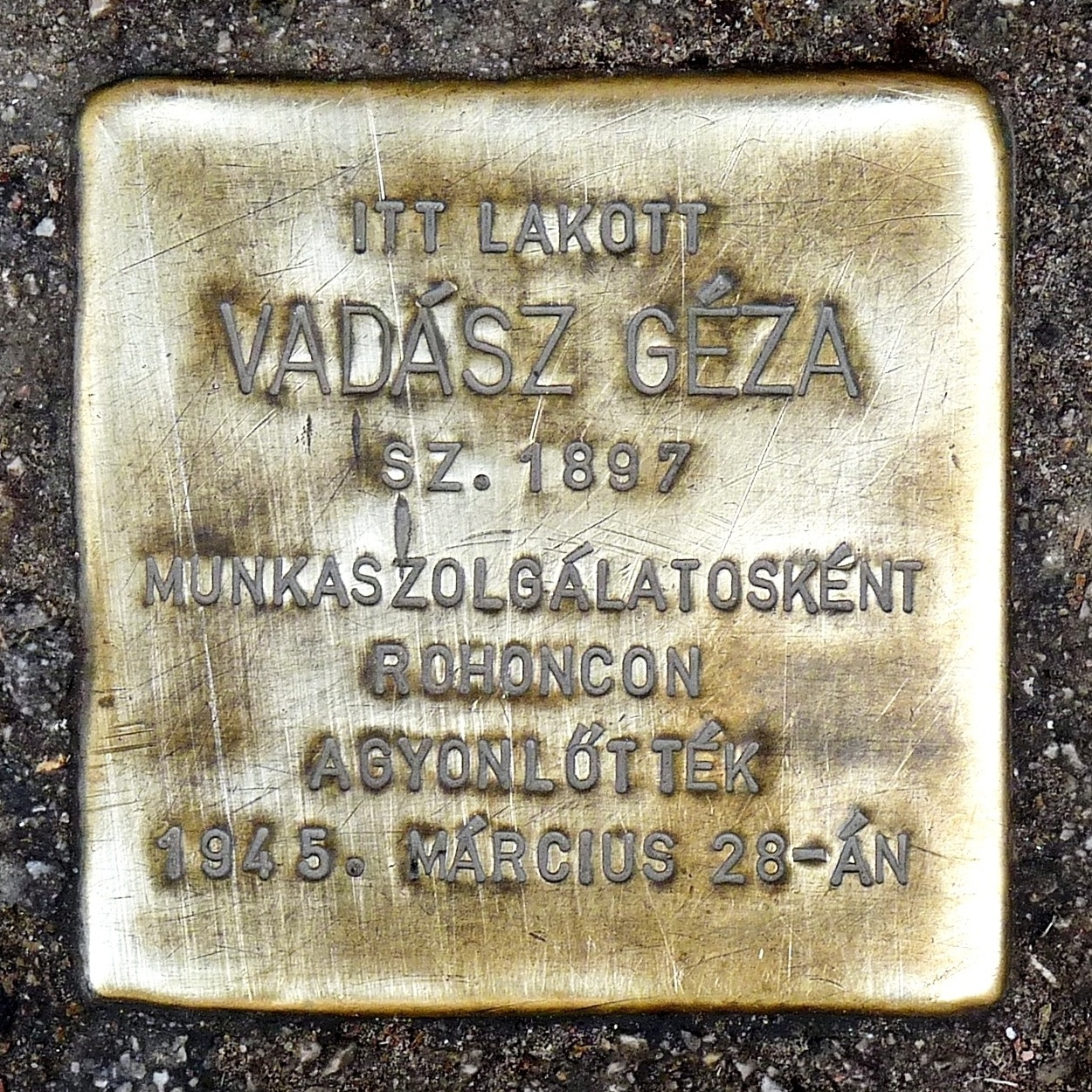
Vadász Géza,
Hegedűs Gyula utca 12.

## Utcaindex
| Babér utca (17/b.) Vigyázó Miklós (21.) Györe Imre Balzac utca (3/b.) Ács Ferenc és Ács Ferencné (20.) Serény Farkas (44/b.) Gárdos LászLó Károly (50/c.) svájci „védett ház” Béke tér (1.) Angyalföld-Floridsdorf testvérkerületek, Floridsdorf sétány (1/b.) Petrovácz Gyula, Uhlár Béla Borbély utca (5.) Dénes György Budai Nagy Antal utca (5.) Kapás Dezső és Káplár Éva Bulcsú utca (11.) Ganz Közlekedési Mérőműszerek Gyára (18-20.) Bokros Birman Dezső, Hincz Gyula, Pap Gyula, Vedres Márk (21/a.) Kassák Lajos (23/a.) Sas György Csanády utca (4/b.) Rózsa György (5.) Redő Ferenc, Vörös Rozália (12/a.) Márkus László (18.) Engel Miklós (21.) Golopencza Illés (22.) Popper Péter Cziffra György park (–) Cziffra György (zongoraművész) Debrecen park (–) Debrecen városa, Déryné köz (1.) Fodor Imre Dévai utca (22-24.) Berencsi György Ditrói Mór utca (1.) Ditrói Mór (2.) Ditrói Mór (3.) Hegedüs Géza Dózsa György út (53.) 1. honvéd felderítő zászlóalj hősei, Honvéd Sportoktatói Tanfolyam 50. évf. (55.) 2. világháború, zsidó áldozatok, Reich Aladár és Józan Vilma Dráva utca (12.) Bánovszky Miklós, Csernus Tibor, Csinszka (Boncza Berta), Márffy Ödön, Perlrott-Csaba Vilmos, Tihanyi Lajos Dunyov István utca (1.) Dunyov István (4.) Dunyov István Futár utca (16.) Eötvös József Gergely Győző utca (5.) Gergely Győző Gidófalvy utca (1.) Gidófalvy Lajos Gogol utca (27.) Papp Ferenc Gyöngyház utca (4.) Soós András Gyöngyösi sétány (1.) Gyöngyösi István Gyöngyösi utca (47.) Radics Béla (53.) Tatay Sándor Hegedűs Gyula utca (2.) Hegedűs Gyula (3.) Schweitzer József (8/b.) Buchsbaum Jolán, Hernádi Lajos, Maros Vilmos, Oser Nándor és neje (9.) Bauer Ferenc (12.) Vadász Géza (14.) Románné Goldzieher Klára (15.) Romhányi József (17.) Pető Tiborné (20.) Pataki Ferenc (24.) Békés Pál (29/b.) Salamon Béla (37.) Gellei Jenő (40.) Arató István (85.) Budapesti Általános Villamossági Rt. Herzen utca (1.) Alekszandr Ivanovics Herzen (3.) Somogyi Jenő (6.) svájci „védett ház” Hollán Ernő utca (1.) az újlipótvárosi nemzetközi gettó (2.) Hollán Ernő (3.) Bán Ferenc és neje, Gonda Hugóné (5.) Árva János (7/b.) Farkas József és neje (9.) Gartner Pálné (10.) Sulyok Mária (13–15.) Elekes Pál, Orosz Júlia (16.) svájci „védett ház” (20.) Neumann Andor (21/b.) Vadász Árpád (28.) Domján Edit (31.) Deák Ferenc (33.) Szabó Ferenc (37.) Blantz Sándor, Blantzné Kozlik Margit, svájci „védett ház” (41.) Harangozó Teri Victor Hugo utca (29.) Berán János (32.) vatikáni „védett ház” Hun utca (6.) Illyés Gyula Ipoly utca (1/A.) Szalka András Jakab József utca (5.) Fejes Endre Jász utca (102.) Tichy Lajos Jászai Mari tér (–) Margit híd (–) a nyilas rémuralom áldozatai (4/a.) Radnai György, Réz Pál (5.) Déry Tibor, Ferenczy Béni, Rába Lilla (6.) svájci „védett ház” Jéggyár utca (2.) Angyalföldi Műjéggyár Kádár utca (5.) Balázs Ödön és Balázs Ödönné (8.) Radnóti Miklós Karikás Frigyes utca (1.) Karikás Frigyes (2/a.) Ember Judit (3.) Hunyadi Mátyás Kárpát utca (7/b.) Erzsébet Gőzmalom Rt. bérháza, Pannónia gőzmalom (24.) Pap Vera Kassák Lajos utca (8.) Kassák Lajos (12.) Vágó Nelly (47.) Kilencház telep (48.) Papp László Katona József utca (9-11.) Sz. Burger Alice (21.) Richter Gedeon, Blau Vera (25.) Moldován Stefánia (26.) Szemes Mari (27.) Bakó Márta, Bence György, Gábor Miklós, Vámos László (28.) svájci „védett ház” (35.) Kellér Dezső (37.) Katona József Keszkenő utca (35.) Obersovszky Gyula Kresz Géza utca (8.) Jeckel Ferenc (16.) Bálint György (17.) Sándor Frigyes, Dénes Vera (18.) Steiner Sándor (36.) Reményi József (38.) Kresz Géza Tom Lantos sétány (–) Tom Lantos Lehel utca (4.) Lehel vezér (6.) Pozdech József harangfelszerelés-gyára Lomb utca (41.) Forrai Magániskola | Madarász Viktor utca (1.) Madarász Viktor (22–24.) Kemény Pál Margit-sziget (–) Árpád-házi Szent Margit (–) Békemérföldkő (–) Bodor Péter (–) Bródy Sándor, Kárpáti Aurél, Krúdy Gyula, Révész Béla és Szép Ernő (–) Hajós Alfréd (–) Hajós Alfréd kézjegye (–) Jámbor Vilmos (–) Soó Rezső (–) Zsigmondy Vilmos Máglya köz (1.) Miskolczi László (2.) Duray Tibor, Duschanek János, Radó Károly, Ridovics László, Szentiványi Lajos (3.) Blaskó János, Kalló Viktor, Kokas Ignác (4.) Kovács Ferenc, Magony Ida, Würtz Ádám Mosoly utca (36-38.) Havas Ferenc Népfürdő utca (18.) Róth Béla, Tóth Potya István Wessely János Népsziget (–) Újpesti vasúti híd újjáépítése Országbíró utca (52.) Géczi József Pannónia utca (13.) Móna István (15.) Ferenczi Krisztina (21.) Bächer Iván (36.) Alánt Oszkár, Mácsai István (44.) Rába György (50.) Kaszás Andor Pozsonyi út (1.) Kovács Margit, Radnóti Miklós, Radnóti Miklós (4.) svéd „védett ház” (7.) Hajdú Júlia (12.) Nádas Frigyes, Ury Ibolya (16.) Bányai Tamás (22.) Szomory Dezső (23.) Weiss Arthur (24.) Szántó Endre (25.) Bajor Nagy Ernő (32.) Nemeskürty István (33/a.) svájci „védett ház” (40.) Hatvany Lajos, Heltai Jenő, Kéthly Anna, Litván György, Major Tamás, Szabolcsi Bence (43.) Pataki Ferenc (44.) Dr. Tóth Szabolcs (53.) Wahrmann Mór (54.) svájci „védett ház” (58.) Bereczky Albert Radnóti Miklós utca (8–10.) Bellay László (11.) Mojzes Imre (19.) Gellért Oszkár (19/b.) Szatmári István (21/b.) Magyar Imre (38.) Hegyi György, Korányi Imre (40.) Bulla Elma (43.) svájci „védett ház” (45.) Radnóti Miklós Reitter Ferenc utca (1.) Reitter Ferenc (24/b.) 107/302. kisegítő munkásszázad Rózsafa utca (3.) Prof. Dr. Kiss János Röntgen utca (1.) Wilhelm Conrad Röntgen Szegedi út (58.) Ferjáncz Attila Szekszárdi utca (26.) Szusza Ferenc (30.) Az Első Osztrák Jutafonó és Szövőgyár Rt. 100 éves munkásháza Szent István körút (2.) Faludy György (8.) Ungár Margit (16.) Karczag György, Szentléleky Tihamér (22.) Bánhidi László, Kocsis Zoltán (30.) Domán István Szent István park (4.) Kazimir Károly és Takács Marika (14.) Fischer Annie és Tóth Aladár (15.) Dobozy Imre, svájci „védett ház” (16.) Fischer József és Pécsi Eszter (19.) Csűrös Karola, Horváth Ádám (23.) Lendvay Kamilló (25.) Tom Lantos (26.) Heller Ágnes (35.) Giorgio Perlasca (35.) Ángel Sanz Briz Tahi utca (14.) 1956-os forradalom, 1956-os angyalföldi mártírok (52.) Mikes György (58.) Matura Mihály Tátra utca (8.) Lares Humán Szolgáltató Kisszövetkezet (12/a.) Horvai István (16.) svéd „védett ház” (szükségkórház) (20/b.) Glaser Benő, Lőrinc György, Nagy József, Peyer Károly (23.) Hámory Imre (26.) Tóth Mihály (31.) Pogány Margit Teve utca (4.) Kopácsi Sándor Tomori utca (5.) Angyalföldi Szabó Zoltán, Tripolisz Turbina utca (6.) Jelenics József Tutaj utca (1/a.) szlovák munkások (7-11.) Manninger Miklós Tüzér utca (58.) Berzeviczy Gizella Újpesti rakpart (–) Holokauszt 50. évfordulója (5.) Sampaio Garrido és Teixeira Branquinho, portugál „védett ház” (7.) Kertész Erzsébet, svájci „védett ház” (11.) Horn Gyula Üteg utca (15.) Kaffka Margit Váci út (9–15.) ifj. Rajk László, Lehel Csarnok 20. évf. (16.) Kabos Gyula (21.) 130 év a közoktatásban és szakképzésben, Bolyai János Általános Gimnázium (34.) Komjáthy István, Szkárosi Endre (46/b.) Kerényi Miklós György, Kerényiné Kéri Margit (47/e.) Schlick-féle Vasöntöde és Gépgyár Rt. (48.) Első Magyar Gépgyár Rt. (91/b.) Tours-i Szent Márton és Flüei Szent Miklós-plébániatemplom (95.) Magyar Acérárúgyár (97.) Szepesi György (99.) Magyar Wolframlámpagyár Kremeneczky János Rt. (117-119.) Hirmann Ferenc, Burgos Júlia (132.) Dimitriosz Hadzisz (135-139) Tudor Accumulator-gyár Rt. (136/a.) Szabó Kálmán (140.) Berda József (143.) Podvinecz és Heisler Gépgyár (154.) Láng László, Heidrich Lajos, Bondár Ernő (168.) Első Magyar Csavargyár Rt. (169.) Vatea Rádiócső Gyár (183.) Csillag László (184.) Magyar Hajó- és Darugyár (191.) Kender-Juta és Politextil Gyár (201.) az első pesti lóvasút végállomása Visegrádi utca (3.) Forgács Antal (5/c.) Szántó Piroska és Vas István (19.) Link Richárd (23.) Muray Róbert (36.) Benedek Tibor (38/b.) Dr. Ádám György (40.) Déri János (43-45.) Szabó Zoltán (53.) Vidarény Iván Vőlegény utca (3/a.) Sánta Ferenc Raoul Wallenberg utca (4.) Szekeres György, Tátrai Vilmos (7.) Simon István, svéd „védett ház” (9.) Ladányi Ármin és neje (11.) Raoul Wallenberg |